# 銚子市
銚子市（ちょうしし）は、千葉県北東部の市。関東最東端に位置し、日本列島で最も早く初日の出を望む。全国屈指の水揚量を有する銚子漁港を擁し、国内最大規模の水産都市である。江戸時代元和年間より続く醤油の銘醸地でもあり、ヤマサ醤油・ヒゲタ醤油を中心に醤油産業の一大集積地を形成している。1933年（昭和8年）に市制を施行した東総地域の中核都市である。

## 概要

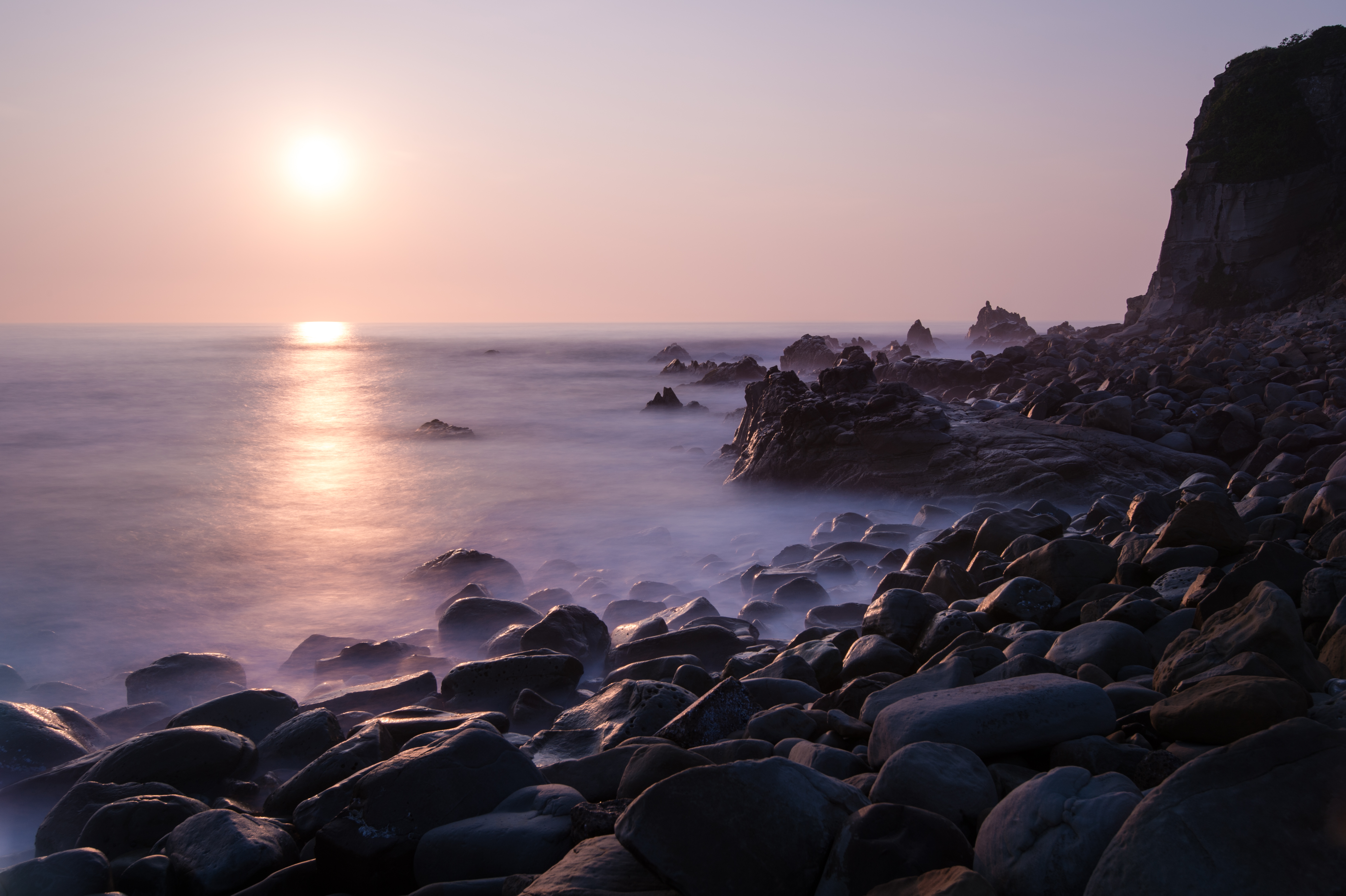
犬吠埼からの日の出

太平洋に突き出した半島状の地形をなし、三方を海に囲まれており、日本列島で最も早く初日の出を望む街である。関東地方の最東端であり、江戸時代には「ほととぎす銚子は国のとっぱずれ」の句が詠まれた。北側は日本最大の流域面積を有する大河利根川が流れ、銚子から太平洋に注いでいる。沖合には黒潮と親潮が交わる天然の好漁場が広がり、特定第3種漁港である銚子漁港は、日本各地から漁船が集結する水産物流通基地として活況を呈し、全国屈指の水揚量を有している。漁港後背地には、水産会社、水産問屋・仲買業者、水産加工場、冷凍冷蔵施設、製氷貯氷施設、関連運送業者・鉄工所・造船所等が集積し、国内最大規模の流通・加工機能を有しており、全国の消費地と直結可能な地理的優位性もあって、名実共に日本随一の水産都市として発展している。銚子沖で手釣りによって漁獲される「銚子つりきんめ」は、千葉ブランド水産物第1号に認定された高級魚である。魚市場周辺の商店街には、鮮魚店や老舗寿司店が点在している。江戸時代元和年間に創始され、関東風濃口醤油が発祥した醤油の銘醸地でもあり、街の中心部には、全国トップクラスの大手醤油メーカーであるヤマサ醤油（業界2位）、ヒゲタ醤油（業界4位）の主力工場が立地し、製造品出荷額800億円を超える醤油産業の一大集積地を形成している。各社では、蓄積されたバイオテクノロジー技術を応用し、医薬品・化成品等の研究開発を進めている。こうした高い産業集積力を背景に千葉県東総地域の中核都市として発展しており、公共交通の拠点である銚子駅を中心として、国・県の出先機関、金融機関、商業・業務施設等の高次都市機能が集中し、千葉県東部で最大規模の人口集中地区・商業集積地区を形成している。また、銚子市の財政力指数は千葉県東部において最も高い水準にある。
銚子は江戸時代、東廻海運と利根川水運の中継港として栄え、紀州移民によって上方から伝えられた鰯漁や醤油醸造の隆盛により、東国屈指の港湾都市へと発展した。坂東三十三観音札所である飯沼観音を中心として、花街や興行街も発達した。幕末には、豊漁を祝う民謡「銚子大漁節」が川口明神に奉納されている。明治以降は、犬吠埼灯台や銚子測候所、日本初の無線電信局である銚子無線電信局が建設され、さらに蒸気船の就航や総武本線・成田線・銚子遊覧鉄道の開通によって、交通・通信の近代化が進んだ。また、図書館・映画館・カフェー等の文化娯楽施設も充実した。大正末期から近代漁港の建設が進む中で、1933年（昭和8年）には、本銚子町・銚子町・西銚子町・豊浦村が合併して市制を施行し、千葉市に次ぐ千葉県第2の市として銚子市が発足した。次いで、高神村・海上村の合併が実現した。
太平洋戦争中、数度の空襲で市街地は焦土と化し、戦後の戦災復興事業により、幹線道路を軸とした近代都市として再建された。また、船木村・椎柴村・豊里村・豊岡村の編入により、市域・人口規模は大幅に拡大した。高度経済成長期には、銚子大橋の開通、銚子漁港の大型基地化、名洗港臨海工業地域の造成、食品加工業の発展、海岸地域の観光開発、豊里ニュータウンの建設等が進み、各種の都市基盤施設も整えられた。平成に入ってからは「総合保養地域整備法」に基づく「房総リゾート地域整備構想」の重点整備地区として、観光施設や広域幹線道路の整備、市街中心部の景観整備が実施された。名洗港は国の「海洋性レクリエーション拠点港湾」に指定され、千葉県最大の収容能力を有するマリーナを中心とした外洋マリンリゾート拠点として開発されている。2025年（令和7年）4月現在においては、千葉県内初となる保育料・給食費の完全無償化等の子育て支援拡充に加え、多極ネットワーク型コンパクトシティの構築による持続可能な都市形成が推進されている。
銚子半島は水郷筑波国定公園に指定された景勝地であり、太平洋の怒濤が逆巻く犬吠埼、「東洋のドーバー」と称される断崖絶壁が続く屏風ヶ浦、日本の渚百選に選定された君ヶ浜、北総最高峰の愛宕山等、多様な自然景観が連なる観光都市である。漁港に面した碁盤目状の区割が残る外川の町並みは、「北総四都市江戸紀行・江戸を感じる北総の町並み」として日本遺産に認定されている。犬吠埼には化石海水の源泉が湧出し、海岸沿いに宿泊施設が建ち並んで犬吠埼温泉郷を形成している。毎年8月には、銚子の夏の風物詩である「銚子みなとまつり」が開催され、利根川河畔の花火大会、銚子銀座通りの神輿巡幸、伝統芸能「はね太鼓」の演舞が行われて銚子の街は祭り一色となる。年間約250万人の観光客が訪れ、東京・銚子間には特急列車「しおさい」が運行されている。港町の佇まいや海岸風景は多くの映画・テレビドラマのロケ地となっており、「銚子フィルムコミッション」が情報提供と支援活動を行っている。銚子市では、豊富な地域資源や立地条件を活用したシティプロモーションの展開により、移住・定住や長期滞在・交流型ワーケーションを促進している。
英国人技師リチャード・ブラントンの設計により、19世紀中頃の1874年（明治7年）に初点灯した犬吠埼灯台は、現役の第1等灯台としては国内最古の西洋式灯台であり、北太平洋航路のための最初の灯台として近代海上交通史上価値が高く、国の重要文化財・近代化産業遺産に指定されている。日本の灯台50選・世界灯台100選にも選ばれており、参観者数は国内の灯台の中で最多である。造営にあたっては国産煉瓦約19万枚が使用され、耐震性を高めるため、世界でも稀な二重壁構造が採用された。1910年（明治43年）に建設された霧信号所は、鉄造ヴォールト屋根の霧笛舎としては最大のもので、国産鉄材を使用した国内最古の建造物である。
風光明媚な景観から、江戸時代には数々の文人墨客が磯巡りに訪れ、文学作品や絵画の題材となった。明治時代の鉄道開通後は避暑客や海水浴客が増加し、東京近郊の別荘地として発展を遂げた。伏見宮別邸「瑞鶴荘」が造営されたほか、著名な文化人も避暑に訪れ、海辺の旅館や貸別荘に滞在して執筆活動を行った。竹久夢二の代表詩「宵待草」の詩想は、明治末期の海鹿島海岸で生まれている。作家・国木田独歩の出生地であり、海鹿島海岸の松林には「なつかしきわが故郷は何処ぞや 彼処にわれは山林の児なりき」を刻んだ碑が建てられている。
銚子は古くから野球が盛んであり、木樽正明や篠塚和典をはじめ、数多くのプロ野球選手を輩出している。1900年（明治33年）創立の千葉県立銚子商業高等学校は、春8回、夏12回という千葉県最多の甲子園出場記録を保持する高校野球の名門校である。黒潮打線の異名を取り、1965年（昭和40年）と1995年（平成7年）に準優勝、1974年（昭和49年）に全国優勝を果たしている。
銚子半島は千葉県唯一のジオパーク認定地であり、日本列島の地質構造を二分する東北日本と西南日本の境界断層付近に位置している。東関東唯一の古生代基盤岩の露出地であり、愛宕山を中心とする中生代ジュラ紀層は千葉県最古の地質体である。この上部には中生代白亜紀層が堆積し、特に犬吠埼の白亜紀浅海堆積物は国の天然記念物に指定され、アンモナイト等の化石を多産する。これらを覆う新生代第三紀層は、日本列島形成期の溶岩流と海成シルト岩から構成され、銚子周辺の火山活動を示す古銅輝石安山岩も見られる。新生代第四紀層の堆積構造が観察される屏風ヶ浦は、国の名勝及び天然記念物に指定されている。
銚子の年間平均気温は15度、最高気温と最低気温の差は6度前後であり、夏涼しく冬暖かい快適な気候である。近海には20種を超える野生のイルカやクジラが生息しているほか、利根川河口付近は世界有数のカモメ探鳥地となっている。ミネラルを豊富に含んだ土壌と温暖な気候を生かした農業も盛んであり、主にキャベツやダイコン等の露地野菜が栽培され、首都圏における生鮮野菜の供給基地となっている。銚子の春キャベツは「灯台キャベツ」と名付けられたブランド野菜であり、生産量は全国1位である。銚子メロンは糖度の高さが特徴で、第16回日本農業賞を受賞している。
2020年（令和2年）7月、「再エネ海域利用法」に基づき、銚子市沖が洋上風力発電事業の促進区域に指定され、2021年（令和3年）12月には促進区域における事業者として「千葉銚子オフショアウィンド」が選定された。銚子市は2021年（令和3年）2月、2050年（令和32年）までに温室効果ガスの排出量を実質ゼロにすることを目指す「ゼロカーボンシティ」を表明し、官民協働で再生可能エネルギーの導入を促進している。市では、「銚子市ゼロカーボンビジョン」に基づき、地域新電力「銚子電力株式会社」と連携した再生可能エネルギーの地産地消システム（マイクログリッド）の構築、ICTを活用した漁場の可視化や藻場の育成による海洋環境の保全、AI（人工知能）やロボットを活用したスマート農業の推進、災害時の移動電源としても活用されるEV・PHEV・FCVの市内導入、都市緑化やブルーカーボン生態系による二酸化炭素吸収源対策等を進め、豊かな自然環境と共生したエネルギー産業の先端都市の実現を目指している。

## 地理

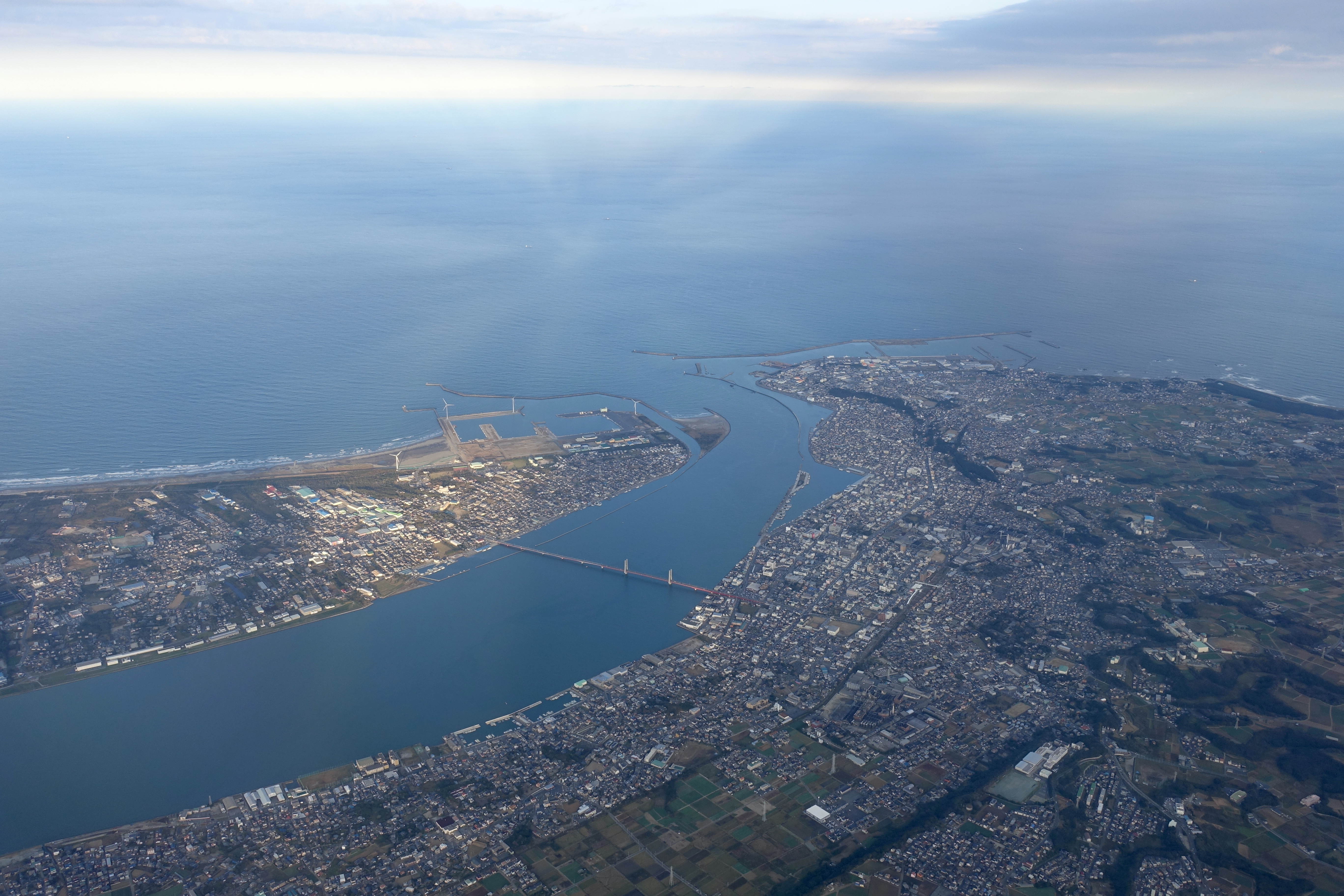
利根川河口と銚子市街地

銚子市は東経140度49分、北緯35度44分に位置し、千葉県の最東端、また関東平野の最東端に当たる。東京からは東に約100キロメートルの距離にある。利根川が太平洋に注ぐ河口に位置し、北は利根川を隔て茨城県と相対し、南西が九十九里浜に連なるほかは、太平洋に面している。こうした地形から、面積と比較してその海岸線（一部川岸）は非常に長い。

### 地形
銚子市の地形は、名洗の谷を境として、東の半島部と西の本土部とに分けられる。半島部は西から東へ太平洋に突き出し、平坦な台地状をなしている。平坦面上の中央南寄りに海抜73.6メートルの愛宕山があり、続いて35メートル級の丘陵となり、東は太平洋に向かって緩やかに傾斜し、西は名洗の谷を隔て、本土部の台地に面している。海岸は荒波に浸食されて断崖をなし、また幾多の岩礁や砂浜と変化の多い景観を形成している。
本土部は下総台地が西方から延びる丘陵地帯と総武本線北側の利根川沿いの低地帯に分かれ、丘陵地帯の谷津には耕作水田が営まれている。本土部の三角形の北辺の利根川に沿った総武本線までの幅約1.5キロメートルにわたる沖積地は、標高10メートル以下の平坦な低地帯で、ここに市街地が形成され銚子市の中枢地区となっている。また南の丘陵側には水田が拓かれている。半島部の犬若から名洗を経て本土部に続く海岸線は、高さ40メートルから58メートルの屏風ヶ浦の絶壁で、太平洋の波浪の海食作用により海岸線が大きく後退したものである。

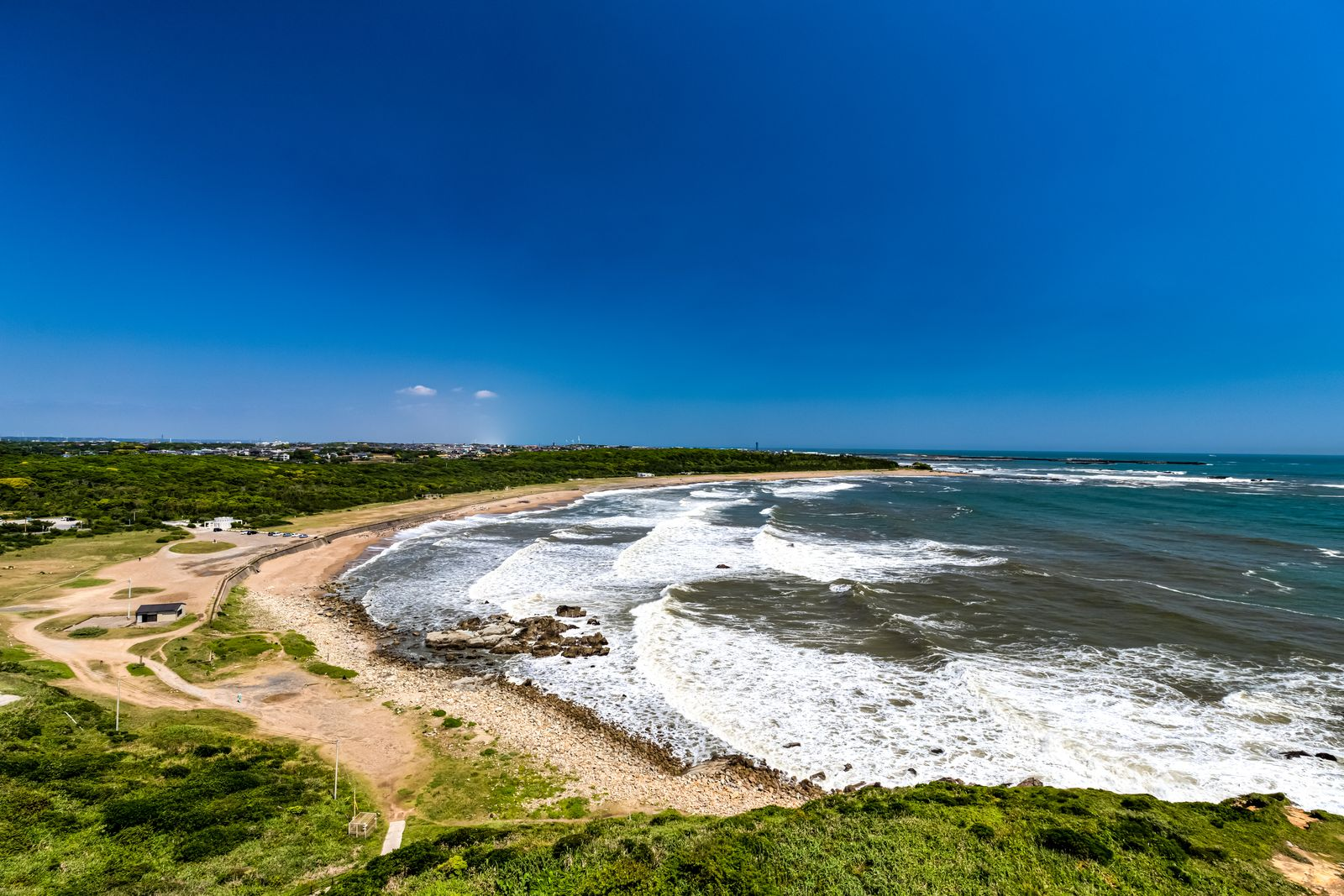
君ヶ浜
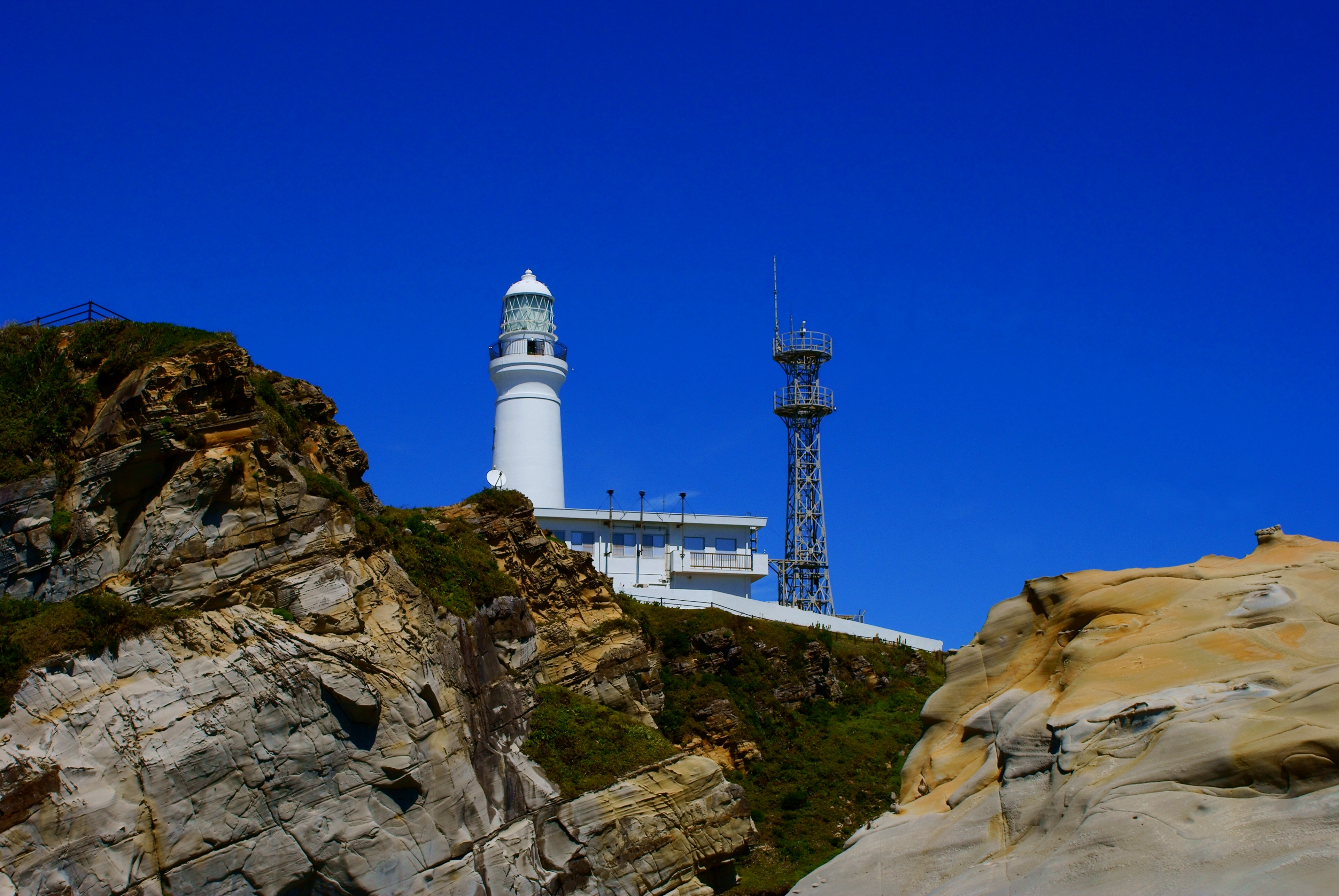
犬吠埼
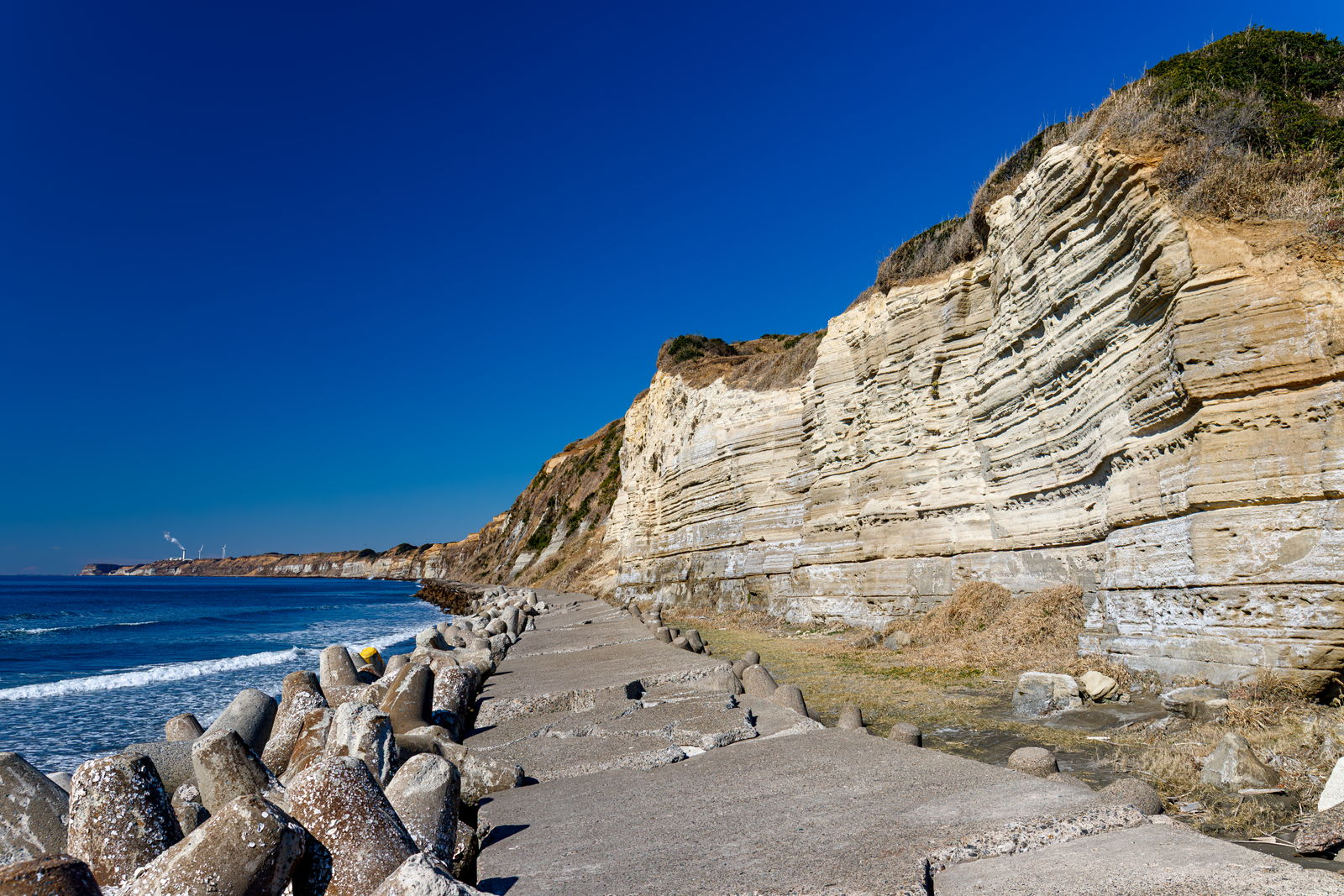
屏風ヶ浦
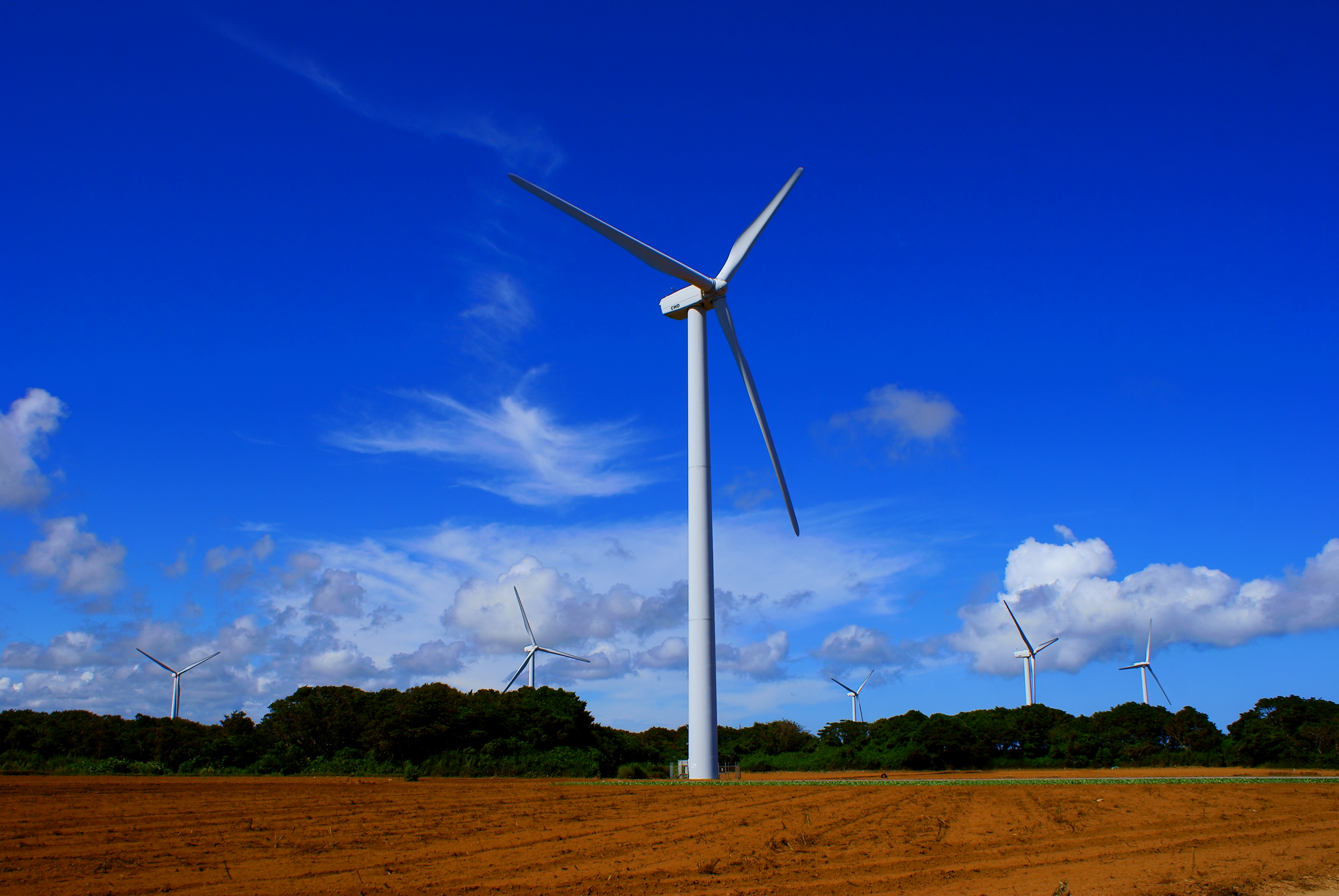
下総台地

### 地質

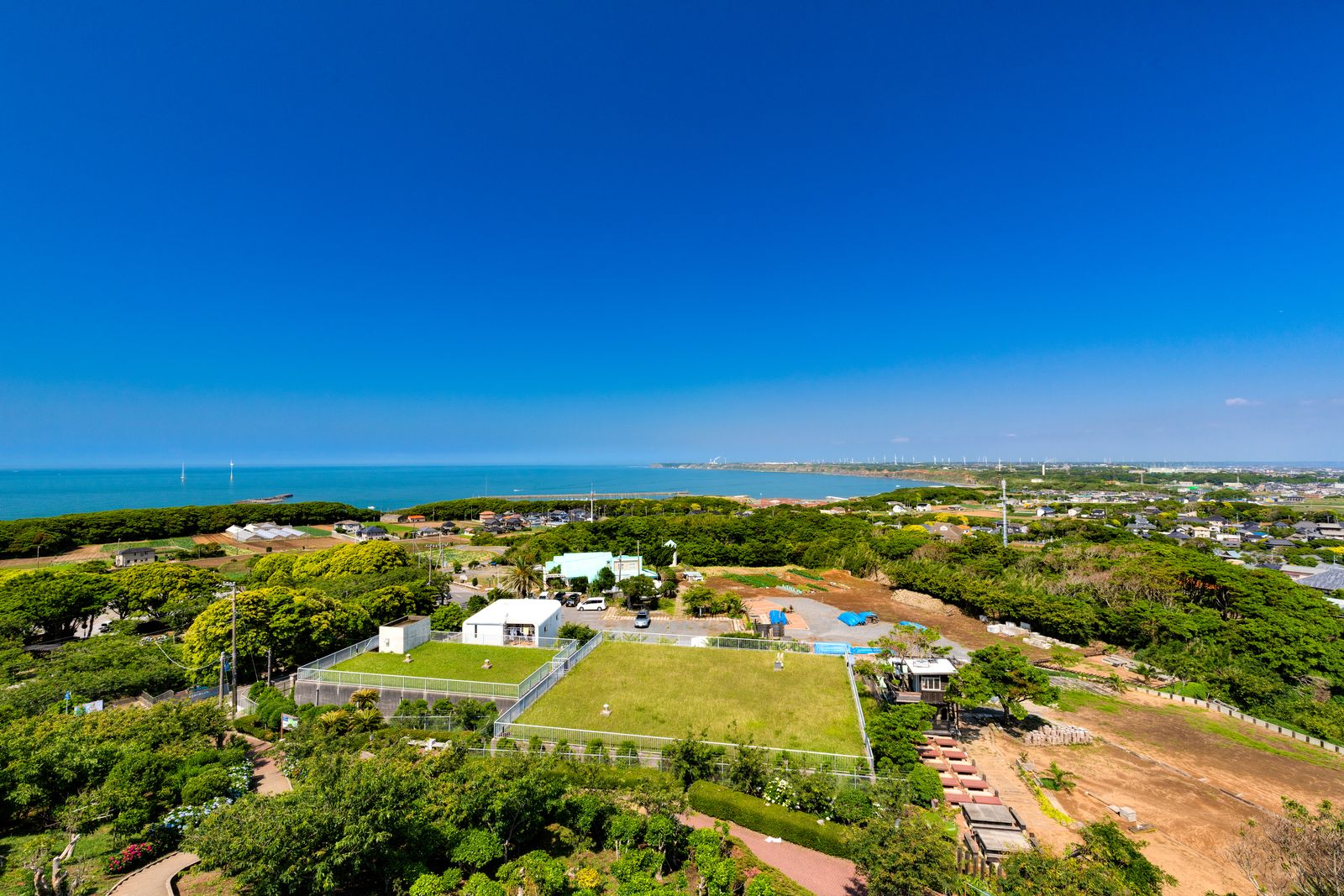
愛宕山眺望

銚子市は東関東唯一の古生代基盤岩の露出地で、日本列島の地質構造を二分する「東北日本」と「西南日本」の境界断層付近に位置している。半島部には、中生代ジュラ紀層、中生代白亜紀層、頑火輝石安山岩を基底とする新生代第三紀層、第四紀層が存在する。本土部は下総台地を形成し、新生代の地層以外に古い地層は見られない。愛宕山を中心とするジュラ紀層は、新生代には白亜紀層と共に島状の地形をなしていた。本土方面の第三紀層は、この島の西側の海に堆積し、西方に向かって緩やかに傾斜しながら地層を重ねている。
中生代ジュラ紀層（愛宕山層群）は、犬若岬・千騎岩・愛宕山に露出する。角岩・粘板岩・硬砂岩・紡錘虫石灰岩からなる付加体で、硬砂岩が最も多量である。中生代白紀層（銚子層群）は、黒生海岸から海鹿島・犬吠埼・長崎を経て外川地区の東端に露出している。礫岩・砂岩・頁岩からなり、砂岩はかつて「銚子石」として犬吠埼灯台付近で採掘された。犬吠埼の白亜紀浅海堆積物は国の天然記念物に指定されており、アンモナイト・三角貝等の化石を多産する。これらを覆う頑火輝石安山岩が僅かに分布し、利根川河口、夫婦ヶ鼻南海岸、長崎鼻宝満に露出する溶岩流（千人塚層）、夫婦ヶ鼻付近に露出する海成シルト岩（夫婦ヶ鼻層）がある。いずれも日本列島形成期の地層で、一部は「古銅輝石安山岩保存公園」に保存展示されている。また、千人塚層からはサメの歯やクジラの骨の化石を産出する。第四紀層は屏風ヶ浦の海食崖において観察され、下位から犬吠層群、香取層、関東ローム層に区分される。なお、屏風ヶ浦は2016年（平成28年）3月に国の名勝及び天然記念物に指定されている。
2012年（平成24年）9月には、銚子市全域が「銚子ジオパーク」として千葉県初の日本ジオパークに認定され、「銚子ジオパーク推進協議会」を中心とした教育活動や環境整備・保全活動が推進されている。2018年（平成30年）9月には、台湾野柳地質公園との間で交流促進協定が締結された。市内の拠点施設としては、銚子ジオパークビジターセンター（犬吠埼）、銚子ジオパークミュージアム（八木町）が設置されている。

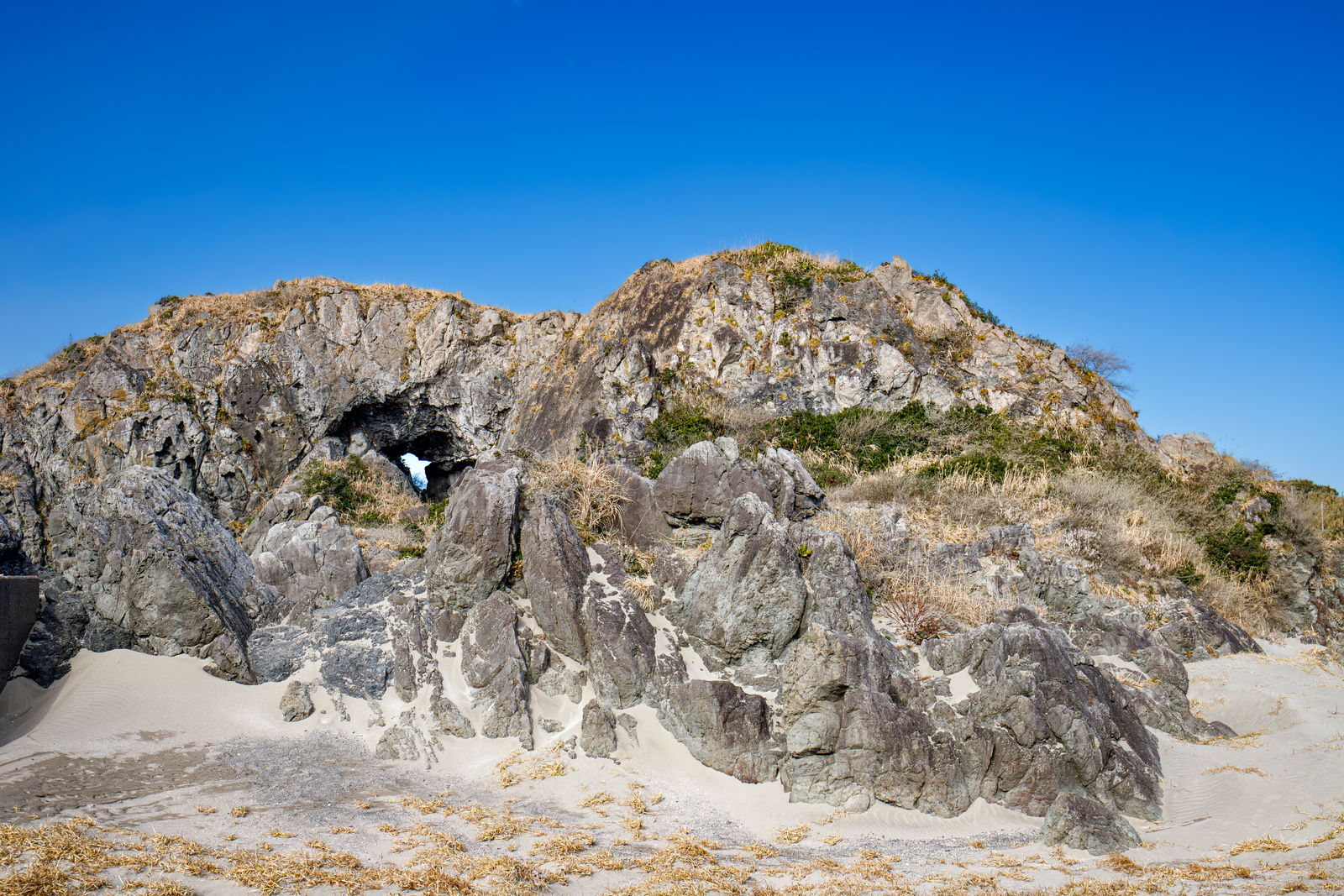
千騎ヶ岩
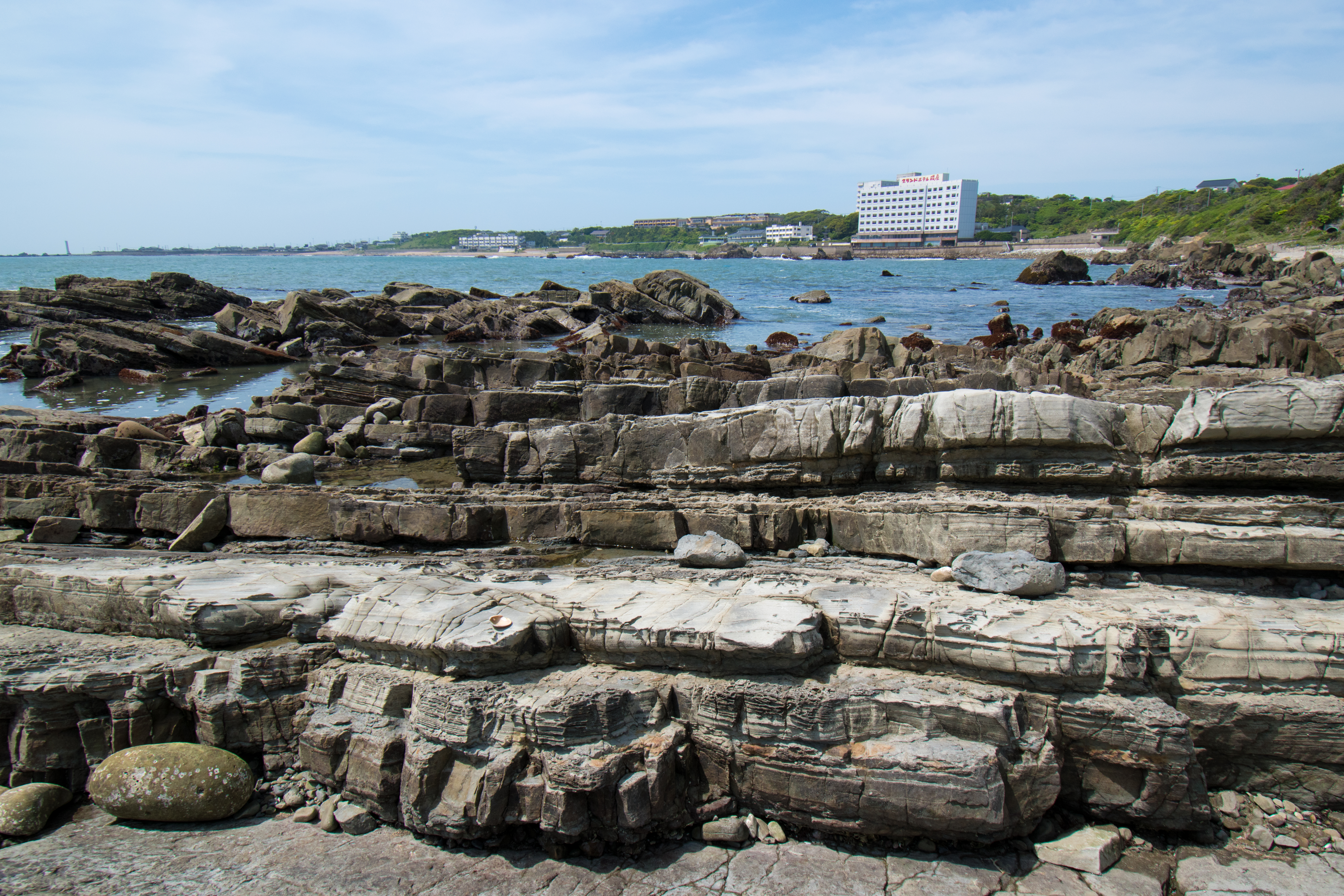
犬吠埼の白亜紀浅海浅海堆積物
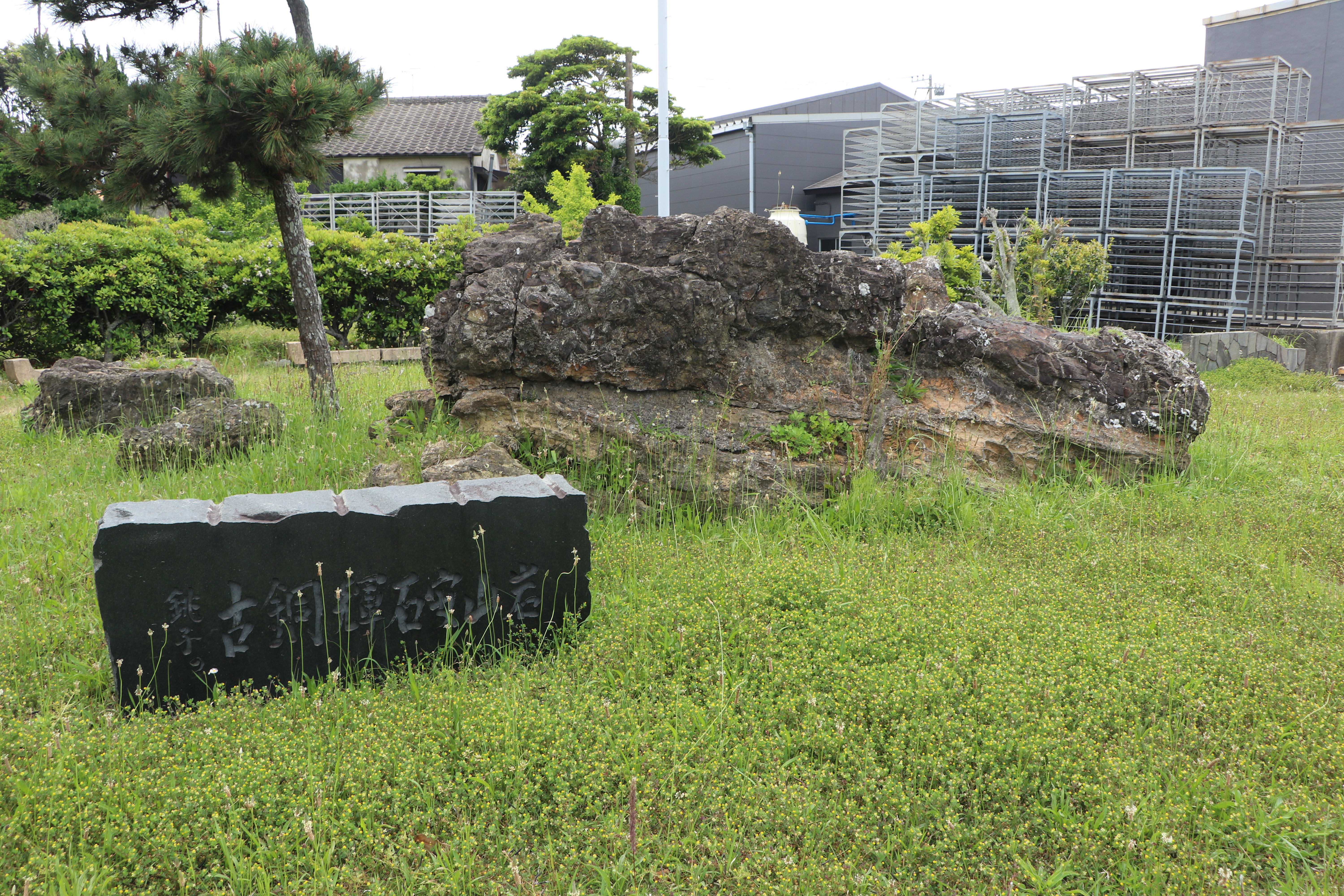
古銅輝石安山岩保存公園

### 土地利用

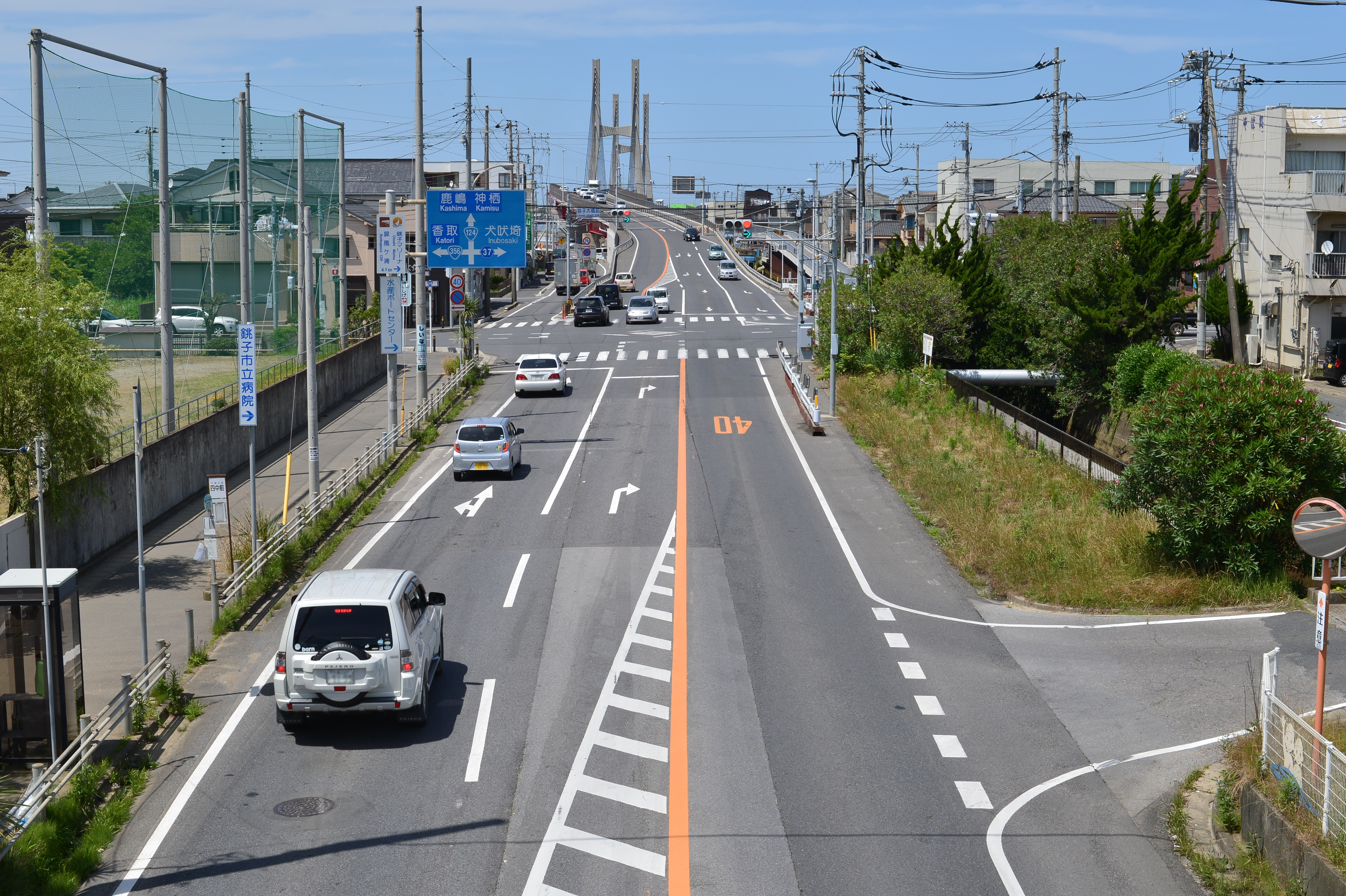
銚子大橋前交差点

銚子市の主要な市街地は2020年（令和2年）国勢調査による人口集中地区が当たり、利根川沿いに銚子駅・飯沼観音・銚子漁港を中心として形成された地区で、面積9.6平方キロメートル、人口31947人（総人口の約50パーセント）、人口密度1平方キロメートル当たり3338.2人となっている。市南部の外川漁港を中心とした地区にも人口が集中している。この2地区を連絡する主要道路・鉄道の沿線には、市街地の周辺部、高神地区等の集落があり、国道356号沿いとその南側の台地の一部には、海上・船木・椎柴・豊里の各地区の集落が形成されている。また、国道126号沿いには市街地の周辺部を経て豊里地区の集落がある。
商業地は市街地内に住居地と混在しているほか、郊外の国道126号沿いに大型商業施設が立地している。工業地は醤油製造等の工場が内陸部に、造船・機械製造修理・缶詰製造・水産加工等の工場が利根川沿岸・銚子漁港周辺に立地しているほか、名洗港臨海工業団地、銚子漁港域内の水産加工団地、小浜工業団地等がある。農業地は、利根川沿岸の平地水田地帯と東部・南西部の丘陵性台地畑地帯からなり、その面積は2540ヘクタールで、市域面積の約30パーセントを占めている。このうち農業振興地域は6868ヘクタール、農用地区域は2109ヘクタールである。
銚子市は、2019年（平成31年）3月策定の「銚子市総合計画基本構想」に土地・周辺海域利用方針を示しており、基本方針は「まちの賑わいを育み、人や自然にやさしいコンパクトな都市構造への展開と地域の特性を生かした土地利用の推進」とされている。各種の個別法等による規制としては、「自然公園法」に基づいて、川口町から犬吠埼を経て屏風ヶ浦に至る太平洋沿岸部の陸域・海域一帯と四日市場町から上流の利根川沿いの陸域・水域一帯が水郷筑波国定公園の第二種特別地域第三種特別地域として指定されている。また、「千葉県立自然公園条例」に基づく屏風ヶ浦一帯と七ツ池を含む内陸丘陵部が千葉県立九十九里自然公園普通地域に指定されている。このほか、猿田神社周辺の森は千葉県郷土環境保全地域に指定されている。

### 気候

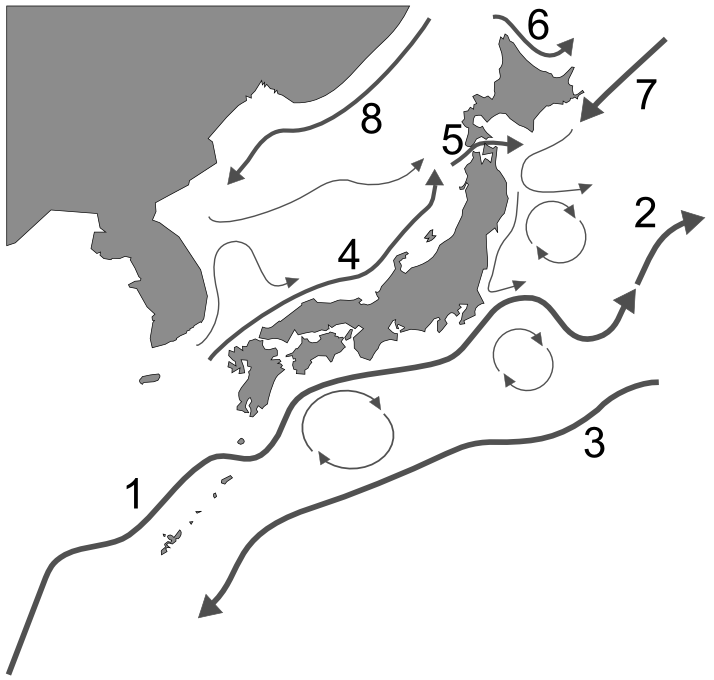
日本列島近海の海流
1.黒潮 2.黒潮続流 3.黒潮再循環流 4.対馬暖流 5.津軽暖流 6.宗谷暖流 7.親潮 8.リマン寒流

銚子市は太平洋に突出して三方を海と川に囲まれ、沖合が黒潮（暖流）と親潮（寒流）の交錯地点であることから、夏涼しく冬暖かい海洋性気候である。年平均気温は約15度、最高気温と最低気温の差は6度前後で、降雪・降霜の少ない地域となっている。湿度は年平均75パーセント前後で、夏に高く冬は低い。年間降水量は1700ミリメートル以上あり、千葉県内でも雨や霧が多い。また、年間を通じて風が強く、一日の中で風向の変転が急激である。この気候が良質の醤油を生んだ素因であり、また、寒暖流の交錯地点である沖合は全国屈指の好漁場となっている。
| 銚子市川口町（銚子地方気象台、標高20m）の気候           | 銚子市川口町（銚子地方気象台、標高20m）の気候 | 銚子市川口町（銚子地方気象台、標高20m）の気候 | 銚子市川口町（銚子地方気象台、標高20m）の気候 | 銚子市川口町（銚子地方気象台、標高20m）の気候 | 銚子市川口町（銚子地方気象台、標高20m）の気候 | 銚子市川口町（銚子地方気象台、標高20m）の気候 | 銚子市川口町（銚子地方気象台、標高20m）の気候 | 銚子市川口町（銚子地方気象台、標高20m）の気候 | 銚子市川口町（銚子地方気象台、標高20m）の気候 | 銚子市川口町（銚子地方気象台、標高20m）の気候 | 銚子市川口町（銚子地方気象台、標高20m）の気候 | 銚子市川口町（銚子地方気象台、標高20m）の気候 | 銚子市川口町（銚子地方気象台、標高20m）の気候 |
| 月                                                      | 1月                                           | 2月                                           | 3月                                           | 4月                                           | 5月                                           | 6月                                           | 7月                                           | 8月                                           | 9月                                           | 10月                                          | 11月                                          | 12月                                          | 年                                            |
| ------------------------------------------------------- | --------------------------------------------- | --------------------------------------------- | --------------------------------------------- | --------------------------------------------- | --------------------------------------------- | --------------------------------------------- | --------------------------------------------- | --------------------------------------------- | --------------------------------------------- | --------------------------------------------- | --------------------------------------------- | --------------------------------------------- | --------------------------------------------- |
| 最高気温記録 °C （°F）                                  | 23.6 (74.5)                                   | 24.0 (75.2)                                   | 23.3 (73.9)                                   | 25.9 (78.6)                                   | 29.5 (85.1)                                   | 32.0 (89.6)                                   | 34.8 (94.6)                                   | 35.9 (96.6)                                   | 33.7 (92.7)                                   | 30.6 (87.1)                                   | 25.4 (77.7)                                   | 23.4 (74.1)                                   | 35.9 (96.6)                                   |
| 平均最高気温 °C （°F）                                  | 10.1 (50.2)                                   | 10.3 (50.5)                                   | 12.8 (55)                                     | 17.0 (62.6)                                   | 20.5 (68.9)                                   | 23.0 (73.4)                                   | 26.6 (79.9)                                   | 28.6 (83.5)                                   | 25.9 (78.6)                                   | 21.5 (70.7)                                   | 17.3 (63.1)                                   | 12.7 (54.9)                                   | 18.9 (66)                                     |
| 日平均気温 °C （°F）                                    | 6.6 (43.9)                                    | 6.9 (44.4)                                    | 9.7 (49.5)                                    | 13.8 (56.8)                                   | 17.4 (63.3)                                   | 20.2 (68.4)                                   | 23.5 (74.3)                                   | 25.5 (77.9)                                   | 23.4 (74.1)                                   | 19.2 (66.6)                                   | 14.4 (57.9)                                   | 9.3 (48.7)                                    | 15.8 (60.4)                                   |
| 平均最低気温 °C （°F）                                  | 2.9 (37.2)                                    | 3.3 (37.9)                                    | 6.4 (43.5)                                    | 10.7 (51.3)                                   | 14.8 (58.6)                                   | 17.9 (64.2)                                   | 21.2 (70.2)                                   | 23.3 (73.9)                                   | 21.3 (70.3)                                   | 16.8 (62.2)                                   | 11.1 (52)                                     | 5.7 (42.3)                                    | 13.0 (55.4)                                   |
| 最低気温記録 °C （°F）                                  | −6.2 (20.8)                                   | −7.3 (18.9)                                   | −4.3 (24.3)                                   | −0.2 (31.6)                                   | 4.3 (39.7)                                    | 10.2 (50.4)                                   | 13.0 (55.4)                                   | 15.9 (60.6)                                   | 11.2 (52.2)                                   | 4.5 (40.1)                                    | −1.3 (29.7)                                   | −4.6 (23.7)                                   | −7.3 (18.9)                                   |
| 降水量 mm （inch）                                      | 105.5 (4.154)                                 | 90.5 (3.563)                                  | 149.1 (5.87)                                  | 127.3 (5.012)                                 | 135.8 (5.346)                                 | 166.2 (6.543)                                 | 128.3 (5.051)                                 | 94.9 (3.736)                                  | 216.3 (8.516)                                 | 272.5 (10.728)                                | 133.2 (5.244)                                 | 92.9 (3.657)                                  | 1,712.4 (67.417)                              |
| 降雪量 cm （inch）                                      | 0 (0)                                         | 0 (0)                                         | 0 (0)                                         | 0 (0)                                         | 0 (0)                                         | 0 (0)                                         | 0 (0)                                         | 0 (0)                                         | 0 (0)                                         | 0 (0)                                         | 0 (0)                                         | 0 (0)                                         | 0 (0)                                         |
| 平均降水日数 （≥0.5 mm）                                | 8.2                                           | 9.1                                           | 13.0                                          | 12.3                                          | 11.3                                          | 12.3                                          | 10.4                                          | 7.4                                           | 11.8                                          | 13.3                                          | 10.6                                          | 8.7                                           | 128.4                                         |
| 平均降雪日数                                            | 4.5                                           | 6.0                                           | 1.7                                           | 0.0                                           | 0.0                                           | 0.0                                           | 0.0                                           | 0.0                                           | 0.0                                           | 0.0                                           | 0.0                                           | 0.9                                           | 13.1                                          |
| % 湿度                                                  | 62                                            | 64                                            | 68                                            | 74                                            | 82                                            | 88                                            | 90                                            | 87                                            | 84                                            | 77                                            | 72                                            | 66                                            | 76                                            |
| 平均月間日照時間                                        | 179.8                                         | 159.0                                         | 168.9                                         | 183.0                                         | 188.9                                         | 142.3                                         | 174.0                                         | 221.3                                         | 159.0                                         | 137.9                                         | 140.1                                         | 163.7                                         | 2,017.8                                       |
| 出典：気象庁 (平均値：1991年-2020年、極値：1887年-現在) |                                               |                                               |                                               |                                               |                                               |                                               |                                               |                                               |                                               |                                               |                                               |                                               |                                               |

### 植生

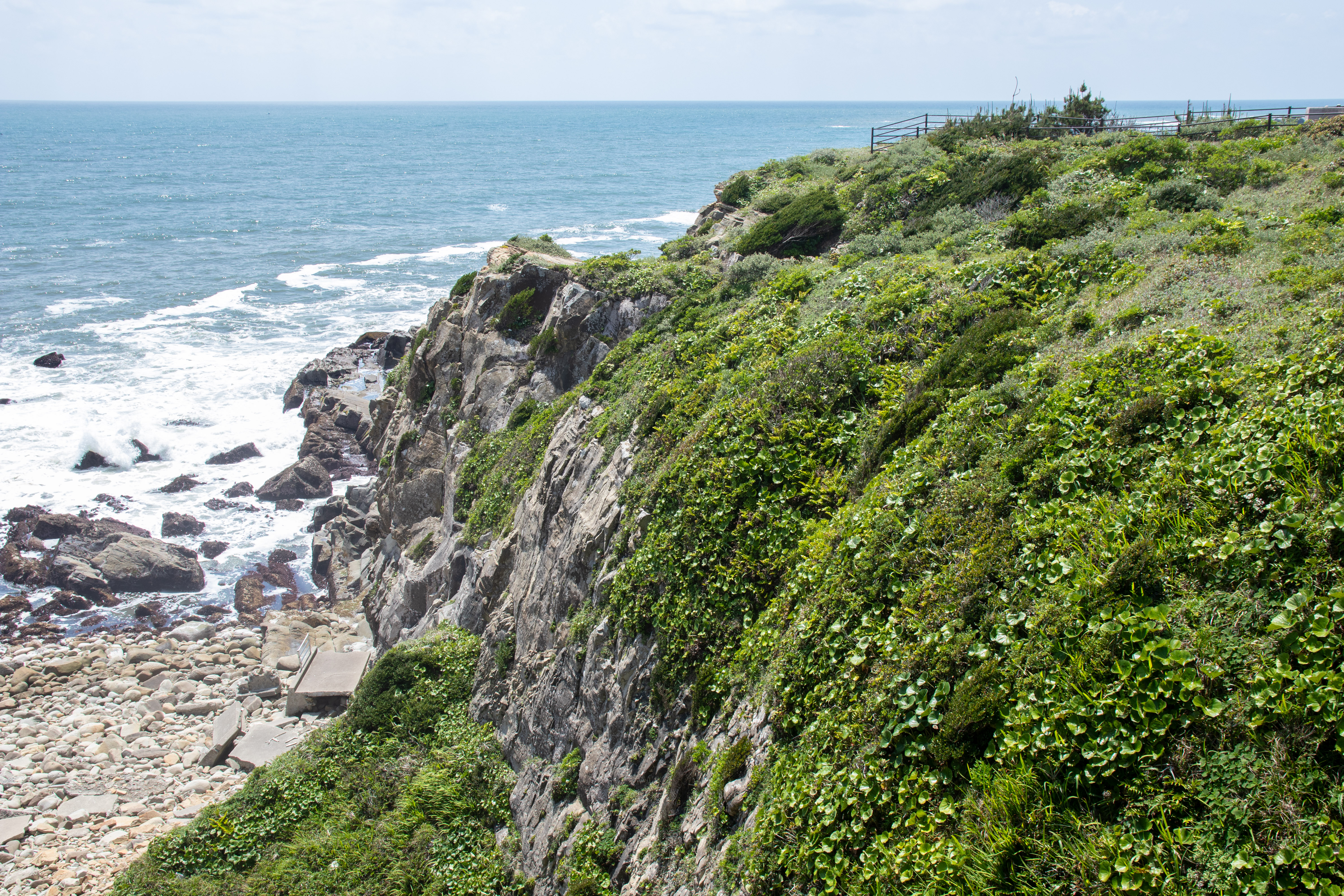
犬吠埼崖地植生群落

銚子市の森は照葉樹林で、一年を通して緑豊かな土地である。銚子市は、海の影響を受ける海岸部と、海の影響を受けにくい内陸部に大別される。沖合で暖流・寒流が交錯することから、暖地系植物の北限にあたり、また北方系植物も見られる地域である。
海岸の林には植林されたクロマツ林が多く、自然林は渡海神社境内の森に面影が見られる。渡海神社の森は極相林として千葉県指定天然記念物であり、高木にタブノキ、スダジイ、低木にアオキ、林床にイノデ、ヤブコウジが見られる。このほかに極相に類する森林としては、前宿町玄藩山、高神石尊様のタブ林がある。西明浦・君ヶ浜には、コウボウムギ、ネコノシタ、ハマゴウ、オオマツヨイグサ等の海浜植物の帯状分布が見られるほか、犬吠埼・犬若海岸・屏風ヶ浦の断崖はイソギク、タイトゴメ、ハチジョウススキ、ヒゲスゲ等の植物群落になっている。また、大谷津湿原には食虫植物が生育する。
内陸部は下総台地が広がり、台地には谷津田が入り込み、利根川沿いに河川敷が展開している。林の多くはスギ、ヒノキ、クロマツ植林で台地の斜面に見られる。谷津田のある台地斜面は、食虫植物や両生類が棲息し、斜面の林と共に良好な生物環境が残っている。猿田神社の森は千葉県指定天然記念物で、高皇神社の森は、猿田神社の森と同じくスダジイを主とした自然林になっている。野尻町から桜井町にかけての利根川岸にはヨシが広がり、マコモ、ガマ類、オギ、カサスゲ等の湿地植物が見られる。

### 生態系

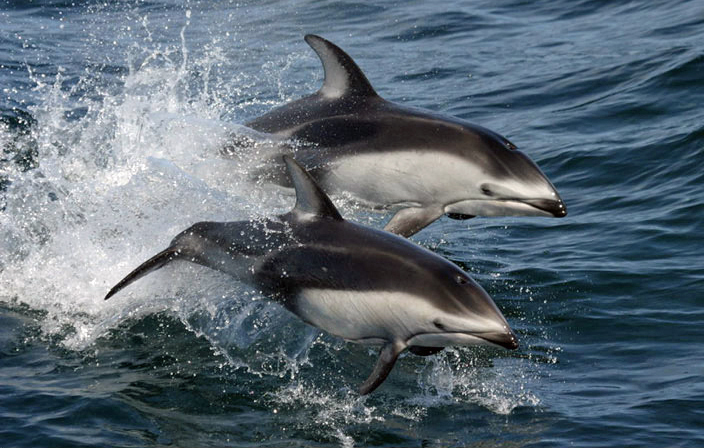
カマイルカ

銚子市は多様な地形と温暖な自然環境に恵まれることから、生物の生育に適した地域となっている。銚子市には151種の鳥類が生息し、利根川河口から長崎鼻までの沿岸部は、千葉県有数の渡り鳥渡来地として2012年（平成24年）度から千葉県の「銚子鳥獣保護区」に指定されている。地上性のコジュケイとキジは市内全域に分布し、谷津にはヤマシギが見られる。冬季には、利根川河口から外川漁港方面にウミネコ、セグロカモメ、ミツユビカモメ等、8種類のカモメ類が飛来し、世界有数のカモメ探鳥地となっている。また、利根川岸の湿性河川敷草原では、秋から春にかけて、多数のカモ類、猛禽類が観察される。
銚子近海では年間を通して20種類のイルカ・クジラ類が確認されており、世界有数のウォッチングスポットとなっている。春から初夏にかけては北方系の小型のイルカ・カマイルカ、夏から初秋にかけては沿岸定住性の小型のイルカ・スナメリ、秋から冬にかけては大型のハクジラ・マッコウクジラが見られるほか、冬から春にはキタオットセイが観察される。野生哺乳類としては、アカキツネ（重要保護生物）、ニホンアナグマ（要保護生物）、カヤネズミ、ニホンジネズミ（一般保護生物）等の生息が確認されている。

### 面積
2020年（令和2年）度における銚子市の行政区域面積は84.2平方キロメートルで、広袤は東西約16.2キロメートル、南北約12.8キロメートルである。

### 人口
2020年（令和2年）10月1日現在における銚子市国勢調査人口は58431人、世帯数は25544世帯である。人口が横這いから漸減方向に進んできた一方、世帯数は比較的安定し、1945年（昭和20年）と比較して2倍以上に増加している。千葉県東部における事業所や工場等の就業の場や学校等が集中することから、昼間人口比率は千葉県内5位と高く、2022年（令和4年）度における銚子市への通勤通学者は、茨城県神栖市、千葉県旭市、香取郡東庄町、香取市の順で多い。
銚子市においては、2015年（平成27年）10月から3期にわたる「銚子市しごと・ひと・まち創生総合戦略」を策定し、生産基盤の整備、人材育成、創業支援、洋上風力発電事業の推進、長期滞在・交流型ワーケーションの推進、シティプロモーションの推進、移住・定住の促進、子育てサービスの充実、地域包含ケアシステムの構築等の施策を進めており、取組にあたっては銚子市総合戦略検証委員会を設置して効果検証を行っている。
こうした取組の結果、社会動態の減少幅は年々縮小傾向にあり、2023年（令和5年）12月に国立社会保障・人口問題研究所が公表した地域別将来推計人口は、2018年（平成30年）の推計と比較して18.56パーセント増加した。このほか、銚子市では「銚子市地域公共交通計画」及び「銚子市立地適正化計画」を策定し、人口減少社会に対応した多極ネットワーク型コンパクトシティの構築を推進している。
- 年齢区分別人口（令和2年国勢調査）
  - 総数（年齢不詳を含む）：58431人
  - 世帯数：25544世帯
  - 年少人口（0〜14歳）：4470人（7.7%）
  - 生産年齢人口（15〜64歳）：31241人（53.5%）
  - 老年人口（65歳以上）：22053人（37.7%）
  - 不詳：667人（1.1%）
- 15歳以上就業人口（平成27年国勢調査）
  - 総数：30923人（分類不能を含む）
  - 第一次産業：3307人（10.7%）
  - 第二次産業：8844人（28.6%）
  - 第三次産業：18072人（58.4%）

| |                                        |  |
| 銚子市と全国の年齢別人口分布（2005年） | 銚子市の年齢・男女別人口分布（2005年） |  |
| ■紫色 ― 銚子市 ■緑色 ― 日本全国 | ■青色 ― 男性 ■赤色 ― 女性              |  |
| 銚子市（に相当する地域）の人口の推移 \| 1970年（昭和45年） \| 90,415人 \| \| \| 1975年（昭和50年） \| 90,374人 \| \| \| 1980年（昭和55年） \| 89,416人 \| \| \| 1985年（昭和60年） \| 87,883人 \| \| \| 1990年（平成2年） \| 85,138人 \| \| \| 1995年（平成7年） \| 82,180人 \| \| \| 2000年（平成12年） \| 78,697人 \| \| \| 2005年（平成17年） \| 75,020人 \| \| \| 2010年（平成22年） \| 70,210人 \| \| \| 2015年（平成27年） \| 64,415人 \| \| \| 2020年（令和2年） \| 58,431人 \| \| |                                        |  |
| 総務省統計局 国勢調査より |                                        |  |
| 1970年（昭和45年） | 90,415人                               |  |
| 1975年（昭和50年） | 90,374人                               |  |
| 1980年（昭和55年） | 89,416人                               |  |
| 1985年（昭和60年） | 87,883人                               |  |
| 1990年（平成2年） | 85,138人                               |  |
| 1995年（平成7年） | 82,180人                               |  |
| 2000年（平成12年） | 78,697人                               |  |
| 2005年（平成17年） | 75,020人                               |  |
| 2010年（平成22年） | 70,210人                               |  |
| 2015年（平成27年） | 64,415人                               |  |
| 2020年（令和2年） | 58,431人                               |  |

### 隣接自治体
- 千葉県旭市
- 千葉県香取郡東庄町
- 茨城県神栖市

## 歴史

### 地名の由来

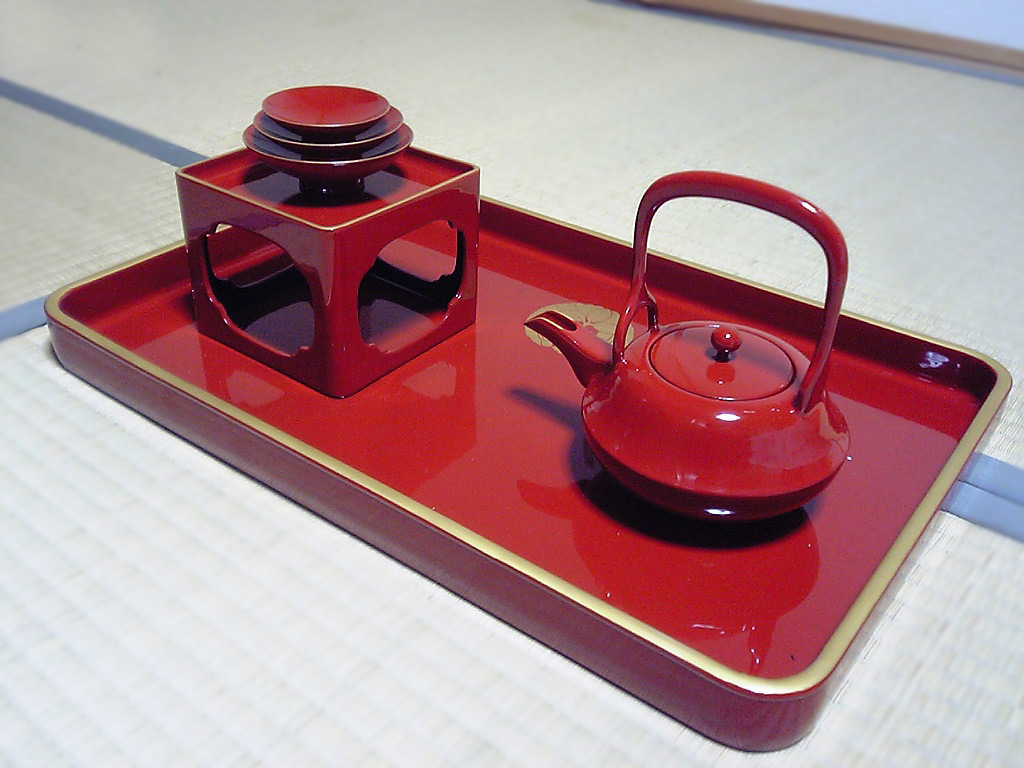
盃と銚子

銚子の地名は、利根川河口の形状が酒器の銚子に似ていることから生じたものである。銚子という器と名称は平安時代中期に成立した「和名類聚抄」に見られ、注ぎ口のついた酒器を指している。利根川は、川幅の広さに対して河口付近が非常に狭い特異な形状である。このため、狭い河口から河水が外洋に流れ出ている地形が、酒器の銚子の口から酒が注がれている状態に似ているとして、銚子の地名が起こった。
律令時代の銚子地方は「三前郷」といい、古代末期から中世初頭に荘園となってからは「三崎庄」と呼ばれるようになった。和語の「みさき」は陸地が海に突き出したところを意味している。近世になると、高神・飯沼・新生・荒野・小川戸・辺田・三崎・松本・長塚・松岸・垣根・芝崎・四日市場・余山・三宅・赤塚の諸村となった。銚子という地名は、これら諸村を包含した半島部を指す汎称であった。
銚子の地名が発生したのは、江戸時代の慶長から正保に至る半世紀の間である。慶長より早い時期から、海運用船舶は太平洋沿岸を航行しており、銚子湊に入港していた。これらの船舶の乗組員や海運関係者の間に、銚子口の地名が起こることとなった。当初、銚子は利根川河口一帯の水域名であったが、やがて沿岸の陸地名となり、江戸との交通が頻繁になるにつれて江戸を中心に各地に伝播していった。この汎称は、近代に入って1889年（明治22年）に「市制町村制」が施行されたとき、飯沼村が本銚子町、新生村・荒野村・今宮村が銚子町となったことで初めて行政区画名となった。その2年後には、伊豆原村が西銚子町となっている。そして1933年（昭和8年）、これら3町と豊浦村（辺田・三崎・小川戸）が合併し銚子市が誕生したことで、銚子は近代の単一都市名として成立した。

### 原始

#### 旧石器時代
銚子半島に人が住むようになったのは、約2万8000年前の旧石器時代である。下総台地上に野尻遺跡（野尻町）と三崎3丁目遺跡（三崎町）が発見されており、屏風ヶ浦の海蝕によって失われた台地上にも集落が及んでいたことが推測されている。出土品の中には、伊豆諸島神津島の黒曜石、北関東・東北地方の硬質頁岩等が含まれ、他地域との交易・交流があったことを示している。

#### 縄文時代

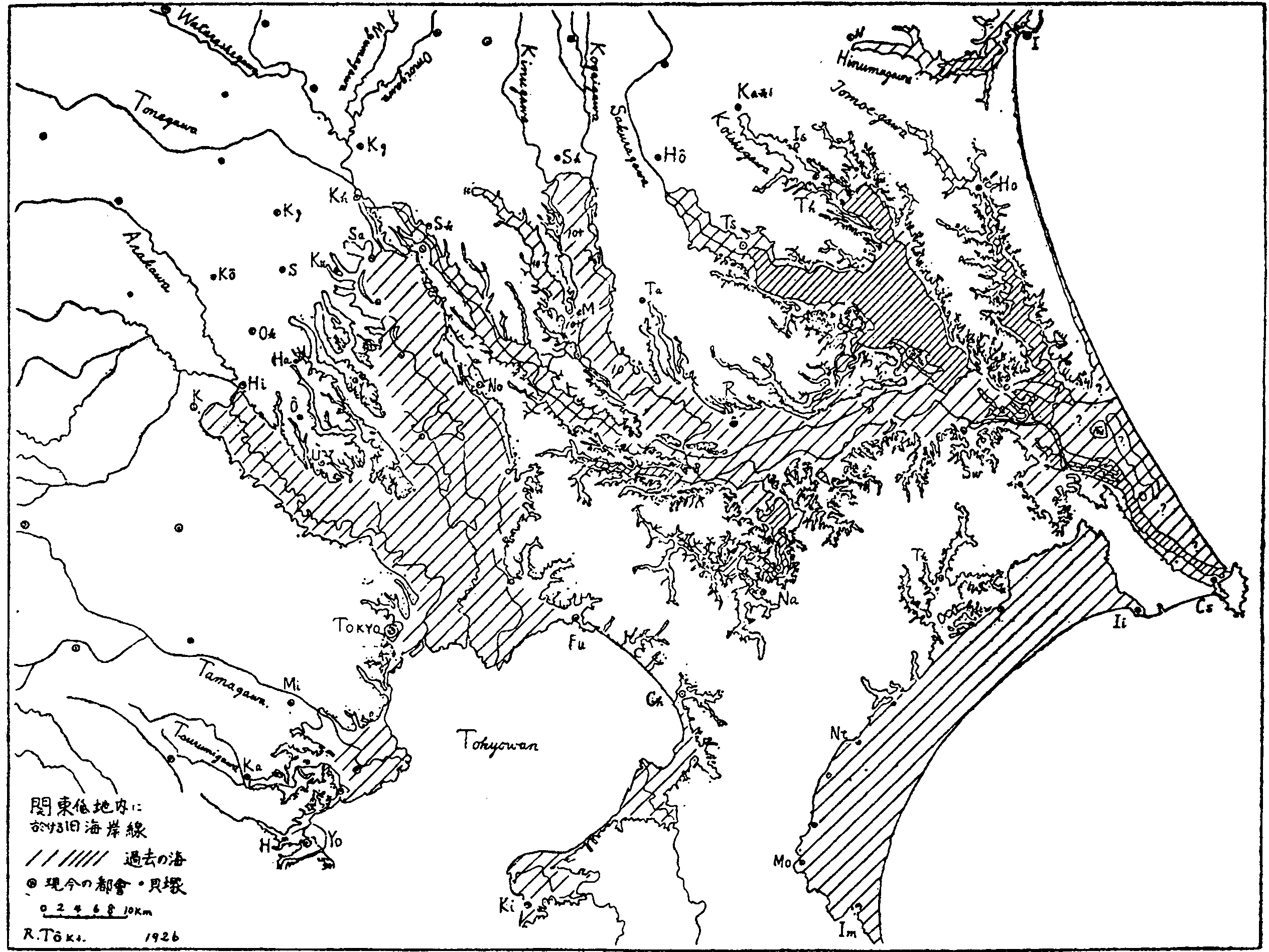
縄文時代の銚子半島

縄文時代前期の遺跡は、愛宕山・荒野台に見られ、また、前期から中期の遺跡として粟島台遺跡（南小川町・西小川町・粟島町）、後期から晩期の遺跡として余山貝塚（余山町）があり、人々の生活の場が台地から低地へと変化したことを示している。粟島台遺跡から出土した石器のうち、琥珀玉・琥珀片・漆塗土器は特色あるもので、この地が重要な琥珀供給拠点であったことを示している。余山貝塚は、日本考古学史上著名な遺跡で、多量の土器、貝輪、骨角器が出土している。下総台地を背景に三方を太平洋に望む銚子は狩猟・漁労に適し、また、琥珀等の天然資源に恵まれたことから、集落は相当に繁栄し、人々は豊かな生活を営んでいた。

#### 弥生時代
銚子における弥生時代の遺跡としては、野尻遺跡や佐野原遺跡（三崎町）で竪穴建物跡が検出されており、下総台地上に集落の形成が認められる。野尻遺跡からは、稲作が行われていたことを示す炭化米が出土している。椎柴小学校遺跡（小船木町）からは東海地方の土器片が確認され、さらに佐野原遺跡からは、北関東・南関東地方の特徴を有する弥生土器が出土し、銚子半島が文化圏の境界に位置したことを物語っている。

### 古代

#### 古墳時代
古墳時代に入り、広大な下総台地一帯は下海上国造の支配地として繁栄し、その区域は、香取の海を隔てた常陸国鹿島郡南部から香取郡、匝瑳郡、海上郡に及んでいた。市内では椎柴地区や長塚見晴台周辺に大小の古墳が見られ、海上国造家の支配下にあった小氏族による造営と推測される。集落は下総台地及び利根川沿いの低地に形成され、大宮戸遺跡（春日町）からは赤彩が施された土器（柑）が複数出土している。また、椎柴小学校遺跡から出土した石製模造品には、北関東方面の緑色凝灰岩が用いられている。

#### 奈良・平安時代

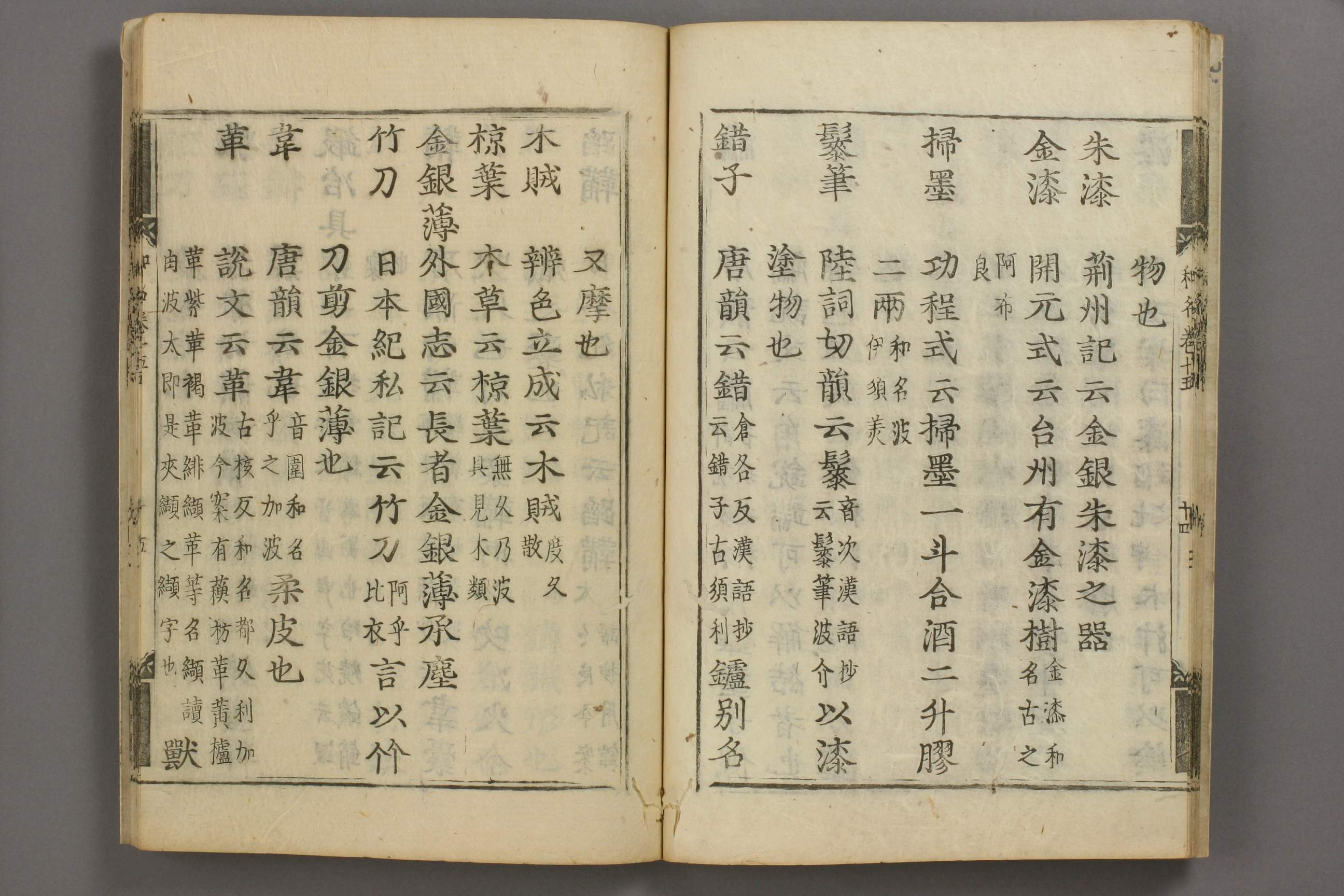
和名類聚抄

「和名類聚抄」から、奈良時代の東下総は海上郡15郷、匝瑳郡18郷、香取郡6郷となり、銚子半島には椿の海に面する農業集落、香取の海に沿う漁業集落が連なり、皇室直轄の三宅や船木部の郷もあったことから、中央政府や地方官庁の役人の往来も多かった。
- 三前郷 - 銚子市東半部が該当する。遺名として三崎町がある。半島の地形から名付けられ、中世には三崎庄55郷を包括していた。香取の海に面した漁業集落から発祥した。
- 三宅郷 - 銚子市三宅町が遺名で、屯倉から起こった地名である。海上国造が大和朝廷に帰属した際、皇室御料の収納倉庫が置かれ、鎌倉時代に至るまで中央貴族の所領となった。
- 船木郷 - 船木町・小船木町が遺名である。造船の用材を扱う船木部の旧地で、「光仁天皇紀」には、776年（宝亀7年）7月、安房・上総・下総・常陸4ヶ国に命じ、軍船50隻を造らせて陸奥に送るとの記述がある。

集落としては、新農造跡（桜井町）や西町西遺跡（長塚町）に住居跡が確認される。奈良時代の戸籍に基づく当時の銚子付近3郷の人口は3900人である。

### 中世

#### 鎌倉・室町時代

千葉常胤

鎌倉時代、海上郡三前郷は三崎庄という荘園となり、荘官片岡常春が支配した。殿下御領であったことから所領者は関白近衛基通で、片岡常春が支配したのは、このうち船木・横根であった。三崎庄には、他に本城・松本・今宮・荒野・新生・飯沼・高神・小川戸・辺田から猿田・豊岡に及ぶ一帯が包括されていた。その後、片岡常春の手を離れて全域が千葉常胤の領有に帰してからは、西方の東ノ庄（橘生）、半島部の三崎庄（海上庄）に分かれ、一族が分領して栄えた。千葉氏は中央貴族桓武平氏の末孫であり、鎌倉幕府の重臣として頼朝の信任が厚かった。千葉常胤の第6子胤頼は、父の所領から東ノ庄33郷を継承し、後に三崎庄（海上庄）55郷をあわせて東下総の大族東氏の祖となった。千葉常兼の5男常衝は海上郡船木郷中島城を拠点として海上与一を名乗り、その子常幹がこれを継いで海上太一と称した。その後、東重胤の第2子胤方が海上氏を再興し、東氏の一族として室町時代末期に至るまで繁栄した。
この時代、坂東三十三観音霊場が創設され、第27番札所として円福寺飯沼観音が指定された。円福寺には海上氏との関係を物語る古文書が数多く残されており、海上氏が広大な寺領を庇護し、寺の住職を務めていたことが明らかになっている。飯沼観音に巡礼者や納経者が諸国から集まるようになると、門前町は次第に活況を呈し、旅籠や茶店が見られるようになり、銚子市街の起源となった。また、犬吠埼産出の白亜紀砂岩は石に乏しい下総地方における唯一の石材として各地に供給され、舟や筏による水上交通路も発達したことで、銚子は物資の集散地としても賑わうようになった。
香取の海沿岸一帯では漁が盛んに行われ、漁獲物は香取神宮の祭事に供されていた。年間90回以上の祭典に際して莫大な海の幸が必要とされ、これらを銚子の漁業が支えていた。香取神宮の大禰宜家は代々漁業権を継承し、「香取文書」の1368年（応安元年）10月の海士註文には、飯沼くわうやの津（飯沼知行）・かきねの津（海上知行）が見られる。飯沼荒野の漁業権は飯沼氏、垣根の漁業権は海上氏が知行していたが、その他の水上は香取神宮大禰宜の領有であった。しかし、武士の勢力増大に伴いその支配力は次第に弱まり、「金沢文庫古文書」には、漁業権が千葉支族である東盛義の私有財産となったことが記されている。また、海上氏の氏寺として半島最大の地主であった円福寺の勢力も拡大していった。銚子の漁業は、このように内海の漁に始まり、その拠点は利根川沿岸の飯沼・荒野・垣根であった。
1479年（文明11年）正月、千葉孝胤と太田道灌の戦により、千葉氏の諸城は相次いで落城し、飯沼城も落城した。この頃の千葉氏は武蔵千葉氏（自胤）が分裂し、それぞれ古河公方足利成氏と扇谷上杉氏に属して争っていた。道灌は上杉氏配下で、自胤と連合して下総各地に侵攻した。この時、海上氏は孝胤に属していたため、この軍勢に攻略されることとなった。1566年（永禄9年）には、上総夷隅郡の正木氏が海上・香取地方を侵略、海上城・見広城・伊達城・中島城を陥落させ、猿田神社社殿を焼き討ちしたが、矢作城主国分胤憲に敗れて退却した。1590年（天正18年）、豊臣秀吉の小田原城総攻撃に際し、千葉氏は北条方について敗滅することとなり、東氏・海上氏も宗家千葉氏と共に滅亡した。海上氏の居城は中島城であったが、城跡の畑には要害の字名が残る。落城した9月9日を領民は深く悲しみ、以来この日の節句を行わない遺習が伝わる。

### 近世

#### 江戸時代

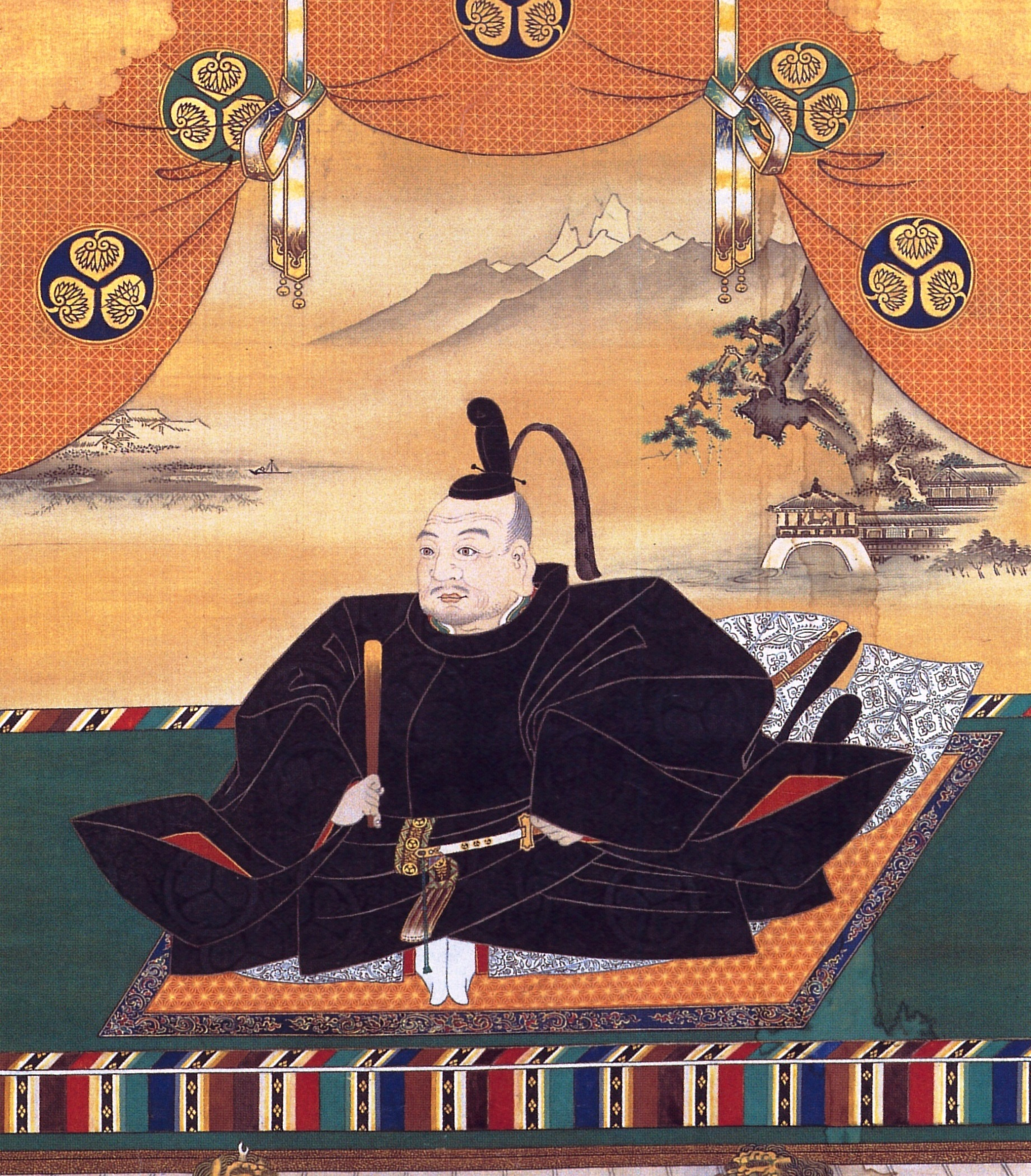
徳川家康

1590年（天保18年）8月9日、徳川家康は上総・下総各地を功臣に与え、海上氏旧領の飯沼2千石は松平外記伊昌に封じられた。これにより、銚子半島は飯沼を中心に付近2千石の地が松平外記伊昌の支配下に置かれ、その周辺は諸藩領地や旗下知行地となった。1717年（享保2年）には、飯沼・新生・本城・高神・荒野・小川戸・長塚・三崎・岡野台・垣根・四日市場・野尻・今宮・小舟木・後草・蛇園・見広の各村、あわせて5千石が高崎藩領となった。飯沼には陣屋が置かれ、郡奉行1人と代官2人が駐在して治政にあたった。銚子は江戸の発展に伴い、東北廻船の要地として軍事・経済上の重要度を増し、明治に至るまで150年余り親藩の手に委ねられた。

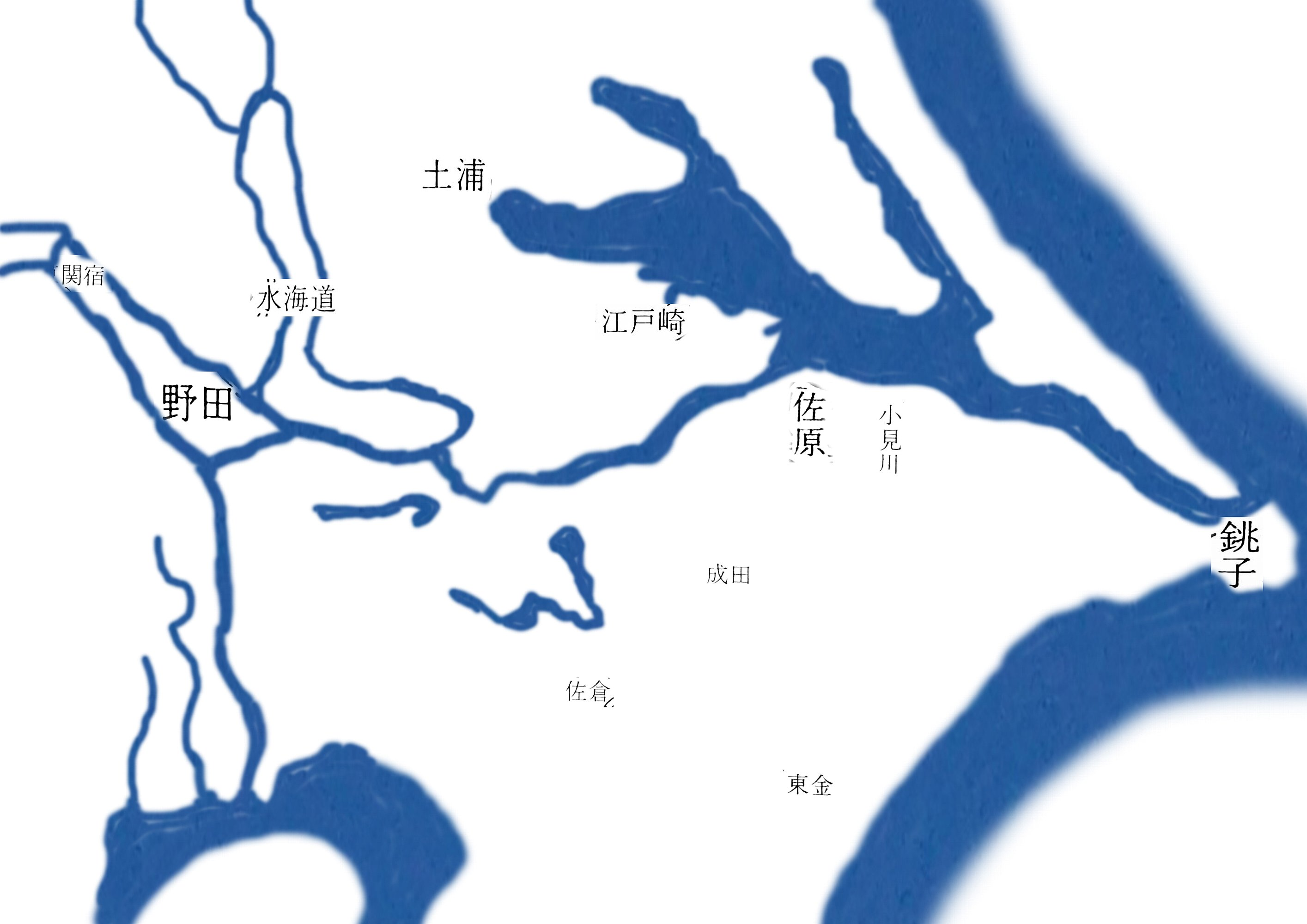
近世利根川水系の水運

利根川は、室町時代末期までは東京湾に注ぐ隅田川がその流路で、流域町村は豪雨時の氾濫に悩まされていた。このため江戸幕府は開府早々に利根川の治水事業に着手し、慶長年間、関八州那代伊奈備前守忠次は、上流川俣附近の河道の改変と渡良瀬川との連絡を実現した。次いで1621年（元和7年）、その子忠治が事業を継承し、赤堀川の新水路を開いて1635年（寛永12年）に竣工した。これにより、利根川は関東平野を東流して銚子川口から太平洋に注ぐようになった。利根川の治水は、江戸を水害から数うと共に、沿岸一帯に水田を開拓したが、最も大きな変化は、流路が太平洋に直結したため、江戸と常陸・下総から東北地方との舟運が開け、物資の交流や人々の交通に大きな利便を与えたことであった。

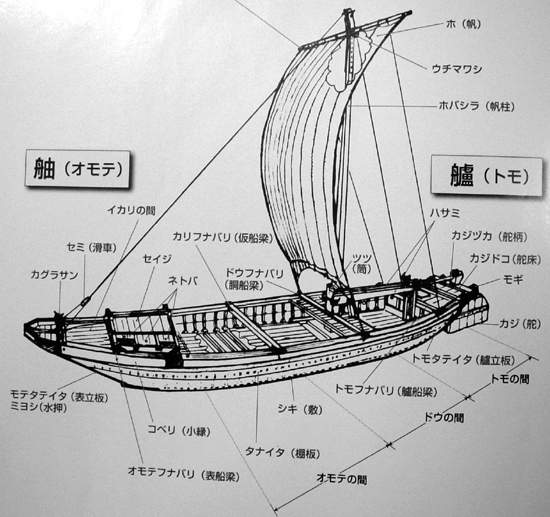
利根川の高瀬船

仙台領内の米殻を江戸に運ぶ東廻海運は、当初は常陸那珂湊から湖沼に入り、北浦まで陸送、潮来から江戸に達する輸送路が利用されていたが、やがて銚子川口から利根川をさかのぼって江戸に達する航路が主となり、輸送効率は大幅に向上した。さらに、河村瑞賢によって常陸中港（那珂湊）・下総銚子・安房古湊（小湊）に立務場が設けられ、外海廻り（房州廻り）、内川廻り（利根川廻り）共に銚子に寄港するようになり、銚子の賑わいは一段と増した。米殻は銚子河岸の米蔵に収納された後、高瀬船に積んで境・関宿・行徳を経由し江戸へ廻送された。このため河岸には各藩の蔵屋敷や廻船問屋が建ち並び、宮本屋太左衛門・行方屋庄次郎・柳屋小平次等の有力な商業資本家が成長した。川船や小漁船が使用した和田川・唐子川の船溜に対して、外洋往来の五百石船が碇泊した本城・松岸には遊廓が発達し、開新楼・大坂屋等の妓楼が軒を連ねるようになった。利根川水運の発達は沿岸に多くの河港都市を生み、佐原喜三郎・笹川繁蔵・銚子五郎蔵・飯岡助五郎・勢力富五郎等の博徒が、それぞれの地を縄張りとして名を売った。特に漁港であり商工業も盛んな銚子は、絶えず飯沼観音の縁日があり、諸国からの商人・船乗りや出稼人の往来が激しく、金も動いたことで、博徒の格好の稼ぎ場所であった。

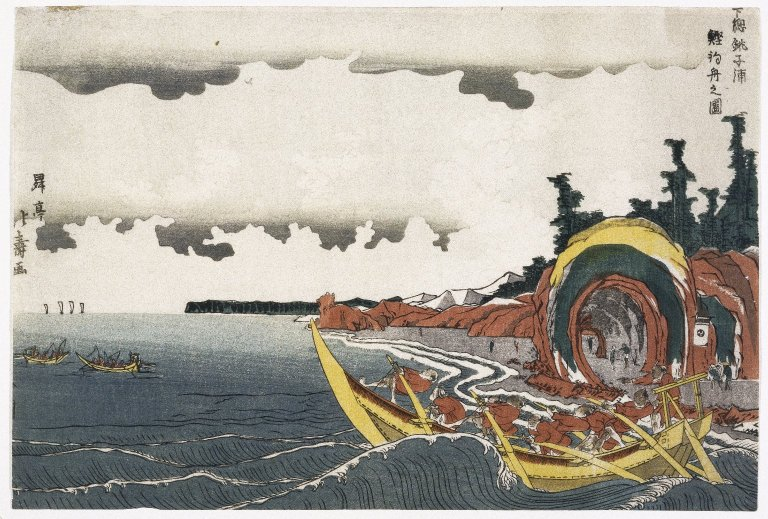
昇亭北寿『下総銚子浦鰹釣舟之図』

家康の関東入国は、西と東の経済的交流を大幅に促進した。銚子にも諸国から人々が入り込むようになり、次第に入植地として発展を示し始めた。紀州漁民の銚子進出は正保年代に本格的に始まり、当初は季節的な出稼ぎであったが、やがて定住するようになった。紀州日高郡由良出身の崎山治郎右衛門は、1656年（明暦2年）飯沼村に移り住み、任せ網によるイワシ漁を始めた。1658年（万治元年）には高神村外川浦を開き、1661年（寛文元年）この地へ移住した。外川市街には菩提寺として西方寺が建立され、紀州堀と称される大井戸や干鰯場も造られた。彼が郷国から多くの漁夫を呼び寄せたことで、当時の外川浦は千戸以上に達し、「外川千軒大繁昌」の口碑を残している。この頃から任せ網は姿を消して八手網（八太網）が用いられるようになり、漁業生産に関連した漁船・漁具・漁網等の商工業も盛んになった。次郎右衛門の成功は紀州人の銚子への関心を高め、以後漁夫や商人が相次いで来銚し、後に醤油醸造によって財を成す者も現れ、富裕商人の大部分は彼らが占めるようになった。
この頃、漁獲されたイワシの大部分は肥料として消費された。肥料にはそのまま乾燥した干鰯、煮て圧搾した〆粕があり、〆粕製造過程では灯火用の魚油がとれた。干鰯は近世農業において最高の金肥であり、関西地方で栽培される綿花の原料として需要が増大していた。田中玄蕃は1695年（元禄8年）から伊勢地浦に船着場の普請工事を開始し、同海岸に干鰯場を設けている。黒生浦は1715年（正徳5年）に北川治郎右衛門によって開発されているが、これも目的は干鰯事業であった。深川の通称銚子場に大きな干鰯問屋岩出屋があったことは、江戸へ莫大な量の干鰯が移出されていたことを示している。

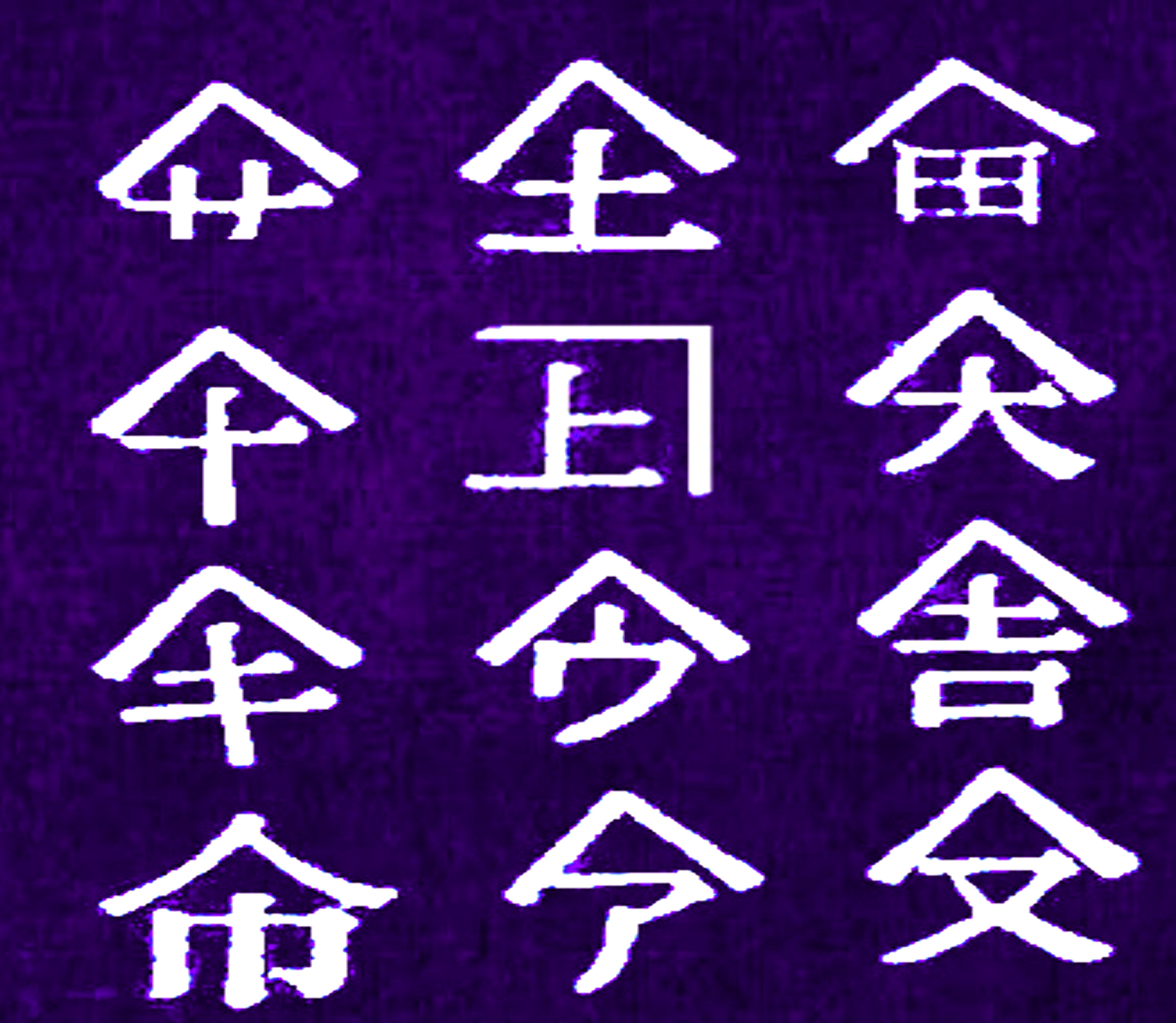
銚子組造醤油仲間

銚子における醤油醸造は、江戸時代初頭の1616年（元和2年）に始まる。銚子の豪農であった田中玄蕃が摂津西宮出身の江戸豪商真宜九郎右衛門の教示により溜醤油の醸造を始め、ヒゲタ醤油の創始となった。1645年（正保2年）には、紀州広村の濱口儀兵衛が荒野村でヤマサ醤油の醸造を始めた。ヤマジュウ醤油の醸造で知られた岩崎重次郎も広村出身で、両者共に広屋を家号とした。銚子は夏涼しく冬暖かい温和な気候、適度な湿度、良質な水という醤油醸造に適した自然条件を備え、原料調達や製品輸送も水運によって容易であった。醤油の原料である大豆・小麦は利根川沿岸や霞ヶ浦周辺のものが多く、塩は関西からの下り塩であった。1780年（安永9年）、醤油業者は18軒に達し、1864年（元治元年）には、ヤマサ、ヒゲタ、ヤマジュウ、ジガミサが幕府から「最上醤油」の称号を得た。ヒゲタ醤油の田中玄蕃は、御用達頭取として苗字帯刀を許された銚子経済界を代表する存在で、江戸末期から明治にかけて「銚子で様の付くのは観音様に玄蕃様」と称されていた。同家に伝わる旧記中、「先代集」、「後代記」及び「玄蕃日記」55冊は、銚子郷土史料として、また、日本の近世商業史において貴重な資料となっている。

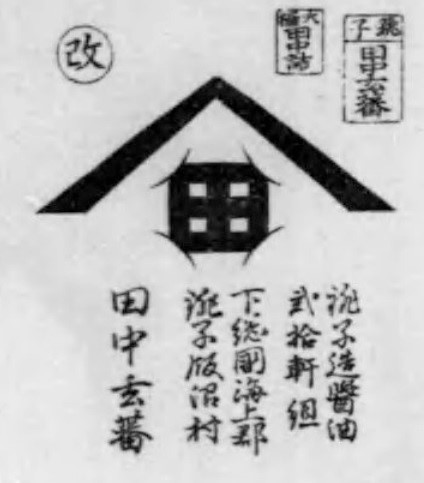
ヒゲタ醤油商標

江戸との商取引が活発で、富裕な商人の多かった銚子には、江戸俳諧との密接な繋がりが築かれていった。1812年（文化9年）春には小林一茶が銚子に来遊し、土地の俳人・桂丸（銚子の豪商行方屋、大里庄治郎家第6代）の世話になった。田中・野崎の両豪商も俳諸に親しみ、「ほととぎす銚子は国のとっぱずれ」を詠んだ江戸小網町・古帳庵夫妻の世話人として名を連ねている。1830年（文政13年）に十返舎一九が来訪してからは狂歌が流行し、廻船問屋の十五屋等による狂歌会が催された。市内の寺院には辞世の句歌を刻した墓碑や歌碑が見られ、銚子庶民の文化水準の高さを示している。幕末から明治にかけて、銚子地方には多くの寺子屋があり、特に1847年（弘化3年）に宮内嘉長が開創した守学塾（新生村）は銚子最大の私塾であった。

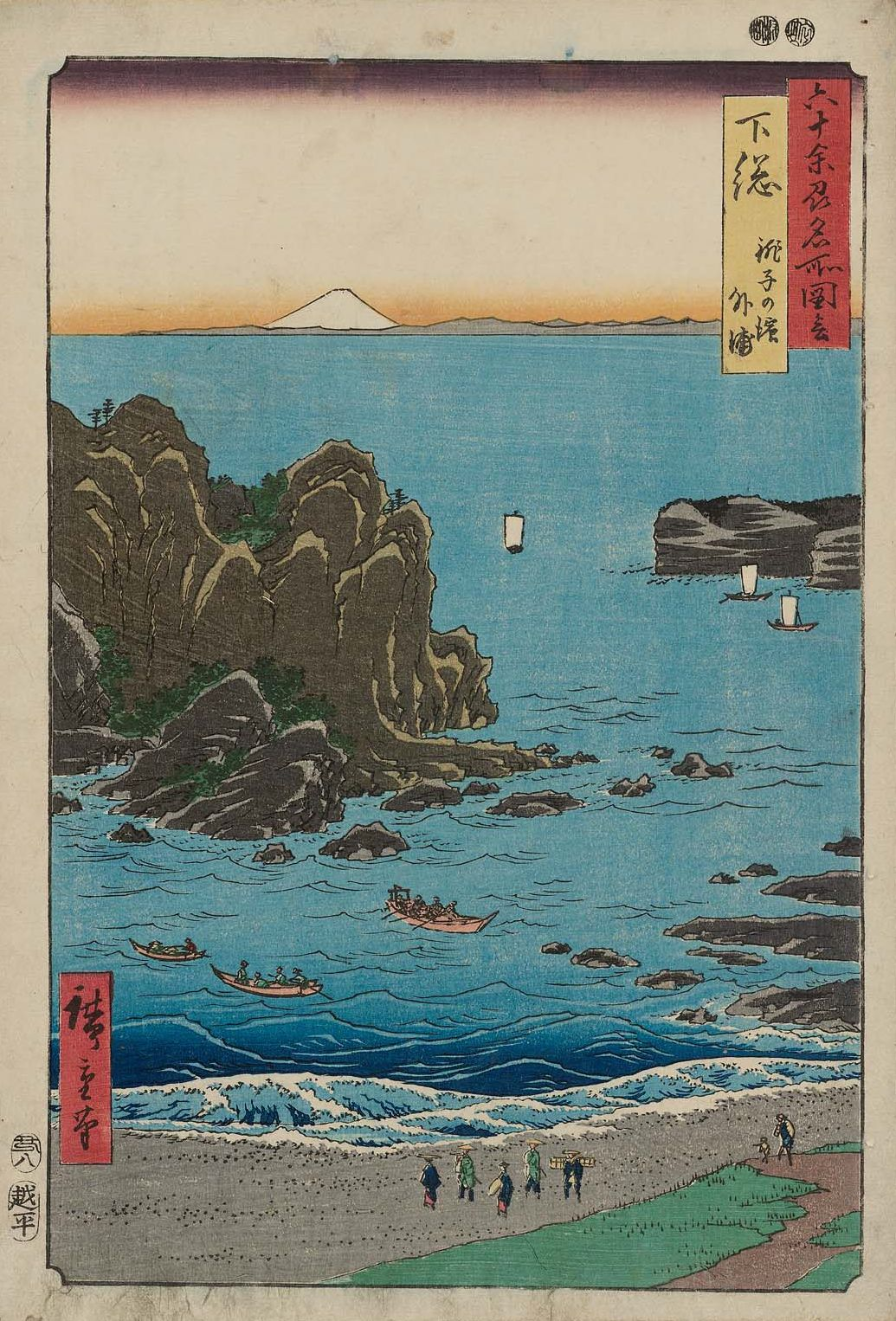
歌川広重『下総銚子の濱外浦』

正保・寛文期に海運業と漁業が勃興した銚子は、元禄期に入ると醤油醸造の産業化という新しい要素を加えて、享保年間に至るまでに農村から港湾都市へと急速な発展を遂げた。さらに、海運・漁業・醤油に関連した各種商工業も盛んとなって都市化が進み、文化・文政期に最盛期に達した。この時期、飯沼・新生・荒野・今宮の4村だけで人口は1万3千余を数え、連続した市街地を形成して殷賑を極めていた。1841年（天保12年）、漢学者安川柳渓は今宮村付近から飯沼観音に至る道筋を「市中の賑ひ、あきびとの見世棚、すき間もなくうちつづき、十まちばかりも来つらんが」と記している。江戸時代末期、銚子は関東地方では江戸、水戸に次ぐ第3位の人口を有し、上総・下総を合わせた中では最大の都市であった。

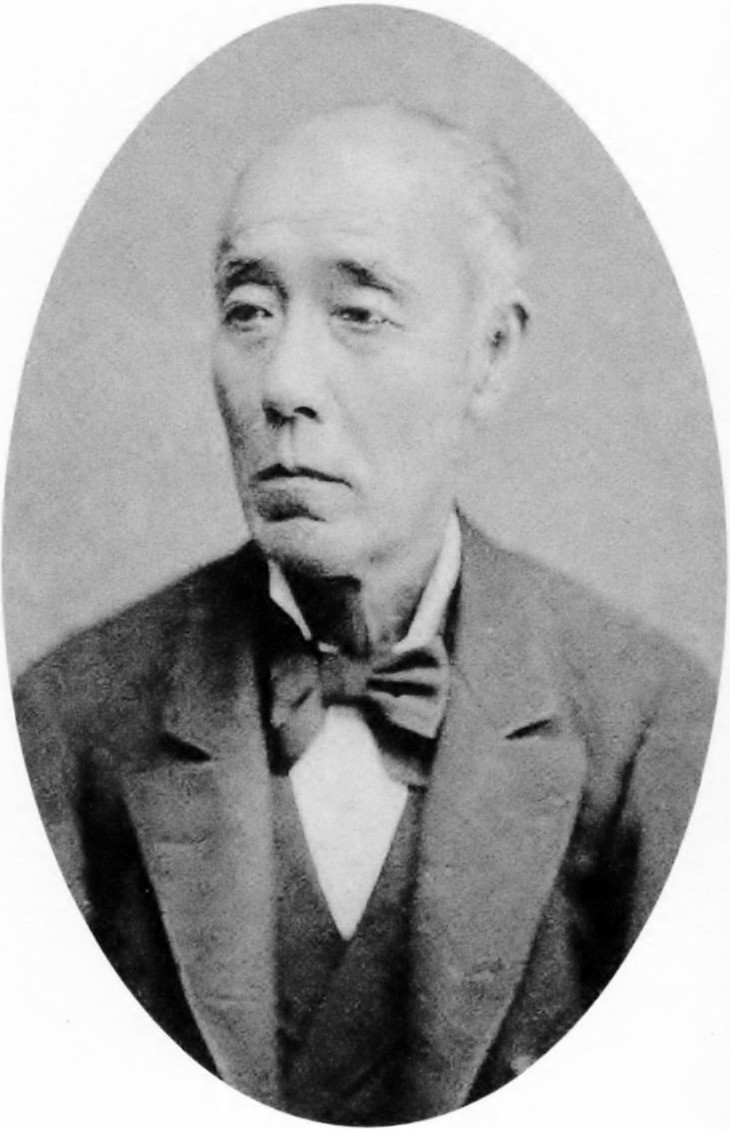
濱口梧陵

1853年（嘉永6年）に家督を継いだヤマサ醤油7代濱口儀兵衛（梧陵）は、紀州広村に生まれ、20歳まで数年間銚子に滞留して読書・剣道等の修養に努めた。家督を継いだ翌年の1854年（安政元年）10月、郷里広村で南海の大地震と津波に遭遇した梧陵は、稲塚に火をつけて村民を避難させ、多くの人命を救った。また、1858年（安政5年）に江戸でコレラの大流行が起きた際は、銚子の開業医関寛斎に林洞海・三宅艮斎を紹介して治療・予防の研究を助け、銚子におけるコレラ防疫に尽力した。後年は勝海舟・陸奥宗光・福沢諭吉等と親交を結び、明治新政府の発足後は和歌山県大参事・同県会議長を歴任したが、1885年（明治18年）ニューヨークで亡くなった。銚子には1893年（明治26年）、勝海舟題額・重野安繹撰の巨碑が営まれている。

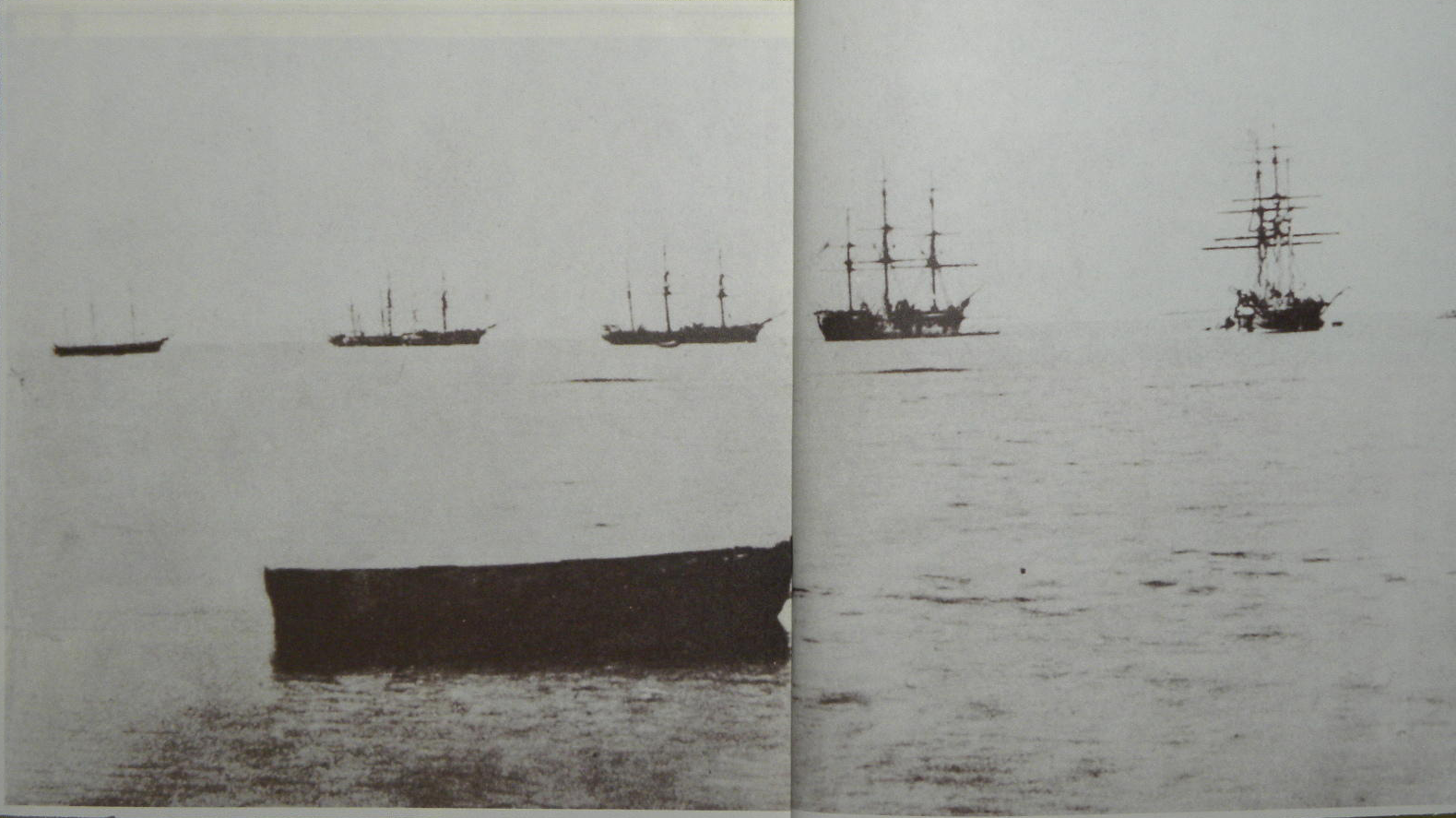
幕府軍艦隊（左端が美加保丸）

幕末、外国船の来航が頻繁に見られるようになると、高崎藩は千人塚・夫婦ヶ鼻その他の沿岸に砲台を設置して銚子海岸の防備を固め、砲術訓練を行った。1862年（文久2年）2月、常陸原に外国船が乗り上げたことを受けて、銚子陣屋は川口・荒野・今宮に兵を配置し、醤油業者に炊出しを要請した。次いで1864年（元治元年）12月、常陸原波崎に唐船が乗り上げ、この時も陣屋は川口・今宮に兵を出している。1868年（慶応4年）8月には、幕府軍艦美加保丸が銚子黒生海岸の岩礁に乗り上げて難破沈没し、乗組員のうち13名が死亡した。さらに、多数の脱艦兵が逃亡したことで、銚子陣屋は大混乱に陥った。この時の死者13名は漂着の場所に葬られ、1882年（明治15年）に墓碑が建立されている。美加保丸難破から間もない9月6日、播州竜野藩御用船竜野丸が川口沖に座礁し、この船に乗り込んでいた国木田専八が、後に文豪国木田独歩の父となった。同年10月には、水戸藩脱藩の徒党が来銚し、田中玄蕃や宝満寺を脅迫して金品奪取を働いた（銚子事変）。この一隊は間もなく捕縛されて東京に送られ、銚子における幕末最後の騒擾となった。

### 近代

#### 明治・大正

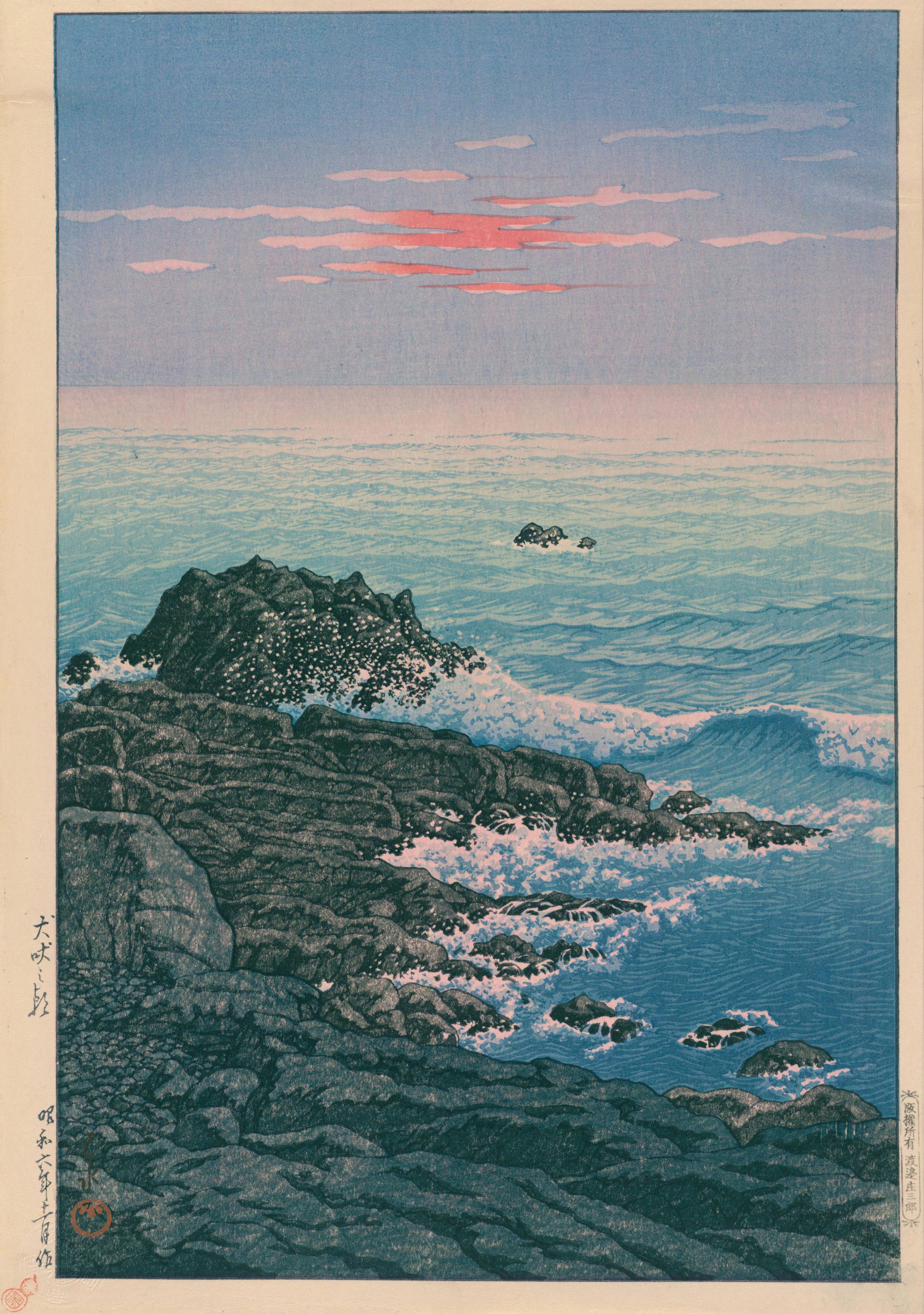
川瀬巴水『犬吠の朝』

明治政府は1868年（慶応4年）4月に新官制を公布し、藩以外の旧幕府領地は8府21県に分かれることとなった。1869年（明治2年）2月、海上郡は宮谷県の管下に入り、旧飯沼陣屋に支庁が置かれたが、1871年（明治4年）の廃藩置県によって新たに新治県の管下となった。以後、各地では県の廃合が相次ぎ、1875年（明治8年）5月に新治県は廃止され、海上郡は香取郡・匝瑳郡と共に千葉県管下に入った。1878年（明治11年）7月、「郡区町村編制法」が制定されると、銚子荒野村には海上・匝瑳郡役所が置かれた。1889年（明治22年）、「市制町村制」が施行されたことで、江戸時代の村は近代町村に生まれ変わり、銚子市域では、本銚子町・銚子町・伊豆原村・豊浦村・高神村・海上村・船木村・椎柴村・豊岡村・香取郡豊里村となった。このうち伊豆原村は1891年（明治24年）9月に西銚子町と改称した。1890年（明治23年）5月に海上郡と匝瑳郡が分離した後も、銚子町には1926年（大正15年）7月まで海上郡役所が置かれ、郡会議員のもとで郡自治の運営がなされた。

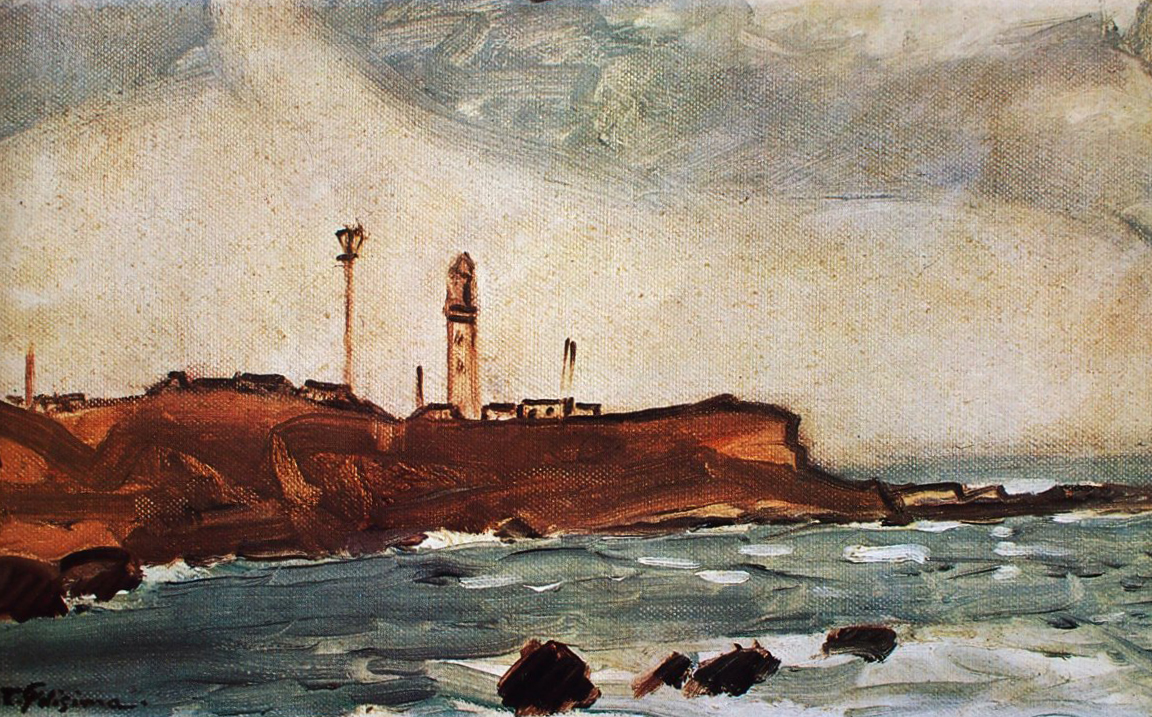
藤島武二『犬吠岬の灯台』

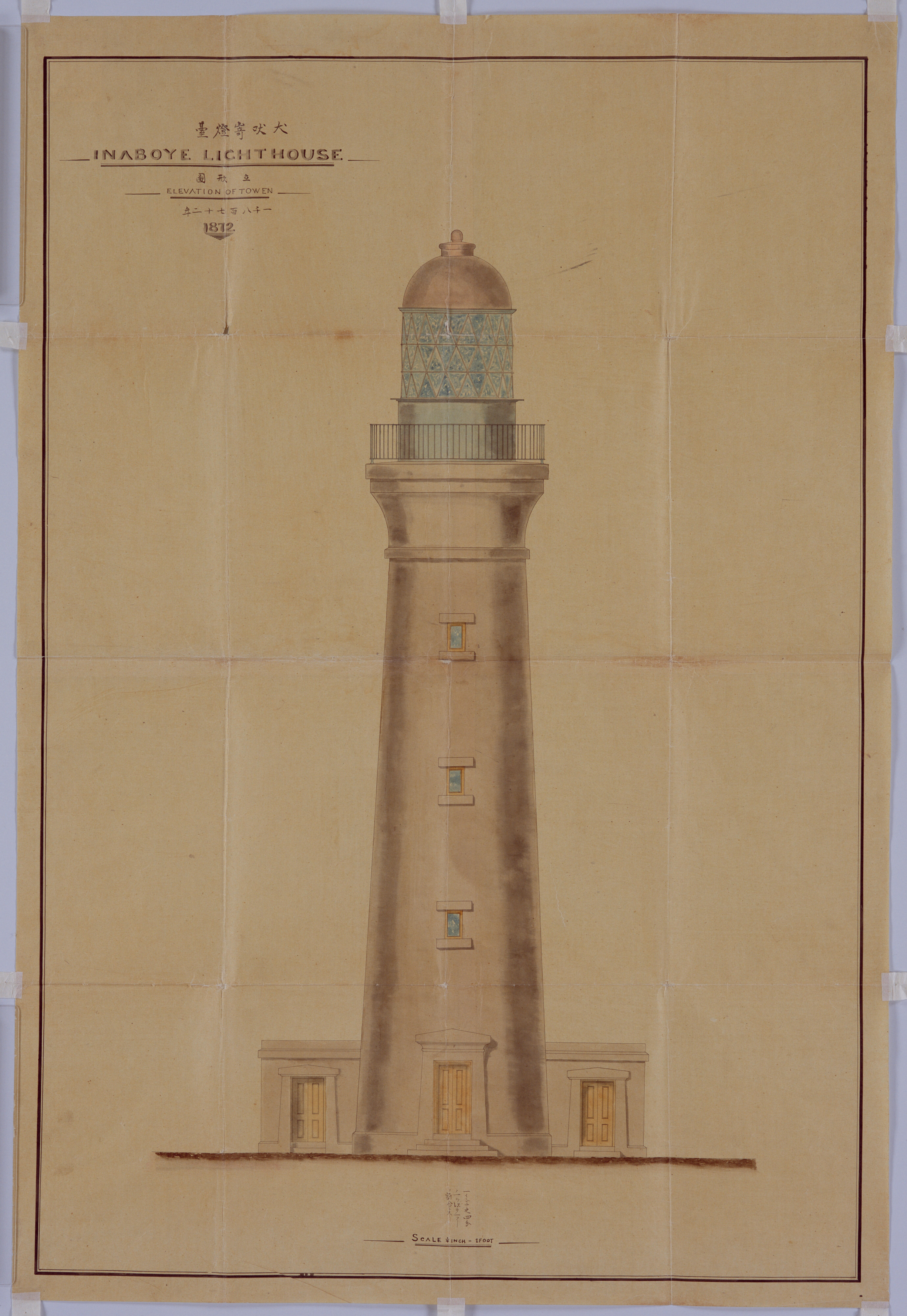
犬吠埼灯台立体図

明治に入って、銚子にも相次いで文明開化の新施設が見られるようになったが、その最初となったのが犬吠埼灯台であった。1866年（慶応2年）5月に江戸幕府が英仏蘭米4国と締結交換した江戸条約に基づき、犬吠埼に西洋型第1等灯台を建設することが明治政府と米国公使との間で商議されたことが起因となり、工部省招聘の英国人技師リチャード・ヘンリー・ブラントンの指揮のもとに1872年（明治5年）9月に起工、1874年（明治7年）11月に竣工した。造営材料には、香取郡産の木材・茨城県産の花崗岩・高神村産銚子石・香取郡高岡村製造の煉瓦が用いられた。また、1886年（明治19年）9月には、地元有志が荒野村の汽船会社構内に私立銚子測候所を設置し、1888年（明治21年）4月の県立移管、1912年（明治45年）1月の一等測候所昇格を経て、1938年（昭和13年）10月に国営に移管された。

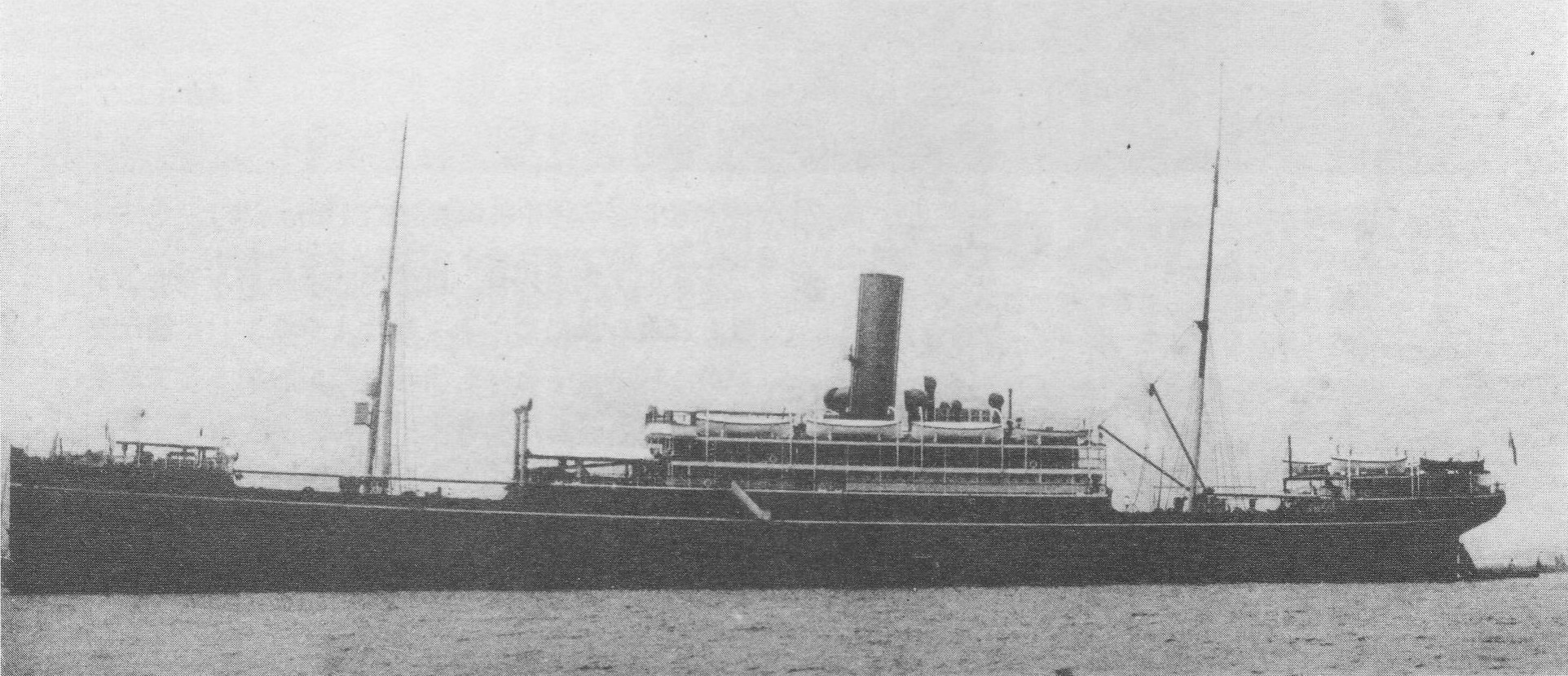
日本郵船「丹後丸」

1872年（明治5年）5月、銚子初の郵便局として野尻郵便局が開設されたのに次いで、同年7月、荒野村に銚子郵便局が荒野郵便取扱所の名で開設された。銚子郵便局は1889年（明治22年）9月に銚子電信分局と合併して銚子郵便電信局と改称し、以後郵便と電信の両事務を取り扱ったが、1907年（明治40年）4月には、局内に電話機を設置して電話通話事務を開始した。1908年（明治41年）4月からは、千葉県で最初の電話交換業務が開始された。
1908年（明治41年）5月には、逓信省が日本最初の無線電信局として、本銚子町平磯台に銚子無線電信局を開設した。これは、航行中の船舶との無線電信電報業務を行う海岸局の設置位置として銚子の地理的条件が適していたためであった。銚子無線電信局による最初の無線通信は、同年5月27日に横浜港を出帆し、シアトルに向けて野島崎沖を航行中の「丹後丸」が捉え、「二時横浜港出帆、今銚子ヨリ西南六六海里ニアリ初メテ無線通信ヲ開ク感度良シ」の電報を送った。これが海岸局と船舶局との間における日本最初の無線電報である。その後、1929年（昭和4年）に銚子無線電信局は送信所と受信所に分離され、送信所は高神村、受信所は椎柴村野尻にそれぞれ移転した。

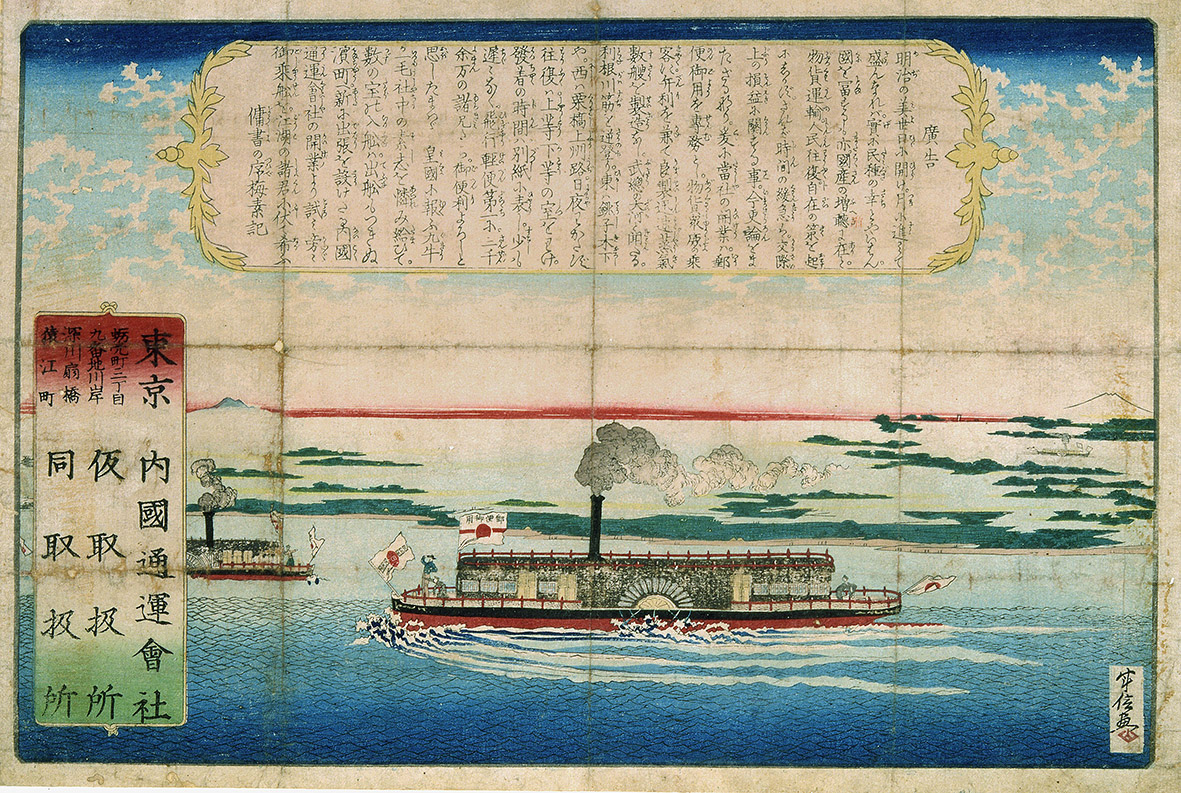
蒸気船「通運丸」

文明開化の花形である蒸気船の登場は、旧来の高瀬船による利根川水運に一大変革をもたらし、1874年（明治7年）に汽船利根川丸が就航したのを最初に、個人企業の就航汽船数は年々増加し、同業者間に激しい競走が起こった。このため1881年（明治14年）12月、地元有志の間に銚子汽船株式会社の設立による業者の一本化が企画され、翌年1月に開業した。濱口儀兵衛（梧陵）はこの事業に最も賛同を示し、会社設立にあたって資金数千円を拠出している。こうして東京と利根川・江戸川の沿岸、北浦・霞ヶ浦の各地を結ぶ交通路が開かれた。銚子から東京までは約18時間を要し、鉄道網の発達する大正年代に至るまで、銚子汽船株式会社は銚子最大の事業会社として大きな利益を挙げていた。

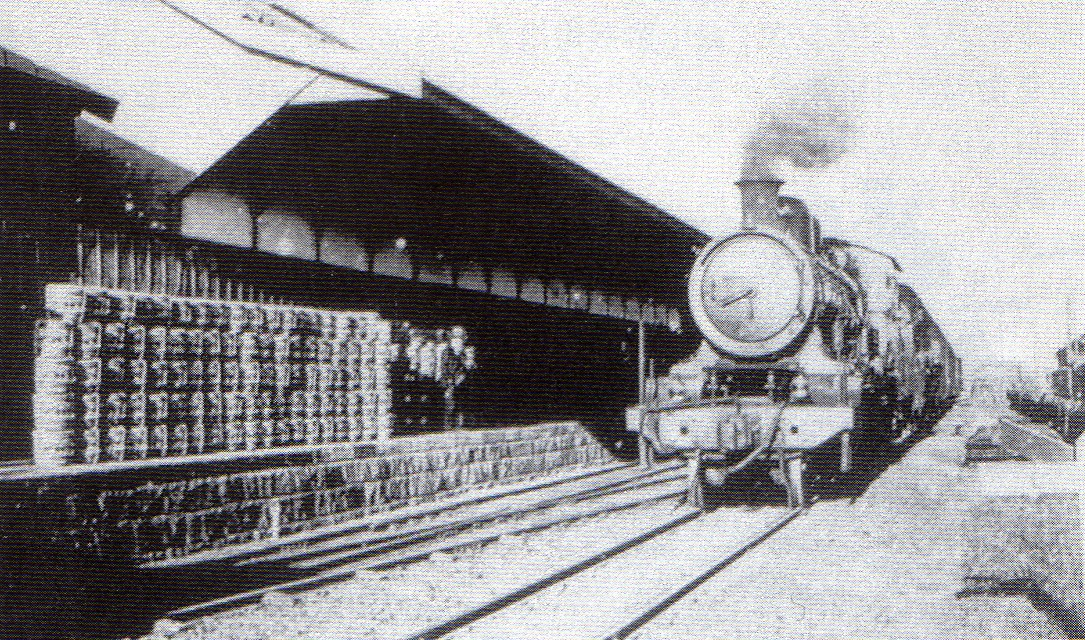
昭和初期の新生駅

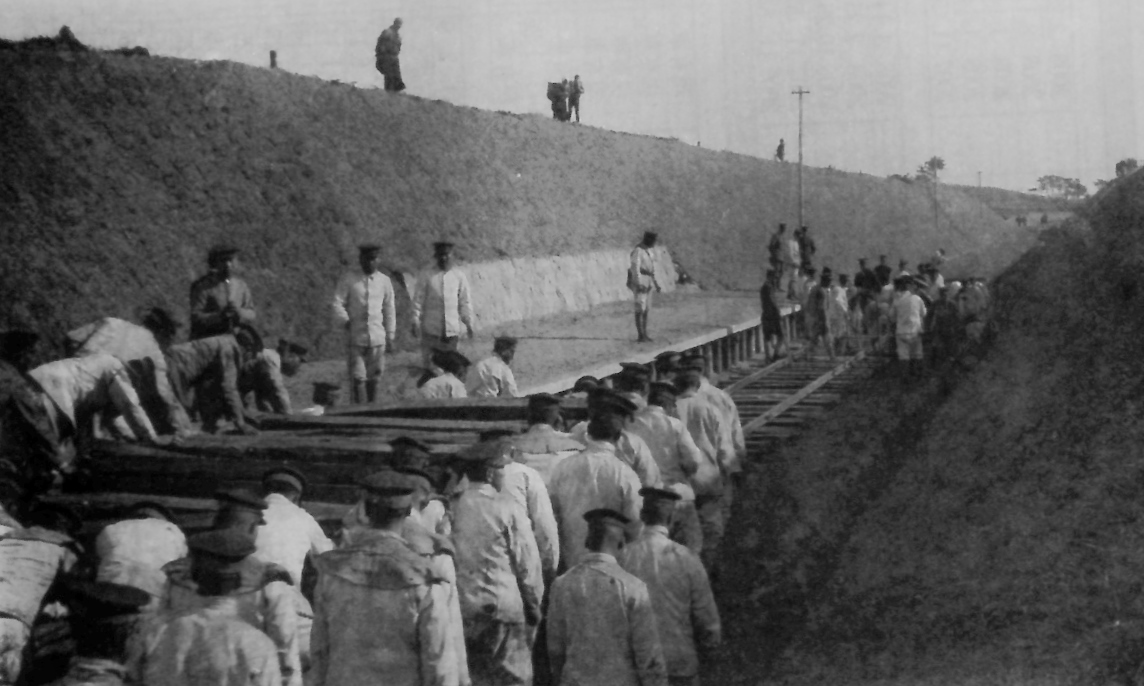
銚子遊覧鉄道の敷設工事

1872年（明治5年）の新橋・横浜間の鉄道開通を契機として、新時代の最も有望な民間事業として、全国各地に鉄道会社が設立されていった。総武鉄道株式会社も、この機運に乗って1889年（明治22年）に設立され、1897年（明治30年）6月に本所・銚子間に総武本線が開通、1900年（明治33年）3月には銚子駅東側に貨物専用の新生駅が開設した。次いで、1933年（昭和8年）3月には佐倉・松岸間に成田線（佐松線）が開通し、銚子から佐原・成田回りで両国までの鉄道利用も可能となった。この間、総武鉄道株式会社は銚子から犬吠埼・外川方面に至る鉄道敷設も計画したが、収支上の観点から実現しなかった。しかし、明治末頃から避暑客・遊覧者が増加すると、地元有力者間で私設鉄道の敷設が議論されるようになり、1912年（大正元年）12月に銚子遊覧鉄道株式会社が設立され、翌年12月に銚子・犬吠間が開通した。1917年（大正6年）に解散したが、1923年（大正12年）、有志によって再び銚子鉄道株式会社が設立され、同年7月に銚子・外川間が開通した。こうした各鉄道の開通により、江戸時代以来、利根川の水運に依存していた銚子は、陸上交通の発達した近代都市へと移行した。また、国や県の出先諸官庁も設置されたことで、銚子は千葉県東部の中心都市としての機能を備えるようになっていった。

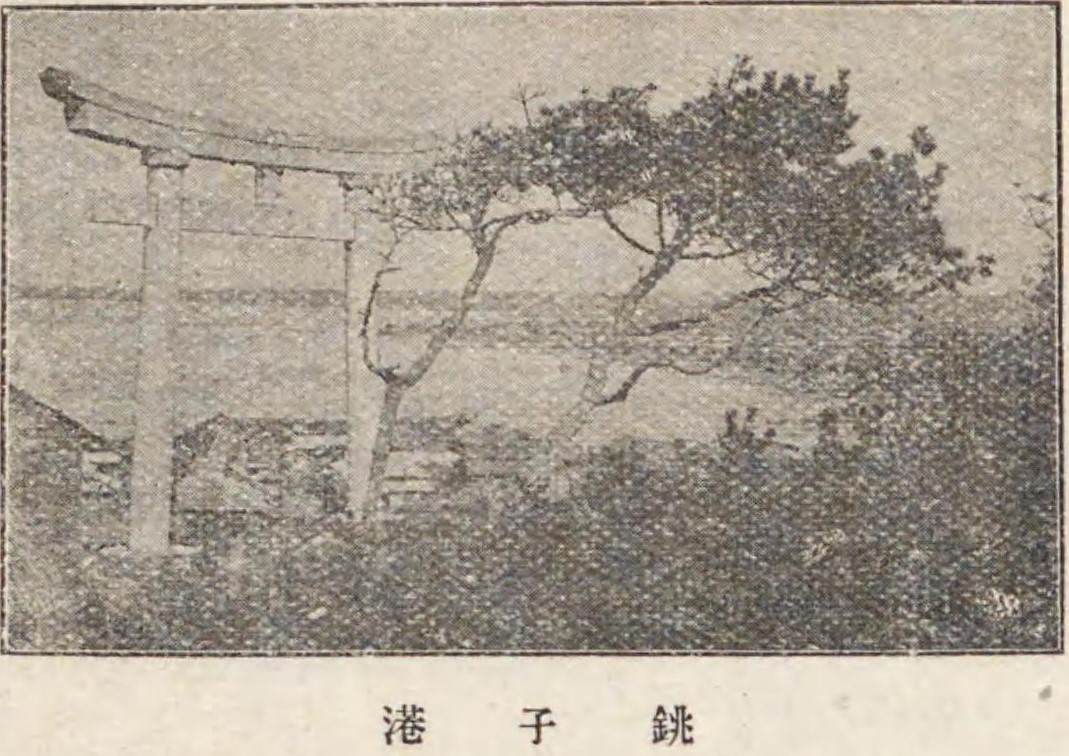
大正期の銚子港

近代に入ってからも、漁業は依然として銚子の主要産業であった。明治維新によって幕藩体制が崩壊すると、東廻海運は急速に衰微し、銚子港の商港としての役割は大きく後退した。こうした中で、漁業が明治末期から漁船の動力化と大型化によって近代漁業へと発展し、銚子は全国屈指の漁業都市として新たな発展をみせるようになった。銚子の漁業はイワシ漁業とその他の漁業に大別されるが、鉄道の発達による鮮魚消費市場の拡大、特に東京出荷の日常化は、その他の漁業を大きく発展させた。大正期には大縄漁業が主力となり、銚子は一時期マグロ漁船の港として繁栄した。昭和に入ると、代わって小物類を対象とする機船底曳網漁業、タイ・アラ縄漁業が盛んになった。このほか、外来の捕鯨会社によって、銚子を基地とする近海の捕鯨漁業も行われていた。イワシ漁業は明治後期に八手網から揚繰網へと変わったことで、漁獲効率が大幅に向上した。さらに、1930年（昭和5年）頃からは豊漁期に入り、1936年（昭和11年）には3000万貫という史上最高記録を達成した。イワシは肥料や加工食品の原料となったため地域経済に対する波及効果が大きく、この間銚子の町は活気に溢れた。
日清戦争・日露戦争の勝利後、日本経済が飛躍的な発展を遂げる中で、銚子においても商業資本家や富豪地主によって幾多の企業が設立され、活発な経済活動を展開した。銚子にいち早く設立された会社は、1881年（明治14年）2月発足の銚子汽船株式会社である。次いで設置されたのは金融機関で、大手銀行の進出、地元銀行の設立等が相次ぎ、1914年（大正3年）には8行に達した。1907年（明治40年）に入ると、醤油業者の搾袋を製作する利根織物株式会社が銚子町に工場を建設している。1912年（明治45年）1月創業の麻真田製紐工場も盛大で、市内有数の事業成績を挙げていた。漁場が沿岸から近海へ、さらに遠洋へと広がるに伴い、漁網や綱の需要が激増したため、製網工場も続々と設立されたが、このうち最大のものは鎌倉長松の銚子製網所であった。1910年（明治43年）には銚子町に銚子電燈株式会社が設立され、千葉町に次いで千葉県で2番目に電力供給事業が開始された。しかし、需要の増加による電圧降下が著しかったため、1913年（大正2年）、本銚子町に銚子瓦斯株式会社が設立されガス灯が導入された。このほか、銚子町の豊田（伊平）菓子工場は1785年（天明5年）創業の老舗菓子舗で、水戸屋の屋号は広く下総一帯に知られていた。

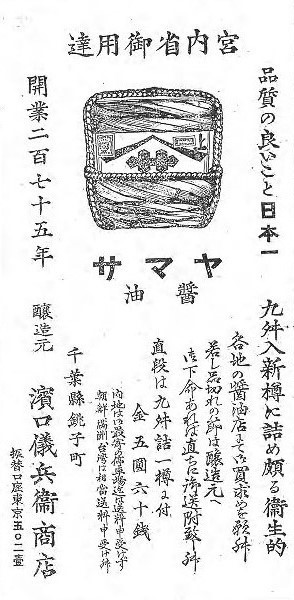
大正期のヤマサ醤油広告

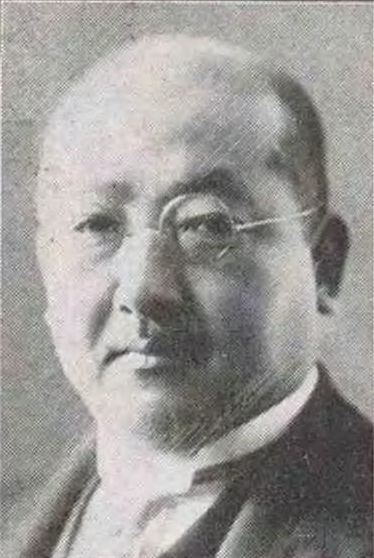
濱口梧洞

明治中期、銚子市域に醤油醸造業者は11家があったが、多くの醸造業者は小規模な家内工業の段階であった。一方、ヤマサ・ヤマジュウ・ヒゲタ等、江戸期以来の大工場は生産力の向上を進めて資本主義経済の興隆に順応していった。ヤマサ醤油は、1893年（明治26年）に濱口梧洞が第10代儀兵衛を継ぎ、1906年（明治39年）、濱口合名会社に改組された。その後、1914年（大正3年）8月に合名会社を解いたが、1928年（昭和3年）11月、ヤマサ醤油株式会社と組織を改めた。この間、梧洞はジガミサ・ヤマジュウその他の同業銘柄を吸収合併すると共に、第一次世界大戦の好況を背景として、第2・第3工場の拡張・新設、生産工程の機械化等を進めた。1910年（明治34年）には、薬学博士の田原良純を顧問として醤油研究所を開設し、醤油に関する理化学的な研究に着手している。梧洞は社会教育事業にも力を注ぎ、1924年（大正13年）に私財を投じて財団法人公正会を設立し、翌年には活動拠点である公正会館を開館した。ヒゲタ醤油は、1914年（大正3年）9月、第13代田中玄蕃（直太郎・金兆子）が濱口儀兵衛・深井吉兵衛と合同して銚子醤油合資会社に改め、次いで1918年（大正7年）9月株式会社に改組した。さらに仕込蔵の増設、工場の拡張を進めた結果、ヤマサ醤油に迫る規模へと拡大した。ヤマサ・ヒゲタは野田のキッコーマンと並んで「関東三印」と称され、日本を代表する醤油銘柄となった。

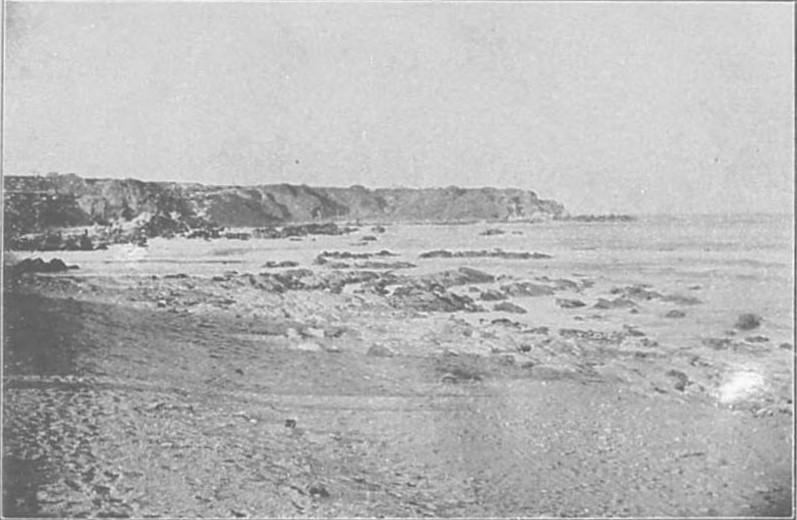
大正期の長崎海岸

銚子では、江戸時代中期から甘薯栽培が行われていたが、1889年（明治22年）に本銚子町の石橋重兵衛が蘇我町から講師を招聘して技術を習得して以降は、甘薯を原料とした澱粉製造が本格化し、大正期には製造機械の発達と原料甘薯の品種改良によって醤油醸造業に次ぐ主要産業へと成長した。1879年（明治12年）には水産缶詰の製造が始まり、明治後期のクジラ大漁、昭和初期のイワシ豊漁に伴って大規模工場が相次いで建設されたことで、一大缶詰工業地として急激な発展を遂げた。漁船の大型化・機械化が進む中で、造船業や鉄工業も勃興した。明治後期には漁民家庭の家内手工業として籐製品工業が始まり、大正期の関東大震災後に最盛期を迎えた。このほか、黒生から長崎にかけての海岸では、瓦製造や採石事業が盛んに行われていた。こうした地域経済の発展の中で、1936年（昭和11年）12月には、千葉県最初の商工会議所として銚子商工会議所が設立されている。

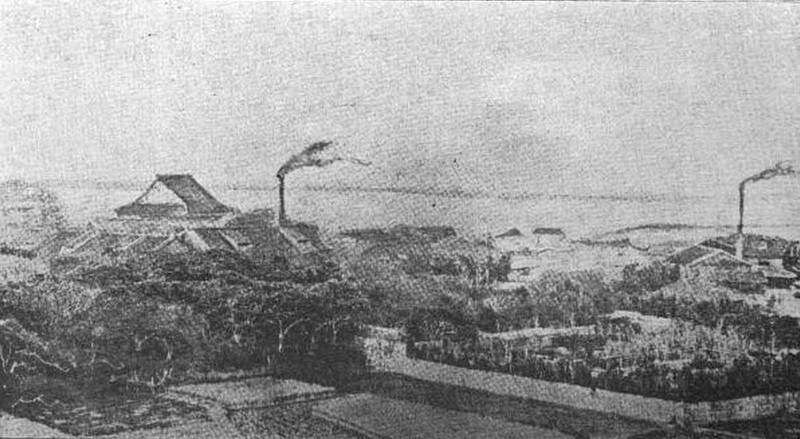
明治末頃の銚子

銚子では江戸時代中期には既に定芝居ができており、地方都市としては早くから娯楽施設が発達していた。昭和初期には芝居の劇場や寄席が複数あり、浪花節の公演も行われていた。映画館は飯沼観音境内の銚盛館、馬場町の銚子座（銚子日活）があり、1932年（昭和7年）から1936年（昭和11年）にかけて、清水町に愛宕キネマ、飯沼町に演芸館が開館した。銚子の映画館には対岸の波崎町からも観覧客があり、映画館の終業にあわせて利根川渡船の最終便が運航されていた。芝居の劇場や映画以外にも、撞球場や麻雀屋のほか、射的場やコリントゲーム場等の遊戯場もあった。また、高級料亭から小料理屋、蕎麦屋・食堂に至る飲食施設も充実し、新生の仙松軒をはじめカフェーも各所に現れていた。松岸・本城・田中には江戸時代から花街が発達していたが、このうち田中は飯沼観音裏手から和田町一帯の俗称で、商家と民家の間に90軒以上の茶屋が混在していた。古くから観音札所を中心に発達した私娼窟で、全国各地から廻船の漁師が集まる銚子にあって、戦後も歓楽街として繁栄した。旧正月と八日まち（灌仏会）には、飯沼観音境内に見世物小屋や曲馬団が掛かり、近郷近在からの人出で幾日も賑わった。

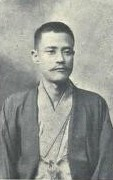
濱口吉兵衛

明治以降、銚子港は商港から漁港へと転換し、東部太平洋岸の主要漁業基地として大きく機能するようになったが、その形態は江戸時代同様、天然の河口港であり、港口の出入りには大きな危険が伴っていた。また、港内の泊地も充分でなかった。このため、港を近代的に整備し、航行の危険を除くと共に廻船を誘致し、銚子発展の基盤とすることが漁業関係者の一致した認識となった。地元関係者の積極的な実現運動の結果、政府は銚子港の重要性を認め、1920年（大正9年）度予算に調査費を計上した。この間、銚子醤油株式会社社長の濱口吉兵衛は、代議士の立場から築港促進を図るため、衆議院議員選挙に立候補して当選を果たし、在任中、政党を動かして議会や政府に働きかけた。当初の計画は外港・中港・内港を有する壮大なもので、将来銚子漁港を利用する各府県の共同事業とされたが、各府県の財政事情から、千葉県単独で実施することとなった。ここに至るまでには、銚子町選出の県会議員小野田周斎の努力があった。

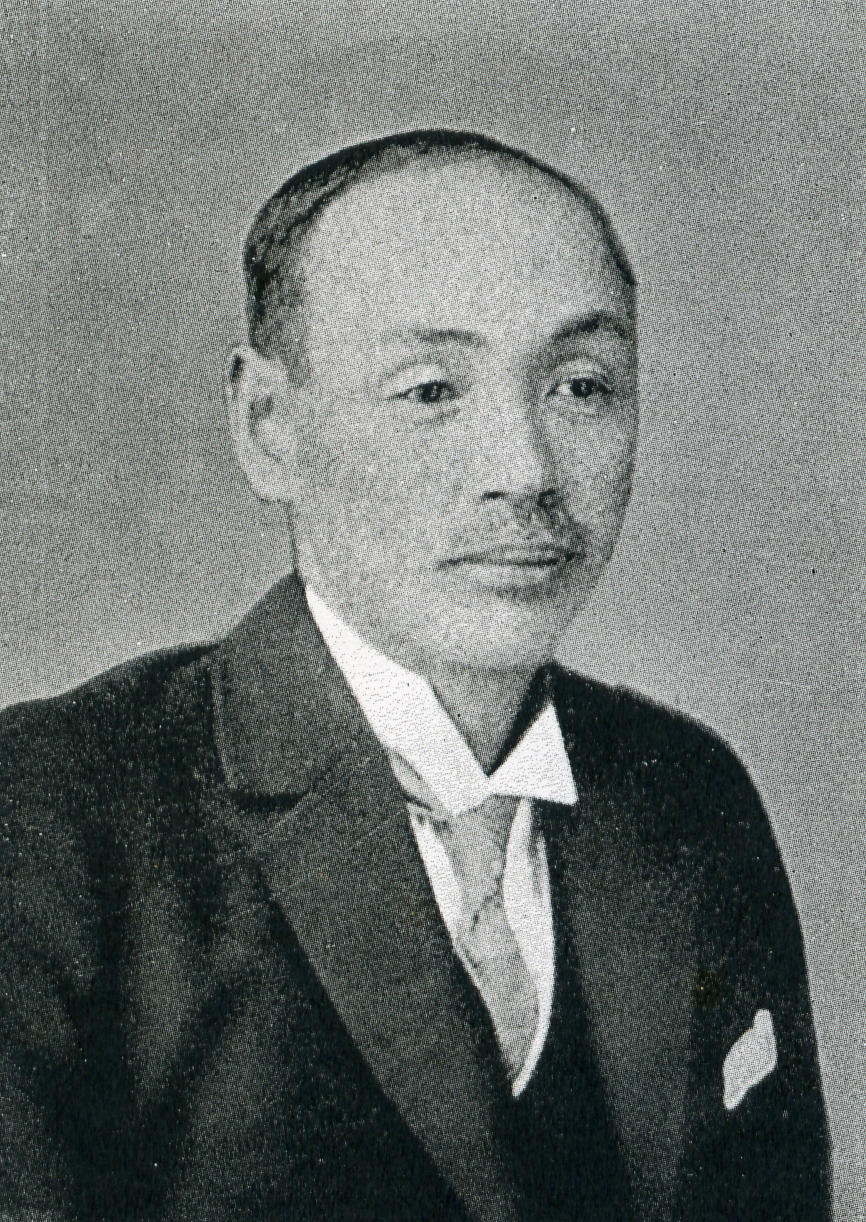
今井健彦

しかし、事業開始目前となって、内務省は治水上の影響を懸念して農商務省の設計による築港工事を認可せず、事態は頓挫した。衆議院議員選挙に再出馬して当選した濱口吉兵衛や香取郡から再選された今井健彦が内務省や農商務省に働きかけた結果、1925年（大正14年）8月、部分的に第二漁船渠の工事が認可され、1925年（大正14年）11月に起工した。工事には新鋭のドイツ製の浚渫船や杭打ち機が配置され、新生・飯沼町地先の天然の岸辺は広大な埋立地に生まれ変わっていった。しかし、他の工事は依然として認可に至らず、千葉県は大幅な計画変更を行った。新計画の工事施行は1932年（昭和7年）6月に認可され、第一漁船渠後背地・外港部の工事が着手された。同年、第二漁船渠後背地に東洋一の規模を有する新魚市場が竣工し、銚子漁港の中心施設となった。これに続いて、1940年（昭和15年）度には埋立地を貫通する臨港道路が完成した。こうした築港工事により、かつて大利根情緒が謳われた利根川河畔は近代的漁港へと変貌していった。

#### 昭和前期

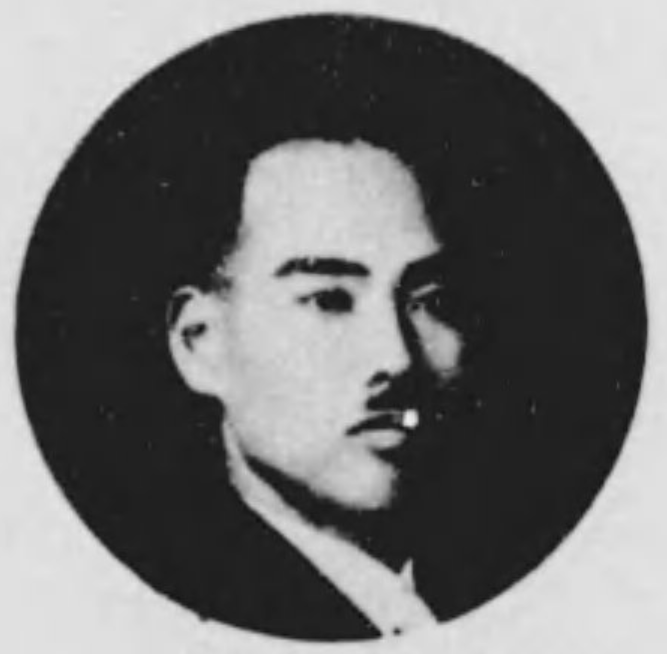
川村芳次

銚子の市制施行は大正時代中頃から有識者間で話題となってきたが、時機尚早とする論者が多数で実現に至らなかった。しかし、1932年（昭和7年）に入って銚子築港の促進を動機とした大銚子市建設の議が起こり、講演会や談話会が開催されたことで市制施行の機運が急速に高まった。同年8月、各町村の町長会議が開かれて基本的事項が協議決定され、9月に各町村の代表委員で構成される第1回大銚子市建設代表委員会が開催された。以後、市制施行に向けた準備事務が進められ、同年12月までに、本銚子町・銚子町・西銚子町・豊浦村の各町村会において、市制施行を可とする答申案が議決された。1933年（昭和8年）1月、内務省が銚子市制施行を告示し、1933年（昭和8年）2月11日に銚子市が発足した。千葉県で2番目、全国では116番目の市であった。市長職務管掌には、市制施行を指導してきた千葉県地方課長川村芳次が任命された。同年3月に初の市会が招集され、濱口吉兵衛が市長に推薦されたが、濱口の受諾を得なかったため、5月の市会において川村芳次が選出され、初代銚子市長に就任した。
この4年後の1937年（昭和12年）2月11日、高神村・海上村の合併が実現し、近世以来銚子と汎称されてきた半島部は行政区画として統一された。

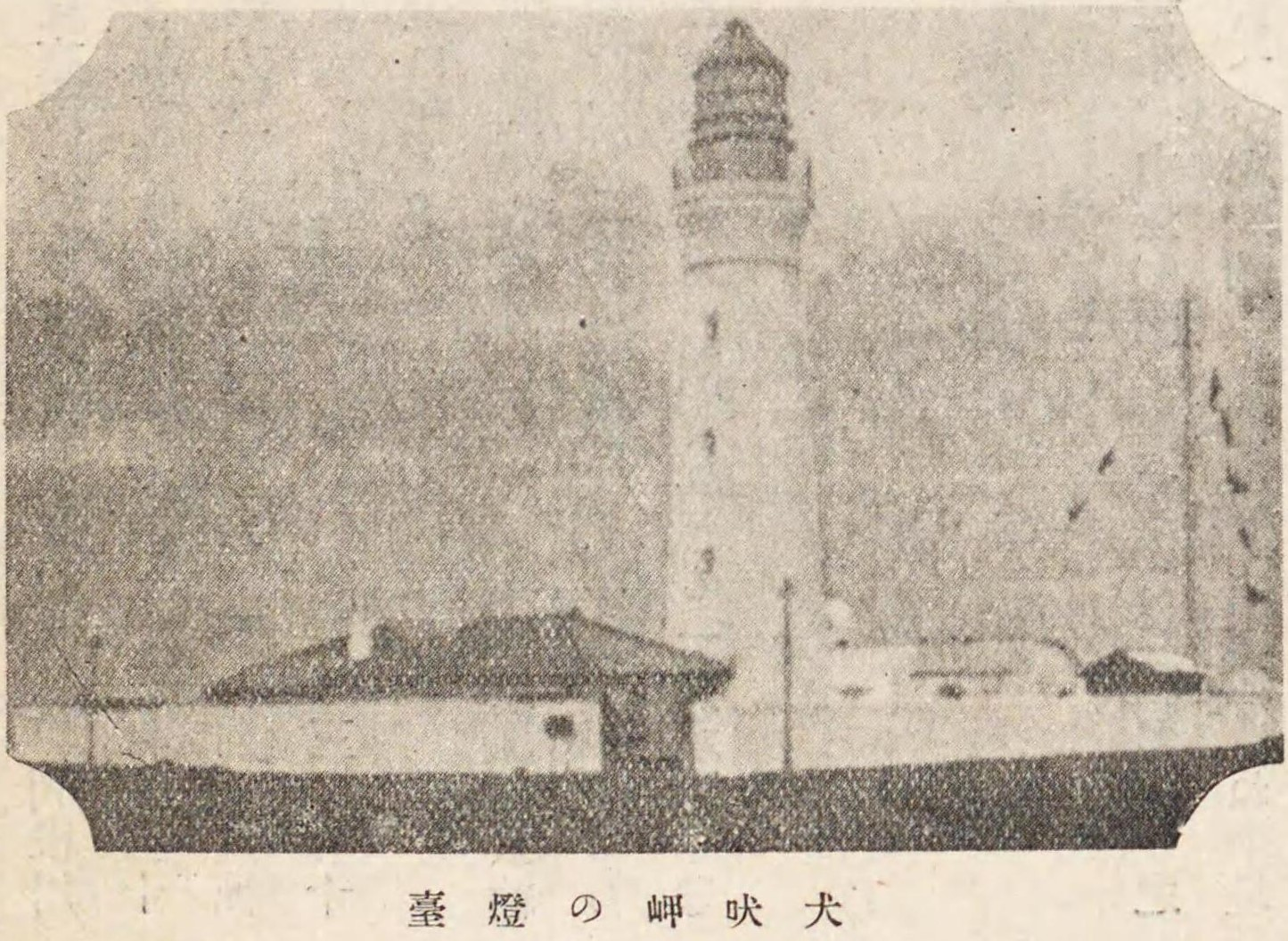
犬吠埼灯台

川村芳次は、商工・水産・遊覧都市として銚子市の発展を図るため、道路整備を市政の重点とし、市内道路の改良整備を積極的に推し進めた。また、各種公共施設の整備も進め、塵芥焼却場・市立職業紹介所・市営火葬場が新設された。さらに、水道は近代都市の必須条件であるとし、銚子一円を供給区域とした水道創設事業計画を定め、1937年（昭和12年）12月に起工、1939年（昭和14年）3月に完成した。1936年（昭和11年）11月には、市制施行に伴う都市化の進展に対応して、銚子市では初めての常備消防を有する銚子市消防組が設置された。観光対策としては、市制施行後早々の1933年（昭和8年）5月に銚子観光協会が設立され、1935年（昭和10年）6月には、同協会の主催による全市的な還暦犬吠埼灯台祭が開催された。
教育は道路整備と並ぶ重要施策とされ、学校施設の整備に重点が置かれた。1936年（昭和11年）4月には、各小学校に尋常科と併設されていた高等科が独立して高等小学校が開校した。銚子の県立学校としては、1900年（明治33年）4月開校の銚子中学校があったが、地元町村組合立への移管を経て、1911年（明治44年）4月に廃校した。この間の1909年（明治42年）4月、千葉県は勧業振興のため実業教育の充実を意図し、千葉県唯一の県立商業学校である銚子商業学校を開設した。以後銚子に公立中学校が存在しなかったことから、市は1936年（昭和11年）9月の市会に市立中学校設置の議案を提出し、1937年（昭和12年）4月に銚子市立銚子中学校が開校した。高等女学校としては、千葉県立銚子高等女学校と銚子市立銚子実科女学校があったが、このうち銚子市立銚子実科女学校は市民の要望を受けて普通課程に改組され、1942年（昭和17年）4月に銚子市立銚子高等女学校として発足した。1943年（昭和18年）には、市の積極的な運動の結果、千葉県立銚子水産学校の開校が実現した。
銚子が市制を施行した時代は、日本が高度国防国家を標榜して準戦時体制に入ろうとしていた時代であった。1936年（昭和11年）12月、春日町の台地に下志津陸軍飛行学校銚子分教場が開校し、銚子市最初の軍事基地となった。日中戦争開戦後の1940年（昭和15年）には、海軍が防空監視部隊である横須賀鎮守府犬吠望楼を犬吠埼に常駐させるようになった。太平洋戦争が開戦すると、銚子市の位置は防空上重視され、本土初空襲を受けた1942年（昭和17年）4月、参謀本部は陸軍の筑波隊を愛宕山に移駐させ、付近に電波警戒機乙と称するレーダー2個を設置して対空監視に当たらせた。高神小学校には、北村中隊と称する砲兵中隊が駐屯して筑波隊を擁護した。同じ頃、海軍も愛宕山に横須賀鎮守府犬吠電波探信所を設置した。これらのレーダー部隊に続き、1943年（昭和18年）4月には、三崎町に陸軍千葉防空学校銚子分校が開校した。1944年（昭和19年）には、県事業として、新生駅から魚市場に至る専用側線（臨港線）が敷設され、戦時下における東京都への鮮魚輸送を担った。

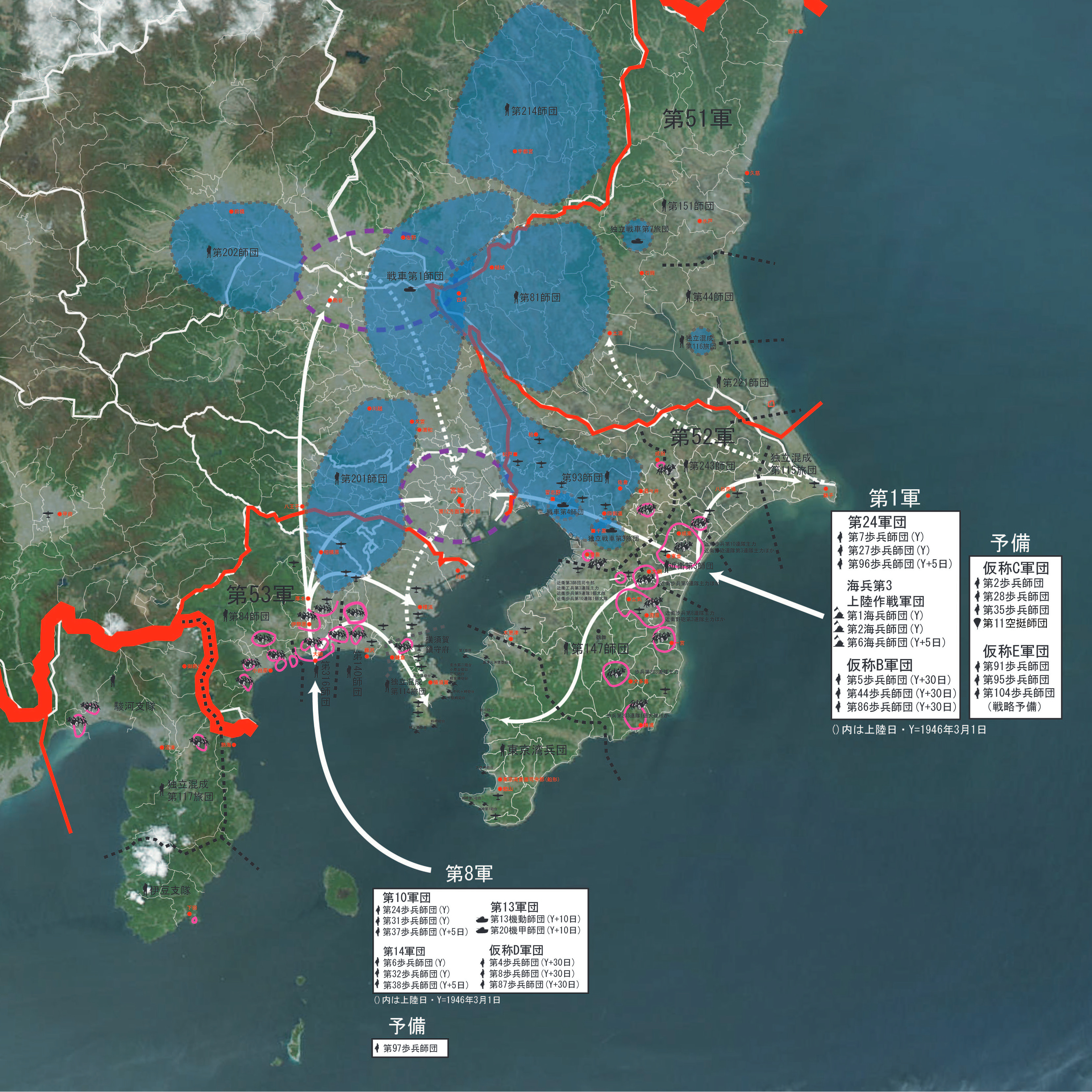
太平洋戦争末期の日本軍の配置と米軍の侵攻予定図

軍部は1944年（昭和19年）以降、米軍の日本本土進攻を想定した本土決戦の準備に本格的に取り組み始めた。米軍上陸地として想定されたのは関東沿岸と九州南部沿岸であった。関東沿岸のうち最も重視されたのが九十九里浜で、その東端に位置する銚子市も決戦態勢の一翼を担うこととなった。銚子市に最初に設置されたのは、銚子・飯岡地区の沿岸警備を担う陸軍特設警備第26中隊（郷土防衛隊）であった。その後、本格的な決戦準備段階に入ると、陸軍近衛第3師団が銚子市に移駐し、猿田町方面、植松町不動山、妙見町方面に防御陣地の構築を開始した。陸軍の築城部隊と前後して、香取海軍航空隊所属の海軍部隊も銚子市に派遣され、豊里方面、弥生町・幸町方面、外川方面に「震洋」の特攻基地を建設した。そして本土決戦準備の最終段階には、陸軍決戦部隊として、第152師団歩兵第437連隊（護沢第22603部隊）が進駐し、市内各所で決戦用陣地の構築を開始した。また、猿田方面には歩兵第440連隊（護沢22606部隊）が進出した。

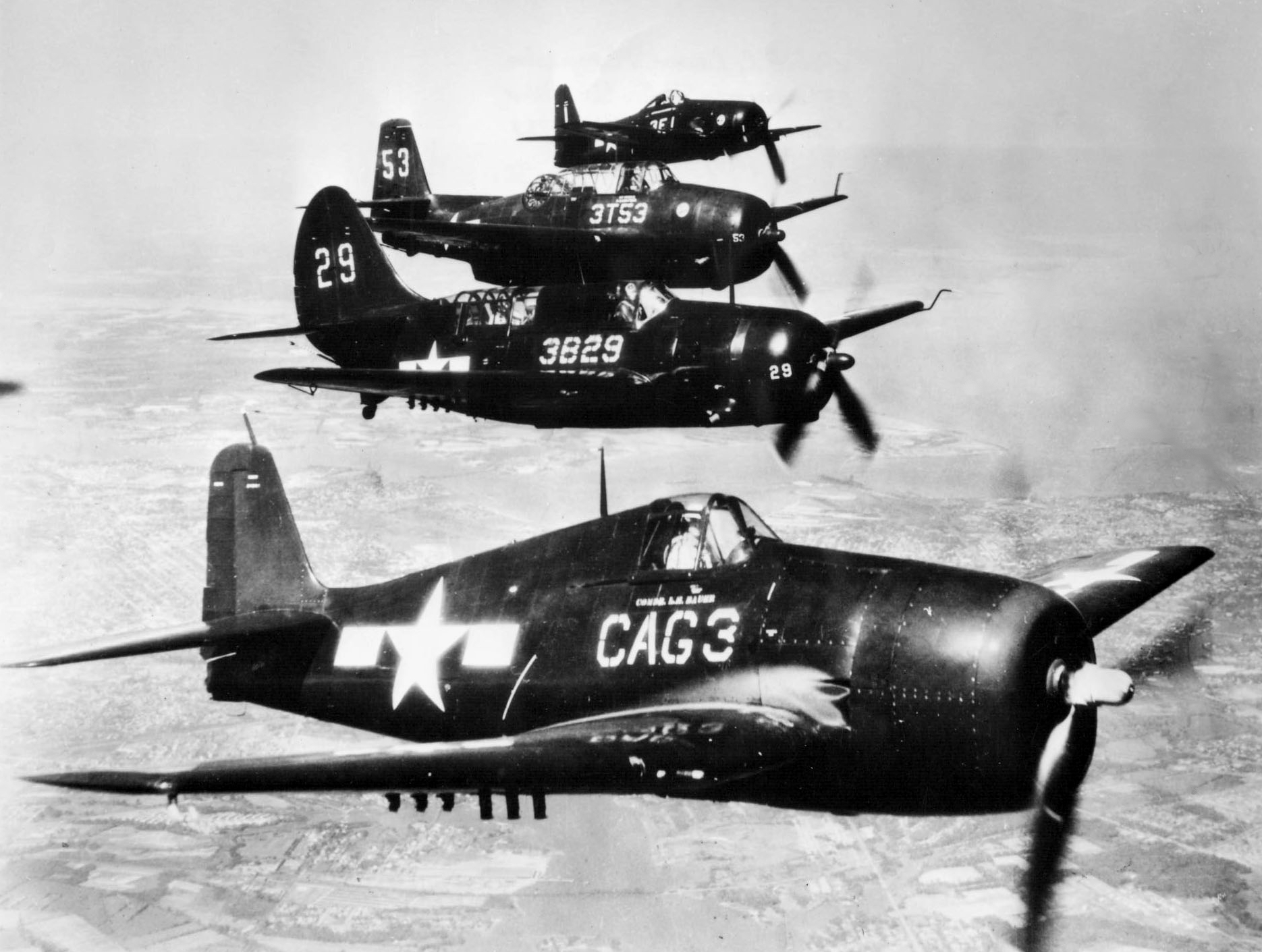
グラマンF6Fヘルキャット

サイパン陥落後、マリアナ基地から飛来したB29による関東地区の空襲が本格化したが、銚子市上空はB29の飛行経路となったため、連日空襲警報が発令された。1945年（昭和20年）2月に入ると米機動部隊の艦載機が相次いで来襲し、下志津陸軍飛行学校銚子分教場が攻撃を受けた。この頃、米軍の戦略爆撃は焼夷弾を用いた無差別爆撃へと転換し、3月9日夜、初めて実行された。この夜午後12時頃、B29の梯団が2000～3000メートルの高度で銚子市に侵入し、市中心部に大量の焼夷弾を投下した。各所で発生した火災は北北東の風に煽られて燃え広がり、市中心部は火の海となった。この空襲の損害は、焼失戸数1000戸、死者47人、負傷者163人であった。銚子市役所・銚子醤油事務所・ヤマサ醤油工場・銚子信用組合・県立銚子高等女学校・白幡神社・宝満寺等が焼失し、銚子駅前から利根川岸までは何一つない焼野原となった。

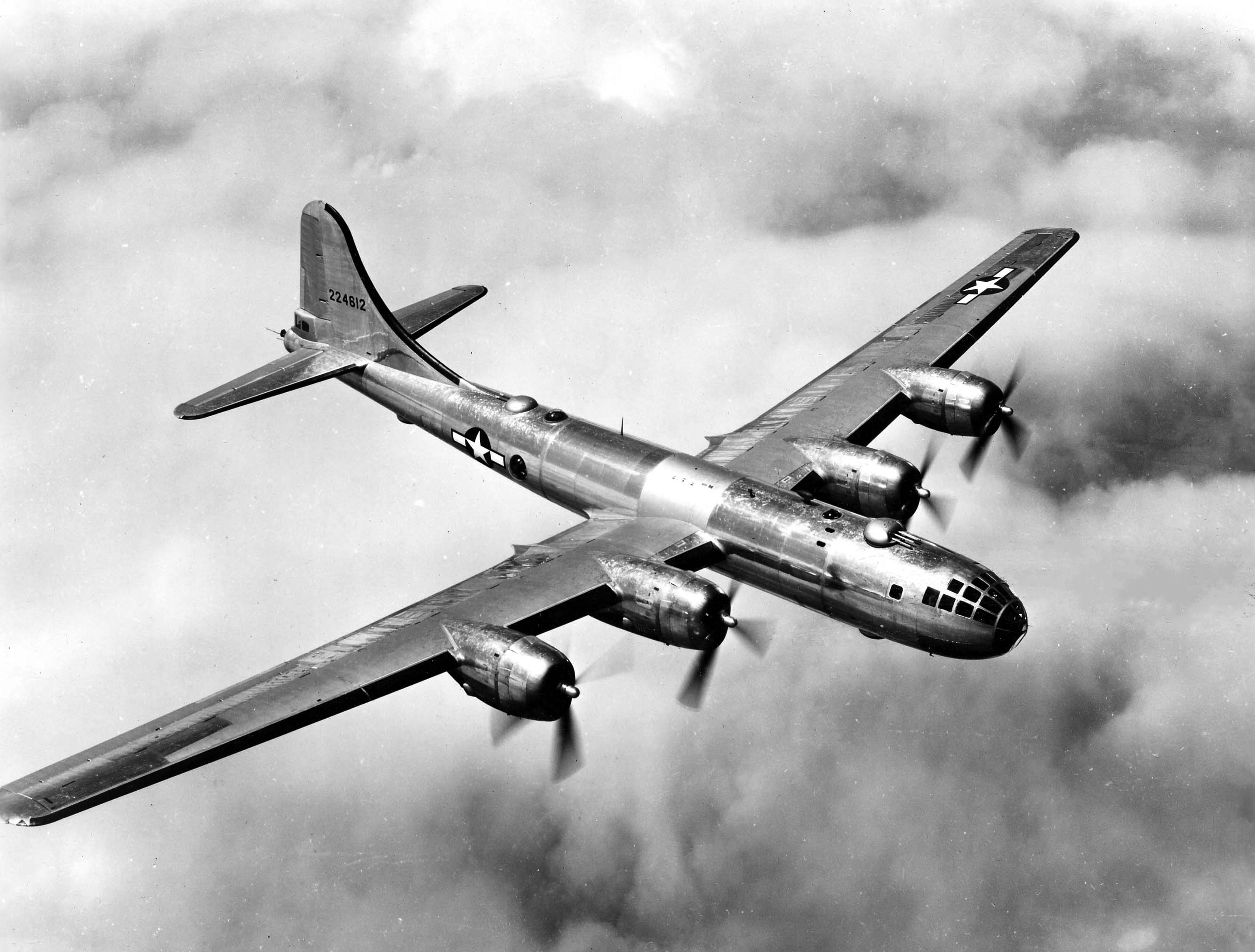
B29スーパーフォートレス

そして7月19日深夜、銚子市は再びB29の大空襲を受け、市街地の大半が壊滅した。この夜、91機のB29が銚子市上空に侵入し、市街地の外周から中心部へと焼夷弾・爆弾を投下し、火災から逃れる市民を低空で機銃掃射した。B29侵入後、3分で通信・電気が途絶し、30分後には全市が火焔に包まれた。この7月空襲の損害は3月空襲をはるかに上回り、焼失戸数3950戸、死者278人、負傷者808人に達した。焼失した主要建物は、銚子駅・銚子警察署・銚子測候所・市立銚子中学校・市立銚子高等女学校・銚子商工会議所・飯沼観音・浄国寺等で、標高26メートル余の御前鬼山が市街地のどこからでも見えるほど、銚子の街は一面の焼野原となった。
2度の空襲の後も、米機動部隊の戦闘機が連日飛来し、軍需工場や愛宕山の軍施設等が銃撃された。8月1日夜には、内浜町から南町・前宿町方面に及ぶ3度目の空襲に見舞われ、焼失戸数350戸、死者4人、負傷者37人の被害を出した。次いで8月5日夜に4度目の空襲があり、焼失戸数28戸、負傷者12人の被害があった。8月15日も早朝から艦載機が来襲した。銚子上空から敵機の爆音が消えたのは、終戦を告げる玉音放送がラジオから流れ始めた正午頃であった。
日中戦争・太平洋戦争によって銚子市が被った人的損害は、軍人・軍属の戦没者2202人、米軍機空襲による死者332人、負傷者849人であった。戦後、1955年（昭和30年）11月には、戦没者と戦災死者を合祀した忠霊塔が前宿町公園に建立され、以後毎年秋に追悼式が行われている。また、銚子市では1984年（昭和59年）9月に「非核・平和都市宣言」を行い、宣言趣旨に則った各種事業を展開している。

### 現代

#### 昭和後期
終戦後、銚子市には米軍が進駐し、1945年（昭和20年）10月からヤマサ醤油事務所に駐留して旧日本軍の爆弾・砲弾の投棄処理の指揮監督に当たった。関東各地から集められた爆弾・砲弾は、徴用漁船に積載されて銚子市沖の海域に投棄された。バラック建築は終戦直後から始まり、1946年（昭和21年）に入ると大通りに商店が見られるようになった。食糧事情が逼迫する中でヤミ商売も横行したが、それはやがて銚子市の地域経済を活発にし、戦災復興の原動力となっていった。1946年（昭和21年）6月には、地方巡幸中の昭和天皇が銚子市に行幸し、奉迎の市民を激励した。戦災直後で適当な宿所がなかったため、当夜、天皇は新生駅に入れた御召列車の車中に宿泊した。1948年（昭和23年）までに応急的な住宅の復興は一段落し、また、諸物資の統制が撤廃されたことで建築資材も出回り始め、住宅や店舗は本建築へと進んでいった。焼失した学校・諸官公庁も、1949年（昭和24年）頃までに再建された。

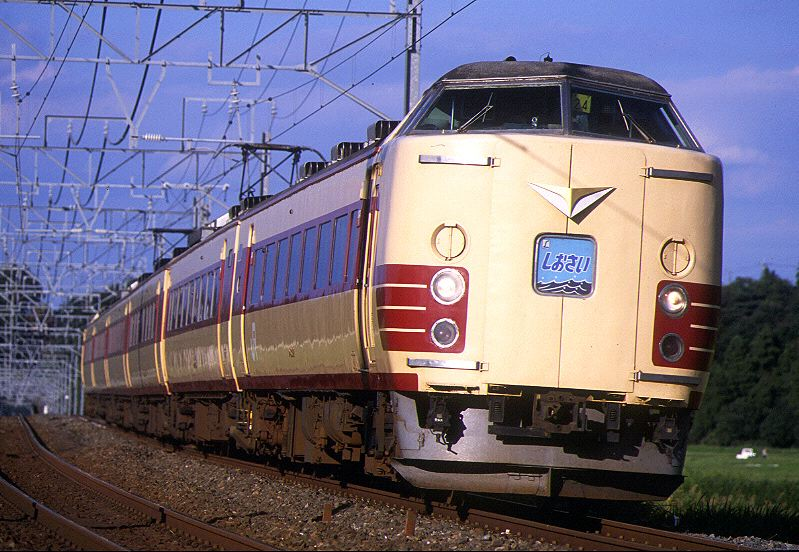
特急しおさい（183系）

終戦直後、銚子市の最大の課題は、焼失した市街地の復興であった。国は、1945年（昭和20年）に戦災地復興計画基本方針を示し、将来の地域発展に即応した都市計画を樹立して土地区画整理事業を実施することが急務であるとした。銚子市においては、千葉県が主体となって計画立案・設計と土地区画整理事業を執行することとなり、1946年（昭和21年）に新しい土地利用計画構想による戦災復興都市計画事業が決定された。計画の立案に当たっては、首都の外郭都市として、水産加工・農漁業関係・機械工業・造船業等が繁栄し、漁港、観光都市の性格を有することに重点が置かれ、将来人口は10万人とされた。同年度から逐次建物の移転、道路・公園等の整備工事が開始され、当初計画の修正を経て、1959年（昭和34年）度に終了した。戦災復興事業から除外された第3工区（田中町方面）の土地区画整理事業は、都市改造事業として同年度から施行され、1963年（昭和38年）度に終了した。戦災復興事業と都市改造事業の工事終了によって、市街地は広い幹線道路とその間を結ぶ区画街路によって整然と区画され、近代都市として復興を遂げた。
1949年（昭和24年）のシャウプ勧告を受けて、国は、国と地方との行政事務の再配分と町村規模の合理化を図るため、1953年（昭和28年）9月に「町村合併促進法」、1956年（昭和31年）6月に「新市町村建設促進法」を公布し、市町村合併の促進措置を講じた。このような背景の中で、銚子市は、行政区域の適正な拡大によって将来における発展の基盤の強化を図るため、1954年（昭和29年）4月に海上郡船木村・椎柴村、1955年（昭和30年）2月に香取郡豊里村、1956年（昭和31年）4月に海上郡豊岡村を編入合併した。これらの市村合併によって、市人口はそれまでの7万人台から一挙に9万人台へと増加した。
戦後の日本経済は、1950年（昭和25年）勃発の朝鮮戦争による特需景気が復興本格化の契機となり、神武景気、岩戸景気、いざなぎ景気を経て、類稀な高度経済成長を遂げた。以後、日本は世界の経済大国として歩み始め、国民の生活水準は飛躍的に向上した。この時期、軽工業から重化学工業への転換を基軸として、日本各地で拠点開発方式の経済産業発展政策が強力に推し進められた。銚子市においては、1961年（昭和36年）に「市勢振興調査」を全国市長会に委託し、既存産業の一層の発展、大工業化・新産業創設、今後の地方都市のあり方等を重点に調査研究を進めた。この調査結果に基づき、当時の嶋田隆市長は、1966年（昭和41年）に初の自主的・総合的な行政計画として、「銚子市長期計画」を策定した。その後、「地方自治法」の改正にあわせて、1973年（昭和48年）6月、東総地域等における近代的な中核都市として、「住みよい豊かな文化・産業都市」を将来像とした「銚子市基本構想」が定められた。
銚子・波崎の住民にとって、利根川架橋は明治以来の念願であったが、戦前は技術上、経済上の制約から実現しなかった。しかし、戦後日本が技術革新の時代に入り、1956年（昭和31年）3月、有料道路方式による道路整備を目的とした日本道路公団が設立されると、利根川架橋が本格的に議論されるようになった。このような情勢の中、銚子市は、波崎町・千葉県・茨城県に働きかけ、4者による銚子波崎間利根川架橋促進期成同盟会を設立し、道路公団に陳情を行った。基礎調査を経た1959年（昭和34年）、利根川架橋の架設事業実施が決定し、1960年（昭和35年）4月に起工された。橋脚工事には当時の最新工法である潜函工法が採用された。工事は1962年（昭和37年）12月に完成し、橋の正式名称は、公募により「銚子大橋」と決定した。開通式は12月10日に挙行され、自動車パレード、通り初め式、自衛隊機の祝賀飛行等が行われ市内は祝賀一色となった。自家用自動車の急速な普及から、開通後の銚子大橋の車両通行量は毎年増加の一途を辿り、1974年（昭和49年）に無料化された。

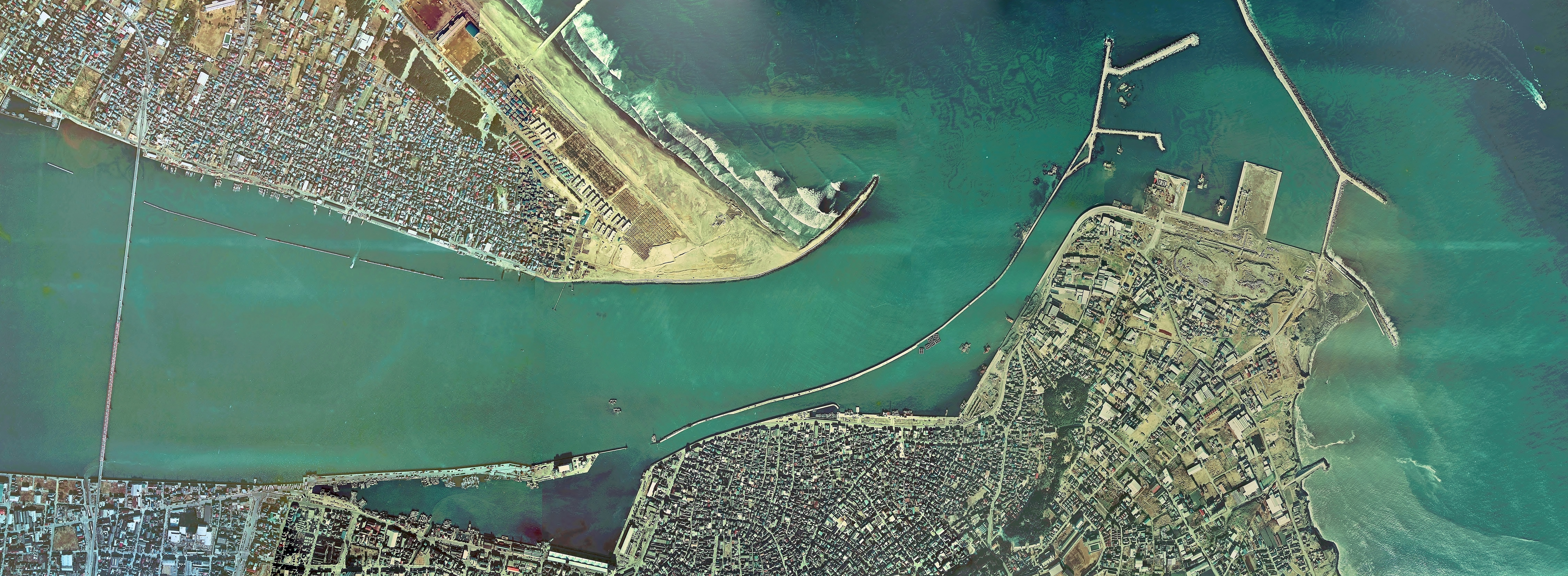
1974年（昭和49年）撮影の銚子漁港航空写真

1925年（大正14年）開始の銚子漁港修築工事は1953年（昭和28年）度に完了し、銚子漁港は近代的な施設と機能を整えたが、依然として波浪による航行の危険性が残っていた。この間、1950年（昭和25年）に漁港法が制定されると、翌1951年（昭和26年）7月、銚子漁港は同法に基づく第3種漁港に指定され、次いで1960年（昭和35年）3月、水産業の振興上特に重要な漁港として、特定第3種漁港に指定された。銚子市漁業協同組合や市の要請の結果、銚子漁港は1962年（昭和37年）3月に成立した第3次漁港整備計画において採択され、戦後の大修築事業が行われることとなった。工事は1963年（昭和38年）8月に起工し、以後毎年継続して漁港整備事業が実施された。第4次計画においては、漁船の遭難を防止するため、利根川と分離した新航路が建設され、1971年（昭和46年）に開通した。続く第5次計画においては、遠洋漁業及び沖合・沿岸漁業の基地としての整備拡充を目的に、夫婦ヶ鼻・黒生間の外港計画が採択され、以降の漁港整備計画においても引き続き実施された。漁港整備の進展と連動して漁港機能施設も逐次整備され、川口・黒生地区の埋立地には、卸売市場・冷凍冷蔵施設・製氷貯氷施設等の水産物産地流通加工関係施設が建設された。こうした漁港工事により、川口・夫婦ヶ鼻付近の荒磯は、太平洋に臨む広大な外港とこれに続く内港を有する近代的な大漁港へと変貌した。
1656年（明暦2年）に崎山治郎右衛門が開発した外川漁港は、大正年代から高神村が修築事業を開始し、同村の合併後は銚子市が事業を継続して1943年（昭和18年）に完成した。戦後も銚子市による改修工事が進められたが、漂砂堆積による港内埋没が著しく、外川漁港整備促進期成同盟会による陳情の結果、1969年（昭和44年）に第4次漁港整備計画における採択と県移管が実現した。工事は同年5月に起工され、以後数次にわたる整備計画の実施により、名勝・千騎ヶ岩を含めた外川海岸全体が漁港として整備された。1977年（昭和52年）度の第6次計画からは公共用地の埋立造成が実施され、あわせて各種の漁港機能施設も整備された。
1950年（昭和25年）1月、市議会議員協議会において、銚子市南岸の名洗港を遠洋漁業港・商港として整備し、銚子市の新しい発展の基盤とする構想が提唱された。この構想は協議会の賛同を得て、同年3月に大銚子避難港建設期成同盟会が結成された。国会・運輸省に対する陳情活動の結果、運輸省直轄の避難港建設が決定し、1951年（昭和26年）1月、政令により避難港の指定を受けて、1952年（昭和27年）6月に起工された。1953年（昭和28年）3月、名洗港は千葉県が港湾管理者となる地方港湾として認可され、同年5月に告示された。避難港工事は1965年（昭和40年）度に完了し、1966年（昭和41年）度からは、3000トン級船舶・小型船舶の接岸を目的とした千葉県の整備工事が開始された。この工事と並行して、銚子市は1965年（昭和40年）から港湾施設用地の確保と企業誘致による市産業の高度化を目的とする臨海工業用地の造成を行った。造成された土地のうち、第1工区は1985年（昭和60年）度までに分譲を完了し、第2工区は港湾の発展に有効な土地利用を図るため、市有地のまま保留された。
戦後の銚子市の漁業は、漁港の整備と共に、技術革新に伴う漁船の機械化・大型化が進み、漁獲能力が大幅に向上した。無動力漁船が1963年（昭和38年）に姿を消した一方、動力漁船は大幅に増加し、特にカツオ・マグロ漁船の大型化が進んだ。また、地元船以外の廻船による水揚げが増加したことで、銚子市の漁業は、地元漁業から廻船主体の漁業へと変化することとなった。銚子漁港の水揚高は、1955年（昭和30年）の5万4644トンが1973年（昭和48年）20万5147トンと3.8倍に、また、水揚金額では11億4273万円から127億9591万円と11.2倍に増加している。漁種別には、戦前からのイワシに加えて、サンマとサバが大量に水揚げされるようになり、大衆魚中心の漁業としての性格が一層強まった。サンマは大型棒受網漁法が普及したことで水揚量が増加し、漁期の銚子沖は漁船群が放つ集魚灯で埋め尽くされた。サバは1959年（昭和34年）に銚子沖で新漁場が発見されて以来盛んとなり、漁法も一本釣りから旋網に替わったことで水揚量が増大した。
戦前、銚子市の基幹作物は甘薯と麦で、野菜は自家用程度の栽培に留まっていた。しかし、麦作の生産は不安定で、甘薯も価格の変動が激しかったことから、より収益性の高い作物への転換が検討された。1954年（昭和29年）、高神地区においてキャベツの栽培が始まり、集団栽培・共同販売に努めた結果、栽培面積は急速に拡大し、1957年（昭和32年）7月には「灯台印」銚子市蔬菜出荷組合連合会が結成された。国・県の産地指定も相次ぎ、銚子市は全国を代表するキャベツ産地となった。キャベツ栽培の成功は、銚子市における畑作の作物転換を促し、機械化による省力化が進む中で、多種多様な野菜類が栽培されるようになった。また、大都市への人口集中や自動車輸送の発達により消費市場が全国に拡大したことで、銚子市は首都圏における生鮮野菜の供給基地として位置づけられることとなった。
漁業に関連する水産加工業は、戦後、その主力であった肥料用のイワシ搾粕が姿を消し、代わってイワシ・サンマ・サバを原料とした冷凍水産物が生産されるようになった。また、冷蔵庫の普及・発達と原料の移入、加工の省力化によって年間操業化が進み、企業規模も大幅に向上した。製品の種類としては、イワシの丸干にサンマ・サバの開干が加わり、加工の専門化と製品の鮮魚化も進んだ。冷蔵庫の普及は著しく、1980年（昭和55年）前後には保有業者数約150、冷蔵能力約15万トンと、全国一の規模となった。これらの設備を基盤として、新しい営業形態である冷凍業が興隆し、主に一般加工業者が兼業として行うようになった。冷凍された鮮魚は、冷凍加工原料魚・冷凍飼料として市内外に出荷された。缶詰製造業は、イワシ・サンマ・サバ等の大衆魚を主力として多種多様な製品が製造され、海外輸出に支えられて堅調に推移した。
醤油製造業は、1950年（昭和25年）の統制撤廃以降、本格的な醸造醤油の生産を再開した。国民の食生活の変化に伴い、醤油の需要が飽和する中で、市場競争が一層顕著になり、ヤマサ・ヒゲタの大手2社は品質の向上、醸造期間の短縮、新商品の開発等を進めた。戦後銚子市で開発された最も革新的な商品は、1961年（昭和36年）にヤマサから発売された「フレーブ」であった。グルタミン酸とイノシン酸を中心とした複合うま味調味料で、日本の食品産業界に大きな変革をもたらした。これに次いで、ヤマサは「めんつゆ」、「そばつゆ」を発売し、ヒゲタも同様に、うどん・そば用つゆ「ヒゲタつゆ」、「冷し中華スープ」、ラーメン用つゆ「ラープ」を発売した。こうした多様な商品開発により、ヤマサ・ヒゲタは出荷量・売上を伸ばして市場占有率を高め、銚子市の主要産業として着実な成長を遂げた。醤油の海外輸出も拡大し、ヤマサは米国・カナダに特約店を開設して外国市場の開拓を進めた。
高度経済成長期、技術革新と大衆消費社会の形成に伴い、銚子市の商店も競争の時代を迎え、各商店街では整備・美化、合同大売出しが盛んに行われた。戦後、飯沼観音正面の銚子銀座商店街は市内第一の商店街として繁昌し、1972年（昭和47年）には銚子市初の百貨店であるクリハシ百貨店が開店した。また、市内各地区に中小のスーパーマーケットも見られるようになった。その後、1976年（昭和51年）10月、銚子駅前通りの旧宝醤油跡地に株式会社十字屋が百貨店を開店し、次いで1979年（昭和54年）10月、十字屋に隣接した旧市庁舎跡地に株式会社銚子ショッピングセンター（シティオ）が開店し、これらの大型店を中心として各種小売店や飲食店が集積したことで、中心繁華街が銚子駅前へと遷移することとなった。自家用自動車の普及と銚子大橋の建設等から、1968年（昭和43年）、銚子市商圏は市内及び旭市・海上町・飯岡町・干潟町・野栄町・小見川町・茨城県波崎町・神栖町を含めた人口約22万の地域へと拡大し、東総地域で最も発達した商業都市となった。
1959年（昭和34年）、犬吠埼を中心とした海岸地帯が自然公園法に基づく水郷国定公園に指定され、1969年（昭和44年）3月に水郷筑波国定公園と改称した。1964年（昭和39年）6月には、七ツ池周辺が千葉県立九十九里自然公園に編入された。国定公園の指定以降、観光客数は年々増加し、海岸地帯では1963年（昭和38年）の銚子市営国民宿舎開館を契機に、新しいホテルの建設や既存旅館の整備等が進んだ。愛宕山の山頂には、1973年（昭和48年）に千葉県・千葉県観光公社によって犬吠オーシャンランドが建設された。国鉄列車の増発と気動車化・電化も実現し、これに伴って準急・急行・特急列車や自然科学列車等の臨時列車も運転されるようになった。1975年（昭和50年）3月には、銚子・東京間に特急列車「しおさい」の運転が開始されている。自家用自動車時代に対応した観光道路網も整えられ、1955年（昭和30年）3月に県道銚子公園線の犬吠埼・長崎間が完成して海岸一周が可能となり、次いで1973年（昭和48年）7月、三崎町から屏風ヶ浦に沿って愛宕山に至る銚子有料道路愛宕山公園線が完成した。観光行事としては、1970年（昭和45年）から、毎年8月に花火大会・みこしパレードを柱とする「銚子みなとまつり」が開催されるようになった。
戦後の銚子市では、住宅需要の高まりによって市街地から郊外へと宅地化が進行し、地価が高騰した。このため、銚子市は財団法人銚子市開発協会による宅地造成事業を促進した。この間、民間においても小規模なものを含めて各地で宅地造成が行われたが、1971年（昭和46年）からは、銚子市の西部地域に豊里団地と呼ばれる大規模住宅団地の造成が進められた。当初の計画は鹿島臨海工業地帯進出企業の社宅用であったが、1973年（昭和48年）の第1次オイルショック発生によって見直され、一般住宅向け分譲団地となった。団地の区域は1979年（昭和54年）8月から豊里台と町名を変更し、1982年（昭和57年）10月に全工区が竣工した。また、1970年（昭和45年）には、財団法人銚子市開発協会と千葉県開発公社との共同事業により、小浜町に工業団地が造成された。

#### 平成・令和
1985年（昭和60年）4月から半年間、NHK連続テレビ小説「澪つくし」が放映された。大正から昭和初期の銚子を舞台とした醤油醸造家の娘かをる（沢口靖子）と網元長男惣吉（川野太郎）の愛情物語は、銚子の名を改めて全国に知らしめ、140万人から160万人であった観光客入込数は222万人を超えた。銚子市はこれを観光振興の機会と捉え、1985年（昭和60年）を銚子観光元年と位置づけて「銚子市観光振興基本計画ー海・川・食との出会いー」を策定し、観光レクリエーション拠点の整備、観光宣伝・イベントの充実等による新たな都市づくりを掲げた。
1979年（昭和54年）度に実施された第2次「市勢振興調査」において、地域振興の手段として名洗港の新しい構想が必要との提言がなされ、これを受けて、銚子市は名洗港の活用方針について検討を重ねた。1987年（昭和62年）5月に社団法人日本港湾協会から報告された「名洗港振興調査」結果は、海洋レクリエーション港湾としての実現が有望であるとし、名洗港に規模及び質において我が国第一級のマリーナを中心とするマリンリゾート拠点を整備すべきであると提言した。その構想は、クルーザー等1000隻の収容能力をもつマリーナを新設し、既存埋立地にリゾート施設を、マリーナ西側に海水浴場を、既存堤防基部に5000トン級船舶が接岸可能な岸壁を新設するというものであった。この構想の実現のため、市は1987年（昭和62年）8月に関係者との覚書を締結し、同年10月には「名洗港マリンタウンプロジェクト調査」を委託し、その具体化を進めた。
1987年（昭和62年）6月施行の「総合保養地域整備法」は、スポーツ・レクリエーション施設等民間施設に対する税制上の特例措置、資金支援措置、地方公共団体等の助成によって、民間活力を生かした第三次産業中心の地域振興、内需拡大等を目的とするものであった。銚子市はいち早く地域指定を要望し、1989年（平成元年）4月、「房総リゾート地域整備構想」における「銚子マリン・リゾート」が千葉県の重点整備地区に指定された。その概要は、名洗港マリーナを海洋性スポーツ・レクリエーションの核とし、漁業基地としてのポテンシャルを生かした外洋性大型マリンリゾートを形成するというものであった。1990年（平成2年）8月には、これらの構想を反映した「名洗港港湾計画」が千葉県地方港湾審議会で了承され、翌1991年（平成3年）2月には、「漁業補償契約書」が調印されると共に、名洗港が国の「海洋性レクリエーション拠点港湾」の指定を受けた。こうして名洗港整備の前提条件が整い、名洗港マリーナの管理運営に当たる第三セクターの設立、後背地開発の事業主体となる民間企業の選定、マリンリゾートにふさわしい港湾環境の整備等が進められた。

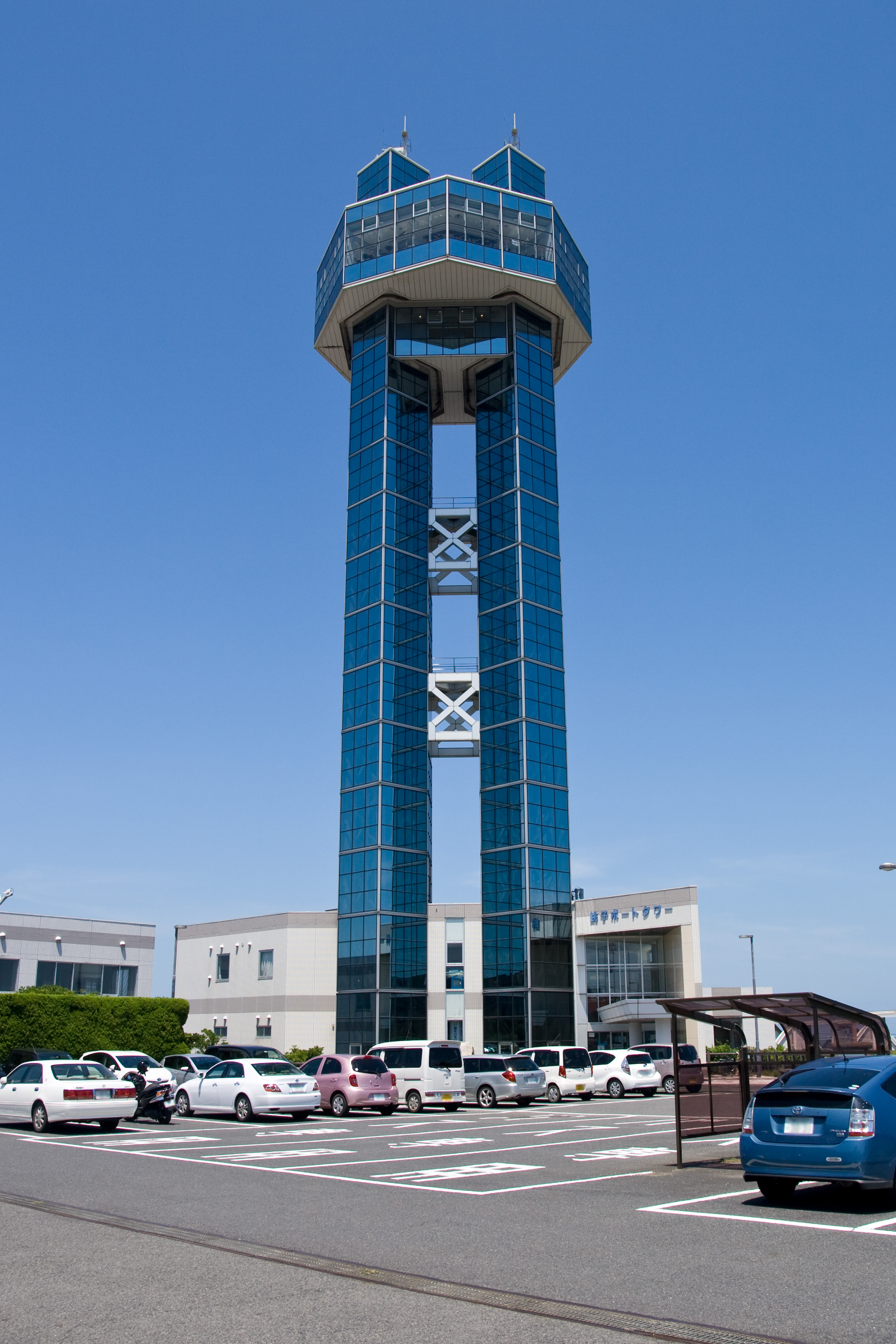
銚子ポートタワー

この間、観光レクリエーション施設の整備も進めれらた。1988年（昭和63年）1月、愛宕山頂に「地球の丸く見える丘展望館」が開館し、1994年（平成6年）4月には、隣接するレクリエーション広場として「地球の丸く見える丘ふれあい広場」が開園した。これに伴い、市は「銚子市地球の丸く見える丘景観条例」を制定し、愛宕山頂付近を景観形成地区と定めた。1991年（平成3年）6月には、「銚子ポートタワー」、水産物卸売センター「ウオッセ21」からなる複合観光施設として「水産ポートセンター」がオープンした。「ウオッセ21」は、地元専門業者による水産物・水産食品・地元産品の販売を主とした施設で、市と地元業界で構成する第三セクター「銚子水産観光株式会社」が管理運営に当たった。犬吠埼灯台周辺から君ヶ浜にかけての公園整備も進められ、1992年（平成4年）4月には「君ヶ浜しおさい公園」が開園した。1997年（平成9年）と2000年（平成12年）には、犬吠埼の2つの民間ホテルが続いて温泉掘削に成功し、周辺のホテル・旅館と合わせて犬吠埼温泉郷が形成され、銚子観光のイメージアップと集客力強化に大きな役割を果たすこととなった。
交通面では、県道銚子海上線の拡幅整備、県道銚子公園線長崎周遊道路の開通等により、市内観光ルートの整備が進むと共に、国道126号銚子バイパス、東総台地地区広域営農団地農道、東総有料道路等が順次整備され、広域アクセスの向上が図られた。市街中心部では、主要道路が銚子駅前通りシンボルロード・本通りマイロード・銚子銀座通りココロードとして整備され、電線類の地中化、車歩道舗装、街路灯・信号機の新設、植栽・モニュメント設置等が実施された。また、銚子大橋の渋滞解消策として新大橋建設の要望が高まる中、1989年（平成元年）10月に銚子市長を会長とした「銚子・波崎間利根川新橋建設促進期成同盟会」が設立され、国・県に対する陳情が重ねられた結果、1994年（平成6年）2月に新規事業として採択され、1995年（平成7年）2月に起工した。新大橋は「利根かもめ大橋」と命名され、2000年（平成12年）3月に開通した。1988年（昭和63年）6月には「山武・東総地域幹線道路網整備促進期成同盟会」が設立され、高規格道路の建設が促進された。その後、1994年（平成6年）12月に首都圏中央連絡自動車道と銚子方面の連携を強化するための「銚子連絡道路」が地域高規格道路として計画路線に指定され、2006年（平成18年）3月に第1期区間である松尾横芝・横芝光間が開通した。

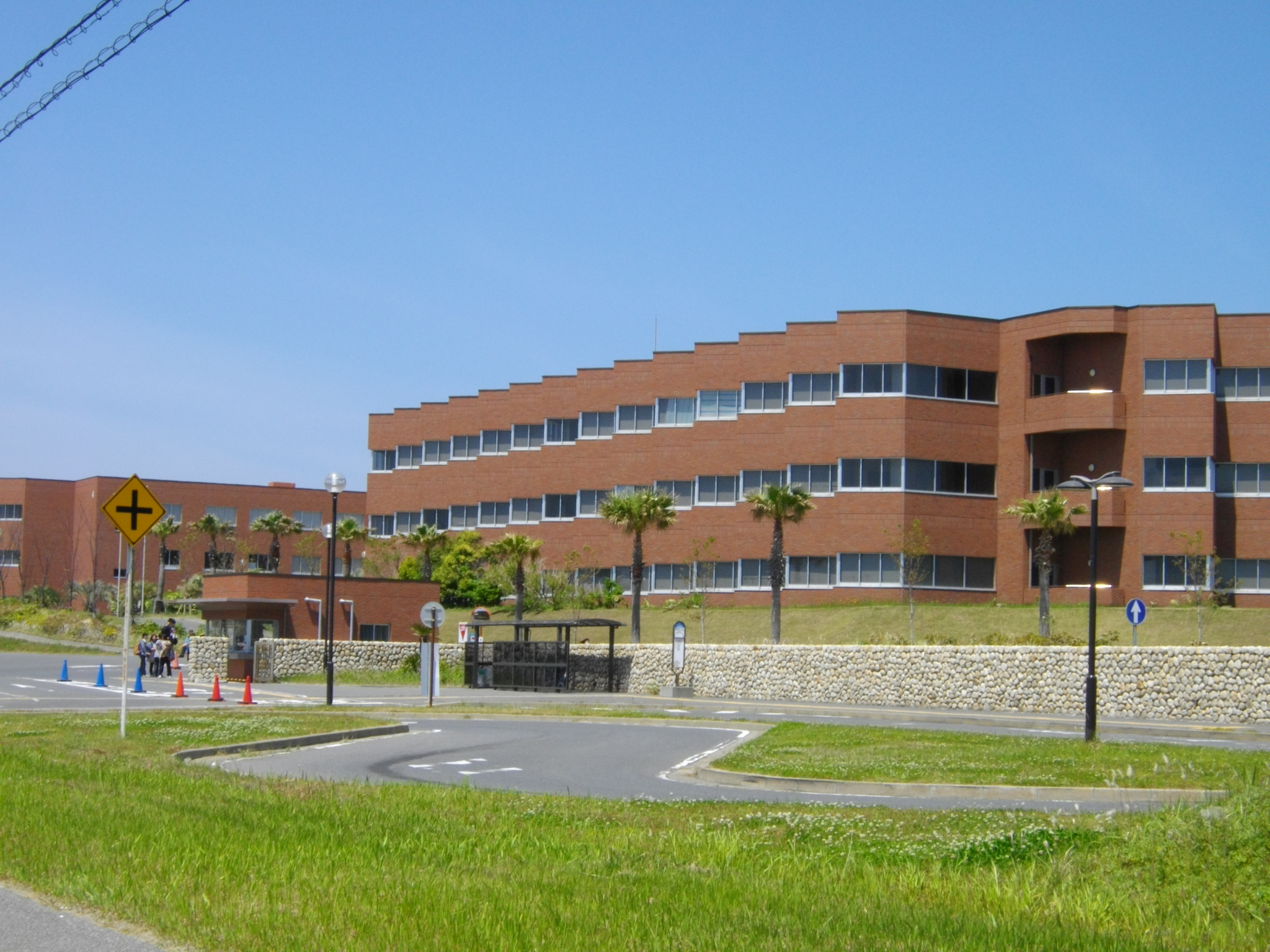
千葉科学大学

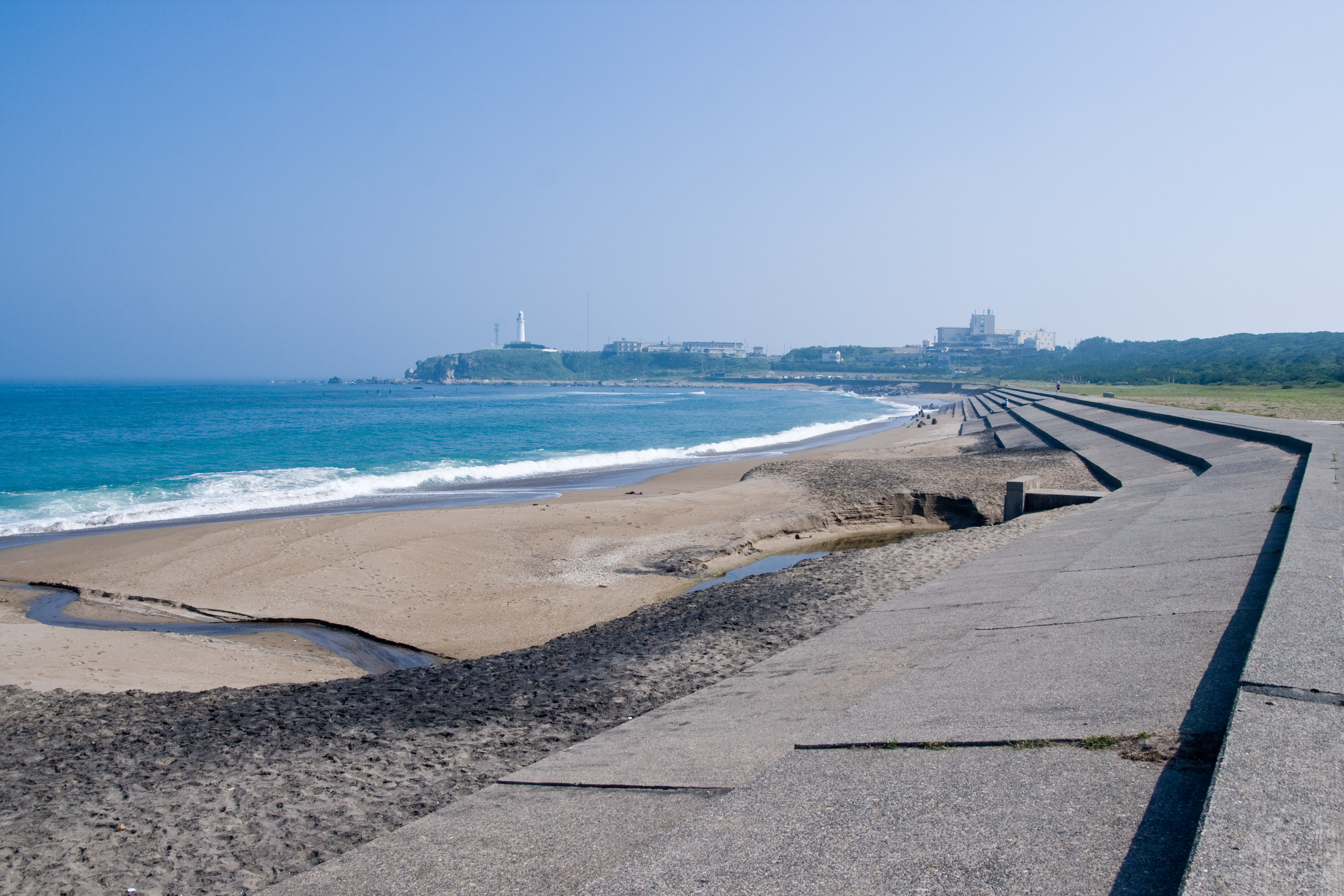
君ヶ浜しおさい公園

名洗港マリーナの名称は「銚子マリーナ」と定められ、港湾改修・局部改良事業、埋立土地造成事業を基礎に、係留桟橋、船揚場、ボートヤード、クラブハウス、修理庫、上下架施設、駐車場等の施設整備が進められて、1999年（平成11年）4月一部供用開始となった。マリーナ泊地北側には多目的広場や親水護岸を備えた名洗港海浜公園が整備されると共に、ビーチ利用促進モデル事業の指定を受けて人工海浜が造成され、1999年（平成11年）7月に海水浴場として一部供用開始した。銚子マリーナの管理運営は、株式会社銚子マリーナが市から業務委託を受けて当たり、オープン以来マリンスポーツの拠点として各種イベントを展開している。マリーナ後背地は、バブル崩壊後におけるリゾート事業の環境変化を受けて、開発計画の見直しが行われた。2004年（平成16年）4月、市はこの土地に私立の理科系大学である千葉科学大学を誘致し、「文教のまちづくり支援事業」を実施して学生への支援を行った。市内においては、学生の生活基盤となるマンション、アパート及び商業施設等の建設が進んだ。
1999年（平成11年）から2001年（平成13年）までの3年間、銚子市は、市と市民・企業が一体となった世紀越え事業を実施した。この事業は、日本列島沿岸で初日の出が最も早く見られる地の利を活かし、銚子の情報発信、市内外の交流促進、銚子の自然環境・産業・文化・歴史的遺産等の再評価と21世紀への継承等を目的としたもので、ミレニアムイベント、世紀越えイベントのほか、カウントダウンボードの設置、「銚子百選」の選定等が行われた。君ヶ浜しおさい公園を会場としたミレニアムイベント・世紀越えイベントでは、和太鼓打込み、参加者2000人による光のカウントダウン、市内小学校の協力によって作成されたペットボトルランタンの設置、銚子の食材を使用した大鍋提供等が行われ、あわせて約45万人の観光客が訪れた。こうしたイベントのほかに、民間企業からは「ミレニアム」「世紀越え」にちなんだ各種商品が売り出された。この世紀越え事業は、「協働のまちづくり」の一環として、市民が自由に参加可能な市民企画委員会において様々なアイディアを出しながら進められたもので、まちおこし・まちづくりの先駆的事業として、2000年（平成12年）3月に千葉県から優良施策実施市町村表彰を受けた。

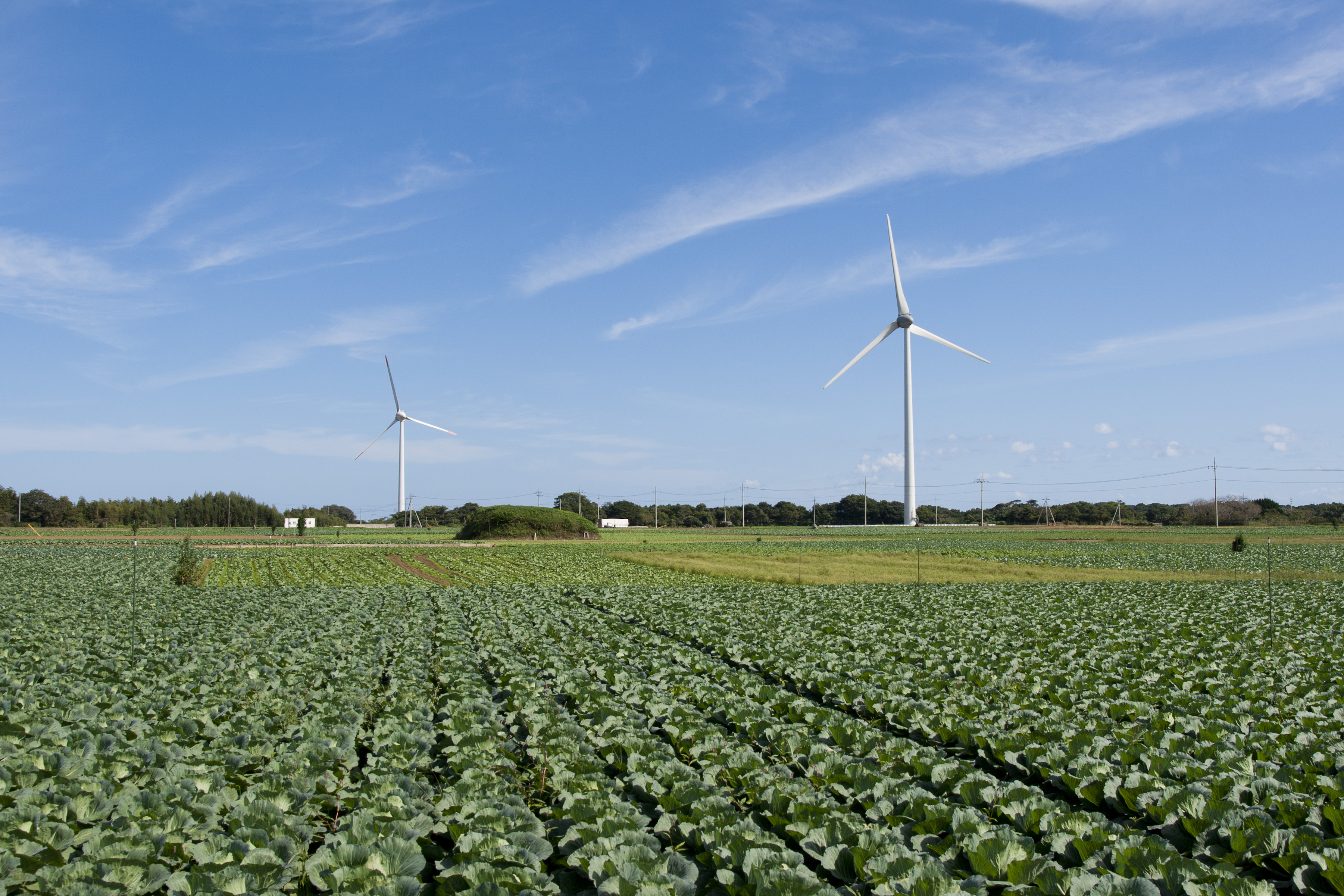
風力発電所（高田町）

銚子市は年間を通して平均風速や風向等の風況が良く、平坦な台地が広がることから、風力発電に適した地域となっている。2001年（平成13年）9月、日本風力開発株式会社の子会社である銚子屏風ヶ浦風力開発株式会社が、銚子市小浜町において風力発電機の運転を開始した。定格出力1500キロワットの大型風車で、約90世帯分の消費電力を賄うものであった。この風車が好調な事業成績を挙げたことで、銚子市は風力発電の好適地としての認識を得て、風力発電事業者の参入が相次ぐこととなった。以後、市内には34基（銚子屏風ヶ浦風力開発株式会社6基、株式会社エムウインズ2基、銚子風力開発株式会社15基、くろしお風力発電有限会社2基、株式会社堀江商店1基、株式会社台町自然環境エネルギー研究所1基、銚子ウインドファーム7基）の大型風車が建設され、総出力53560キロワットを擁する一大風力発電拠点を形成している。

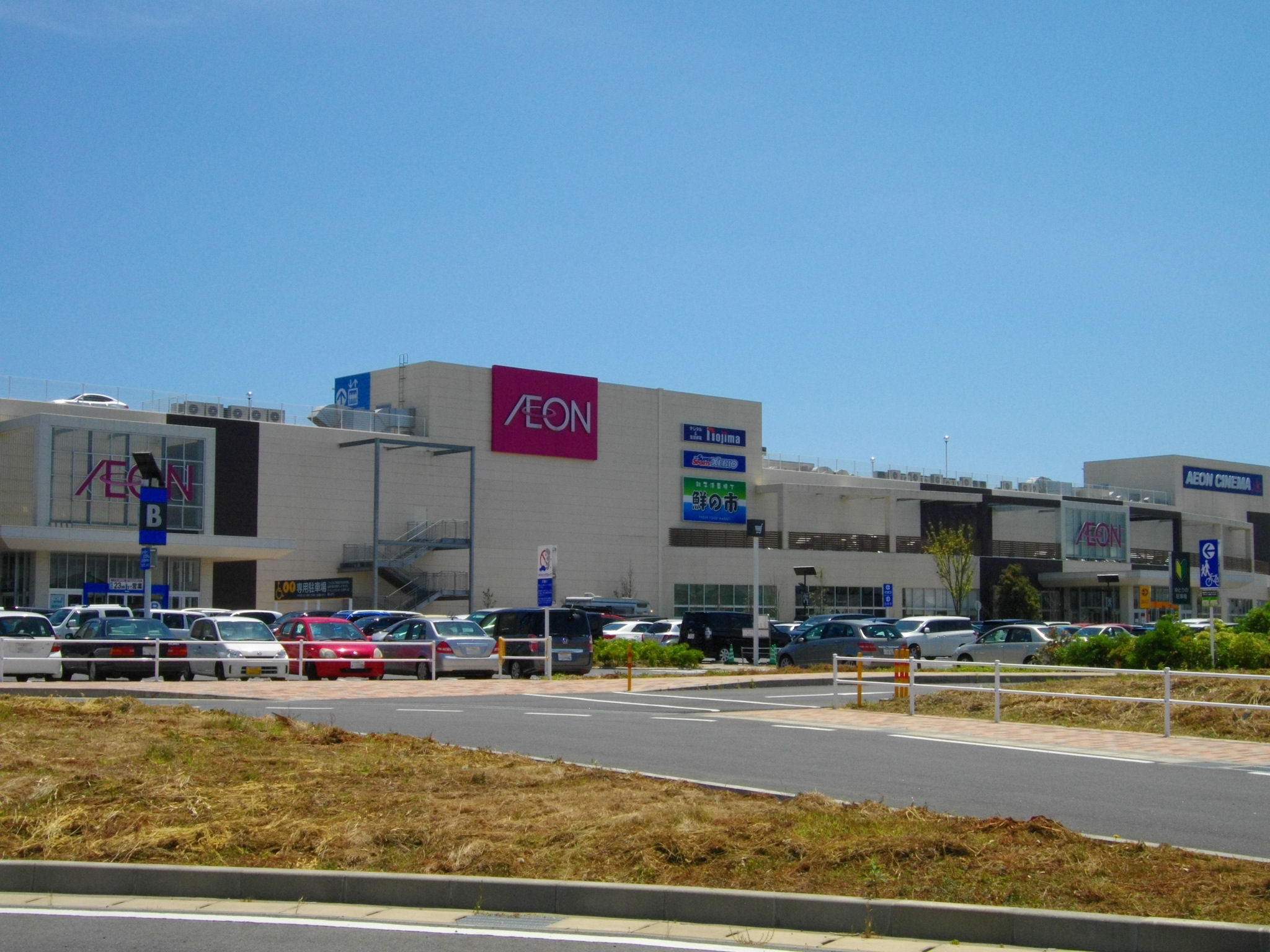
イオンモール銚子

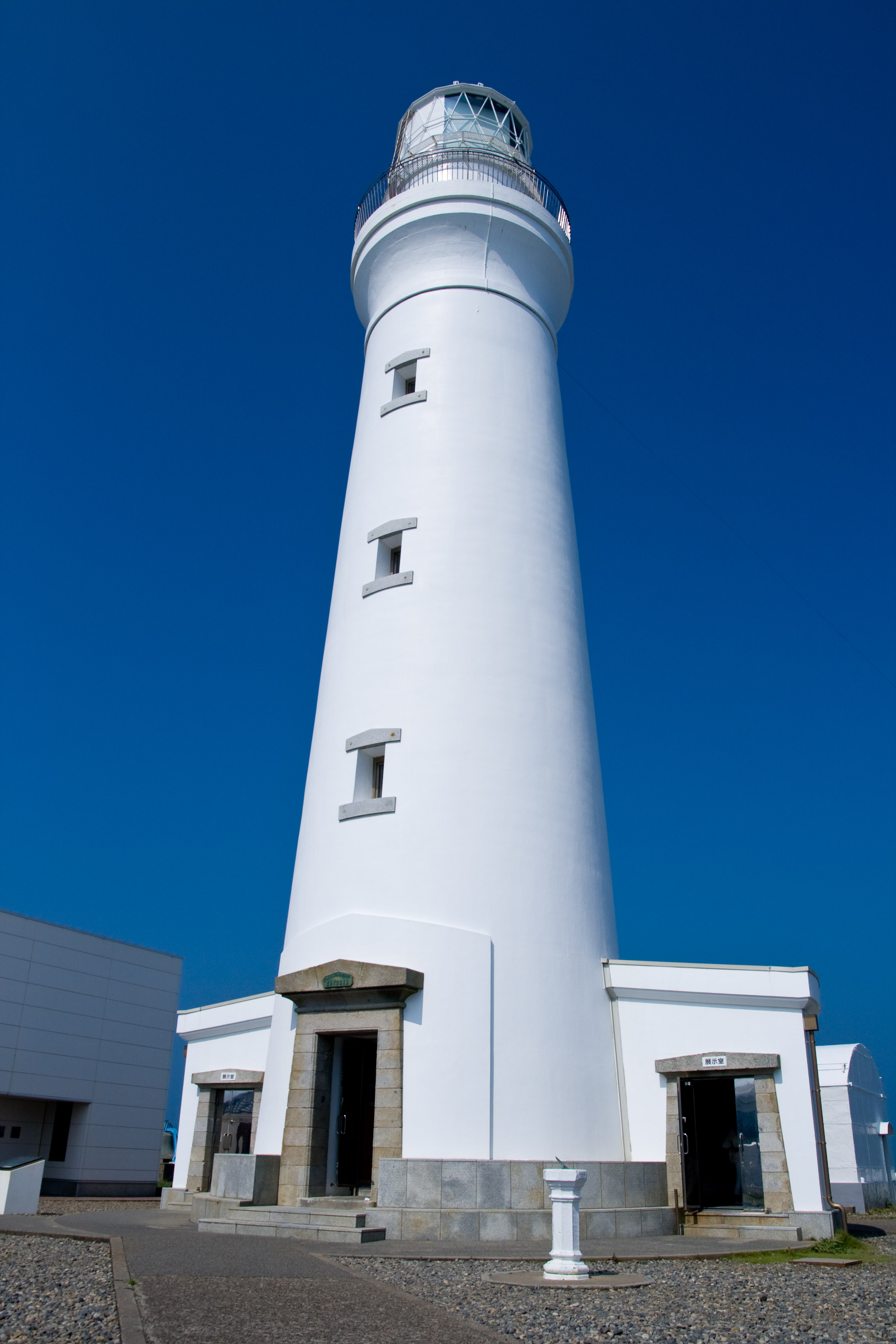
犬吠埼灯台（重要文化財）

大型店の出店に当たっては、1974年（昭和49年）施行の「大規模小売店舗における小売業の事業活動の調整に関する法律」（大店法）による規制があったが、日米構造協議における縮小・撤廃要求を受けて、段階的な緩和を経た後「大店法」は廃法となり、2000年（平成12年）6月から「大規模小売店舗立地法」（大店立地法）が施行された。これにより、法制度の目的が中小小売業の事業活動機会の適性確保から、大型店周辺の生活環境保持へと変わり、銚子市とその周辺地域においても郊外型店舗等の機能集積が進んだ。2010年（平成22年）3月に開店した「イオンモール銚子」は、核店舗「イオン銚子店」、準核店舗「イオンシネマ銚子」、100の専門店で構成され、13万人、4万4000世帯を商圏とした東総地域最大の商業施設となった。銚子市は三崎地区を広域交流拠点として位置づけ、広域的な商圏を対象とした商業施設や良質なアミューズメント施設等の集積を促進すると共に、中心市街地の活性化を図るため、2007年（平成19年）度から2011年（平成23年）度まで、「都市再生整備計画（銚子市中心市街地地区）」に基づく道路・公園等の整備改善を実施した。
2011年（平成23年）2月、犬吠埼や屏風ヶ浦をはじめとした銚子の地質遺産を体験できる環境整備と、日本ジオパーク正会員への登録を目的とした「銚子ジオパーク推進市民の会」が発足し、教育活動や環境整備・保全活動が開始された。同年10月、産官学が一体となった「銚子ジオパーク推進協議会」が設置されて日本ジオパークネットワークに対する加盟申請がなされ、現地審査を経た2012年（平成24年）9月、「銚子ジオパーク」が日本ジオパークに認定された。次いで、2016年（平成28年）4月には、佐倉・成田・佐原・銚子を舞台としたストーリー「北総四都市江戸紀行・江戸を感じる北総の町並み」が文化庁から日本遺産に認定された。このうち銚子は港町と位置づけられ、外川の町並み、川口神社や大漁節、そして水産業や醤油醸造業等が構成文化財に指定された。銚子市は2017年（平成29年）3月に「銚子市歴史文化基本構想」を策定し、「銚子資産活用協議会」による観光拠点づくり事業と地域文化遺産活性化事業を推進した。2020年（令和2年）3月には、市の将来ビジョンや実施計画を定めた「銚子市文化財保存活用地域計画」が千葉県内で初めて文化庁の認定を受けた。その後、2022年（令和4年）4月に歴史文化や自然を活用した「学び」の拠点として「銚子市ジオパーク・芸術センター」が設置されたほか、2025年（令和7年）3月策定の「銚子市中央地区エリアビジョン」において、交流拠点施設を中心とした市街地の一体的な整備方針が示されている。

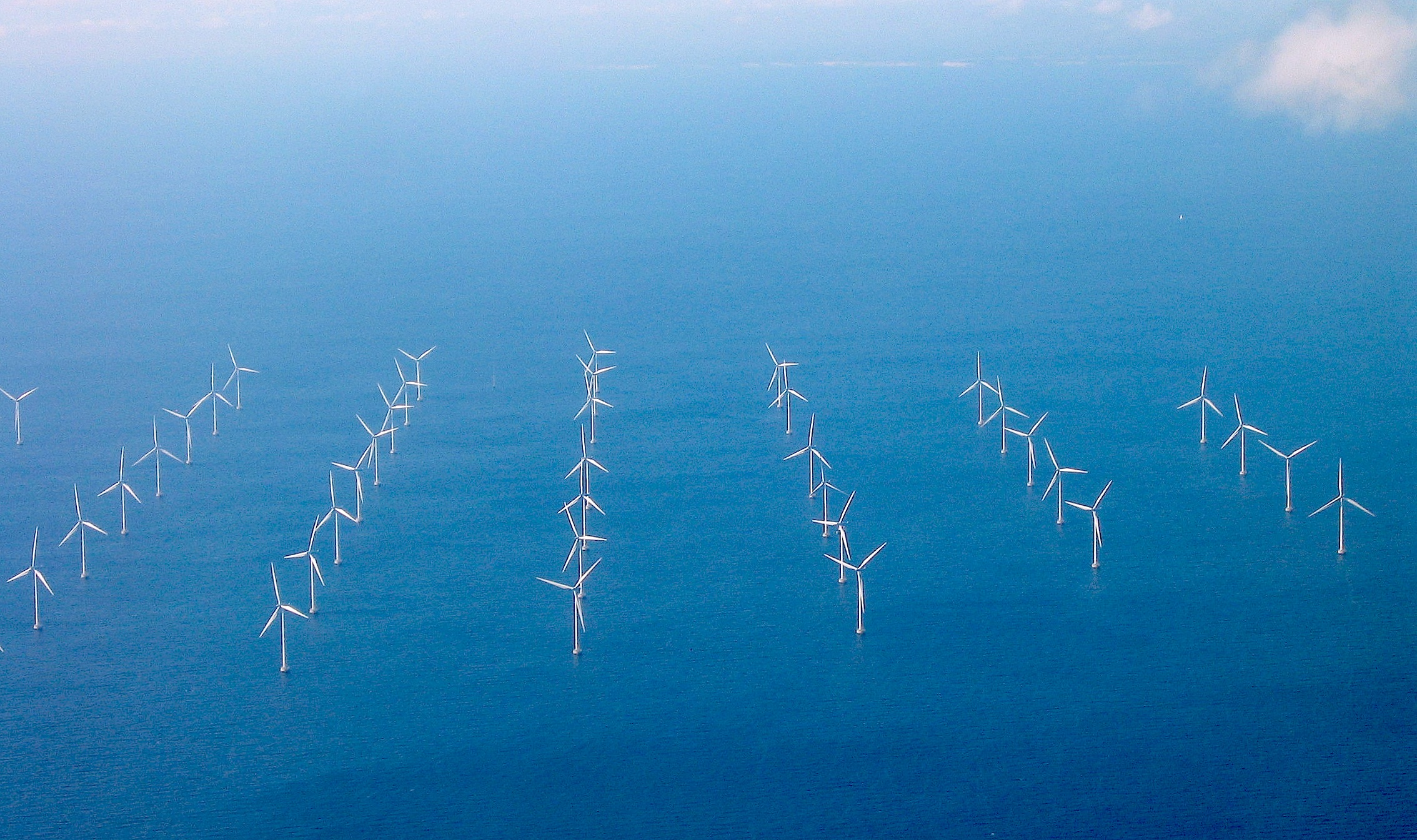
洋上ウインドファーム

2009年（平成21年）3月、銚子市沖合の海域において、東京電力と独立行政法人新エネルギー・産業技術総合開発機構（NEDO）の共同事業として、日本初の洋上風力発電施設による実証研究が開始された。「海洋再生可能エネルギー発電設備の整備に係る海域の利用の促進に関する法律」（再エネ海域利用法）施行後の2020年（令和2年）7月、銚子市南沖合の海域が全国2番目の促進区域に指定され、同年9月にメンテナンス会社「銚子協同事業オフショアウインドサービス株式会社」（C-COWS）が共同設立された。2021年（令和3年）12月には、促進区域における事業者として「千葉銚子オフショアウィンド」が選定された。千葉県は、今後の導入拡大を見据えて名洗港の港湾計画改訂を行い、洋上風力発電事業の建設補助・維持管理の拠点港湾としての活用に加え、風車景観とジオパークが調和したエコツーリズム拠点の形成等を示している。銚子市では、2021年（令和3年）2月、2050年（令和32年）までに温室効果ガスの排出量を実質ゼロとする「ゼロカーボンシティ」を表明し、2023年（令和5年）3月に「銚子市ゼロカーボンビジョン」、2024年（令和6年）3月に「銚子市南海岸エリアビジョン」を策定した。市はこれらの方針に基づき、カーボンニュートラルに向けた再生可能エネルギーの導入と共に、海の多様な資源の活用による交流人口の拡大を図り、持続可能な地域社会を官民一体となって実現していくこととしている。

### 沿革

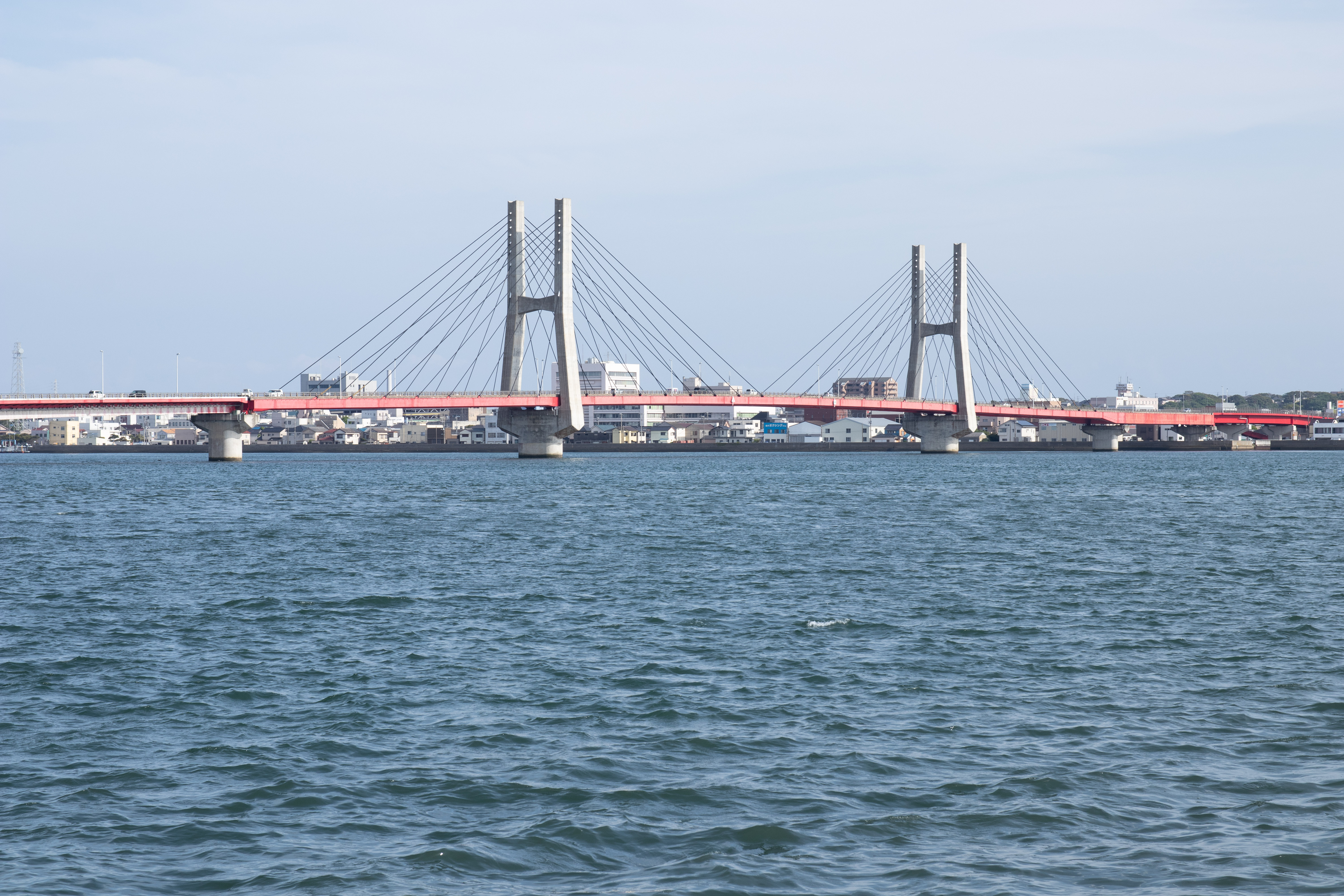
銚子大橋と銚子市街地

|                |                |                |              |                |              |              |              |              |              |              |              |              |        |        |
| 海上郡銚子町   | 海上郡銚子町   | 海上郡銚子町   | 海上郡銚子町 | 海上郡銚子町   | C            | 銚子市       | 銚子市       | 銚子市       | 銚子市       | 銚子市       | 銚子市       | 銚子市       | 銚子市 | 銚子市 |
| 海上郡本銚子町 |                |                |              |                | C            | 銚子市       | 銚子市       | 銚子市       | 銚子市       | 銚子市       | 銚子市       | 銚子市       | 銚子市 | 銚子市 |
| 海上郡伊豆原村 | 海上郡伊豆原村 | 海上郡伊豆原村 | B            | 海上郡西銚子町 | C            | 銚子市       | 銚子市       | 銚子市       | 銚子市       | 銚子市       | 銚子市       | 銚子市       | 銚子市 | 銚子市 |
| 海上郡豊浦村   |                |                |              |                | C            | 銚子市       | 銚子市       | 銚子市       | 銚子市       | 銚子市       | 銚子市       | 銚子市       | 銚子市 | 銚子市 |
| 海上郡高神村   | 海上郡高神村   | 海上郡高神村   | 海上郡高神村 | 海上郡高神村   | 海上郡高神村 | 海上郡高神村 | D            |              |              |              |              |              |        |        |
| 海上郡海上村   |                |                |              |                |              |              | D            |              |              |              |              |              |        |        |
| 海上郡船木村   | 海上郡船木村   | 海上郡船木村   | 海上郡船木村 | 海上郡船木村   | 海上郡船木村 | 海上郡船木村 | 海上郡船木村 | 海上郡船木村 | E            |              |              |              |        |        |
| 海上郡椎芝村   | A              | 海上郡椎柴村   | 海上郡椎柴村 | 海上郡椎柴村   | 海上郡椎柴村 | 海上郡椎柴村 | 海上郡椎柴村 | 海上郡椎柴村 | E            |              |              |              |        |        |
| 香取郡豊里村   | 香取郡豊里村   | 香取郡豊里村   | 香取郡豊里村 | 香取郡豊里村   | 香取郡豊里村 | 香取郡豊里村 | 香取郡豊里村 | 香取郡豊里村 | 香取郡豊里村 | 香取郡豊里村 | F            |              |        |        |
| 海上郡豊岡村   | 海上郡豊岡村   | 海上郡豊岡村   | 海上郡豊岡村 | 海上郡豊岡村   | 海上郡豊岡村 | 海上郡豊岡村 | 海上郡豊岡村 | 海上郡豊岡村 | 海上郡豊岡村 | 海上郡豊岡村 | 海上郡豊岡村 | 海上郡豊岡村 | G      |        |
|                |                |                |              |                |              |              |              |              |              |              |              |              |        |        |

#### 市制施行前
- 1868年（明治元年）宮谷県の管轄に入る。
- 1871年（明治4年）12月25日 - 新治県の管轄に入る。
- 1872年（明治5年）
  - 5月 - 野尻郵便局開設。
  - 7月 - 銚子荒野郵便局開設。
  - 7月 - 第16大区警察署出張所設置（銚子警察署前身）。
- 1873年（明治6年）
  - 5月 - 小学校第1校創立。
  - 7月3日 - 第1大区第30番中学区官立小学校第4校開校（明神・清水・飯沼校）。
- 1874年（明治7年）11月 - 犬吠埼灯台建設。
- 1875年（明治8年）5月7日 - 千葉県の管轄に入る。
- 1876年（明治9年）
  - 3月 - 垣根小学校（海上小学校）創立。
  - 8月 - 松本校（本城小学校）創立。
  - 12月 - 辺田校（春日小学校）創立。
  - 12月16日 - 高神小学校創立。
- 1877年（明治10年）2月 - 警察出張所荒野屯所を八日市場警察署銚子分署と改称。
- 1878年（明治11年）7月 - 海上郡役所設置。
- 1881年（明治14年）2月 - 銚子汽船株式会社創立。
- 1882年（明治15年）3月 - 銚子汽船東京、銚子間の定期運行開始。
- 1885年（明治18年）9月 - 銚子電信分室設置。
- 1886年（明治19年）2月 - 私立銚子測候所開設。
- 1887年（明治20年）
  - 2月 - 千葉地方法務局銚子出張所開設。
  - 西川青物問屋設立。
- 1888年（明治21年）
  - 11月 - 匝瑳郡八日市場区裁判所荒野出張所設置。
  - 私立銚子測候所県立移管。
  - 本銚子町漁業組合設立。
- 1889年（明治22年）
  - 4月1日 - 本銚子町（飯沼村）、銚子町（新生村、荒野村、今宮村）、伊豆原村（松本村、本城村、長塚村）発足。
  - 9月21日 - 銚子郵便局開設。
  - 澱粉製造開始。
- 1890年（明治23年）7月1日 - 銚子町より衆議院議員岩崎重次郎当選。
- 1893年（明治26年）7月 - 川崎銀行銚子支店開業。
- 1896年（明治29年）
  - 11月 - 銚子税務署設置。
  - 海上郡農会設立。
- 1897年（明治30年）6月1日 - 総武鉄道（銚子・佐倉間）開通。
- 1898年（明治31年）
  - 1月 - 銚子水難救済所設置。
  - 醤油研究所設立。
- 1899年（明治32年）4月 - 株式会社銚子銀行設立。
- 1900年（明治33年）
  - 3月28日 - 銚子・新生間貨物線開通。
  - 4月1日 - 千葉県立銚子中学校開校。
- 1901年（明治34年）
  - 4月19日 - 海上郡立銚子工業補習学校開校。
  - 籐表製造開始。
- 1902年（明治35年）水産缶詰製造開始。
- 1907年（明治40年）網糸製造開始。
- 1908年（明治41年）5月 - 銚子無線電信局開設。
- 1909年（明治42年）3月15日 - 千葉県立銚子商業学校開校。
- 1910年（明治43年）
  - 2月 - 銚子電燈会社設立。
  - 7月1日 - 私立銚子幼稚園開園。
- 1911年（明治44年）
  - 2月 - 済生会病院設立。
  - 3月25日 - 海上郡立銚子実科高等女学校開校。
  - 4月 - 銚子町消防組創立。
  - 5月 - 皇太子（大正天皇）銚子に行啓。
- 1913年（大正2年）
  - 7月 - 銚子瓦斯株式会社設立。
  - 8月 - 千葉県米殻検査所銚子支所設置。
  - 12月28日 - 銚子遊覧鉄道開通（銚子・犬吠間）。
- 1914年（大正3年） 9月 - 銚子醤油合資会社創設。
- 1916年（大正5年） 11月 - 皇太子（昭和天皇）銚子に行啓。
- 1922年（大正11年）11月18日 - 千葉県会が銚子漁港修築案を可決。
- 1923年（大正12年）
  - 7月5日 - 銚子鉄道株式会社設立（銚子・外川間）。
  - 11月 - 千葉県水産株式会社創立。
- 1924年（大正13年）8月 - 財団法人公正会設立。
- 1925年（大正14年）12月 - 銚子漁港修築工事着工。
- 1926年（大正15年）10月 - 大利根飛行場創設、銚子佐原間定期旅客運送開始。

#### 市制施行後
- 1933年（昭和8年）

銚子市旗

  - 2月11日 - 市制施行（銚子町、本銚子町、西銚子町、豊浦村）。
  - 3月11日 - 成田線（佐松線）全通。
  - 5月14日 - 初代市長に川村芳次就任。
- 1934年（昭和9年）
  - 9月1日 - 一ノ島灯台点灯。
  - 11月 - 塵芥焼却場設置。
- 1935年（昭和10年）8月 - 銚子市営火葬場（聖照殿）竣工。
- 1936年（昭和11年）
  - 4月1日 - 銚子市立銚子高等小学校開校。
  - 12月1日 - 下志津陸軍飛行学校銚子分教場飛行場開校。
- 1937年（昭和12年）
  - 2月11日 - 高神村、海上村を合併。
  - 4月5日 - 銚子市立銚子中学校開校。
  - 12月24日 - 創設水道工事起工式。
- 1938年（昭和13年）銚子市立病院（伝染病院）新設。
- 1939年（昭和14年）3月31日 - 創設水道工事完成。
- 1943年（昭和18年）4月15日 - 千葉県立銚子水産学校開校。
- 1944年（昭和19年）9月 - 臨港線（新生駅・魚市場間）敷設。
- 1945年（昭和20年）
  - 2月16日 - 米軍艦載機初空襲。
  - 3月9日 - 3月10日 - 米軍B29空襲（3月大空襲）。
  - 5月14日 - 市長に大里庄次郎就任。
  - 7月19日 - 7月20日 - B29大空襲（7月大空襲）。
  - 8月1日 - B29夜間東部地区空襲。
  - 8月5日 - B29夜間空襲。
- 1946年（昭和21年）
  - 5月14日 - 市長に加瀬道之助就任。
  - 6月6日 - 昭和天皇、銚子に行幸。
  - 10月 - 銚子市立病院完成。
- 1947年（昭和22年）
  - 4月1日 - 新制中学校5校設置（銚子市立第一中学校〜銚子市立第五中学校）。
  - 皇太子（明仁上皇）銚子に行幸。
- 1949年（昭和24年）
  - 1月1日 - 銚子市消防本部及び消防署設置。
  - 4月1日 - 市庁舎再建。
  - 9月22日 - 銚子市公正市民館設置。
- 1950年（昭和25年）
  - 6月17日 - 銚子市営球場開場。
  - 8月 - 銚子市営プール竣工。
  - 12月23日 - 銚子市勤労会館開館。
- 1951年（昭和26年）
  - 4月1日 - 銚子市立診療所設置。
  - 4月23日 - 市長に嶋田隆就任。
  - 5月24日 - 銚子市母子寮設置。
  - 5月24日 - 銚子市養老院設置。
- 1952年（昭和27年）6月27日 - 名洗避難港工事起工。
- 1953年（昭和28年）
  - 3月25日 - 名洗港地方港湾認可。
  - 3月27日 - 水道第1次拡張工事起工。
  - 10月1日 - 銚子警備救難所、銚子海上保安部に昇格。
  - 春キャベツ試作。
- 1954年（昭和29年）
  - 4月1日 - 船木村、椎柴村を編入。
  - 4月1日 - 県立銚子高等学校開校。
  - 5月18日 - 千葉県銚子警察署設置。
- 1955年（昭和30年）2月11日 - 豊里村、旭市大字イ椎柴野を編入。
- 1956年（昭和31年）
  - 1月12日 - 濱口梧洞と今井健彦を名誉市民に推挙。
  - 4月10日 - 豊岡村を編入。
- 1957年（昭和32年）9月 - 銚子測候所、銚子地方気象台に昇格。
- 1959年（昭和34年）
  - 3月3日 - 銚子地域、水郷国定公園に指定。
  - 4月1日 - 精神薄弱児通園施設銚子市立わかば学園開設。
- 1960年（昭和35年）
  - 1月24日 - 銚子市屠場設置。
  - 3月21日 - 銚子漁港特定第3種漁港指定。
  - 4月4日 - 銚子大橋建設起工。
- 1961年（昭和36年）キャベツの千葉県特産地指定。
- 1962年（昭和37年）
  - 1月9日 - 交通安全都市宣言。
  - 12月11日 - 銚子大橋開通。
- 1963年（昭和38年）
  - 2月25日 - 精神衛生都市宣言。
  - 4月 - 銚子市衛生処理場設置。
  - 7月25日 - 銚子市営国民宿舎犬吠ホテル開館。
  - 8月3日 - 銚子漁港修築工事（第3次漁港整備計画）起工。
- 1964年（昭和39年）3月31日 - 水道第2次拡張事業工事完成。
- 1965年（昭和40年）
  - 8月13日 - 銚子市体育館開館。
  - 8月22日 - 千葉県立銚子商業高等学校野球部、夏の全国高等学校野球選手権大会で準優勝。
- 1966年（昭和41年）
  - 3月 - 名洗港避難港建設工事竣工。
  - 8月18日 - キャベツ・ダイコンの特産地指定。
  - 11月29日 - 名洗港整備工事開始。
- 1967年（昭和42年）7月1日 - 銚子市特別養護老人ホーム開設。
- 1968年（昭和43年）6月26日 - 銚子市学校給食共同調理場開設。
- 1969年（昭和44年）
  - 5月 - 外川漁港修築工事起工。
  - 7月22日 - 水道第3次拡張事業竣工。
  - 10月1日 - 銚子市塵芥焼却場新設。
- 1970年（昭和45年） 
  - 1月 - 小浜工業団地造成。
  - 4月1日 - 銚子市民憲章制定。
  - 8月 - 第1回「銚子みなとまつり」開催。
  - 9月22日 - 公害追放都市宣言。
- 1971年（昭和46年）
  - 4月1日 - 精神薄弱児授産施設銚子市三崎園開設。
  - 9月28日 - 銚子市青少年文化会館開館。
  - 11月6日 - 利根川河口新航路開通。
- 1972年（昭和47年）11月 - 下水道工事開始。
- 1973年（昭和48年）
  - 7月 - 銚子有料道路愛宕山公園線完成。
  - 9月5日 - 銚子市学校給食センター開設。
  - 10月15日 - 第28回国民体育大会開催（高等学校硬式野球・卓球）。
  - 10月15日 - 昭和天皇・香淳皇后行幸啓。
- 1974年（昭和49年）
  - 5月23日 - 銚子大橋無料化。
  - 7月 - 水道第4次拡張事業工事竣工。
  - 8月19日 - 銚子商業高等学校野球部、夏の甲子園大会で全国優勝。
  - 10月27日 - 総武本線、成田線全線電化。
  - 12月 - 豊里団地造成事業工事開始。
- 1975年（昭和50年）
  - 1月16日 - 銚子市老人憩の家君が浜荘開設。
  - 3月10日 - 東京・銚子間に特急列車「しおさい」運転開始。
  - 5月6日 - 銚子市新庁舎開庁。
- 1976年（昭和51年）
  - 4月1日 - 銚子市立銚子西高等学校開校。
  - 10月22日 - 株式会社銚子十字屋新店舗開店。
  - 12月25日 - 青色申告都市宣言。
- 1978年（昭和53年）
  - 5月29日 - 東総用水事業起工。
  - 8月20日 - 市長に大内恭平就任。
  - 12月18日 - 冬キャベツの産地指定。
- 1979年（昭和54年）
  - 4月1日 - 銚子市小児言語指導センター設置。
  - 10月6日 - 株式会社銚子ショッピングセンター（シティオ）開店。
- 1980年（昭和55年）
  - 6月1日 - 銚子市養護老人ホーム長崎園設置。
  - 6月1日 - 銚子市特別養護老人ホーム外川園設置。
  - 11月16日 - 第1回農水産業まつり開催。
- 1982年（昭和57年）2月17日 - 銚子市勤労コミュニティセンター開設。
- 1983年（昭和58年）
  - 2月10日 - 前市長の嶋田隆を名誉市民に推挙。
  - 2月10日 - 米国クースベイ市と姉妹都市協定締結。
  - 2月11日 -  市の木に「さざんか」、市の花に「おおまつよいぐさ」を指定。
  - 5月1日 - 銚子市公正図書館新築開館。
- 1984年（昭和59年）
  - 3月30日 - 銚子市公共下水道供用開始。
  - 4月17日 - 銚子市立病院新病棟診療開始。
  - 9月14日 - 非核・平和都市宣言。
- 1985年（昭和60年）
  - 2月6日 - 桜井町公園全面オープン。
  - 4月1日 - 連続テレビ小説「澪つくし」放送。
  - 6月27日 - フィリピン共和国レガスピー市と姉妹都市協定締結。
- 1986年（昭和61年）
  - 8月1日 - 中央みどり公園開園。
  - 8月20日 - 市長に佐藤幹彦就任。
  - 10月1日 - 銚子市清掃センター供用開始。
- 1988年（昭和63年）
  - 1月1日 - 愛宕山地球の丸く見える丘展望館開館。
  - 10月1日 - 銚子市最終処分場供用開始。
- 1989年（平成元年）
  - 4月1日 - 銚子市スポーツコミュニティセンター開設。
  - 4月18日 - 「総合保養地域整備法」に基づく重点整備地区指定。
- 1990年（平成2年）12月1日 - 銚子市斎場供用開始。
- 1991年（平成3年）
  - 2月1日 - 西部支所新庁舎業務開始。
  - 2月8日 - 名洗港マリーナ建設着手。
  - 2月14日 - 名洗港、海洋性レクリエーション拠点港湾指定。
  - 6月12日 - 銚子・東京間高速バス運行開始（千葉交通・京成電鉄）。
  - 6月24日 - 水産ポートセンター開設。
- 1992年（平成4年）
  - 3月31日 - 銚子銀座通りココロード完成。
  - 3月31日 - 東部不動ヶ丘公園供用開始。
  - 4月1日 - 君ヶ浜しおさい公園オープン。
  - 4月1日 - 銚子市衛生センター供用開始。
- 1993年（平成5年）
  - 3月20日 - 公共下水道唐子ポンプ場完成。
  - 3月23日 - 老人憩の家・地域福祉センター（こも浦荘）開設。
- 1994年（平成6年）
  - 3月21日 - 地球の丸く見える丘ふれあい広場完成。
  - 3月31日 - 銚子駅前通りシンボルロード完成。
  - 8月20日 - 市長に大川政武就任。
  - 11月30日 - 福祉作業所のぞみ開所。
- 1995年（平成7年）
  - 2月7日 - 銚子新大橋有料道路（仮称）起工。
  - 4月5日 - 千葉県立銚子商業高等学校野球部、春の全国高等学校軟式野球選手権大会で準優勝。
  - 6月29日 - 産業廃棄物最終処分場設置反対・不法投棄しないさせない都市宣言。
  - 7月1日 - イルカウォッチング開始。
  - 8月18日 - グリーンホーム銚子（予冷貯蔵施設）完成。
- 1996年（平成8年）4月22日 - 芦崎高齢者いこいセンター開設。
- 1997年（平成9年）
  - 2月7日 - 銚子市共同作業所しおさい開所。
  - 3月25日 - 本通りマイロード完成。
  - 3月31日 - アグリタウン銚子（営農センター）完成。
  - 4月8日 - 犬吠埼民間ホテルが温泉掘削に成功。
  - 4月9日 - 銚子駅前アーケード竣工。
  - 11月1日 - 新国立劇場舞台美術センター完成。
- 1998年（平成10年）10月19日 - 銚子郵便局新局舎完成。
- 1999年（平成11年） 
  - 4月1日 - 銚子マリーナ供用開始。
  - 7月20日 - 銚子マリーナ海水浴場オープン。
- 2000年（平成12年）
  - 1月1日 - 「ミレニアムイベントin銚子」開催。
  - 3月18日 - 利根かもめ大橋（有料道路）開通。
- 2001年（平成13年）
  - 1月1日 - 「世紀越えイベントin銚子」開催。
  - 8月31日 - 市内初の風力発電機運転開始。
  - 11月1日 - 銚子市市民センター開館。
- 2002年（平成14年）
  - 3月20日 - 犬吠埼灯台資料展示館オープン。
  - 8月20日 - 市長に野平匡邦就任。
- 2003年（平成15年）
  - 2月11日 - 市の魚に「いわし」指定。
  - 3月25日 - 銚子市ワークセンター完成。
  - 7月23日 - 銚子有料道路無料化。
- 2004年（平成16年）
  - 3月31日 - 新宿取水場高度浄水処理施設完成。
  - 4月6日 - 千葉科学大学開学。
- 2005年（平成17年）
  - 2月18日 - 銚子大橋架換事業着工。
  - 4月1日 - 千葉科学大学マリーナキャンパス供用開始。
- 2006年（平成18年）
  - 4月1日 - 銚子市保健福祉センターすこやかなまなびの城開館。
  - 4月1日 - 銚子市立双葉小学校開校。
  - 8月20日 - 市長に岡野俊昭就任。
  - 12月21日 - 健康スポーツ文化都市宣言。
- 2007年（平成19年）
  - 3月28日 - 国道356号銚子バイパス開通。
  - 6月2日 - 赤桐操、安藤勇、西川照幸を名誉市民に推挙。
- 2008年（平成20年）4月1日 - 銚子市立銚子高等学校開校。
- 2009年（平成21年）5月18日 - 市長に野平匡邦就任。
- 2010年（平成22年）
  - 4月1日 - イオンモール銚子オープン。
  - 9月26日 - 第65回国民体育大会開催（高等学校硬式野球）。
  - 10月3日 - 第65回国民体育大会開催（トライアスロン）。
  - 12月21日 - 銚子大橋暫定開通。
- 2011年（平成23年）5月6日 - 河岸公園供用開始。
- 2012年（平成24年）
  - 5月1日 - 清川町第二公園供用開始。
  - 9月24日 - 「銚子ジオパーク」が日本ジオパークに認定。
  - 10月1日 - 特別養護老人ホーム「松籟の丘」開設。
- 2013年（平成25年）
  - 1月8日 - 新学校給食センター開設。
  - 4月1日 - 銚子市立銚子中学校開校。
  - 5月18日 - 市長に越川信一就任。
- 2016年（平成28年）4月19日 - 「北総四都市江戸紀行・江戸を感じる北総の町並み」が日本遺産認定。
- 2017年（平成29年）1月24日 - 新消防庁舎完成。
- 2018年 （平成30年）
  - 4月1日 - 銚子スポーツタウンオープン。
  - 4月13日 - JR銚子駅新駅舎開業。
  - 7月2日 - 銚子市水道局新庁舎移転。
- 2019年（平成31年・令和元年）
  - 4月1日 - 地域交流センター・銚子芸術村供用開始。
  - 11月10日 - さるだ学集館オープン。
- 2020年（令和2年）
  - 7月21日 - 銚子市沖が「再エネ海域利用法」に基づく促進区域指定。
  - 9月16日 - 銚子共同事業オフショアウインドサービス株式会社共同設立。
- 2021年（令和3年）
  - 2月16日 - ゼロカーボンシティ銚子を表明。
  - 4月1日 - 銚子市立銚子西中学校開校。
  - 12月24日 - 銚子市沖促進区域における洋上風力発電事業者選定（千葉銚子オフショアウィンド）。
- 2022年（令和4年）7月11日 - 台湾桃園市と友好協定。
- 2023年（令和5年）
  - 3月12日 - 弦哲也を名誉市民に推挙。
  - 3月 - 銚子市ゼロカーボンビジョン策定。
  - 6月18日 - 銚子市制施行90周年記念神輿渡御。
- 2024年（令和6年）
  - 3月21日 - 東総台地地区広域営農団地農道全線開通。
  - 3月 - 銚子市南海岸エリアビジョン策定。
- 2025年（令和7年）
  - 3月26日 - 銚子市事業承継・創業支援ラボ設立。
  - 3月 - 銚子市中央地区エリアビジョン策定。

### 行政区域変遷
- 変遷の年表

| 銚子市市域の変遷（年表） | 銚子市市域の変遷（年表） | 銚子市市域の変遷（年表） |
| 年                       | 月日                     | 現銚子市町域に関連する行政区域変遷 |
| ------------------------ | ------------------------ | --- |
| 1889年（明治22年）       | 4月1日                   | 町村制施行に伴い、以下の町村がそれぞれ発足。 - 海上郡 - 銚子町 ← 新生村・荒野村・今宮村 - 本銚子町 ← 飯沼村が単独で町制施行 - 伊豆原村 ← 松本村・本城村・長塚村 - 豊浦村 ← 小川戸村・辺田村・三崎村 - 高神村 ← 高神村が単独で村制施行 - 海上村 ← 松岸村・垣根村・四日市場村・余山村・柴崎村・高野村・三宅村・赤塚村 - 椎芝村 ← 野尻村・小船木村・塚本村・忍村・猿田村 - 船木村 ← 高田村・芦崎村・岡野台村・船木台村・三門村・中島村・正明寺村 - 豊岡村 ← 塙村・八木村・小浜村・親田村・常世田村 - 香取郡 - 豊里村 ← 下桜井村・富川村・下森戸村・諸持村・宮原村・東笹本村 |
| 1891年（明治24年）       | 1月26日                  | 椎芝村は改称し椎柴村になる。 |
| 1891年（明治24年）       | 8月14日                  | 伊豆原村は町制施行・改称し西銚子町になる。 |
| 1933年（昭和8年）        | 2月11日                  | 銚子町・本銚子町・西銚子町・豊浦村が合併し銚子市が発足。 |
| 1937年（昭和12年）       | 2月11日                  | 高神村・海上村は銚子市に編入。 |
| 1954年（昭和29年）       | 3月31日                  | 豊岡村の一部（塙と八木の一部）が飯岡町と三川村と合併し、飯岡町が発足。 |
| 1954年（昭和29年）       | 4月1日                   | 船木村・椎柴村は銚子市に編入。 |
| 1955年（昭和30年）       | 2月11日                  | 香取郡豊里村は銚子市に編入。 |
| 1956年（昭和31年）       | 4月10日                  | 豊岡村は銚子市に編入。 |
| 1958年（昭和33年）       |                          | 飯岡町の一部（三川の一部）は銚子市に編入。 |

- 変遷表

| 銚子市市域の変遷表（※細かな境界の変遷は省略） | 銚子市市域の変遷表（※細かな境界の変遷は省略） | 銚子市市域の変遷表（※細かな境界の変遷は省略） | 銚子市市域の変遷表（※細かな境界の変遷は省略） | 銚子市市域の変遷表（※細かな境界の変遷は省略） | 銚子市市域の変遷表（※細かな境界の変遷は省略） | 銚子市市域の変遷表（※細かな境界の変遷は省略） | 銚子市市域の変遷表（※細かな境界の変遷は省略） |
| 1868年 以前                                   | 1868年 以前                                   | 1868年 以前                                   | 明治22年 4月1日                               | 明治22年 - 昭和64年                           | 明治22年 - 昭和64年                           | 平成元年 - 現在                               | 現在                                          |
| --------------------------------------------- | --------------------------------------------- | --------------------------------------------- | --------------------------------------------- | --------------------------------------------- | --------------------------------------------- | --------------------------------------------- | --------------------------------------------- |
| 海上郡                                        |                                               | 新生村                                        | 銚子町                                        | 銚子町                                        | 昭和8年2月11日 銚子市                         | 銚子市                                        | 銚子市                                        |
| 海上郡                                        | 荒野村                                        |                                               | 銚子町                                        | 銚子町                                        | 昭和8年2月11日 銚子市                         | 銚子市                                        | 銚子市                                        |
| 海上郡                                        | 今宮村                                        |                                               | 銚子町                                        | 銚子町                                        | 昭和8年2月11日 銚子市                         | 銚子市                                        | 銚子市                                        |
| 海上郡                                        |                                               | 飯沼村                                        | 本銚子町                                      | 本銚子町                                      | 昭和8年2月11日 銚子市                         | 銚子市                                        | 銚子市                                        |
| 海上郡                                        |                                               | 松本村                                        | 伊豆原村                                      | 明治24年8月14日 西銚子町に 町制改称           | 昭和8年2月11日 銚子市                         | 銚子市                                        | 銚子市                                        |
| 海上郡                                        | 本城村                                        |                                               | 伊豆原村                                      | 明治24年8月14日 西銚子町に 町制改称           | 昭和8年2月11日 銚子市                         | 銚子市                                        | 銚子市                                        |
| 海上郡                                        | 長塚村                                        |                                               | 伊豆原村                                      | 明治24年8月14日 西銚子町に 町制改称           | 昭和8年2月11日 銚子市                         | 銚子市                                        | 銚子市                                        |
| 海上郡                                        |                                               | 小川戸村                                      | 豊浦村                                        | 豊浦村                                        | 昭和8年2月11日 銚子市                         | 銚子市                                        | 銚子市                                        |
| 海上郡                                        | 辺田村                                        |                                               | 豊浦村                                        | 豊浦村                                        | 昭和8年2月11日 銚子市                         | 銚子市                                        | 銚子市                                        |
| 海上郡                                        | 三崎村                                        |                                               | 豊浦村                                        | 豊浦村                                        | 昭和8年2月11日 銚子市                         | 銚子市                                        | 銚子市                                        |
| 海上郡                                        |                                               | 高神村                                        | 高神村                                        | 高神村                                        | 昭和12年2月11日 銚子市に編入                  | 銚子市                                        | 銚子市                                        |
| 海上郡                                        |                                               | 松岸村                                        | 海上村                                        | 海上村                                        | 昭和12年2月11日 銚子市に編入                  | 銚子市                                        | 銚子市                                        |
| 海上郡                                        | 垣根村                                        |                                               | 海上村                                        | 海上村                                        | 昭和12年2月11日 銚子市に編入                  | 銚子市                                        | 銚子市                                        |
| 海上郡                                        | 四日市場村                                    |                                               | 海上村                                        | 海上村                                        | 昭和12年2月11日 銚子市に編入                  | 銚子市                                        | 銚子市                                        |
| 海上郡                                        | 余山村                                        |                                               | 海上村                                        | 海上村                                        | 昭和12年2月11日 銚子市に編入                  | 銚子市                                        | 銚子市                                        |
| 海上郡                                        | 柴崎村                                        |                                               | 海上村                                        | 海上村                                        | 昭和12年2月11日 銚子市に編入                  | 銚子市                                        | 銚子市                                        |
| 海上郡                                        | 高野村                                        |                                               | 海上村                                        | 海上村                                        | 昭和12年2月11日 銚子市に編入                  | 銚子市                                        | 銚子市                                        |
| 海上郡                                        | 三宅村                                        |                                               | 海上村                                        | 海上村                                        | 昭和12年2月11日 銚子市に編入                  | 銚子市                                        | 銚子市                                        |
| 海上郡                                        | 赤塚村                                        |                                               | 海上村                                        | 海上村                                        | 昭和12年2月11日 銚子市に編入                  | 銚子市                                        | 銚子市                                        |
| 海上郡                                        |                                               | 高田村                                        | 船木村                                        | 船木村                                        | 昭和29年4月1日 銚子市に編入                   | 銚子市                                        | 銚子市                                        |
| 海上郡                                        | 芦崎村                                        |                                               | 船木村                                        | 船木村                                        | 昭和29年4月1日 銚子市に編入                   | 銚子市                                        | 銚子市                                        |
| 海上郡                                        | 岡野台村                                      |                                               | 船木村                                        | 船木村                                        | 昭和29年4月1日 銚子市に編入                   | 銚子市                                        | 銚子市                                        |
| 海上郡                                        | 船木台村                                      |                                               | 船木村                                        | 船木村                                        | 昭和29年4月1日 銚子市に編入                   | 銚子市                                        | 銚子市                                        |
| 海上郡                                        | 三門村                                        |                                               | 船木村                                        | 船木村                                        | 昭和29年4月1日 銚子市に編入                   | 銚子市                                        | 銚子市                                        |
| 海上郡                                        | 中島村                                        |                                               | 船木村                                        | 船木村                                        | 昭和29年4月1日 銚子市に編入                   | 銚子市                                        | 銚子市                                        |
| 海上郡                                        | 正明寺村                                      |                                               | 船木村                                        | 船木村                                        | 昭和29年4月1日 銚子市に編入                   | 銚子市                                        | 銚子市                                        |
| 海上郡                                        |                                               | 野尻村                                        | 椎芝村                                        | 明治24年1月26日 椎柴村に改称                  | 昭和29年4月1日 銚子市に編入                   | 銚子市                                        | 銚子市                                        |
| 海上郡                                        | 小船木村                                      |                                               | 椎芝村                                        | 明治24年1月26日 椎柴村に改称                  | 昭和29年4月1日 銚子市に編入                   | 銚子市                                        | 銚子市                                        |
| 海上郡                                        | 塚本村                                        |                                               | 椎芝村                                        | 明治24年1月26日 椎柴村に改称                  | 昭和29年4月1日 銚子市に編入                   | 銚子市                                        | 銚子市                                        |
| 海上郡                                        | 忍村                                          |                                               | 椎芝村                                        | 明治24年1月26日 椎柴村に改称                  | 昭和29年4月1日 銚子市に編入                   | 銚子市                                        | 銚子市                                        |
| 海上郡                                        | 猿田村                                        |                                               | 椎芝村                                        | 明治24年1月26日 椎柴村に改称                  | 昭和29年4月1日 銚子市に編入                   | 銚子市                                        | 銚子市                                        |
| 海上郡                                        |                                               | 小浜村                                        | 豊岡村 の一部                                 | 豊岡村の一部                                  | 昭和31年7月1日 銚子市に編入                   | 銚子市                                        | 銚子市                                        |
| 海上郡                                        | 親田村                                        |                                               | 豊岡村 の一部                                 | 豊岡村の一部                                  | 昭和31年7月1日 銚子市に編入                   | 銚子市                                        | 銚子市                                        |
| 海上郡                                        | 常世田村                                      |                                               | 豊岡村 の一部                                 | 豊岡村の一部                                  | 昭和31年7月1日 銚子市に編入                   | 銚子市                                        | 銚子市                                        |
| 海上郡                                        | 八木村の一部                                  |                                               | 豊岡村 の一部                                 | 豊岡村の一部                                  | 昭和31年7月1日 銚子市に編入                   | 銚子市                                        | 銚子市                                        |
| 香取郡                                        |                                               | 下桜井村                                      | 豊里村                                        | 豊里村                                        | 昭和30年2月11日 銚子市に編入                  | 銚子市                                        | 銚子市                                        |
| 香取郡                                        | 富川村                                        |                                               | 豊里村                                        | 豊里村                                        | 昭和30年2月11日 銚子市に編入                  | 銚子市                                        | 銚子市                                        |
| 香取郡                                        | 下森戸村                                      |                                               | 豊里村                                        | 豊里村                                        | 昭和30年2月11日 銚子市に編入                  | 銚子市                                        | 銚子市                                        |
| 香取郡                                        | 諸持村                                        |                                               | 豊里村                                        | 豊里村                                        | 昭和30年2月11日 銚子市に編入                  | 銚子市                                        | 銚子市                                        |
| 香取郡                                        | 宮原村                                        |                                               | 豊里村                                        | 豊里村                                        | 昭和30年2月11日 銚子市に編入                  | 銚子市                                        | 銚子市                                        |
| 香取郡                                        | 東笹本村                                      |                                               | 豊里村                                        | 豊里村                                        | 昭和30年2月11日 銚子市に編入                  | 銚子市                                        | 銚子市                                        |

## 政治

### 施策

#### 次世代エネルギー産業

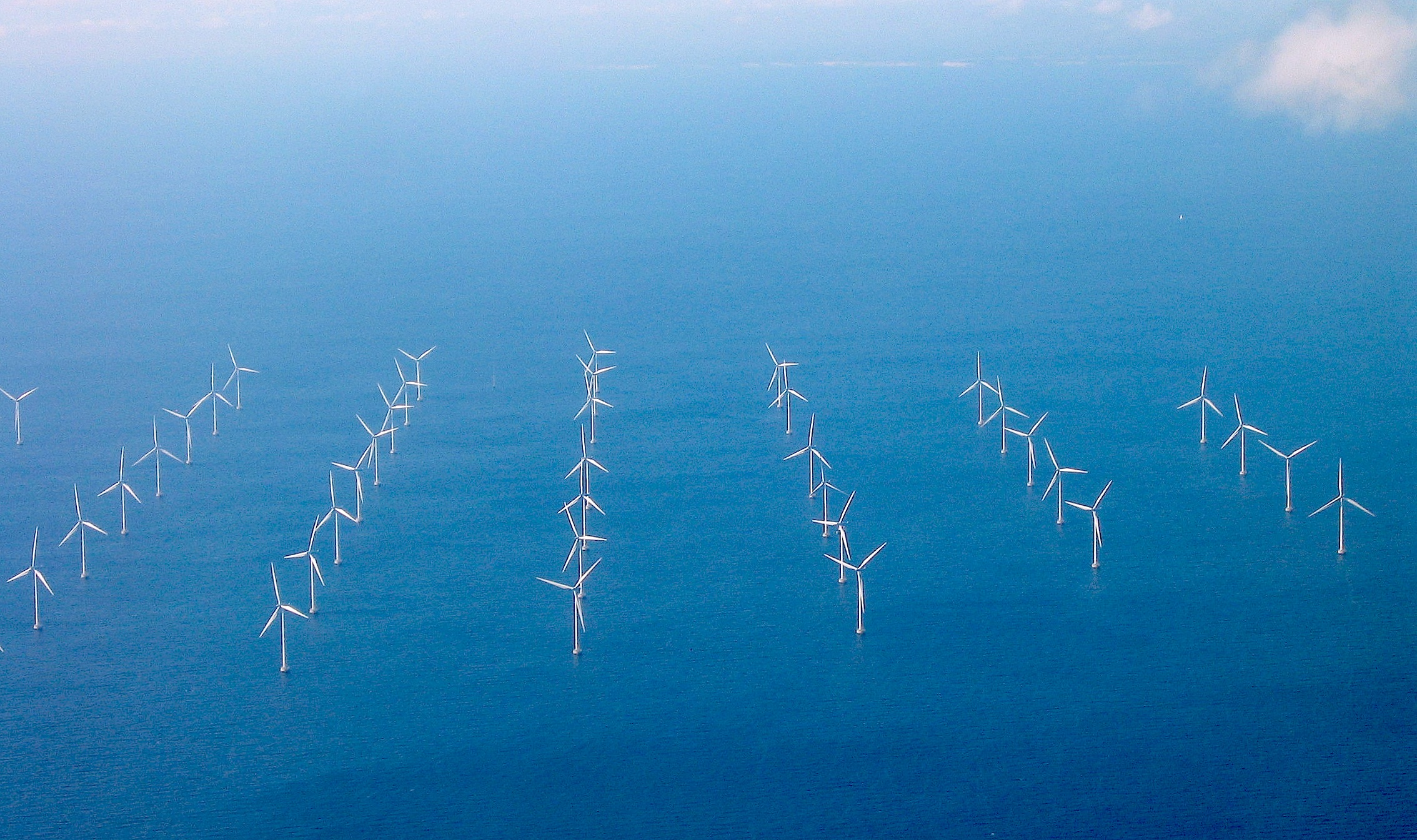
洋上ウインドファーム

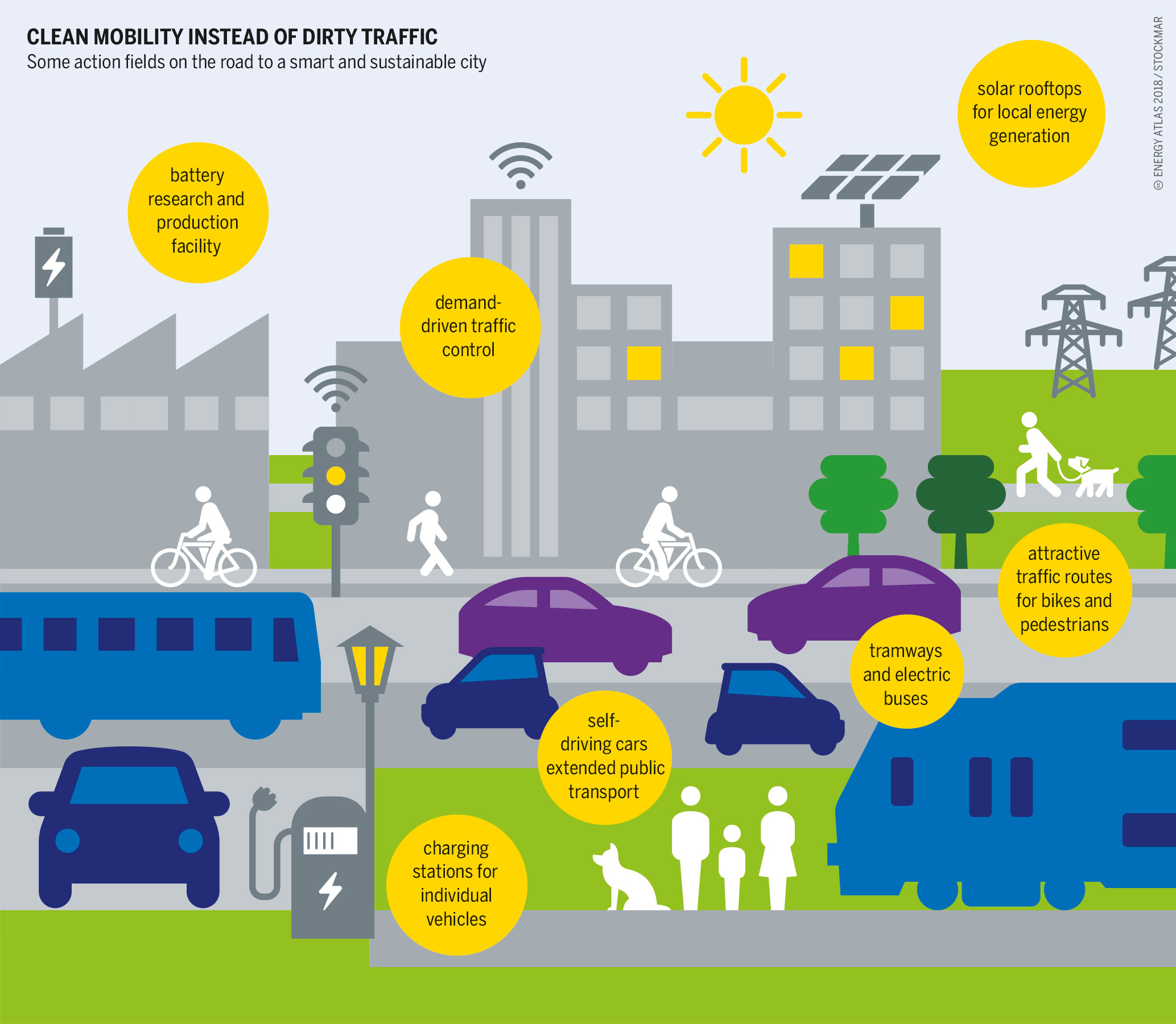
クリーンモビリティ

銚子市沖は、年平均風速7.0メートル毎秒以上と風況に恵まれているほか、水深20〜30メートルの遠浅の海が続き、着床式洋上風力発電の導入に適した自然環境となっている。2020年（令和2年）7月、銚子市南沖合の海域（3948.7ヘクタール）が「海洋再生可能エネルギー発電設備の整備に係る海域の利用の促進に関する法律」（再エネ海域利用法）に基づく促進区域に指定され、2021年（令和3年）12月には、促進区域における事業者として「千葉銚子オフショアウィンド」が選定された。
千葉県は、促進区域に隣接する名洗港について、洋上風力発電事業の建設補助・維持管理の拠点港湾としての活用に加え、風車景観とジオパークが調和したエコツーリズム拠点の形成等を目指し、港湾計画の改訂を行った。銚子市、銚子市漁業協同組合及び銚子商工会議所では、2020年（令和2年）9月に「銚子協同事業オフショアウインドサービス株式会社」（C-COWS）を共同設立し、経済波及効果を長期間にわたって地域に還元するための体制構築を進めている。
こうした中、銚子市は2021年（令和3年）2月、2050年（令和32年）までに温室効果ガスの排出量を実質ゼロとする「ゼロカーボンシティ」を表明し、取組の方針として「銚子市ゼロカーボンビジョン」を策定した。市はこの方針に基づき、地域新電力「銚子電力株式会社」と連携した再生可能エネルギーの地産地消システム（マイクログリッド）の構築、ICTを活用した漁場の可視化や藻場の育成による海洋環境の保全、AI（人工知能）やロボットを活用したスマート農業の推進、災害時の移動電源としても活用されるEV・PHEV・FCVの市内導入、都市緑化やブルーカーボン生態系による二酸化炭素吸収源対策等を進め、豊かな自然環境と共生したエネルギー産業の先端都市の実現を目指している。

#### 子育て支援サービス

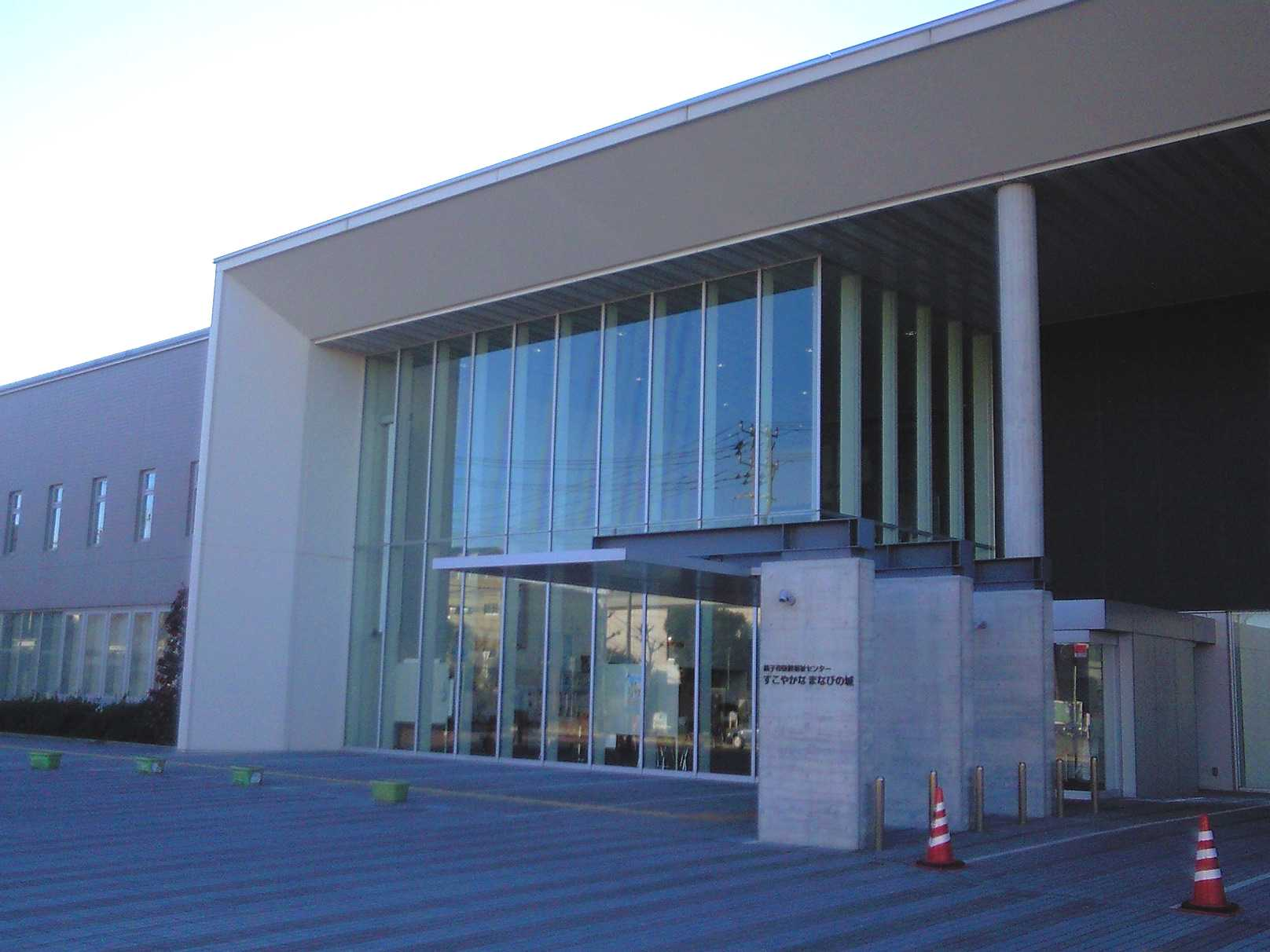
銚子市保健福祉センター・すこやかなまなびの城

銚子市は、2024年（令和6年）度に「銚子で生まれ育ち良かったと思えるような地域で支える『子育てのまちづくり』」を基本理念とした「第3期銚子市子ども・子育て支援事業計画」を策定し、子育てファーストのまちづくりを推進している。
銚子市子育て世代包括支援センター「すくサポ」では、保健師・母子保健コーディネーター・子育てコンシェルジュ等の専門職が妊娠から子育てに関する相談に応じるほか、家庭相談員が家庭における児童の養育や児童福祉に関する相談に応じている。また、銚子市保健福祉センター・すこやかなまなびの城では、3か月児から3歳児を対象とした健康診査、予防接種・離乳食教室、虫歯予防教室等を開催している。市内では、子育て広場（1か所）、地域子育て支援センター（4か所）において保護者の相談や交流の支援を行うと共に、保育所（11か所）、放課後児童クラブ（11か所）等で働く保護者のサポートを実施している。このほか、生後4か月までの乳児のいる全家庭を訪問し、子育ての情報提供・不安や悩み等の相談を行う「こんにちは赤ちゃん訪問事業」（家庭訪問）も実施されている。
制度面では、「銚子市子ども未来基金」の創設により、18歳までを対象とした子ども医療費助成、インフルエンザ予防接種助成、ファミリー・サポート・センター事業、産後ケア事業、出産・子育て応援ギフト（給付金）支給等が実施されている。市は2024年（令和6年）度に「産婦人科・小児科オンライン」の運用を開始し、2025年（令和7年）度からは、千葉県内初となる保育料・給食費の完全無償化を実施する等、さらなる子育て支援サービスの充実を進めている。

#### ワーケーション

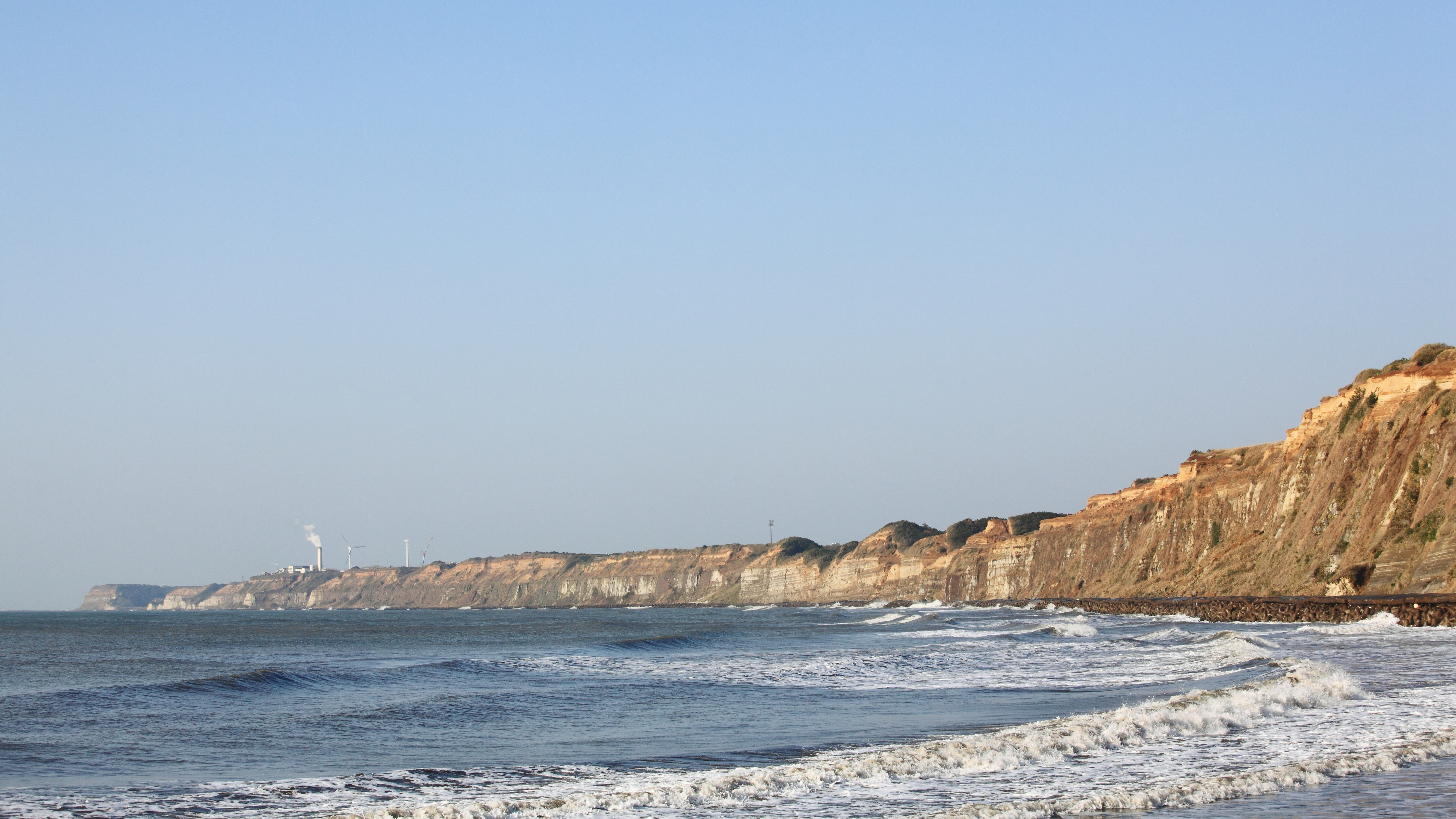
屏風ヶ浦

銚子市は、2017年（平成29年）度から総務省委託事業として「お試しサテライトオフィスモデル事業」を実施し、豊富な観光資源・食資源・地場産業と都心からのアクセス利便性を活かしたサテライト・オフィス環境の整備を推進した。
行政職員や地元事業者が有するネットワークを最大限活用したほか、SNSを駆使した勤務状況の配信、地元事業UJIターンのマッチングサイト「Seeゴトバ」の構築等、デジタル的なアプローチを充実させたことで、順調にお試し勤務企業数を伸ばし、企業数は計48件と目標値を大幅に上回った。業種は、IT系・コンサルティング系企業のほか、シェアオフィス運営、流通業、製造業、音楽・アニメ製作等、多岐にわたり、この事業を通じて2社の企業が進出した。東京から電車で1本というアクセス利便性に加え、銚子市が有する独自の地域資源とそれらを運営・管理する地元団体を巻き込んでお試し勤務の誘引を行ったことが、これらの企業確保の大きな要因であった。
市では、独自の企業誘致の施策として、2017年（平成29年）3月から「銚子市企業立地等促進事業補助金制度」を実施し、銚子市に進出する企業に対し、固定資産税相当額の補助や雇用創出に応じた補助金を交付している。また、工場の建替等、一定規模以上の規模の再投資を行う既存企業に対しても補助金の交付を実施している。

### 市役所

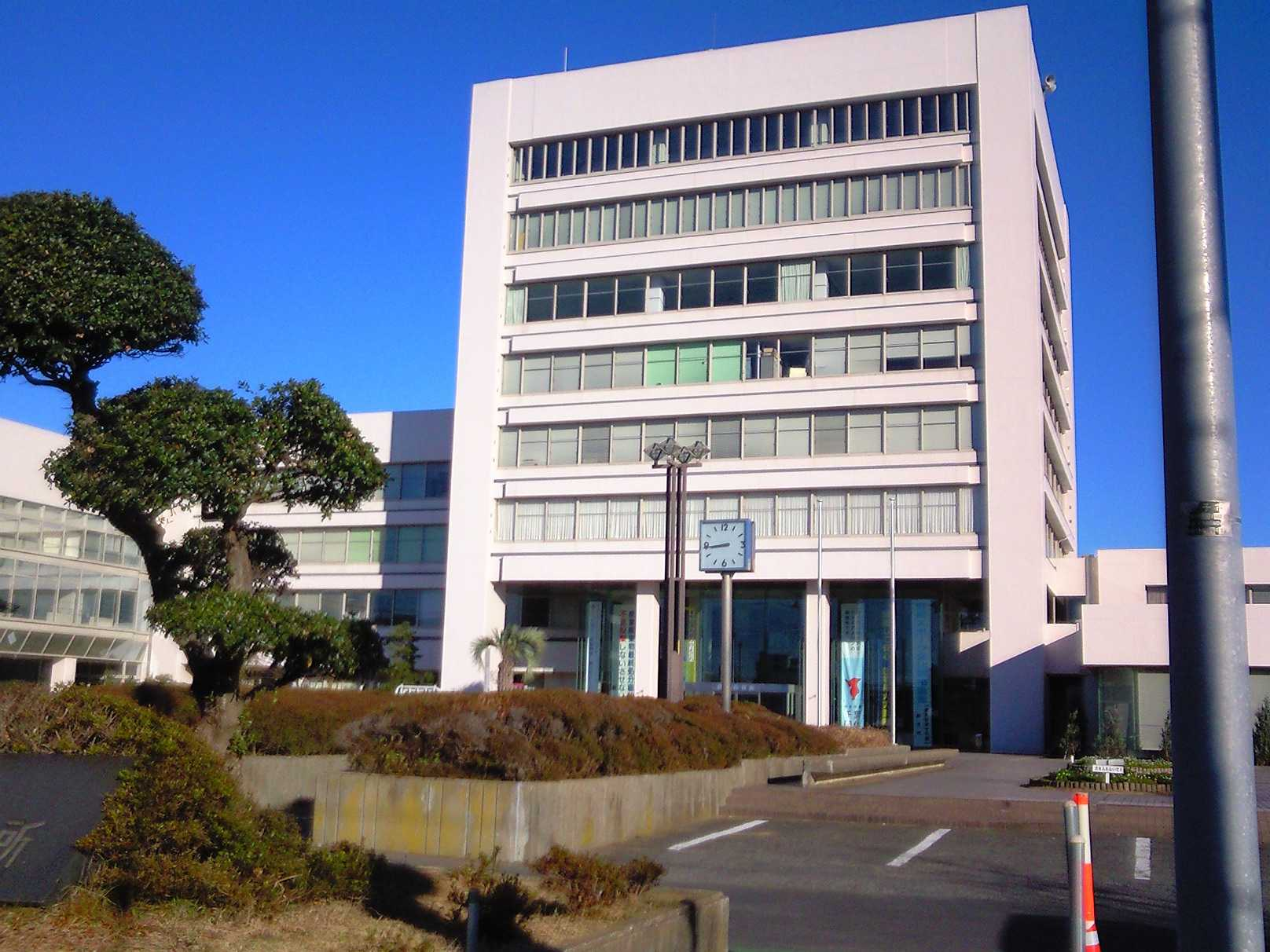
銚子市庁舎

- 銚子市役所：銚子市若宮町1番地の1

銚子市庁舎は、1973年（昭和48年）11月に着工し、1975年（昭和50年）5月に竣工した。新市庁舎の建設に当たっては、市庁舎は住民自治の本拠であるとの考え方から、市民の利益を本位とする市民サービスセンターとして、市民から親しみをもって利用されることが建設の重点に置かれた。庁舎は鉄筋コンクリート造（一部鉄骨鉄筋コンクリート造）地上8階、地下1階建で、庁舎棟、議会棟、付属棟の3棟から構成されている。市民窓口は庁舎棟の下層階に配置され、模写電送装置、コンピュータの導入により、窓口事務処理の合理化とスピード化が図られた。また、庁舎棟1階には各種相談の窓口としての市民相談センターが設置され、議会棟1階には市民との対話の場として市民ホール、展示ホールが設けられた。議場をはじめ議会関係の室は議会棟の2・3階に配置され、傍聴席のほかに、市民ホールにモニターテレビを設置して市議会の傍聴者が多数の場合の便宜を図っている。2022年（令和4年）度には、災害発生時の拠点施設としての機能維持を図るため、SRF工法による耐震補強工事が実施された。

#### 出張所
- 銚子市役所豊里出張所
- 銚子市役所豊岡出張所

### 行政計画
銚子市では、1961年（昭和36年）に実施した「市勢振興調査」が、既存産業の一層の発展とあわせて大工業化、新産業創設を提起し、これを受けて「銚子市長期計画」が策定された。その後、「地方自治法」の改正にあわせて、1973年（昭和48年）6月に「銚子市基本構想」を定めて以後、様々な地域発展策を盛り込んだ基本構想を数次にわたって策定してきた。
- 銚子市長期計画：1966年（昭和41年）3月策定
- 銚子市基本構想「住みよい豊かな文化・産業都市」：1973年（昭和48年）6月策定
  - 銚子市基本計画：1973年（昭和48年）6月策定
  - 銚子市第2次基本計画：1978年（昭和53年）3月策定
- 銚子市総合計画基本構想「活力と魅力ある東総の中核都市」：1985年（昭和60年）6月策定
  - 銚子市新総合計画基本計画「活力と魅力ある東総の中核都市をめざして」：1986年（昭和61年）2月策定
  - 銚子市新総合計画第2次基本計画「人の住むための豊かな都市づくりにむけて」：1990年（平成2年）3月策定
  - 銚子市新総合計画第3次基本計画「活き活きとした温かいまち・銚子」：1995年（平成7年）2月策定
- 銚子市総合計画基本構想「銚子ルネッサンス2025」「ひとがときめき 海がきらめき 未来輝く都市（まち）」：2000年（平成12年）12月策定
  - 銚子市総合計画「銚子ルネッサンス2025」第1次基本計画：2001年（平成13年）3月策定
  - 銚子市総合計画「銚子ルネッサンス2025」第2次基本計画：2007年（平成19年）11月策定
- 銚子市総合計画基本構想・基本計画「握手～つながる まちづくりのちから～」：2019年（平成31年）3月策定

2015年（平成27年）10月には、国の「まち・ひと・しごと創生総合戦略」を踏まえた銚子版総合戦略として、5か年の基本戦略と具体的施策をまとめた「銚子市しごと・ひと・まち創生総合戦略」が策定された。「しごとづくり」を第1の目標とし、官民連携、異業種間連携、政策間連携を進めながら、市民をはじめとした多様な主体によるまちづくりを目指すものであった。また、人口ビジョンに掲げた成長戦略を実現し、人口の将来展望を達成するため、「稼ぐ力」所得アップ産業創出プロジェクト、郷土定着・移住促進プロジェクト、「まちの宝」子ども育成・高齢者健康活躍プロジェクト、地域力・市民力応援プロジェクトの4つの基本戦略が総合戦略の柱とされた。
2019年（平成31年）3月には、総合戦略を含めた一体的な計画として「銚子市総合計画」が策定された。策定にあたっては、5回にわたる市民ワークショップが開催され、市民参加型の総合計画づくりが進められた。「握手～つながるまちづくりのちから～」が全体を貫くビジョンとされ、市民自治と協働の視点を強く盛り込んだ計画となった。また、生活者である市民の目線に立ち、生活と時間（ライフステージ）、生活と空間（コミュニティ）という2つの視点からまちづくりが捉えられた。重点プロジェクトとしては、銚子の強みを生かした雇用の創出、自然（再生可能）エネルギーの活用促進、質の高い子育て支援と文教都市の形成、多様な主体が支え合いながら安心して生活できる地域づくりの推進、広域幹線道路網の開通による道路ネットワークの確立が掲げられた。計画の期間は2019年（平成31年）度から2028年（令和10年）度までの10年間とされた。

### 市長
- 市長：越川信一（こしかわ しんいち）（2013年5月17日就任、4期目）

歴代市長
市制施行以来の歴代銚子市長は以下の通りである。
- 川村芳次：1933年（昭和8年）5月14日 - 1945年（昭和20年）5月13日
- 大里庄治郎：1945年（昭和20年）5月14日 - 1946年（昭和21年）1月7日
- 加瀬道之助：1946年（昭和21年）2月12日 - 1951年（昭和26年）4月4日
- 嶋田隆：1951年（昭和26年）4月23日 - 1978年（昭和53年）8月19日
- 大内恭平：1978年（昭和53年）8月20日 - 1986年（昭和61年）8月19日
- 佐藤幹彦：1986年（昭和61年）8月20日 - 1994年（平成6年）8月19日
- 大川政武：1994年（平成6年）8月20日 - 2002年（平成14年）8月19日
- 野平匡邦：2002年（平成14年）8月20日 - 2006年（平成18年）8月19日
- 岡野俊昭：2006年（平成18年）8月20日 - 2009年（平成21年）3月29日
- 野平匡邦：2009年（平成21年）5月17日 - 2013年（平成25年）5月16日
- 越川信一：2013年（平成25年）5月17日 - 現職

### 行政組織
2025年（令和7年）4月1日現在の行政組織は以下の通りである。
- 市長
  - 副市長
    - 秘書広報課
      - 秘書広報室 - 秘書班　広報公聴班
      - 公民事業連携室 - 公民連携事業班

    - 企画課
      - 企画室 - 企画調整班　政策推進班
      - 情報政策室 - 情報政策班　情報システム班
      - 洋上風力推進室 - 洋上風力推進班

    - 財政課
      - 財政室 - 財政改革班
      - 管財室 - 資産管理班　契約検査班

    - 総務課
      - 行政民事暴力対策監
      - 総務室 - 政策法務班　協働推進班
      - 人事室 - 人事研修班　給与公正班
      - 施設管理室 - 施設管理班
      - 危機管理室 - 危機管理班

    - 市民課
      - 市民室 - 戸籍班　市民班
      - 豊里出張所　豊岡出張所
      - 保険年金室 - 国保給付班　国保料班　後期高齢者医療班　国民年金班

    - 税務課
      - 課税室 - 市民税班　固定資産税班
      - 債権管理室 - 債権管理班

    - 社会福祉課
      - 社会福祉室 - 社会班　保護班
      - 障害支援室 - 給付管理班　給付事業班　相談支援班

    - 子育て支援課 - 子育て支援班　保育班
      - 第二保育所
      - 第四保育所

    - 高齢者福祉課 - 資格給付班　認定審査班　高齢者福祉班
    - 健康づくり課
      - 健康・地域医療推進室 - 保健総務班　病院事業班
      - 保健事業室 - 健康づくり支援班　食の健康推進班　子ども家庭支援班

    - 観光商工課
      - 観光プロモーション室 - 観光振興班　ふるさと納税推進班
      - 産業振興室 - 商工労政班　消費生活班
      - 消費生活センター

    - 水産課 - 水産班　漁政班
    - 農産課 - 農業振興班　基盤整備班
    - 都市整備課
      - 都市整備室 - 都市計画班　建築住宅班　空家対策班
      - 土木室 - 土木管理班　土木工務藩

    - 生活環境課 - 清掃美化班　環境衛生班　施設班

  - 会計管理者（会計課） - 会計班
  - 消防長（消防本部）
    - 消防総務課 - 総務班　警防班
    - 予防課 - 予防班
    - 消防署 - 庶務班　予防班　警防班　機械班　救助班　救急班　通信情報班
      - 東部分署
      - 西部分署

  - 水道局
    - 管理室 - 管理班　経理班
    - 工務室 - 配水班　給与装置班　建設班
    - 本城浄水場 - 浄水班　水質班
    - 下水道室 - 下水道管理班　下水道工務班
    - 芦崎終末処理場
- 市議会 - 事務局 - 庶務班　議事班
- 教育委員会
  - 教育長
    - 学校教育課
      - 教育総務室 - 教育総務班
      - 学校教育室 - 学務班
      - 学校教育センター
      - 指導室 - 指導班
      - 小児言語支援センター

    - 社会教育課
      - 生涯学習室 - 社会教育班
      - 青少年指導センター
      - 市民センター
      - 公正図書館
      - 青少年文化会館
      - スポーツ振興室 - スポーツ振興班
      - 体育館
      - 文化財・ジオパーク室 - 文化財班　ジオパーク班
      - ジオパーク・芸術センター

    - 高等学校・中学校・小学校
- 選挙管理委員会 - 事務局 - 選挙班
- 監査委員 - 事務局 - 監査班
- 農業委員会 - 事務局 - 農地農政班
- 固定資産評価審査委員会

### 財政
銚子市一般会計の歳入決算額において、費目別比率の大きい順にみると、市税、地方交付税、国県支出金の順である。2022年（令和4年）度では、自主財源の多くを占める市税が79.4億円であるのに対し、依存財源は地方交付税57.3億円、国庫支出金45.8億円、地方消費税交付金15.3億円、県支出金14億円、市債13.3億円となっている。銚子市一般会計歳出決算額における費目別比率は、民生費、総務費、公債費、教育費、衛生費、土木費、農林水産業費、消防費の順となっている。
歳出の性質別分類は、行政経費の性質に従った分類で、財政運営の状況や特色を判断するために用いられる。2022年（令和4年）度においては、人件費53.4億円、扶助費49.8億円、公債費31.3億円である。義務的経費は134.5億円であり、物件費、維持補修費、補助費等を加えた経常的経費は195.8億円となっている。物件費は業務委託料等、維持補修費は学校施設、廃棄物処理施設、市営住宅、道路、河川の補修・維持等の費用、補助費等では公営企業会計補助等がその主な内容である。投資的経費は16.7億円である。
特別会計は、2022年（令和4年）度においては、国民健康保険事業、介護保険事業及び後期高齢者医療事業の3会計となっている。地方公営企業は、2022年（令和4年）度において、水道事業及び病院事業の2事業で、それぞれ事業ごとに特別会計を設置している。なお、2023年（令和5年）度における銚子市の財政力指数は0.58であり、千葉県東部において最も高い財政力を有している。
銚子市の財政（令和5年度当初予算）
- 会計別予算額
  - 一般会計：251億2000万円
  - 公営企業会計（3会計）：73億100万円
  - 特別会計（3会計）：151億900万円
- 一般会計当初予算
  - 歳入のうち
    - 市税：78億9398万5000円（31.4%）
    - 地方交付税：55億8612万8000円（22.2%）
    - 国県支出金：44億1961万9000円（17.6%）

  - 歳出のうち 
    - 人件費：55億6404万円（22.1%）
    - 扶助費：44億7076万3000円（17.8%）
    - 物件費：33億3367万3000円（13.3%）

  - 市民1人当たり市税負担額：14万31円
  - 市民1人当たり市税受益額：44万5603円

### 名誉市民

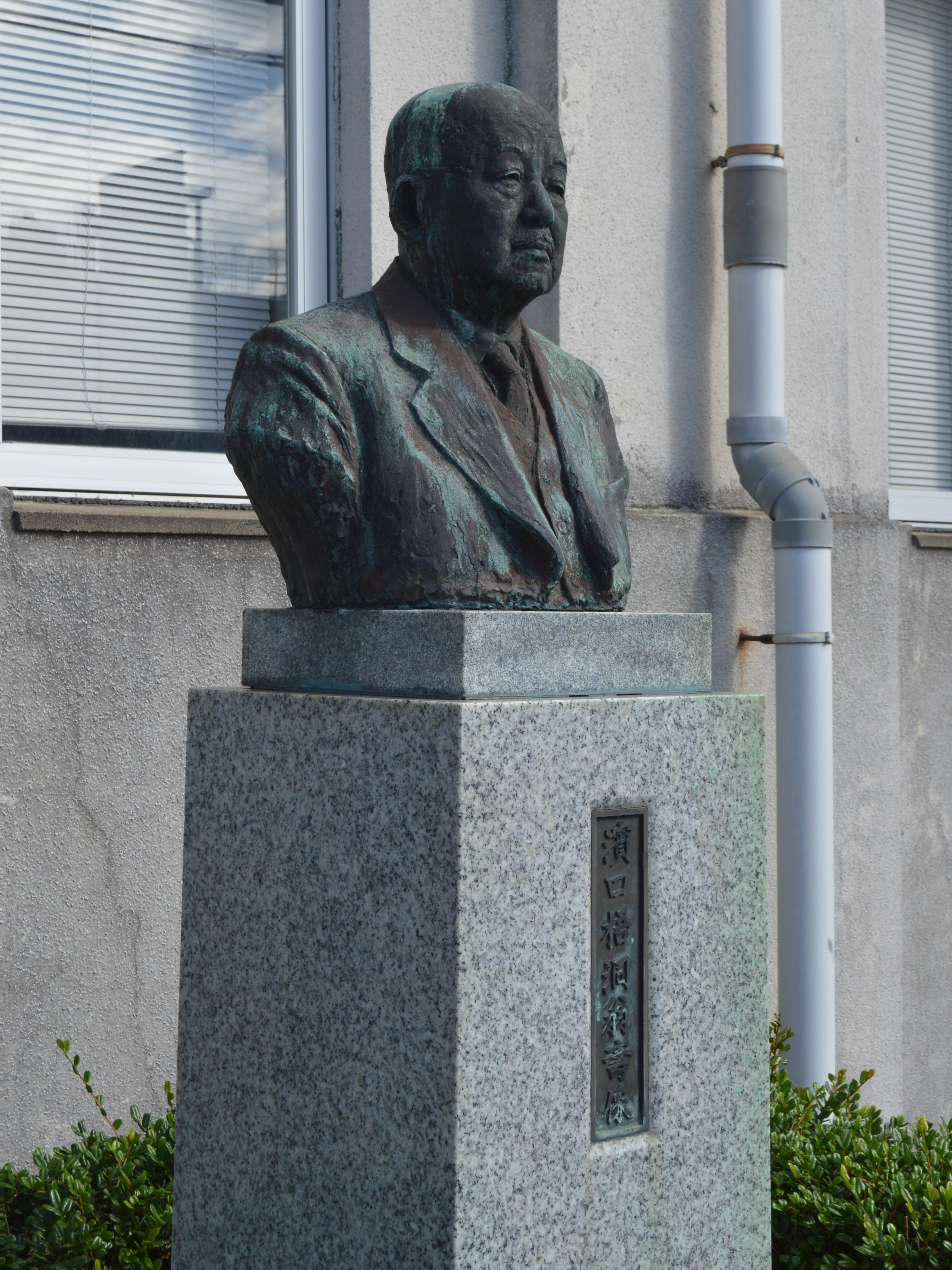
濱口梧洞翁寿像

銚子市名誉市民は、1956年（昭和31年）1月12日公布・施行の「銚子市名誉市民条例」に基づき、本市の市民又は本市の関係者で広く社会文化の興隆に功績が卓絶であった者の功績をたたえると共に市民の社会文化興隆に対する意欲の高揚を図るための顕彰制度である。
- 濱口梧洞（ヤマサ醤油株式会社社長・会長）
- 今井健彦（衆議院議員8期、農林参与官、商工政務次官等を歴任）
- 嶋田隆（銚子市長連続7期在任）
- 赤桐操（参議院議員連続4期、同院地方行政委員会委員、懲罰委員会委員長、参議院副議長等を歴任）
- 安藤勇（千葉県議会議員連続7期、千葉県議会議長等を歴任）
- 西川照幸（民生委員児童委員、保護司、人権擁護委員、調停委員、司法委員、銚子市社会福祉協議会会長等を歴任）
- 弦哲也（公益社団法人日本作曲家協会会長、一般社団法人日本音楽著作権協会会長）

### 銚子市民憲章
1970年（昭和45年）3月市議会定例会において、市民から募集した草案98点からの入賞作品を基に作成した「銚子市民憲章」が市長から提案された。この議案は満場一致をもって可決され、同年4月1日から施行となった。提案理由は、銚子市民であることの誇りと自覚を持ち、銚子市将来の目標をかかげ、これを実践し、健康で明るい文化都市をきづくため、というものであった。

### 都市宣言
銚子市は1962年（昭和37年）以降、7つの都市宣言を行ってきた。
- 交通安全都市宣言 : 1962年（昭和37年）1月9日
- 精神衛生都市宣言 : 1963年（昭和38年）2月25日
- 公害追放都市宣言 : 1970年（昭和45年）9月22日
- 青色申告都市宣言 : 1976年（昭和51年）12月25日
- 非核・平和都市宣言 : 1981年（昭和59年）9月14日
- 産業廃棄物最終処分場設置反対・不法投棄しないさせない都市宣言 : 1995年（平成7年）6月29日
- 健康スポーツ文化都市宣言 : 2006年（平成18年）12月21日

### 銚子市紋章

銚子市紋章

銚子市紋章は、市制施行を記念して紋章図案を懸賞募集し、応募総数1127点の中から最終決定し、1934年（昭和9年）1月15日に市会の議決を経て同日告示された。制定にあたっては、銚子市は本邦東端に位置し、旭日仰ぐは最も早く、即ち市の発展性は旭日と共に力強く、その増大を意味して紋章は之を象徴することとし、旭日を中心にその周囲を丁四（銚子）にて輪郭図案化せるものなり、とされた。

### 銚子市歌
銚子市歌は懸賞募集し、応募総数267点の中から三軒町山崎晋道作詞を一等として採用し、1936年（昭和11年）1月27日に市会議決のうえ、同日告示第2号をもって告示された。

### 銚子市の木・花・魚

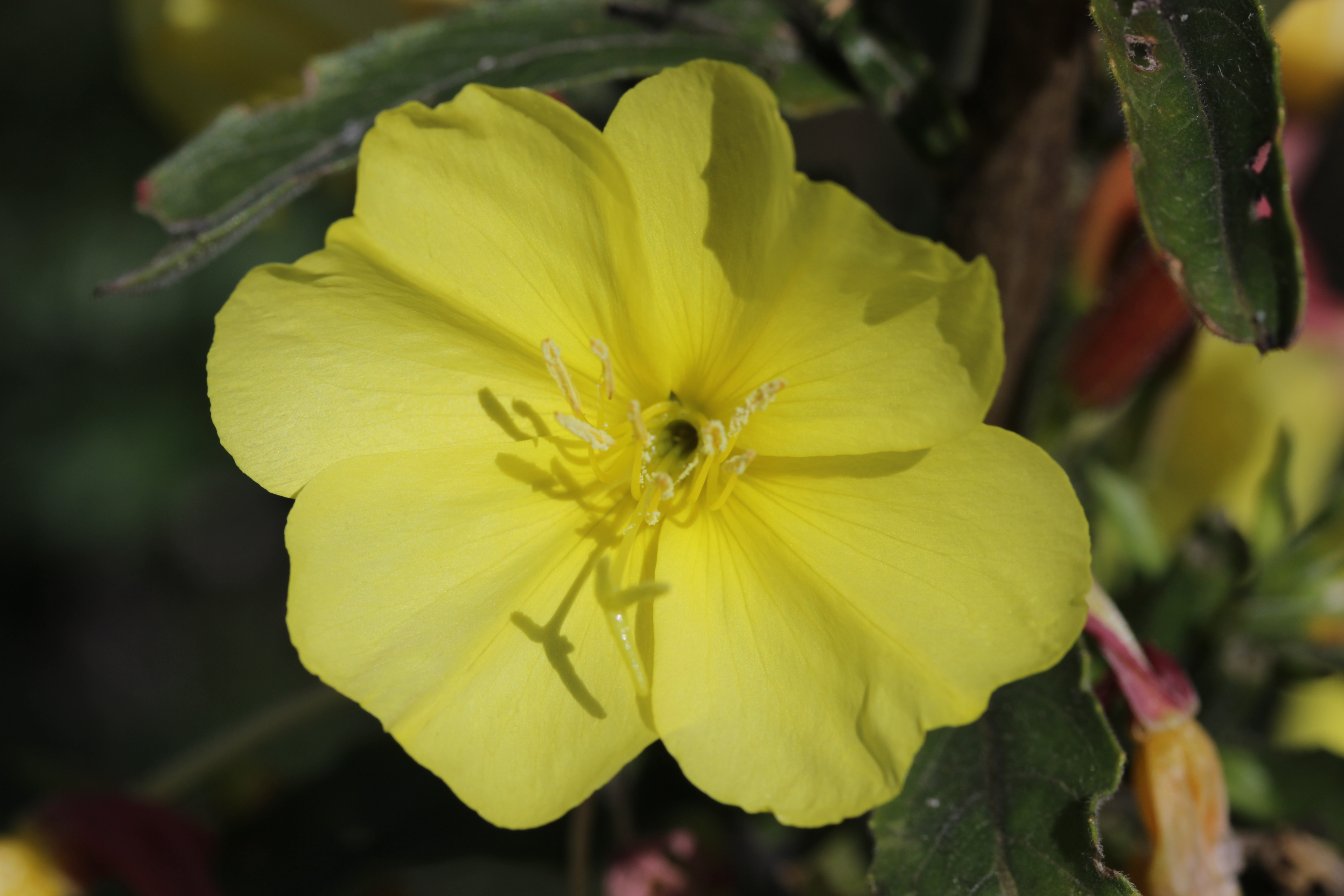
おおまつよいぐさ

1983年（昭和58年）2月11日、市制施行50周年を記念して、銚子市の木に「さざんか」、銚子市の花に「おおまつよいぐさ」が指定された。また、2003年（平成15年）2月11日には、市制施行70周年を記念して、銚子市の魚に「いわし」が指定された。いずれも市民投票を経て選ばれたものである。
- 銚子市の木：さざんか

1983年（昭和58年）2月11日指定
- 銚子市の花：おおまつよいぐさ

1983年（昭和58年）2月11日指定
- 銚子市の魚：いわし

2003年（平成15年）2月11日指定
なお、「おおまつよいぐさ」は、夏の夕景として君ヶ浜海岸に苗の植付けが行われている。

### 議会

#### 銚子市議会
- 定数：18名
- 2023年（令和5年）5月1日〜2027年（令和9年）4月30日
- 議長：石神嘉明（いしがみ よしあき）
- 副議長：鎌倉金（かまくら きん）

| 会派名       | 議席数 | 議員名（◎は代表）                       |
| ------------ | ------ | --------------------------------------- |
| 市民クラブ   | 2      | ◎地下誠幸、岩井文男                     |
| みらい       | 2      | ◎釜谷藤男、広野恭代                     |
| 日本共産党   | 1      | ◎笠原幸子                               |
| 新風         | 1      | ◎池田健一                               |
| 緑の会       | 1      | ◎工藤忠男                               |
| ネクスト銚子 | 1      | ◎石上友寛                               |
| 公明党       | 2      | ◎加瀬栄子、塙保                         |
| 立憲民主党   | 2      | ◎加瀬庫藏、鎌倉金                       |
| 新和会       | 4      | ◎野平仁人、宮崎光子、桶谷範幸、石神嘉明 |
| 市民の声     | 2      | ◎髙根一芳、椎名亮太                     |

※2025年（令和7年）6月5日現在

#### 千葉県議会
- 選挙区：銚子市・香取郡東庄町で一つの選挙区をなす。
- 定数：2名
- 任期：2023年（令和5年）5月1日 - 2027年（令和9年）4月29日
- 2015年（平成27年）、2019年（令和元年）、2023年（令和5年）と無投票。

| 氏名     | 会派名                                  |
| -------- | --------------------------------------- |
| 信田光保 | 自由民主党千葉県議会議員会 当選回数 6期 |
| 宮川太   | 自由民主党千葉県議会議員会 当選回数 2期 |

※2025年（令和7年）6月5日現在

#### 国政
- 衆議院
  - 千葉県第10区：銚子市、香取市、成田市、旭市、匝瑳市、香取郡、山武郡横芝光町（旧匝瑳郡光町域）
- 任期：2024年（令和6年）10月27日 - 2028年（令和7年）10月26日（「第50回衆議院議員総選挙」参照）

| 議員名   | 党派名     | 当選回数 | 備考     |
| -------- | ---------- | -------- | -------- |
| 小池正昭 | 自由民主党 | 1        | 選挙区   |
| 谷田川元 | 立憲民主党 | 4        | 比例復活 |

## 国家機関

### 国家機関
法務省
- 銚子区検察庁

財務省
- 横浜税関千葉税関支署銚子監視署
- 国税庁東京国税局銚子税務署

厚生労働省
- 千葉労働局銚子労働基準監督署
- 千葉労働局銚子公共職業安定所

国土交通省
- 海上保安庁第三管区海上保安本部銚子海上保安部

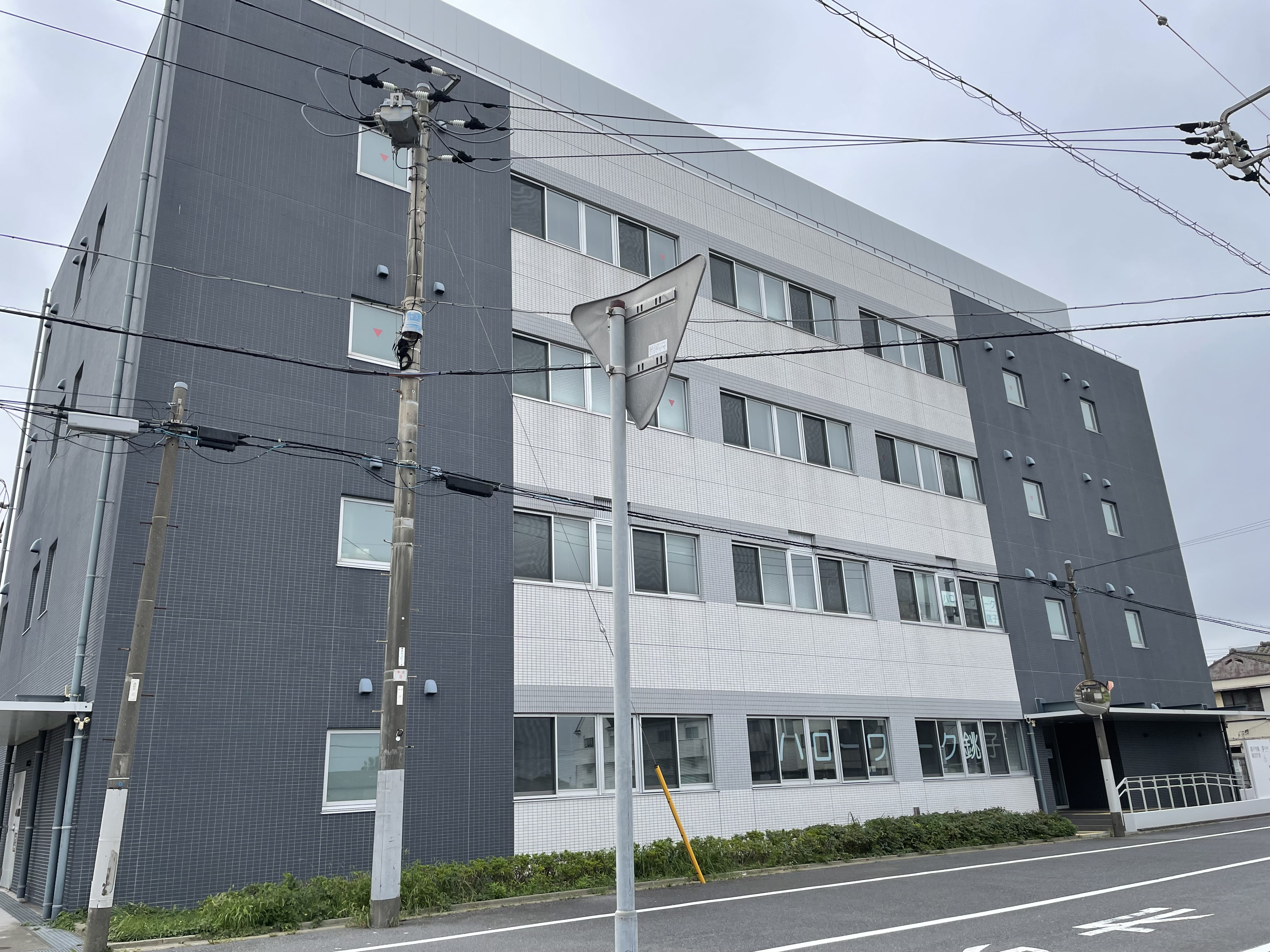
銚子労働総合庁舎

- 気象庁銚子地方気象台
- 利根川下流河川事務所銚子出張所

裁判所
- 銚子簡易裁判所

- 銚子労働総合庁舎

### 県機関
- 千葉県海匝保健所（海匝健康福祉センター）
- 千葉県銚子児童相談所
- 千葉県銚子土木事務所
- 千葉県銚子水産事務所
- 千葉県銚子漁港事務所
- 千葉県水産総合研究センター流通加工研究室銚子分室
- 千葉県旭県税事務所銚子支所
- 千葉県北総教育事務所東総研修所

## 経済

### 産業

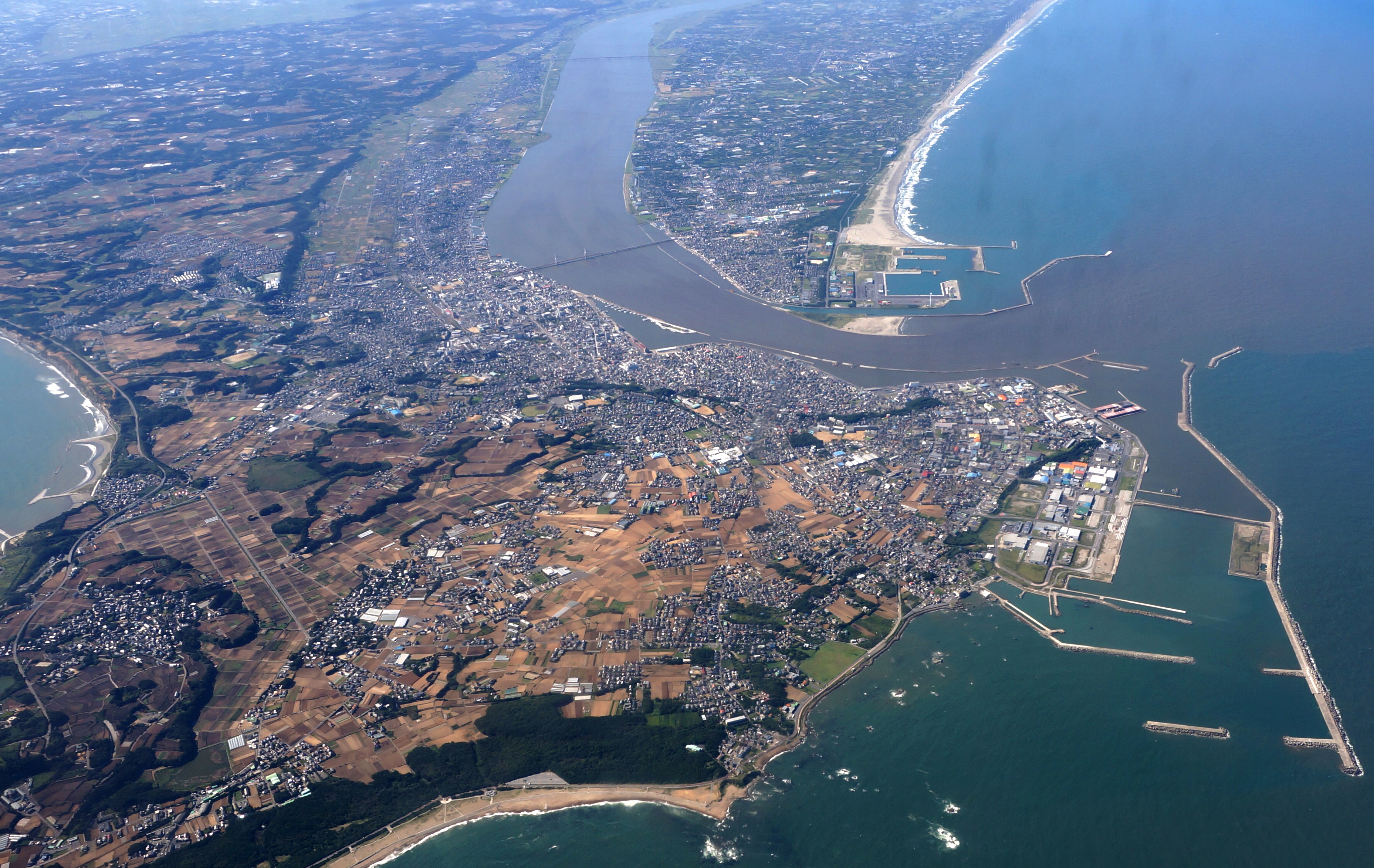
銚子半島航空写真

銚子市は豊かな自然環境と首都圏に位置する立地条件を活かし、水揚数量と水産物流通加工機能によって国内最大規模の水産業を中心として、生鮮野菜の一大供給基地となった農業、長い歴史と高度な技術力を有する水産加工業と醤油製造業、東総地域の中核としての役割を果たす商業、そして犬吠埼や屏風ヶ浦等の景勝地に恵まれた観光業等の複合産業都市として発展している。多角的でバランスの取れた産業構造が特徴であり、景気変動の影響が少ない安定成長型の経済基盤を有している。2018年（平成30年）度の産業別就業者の割合を見ると、第一次産業に10.7パーセント、第二次産業に28.5パーセント、第三次産業に58.4パーセントが従事しており、1965年（昭和40年）と比較して第三次産業の割合が大きく拡大している。
銚子市事業承継・創業支援ラボにおいては、スタートアップを支援するため、2025年（令和7年）3月から「食×グリーン・ブルー創業の地・銚子」として、エネルギーポテンシャルや食品産業を活用した脱炭素ビジネスの展開を図っている。

### 企業・組織
| - ヤマサ醤油 - 銚子信用金庫 - 木村プログレス工業 - 辻野 - 銚子商工信用組合 - 飯田物流 - 信田缶詰 - 松岡水産 - 田原缶詰 - カネジョウ大﨑 - 銚子通運 - 銚洋陸運 - 銚子東洋 | - 関東警備保障 - 兆星 - 飯田商店 - 銚子プラザホテル - ヤマヘイフーズ - 嘉平屋 - 坂本飼料 - 銚子メディクス - 大一奈村魚問屋 - ヤマニンベン - マルヒカリ水産 - 一政水産 - マルヤス建設工業所 |

### 漁業
漁業は銚子市の経済を根本的に支える基幹産業である。銚子沖には水深200メートルの大陸棚が広がり、北からの親潮（寒流）、南からの黒潮（暖流）が交錯し、また、利根川からの有機物を含んだ真水の流入等により、全国屈指の好漁場が形成され、世界三大漁場の一つに数えられている。その漁業種類も網漁業・延縄漁業・釣り漁業と多種類で、銚子漁港は水産物の一大物流加工拠点である総合漁業基地として大きく飛躍してきた。戦後の銚子市における水場高は、イワシ、サンマ、サバの漁獲がその大半を占め、タイやヒラメ等の高級魚も漁獲されている。代表的漁業は、旋網漁業をはじめ、沖合底曳網漁業、カツオ・マグロ延縄漁業、大目流し網漁業、小型機船底曳網漁業、雑延縄漁業であり、銚子沖合を主漁場として沿岸・沖合漁業が周年操業されている。
2022年（令和4年）度の銚子漁港の水揚高は、数量23万7028トン（全国1位）、金額228億4840万円（全国4位）である。主要な魚種としては、マイワシ18万8105トン、サバ3万633トン、ブリ類5777トン、カツオ1824トン、ビンナガ1419トンとなっている。特に、5月から7月にかけて水揚げされるマイワシは「入梅イワシ」と呼ばれている。また、小型船による立縄漁業で漁獲されるキンメダイは「銚子つりきんめ」として千葉ブランド水産物第1号に認定され、ブランド力の向上と資源管理が図られている。
水揚量の約90パーセントが大中型の旋網漁業によるもので、これらの漁船の多くは他の漁港に属する廻船である。地元船以外の多くの廻船による銚子漁港への水揚げは、銚子市の経済にとって重要であることから、銚子市漁業協同組合は、市から補助を受けて、廻船誘致対策事業として船籍漁協訪問、新規漁船の入港誘致、入港漁船や廻船乗組員へのサービス提供等に努めている。銚子市では、2023年（令和5年）3月に策定された「銚子市ゼロカーボンビジョン」において、ICTを活用した漁場の可視化と漁業への活用、藻場の育成、船舶の脱炭素化の推進等を掲げている。2022年（令和4年）度からの漁場実態調査においては、銚子市漁業協同組合の主催により、人工漁礁設置や海藻育成の実証実験等が行われている。

#### 海面漁業

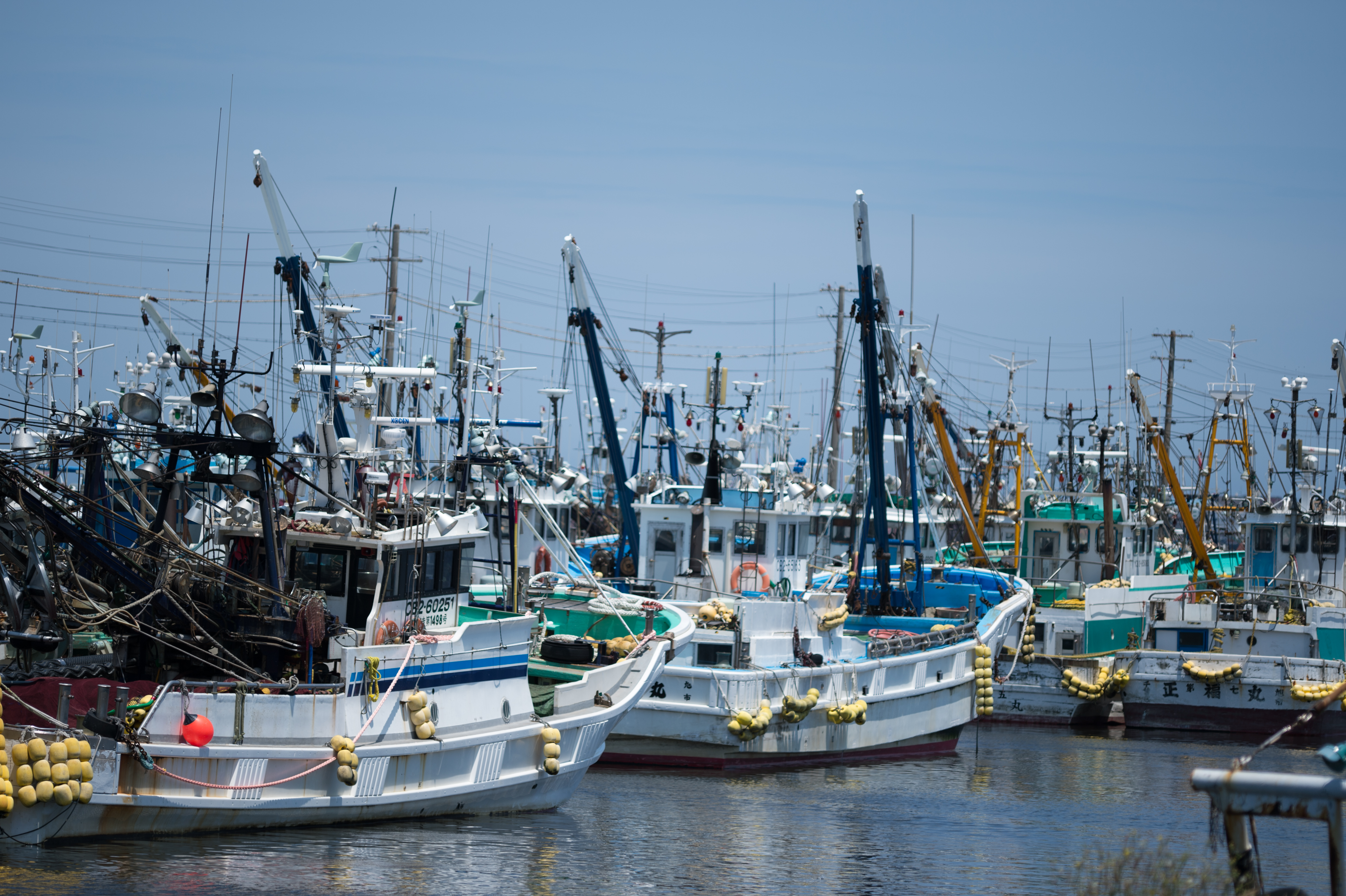
銚子漁港第2漁船渠

銚子市の漁業種類は、海域で行われる海面漁業と河川・湖沼で行われる内水面漁業とに大別されるが、銚子市の漁業は海面漁業が主である。2018年（平成30年）の漁業センサスにおいては、海面漁業経営体が106経営体で、うち個人経営が97経営体、会社経営が8経営体、漁業生産組合経営が1経営体である。漁業種類別経営体を見ると、沖合底網漁業が3経営体、小型底網漁業が6経営体、大中型旋網漁業が6経営体、刺し網漁業3経営体、サンマ棒受網漁業4経営体、その他の網漁業4経営体、延縄漁業13経営体、釣り漁業70経営体、採貝・採藻4経営体、その他の漁業9経営体である。

#### 内水面漁業
銚子市における内水面漁業は主に利根川における漁業である。内水面漁業のほとんどが12月から4月を漁期とするシラスウナギ漁で、水揚量は全国有数である。

#### 漁港

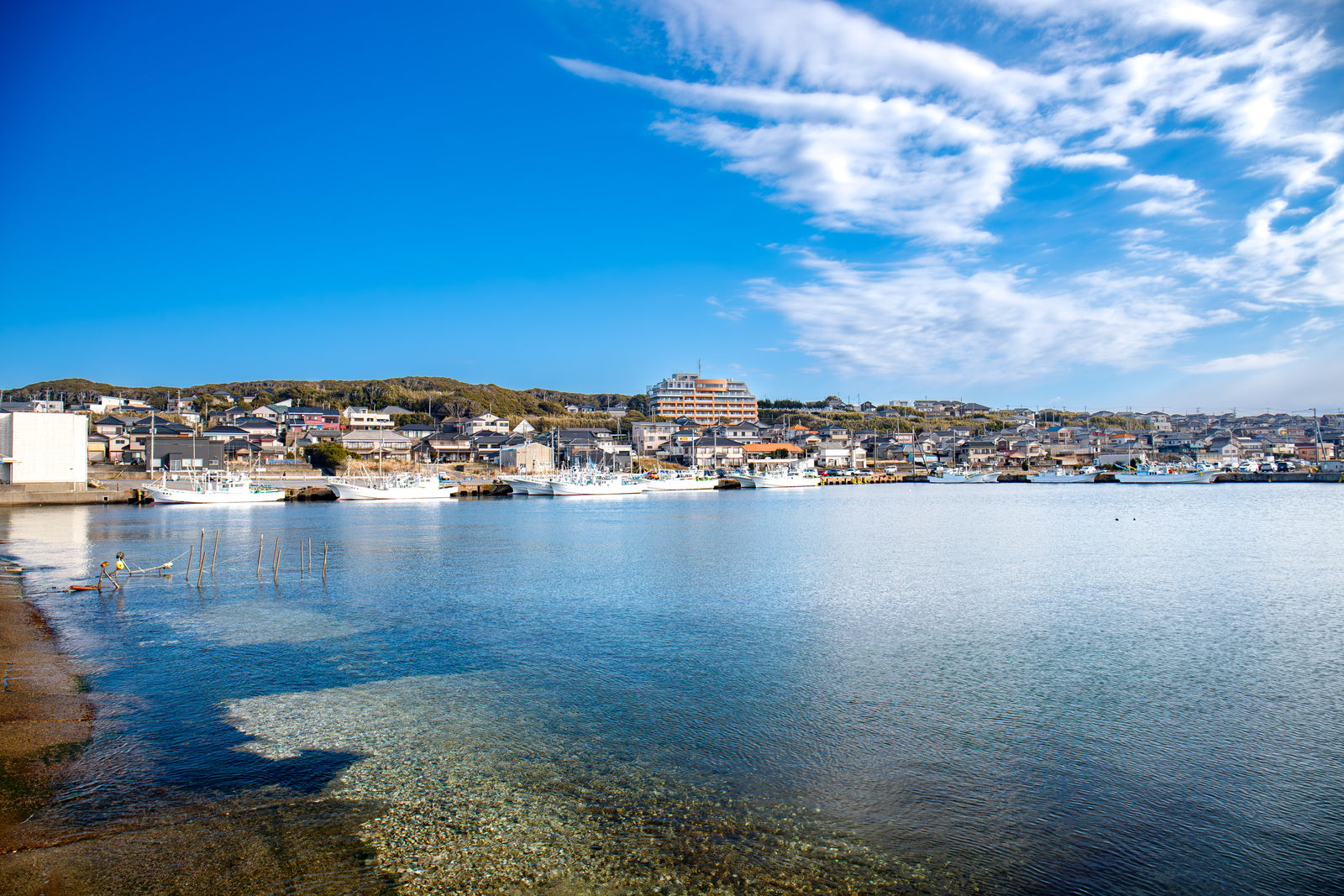
外川漁港

- 銚子漁港
  - 漁港の種類：特定第3種漁港

銚子漁港航空写真

  - 漁港指定：1960年（昭和35年）3月21日政令第37号
  - 漁港管理者：千葉県
  - 海岸保全区域指定：1967年（昭和42年）3月3日千葉県告示第148号　1973年（昭和48年）11月13日千葉県告示第858号

銚子漁港は近世において東廻海運と利根川水運の中継港として発展した銚子港すなわち商港に始まり、明治期に入り、商港の機能が失われて漁港へと転換していった。この利根川の河口港を近代的な漁港として整備し、銚子における水産業発展の基盤とするため、銚子漁港修築促進運動が台頭し、1925年（大正14年）11月に第1期の漁港修築工事が開始された。以来、戦後の第3次漁港整備計画からは毎年継続して整備事業が実施され、銚子漁港は、国内最大の規模と機能を有する特定第3種漁港となっている。
1969年（昭和44年）度からの国の第4次漁港整備計画においては、漁港機能施設として公共施設用地の埋立造成が盛り込まれ、その後の第5次以降の漁港整備計画においても引き続き実施されてきた。2022年（令和4年）度からは、千葉県による圏域総合水産基盤整備事業計画が進められている。川口・黒生地区には、銚子漁港整備の進展と連動しながら、国庫補助事業として、計画的に漁港機能施設である水産物産地流通加工関係施設が建設されている。
- 外川漁港
  - 漁港の種類：第2種漁港
  - 漁港指定：1952年（昭和27年）2月29日農林省告示第61号
  - 漁港管理者：千葉県
  - 海岸保全区域指定：1988年（昭和63年）10月28日千葉県告示第799号

外川漁港は、江戸時代明暦年間に銚子に移住した紀州人崎山治郎右衛門によって開発された。大正時代に至るまでこの漁港は外川地区の漁業基地として大きな役割を果たしてきたが、漁船が動力化し大型化してきたことから、1922年（大正11年）以後、高神村が、のちに銚子市が漁港改修を重ねた。1969年（昭和44年）6月には、県営移管と第4次漁港整備計画への組み入れが実現した。外川漁港後育地の公共用地の埋立造成は1977年（昭和52年）度からの第6次漁港整備計画で着手され、その後、第8次、第9次の整備計画において実施された。この公共用地には、漁港機能施設としての水揚荷捌施設、製氷貯氷施設、漁村センター、漁船漁具保全施設等が整備されている。2002年（平成14年）度からは「漁港漁場整備法」に基づく広域漁港整備計画が進められている。
- 外川漁港

#### 水産物流通と魚市場

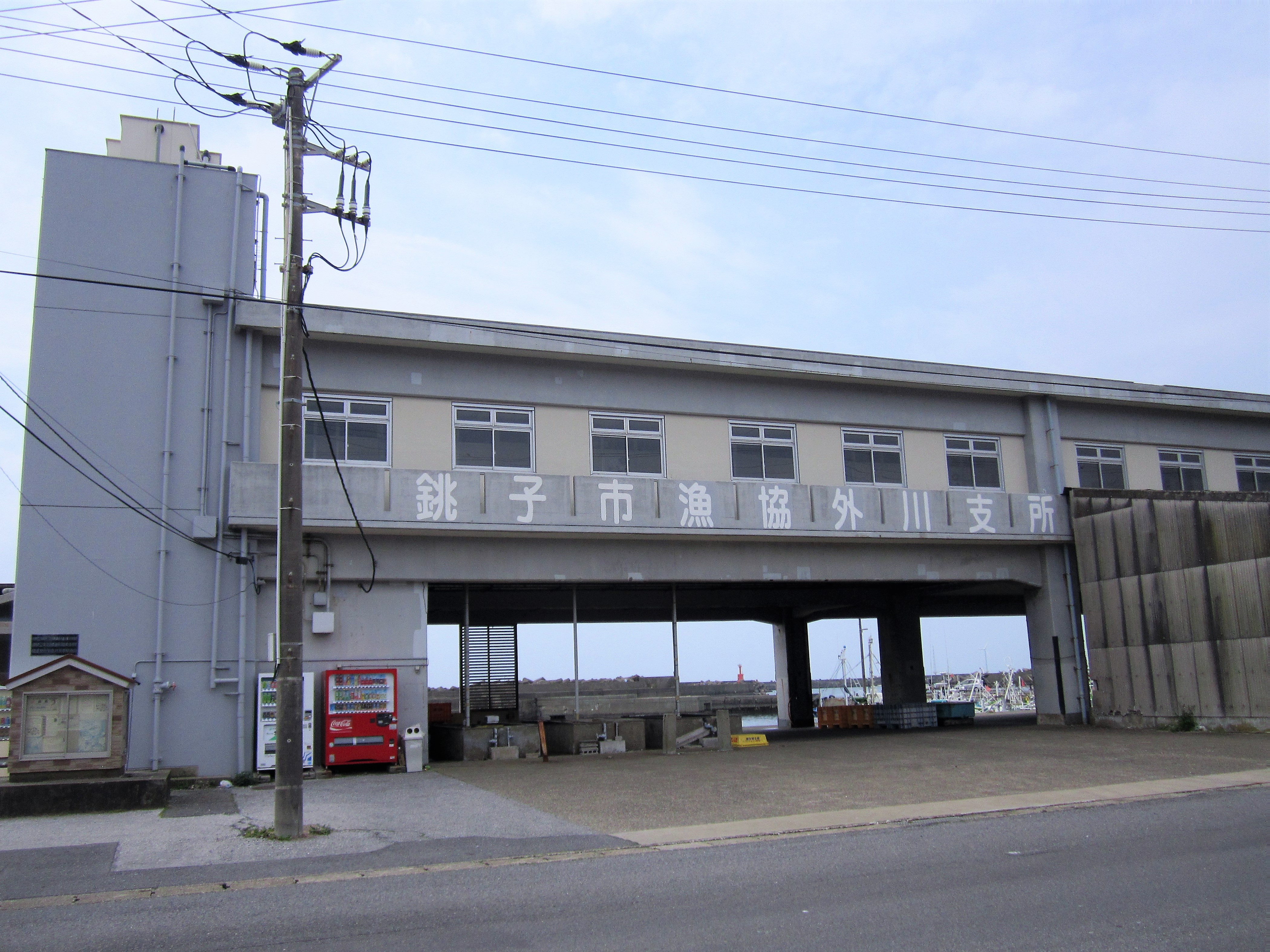
銚子市漁業協同組合外川支所

銚子漁港に水揚げされた水産物のうち、マイワシは水場数量の36パーセントが生鮮、缶詰、その他食用加工品として、64パーセントが養殖用または漁業用飼料として出荷されている。サバは文化干し、フィレ、開干し、青切りが関東を中心に販売されている一方、塩蔵サバは関西の大都市への販売が多い。また、エジプト、ロシア、東アジア、東南アジア等へのサバの輸出も拡大している。
- 銚子漁港魚市場

銚子漁港魚市場は、銚子漁港の築港に伴い、1924年（大正13年）1月に千葉県が従来の生魚商組合による10か所の魚市場と本銚子漁業組合による共同販売所を改修統合して開設され、千葉県水産株式会社がこれを借り受けて魚市場を開設した。当初は県有民営方式であったが、1972年（昭和47年）2月、千葉県が銚子漁港魚市場を銚子市漁業協同組合に払い下げたことで、民有民営方式が実現し、千葉県知事許可により「卸売市場法」に基づく地方卸売市場となった。
午前7時から午後5時まで開市し、取引方法は入札方式、市場手数料は3パーセントである。買受人は、鮮魚出荷業者、一般加工業者、冷凍業者、缶詰業者、練り製品業者、鮮魚小売業者の合計205人が登録されている。2014年（平成26年）度には、市場食堂、女性部活動拠点施設等を備えた高度衛生管理型の第一卸売市場が完成した。さらに、2024年（令和6年）度には、高度衛生管理型の第三卸売市場の完成にあわせて、スマートフォンを使用した電子入札システムが導入された。

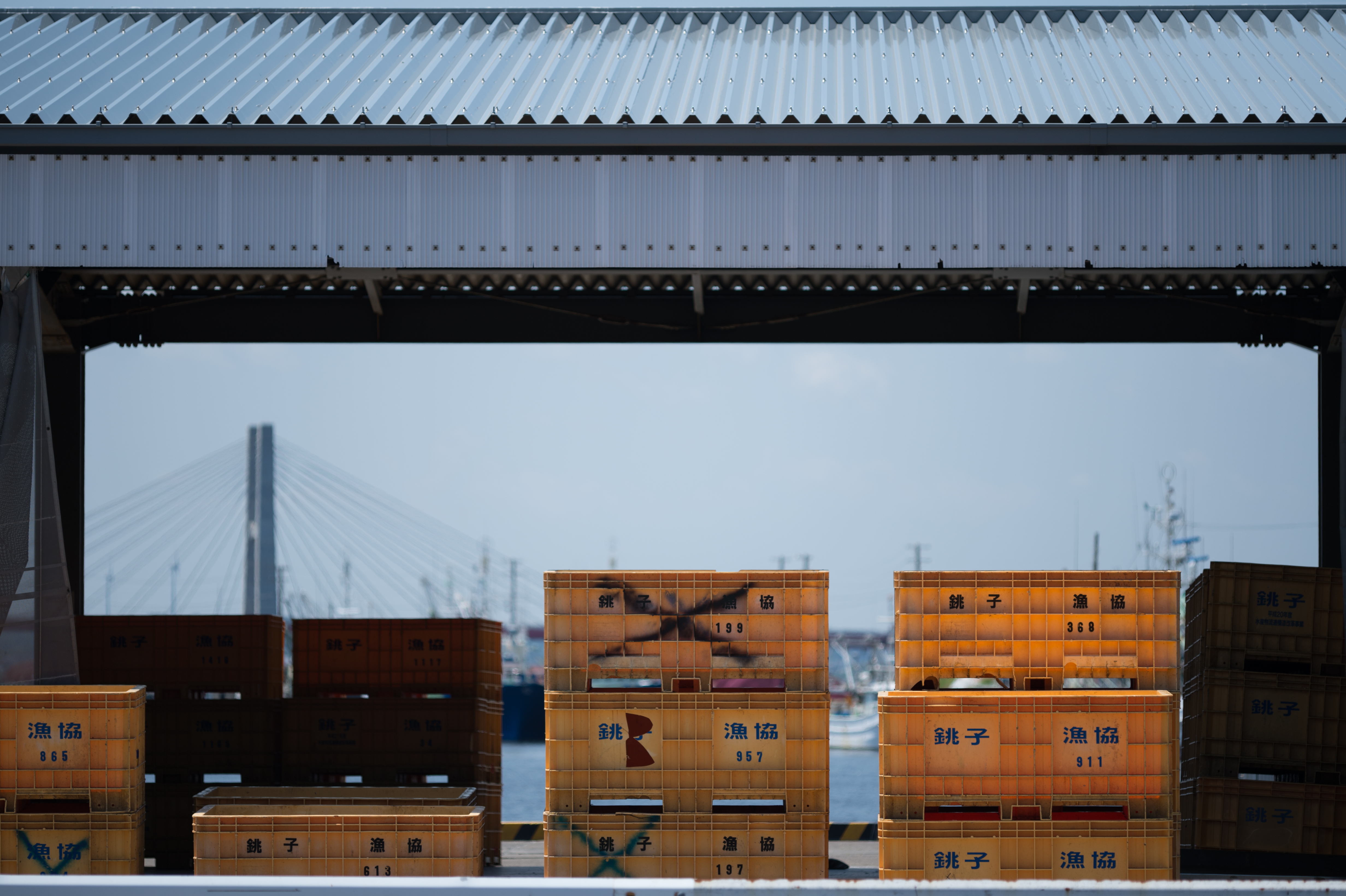
銚子漁港 簡易荷捌場

- 外川漁港魚市場

外川漁港においては、戦前から、旋網漁業によるイワシの水揚げが行われていた。1950年（昭和25年）7月、千葉県が新設した新生魚市場の開設者として銚子市外川漁業協同組合を承認し、外川漁港を基地とする旋網漁船のイワシ、サンマがこの魚市場に水揚げされるようになった。その後、外川漁港修築の進展に伴って、銚子市外川漁業協同組合地方卸売市場の開設と卸売業務の知事許可を得て、1980年（昭和55年）4月にイワシ市場業務が開始されることとなった。その他の魚種については、戦前は魚商との直接取引、戦後は外川漁業協同組合による共同出荷で、ほとんどがタイ、ヒラメ等の活魚の市外出荷であった。その輸送は、酸素補給の活魚槽の専用トラックによる運送業者委託である。
- 銚子市漁業協同組合外川支所

#### 銚子市漁業協同組合

銚子市漁業協同組合

漁業協同組合は、市町村やその内の一定地区を単位とする一般通常の組合を地区漁業協同組合と称し、銚子市では、沿海地区漁業協同組合として銚子市・銚子市外川・銚子市黒生・銚子市西の4漁業協同組合が、内水面漁業協同組合として下利根・中利根の2漁業協同組合があった。漁業を取り巻く環境変化のもとで、漁協合併による人的基盤の強化と組織の合理化、体質改善を目指すことが必要となり、1996年（平成8年）8月、銚子地区6漁協が対等合併した銚子市漁業協同組合が発足した。漁業協同組合が行う主な事業は、組合員への資金貸付、貯金等の受入、物資の供給、共同利用施設の経営、漁獲物の運搬・加工・保管・販売等である。また、漁業権の管理も主要な漁業協同組合の事業であり、知事の許可を受けた漁業権行使規則又は入漁権行使規則によってその管理を行う。

#### 水産ポートセンター

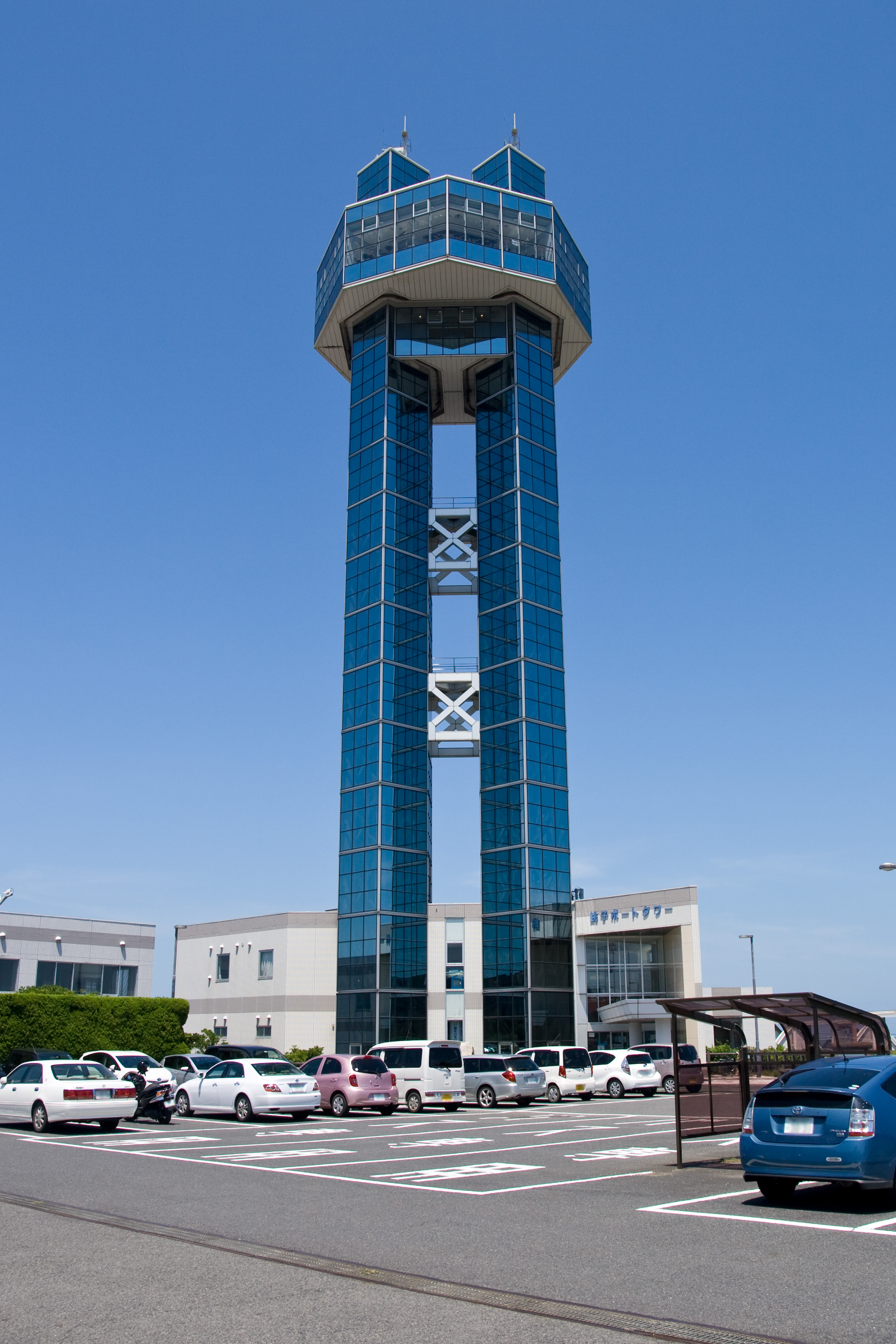
銚子ポートタワー

水産ポートセンターは、千葉県を代表する水産都市銚子にふさわしい水産と観光を結びつけた新施設として、1991年（平成3年）6月23日にオープンした。千葉県の「ふるさと千葉五か年計画」に基づいて、千葉県が事業主体となる銚子ポートタワーと水産関係公共施設、第三セクターによる水産物卸売センター（ウオッセ21）の3種の施設が銚子漁港を展望する高台に建設された。なお、「ウオッセ21」の愛称は市民から公募したもので、ウオ（魚）+メッセ（市場）+21世紀の造語である。

### 農業

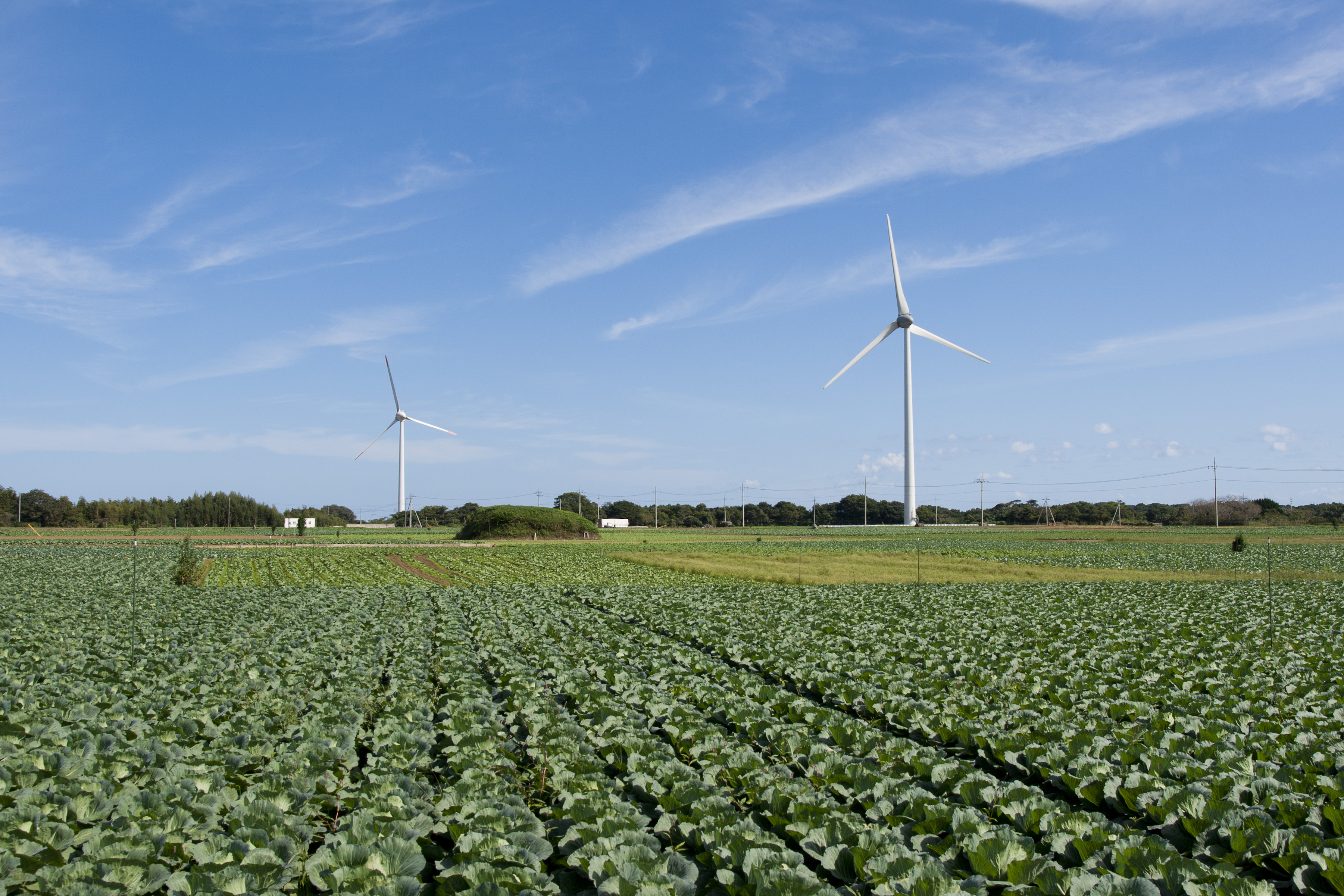
キャベツ畑（高田町）

銚子市は肥沃な土壌と夏涼しく冬暖かい海洋性気候、京浜市場に近接する恵まれた立地条件を活用した各種野菜の生産と畜産が盛んで、全国屈指の農業都市となっている。高い農業生産を支えているのは、560戸の専業農家を中心とした担い手と銚子野菜連合会をはじめとした各生産出荷組織である。毎年10人前後が新規就農者として就農して担い手も確保されており、露地野菜を中心に規模拡大が進む中、首都圏等への食糧供給基地としての発展が見込まれている。
2015年（平成27年）における販売農家戸数は1007戸で、その内訳を見ると、専業農家が560戸、第1種兼業農家が300戸、第2種兼業農家が147戸である。専業農家率は55.6パーセントと千葉県全体の30.6パーセントを大きく上回り、千葉県内1位である。2020年（令和2年）における総耕地面積は2054.81ヘクタールで、うち水田面積は279.8ヘクタール、畑地面積は1773.21ヘクタールと86.3パーセントが畑地であり、畑作中心の営農が展開されている。土地改良事業等により畑が増加傾向にあり、また、灌漑排水事業により施設園芸が増加し、安定した農業経営の条件が整っている。農家一戸当たりの平均耕地面積は230ヘクタールで、経営耕地面積の規模別農家数をみると、300戸以上の農家が245戸、24パーセントと最も多く、年々一戸当たりの経営耕地面積規模は拡大している。
2022年（令和4年）における農業産出額は212億2000万円（全国15位）である。その内訳は、野菜が143億3000万円で全体の67.5パーセントを占め、次いで畜産が62億5000万円、米が4億4000万円となっている。産出額の高い主な品目としては、キャベツ、鶏卵、ダイコン、ブタ、トマト等が挙げられる。このほか、メロン、スイカ、イチゴ、ニンジン、エダマメ等多品目の野菜が栽培され、2015年（平成27年）からは夏秋期の収入確保に青パパイヤの産地化へ向けた取り組みがなされている。農業は付加価値生産事業者が少ないことから、6次産業化が期待される食品加工産業分野である。
銚子市、ちばみどり農業協同組合、海匝農業事務所、農林総合研究センターで構成する銚子市農業振興会議では、適切な栽培管理・病害虫防除の徹底等により、農産物の生産物・品質の向上に取り組んでいる。また、経営規模拡大に対応し、農業経営の効率化、労働力の確保、ICTの活用等による農業振興を図っている。銚子市では、「銚子市ゼロカーボンビジョン」において、AI（人工知能）やロボットを活用したスマート農業の推進により、従業者の身体的負担を軽減し、経営の安定・効率化を図ることとしているほか、耕地・荒廃農地へのソーラーシェアリング（営農型太陽光発電）の導入、農機具の脱炭素化の推進等を示している。

#### 主要農産物
- キャベツ：作付面積1908ヘクタール（2016年）
- ダイコン：作付面積974ヘクタール（2016年）
- 水稲：作付面積471ヘクタール（2016年）
- ジャガイモ：作付面積51ヘクタール（2015年）
- トマト：作付面積51ヘクタール（2016年）
- メロン：作付面積50ヘクタール（2015年）
- ニンジン：作付面積26ヘクタール（2015年）
- スイカ：作付面積22ヘクタール（2015年）
- イチゴ：作付面積12ヘクタール（2015年）
- 落花生：作付面積7ヘクタール（2017年）

#### キャベツ
銚子市では、1954年（昭和29年）、冬期の温暖な地区を対象にキャベツの早生品種の「富士早生新一号」の栽培を始めた。その後、各地区で栽培意欲が高まり、1957年（昭和32年）に「灯台印」銚子市蔬菜出荷組合連合会を結成し、集団栽培を開始した。その後、千葉県特産地、国の園芸特産地の指定を受け、続いて春キャベツと冬キャベツが国の産地指定を受けて、全国を代表する春系品種のキャベツ産地を形成している。当初は4月中旬から5月の収穫を目標とした作型であったが、3月から4月収穫の前進栽培が試みられるようになった。また、栽培が難しい厳寒期収穫には、耐寒性の強い品種が作付けされ、1月下旬から6月まで切れ目のない長期間の安定出荷をしている。冬の温暖な気候を利用して栽培されるため、主に市域東南部の海岸に面した台地上に作付けされている。春キャベツの生産量は日本一であり、銚子を代表するブランド野菜である。

#### ダイコン
銚子地方では、明治初め頃から自家漬物用のダイコンの栽培が行われていた。1966年（昭和41年）に秋冬ダイコンが国の産地指定を受け、1977年（昭和52年）にはトンネル栽培が導入され、他産地も少なく有利性も高いために作付面積が増加した。また、1986年（昭和61年）2月に春ダイコンが国の産地指定を受け、温暖な気候により厳寒期でも栽培が可能で市場性も高いことから、露地栽培から集約的なトンネル栽培へと変わった。作付けは利根川沿いの内陸部に多く、全国屈指のダイコン産地となっている。

#### メロン
銚子市のメロン栽培は、品種比較試験の結果からアムスメロンが有望とされ、1977年（昭和52年）からトマトの裏作としてパイプハウス栽培が始められた。その後、作付面積の増加と作付けの分化により、ハウス栽培の早期出荷とトンネル栽培に二分されていった。銚子メロンは、組織活動、品質、栽培方法の統一等が市場や消費者から評価され、1987年（昭和62年）に「日本農業賞」を受賞している。

#### 農業生産基盤
- 東総用水事業

東総用水事業は、利根川を水源として、下総台地の銚子市はじめ1市4町の農地2800ヘクタールへの灌漑用水と、銚子市はじめ2市4町の約20万人への水道用水の安定供給を行う多目的利水事業として構想された。1978年（昭和53年）3月に東庄町地内の幹線水路工事が着手され、東庄揚水機場工事、導水路工事、ファームポンド工事が進められた。あわせて、1980年（昭和55年）4月からは県営事業である灌漑排水事業、畑地帯総合土地改良事業が実施された。1984年（昭和59年）8月に通水開始され、最初に銚子市桜井地区31ヘクタールに通水された。公団営事業は1989年（平成元年）3月に竣工し、事業を完了した。
- 東総台地地区広域営農団地農道

銚子市全域、東庄町南部、飯岡町、海上町東部における基幹農道の整備による生産流通の合理化が必要とされ、1994年（平成6年）2月に工事が着手し、2024年（令和6年）3月に全線開通した。千葉県の主体により整備され、銚子市長塚町を起点に新町を経由し、東庄町小南地先の主要地方道千葉県道74号多古笹本線に接続する。

#### 営農センター
- グリーンホーム銚子

1994年（平成6年）度からの2か年で新町に建設された。農業センター構想に基づく地域農業活動拠点の一つとして、特産物の鮮度保持と調整機能をあわせもつ国内最大級の予冷貯蔵施設を建設し、集出荷の効率化と有利な販売促進を図るものである。
- アグリタウン銚子

1996年（平成8年）度にグリーンホーム銚子と道路を隔てて建設された。農業生産から生産物販売までを1か所に集中した総合管理施設で、野菜生産地としての将来発展を展望して、営農生産指導・農業経営指導の充実、土壌分析による健全な土づくり、農業情報ネットワーク構築による情報発信、蓄積データによる営農指導、各種研修・講習会に活用される。

#### 農業協同組合

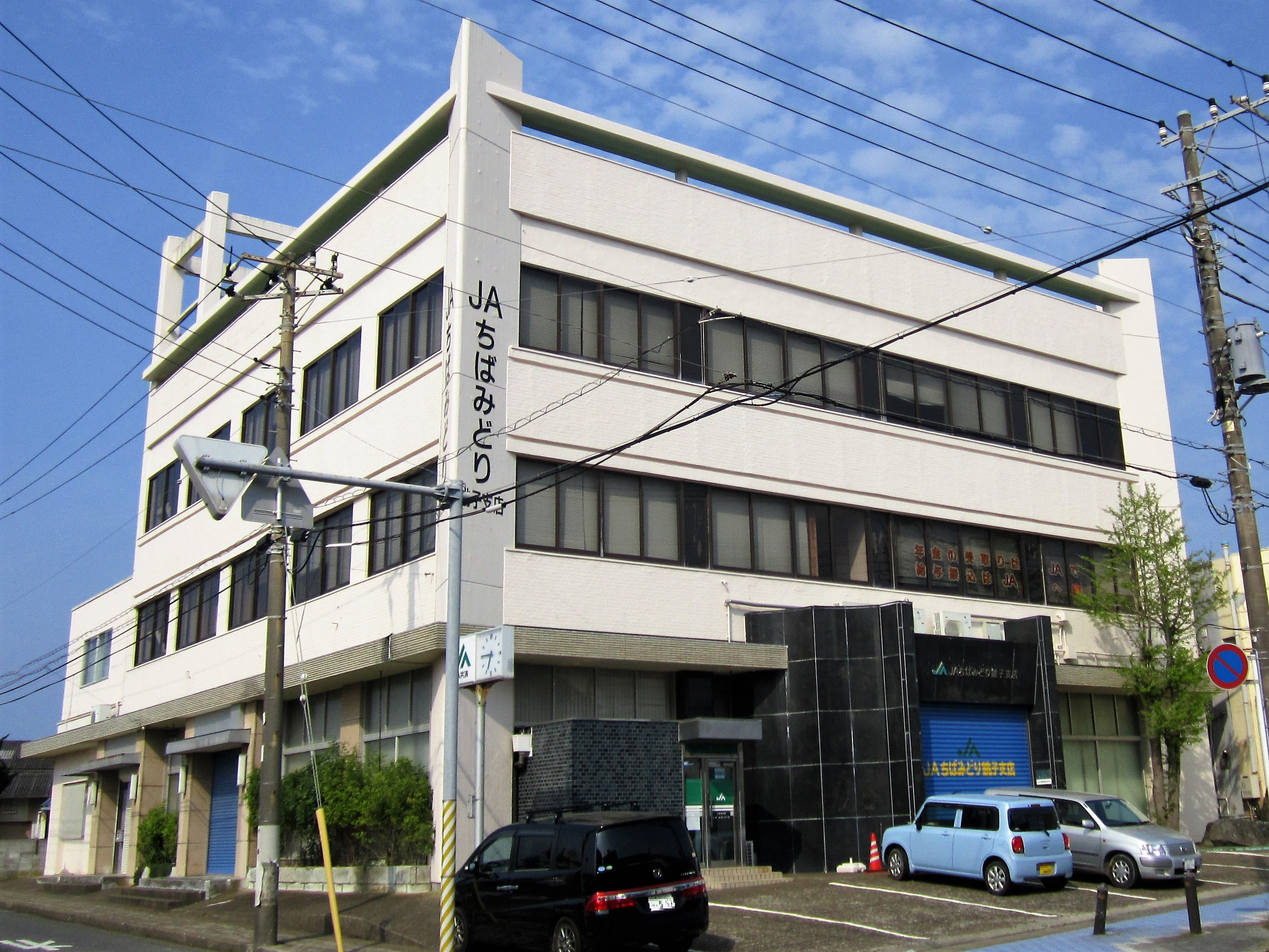
ちばみどり農業協同組合銚子駅前コーナー

戦前の農業団体としては「農業団体法」に基づく銚子市農業会があったが、戦後の1948年（昭和23年）4月に「農業協同組合法」等によって、銚子市農業会の財産を継承して新たに銚子市農業協同組合が設立された。1965年（昭和40年）2月には、銚子・船木・椎柴・豊里・豊岡農協が合併し、1968年（昭和43年）3月に銚子農業協同組合と改称した。その後、2001年（平成13年）1月に銚子、海上、旭、干潟、そうさの東総地区の5農業協同組合が合併した「ちばみどり農業協同組合」が発足し、正・准組合員数2万6548人、青果物販売高は日本一、年間総販売額330億円の大規模農協となっている。

### 工業
銚子市は事業所数166、従業員数4888人、製造品出荷額1814億7680万円を擁する東総地域最大の工業都市である。銚子市の製造業の中で最も市の経済を支える重要な位置を占めるのは、水産加工業と醤油製造業を双璧とする食品製造業である。2018年（平成30年）においては、事業所数の約59.6パーセント、従業員数の77.8パーセント、製造品出荷額等の89.5パーセントと大きな比率を占め、食品工業都市の特色を反映している。
食品製造業に続く業種は、飲料・たばこ・飼料、金属製品、鉄鋼、生産用機械、輸送用機械、繊維、汎用機械、印刷、ゴム、その他である。工業用地としては、国道126号沿いの内陸部の小浜工業団地18.2ヘクタール、名洗港域内の臨海工業用地28.3ヘクタールが整備されているほか、銚子漁港外港部の川口・黒生地区で埋立造成が行われている。

#### 醤油製造業

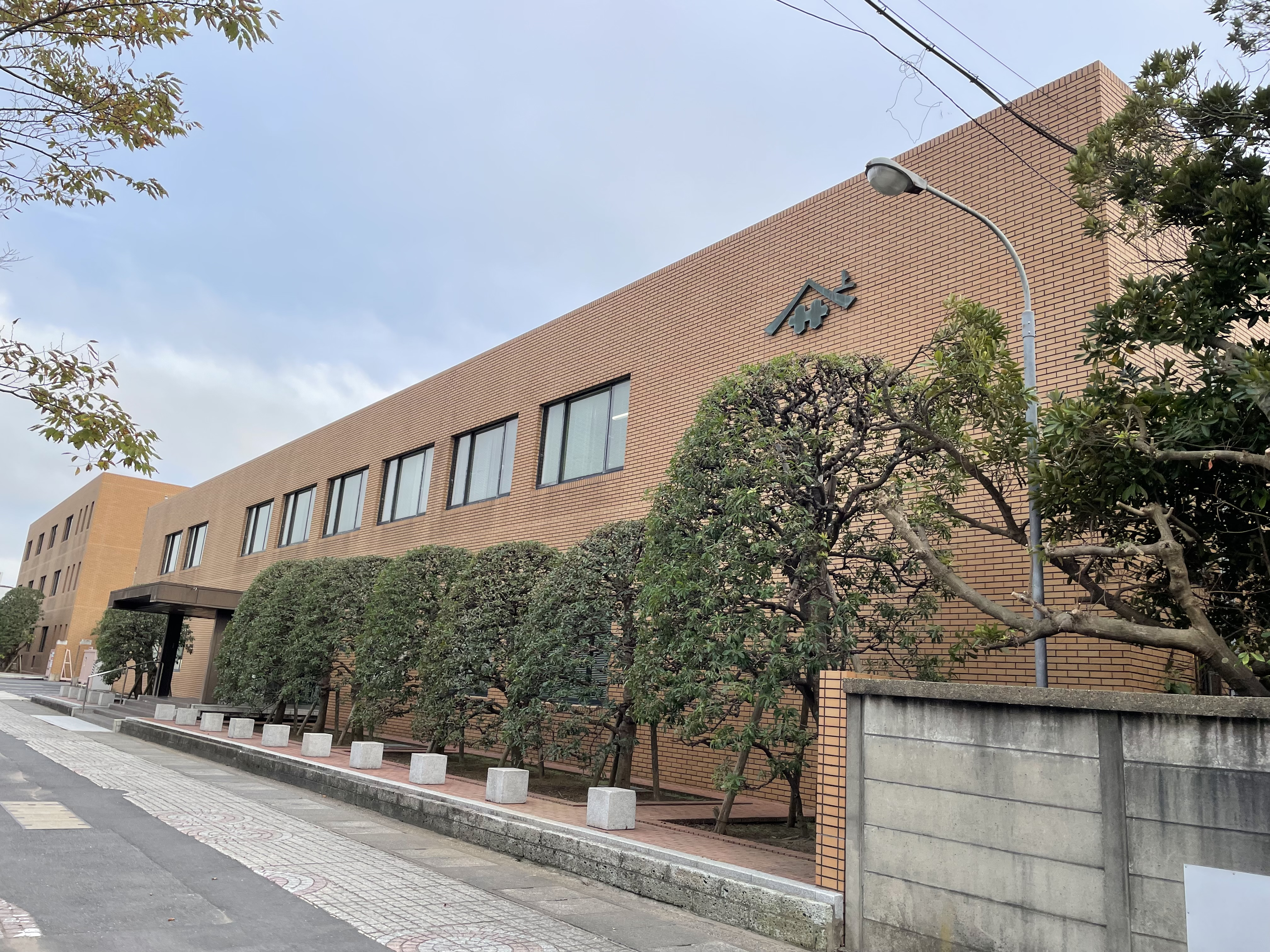
ヤマサ醤油本社

銚子市の醤油製造業は江戸時代の前期に始まる古い歴史を有し、銚子市における最も主要な産業の一つである。銚子市内の醤油製造業の全国シェアはヤマサ醤油、ヒゲタ醤油の大手2社を主に約2割を占め、銚子市内における企業としては別格の地位にある。2019年（令和元年）において、市内の製造業事業所による出荷額等の約44.3パーセントが醤油・食用アミノ酸等を製造している5事業所によって生産され、市内全出荷額等の約40.1パーセントを占める水産加工関係と共に銚子市工業の基幹をなしている。
関連加工品が多い醤油製造業では、つゆ・たれ等の醤油加工調味料の開発・改良が進められると共に、旨味調味料や出汁類が製造されている。国民の食品嗜好や需要の変化に対応して、醤油製造業から発展して関連企業を独立させ、主につゆ・たれ類や水産物佃煮（瓶詰・パック詰）等を製造販売している。また、醤油の付加価値商品化が図られており、多様多種な製品が生産されている。銚子市内で生産される醤油は、主として濃口醤油と薄口醤油であるが、その商品は多種多様で、特に濃口醤油は家庭用に限ってみてもヤマサ醤油、ヒゲタ醤油の2社の商品は20種類を超えている。
このほか、醤油製造会社では、蓄積された研究開発技術により核酸関連物質を利用した医薬品原料、食品添加物、化粧品原料、医薬品合成原料、研究用試薬、体外診断用医薬品、また、動物医薬用ワクチン、抗がん活性物質、抗ウイルス性物質、臨床検査薬、動物薬等の研究開発を進めている。

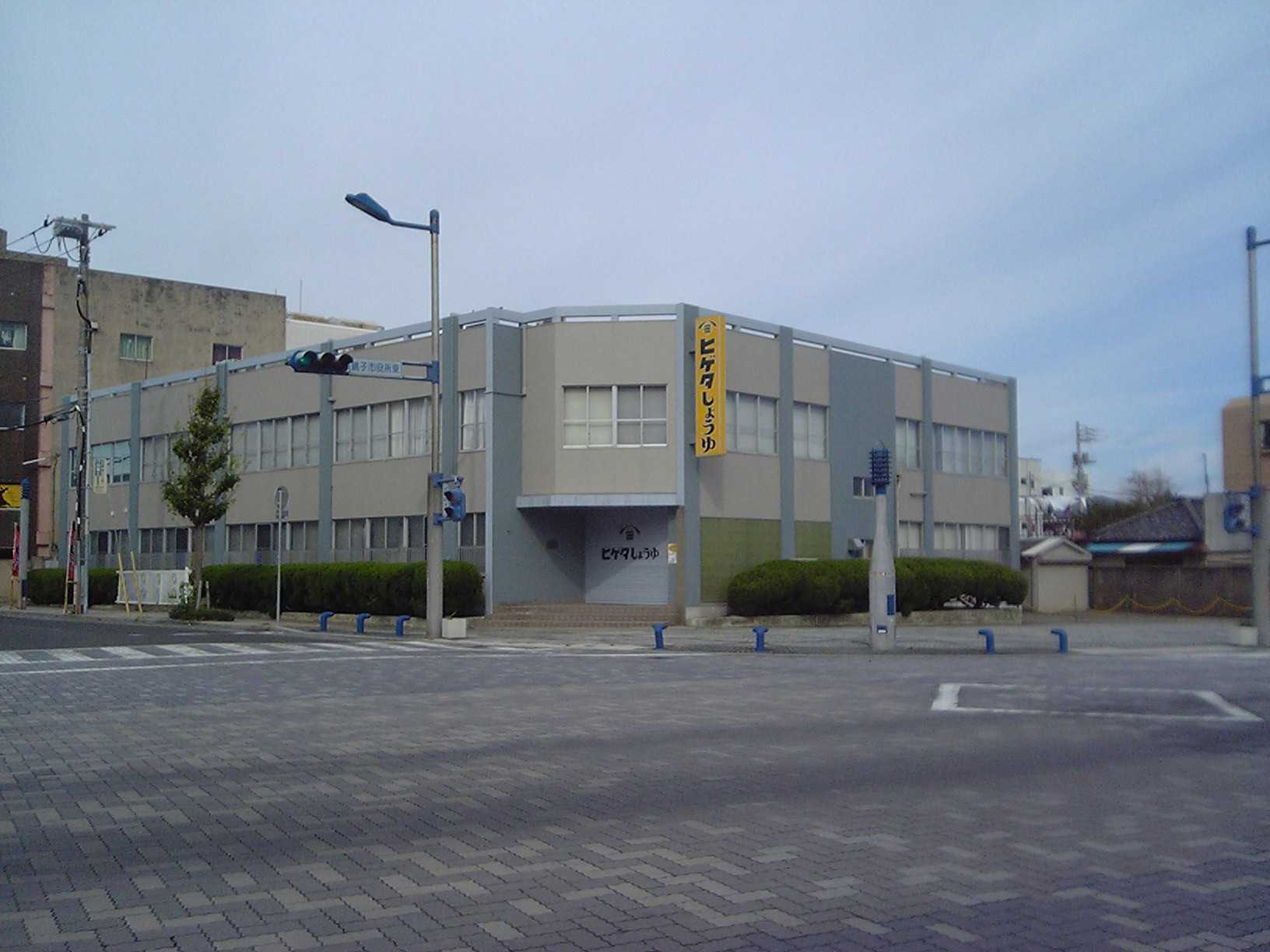
ヒゲタ醤油銚子事務所

#### 水産加工業
銚子市における水産加工業は、全市の製造業のうち最も主要な位置を占めて、醤油製造業と共に銚子市工業の基幹をなしている。2021年（令和3年）における銚子市の水産加工品の製造品出荷額等は607億7265万円で、冷凍水産食品278億8164万円、冷凍水産物259億5846円、塩干・塩蔵品30億1457万円、水産練製品13億1507万円が主要なものである。
江戸期に肥料のイワシ搾粕生産を中心として発展した銚子市の水産加工業は、戦後、その主力が養殖飼料用の冷凍イワシに替わった。また、サンマ・サバ漁の発展に伴って、食用の一般加工品の原料が、イワシからサンマ、サバ、アジへと推移した。冷凍・冷蔵施設の普及・発展によって、市外・県外・国外からの移入・輸入による原料の長期保存が年間均等操業を可能とし、さらに最適時期の出荷までの製品の保存が可能となった。そして、このことが水産加工業者による原料売買という新しい流通形態を生じさせて、製造業経営における商業的要素が大きくなった。
原料の安定供給による年間均等操業と経営規模拡大に伴って、従業者の常時雇用制度に移ると共に、機械導入による省力化が進み、コンベア、フォークリフト、自動選別機、自動軽量機、自動割裁機等が導入された。また、水産加工機器の発達も著しく、大型加工場が多かった銚子地域では冷凍・冷蔵施設の大型化が競って進められた。銚子市の水産加工業は、施設整備、経営近代化と原材料の移入・輸入等により、水産加工機能の集積度では日本有数の存在となり、銚子市製造業の首座にある。
原料として輸入魚のウエイトが高まってきた中で、1990年（平成2年）4月、銚子市の冷凍施設の保税上屋許可が得られ、原料の入手流通の合理化がさらに進められた。銚子市での水産加工原料としての冷凍サバ・冷凍サンマ等の輸入魚の量は増加傾向にある。また、水産関連事業者における工場設備では、独立行政法人日本貿易振興機構（JETRO）、独立行政法人中小企業基盤整備機構等の積極的な海外輸出に対応するため、HACCP認証加工設備を建設し、販路拡大を目指している。

#### 冷凍冷蔵業・製氷業
銚子市における冷凍冷蔵業は、1924年（大正13年）、銚子製氷株式会社が製氷専門工場として生まれ、その後冷凍冷蔵工場として、1938年（昭和13年）に千葉県水産株式会社冷凍庫部が冷蔵10トンの能力をもって操業を開始したのを最初とする。戦後は水産加工業者による冷蔵庫の増設が進み、飛躍的な普及拡大を遂げた。
この中で、新しい営業形態としての冷凍業が盛んとなってきた。専業業者はなく、一般加工業者による兼業業務として行われている。主としてイワシ・サバ・サンマを加工原料・飼料用に自家の冷凍冷蔵庫に保存し、そのままの形で冷凍加工原料魚、冷凍飼料として出荷する。自家で冷凍するもののみでなく、他業者の冷蔵庫を利用する場合、既に冷凍済みのものを移入する場合、市内の他業者が冷凍したもの等を買入れる場合がある。出荷先は、加工原料については多くが市内業者で、市外でも銚子市近隣地であり、飼料については千葉県外の養殖漁業者である。2018年（平成30年）における銚子市の冷凍冷蔵工場数は69、冷凍能力3402トン、冷蔵能力18万170トンと全国有数の規模となっている。
製氷は冷凍・冷蔵業務とは別個のもので、専門業者、漁業協同組合、水産業者の製氷工場で行われている。銚子市で最初に製氷を行ったのは日銚製氷株式会社の工場であった。2018年（平成30年）現在の銚子市の製氷工場数は7工場、製氷能力日産778トン、貯氷能力8150トンである。製氷工場については、銚子市漁業協同組合が2001年（平成13年）度と2017年（平成29年）度に建設した製氷工場がある。

#### 缶詰製造業

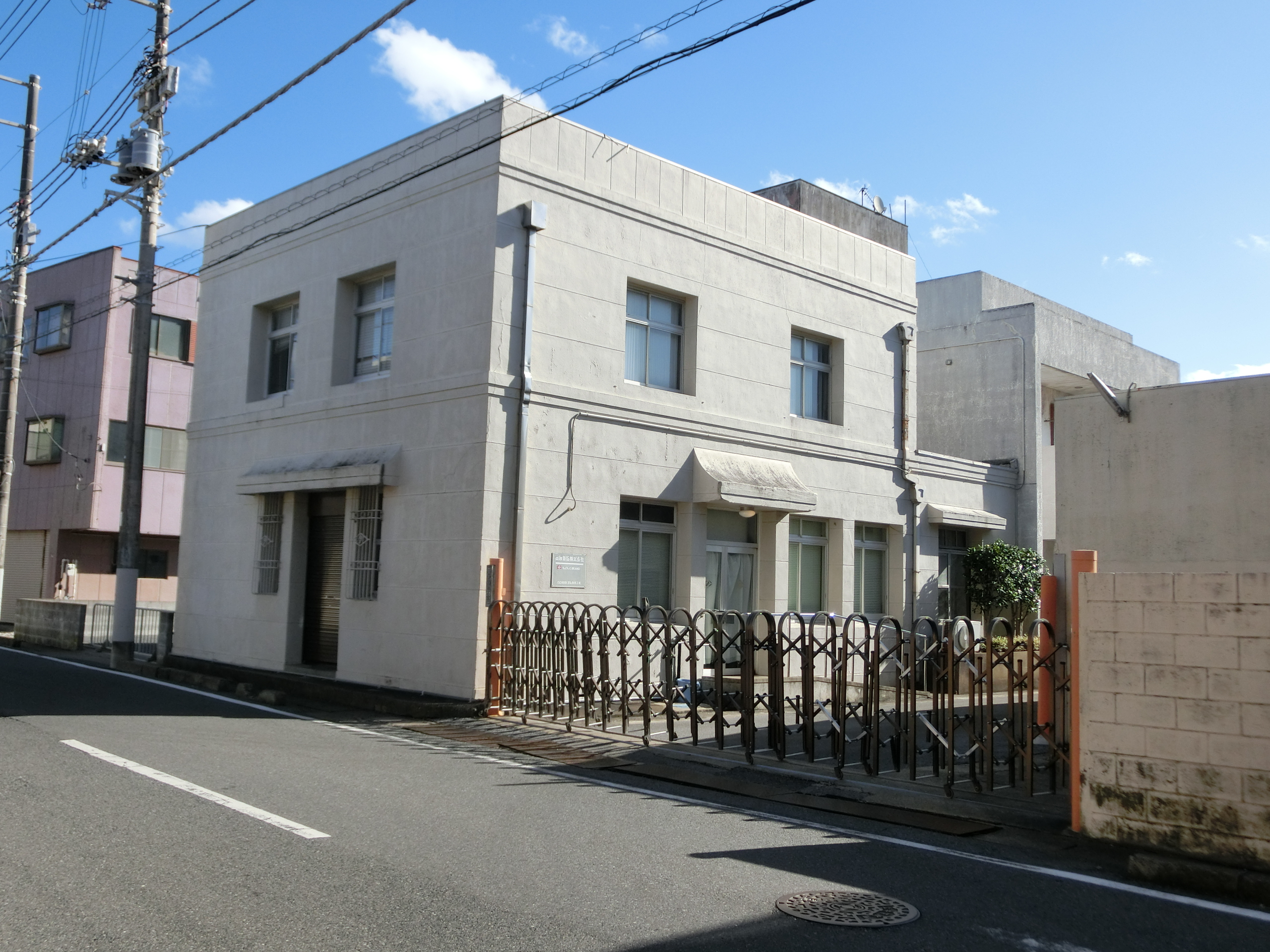
田原缶詰

銚子市における缶詰製造の歴史は1879年（明治12年）に行われたイワシ油漬缶詰の試験製造に始まったが、企業としての缶詰生産は明治後期に本格化した。1906年（明治39年）のクジラ大漁に刺激されたクジラ大和煮缶詰製造を経て、昭和初期のイワシ豊漁に伴うイワシの大和煮・トマト漬、油漬製造の増加によって、銚子の缶詰事業は急激な発展を遂げた。戦後は、サバの豊漁と国内他地からの移入増加、イワシ水揚量の増加によって、輸出向けのサバ缶詰と多種多様な国内向け缶詰の生産が進んだ。1985年（昭和60年）以降は円高傾向が強まり、輸出向けから国内向けへと販路の転換を迫られることとなり、国内向け缶詰重視、他種兼業等の経営多角化が目指され、国内向けが約70パーセントとなった。その後、再び輸出量が増加し、2013年（平成25年）には国内約50パーセント、輸出約50パーセントとなっている。原料魚は、サバ、イワシ、サンマ、サケ等で、ほとんどを海外や他港からの移入によっている。

#### 肥飼料製造業
魚を原料とする肥料生産、魚粉（ミール）や配合飼料の原料となる魚粕製造が行われている。

#### 練製品製造業
銚子市における練製品製造業は、明治中葉から始まった。昭和初期には業者数も増え、新製品開発も行われたが、終戦直後は統制経済と食糧事情の悪化により練製品需要が高まったため、さつま揚げを主にその生産は急増した。2021年（令和3年）における事業所数は4、製造品出荷額等は13億1507万円である。種類としては半片、蒲鉾、鳴門、小魚を使った揚蒲鉾、イワシ・サバ等を原料とするつみれ等である。これら練製品は関東・東北を中心とする静岡以北に出荷されている。おでん種としての利用が多いため、冬期の生産量が増加する。

#### その他の加工業
ふかひれ
ふかひれはサメのひれを煮干しにしたものである。これを原料として中華料理の材料である金糸・銀糸が製造されている。
佃煮
佃煮類は、小規模な食料品加工業者によって製造されている。主なものはカツオ角煮である。

#### 鉄工業
銚子市の鉄工業は、戦前、漁船用の内燃機関、澱粉製造機械、醤油工場関係の機械及び農機具等を製作していた。このうち最も主要部分を占めていたのは焼玉エンジンを中心とした漁船用内燃機関であった。戦後は漁船のエンジンが焼玉エンジンからディーゼルエンジンへと変わったことで、大手機械メーカーへの系列化が進むこととなった。1970年（昭和45年）には、銚子市と千葉県開発公社の共同事業により、小浜工業団地（分譲面積6万7640平方メートル）の造成が行われている。

#### 造船業
造船業は銚子市の特色ある地場産業の一つである。江戸時代から明治初年までは、10トン未満の手漕ぎ漁船が盛んに造られていた。これらの船大工の多くは関西出身者、特に紀州や伊勢の船大工によって占められていた。明治中期頃からは、機械船と称される大型漁船（20トンから100トン）の建造が盛んとなった。戦後は銚子市にも鋼船の造船所が見られるようになり、従来の木船の造船所も強化プラスチック船に転換した。2021年（令和3年）における銚子市の造船所は松本町の2工場である。

#### 製網業
日本有数の漁港銚子には、それに附帯して漁務用の網や網の製造が発展してきた。1884年（明治17年）に漁業の副業として事業化され、大正期には大小の製縄業者が設立された。戦後はオートメーション化が進んでいる。

#### 籐製品
銚子で籐製品が製造されるようになったのは明治後期からで、大正から昭和にかけて主要な地場産業に成長した。籐製品の産地は全国でも少なく、銚子独特の産業であった。主なものは履物の籐表で、漁民家庭の主婦達が内職として製造していた。戦後は伝統的な籐表のほかに、バックレスト、乳母車、スリッパ、椅子等も作られるようになった。その後、国民の生活様式が変わったことで籐表の需要は減少し、布団叩き・枕・脱衣かご等、小物類への転換が始められた。また、三つ折り寝台や応接セット等も製造されている。

#### 銚子縮
銚子縮は、綿糸に通常の何倍もの探りをかけて糊で固めた右撚りと左燃りの2種類の横糸を交互に織り込み、織り上がってから湯揉みすると、表面に細かなシボが表われ、独特の肌触りのよい丈夫な織物である。漁村波崎の家内手工業に端を発し、江戸時代から明治年中にかけて、その生地の堅牢さと染色の優雅さが好評を博して、広く一般に愛用された。明治に入って新しい紡績機を装備して時勢に順応したが、昭和初期に生産が絶えた。
戦後、常世田眞次郎が撚糸機械を導入して再興させ、1954年（昭和29年）12月に技術保持者として認定された。その後2代目の常世田秀雄を経て、2001年（平成13年）3月に3代目眞壱郎がその製作技術を継承している。1954年（昭和29年）に千葉県無形文化財、1984年（昭和59年）に千葉県指定伝統的工芸品に指定された。

#### 風力発電

風力発電所

銚子市内では、2001年（平成13年）9月に銚子屏風ヶ浦風力開発株式会社が風力発電機の運転を開始し、以後、市内には34基（銚子屏風ヶ浦風力開発6基、エムウインズ2基、銚子風力開発15基、くろしお風力発電2基、堀江商店1基、台町自然環境工ネルギー研究所1基、銚子ウインドファーム7基）の風力発電機が設置されている。その多くは1000キロワット以上の大型風車で、総出力は53560キロワットである。
また、独立行政法人新エネルギー・産業技術総合開発機構（NEDO）と東京電力株式会社の共同により、日本初の洋上風力発電実証研究設備として、銚子市の南沖合3.1キロメートル、水深約11メートルの海域に着床式風力発電設備1基（出力2400キロワット・高さ126メートル）が設置されている。
銚子市域で風力発電が進められるようになったのは、地域における平均風速や風向等の風況が風力発電に適していること、台地上には工作物建築の規制が強い自然公園区域指定がないこと、既存の送・配電線との系統連系がよいこと等によるものである。
- 銚子屏風ヶ浦風力開発
  - 銚子屏風ヶ浦風力発電所：1500キロワット機（1基）
  - 銚子小浜風力発電所：1500キロワット機（1基）
- 銚子風力開発
  - 銚子風力発電所：1500キロワット機（9基）
  - 八木風力発電所：1500キロワット機（6基）
- くろしお風力発電
  - 銚子高田町風力発電所：1990キロワット機（1基）
  - 椎柴風力発電所：1990キロワット機（5基）
- エムウインズ
  - 銚子しおさい風力発電所：1500キロワット機（2基）
- 堀江商店
  - 銚子新町風力発電所：1980キロワット機（1基）
- 台町自然環境エネルギー研究所
  - 台町風力発電事業：640キロワット機（1基）
- 銚子ウィンドファーム
  - 銚子ウィンドファーム：1500キロワット機（7基）

### 商業
銚子市は東総地域最大の商業都市であり、地元購買率は75.5パーセント、吸引人口は約6万3000人である。2021年（令和3年）における事業所数は833、従業者数は4774人、年間販売額は1557億1300万円である。特に年間販売額は、2012年（平成24年）以降増加傾向にあり、1店当たり年間販売額も増加している。銚子市の商業の特徴の一つは人口に比較して商店数が多いことで、2019年（令和元年）において、人口1000人当たりの小売店数は千葉県内1位、飲食店数は千葉県内3位となっている。
銚子は江戸時代に東廻海運と利根川水運の中継港となったことで、漁業・水産加工業や醤油醸造業等の生産活動と共に商業活動が盛んとなり、東総の商業中心地として発展した。銚子の商圏は近隣農村から利根川対岸の茨城県鹿島郡に及び、江戸時代から銚子と東下村（波崎町）とを結ぶ渡船連絡が行われてきた。銚子市において、おおむね100店以上の小売店・飲食店が機能的に一体化している商業集積地区、いわゆる繁華街は銚子駅前、銚子銀座、田中町の3地区で、商業集積地区の事業所数が小売業全体に占める割合は58.3パーセントと千葉県内3位の集積度である。毎年8月に開催される「銚子みなとまつり」は、50年以上の歴史を有する銚子の夏の風物詩であり、周辺地域からも多くの観客を集め、中心商店街は活気に溢れる。
2010年（平成22年）3月に開店したイオンモール銚子は、13万人、4万4000世帯を商圏とし、核店舗「イオン銚子店」、準核店舗「イオンシネマ銚子」、100の専門店で構成する東総地域最大規模の大型ショッピングセンターである。銚子市は、国道126号から県道愛宕山公園線が分岐する交差点の周辺地区を広域交流拠点として位置づけ、広域的な商圏を対象とした商業施設や良質なアミューズメント施設等の集積を促進している。また、市とイオン株式会社は2010年（平成22年）に地域振興に関する包括提携協定を締結しており、その取組の一つとして、地域循環型電子マネー「WAON」を通じた地域貢献型カード「犬吠WAON」が発行されている。

#### 大規模小売店

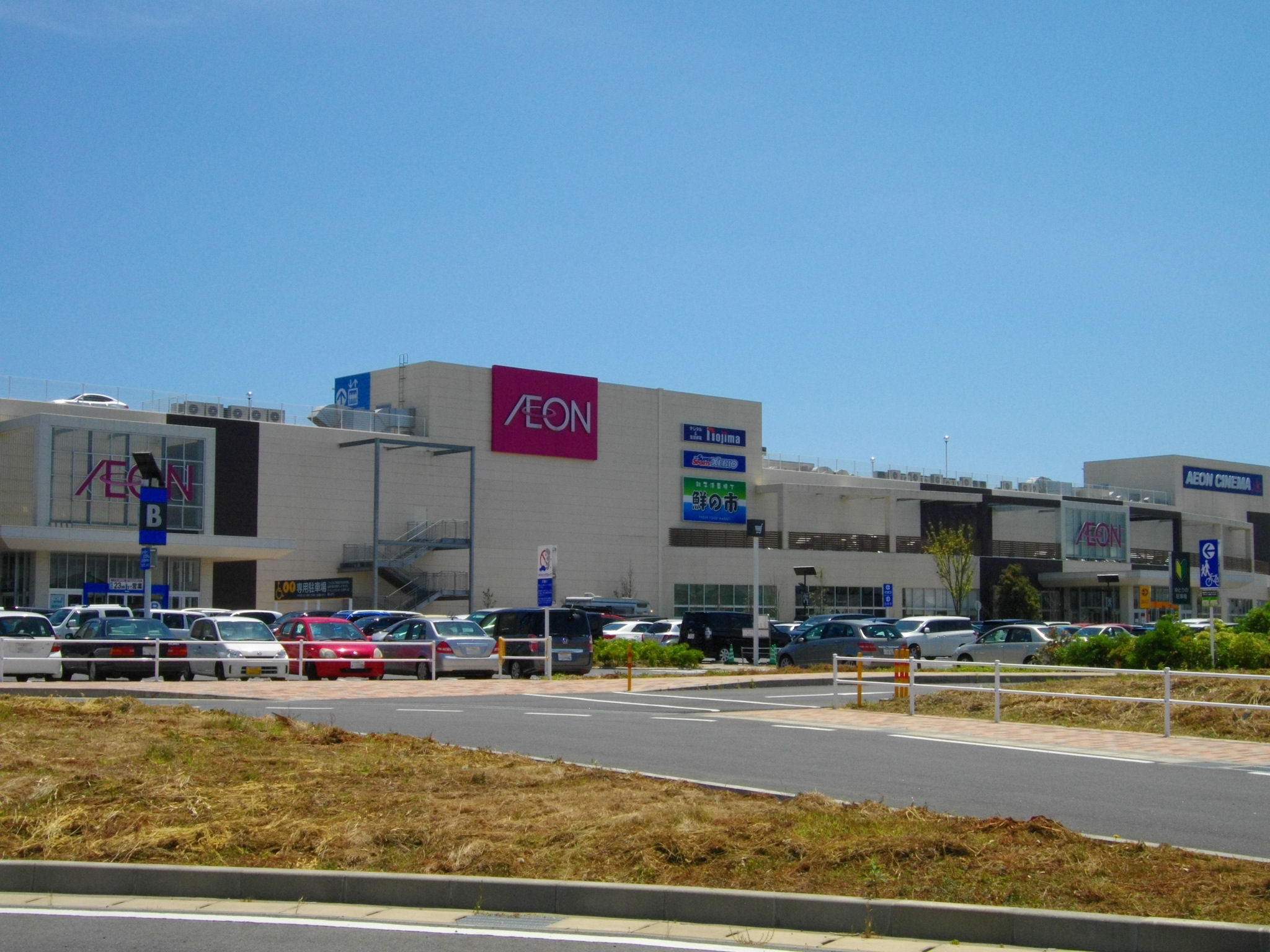
イオンモール銚子

銚子市においては、平成年代に入ってから郊外型店舗等の機能集積が進んだ。市内における大規模小売店舗立地法に基づく大規模小売店は以下の通りで、市外からのいわゆる外部資本がほとんどである。
- ウオッセ21
- カスミ銚子松岸店
- ケーヨーデイツー明神町店
- ケーズデンキ銚子店
- ブックオフプラス銚子店
- ファッションセンターしまむら南小川町店
- カワチ薬品銚子店
- カスミフードスクエア南小川店
- カインズ銚子店
- イオンモール銚子
- カワチ薬品銚子北店
- セイミヤ銚子四日市場店
- ヤマダデンキテックランド銚子店
- アベイル銚子店
- ファッションセンターしまむら銚子店
- タイヨー銚子店
- ドラッグストアコスモス銚子三崎店

#### 商店街

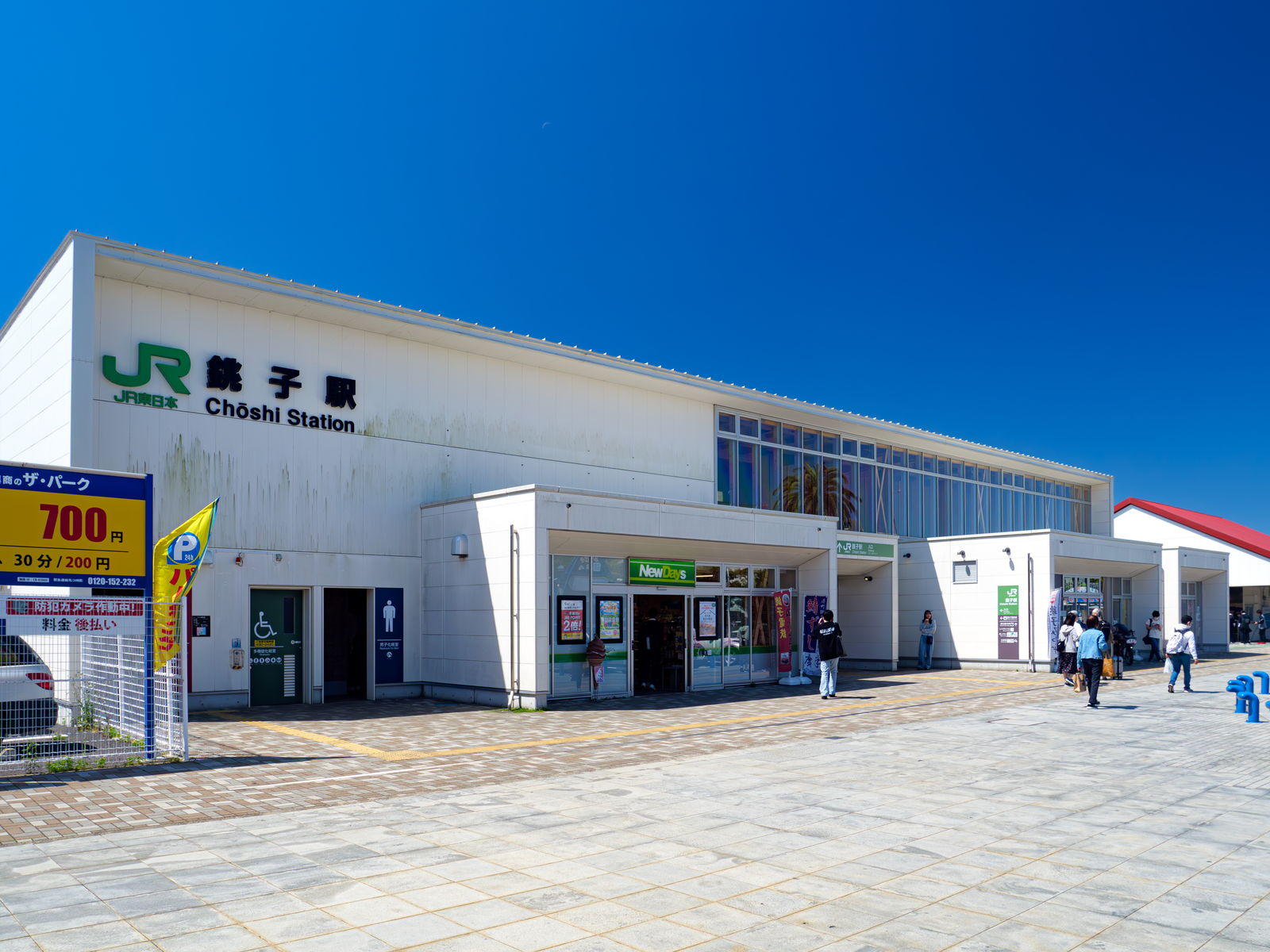
JR銚子駅

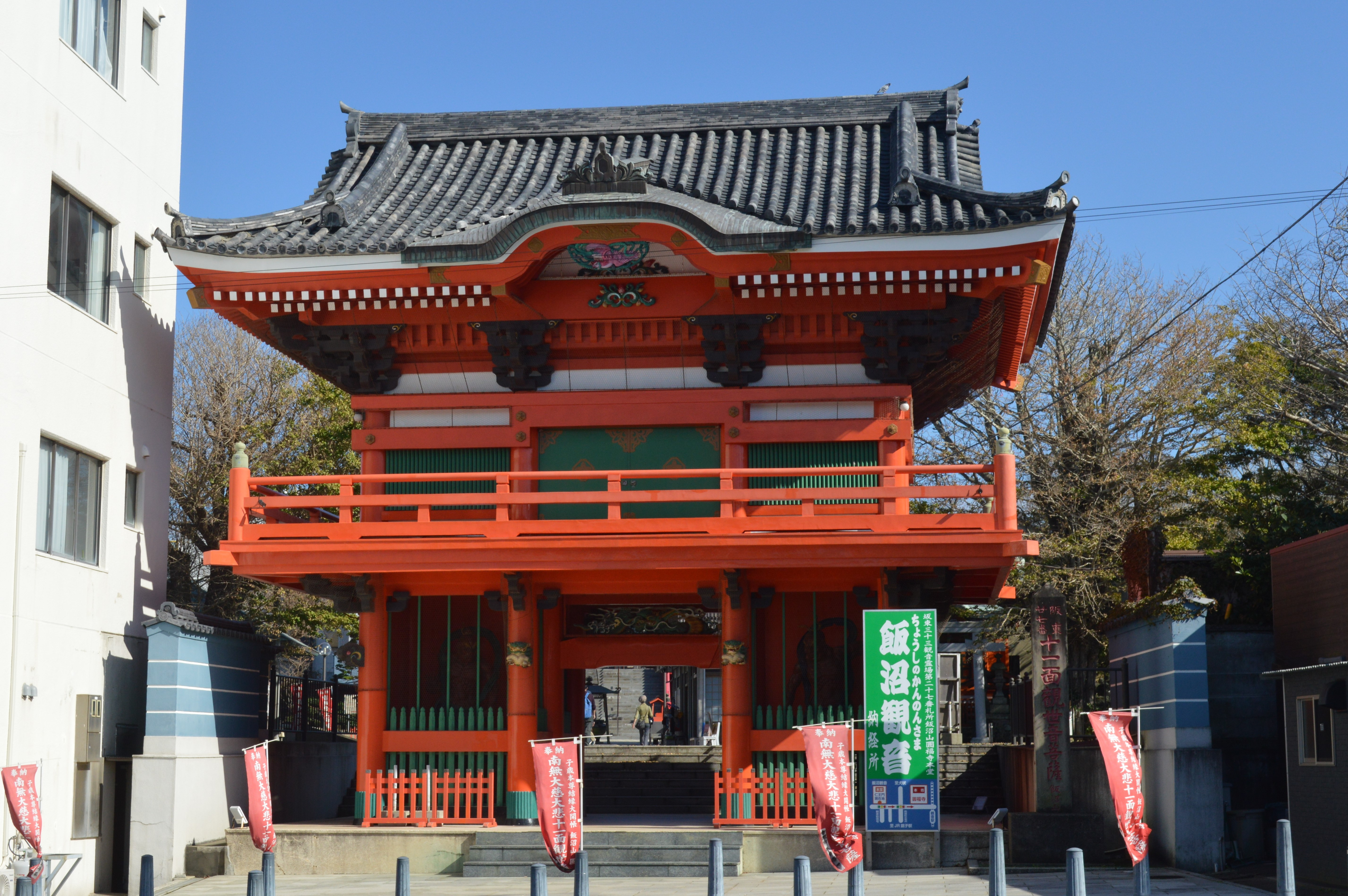
飯沼観音仁王門

各地域の商店街振興の基盤となる主要道路整備は、平成に入ってから重点的に進められ、魅力ある商業空間の創出が図られた。また、道路整備事業にあわせて、安全快適な通行空間の確保、都市景観の向上、都市災害の防止等の観点から、電線管理者である東京電力株式会社による電線地中化計画が実施されている。
- 銚子駅前通りシンボルロード

銚子駅前通りは、戦災復興土地区画整理事業によって建設された、幅員36メートル、延長610メートルの地方都市としては例の少ない広幅員道路である。この道路をリゾート都市銚子の玄関口にふさわしく、海・黒潮・港をイメージした「シンボルロード」として整備することとなり、1989年（平成元年）度から駅前・ポケット広場の整備、歩道の青海波模様の舗装、電線類等の地中化、濃青の黒潮カラーのストリートファーニチャー設置、駅前モニュメントの設置等を進めて、1993年（平成5年）度に完成した。1997年（平成9年）3月にはアーチ型の商店街アーケードが新設された。
銚子駅前商店街振興組合では、シンボルロードを利用したフリーマーケットを1994年（平成6年）4月以来定期的に開催している。また、銚子商工会議所青年部では、1999年（平成11年）12月から銚子駅前にイルミネーション設置を行い、毎年クリスマスの時期に点灯している。2014年（平成26年）12月には、経済産業省の地域商業自立促進事業の補助を受け、「銚子セレクト市場」が移転オープンした。2025年（令和5年）3月に策定された「銚子市中央地区エリアビジョン」においては、次世代モビリティ拠点やコワーキング施設等が立地する「銚子スタートスクエア」としての再整備が示されている。

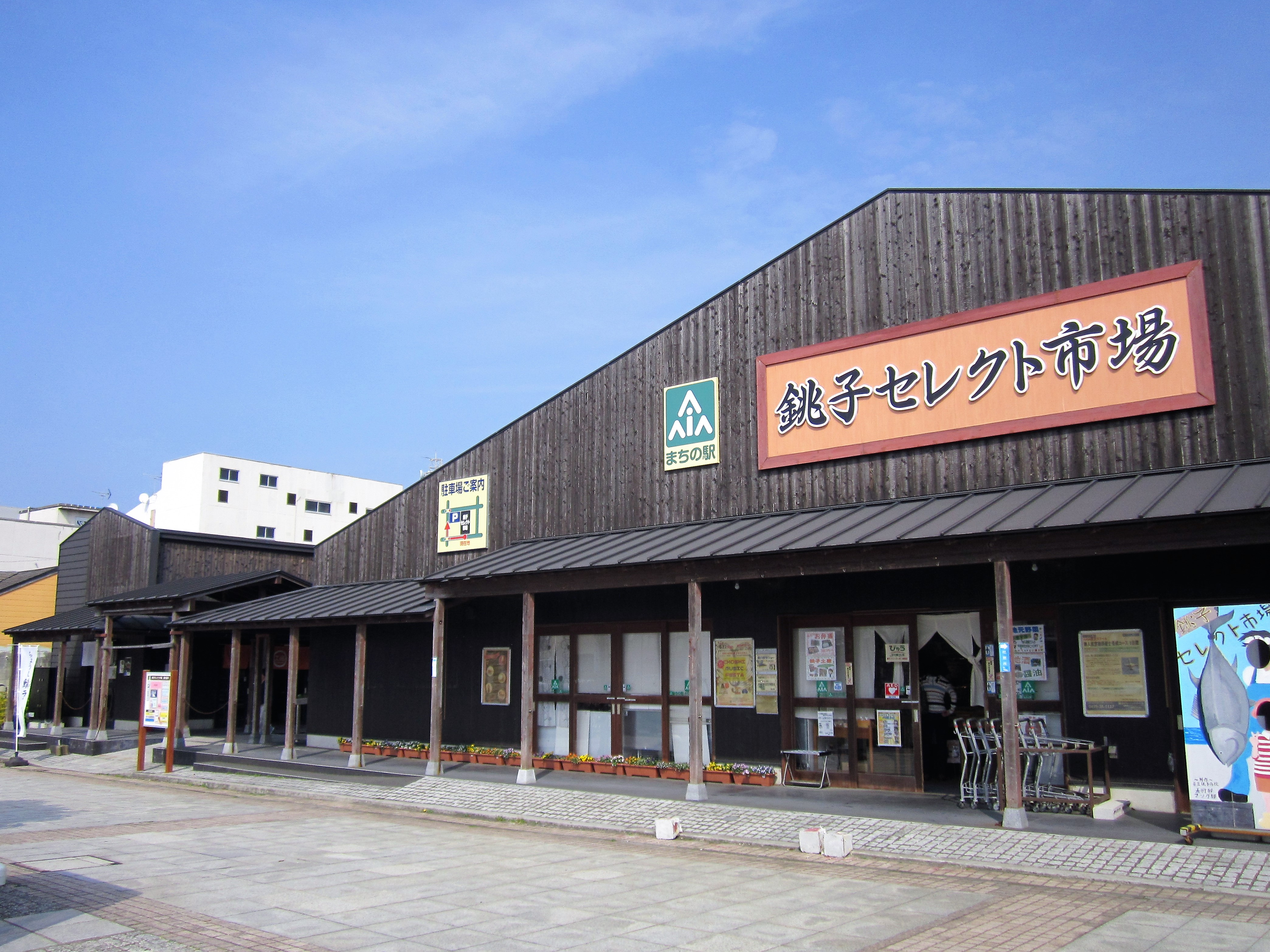
銚子セレクト市場

- 銚子銀座通りココロード

銚子銀座通りは、漁港近く飯沼観音の門前町として、古くから銚子の中心的な商業地を形成してきた。1990年（平成2年）度・1991年（平成3年）度の2か年継続で、銚子銀座商店街振興組合が事業主体となって、県・市の補助によるふれあい商店街近代化事業が進められ、老朽化したアーケードの撤去、各店ごとのシェード設置、電線・電話線等の地下埋設、車・歩道の新装整備、側溝新設、ストリートファーニチャーの設置、セーフティスペースの設置等が実施された。通りの愛称は市民から公募して「ココロード銚子」と決められた。
銚子銀座商店街振興組合では、毎週金曜日に「金曜市」を開催し、干物、惣菜、花等を販売している。また、坂東三十三観音札所の門前町の賑わいを復活させるため、2011年（平成23年）6月から、毎月第4日曜日に軽トラックでの販売を中心とした「門前軽トラ市」を実施し、飲食、惣菜、雑貨、骨董品等を販売している。このほか、民間の「わくわく門前町プロジェクト」の一環として、商店街の空き店舗を活用した飲食店もオープンしている。「銚子市中央地区エリアビジョン」においては、新たに銚子の食文化や風土を体験する「銚子門前横丁」の形成が示されている。
- 飯沼観音仁王門

- 本通りマイロード

マイロード事業は、市道本通馬場町線のうち、既に整備済みの銚子銀座通りココロードと銚子駅前通りシンボルロードに接する460メートルについて、銚子市街の中心エリアを貫く交通軸としての道路整備を企図したものであった。工事着手は1993年（平成5年）度、道路歩道の擬石平板・自然石舗装、車道舗装、街路灯・信号街路灯の新設、植栽、電線類等の地中化を進め、1997年（平成9年）3月に完了した。この道路はかつて利根川に面した河岸道路で飯沼観音に通じ、銚子みなとまつりのみこしパレードの巡路となることから、みなと銚子のお祭り通りとして、特性を活かした個性ある道路整備が目指された。

#### 銚子商工会議所

銚子商工会館

地域的な総合経済団体である銚子商工会議所は、千葉県で最初の商工会議所として1936年（昭和11年）12月に設立認可されたが、戦時中の「商工経済会法」によって解散し、銚子市には千葉県で唯一の商工経済会支部が置かれた。戦後、1946年（昭和21年）12月に民法法人である社団法人銚子商工会議所が設立され、1954年（昭和29年）2月に商工会議所法に基づく法人として改組された。銚子商工会議所では、2012年（平成24年）度から「ちょうしブランド推奨品」認定事業を実施しているほか、2014年（平成26年）度からは、同会議所の主催による「銚子創業スクール」を毎年開催し、独立開業に対する支援を行っている。2023年（令和5年）3月には、銚子市、銚子商工会議所及び三菱食品が銚子市の「食」に関する連携協定を締結し、銚子産品のブランディング、販路拡大、6次産業化等を共同で推進している。
2025年（令和7年）3月には、銚子商工会議所、銚子信用金庫、銚子商工信用組合、銚子電力株式会社及び銚子市が「食の脱炭素シフトによる創業・事業承継を通じたグリーン社会の実現に向けた連携協定」を締結した。銚子市事業承継・創業支援ラボにおいては、「食×グリーン・ブルー創業の地・銚子」として、インキュベーション施設の設置、地域商社の設立等を通じ、有機農業の推進、グリーンな栽培体系への転換、バイオマス地産地消等、食とグリーン・ブルーのフィールドを活用した脱炭素ビジネスの展開を図っている。
ちょうしブランド推奨品
| - 銚子つりきんめの干物（石井丸） - 手造り大トロしめさば（阿天坊） - かつを佃煮（篠田食料品店） - 元祖ちょうしたのさんま蒲焼き（田原缶詰） - 花鯛寿司（膳はなれ） - ひらめ棒寿司（創作美食和） - 方宝押し寿し（方宝たつみ） - プレミアムふかひれ姿煮（フカサク） - 銚子つりきんめ煮魚セット（〆印島長水産） - 宝満の磯の手摘みのげのり（犬吠埼観光ホテル） - 治郎屋の伊達巻（治郎屋） - シダのいわし角煮（信田缶詰） - ぬれ煎餅味くらべ（イシガミ） - しっとりやわらか”ざらめ”（福屋） - かんたん手焼きせんべいの素（根本商店） - 銚子漁港いわしサブレ（山口製菓舗） - 犬吠シュー（和パティスリーいのうえ） - 君ヶ浜貝がらフリアン（お菓子の工房ダイモン） - 銚子銘菓木の葉パン（田村パン） - はちみつ木の葉パン（宮内本店） - 犬吠の月（犬の月本舗たか倉） - すっぴんミルク（YAMAJIYA） | - 千葉県産ピーナッツみそ（富士正食品） - あとひき小町（小町食品） - ゆで落花生（のぞみファーム） - かめやの今川焼（かめや） - 無添加手づくり ブルーベリージャム（小池ブルーベリー農園） - ひ志お（銚子山十） - 魚醤 大漁節（本宮商店） - 宝印生しょうゆ（宝醤油） - 銚子の誉 純米浮玉（石上酒造） - 銚子エール（チョウシ・チアーズ） - ミニミニ大漁旗（額賀屋染工場） - 銚子外川の金目鯛しゃぶしゃぶ用（マルカ加藤水産） - 定塩銀鮭フィレ わかしお（銚子東洋） - 熟成ひもの焼き鯖（甲印小西商店） - さば文化干し（ショウマル下谷） - 銚子港水揚げ 骨まで食べられる イワシのやわらか煮（兆星） - 銚子電鉄のぬれ煎餅（銚子電気鉄道） - 金時豆（内田食品） - 醤油羊羹（龍泉堂） - 銚子醸造ワイン「漁師は歌う」（銚子葡萄酒醸造所 座古萬商店） - 銚子灯台コーラ・夜明けの炭酸水（浜鈴総芸） |

#### 金融機関
銚子市内の金融機関は、銀行支店5、中小企業等金融業である信用金庫本店・6支店、商工信用組合本店・6支店のほか、政府関係金融機関である郵便局、農林水産金融業である農業協同組合及び信用漁業協同組合連合会、貸金業、質屋等があり、千葉県東部から茨城県南部を含めた経済圏の中核を担っている。銀行については普通銀行が増加し、信用金庫及び信用組合の支店が増設され、また、貸金業等が昭和から平成にかけての時期に増加している。
- 銚子信用金庫本店
  - 市内支店6店舗（外川支店・本城支店・橋本支店・松岸支店・船木椎柴支店・清川町支店）
  - 市外支店21店舗（八日市場支店・飯岡支店・松尾支店・波崎支店・大原支店・勝浦支店・大多喜支店・茂原支店・鹿島支店・神栖支店・東金支店・東庄支店・土合支店・旭中央支店・横芝支店・海上支店・干潟支店・山田支店・千葉支店・佐倉支店・蓮沼支店）

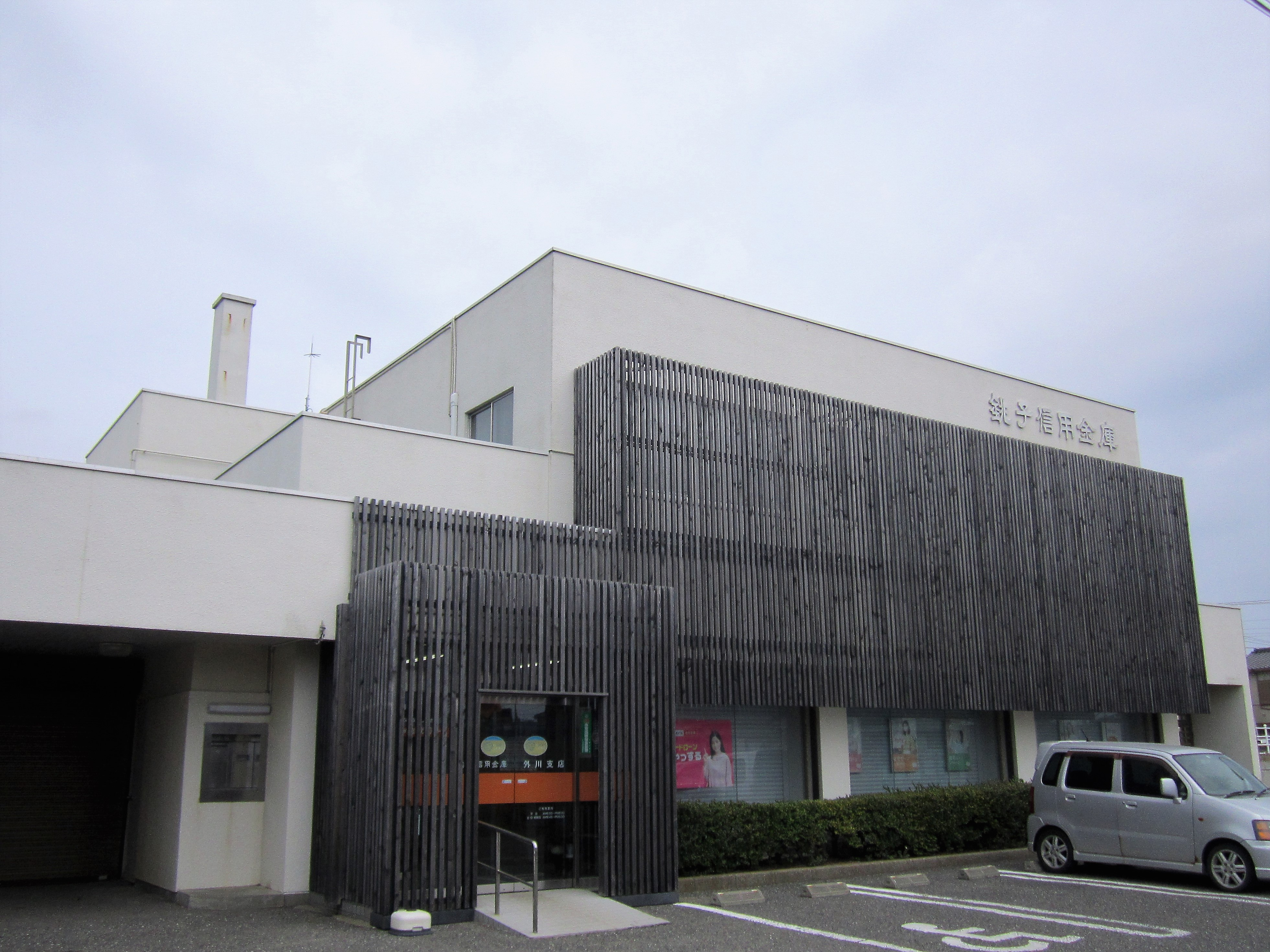
銚子信用金庫外川支店
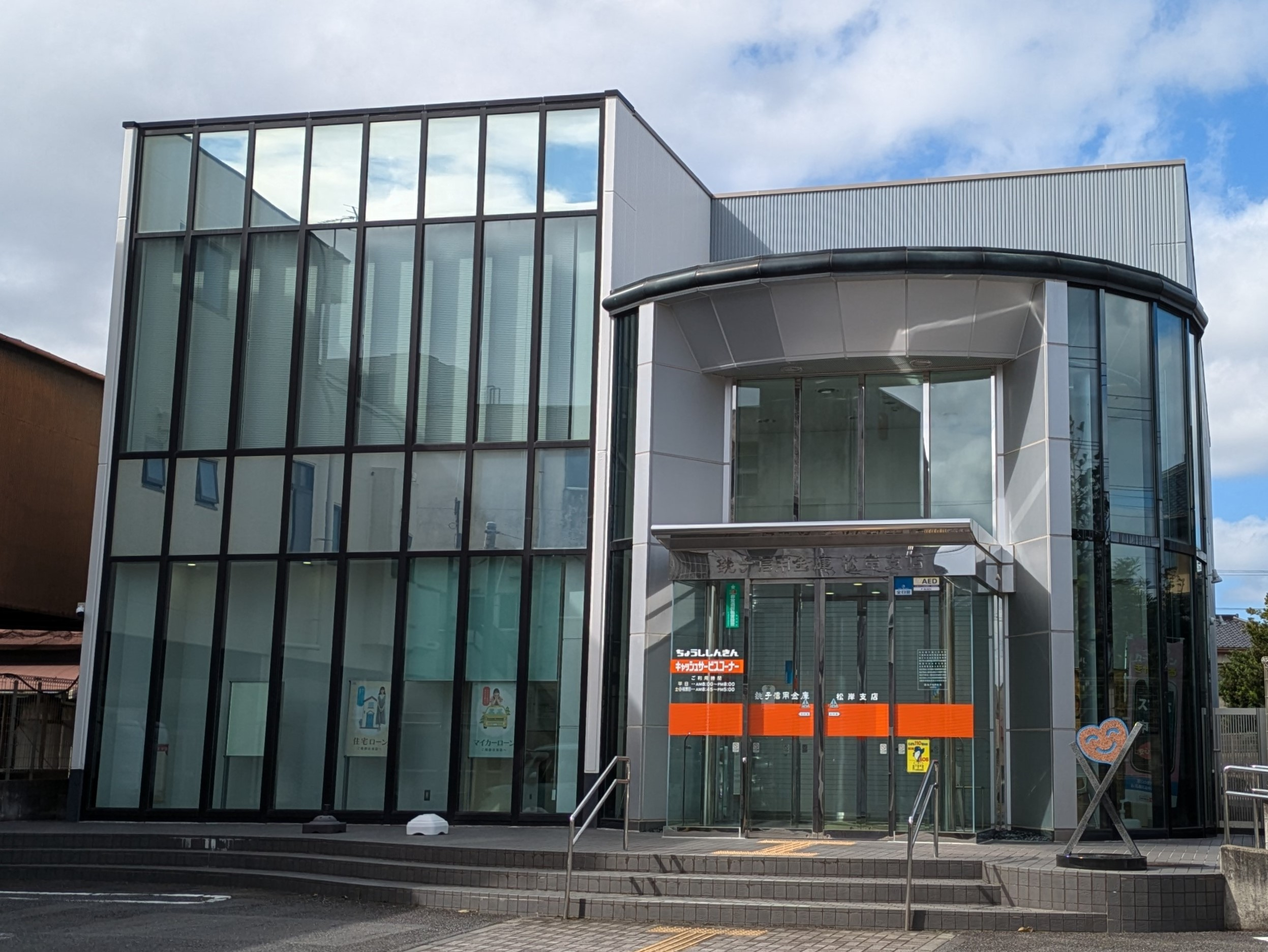
銚子信用金庫松岸支店

- 銚子商工信用組合本店
  - 市内支店6店舗（新生支店・三崎支店・川口支店・愛宕支店・松岸支店・椎柴支店）
  - 市外支店14店舗（東庄支店・小見川支店・佐原支店・飯岡支店・海上支店・旭支店・干潟支店・横芝支店・東金支店・九十九里支店・富里支店・八街支店・柏支店・松戸支店）

- 銚子商工信用組合松岸支店
- 銚子商工信用組合椎柴支店

- 千葉銀行銚子支店
- 常陽銀行銚子支店
- 千葉興業銀行銚子支店
- 京葉銀行銚子支店
- 中央労働金庫銚子支店

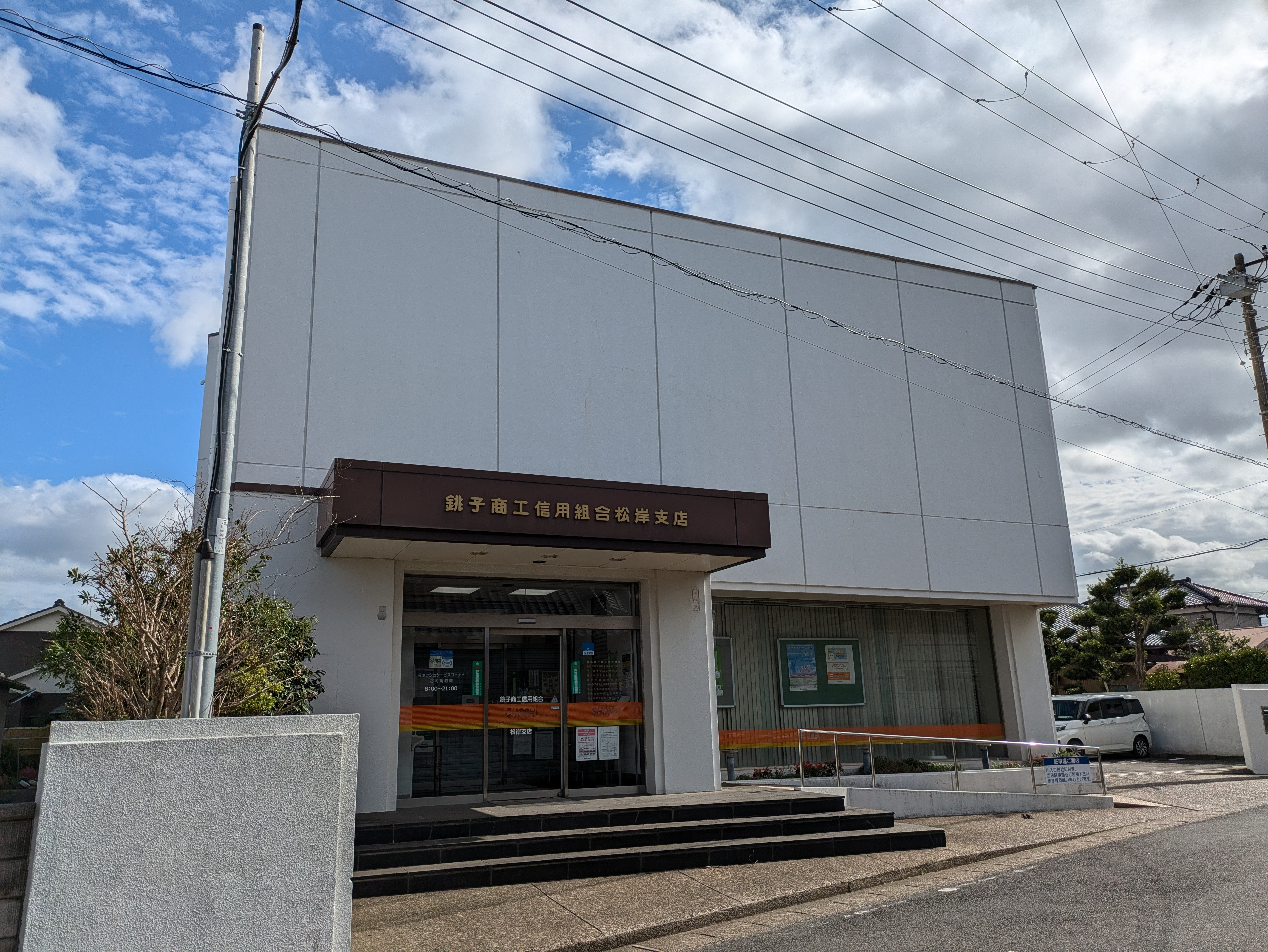
ちばみどり農業協同組合（銚子支店・海上支店・椎柴支店・豊岡支店・船木出張所・豊里出張所）
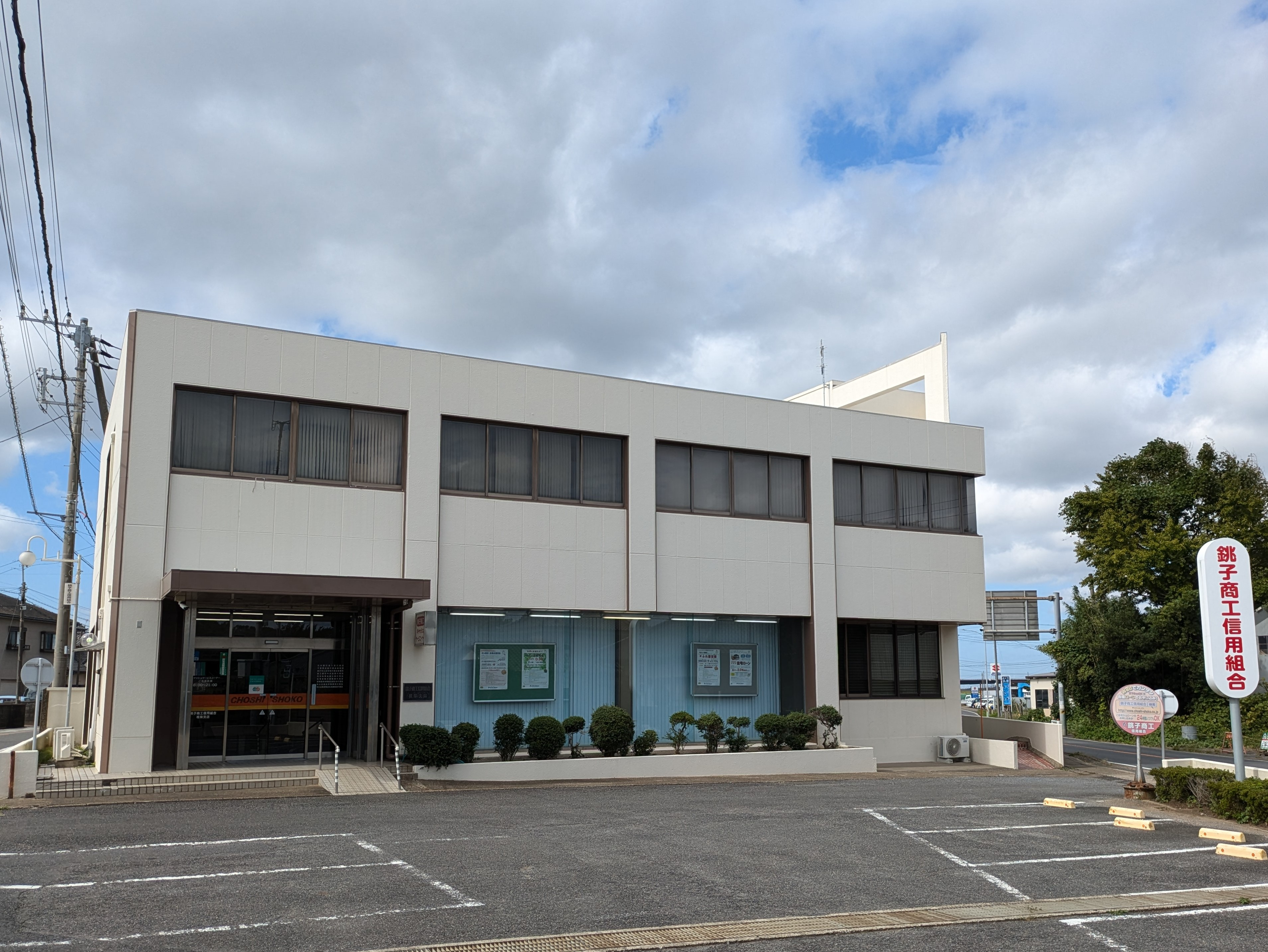
東日本信用漁業協同組合連合会銚子営業所

## 対外関係

### 姉妹都市提携
銚子市では、1980年代に進展をみせた日本の国際化に伴って市町村における国際交流の気運が高まる中、民間人や市長の訪問交流が姉妹都市提携へと発展していった。アメリカ合衆国オレゴン州クースベイ市及びフィリピン共和国アルバイ州レガスピー市と姉妹都市協定を締結している。
 クースベイ市（Coos Bay, Oregon, アメリカ合衆国オレゴン州）
- 1982年（昭和57年）10月に銚子市長が港湾施設等視察のため渡米した際に、クースベイ市を訪問したことが契機となり、同年12月にクースベイ市長から同市議会が姉妹都市協定締結の申し入れを決定した旨の書簡を受けた。クースベイ市の基幹産業が農業、水産業であり、漁港、港湾を有する等銚子市との類似点が多いことから、銚子市としても姉妹都市協定の締結を希望する旨を回答し、1983年（昭和58年）1月市議会臨時会で満場一致の賛同を得た。同年2月、銚子市制施行50周年記念式典の席上、クースベイ市代表者の出席を得て、姉妹都市協定締結の調印式を行った。姉妹都市協定締結40周年を迎えた2023年（令和5年）12月には、クースベイ市のサラ・スティーブンス議員が銚子市を訪問し、両市の記念品の交換が行われた[133]。

 レガスピー市（Legazpi City, フィリピン共和国アルバイ州）
- 1976年（昭和51年）2月、両市のロータリークラブの間で姉妹クラブ契約が締結され、交流が積み重ねられていく中で、両市間での姉妹都市提携の気運が高まり、1985年（昭和60年）3月にレガスピー市長から姉妹都市協定締結の申し入れがあった。両市の人口規模、産業形態が類似していることや、世界平和を祈念して愛宕山上に建立された「日比友愛の碑」がレガスピー市のマヨン山を指していること等から、同年6月市議会の議決を得て姉妹都市協定が成立した。2000年（平成12年）1月のマヨン火山噴火による被害に対しては、市と市議会から見舞金を贈っている。

### 友好交流協定都市
桃園市（Taoyuan, 中華民国）

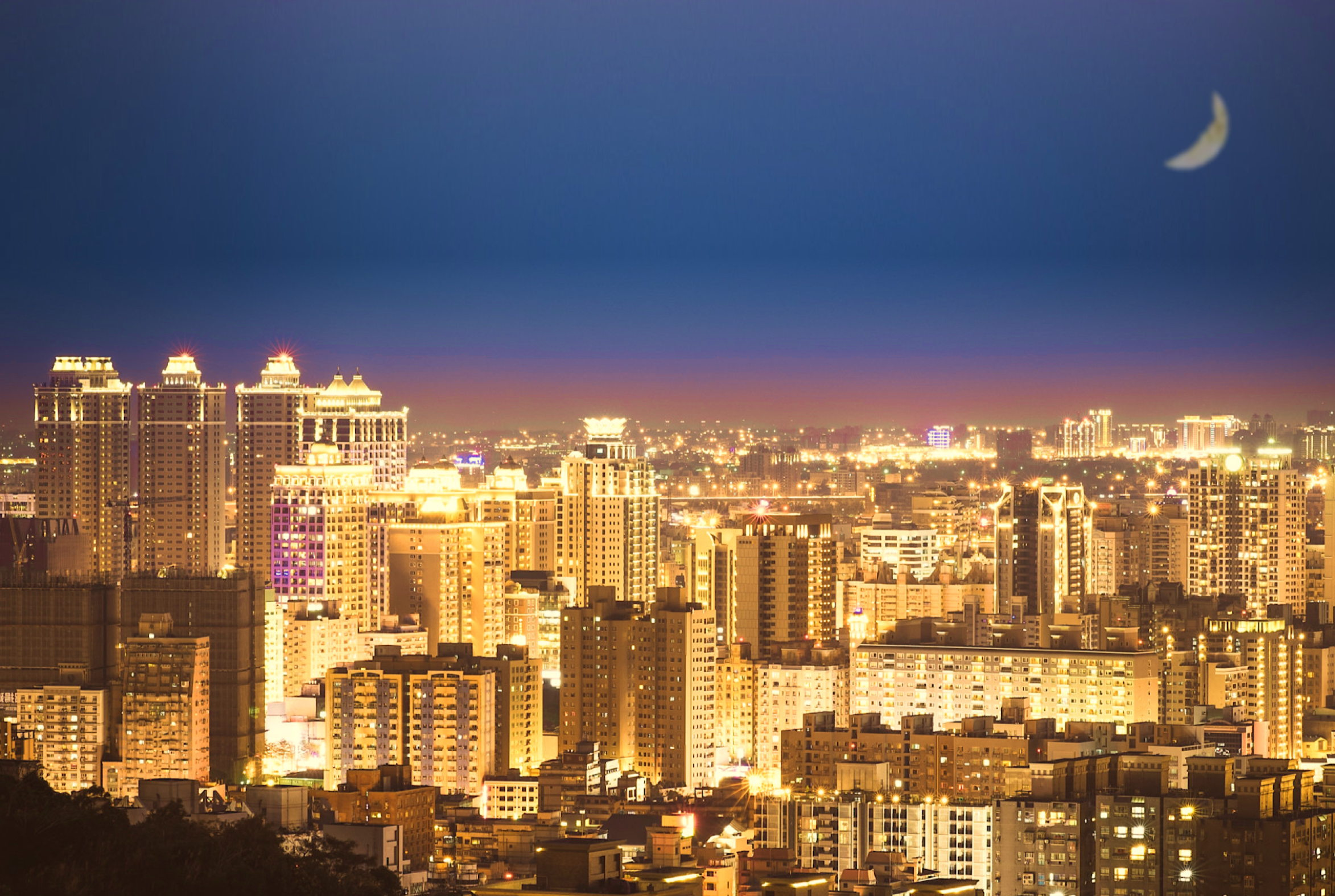
桃園市

- 2018年（平成30年）春、桃園市からの打診を受けて犬吠埼灯台と白沙岬燈塔の姉妹関係の構築が目指されることとなり、その後は銚子市と桃園市の都市間交流に切り替えて交流が重ねられてきた。その後、桃園市からの提案により、2022年（令和4年）7月にオンライン形式による友好交流協定締結式が行われた。灯台や漁港、風力発電の風車等、銚子市と類似点が多いことが協定締結の契機となった[134]。

### その他

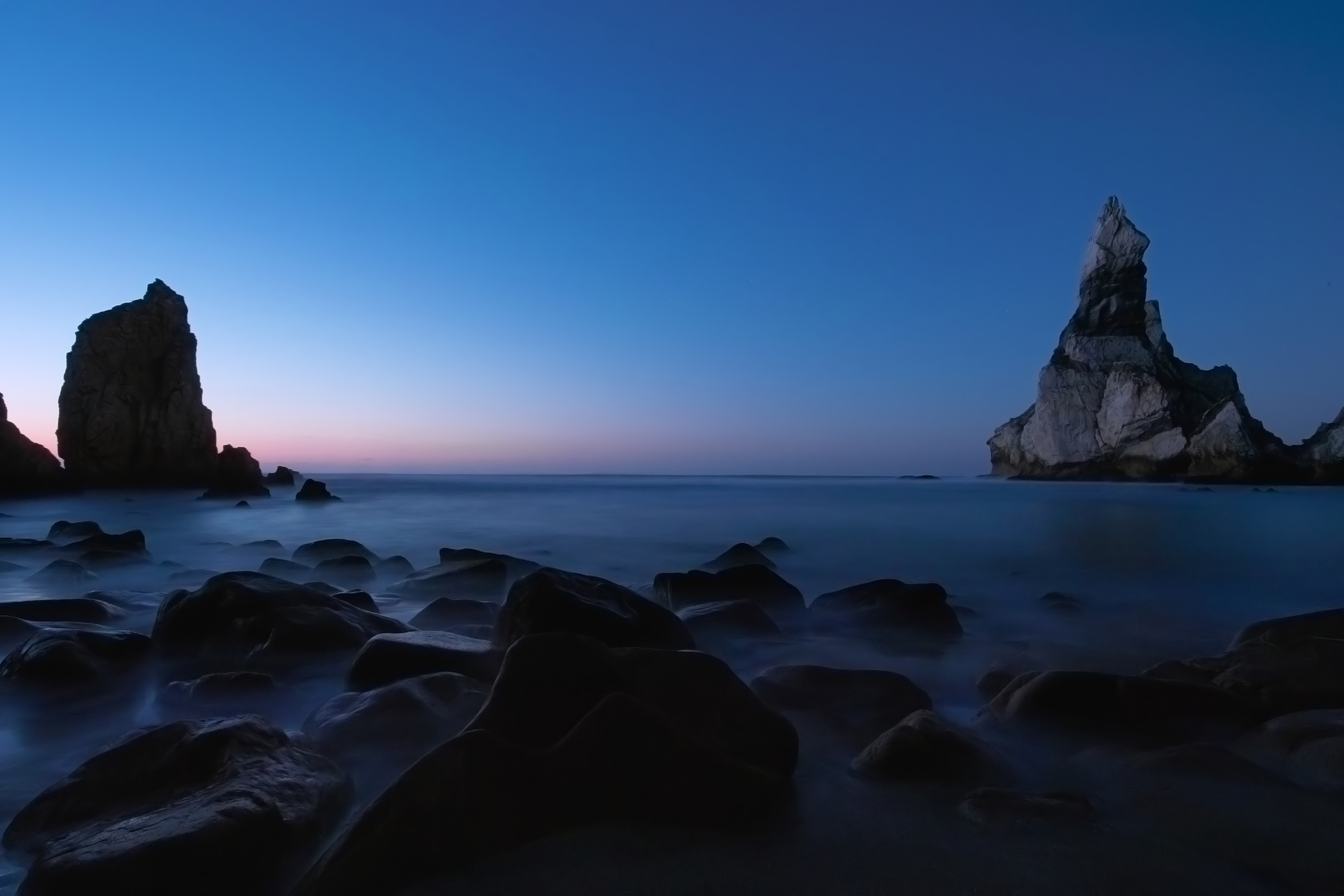
ロカ岬

1993年（平成5年）に結成された銚子ポルトガル友好協会は、ユーラシア大陸西端のポルトガル共和国シントラ市のロカ岬とほぼ同緯度にある犬吠埼を姉妹岬として友好親善を深めることを目的に、銚子市制60周年と日本ポルトガル友好450周年を記念して、犬吠埼園地に犬吠埼・ロカ岬友好記念碑を建立している。
また、2017年（平成29年）11月に設立された銚子市国際交流協会（Choshi International & Multiculture Association）では、日本語教室や国際交流パーティーを開催し、多文化共生のまちづくりを推進している。このほか、銚子市地域おこし協力隊（多文化共生）による「World Travel in Choshi」等が定期的に開催されている。

## 施設

### 警察

千葉県銚子警察署

銚子市警察は「警察法」施行前の1947年（昭和22年）11月から試験的に発足し、翌年から警察署の機構・施設等が整備されたが、6年半後の1954年（昭和29年）6月に廃止され、千葉県警察に移管となった。その後、1954年（昭和29年）7月施行の新「警察法」により、千葉県銚子警察署が発足した。管轄区域は銚子市全域、職員定数は合計約100人である。

#### 警察署
- 銚子警察署

#### 交番・駐在所
| - 中央交番 - 銚子駅前交番 - 海鹿島駐在所 - 犬吠埼駐在所 - 椎柴駐在所 - 高神駐在所 | - 外川駐在所 - 豊岡駐在所 - 豊里駐在所 - 猿田駐在所 - 本城駐在所 - 松岸駐在所 |

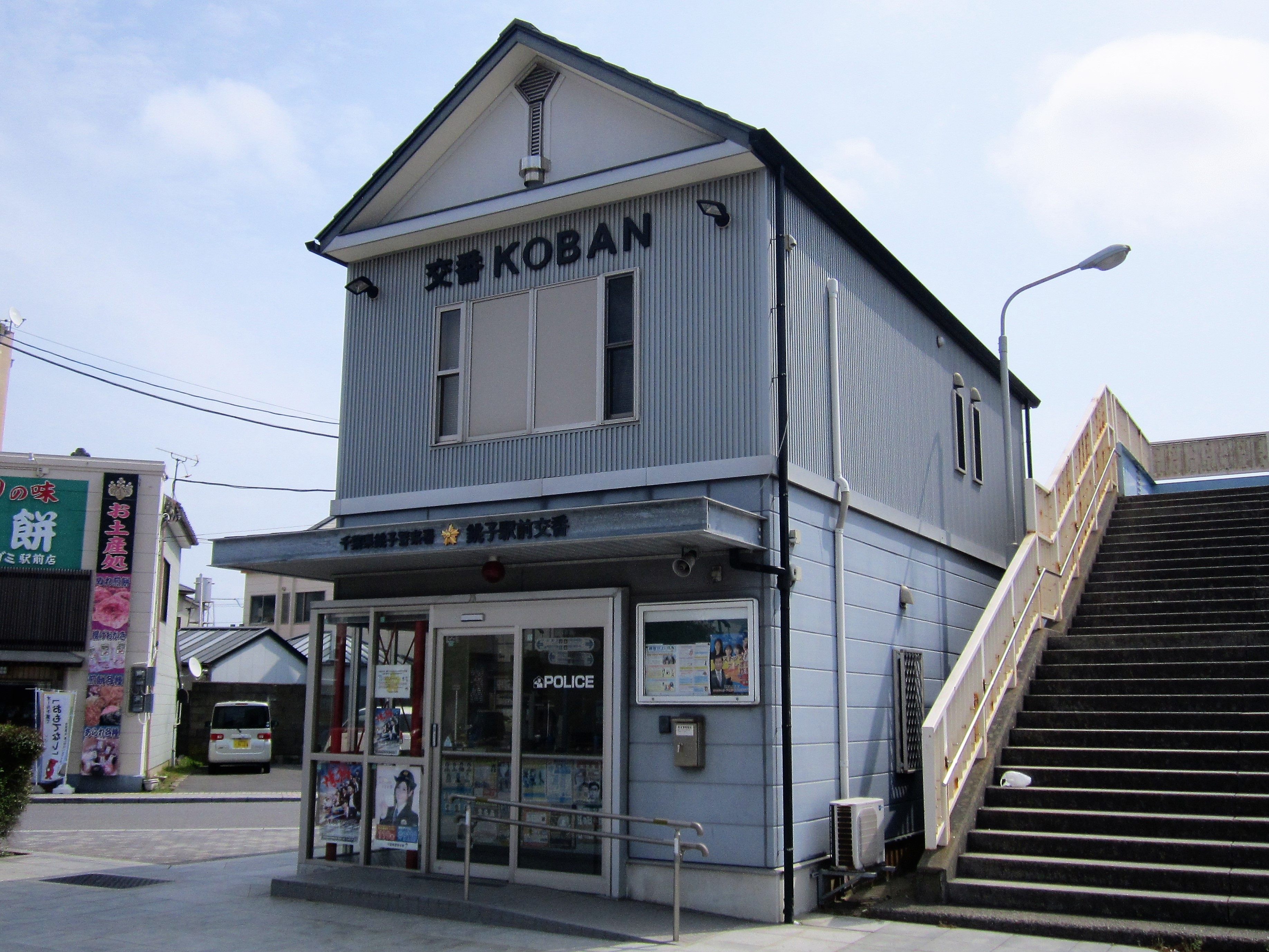
銚子駅前交番
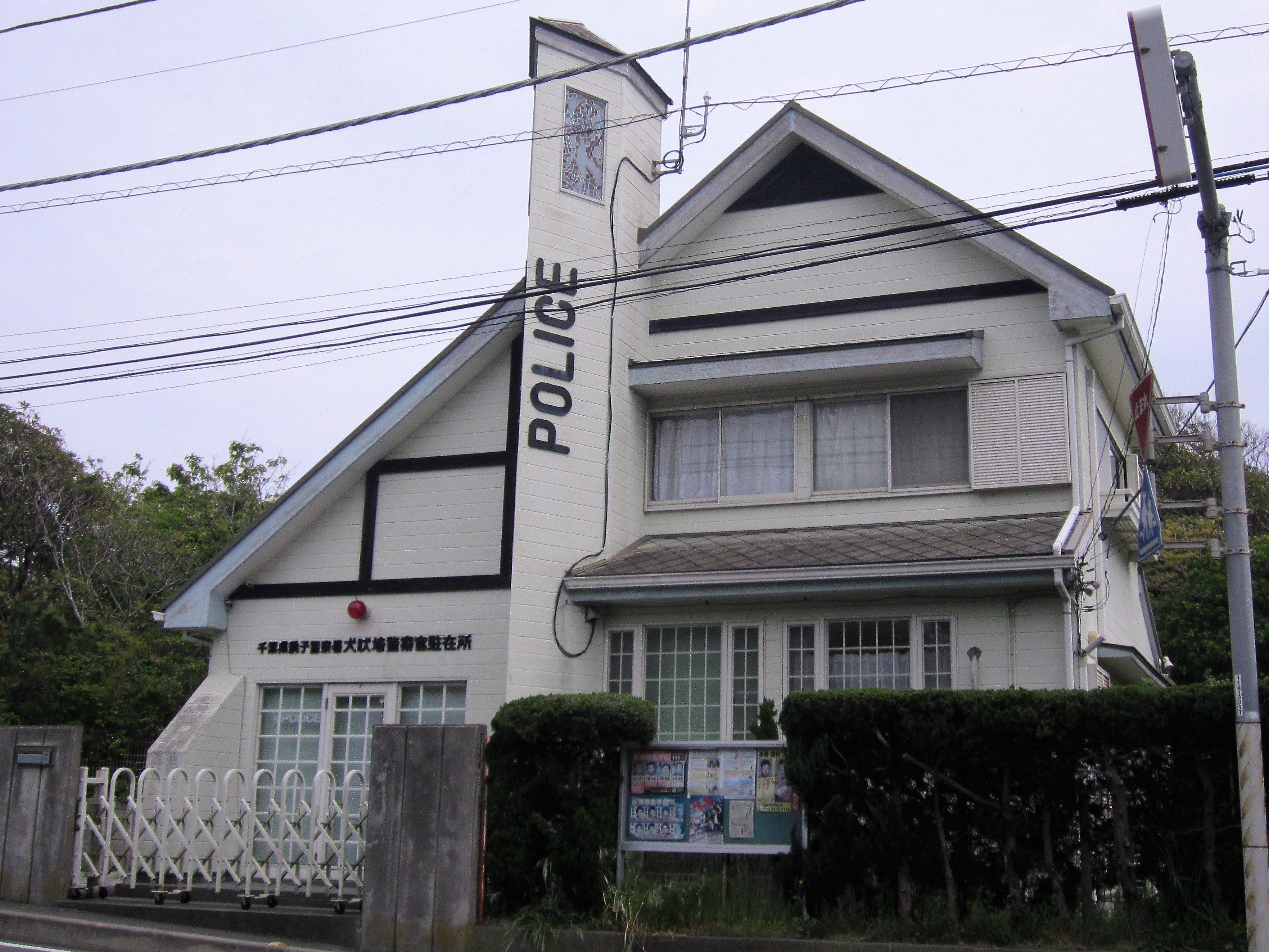
犬吠埼駐在所
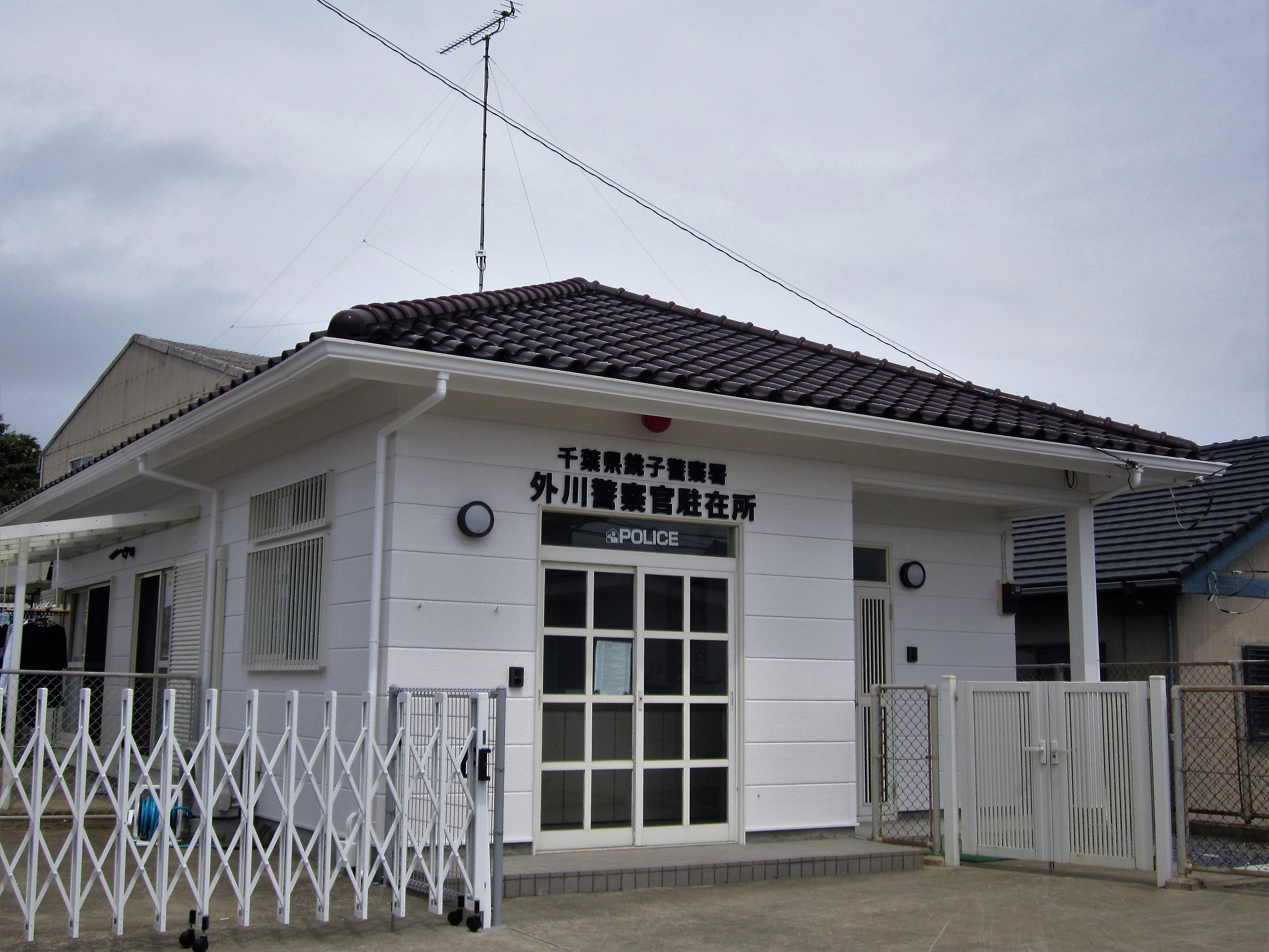
外川駐在所

### 消防

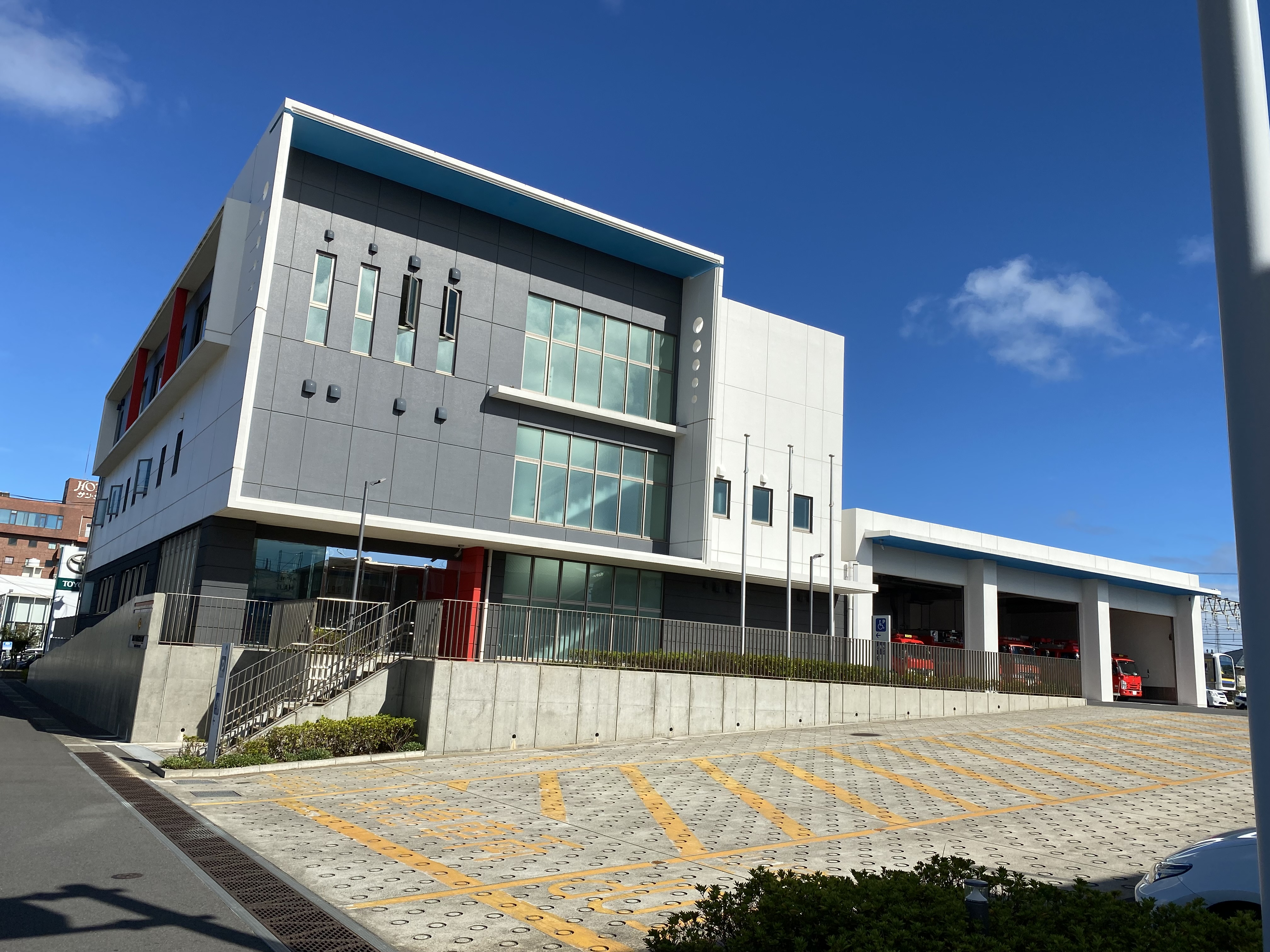
銚子市消防本部・消防署

消防事務は消防事務の責任者である消防長のもと、消防本部と消防署（分遣所含む）に大別され、職員113人、20台の消防車両をもって消防事務に携わっている。なお、消防本部・消防署は、2017年（平成29年）1月から唐子町の新庁舎に移転した。

#### 消防本部
銚子市消防本部は、1949年（昭和29年）1月施行の「銚子市消防組織条例」に基づいて銚子市役所内に設置された。千葉市、市川市に続き千葉県で3番目の消防本部であった。消防本部は、消防総務課及び予防課の2課15人で構成され、主に予算、人事、施設管理等の総務事務に加え、消防団事務や教急業務高度化推進に係る消防事務、並びに消防関係法令に基づく危険物規制事務や消防設備関係事務をはじめ火災予防に関する専門的な事務を担当している。

#### 消防署
銚子市消防署は、消防本部と共に1949年（昭和29年）1月から設置された。本署に消防隊、教助隊、救急隊を配置して、常時14人から17人程度の人員を確保して災害対応の中枢的な役割を果たしている。2018年（平成30年）9月からは、本署・東部分署・西部分署からなる1署2分署体制に移行した。なお、東部分署は2018年（平成30年）度に新築され、西部分署も2023年（令和5年）度に大規模改修工事が実施された。

#### 消防団
消防団は、最高責任者である消防団長のもと、11分団510人、ポンプ自動車等の車両39台を配備した体制となっている。

### 医療

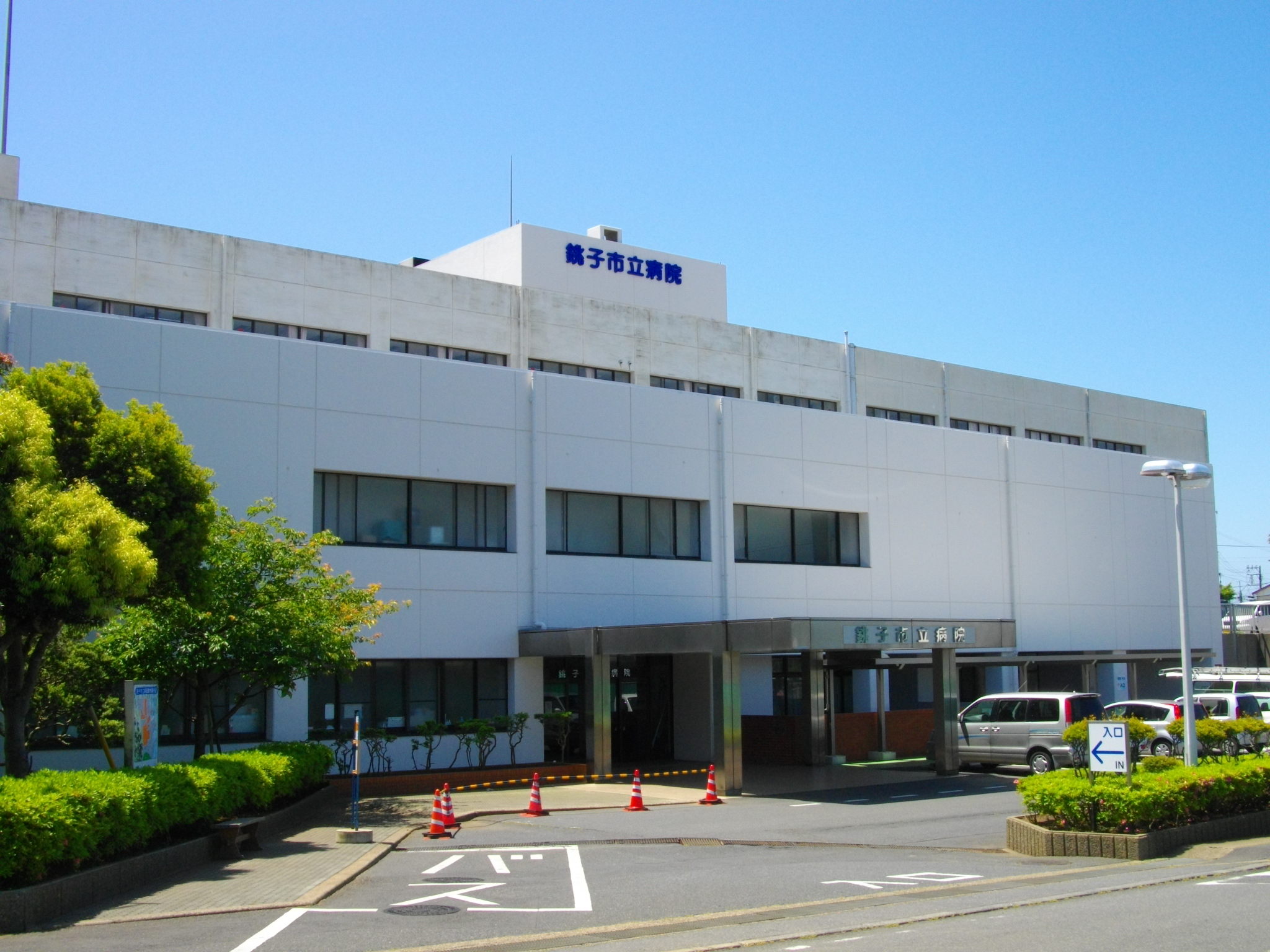
銚子市立病院

#### 銚子市医師会
銚子市医師会は5病院29診療所からなる会員数64名の一般社団法人である。診療所では外来を主とする一般診療や在宅診療を、病院は外来診療に加え入院を要する急性期医療、リハビリや療養に関わる医療のほか、老人保健施設等の介護事業を行っている。医師会はそのほかにも休日当番医、夜間小児急病診療所、特定検診、行政との各事業への参加等、銚子市における医療保健活動の中心的存在となっている。銚子市における急変時医療救急体制は、主に平日昼間は市内診療所・病院のかかりつけ医、夜間はかかりつけ医または島田総合病院・たむら記念病院・銚子市立病院等の病院、日曜・休日昼間は休日当番医、夜間はかかりつけ医、島田総合病院、たむら記念病院で行っている。

#### 銚子市立病院
銚子市立病院は、1951年（昭和26年）9月、前年に設置した銚子市立診療所を前身として発足した。1984年（昭和59年）3月には新館で診療を開始し、同年7月に銚子市立総合病院と改称した。その後、管理棟と一般病棟が完成、さらに、精神科病棟、リハビリテーション施設、駐車場等の整備も順次実施された。一時運営休止を経て2010年（平成22年）5月に銚子市立病院として診療を再開した。2015年（平成27年）4月からは「一般財団法人銚子市医療公社」が指定管理者となり、地域包括ケアシステムの一翼を担う公立病院として、診療体制の充実を推進している。2023年（令和5年）12月には、院内に千葉県初の省人化店舗である「ローソン銚子市立病院店」がオープンした。

### 郵便局

銚子郵便局

#### 直営郵便局

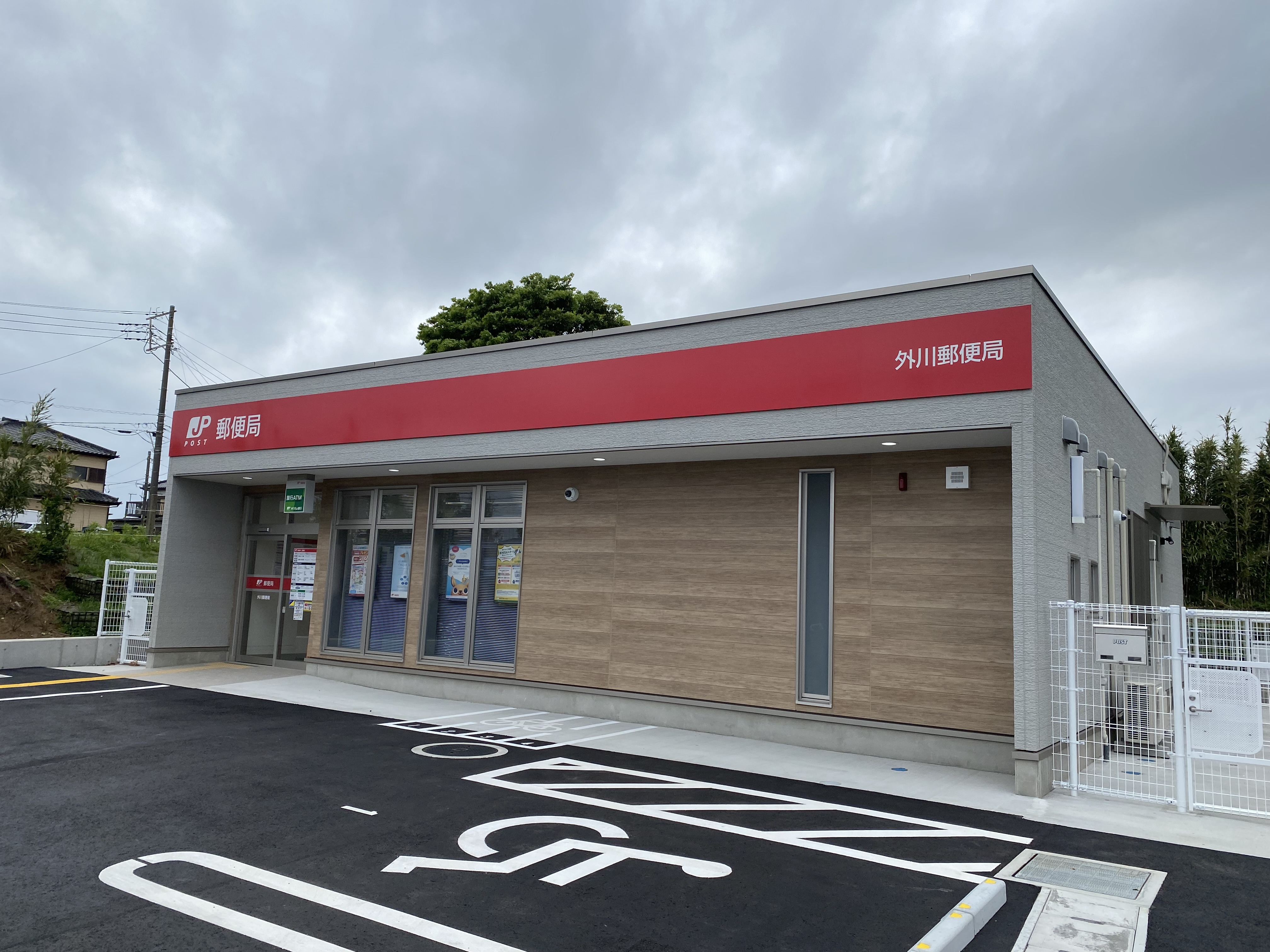
銚子郵便局
- 野尻郵便局
- 外川郵便局
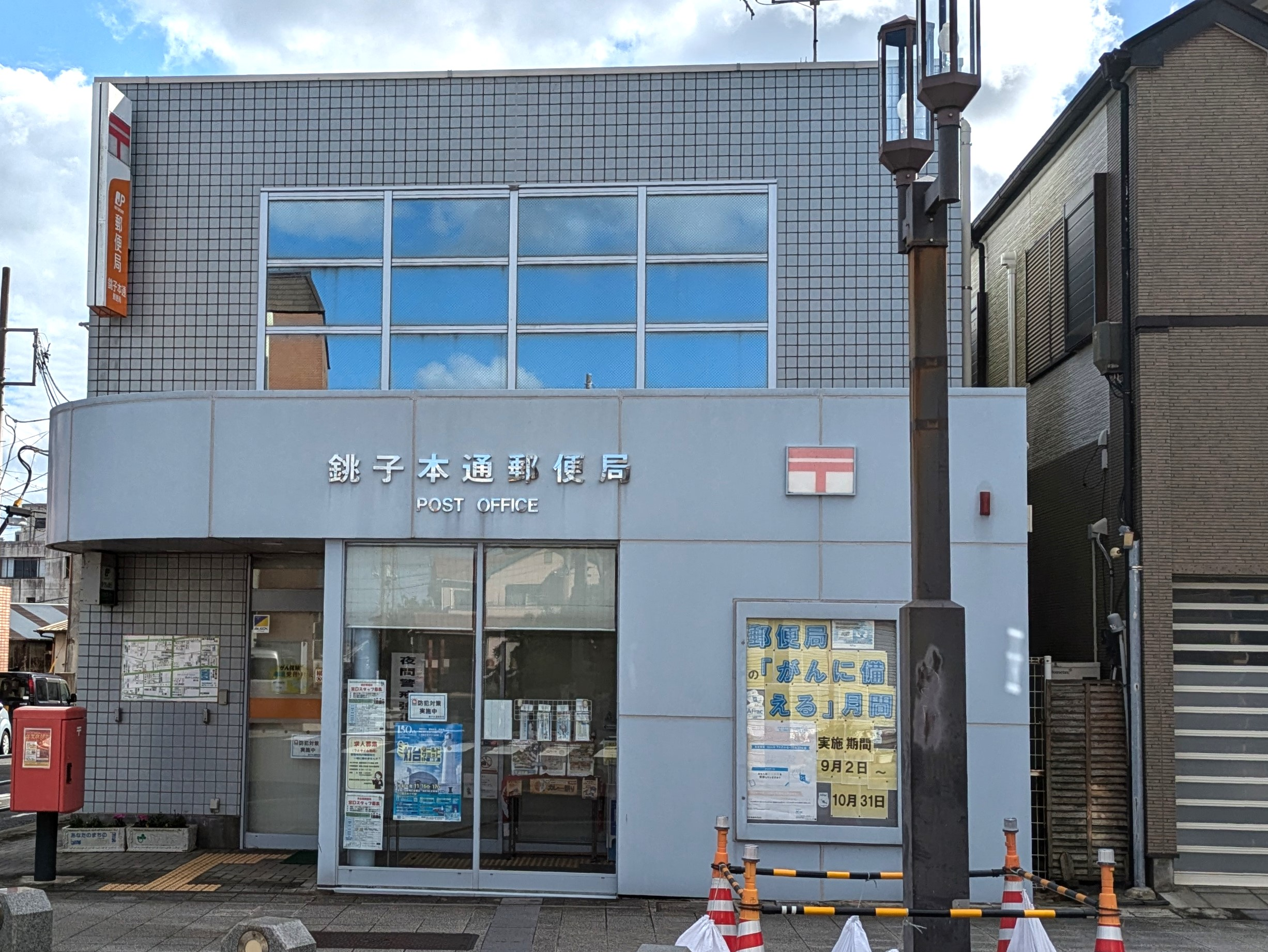
銚子植松郵便局
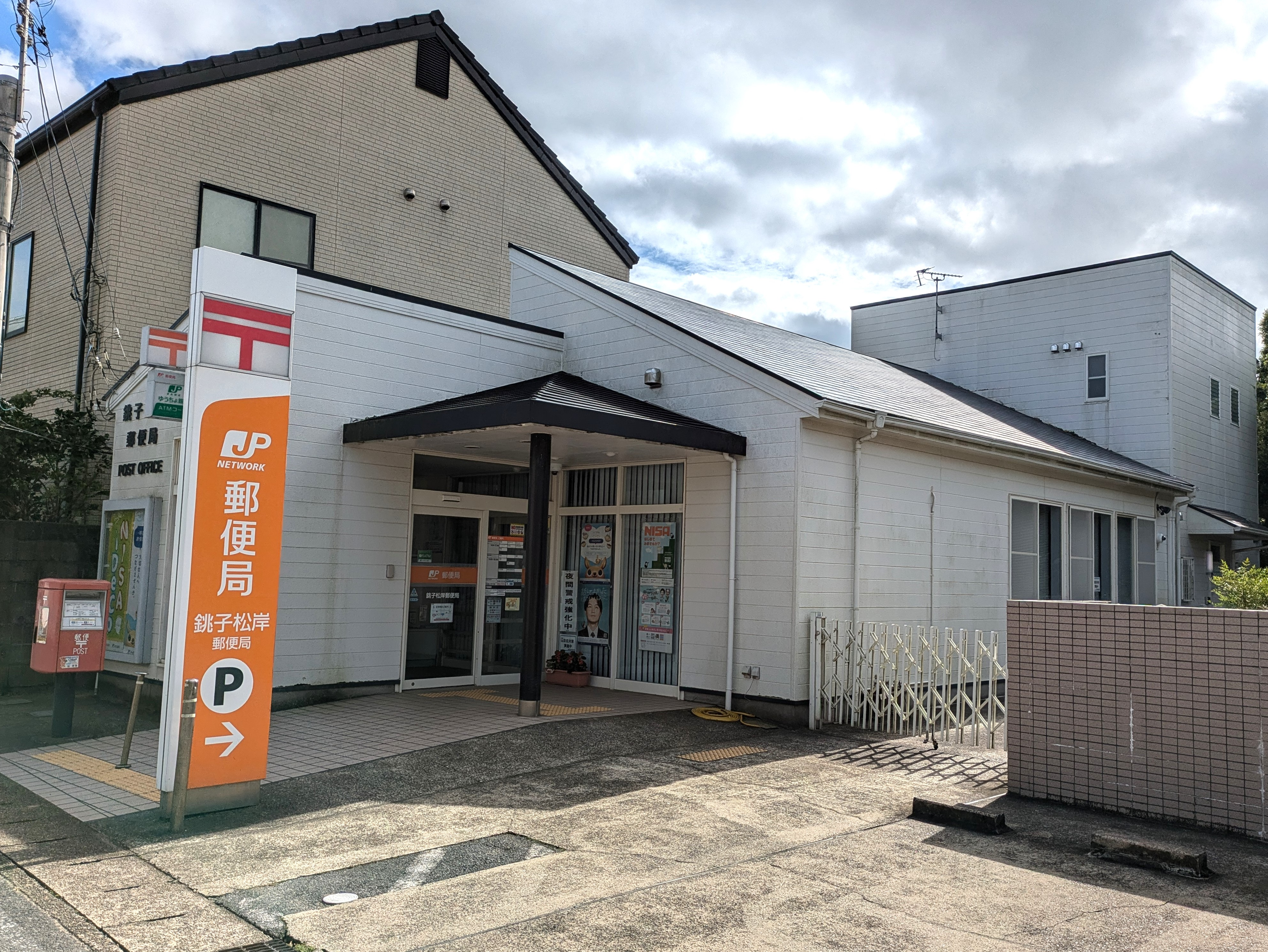
銚子本町郵便局
- 銚子南町郵便局
- 銚子愛宕町郵便局
- 銚子本通郵便局
- 銚子清川町郵便局
- 銚子本城郵便局
- 銚子松岸郵便局
- 諸持郵便局

- 外川郵便局
- 銚子本通郵便局
- 銚子松岸郵便局

#### 簡易郵便局
- 銚子余山簡易郵便局
- 銚子小浜簡易郵便局

### 図書館

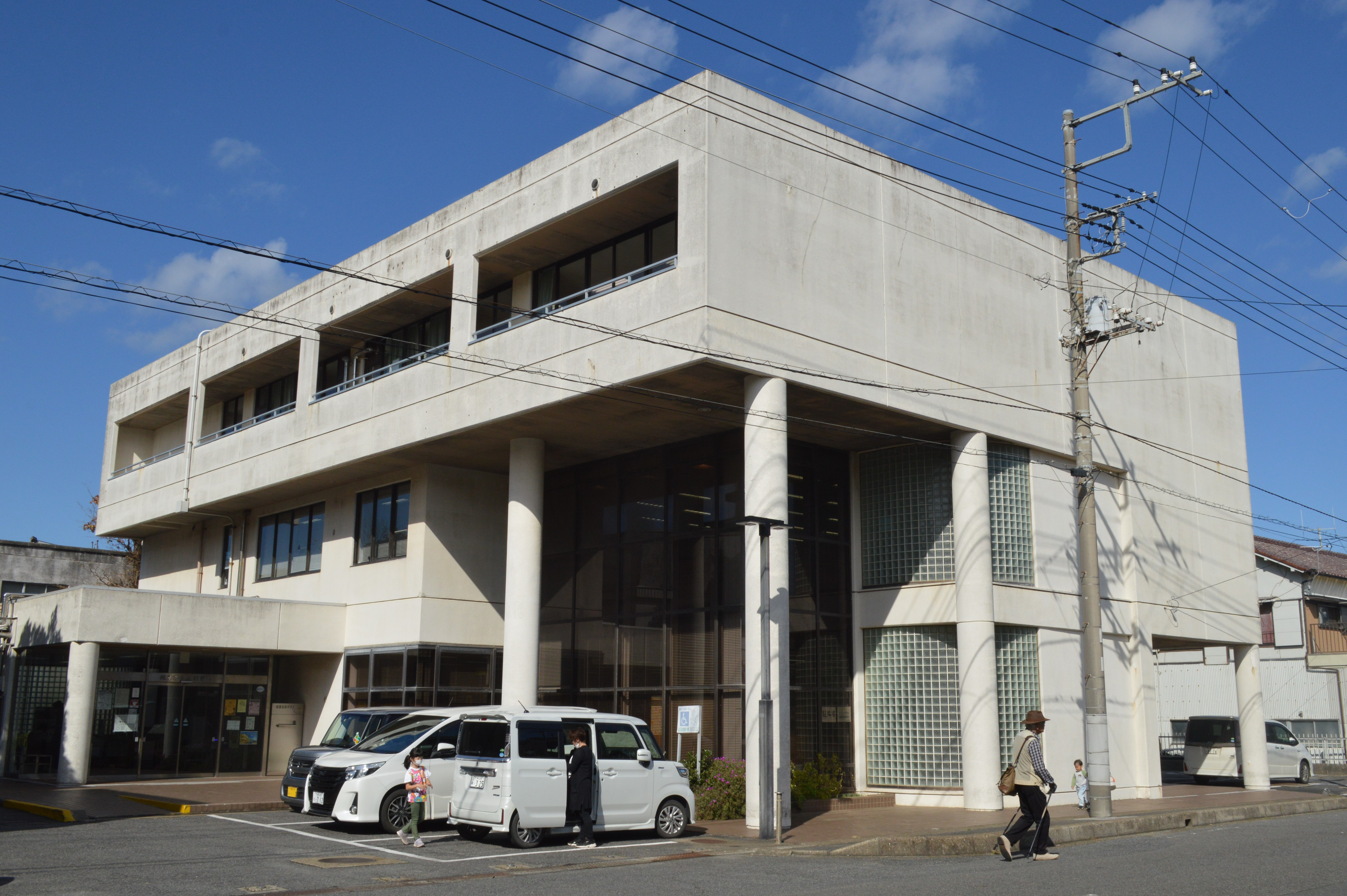
銚子市公正図書館

- 銚子市公正図書館

銚子市公正図書館の前身は、1925年（大正14年）4月設立の財団法人公正会の活動拠点であった公正会館に開設されていた図書館であった。この公正会館が1948年（昭和23年）3月に銚子市に寄附された後、その1階にあった書庫・閲覧室が、1948年（昭和23年）9月に「銚子市公正図書館」として開館した。その後、銚子市では蔵書数の増加に対応するため、市制施行50周年記念事業の一環として図書館の新築事業を企図し、1982年（昭和57年）度中に建設工事を完了、1983年（昭和58年）5月に開館した。2022年（令和4年）1月には、「銚子市電子図書館」のサービスが開始されている。2021年（令和3年）における蔵書冊数は約15万6000冊であり、市内最大の図書館施設である。
- 千葉科学大学図書館

2005年（平成17年）4月に千葉科学大学の図書館新館として開館した。学生及び教職員のほか、一般市民も利用可能である。

### 博物館

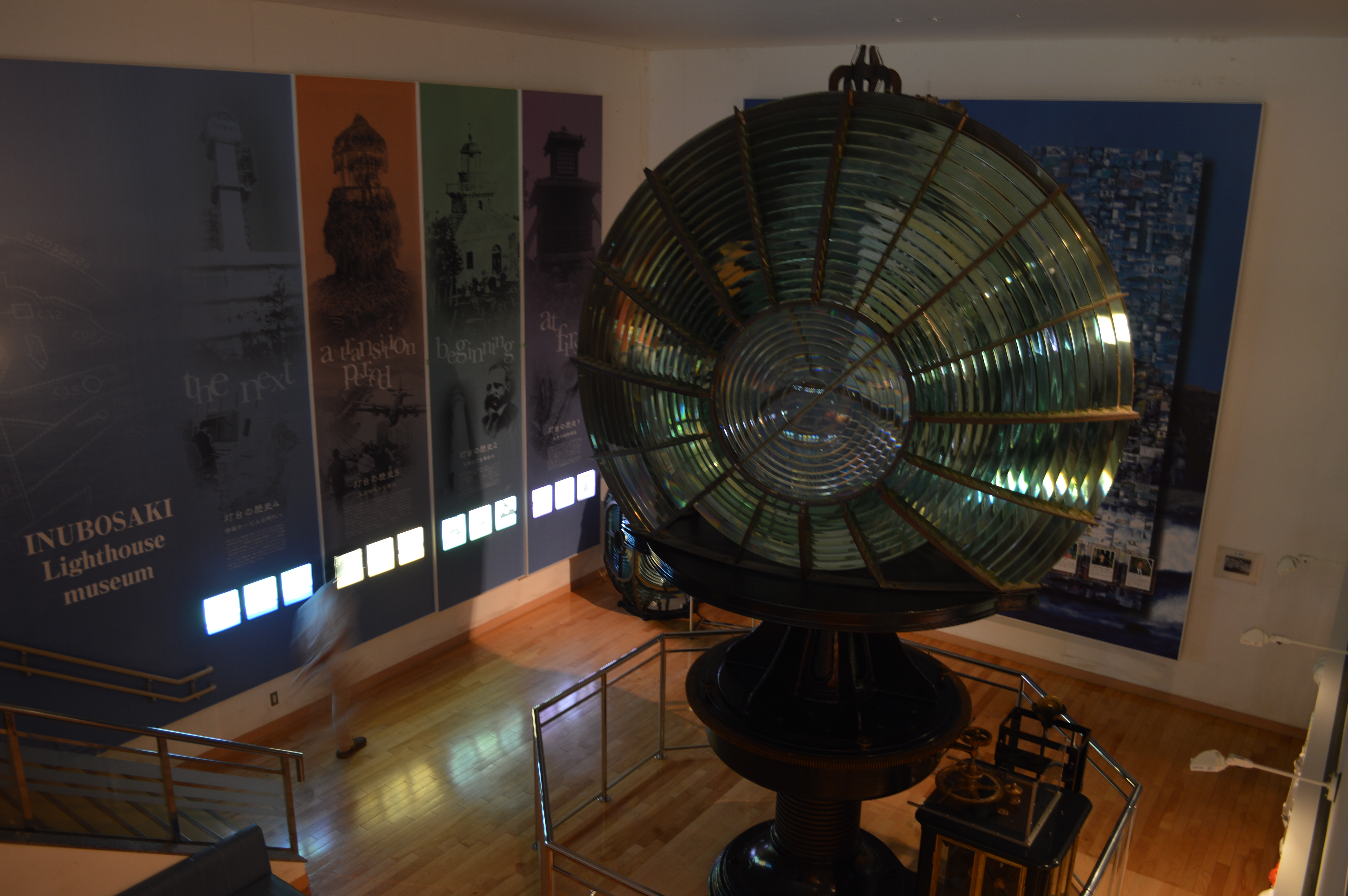
犬吠埼灯台資料展示館

- 犬吠埼灯台資料展示館

社団法人燈光会が日本財団及び銚子市の支援を受けて犬吠埼灯台敷地内に建設し、2002年（平成14年）3月にオープンした。主な展示資料は、国産第1号の第1等レンズのほか、同灯台設計建設指揮者の英国人リチャード・ヘンリー・ブラントンの資料、灯台の歴史、航路標識事業の紹介資料等である。
- 濱口陽三作品展示室

版画家・濱口陽三は、1909年（明治42年）3月ヤマサ醤油株式会社創立者濱口儀兵衛・恭子氏の三男として和歌山県有田郡広村に生まれ、1916年（大正5年）に銚子に移住、末広町の濱口家別荘で幼少時を過ごし、銚子とゆかりの深い芸術家である。1982年（昭和57年）12月にヤマサ醤油株式会社から銚子市に寄附された版画作品等16点を市民センター内に常設展示している。
- 渡邊學作品展示室

日本画家渡邊學（本名富男）は1916年（大正5年）1月海上郡本銚子町に生まれ、銚子の漁場を素材に海に働く人々を多数描いた。2001年（平成13年）8月に渡邊家から銚子市に寄贈された日本画作品12点を市民センター内に濱口陽三作品とあわせて常設展示している。
- 新国立劇場舞台美術センター資料館

新国立劇場で主催公演したオペラ・バレエ・現代舞踊・演劇等の舞台美術を保管・活用する目的で建設され、1997年（平成9年）11月にオープンした。特殊法人日本芸術文化振興会がその設置・管理に当たっている。センター内には、舞台装置・衣裳の保管棟、組立補修のための美術工作棟、展示公開のための資料館がある。資料館の1・2階に舞台模型・舞台衣裳、小道具等の舞台関係資料の展示スペース、2・3階に図書・映像資料保管の資料庫を備えている。
- ヤマサ醤油「しょうゆ味わい体験館」

2016年（平成28年）4月にヤマサ醤油株式会社が工場見学者用施設として開設した。歴史資料・道具類の見学、煎餅焼き体験、映像によるバーチャル体験「タップトーク」等ができる。
- ヒゲタ史料館

1985年（昭和60年）4月にヒゲタ醤油株式会社が第二工場内に開設した。醤油醸造の設備・道具・容器、博覧会受賞メダル、会社年表、製品200点を展示。醸造蔵内に描かれたフレスコ画の大壁画「天地人」が見学できる。
- 外川ミニ郷土資料館

銚子市外川の歴史、方言、民話資料のほか、昔の漁師が使用した漁具、銚子で発掘された化石、万祝、絵葉書等を展示している。
- 渡邊學ミュージアム

銚子出身の日本画家渡邊學の自宅跡地に建設された。代表的作品10点余りを展示するほか、生前のアトリエを再現したエリアも備える。

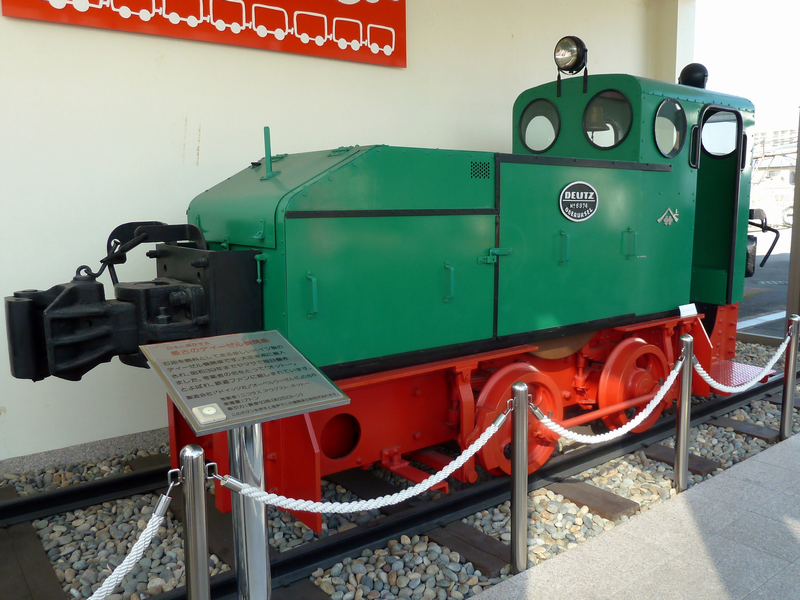
ヤマサ醤油工場に展示されている機関車「オットー」

### 文化施設
- 銚子市市民センター

銚子市における生涯学習・コミュニティ活動拠点として、2000年（平成12年）度からの2か年継続で銚子無線電報サービスセンター跡地に整備された。旧事務棟を公民館棟とし、会議室、和室、調理実習室、企画展示室、常設展示室、プレイルーム等、公正市民館機能を中心とした施設に改修された。南側の旧機械棟はホール棟とし、約300人収容の多目的ホール、防音の音楽広場、スタジオ、マルチメディアスペース等に改修整備された。このほか、陶芸等ができる木造平家建の創作棟が新設された。
- 銚子市ジオパーク・芸術センター

旧第八中学校を活用し、地域の交流拠点、子育て支援、高齢者の健康増進、芸術村等の複合的な機能を持った施設として、2019年（平成31年）4月に開設された。2022年（令和4年）度からは、銚子資産を活かした「学び」の拠点としての再整備が実施されている。

### 交流施設

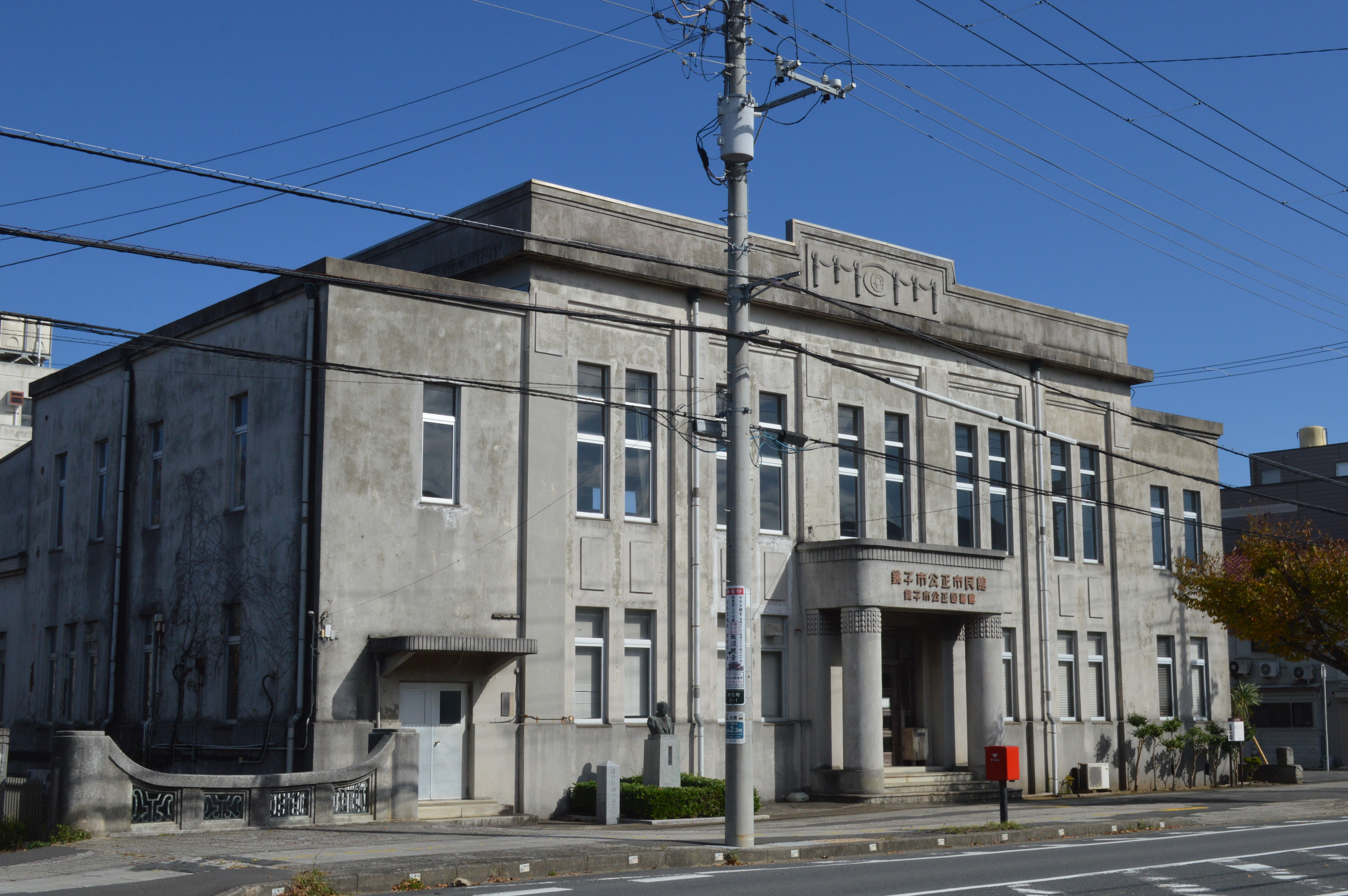
銚子市中央地区コミュニティセンター

- 地区コミュニティセンター：会議室、集会室、多目的ホール、調理室、和室等を備えており、地域住民の自主的な学習や地域活動の拠点として利用しやすいように、地元に管理の一部を委託している。
  - 銚子市中央地区コミュニティセンター
  - 銚子市東部地区コミュニティセンター
  - 銚子市海上地区コミュニティセンター
  - 銚子市豊里地区コミュニティセンター
- 銚子市勤労コミュニティセンター

市内一円の勤労者の福祉とあわせて近隣住民の利便に供する共同施設として、市役所敷地内に1982年（昭和57年）2月に設置された。事務室、和室、集会場を備えている。
- 銚子市森戸農村広場やすらぎの家
- 銚子市親田農村広場やすらぎの家
- 青年館

1964年（昭和39年）から設置が進められ、2023年（令和5年）4月現在で24館がある。そのすべてについて、管理の一部が地元町内会等に委託されている。いずれの青年館についても、青少年健全育成のための施設としての設置当初の利用に加え、町内会、老人会、婦人会等、町内単位のコミュニティ活動の場として利用されている。

### スポーツ施設

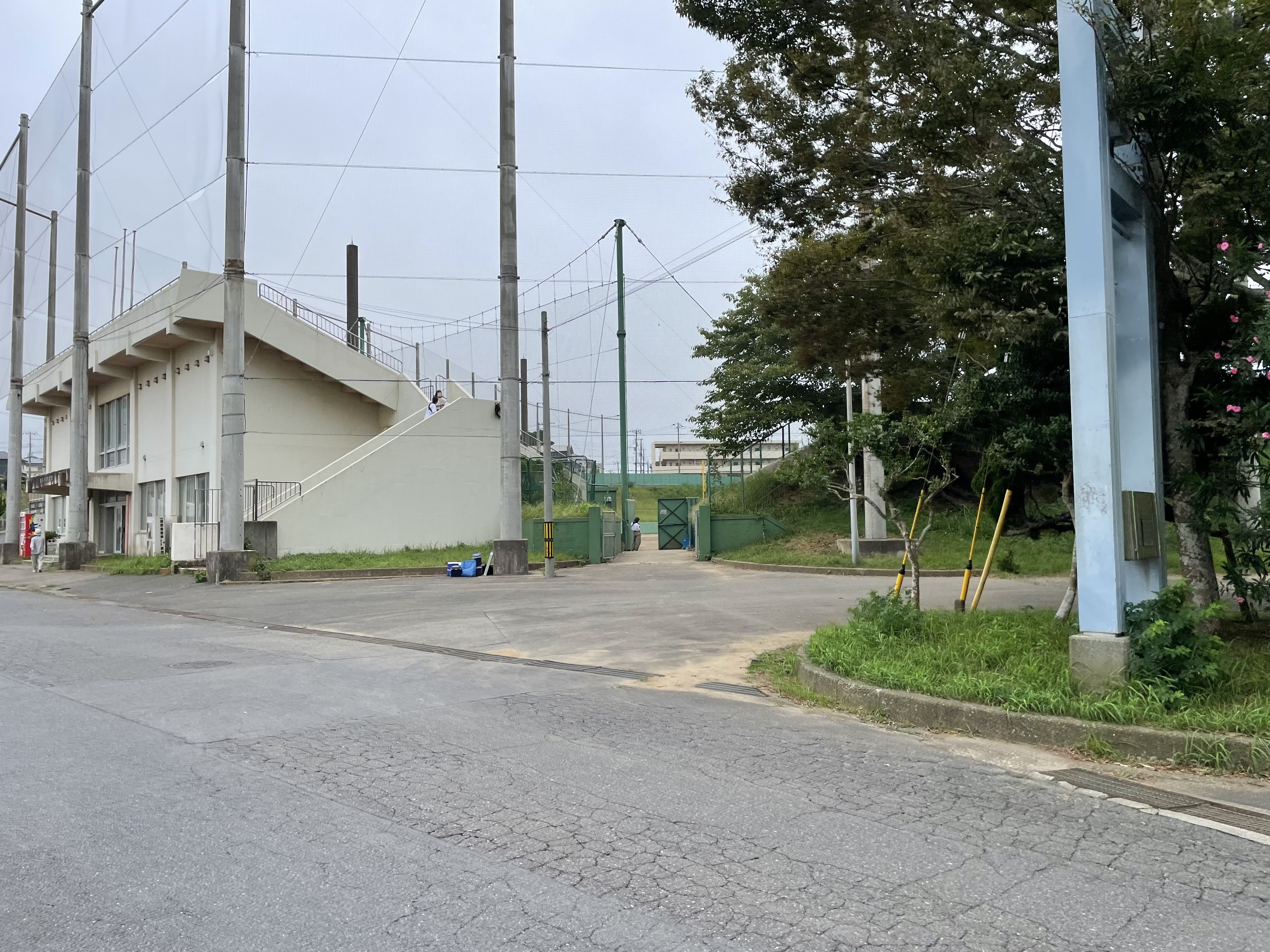
銚子市体育館
- 銚子市野球場
- 銚子市庭球場
- 銚子市スポーツコミュニティセンター
- 豊里台多目的スポーツ広場

- 銚子市野球場

### 公園
銚子市の都市公園等は、都市計画公園13園、都市公園11園、公園等施設10園である。都市計画公園は、戦災復興都市計画による街区公園8園及び近隣公園3園並びにその後都市計画決定された運動公園2園である。都市公園は、豊里台第一公園をはじめ街区公園9園、近隣公園1園、都市緑地1園及び風致公園1園で、都市計画決定しなかった都市公園である。また、その他の公園等施設としては、1ヘクタール未満の小規模公園・広場7か所、夫婦ヶ鼻公園及び君ヶ浜しおさい公園がある。
| - 本城第一公園 - 清川町第二公園 - 唐子町公園 - 河岸公園 - 本通公園 - 陣屋町公園 - 末広町公園 - 清川町第一公園 - 後飯町公園 - 本城第二公園 - 前宿町公園 - 桜井町公園 - 豊里台第一公園 - 豊里台第二公園 - 豊里台第三公園 - 豊里台第四公園 - 豊里台第五公園 | - 豊里台第六公園 - 豊里台プレイロット - 上野町公園 - 大谷津公園 - 豊里台緑ヶ丘公園 - 中央みどり公園 - 東部不動ヶ丘公園 - 新生公園 - 高神公園 - 末広町広場 - 河岸広場（ポケット広場） - 松本町公園 - 猿田地区コミュニティ広場 - 夫婦ヶ鼻公園 - 君ヶ浜しおさい公園 - 東部不動ヶ丘公園広場 - 銚子駅南広場 |

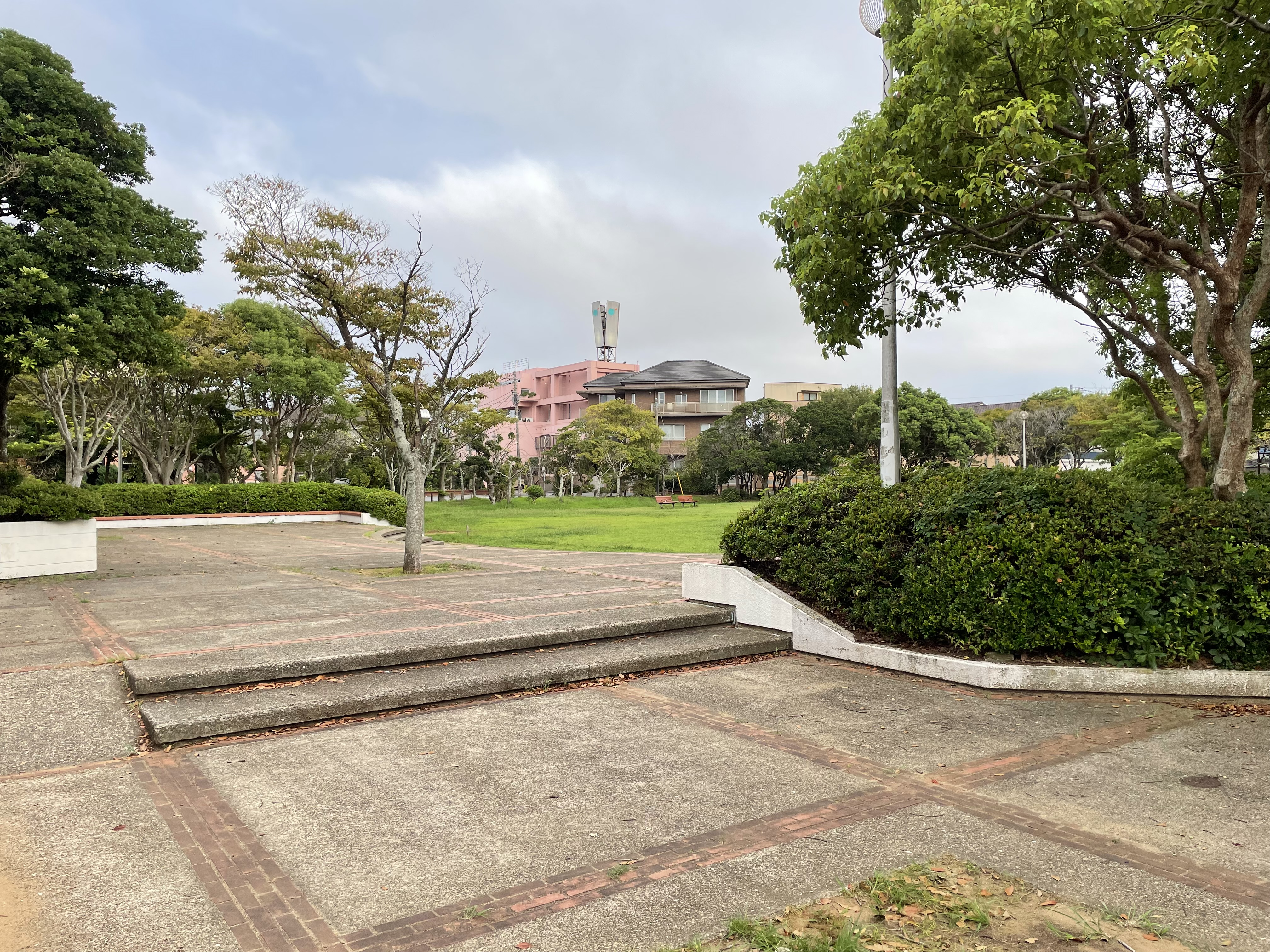
中央みどり公園
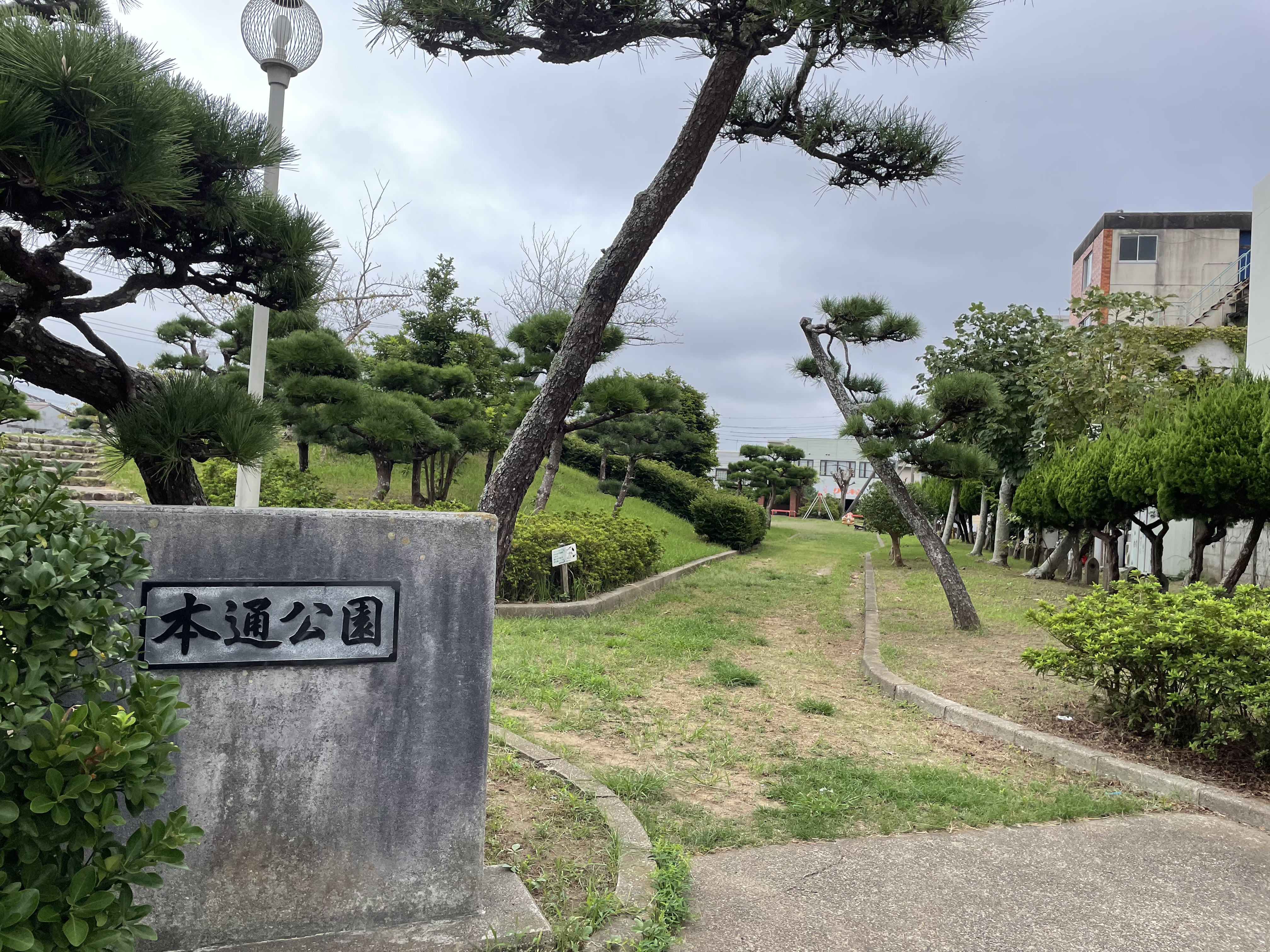
本通公園

### 保健・福祉施設

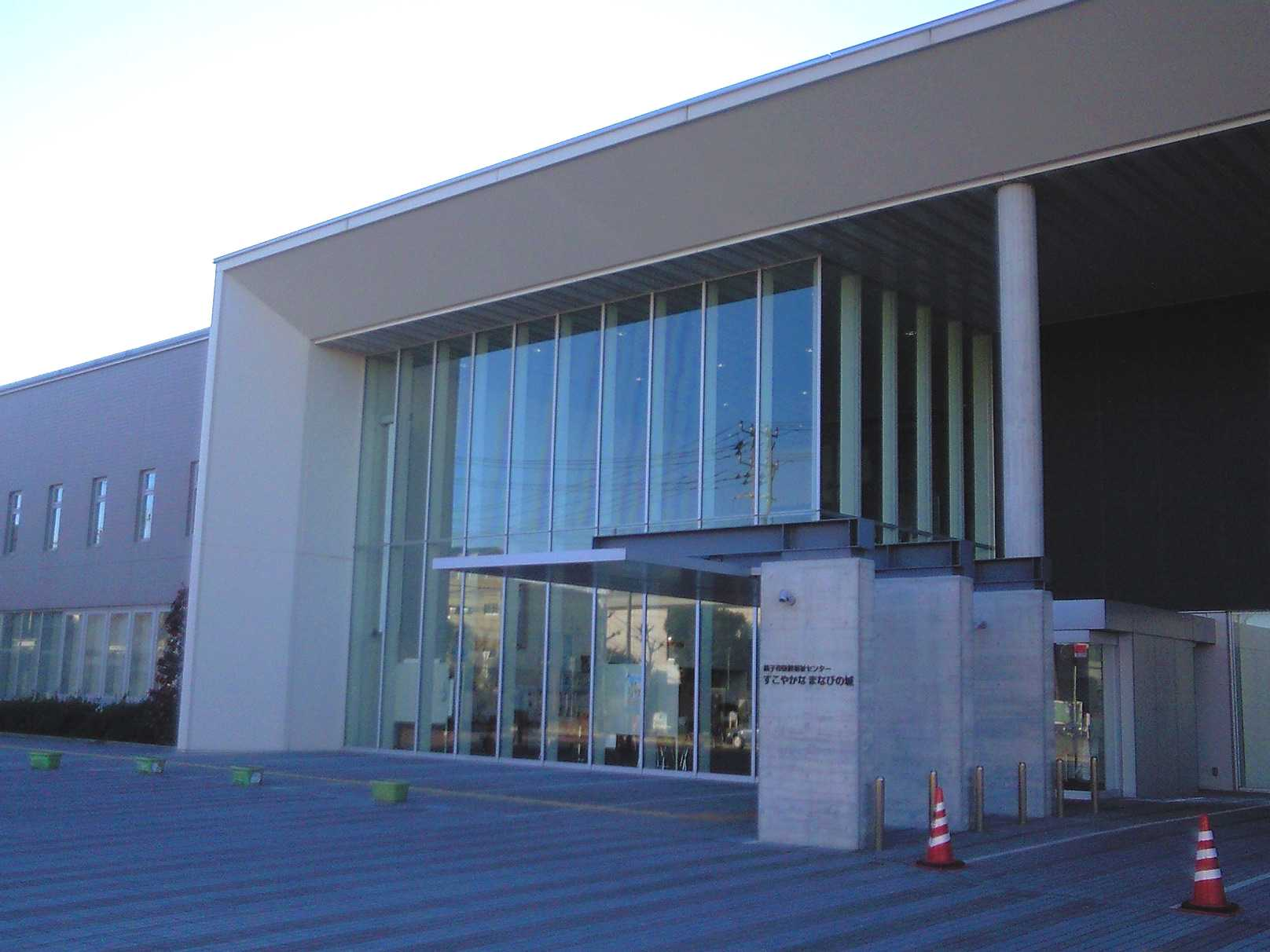
銚子市保健福祉センター・すこやかな学びの城

#### 保健施設
- 銚子市保健福祉センター・すこやかな学びの城

銚子市における保健福祉活動の拠点として、2004年（平成16年）度からの2か年継続事業により建設工事が進められ、2006年（平成18年）4月に開館した。1階には銚子市子育て世代包括支援センター「すくさぽ」が設置され、保健師、社会福祉士、母子保健コーディネーター、子育てコンシェルジュ、家庭相談員等の専門職が妊娠・出産・産後・子育てに関する相談に応じている。2階プレイルームには、0歳から3歳を中心とした乳幼児と保護者の交流の場として「子育て広場」が常設されており、保育士資格を持つ職員が育児に関する相談に当たっている。

#### 児童福祉施設
銚子市では、次世代育成支援対策行動計画に基づき、地域子育て支援センターへの支援や放課後児童クラブの運営等を実施すると共に、乳幼児医療費助成、ひとり親家庭等医療費助成事業、子育て広場の開設等により、子育ての支援の充実を進めてきた。2015年（平成27年）度には、「銚子市子ども・子育て支援事業計画」が策定され、子育て支援課の新設により組織体制が強化された。その後、2018年（平成30年）度から銚子市子育て世代包括支援センター「すくサポ」が開設されると共に、子ども医療費助成の拡充も実施された。2024年（令和6年）度には、「銚子で生まれ育ち良かったと思えるような地域で支える『子育てのまちづくり』」を基本理念とした「第3期銚子市子ども・子育て支援事業計画」が策定されている。
保育園・保育所

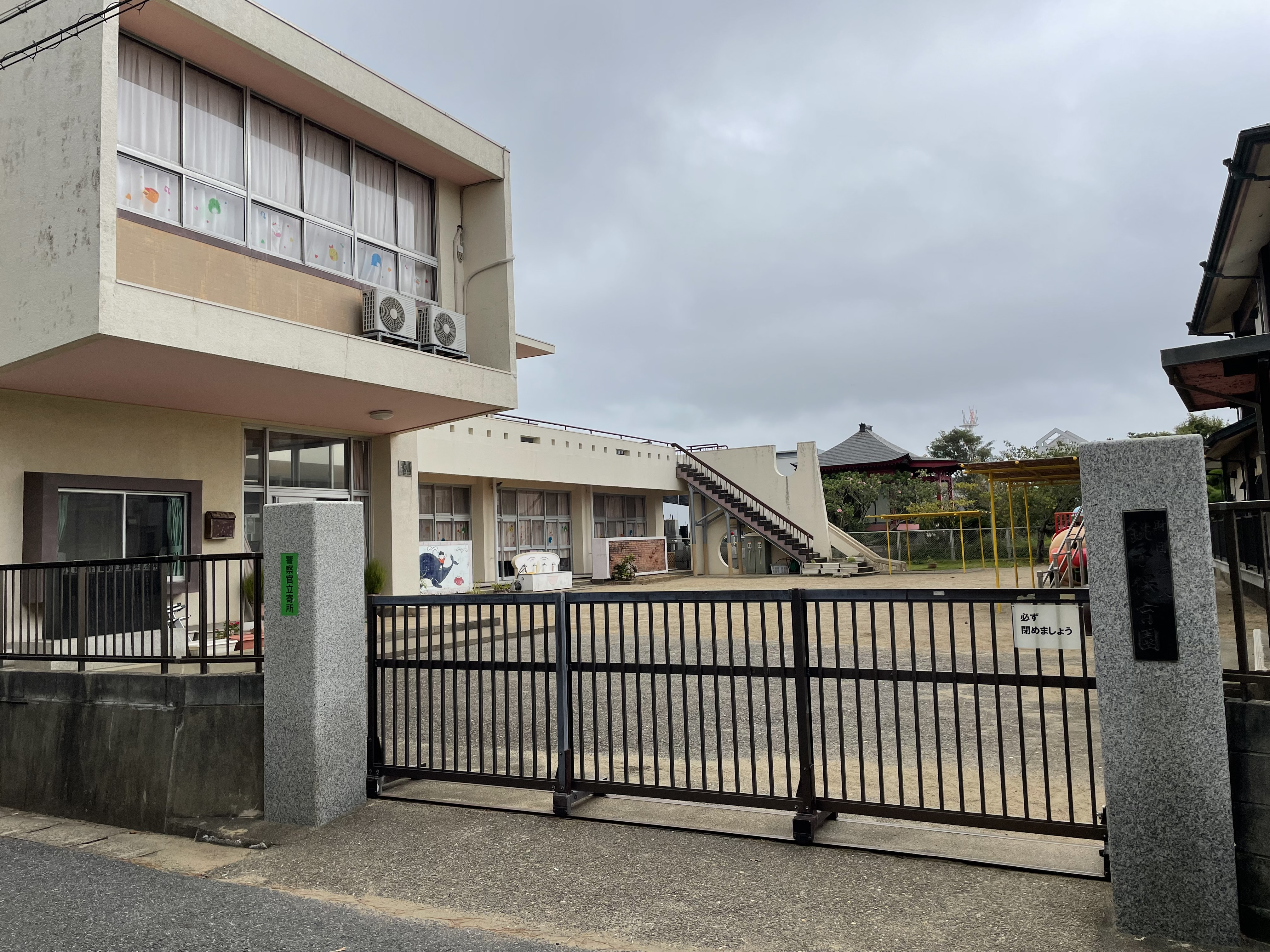
銚子保育園

銚子市は1947年（昭和22年）の「児童福祉法」施行後、市立保育所の設置を進めてきた。その後、核家族化の進行や母親の就業機会の増加等に対応し、乳幼児保育・時間外保育・一時的保育・障害児保育といった特別保育事業内容の充実が図られ、地域における世代交流事業、異年齢児交流保育、子育て支援事業等も行われている。2023年（令和5年）3月に策定された「銚子市DX推進計画」においては、「保育業務支援システム」の導入による保育環境の向上が示されている。
- 銚子市第二保育所
- 銚子市第四保育所
- 銚子保育園
- 外川保育園
- 松岸保育園
- 聖母保育園
- 銚子中央保育園
- 東光保育園
- 萌保育園

認定こども園
- 銚子幼稚園

企業主導型保育事業
- あおの杜保育園

子育て支援センター
- マンマ子育て支援センター
- ひまわり子育て支援センター
- えがお子育て支援センター
- 聖母マリア子育て支援センター

#### 障害者福祉施設
銚子市では、2024年（令和6年）度に「このまちで共に生きる！すべての人が宝物」を基本理念とした「銚子市障害者福祉計画・第7期銚子市障害福祉計画・第3期銚子市障害児福祉計画」を策定し、障害の有無にかかわらず、多様な人々が住み慣れた地域で共に支え合いながら暮らせる社会の実現を目指している。
- 就労継続支援B型事業所のぞみ
- 就労継続支援B型事業所しおさい春日
- 就労継続支援B型事業所しおさい三崎
- 銚子市地域活動支援センターかんらん
- 銚子市児童発達支援センターわかば

1959年（昭和34年）4月、全国で13番目の精神薄弱児通園施設として、銚子市立わかば学園が設置された。2012年（平成24年）4月に児童発達支援センターとなり、児童発達支援、保育所等訪問支援、相談支援を開始した。2018年（平成30年）4月には「銚子市児童発達支援センターわかば」に名称を変更し、同年8月から居宅訪問型児童発達支援を開始した。2022年（令和4年）4月からは、指定管理者による運営に移行している。

#### 高齢者福祉施設
銚子市では、高齢者施策を総合的に計画・推進すると共に介護保険事業の円滑な実施を図るため、2024年（令和6年）3月に「銚子市高齢者福祉計画・第9期介護保険事業計画」を策定している。「みんなが支えあい すこやかに暮らせる 福祉のまちづくり」を目指し、さらなる地域包括ケアシステムの深化・推進を図ると共に、中長期的な視点から、「地域共生社会の実現」等も踏まえて位置づける計画としている。
介護保険サービス
- 特別養護老人ホーム松籟の丘
- 特別養護老人ホームさざんか園
- 特別養護老人ホームシオン銚子
- 介護老人保健施設慈風園
- 介護老人保健施設なぎさ
- 介護老人保健施設とよさと

高齢者福祉サービス
- 猿田の丘なでしこ
- ケアハウスマリンピア銚子
- ケアハウスかすが苑
- ケアハウス第2かすが苑
- 銚子市老人憩の家・地域福祉センター（こも浦荘）
- 銚子市芦崎高齢者いこいセンター

地域包括支援センター
銚子市では、高齢者の総合的な支援を行う拠点として、市内4か所に地域包括支援センターを設置している。地域包括支援センターは、地域包括ケアシステムの中核として、保健師、社会福祉士、主任介護支援専門員（主任ケアマネージャー）等が中心となり、生活、介護、福祉、認知症対策、権利擁護等の高齢者支援を行っている。
- 銚子市地域包括支援センター
- 銚子市東部地域包括支援センター
- 銚子市中央地域包括支援センター
- 銚子市西部地域包括支援センター

その他
- 千葉県生涯大学校東総学園

千葉県生涯大学校は、高齢者に社会環境の変化に順応できる能力を再開発し、社会活動への参加を通じて生きがいに満ちた充実した生活が営めるよう、地域における高齢者福祉の増進を図るために千葉県が設置している。銚子市には北総学園として1975年（昭和50年）に設置された。東総学園の課程としては、健康・生活学部70人、造形学部園芸まちづくりコース35人、陶芸コース25人の2学部130人である。入学資格は、千葉県内在住の満60歳以上で、学習の成果を地域活動で役立てる等意欲のある者とされる。

## 教育

### 大学
- 千葉科学大学

### 高等学校
- 銚子市立銚子高等学校
- 千葉県立銚子高等学校
- 千葉県立銚子商業高等学校
- 千葉科学大学附属高等学校

### 中学校
- 銚子市立第一中学校
- 銚子市立第二中学校
- 銚子市立第三中学校
- 銚子市立銚子中学校
- 銚子市立銚子西中学校

### 小学校

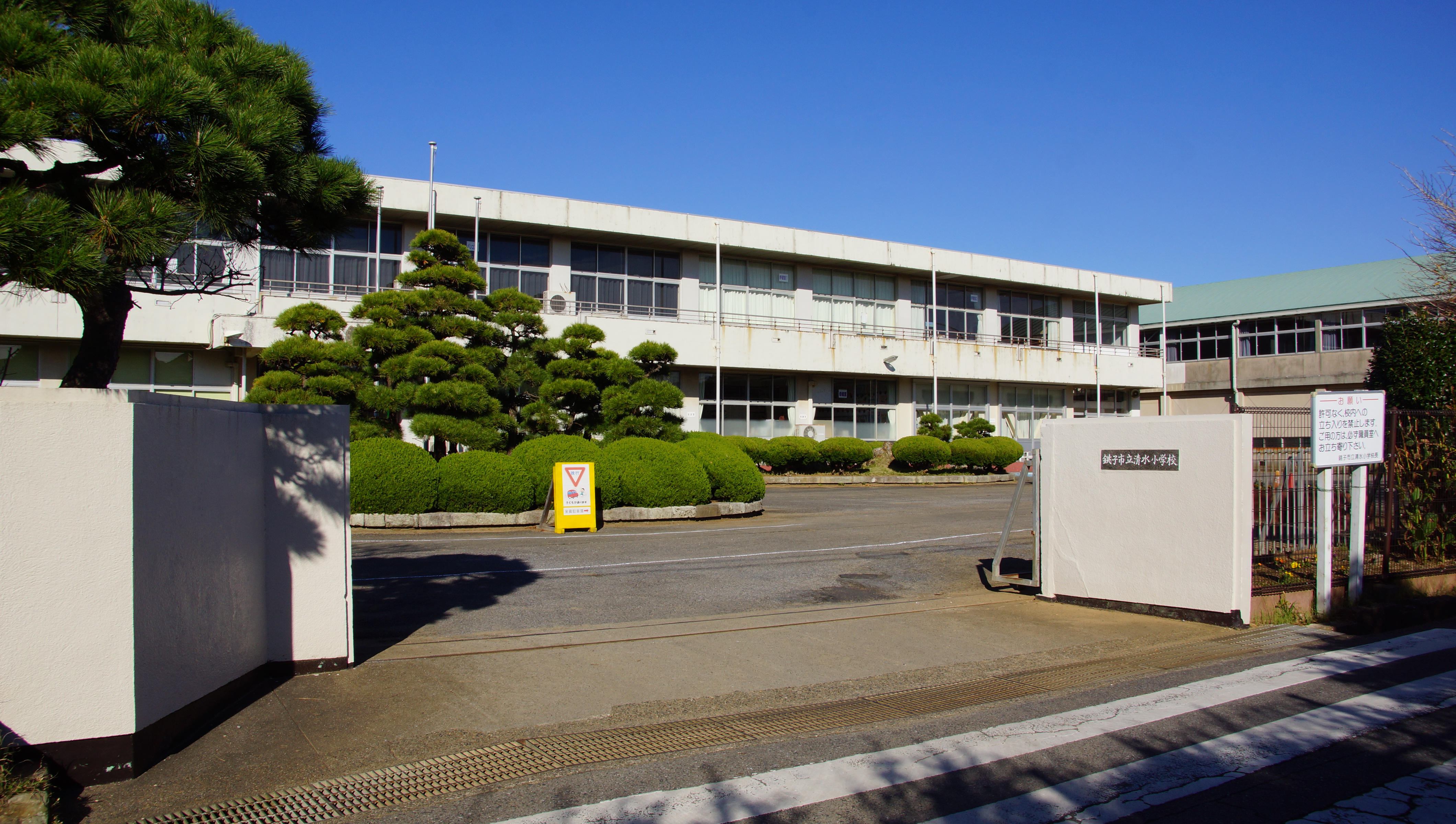
銚子市立飯沼小学校
- 銚子市立清水小学校
- 銚子市立明神小学校
- 銚子市立双葉小学校
- 銚子市立本城小学校
- 銚子市立春日小学校
- 銚子市立高神小学校
- 銚子市立海上小学校
- 銚子市立船木小学校
- 銚子市立椎柴小学校
- 銚子市立豊里小学校

- 銚子市立清水小学校

### 幼稚園

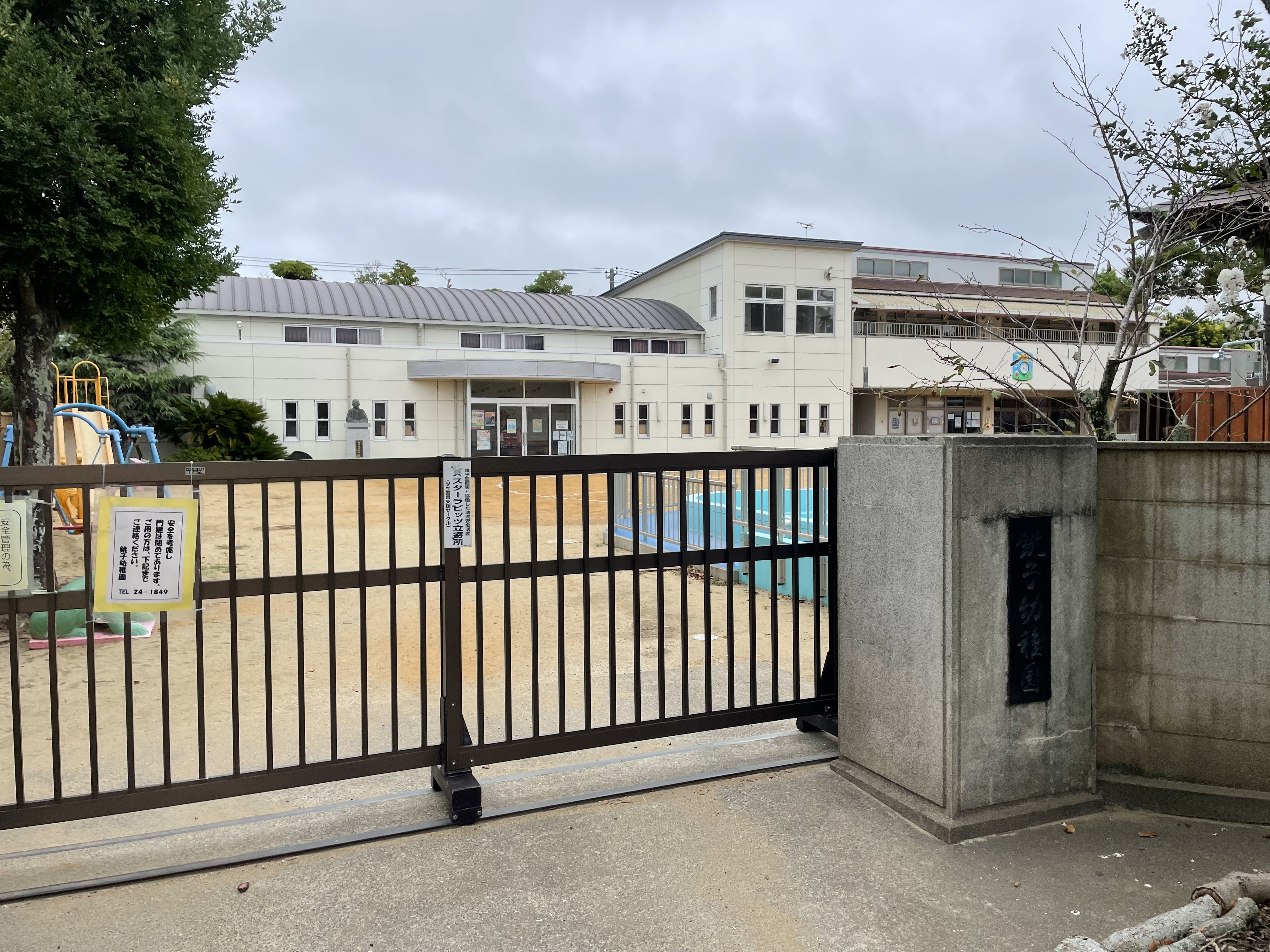
銚子幼稚園
- 飯沼幼稚園

- 銚子幼稚園

### 特別支援学校
- 千葉県立銚子特別支援学校

### 教育関係機関
- 千葉大学理学部海洋バイオシステム研究センター銚子実験場

## 情報・通信

### マスメディア

#### 新聞
市内に通信部・支局を置く日刊の全国紙・地方紙は3紙、市内に本社のある日刊の地元新聞は1紙がある。
- 読売新聞銚子通信部
- 毎日新聞銚子通信部
- 千葉日報銚子・海匝支局
- 大衆日報

#### 放送局

銚子テレビ放送

- NHK千葉放送局銚子支局
- 銚子テレビ放送

1990年（平成2年）4月に開局し、多チャンネルの情報・テレビ番組の再送信と自主番組・広告の送出を主な業務としている。

## 生活基盤

### ライフライン

#### 電力
- 東京電力パワーグリッド株式会社
  - 銚子変電所
    - 新設：1922年（大正11年）9月
    - 設備容量：50000キロボルト
    - 供給エリア：銚子市街地

  - 犬吠変電所
    - 新設：1966年（昭和41年）12月
    - 設備容量：55000キロボルト
    - 供給エリア：銚子市南部

  - 明神変電所
    - 新設：1988年（昭和63年）7月
    - 設備容量：20000キロボルト
    - 供給エリア：銚子市東南部水産加工群地域

- 銚子電力株式会社

電力の地産地消や収益の地域還元を目的として、2018年（平成30年）6月に市や地元金融機関等の出資により設立された。電力サービス「チョウシeデンキ」や「太陽光発電システム」の提供を行っている。

#### 都市ガス
- 銚子瓦斯株式会社

1913年（大正2年）7月に設立された。供給区域は川口町から市内中心地、清川町、台町、春日町の一部までの市街地で、ガス管網の総延長は本支管合わせて約49キロメートルである。

#### 水道
- 銚子市水道局
  - 取水場
    - 新宿取水場（黒部川表流水）
      - 生物活性炭処理施設

    - 白石取水場（高田川表流水）

  - 取水管
    - 白石取水場〜白石貯水場間（1418.5メートル）

  - 貯水場
    - 白石貯水場

  - 導水管
    - 白石貯水池〜本城浄水場間
      - 第1導水管（6822.24メートル）
      - 第2導水管（7060.3メートル）

    - 新宿取水場〜本城浄水場間（19309.98メートル）

  - 浄水場
    - 本城浄水場

  - 送水管
    - 本城浄水場〜春日台配水場間（941.58メートル）
    - 本城浄水場〜上野町配水場間（458.54メートル）
    - 本城浄水場〜南小川町間（3023.6メートル）

  - 配水場
    - 上野町配水場（1号配水池、2号配水池）
    - 高田町配水場
    - 笠上町高区配水場
    - 愛宕山高区配水場
    - 三崎町高区配水場
    - 豊里台配水場
    - 諸持町受水配水場

  - ポンプ所
    - 後飯町増圧ポンプ所
    - 名洗増圧ポンプ所
    - 上野町増圧ポンプ所（三崎・春日系、豊岡系）
    - 野尻町増圧ポンプ所
    - 春日町増圧ポンプ所
    - 笹本町増圧ポンプ所

  - 配水管（399272メートル）

#### 下水道
- 銚子市水道局下水道室
  - 終末処理場
    - 芦崎終末処理場
    - 豊里住宅団地地下水道終末処理場

  - ポンプ施設
    - 唐子ポンプ場
    - 大谷津住宅団地ポンプ所

  - 管渠等（14万5287.36メートル）

#### 電話
市外局番
銚子市の市外局番は市内全域で0479（銚子MA）である。なお、銚子MAが使用されるのは、銚子市全域及び茨城県神栖市 （太田・太田新町・須田・砂山・土合北・土合中央・土合西・土合東・土合本町・土合南・波崎・波崎新港・矢田部・柳川・柳川中央・若松中央）である。

## 交通

### 鉄道路線
銚子市と市外を結ぶ鉄道は東日本旅客鉄道（JR東日本）の総武本線と成田線である。銚子市を起点として、市内に銚子駅・松岸駅・猿田駅・椎柴駅・下総豊里駅の5駅が設けられている。総武本線には、銚子発・東京駅直行の特急列車「しおさい」が運転されている。銚子駅からは、私鉄の銚子電気鉄道線が外川駅まで通じている。
銚子駅舎は1948年（昭和23年）に建築され、その後改修が重ねられたが、2016年（平成28年）10月から全面的な駅舎建替えが行われた。新駅舎は2018年（平成30年）4月に開業した。銚子の人々が生み出す「にぎわい」をテーマに、外装は犬吠埼灯台、内装は醤油蔵をイメージしてデザインされ、地場産の山武杉が使用される等、地域の特色を取り入れた新しい都市交流拠点として整備された。駅構内には、銚子を音楽の街として盛り上げることを目的に木製の「駅ピアノ」が設置され、地元住民や観光客に親しまれている。
東日本旅客鉄道（JR東日本）
- ■総武本線
  - - 猿田駅 - 松岸駅 - 銚子駅
- ■成田線
  - - 下総豊里駅 - 椎柴駅 - 松岸駅

※ 銚子運輸区 - 乗務員の運用、車両検査等を業務とする現業機関として、2012年（平成24年）5月に設立された。職員数は約100人である。

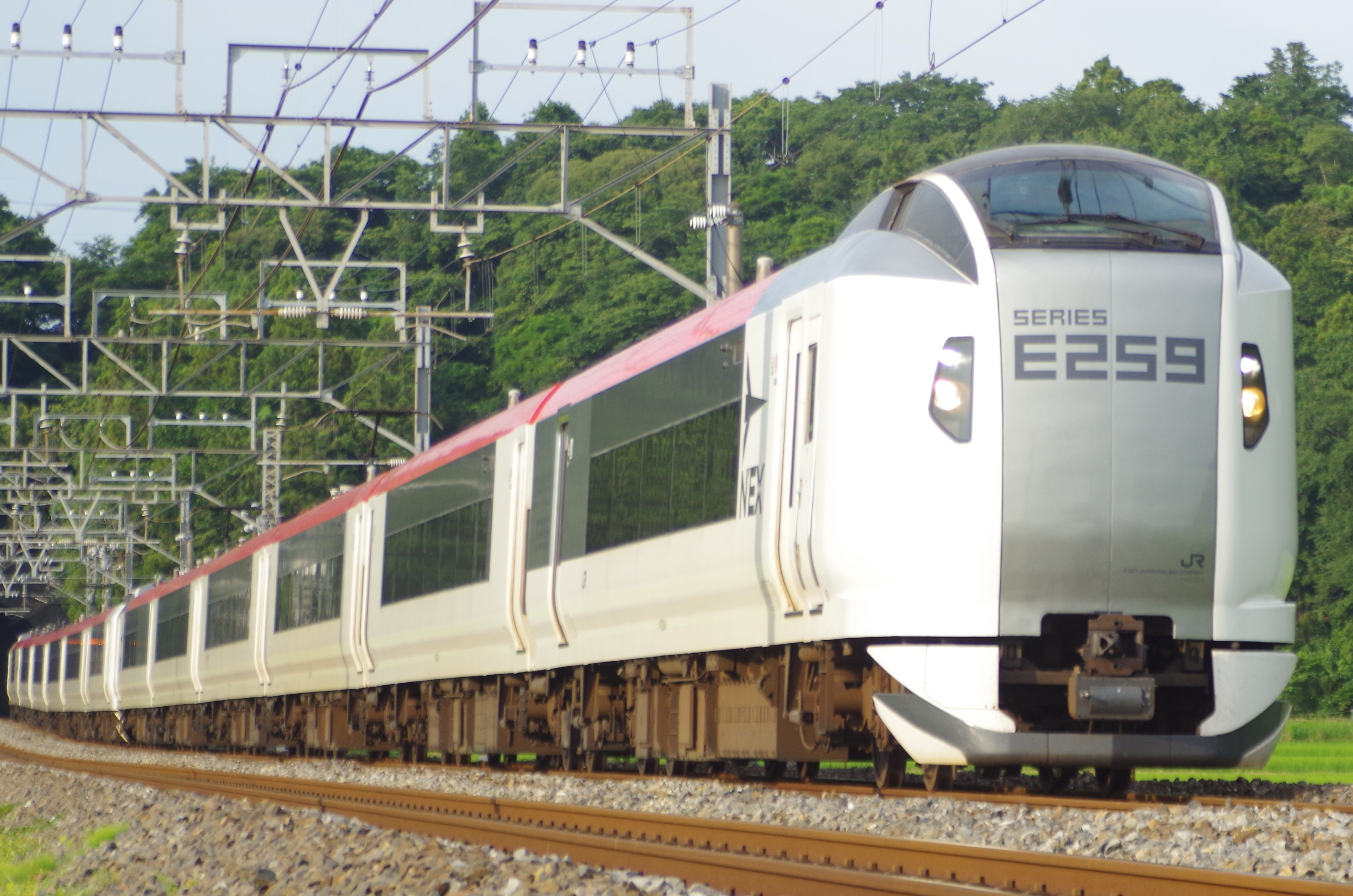
特急しおさい（E259系、グリーン車連結）
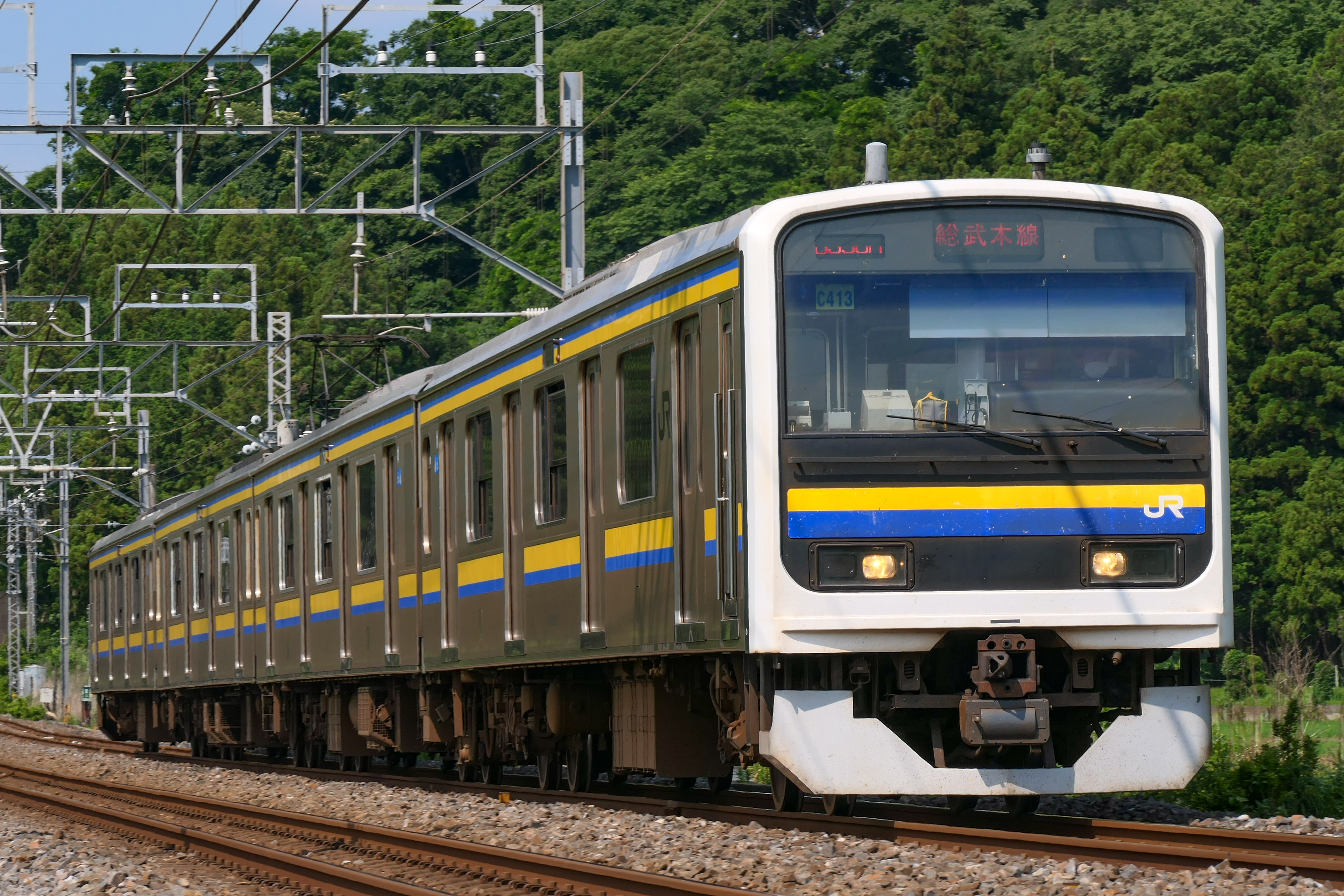
総武本線（209系2000番台・2100番台）
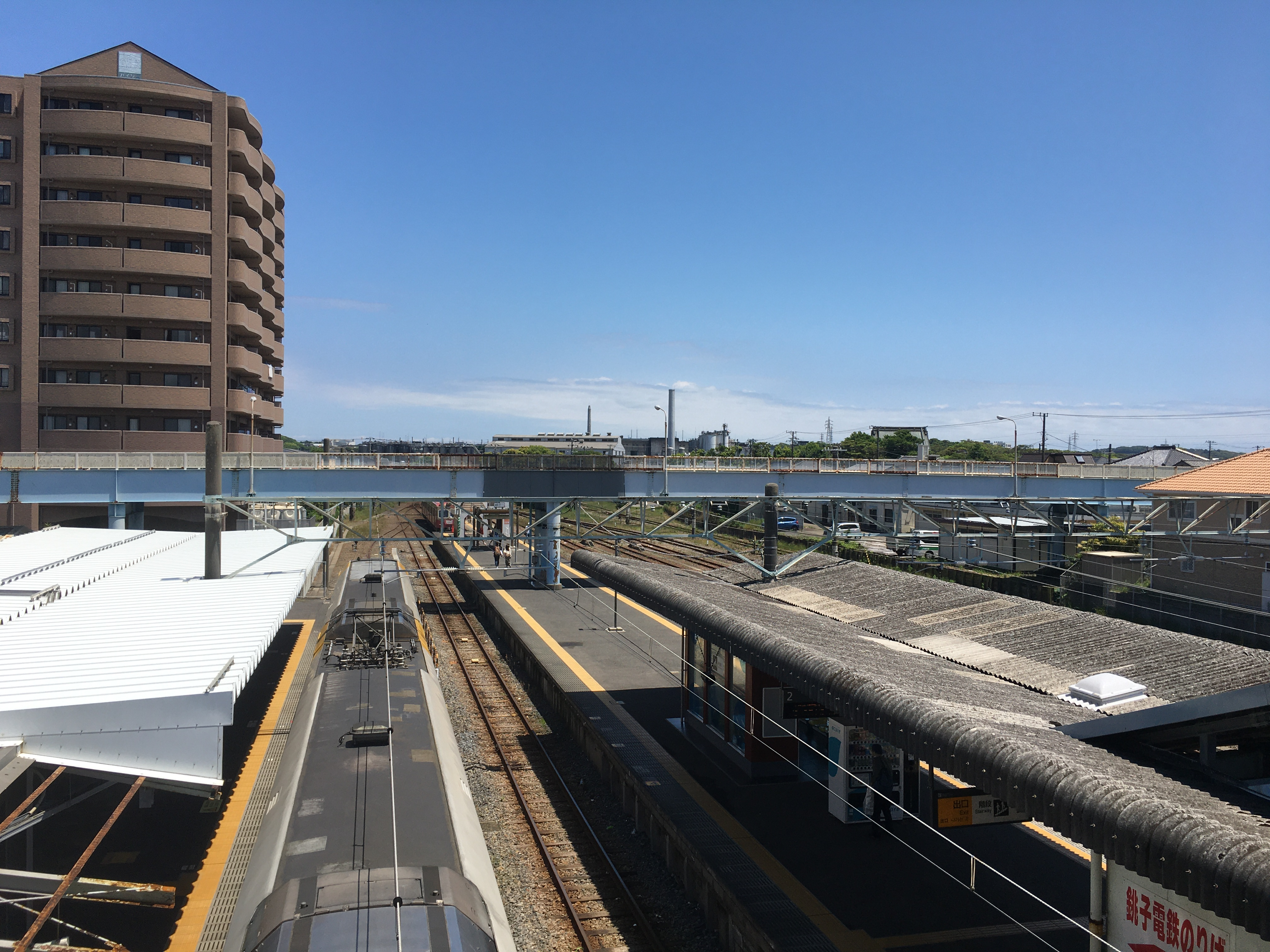
JR銚子駅1・2番線ホーム
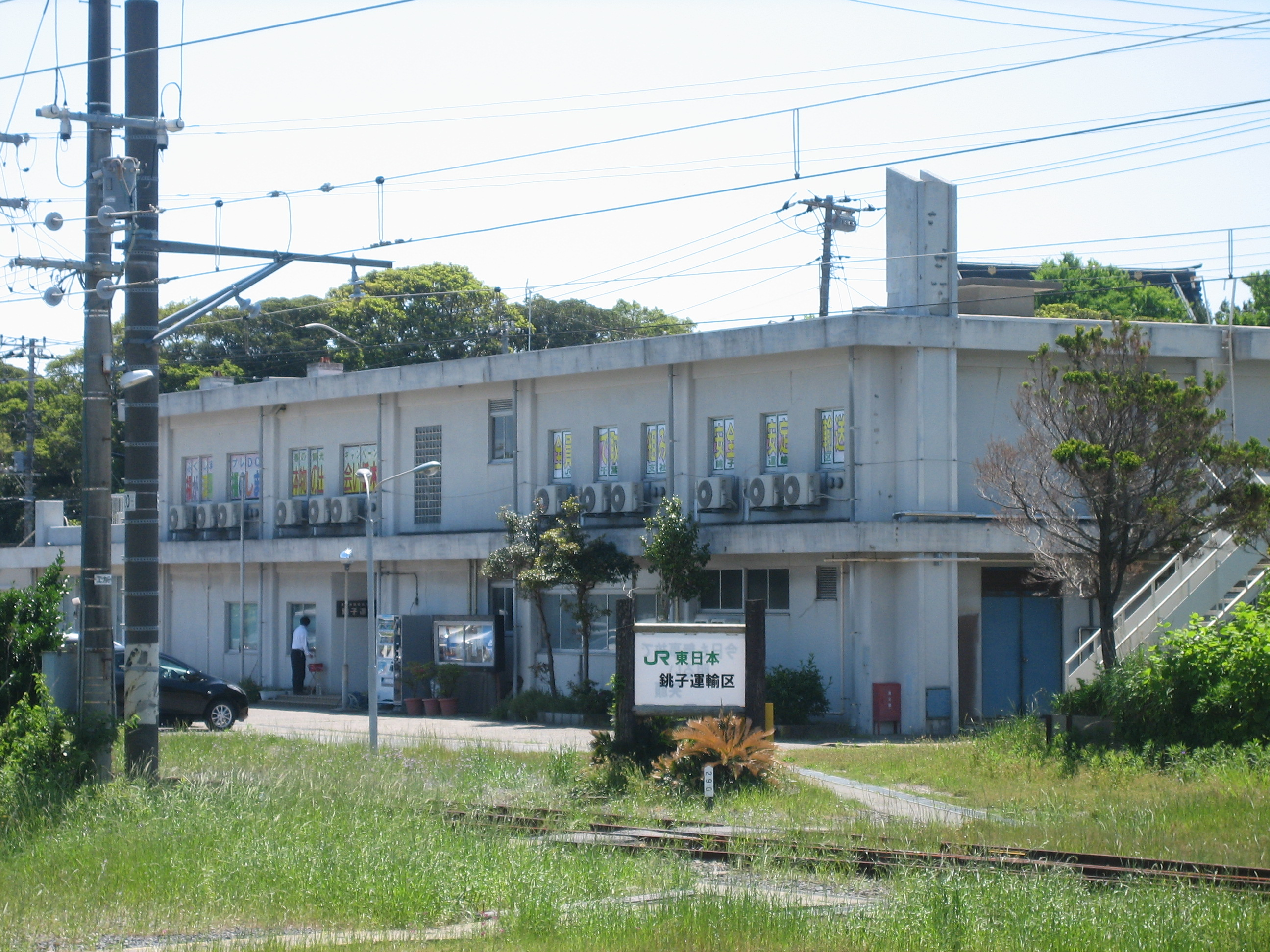
銚子運輸区

銚子電気鉄道（銚子電鉄）
銚子市内唯一の私鉄である銚子電気鉄道は、1923年（大正12年）に銚子鉄道株式会社として設立開業し、戦後の1948年（昭和23年）に企業再建整備法により、新旧勘定合併のため銚子電気鉄道株式会社と改称し、設立登記を行った。平成に入ってからは、ワンマン化車両購入・重軌条交換等の近代化設備整備事業、各駅舎のヨーロッパ風の改良整備、植栽による沿線風景の美化等が進んでいる。営業キロ数は銚子駅構内から外川まで全長6.4キロメートルである。
- 銚子電気鉄道線
  - （全線市内）銚子駅 - 仲ノ町駅 - 観音駅 - 本銚子駅 - 笠上黒生駅 - 西海鹿島駅 - 海鹿島駅 - 君ヶ浜駅 - 犬吠駅 - 外川駅

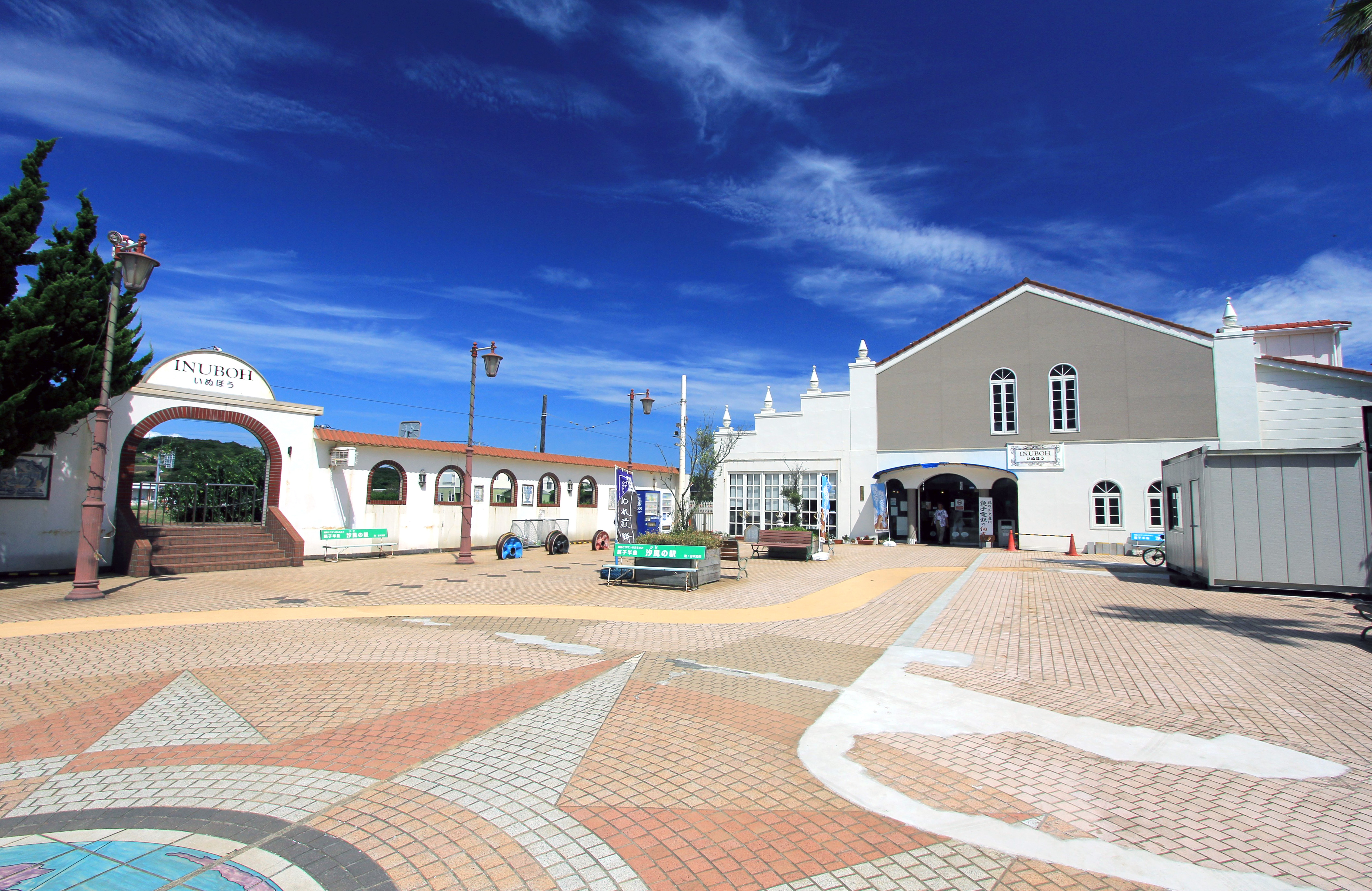
犬吠駅
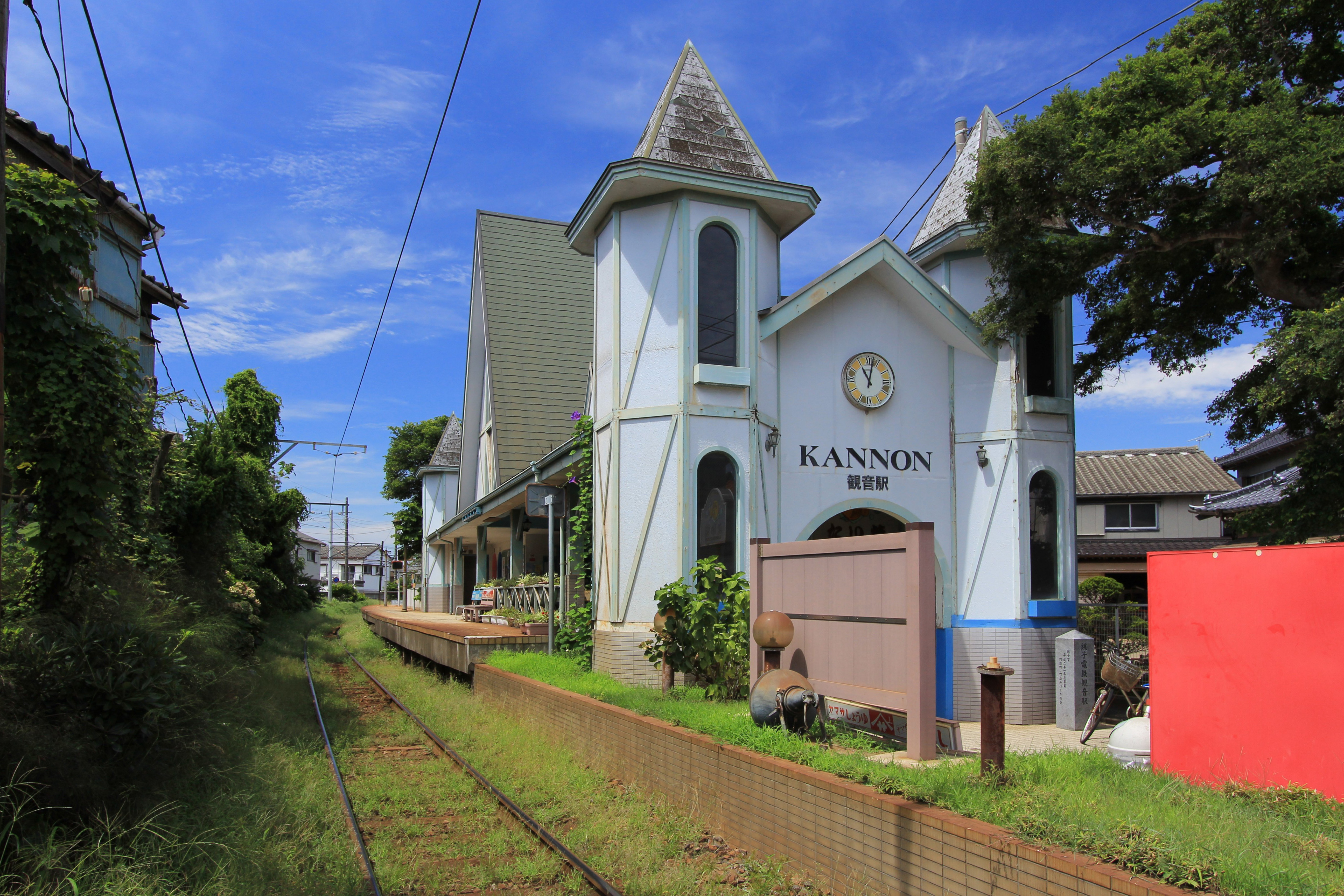
観音駅
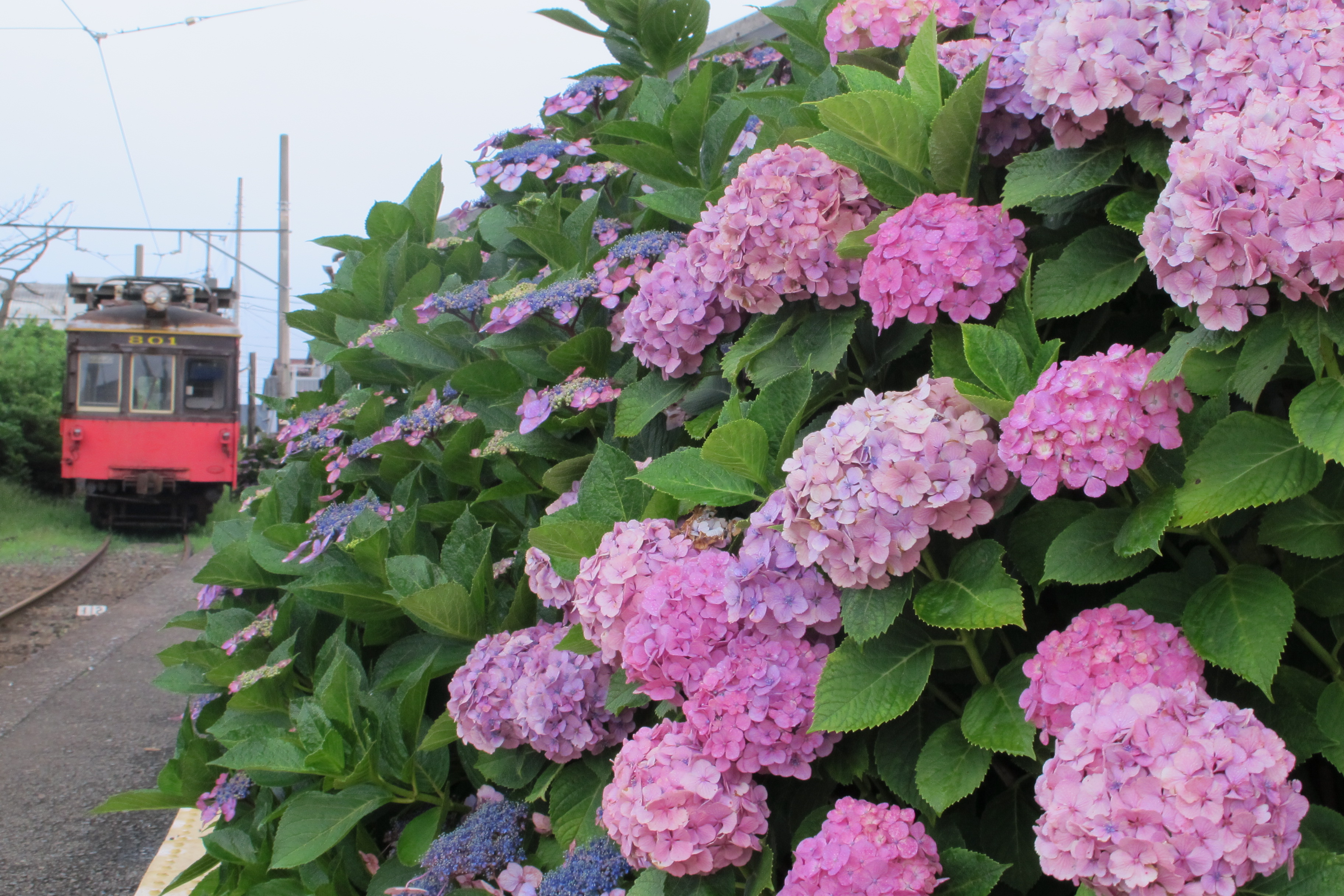
デハ801

### バス路線

#### 高速バス

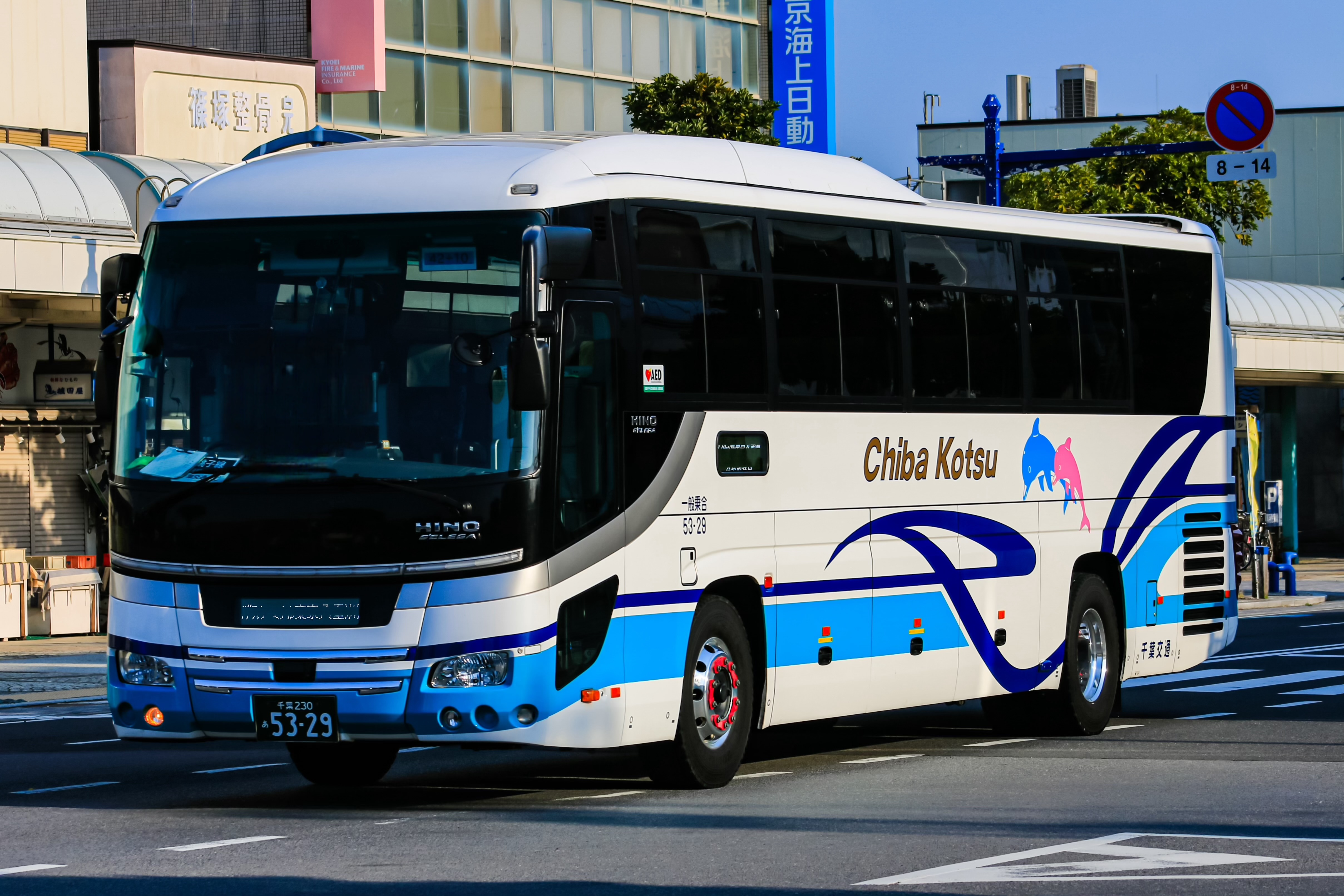
京成バス千葉イースト

銚子市では、1991年（平成3年）6月から首都方面との都市間高速バスの運行が開始された。バスターミナル東京八重洲直行の高速バスが3ルートあり、1日43往復86本運行している。

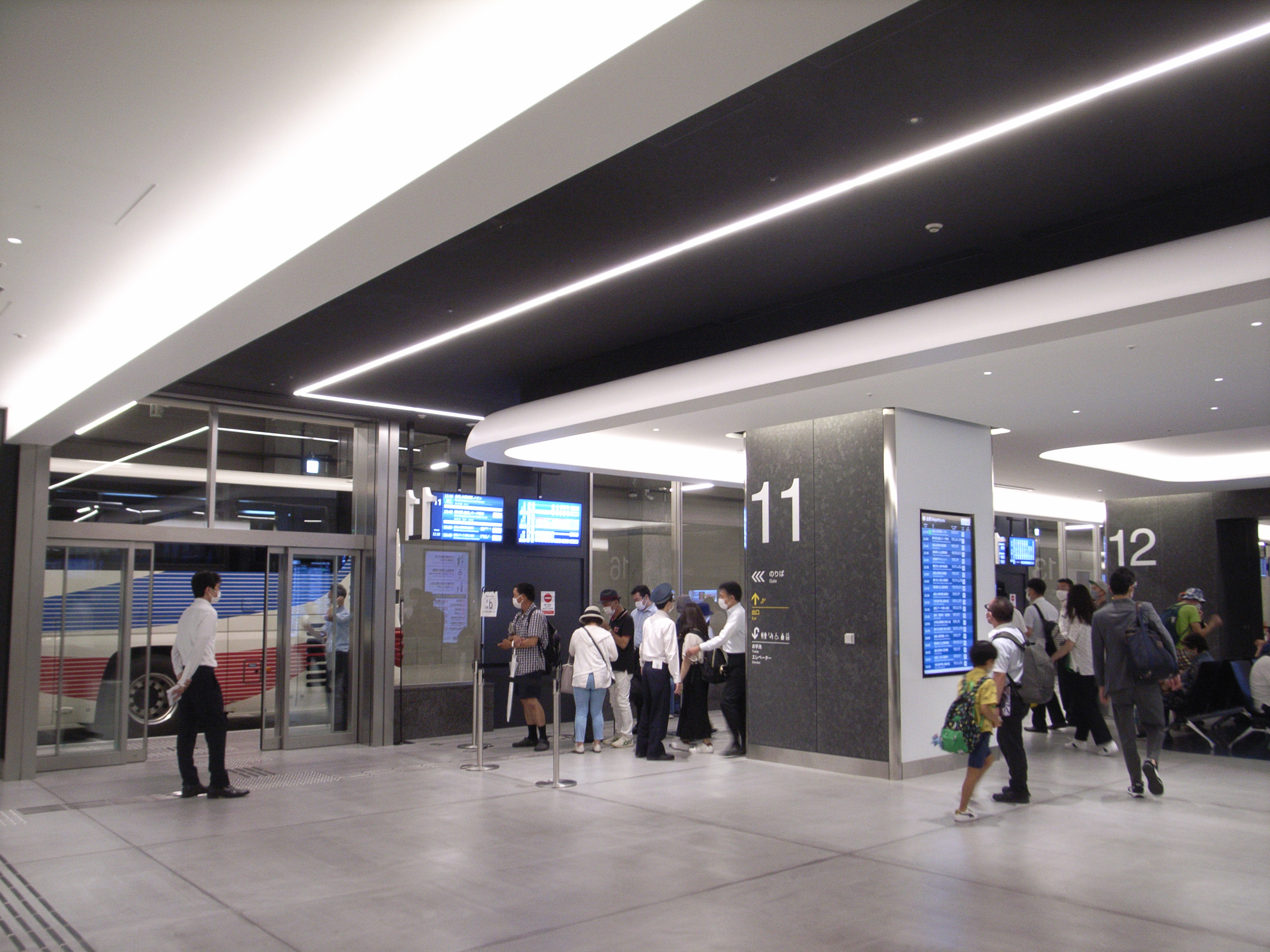
バスターミナル東京八重洲

- 横芝光・旭ルート（京成バス千葉イースト、京成バス）
  - バスターミナル東京八重洲 - 横芝光IC - 旭 - イオンモール銚子 - 銚子駅 - 犬吠埼太陽の里
- 大栄・旭ルート（京成バス千葉イースト、京成バス）
  - バスターミナル東京八重洲 - 酒々井プレミアム・アウトレット - 旭 - 銚子駅
- 佐原ルート（京成バス千葉イースト）
  - バスターミナル東京八重洲 - 酒々井プレミアム・アウトレット - 佐原駅 - 四日市場パーキング - 銚子駅
- 佐原・小見川ルート（京成バス千葉イースト）
  - バスターミナル東京八重洲 - 香取市役所前 - 小見川支所 - 四日市場パーキング - 銚子駅
- 小見川ルート（京成バス千葉イースト）
  - バスターミナル東京八重洲 - 酒々井プレミアム・アウトレット - 小見川 - 四日市場パーキング - 銚子駅 - 陣屋町

- バスターミナル東京八重洲

#### 路線バス
3系統の鉄道網を補完する形で、民間2社が銚子駅を発着点として8系統の路線バスを市内各地区及び周辺地区で運行しており、東総地域におけるバス交通の拠点的地位を占めている。
- 京成バス千葉イースト（銚子営業所）
  - 豊里ニュータウン線（陣屋町 - 銚子駅 - 豊里ニュータウン第四）
  - 旭銚子線・イオンシャトルバス（陣屋町 - 双葉町 - 銚子駅 - イオンモール銚子 - 玉崎神社 - 旭駅）
  - 長崎線（銚子駅 - 市立病院・国民宿舎前）
  - 名洗・千葉科学大学線（銚子駅 - 千葉科学大学本部前）
- ちばこうバス（京成タクシーイースト）
  - 春日台線（銚子駅 - 市立高校・春日台循環）
  - 川口線（銚子駅 - 川口・ポートセンター）
  - 外川線（銚子駅 - 外川車庫）
  - 海鹿島線（海鹿島循環）
- 関東鉄道（関東鉄道潮来営業所・波崎車庫）
  - 利根川線（銚子駅 - 波崎営業所 - 矢田部公民館 - 鹿島神宮駅）
  - 海岸線（銚子駅 - 土合東電社宅 - 鹿島神宮駅）
  - 海水浴場線（銚子駅 - 波崎海水浴場）

### タクシー
銚子市内のタクシー事業者は4事業者があり、合計の保有台数は約86台となっている。
- 大丸タクシー
- ミナトミタカタクシー
- 平和タクシー
- アステル交通

### 道路
銚子市の主要な幹線道路としては、国道126号（銚子市ｰ東金市ｰ千葉市）と国道356号（銚子市ｰ印西市ｰ我孫子市）がある。この2線が中心市街地で合流して銚子市道路網の骨格を形成しており、銚子大橋で国道124号（銚子市ｰ茨城県水戸市）と合流して茨城県に通じている。県道としては、外川港線が中心市街地と外川漁港を結び内陸部を南北に縦断し、銚子公園線が中心部から海岸沿いを循環している。また、市の南西部には愛宕山公園線が屏風ヶ浦沿いに延びて銚子公園線及び外川港線と結ばれている。
広域幹線道路については、国道356号線銚子バイパス、県道銚子海上線清滝バイパス、東総台地地区広域営農団地農道、利根かもめ大橋有料道路等が整備されており、2013年（平成25年）には銚子大橋の架替工事が完了した。今後は山武方面との高規格道路である銚子連絡道路の延伸開通が期待されている。また、市内においては、県道愛宕山公園線バイパスの開通、県道銚子公園線長崎周遊道路の開通、銚子駅前シンボルロード・本通りマイロード・銚子銀座ココロードの整備等により、観光都市としての交通体系の整備が進められてきた。銚子市から和歌山県和歌山市に至る太平洋岸自転車道は、ナショナルサイクルルートに指定されている。
有料道路
- 銚子新大橋有料道路（利根かもめ大橋有料道路）

一般国道
- 国道124号
- 国道126号
- 国道356号（利根水郷ライン）

主要地方道
- 千葉県道37号銚子停車場線
- 千葉県道71号銚子旭線
- 千葉県道73号銚子海上線
- 千葉県道74号多古笹本線

一般県道
- 千葉県道198号銚子波崎線
- 千葉県道211号飯岡猿田停車場線
- 千葉県道244号外川港線
- 千葉県道254号銚子公園線
- 千葉県道286号愛宕山公園線（銚子ドーバーライン）

広域農道
- 東総台地地区広域営農団地農道

自転車道
- 太平洋岸自転車道
- 千葉県道404号銚子小見川佐原自転車道線

橋梁
- 銚子大橋
- 利根かもめ大橋

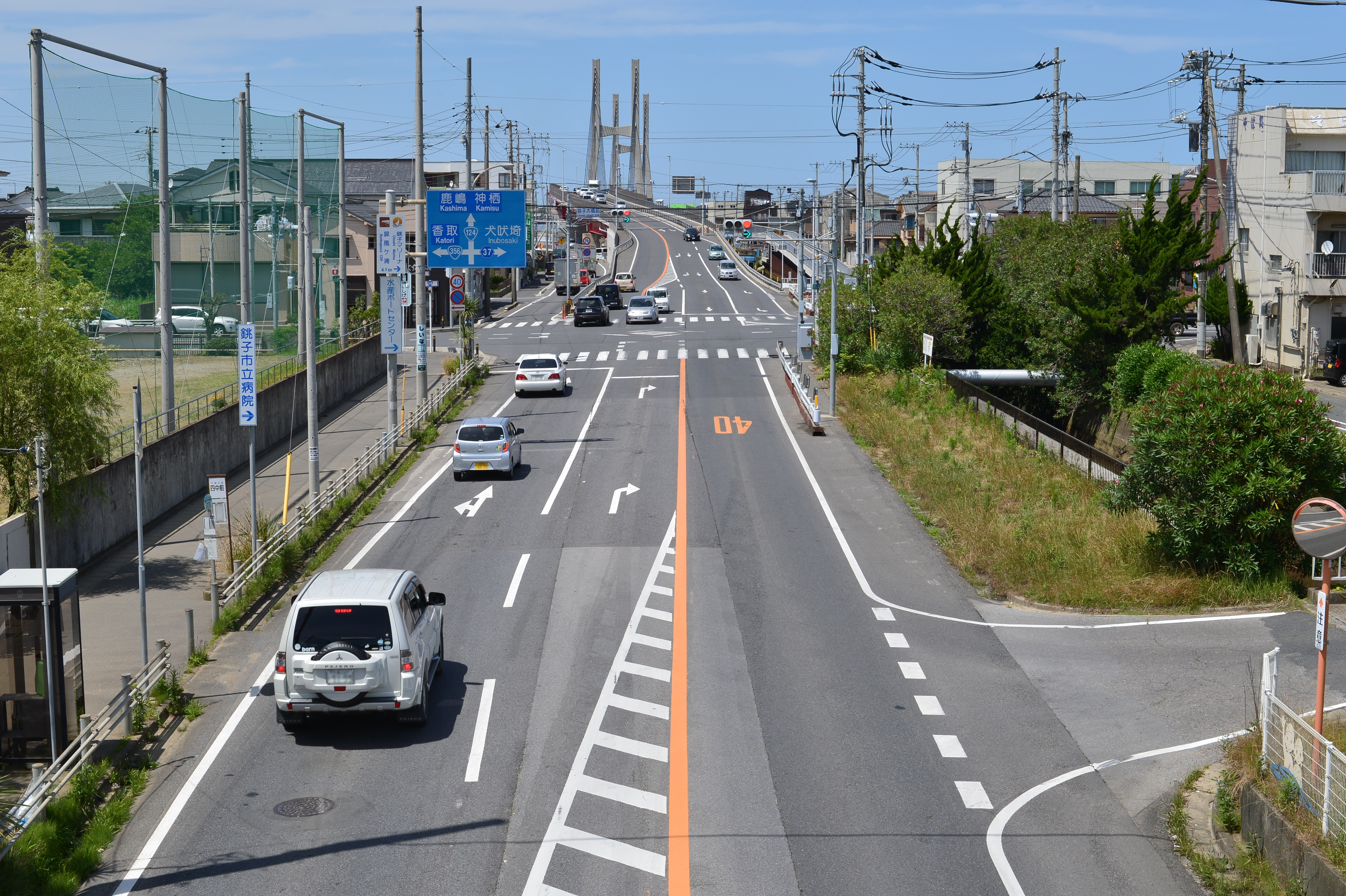
国道126号
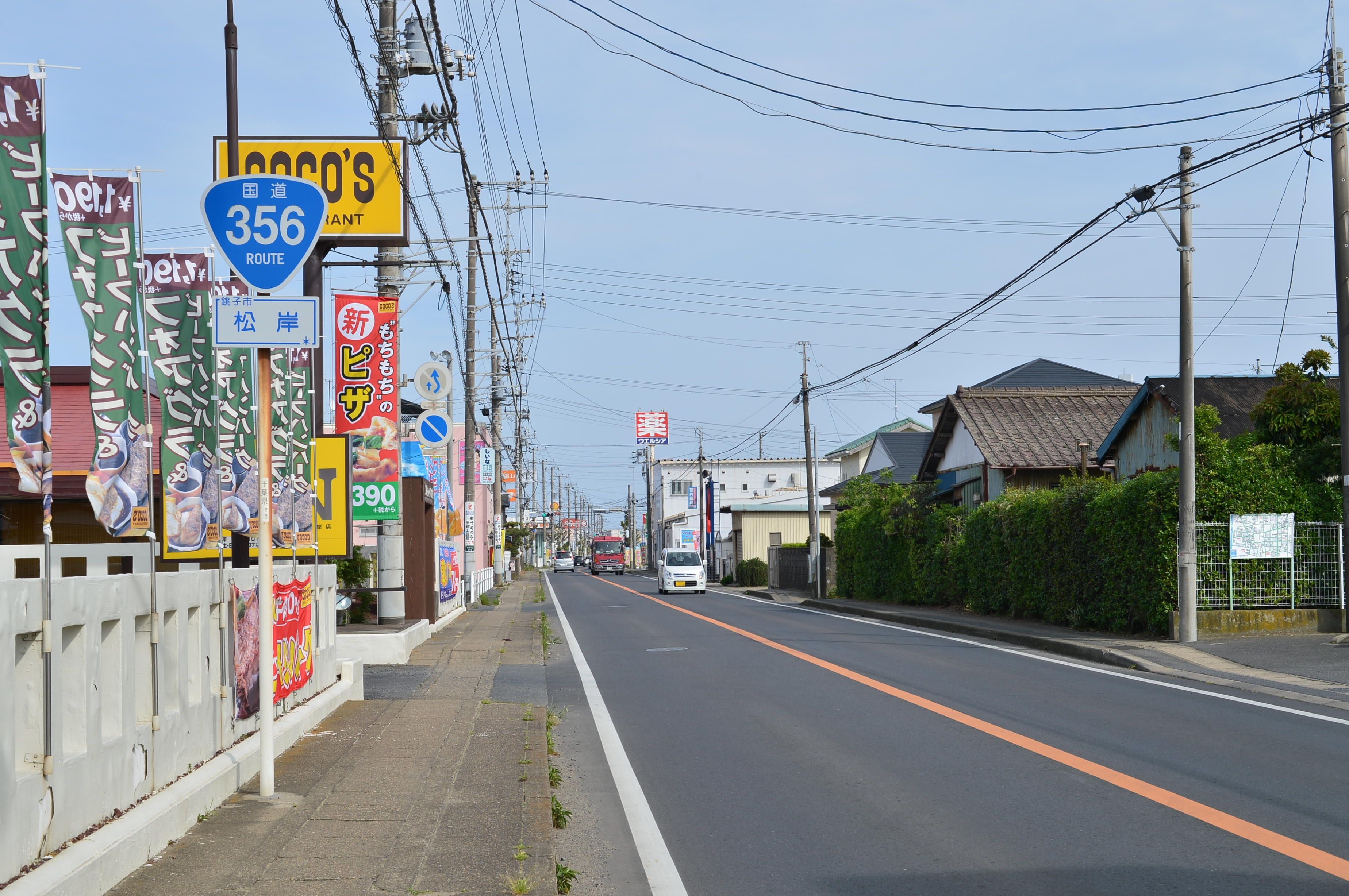
国道356号
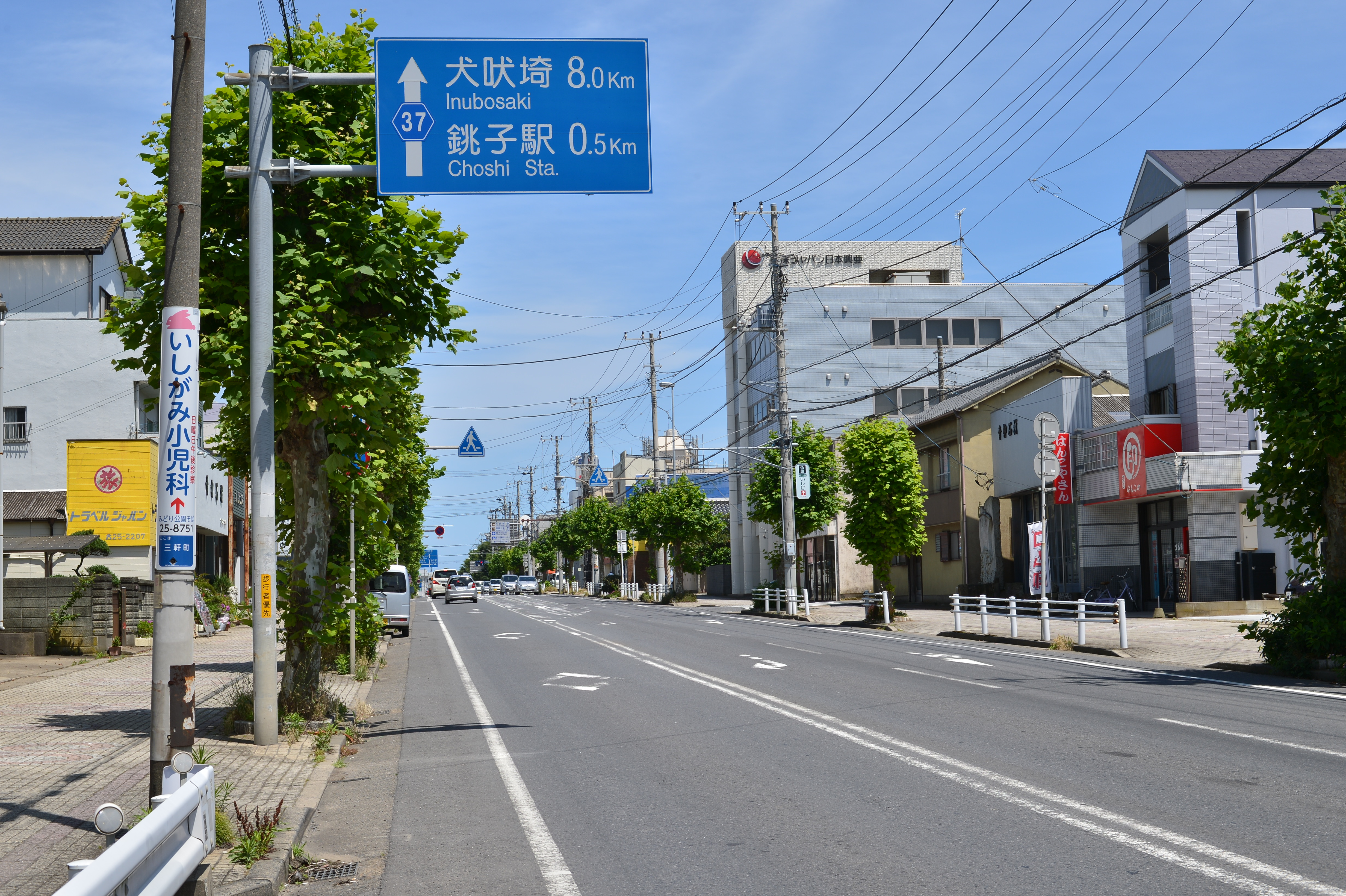
県道銚子停車場線
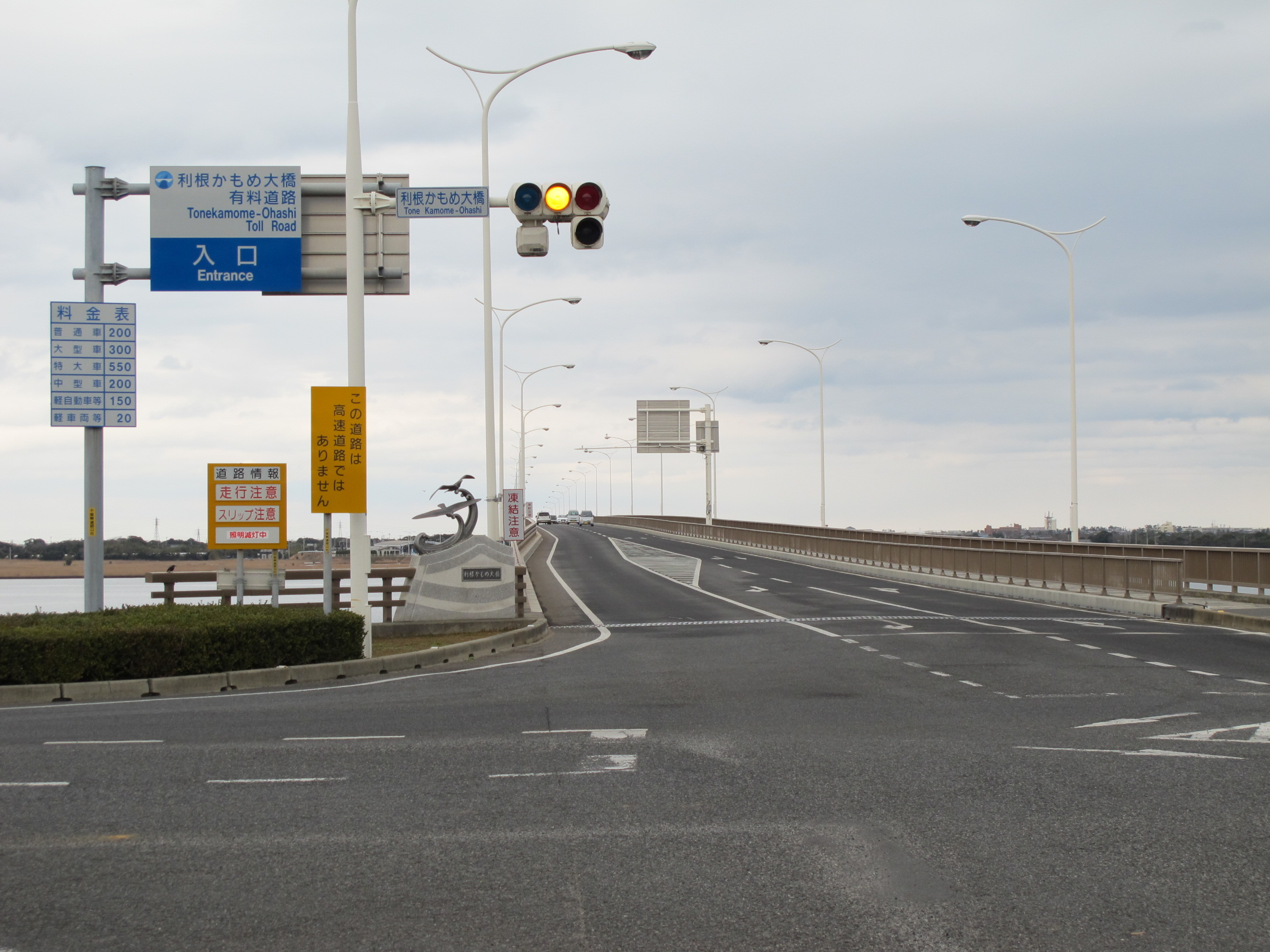
県道銚子波崎線
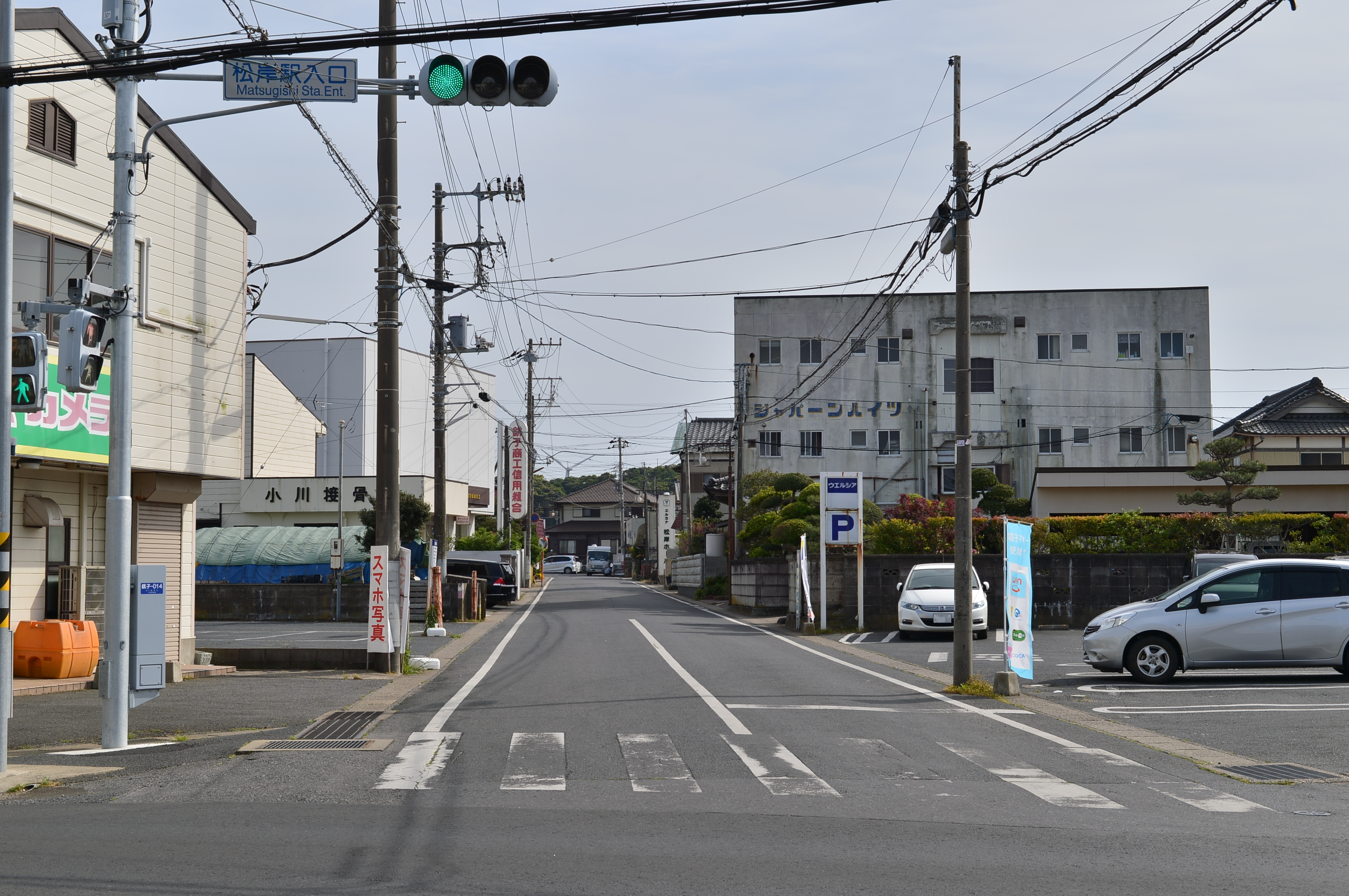
県道飯岡猿田停車場線
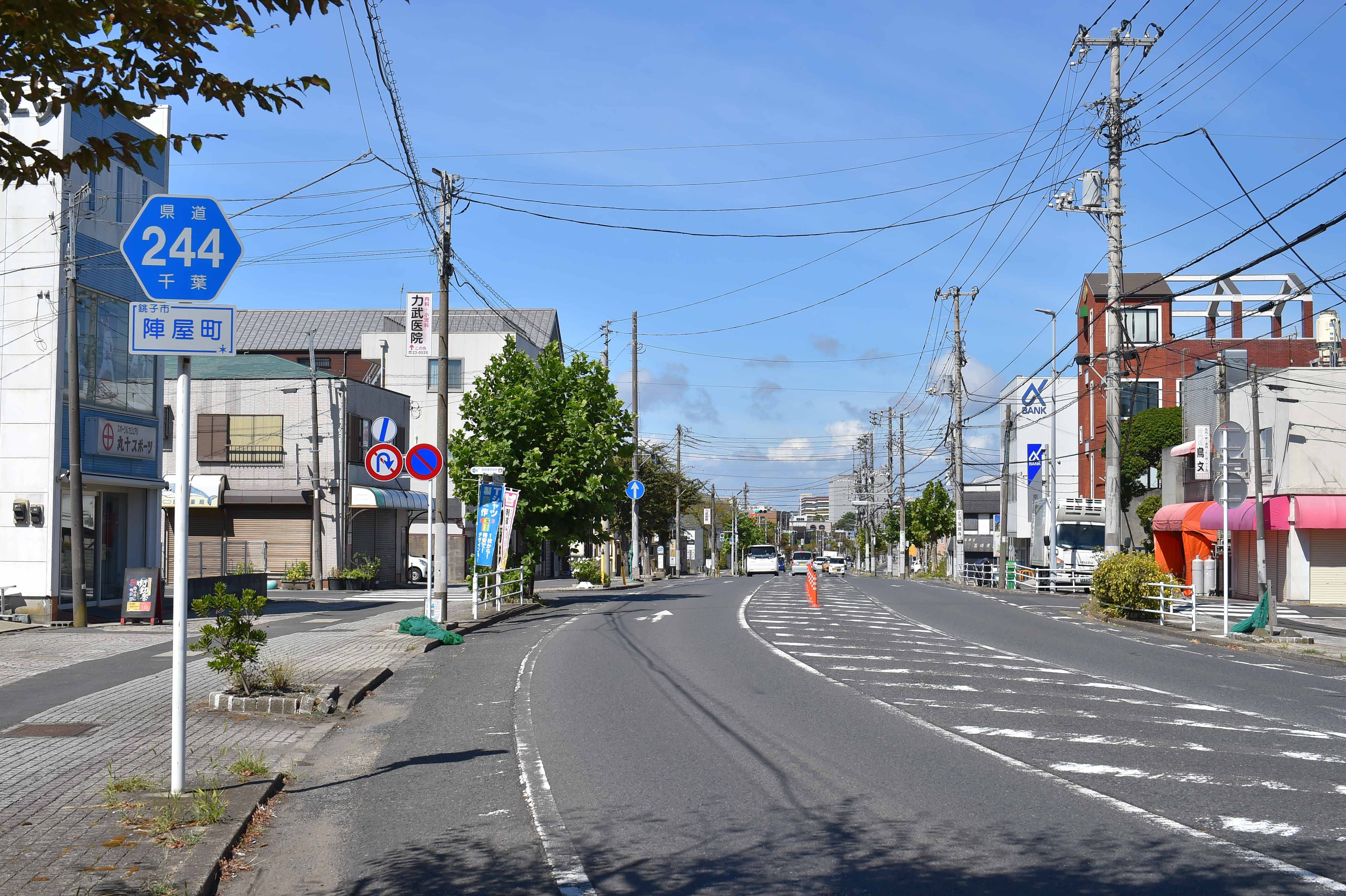
県道外川港線
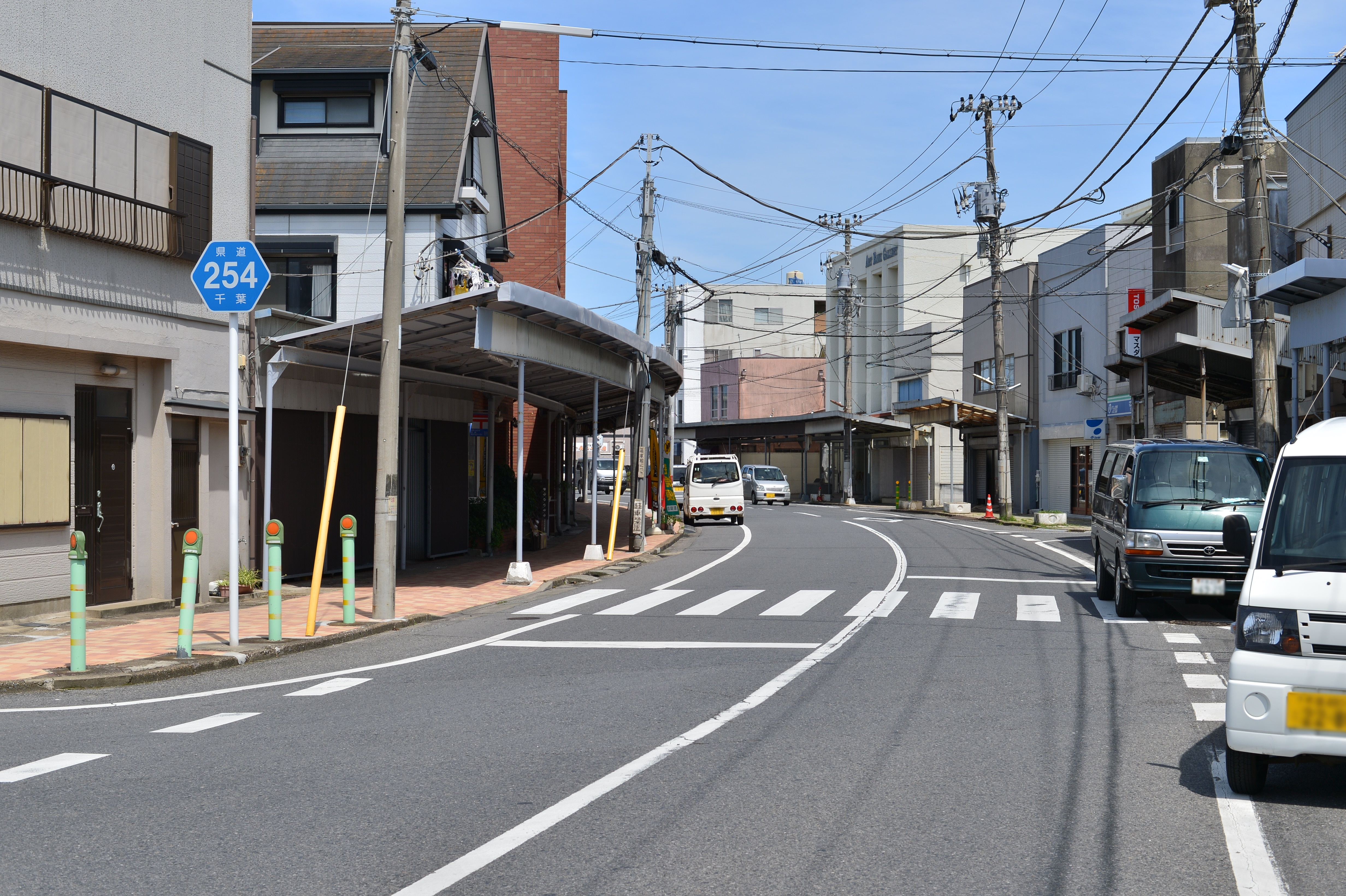
県道銚子公園線
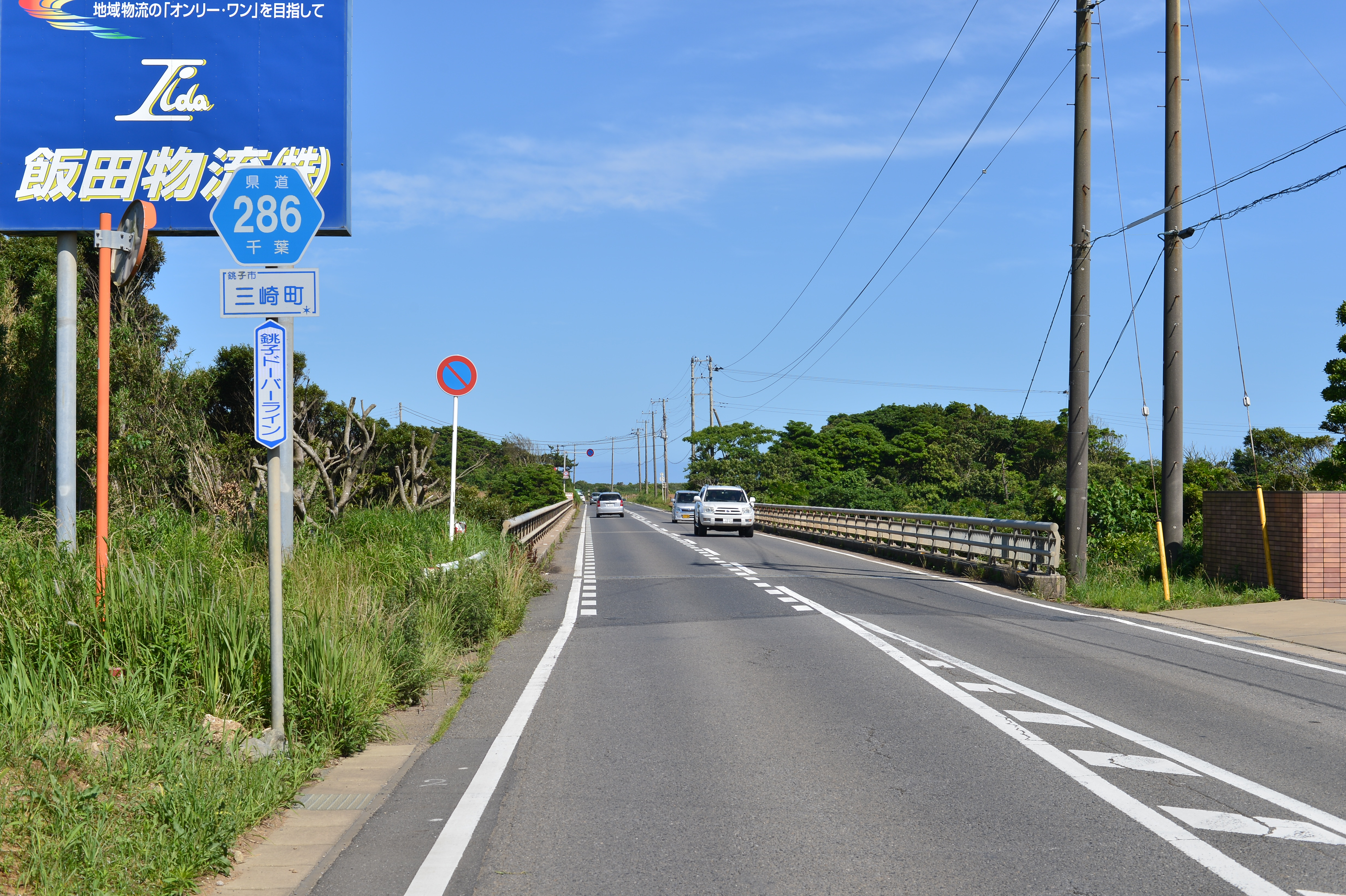
県道愛宕山公園線

### 空港
千葉県成田市の成田国際空港（成田空港）が最寄りとなり、約40キロメートルの距離に位置する。また、東京都大田区の東京国際空港（羽田空港）は約95キロメートルの距離に位置する。
- 成田国際空港（成田国際空港へのアクセスも参照）
  - 鉄道：成田線にて銚子駅 - 成田駅（成田線空港支線へ乗換）- 空港第2ビル駅（成田第2・第3ターミナル）・成田空港駅（成田第1ターミナル）。
- 東京国際空港（東京国際空港へのアクセスを参照）
  - バス：銚子駅と東京駅を結ぶ高速バスが運行されている。

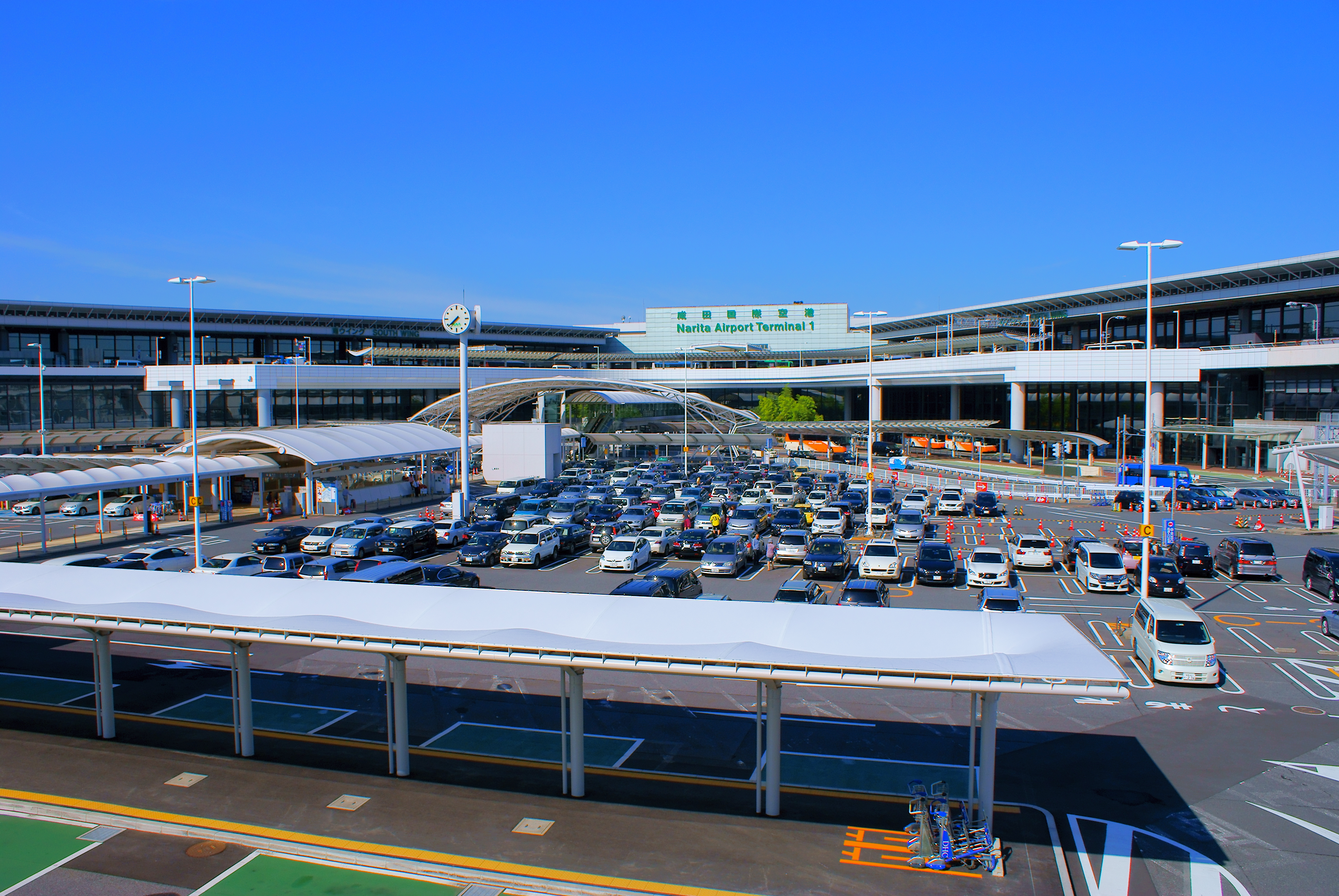
成田国際空港

### 船舶
- 名洗港（避難港・地方港湾）
  - 銚子マリーナ

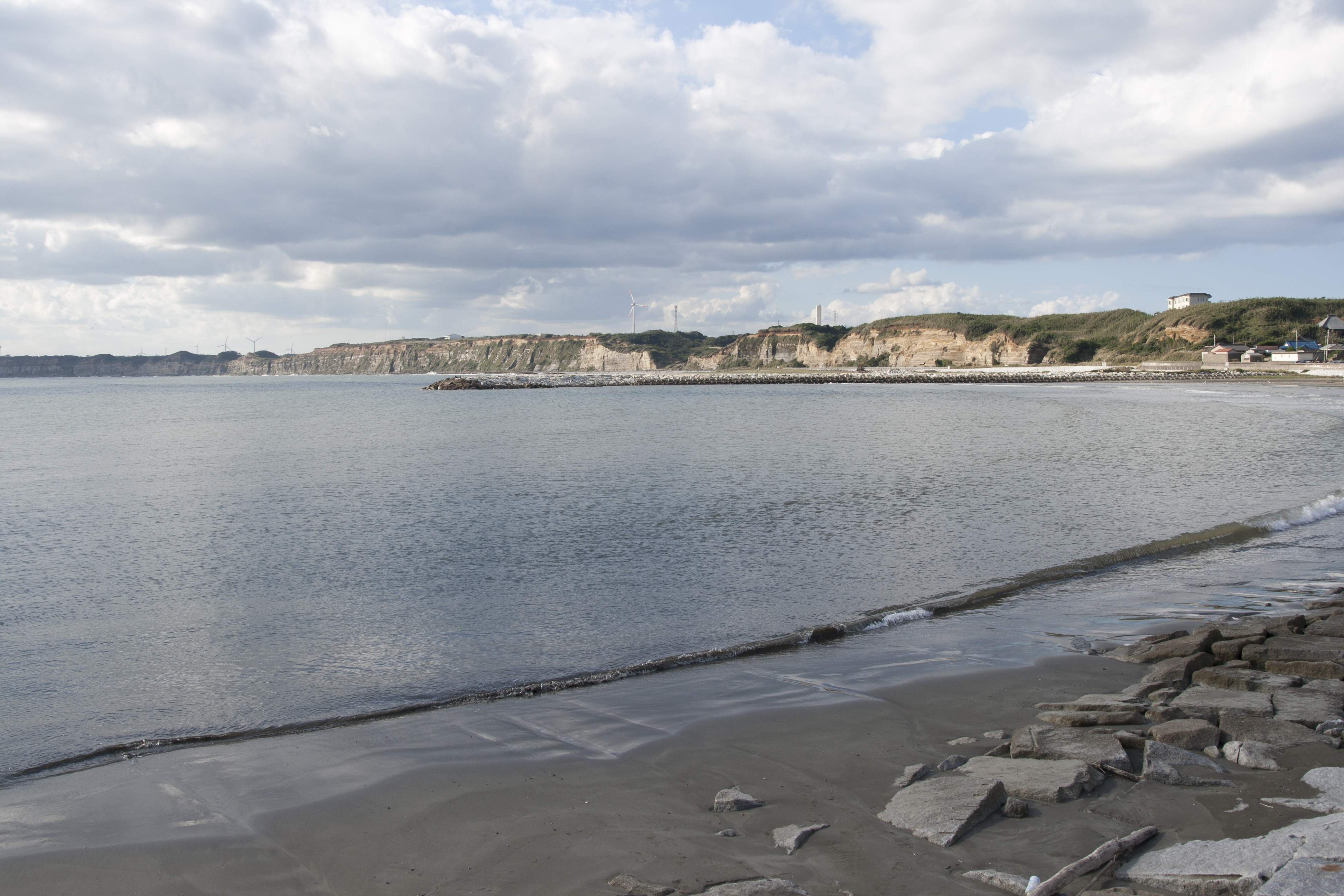
名洗港海岸

    - 計画収容隻数：1000隻（海面440、陸上560）
    - 整備状況：450隻（海面160、海面ディンギー20、陸上90、陸上ディンギー180）※海面：県施行、陸上：市施行

名洗港は、銚子市の東南端に位置し、1951年（昭和26年）に避難港に指定され、1965年（昭和40年）から地方港湾としての整備が進められた。1991年（平成3年）2月には、運輸省から海洋性レクリエーション拠点港湾の指定（港計第29号）を受け、マリーナを中心としたマリンリゾート拠点の整備が行われた。1999年（平成11年）4月に銚子マリーナとして供用開始し、株式会社銚子マリーナが銚子市から業務委託を受けて管理運営に当たっている。
2020年（令和2年）7月に、名洗港港湾区域の前面海域（約40キロ平方メートル）が「再エネ海域利用法」に基づく促進区域として国から指定を受けた。これを受けて、千葉県は2022年（令和4年）3月に港湾計画の改訂を行い、洋上風力発電設備の建設補助や維持管理拠点の形成、豊かな自然と風車が調和する緑地空間の形成等に取り組むこととした。2024年（令和6年）3月に策定された「銚子市南海岸エリアビジョン」においては、「マリーナリゾートゾーン」として、商業施設・飲食施設、宿泊滞在、エコツーリズム体験、陸上アクティビティ等の整備が示されている。

## 観光
銚子は海と川に囲まれた突端の街であり、沖合を流れる黒潮と親潮により、豊かな漁場と快適な気候風土が形成され、古くから漁港・醤油醸造地として栄えてきた。こうした歴史の中で、万祝式大漁旗や銚子縮、銚子大漁節といった漁業文化が継承されている。祭りの盛んな地でもあり、夏の銚子には神輿を担ぐ掛け声や笛・太鼓の音が響き渡る。太平洋の怒濤が逆巻く犬吠埼や断崖絶壁が連なる屏風ヶ浦は景勝地として知られ、数々の文人墨客が来遊してきた。
銚子市では、2017年（平成29年）度から、銚子市観光協会を中心とした銚子版DMO（Destination Management Organization）構築による観光まちづくり事業を推進しており、2022年（令和4年）4月に登録DMOとして観光庁の指定を受けた。2023年（令和5年）11月には「銚子観光パスポート」を導入する等、観光DX（デジタルトランスフォーメーション）に向けた取り組みも進められている。

### 観光名所
- 犬吠埼 - 銚子半島の最先端の岬。太平洋の怒濤を背景に白亜の灯台が屹立する。日本列島で最も早く初日の出を望む地。中生代白亜紀の地層が露出し、琥珀やアンモナイトの化石を産出する。
- 犬吠埼灯台 - 英国人リチャード・ブラントンの設計により、1874年（明治7年）に初点灯した国産煉瓦造りの第1等灯台。国の重要文化財・近代化産業遺産。
- 犬吠埼灯台資料展示館 - 犬吠埼灯台敷地内の資料展示館。国産第1号の1等レンズ、ブラントンの資料、航路標識の歴史等を紹介展示する。
- 犬吠埼温泉郷 - 犬吠埼灯台を望む海岸には約2万年前の化石海水が湧出し、温泉宿が建ち並んでいる。塩化物等を多く含む強塩温泉で、保湿効果が高い。
- 犬吠テラステラス - 2019年（平成31年）1月にオープンした複合商業施設。1階にカフェ、野菜マルシェ、ベーカリー、セレクトショップ、2階に展望テラス、マーケットを備える。
- 君ヶ浜 - 犬吠埼北側の白砂青松の海岸。関東舞子の愛称があり、日本の渚百選に認定されている。夜は漁火と共に月の出を鑑賞できる。
- 屏風ヶ浦 - 銚子半島南岸に連なる断崖絶壁。東洋のドーバーと称され、国の名勝及び天然記念物に指定されている。
- 銚子マリーナ - 屏風ヶ浦に隣接する外洋マリンリゾート拠点。周辺には海水浴場や海浜公園が整備され、様々なマリンスポーツ大会が開催される。
- イルカウォッチング - 銚子沖では、年間を通して20種を超えるイルカ・クジラ類の遊泳を見ることができ、世界有数のウォッチングスポットである[53]。
- 地球の丸く見える丘展望館 - 北総最高峰である愛宕山山頂の展望館。北は鹿島灘から筑波山、東と南は太平洋、西は屏風ヶ浦から九十九里浜までを一望する。
- 黒生海岸 - 江戸時代から銚子瓦の産地として知られていた。大小無数の岩礁群があり、各々に鳶岩、鯨岩等の名前が付いている。
- 海鹿島海岸 - 明治から昭和にかけて数々の文化人が滞在した保養地で、竹久夢二の詩「宵待草」の舞台。思咢庵美術館や潮光庵が残る。明治期までアシカが生息していた[159]。
- 長崎海岸 - 海岸近くにある「宝満」は、大宝満と小宝満の2つの島。九郎判官義経がなまって「ほうまん」になったといわれる[160]。
- 千騎ヶ岩 - 外川海岸の標高17.4メートルの岩礁。源義経が千騎の兵を擁して立て籠った伝説がある。千葉県最古の地質時代の硬質砂岩。
- 犬岩 - 犬若海岸の海中に浮かぶ巨岩。奥州に逃れた義経がここに残した愛犬が主人を慕って7日7晩鳴いて岩と化したという伝説がある。
- 利根川河口 - 日本最大の流域面積があり、坂東太郎の異名を持つ大河利根川が太平洋に注ぐ河口。「銚子川口てんでんしのぎ」と称された日本三大難所の一つ。
- 銚子漁港 - 黒潮と親潮が交錯する好漁場の銚子沖を控え、国内最大規模の特定第3種漁港。魚市場では入札を見学できる。周辺には鮮魚店や老舗寿司店が点在する。
- 銚子ポートタワー - 高さ57.7メートルのツインタワー。銚子漁港のシンボルであり、漁船の出入港風景、太平洋、利根川に沈む夕日を一望する。
- ウオッセ21 - 銚子ポートタワーに隣接する水産物即売センター。地元の専門業者が漁港直送の海産物を販売する。2階はシーフードレストランうおっせ。
- 外川漁港 - 江戸時代に紀州移民である崎山治郎右衛門が築いた漁港。沿岸・沖合漁業基地であり、銚子つりきんめの漁獲を行う外川キンメ船団が所属する。
- 外川の町並み - 銚子半島南端の漁業集落。かつて「外川千軒大繁盛」と称された碁盤目状の町並み。港へ下る坂道には石畳が残り、日本遺産の構成文化財に指定されている。
- 外川ミニ郷土資料館 - 外川の歴史を紹介する資料館。昔の漁具、万祝、古写真、化石、民話・方言資料等を展示する。
- ヤマサ醤油・ヒゲタ醤油工場 - 銚子は江戸時代元和年間に創始した関東最古の醤油の銘醸地であり、濃口醤油発祥の地。大手2社の醤油工場を見学できる。
- 濱口陽三・渡邊學常設展示室 - 銚子にゆかりの深いメゾチント版画家濱口陽三の作品16点と、銚子出身の日本画家渡邊學の作品12点を市民センターに常設展示する。
- ハーブガーデンポケット - カフェやツリーハウス、ドッグランを併設した海のそばのハーブ庭園。
- 銚子セレクト市場 - 地元住民が厳選した海産物や農産物、土産等を販売する「まちの駅」。観光案内所やイベントスペースも併設する。
- 銚子大橋 - 銚子市と利根川対岸の茨城県を結ぶ全長約1.5キロメートルの長大橋。2013年（平成25年）に架替が完了した。旧渡船場跡には河岸公園が整備されている。
- 利根かもめ大橋 - 2000年（平成12年）に、銚子大橋上流で茨城県と結んで開通した有料道路。カモメの羽ばたきをイメージしてデザインされた。
- 新国立劇場舞台美術センター資料館 - 新国立劇場で主催公演を行ったオペラ、バレエ、現代舞踊、演劇等の舞台美術を保管する。
- 銚子ジオパークミュージアム - 銚子半島の成り立ち、銚子の産業・歴史・自然等を展示紹介する「学びの拠点」。考古資料室では粟島台・余山遺跡出土品を展示している。

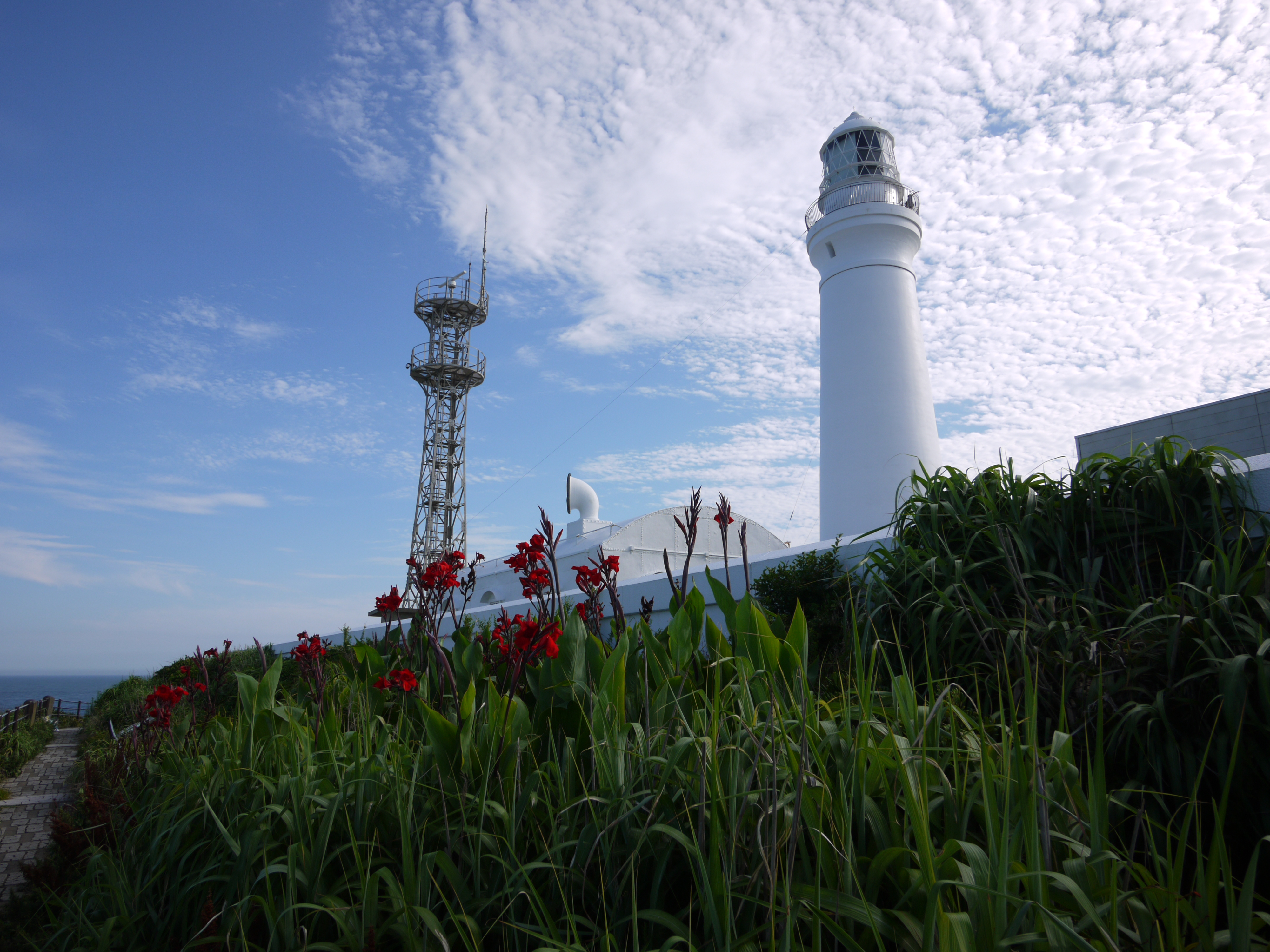
犬吠埼灯台
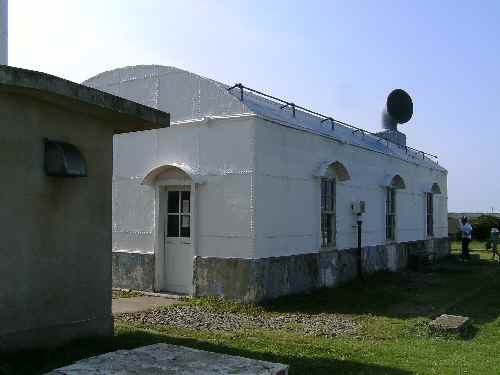
旧霧笛舎
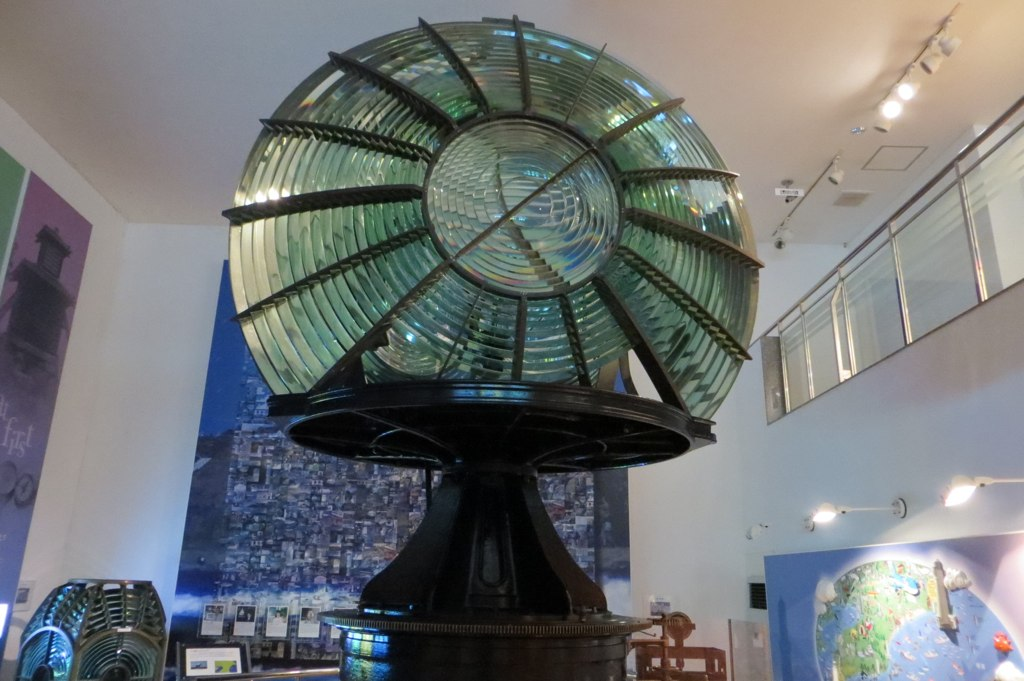
国産第1号1等レンズ
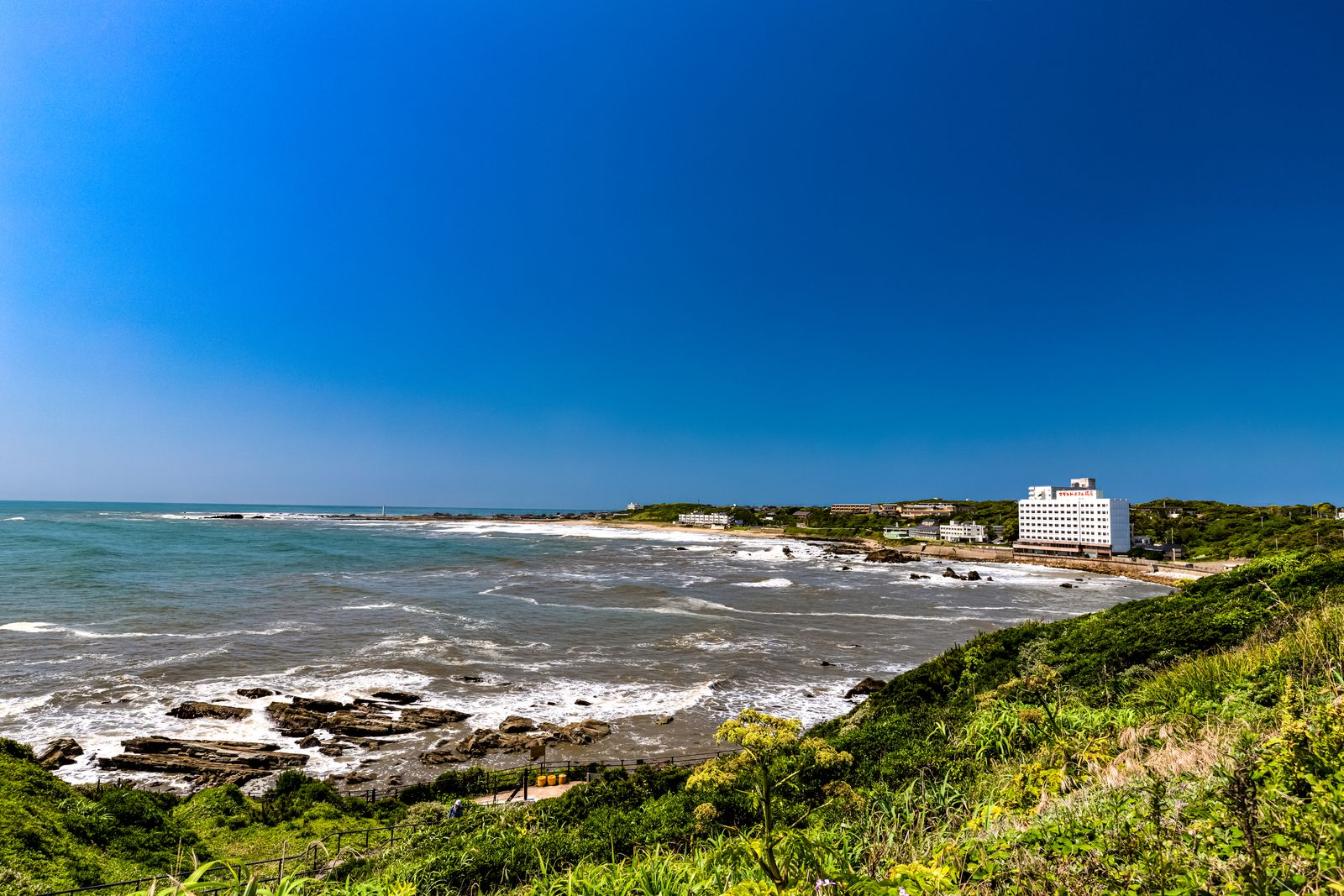
犬吠埼温泉郷
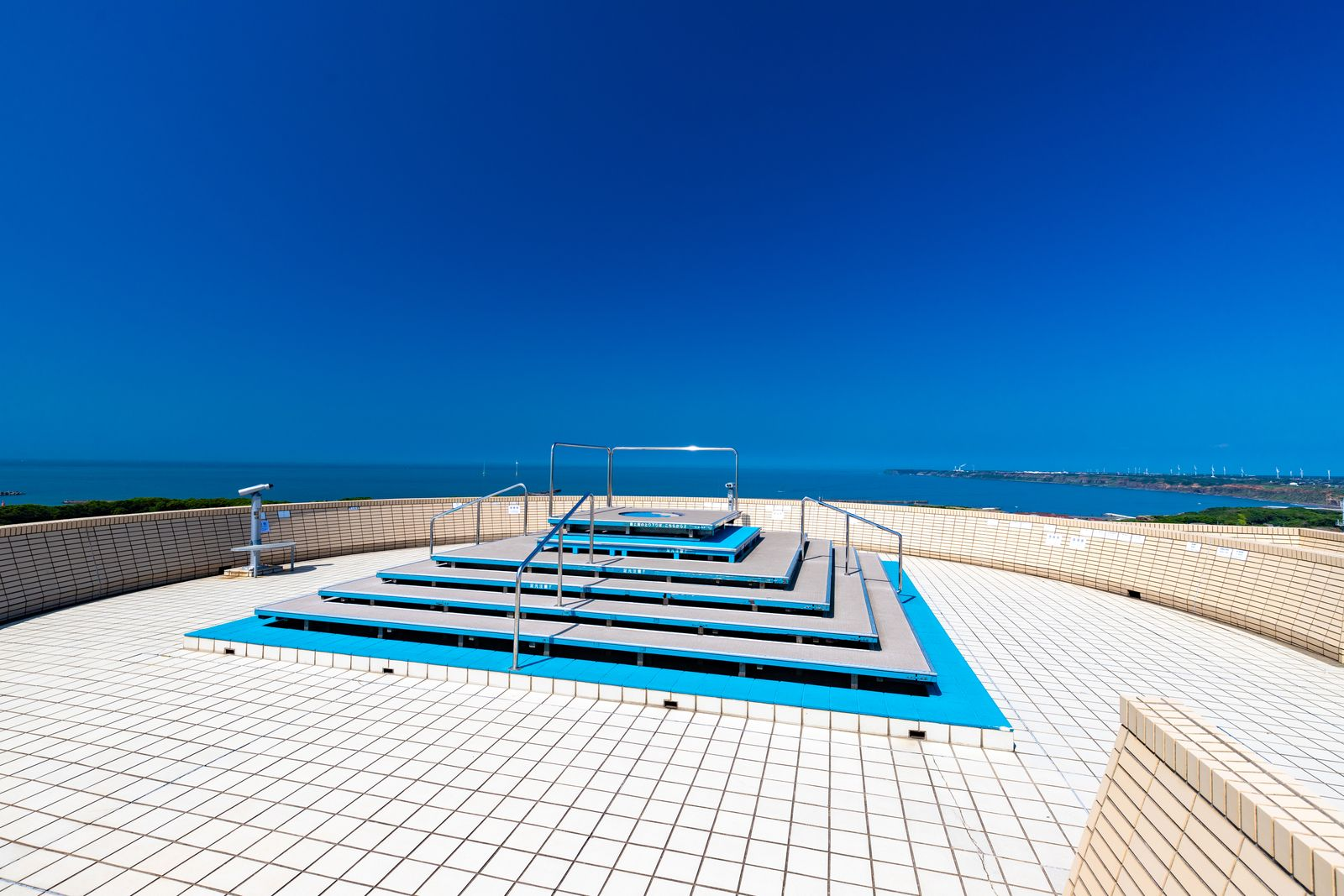
地球の丸く見える丘展望館
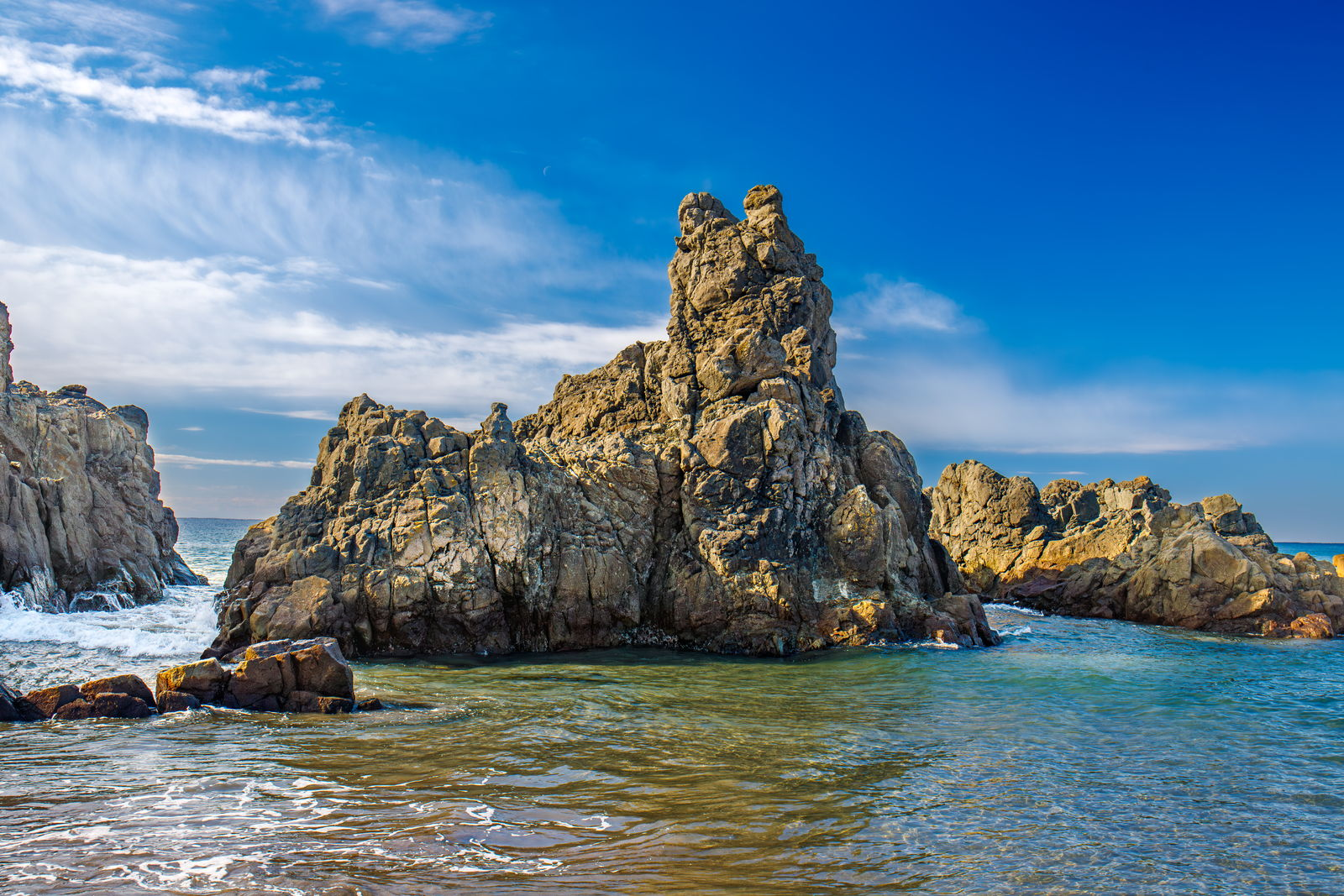
犬岩
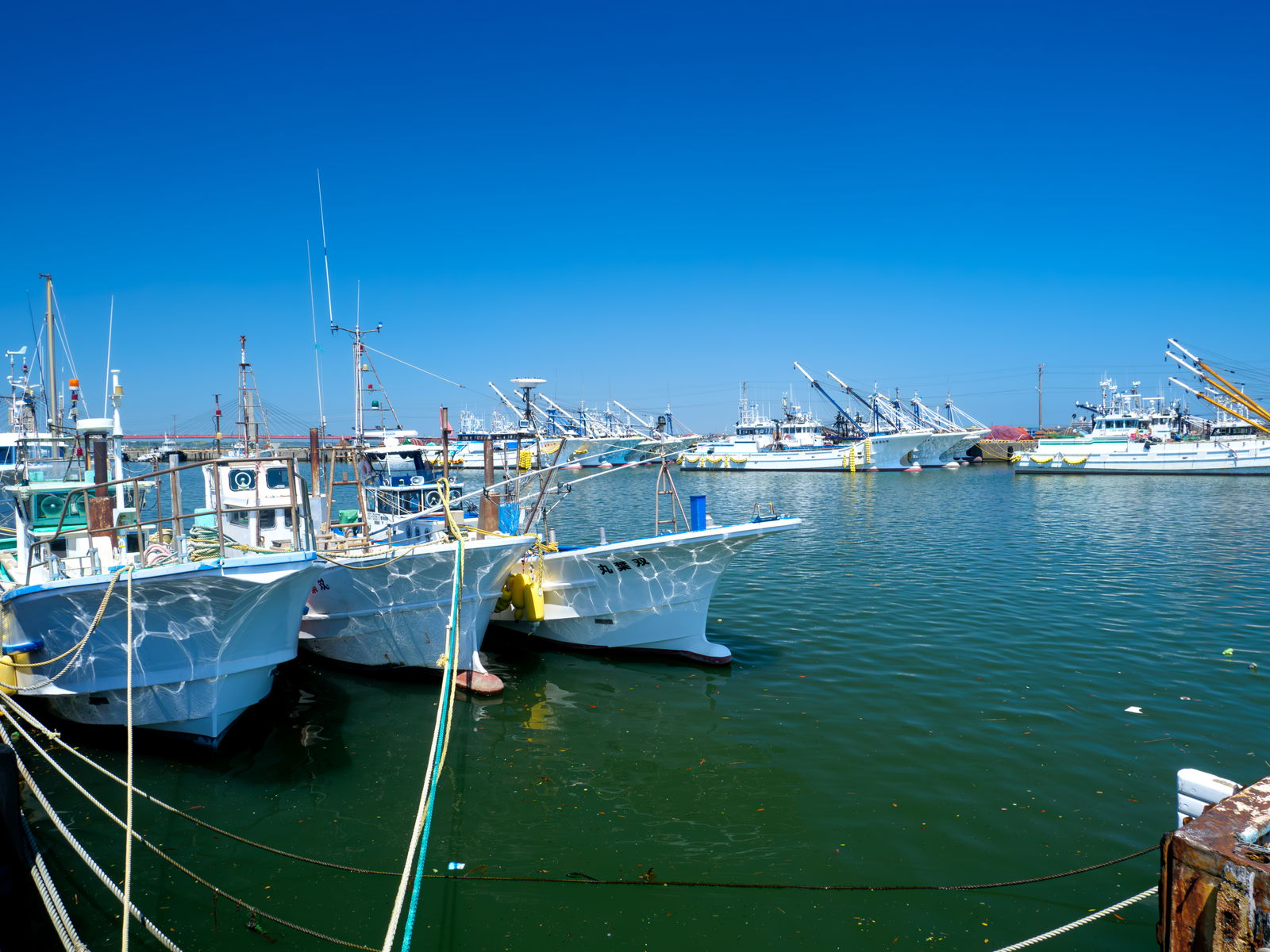
銚子漁港
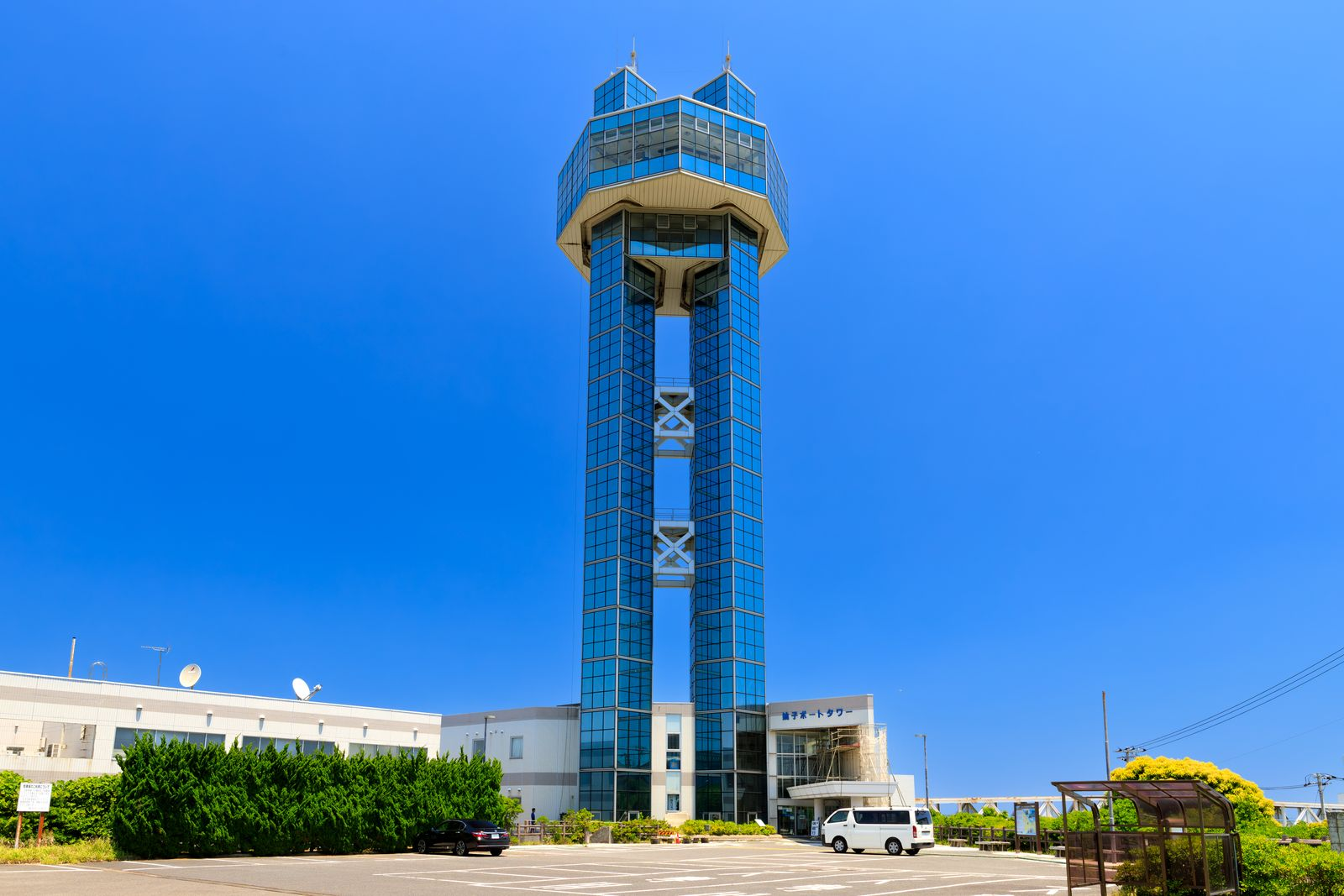
銚子ポートタワー
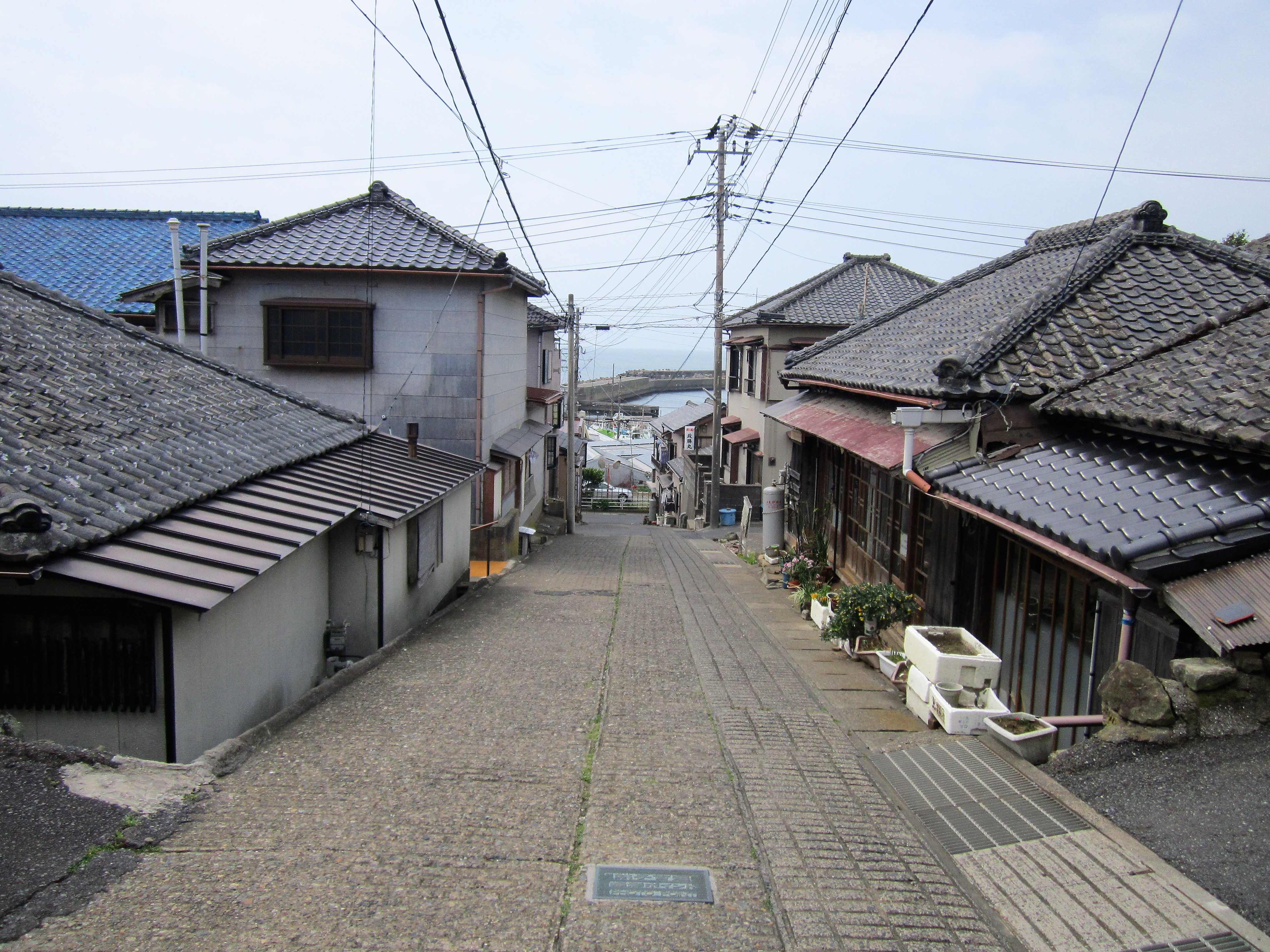
外川の町並み
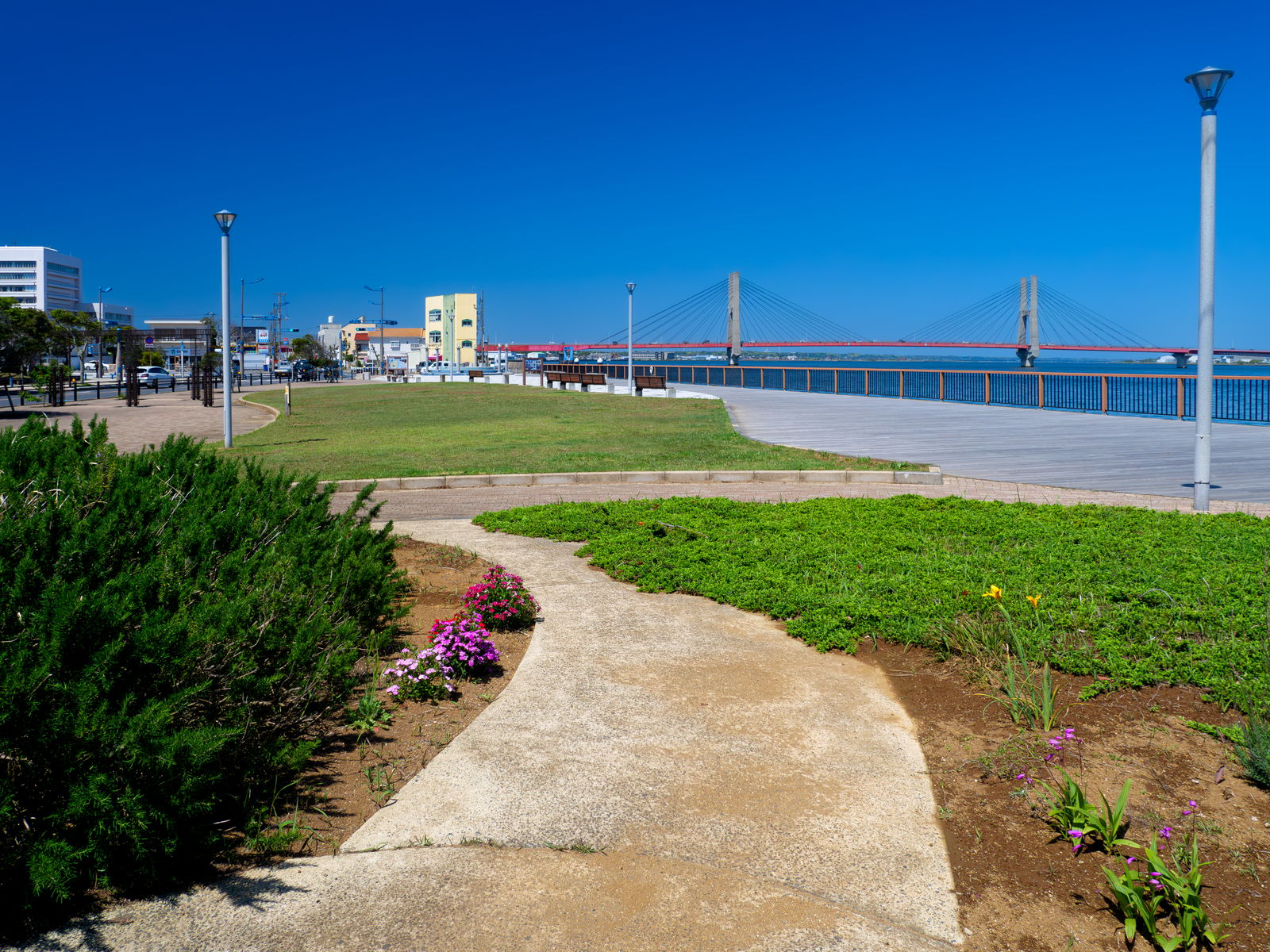
河岸公園
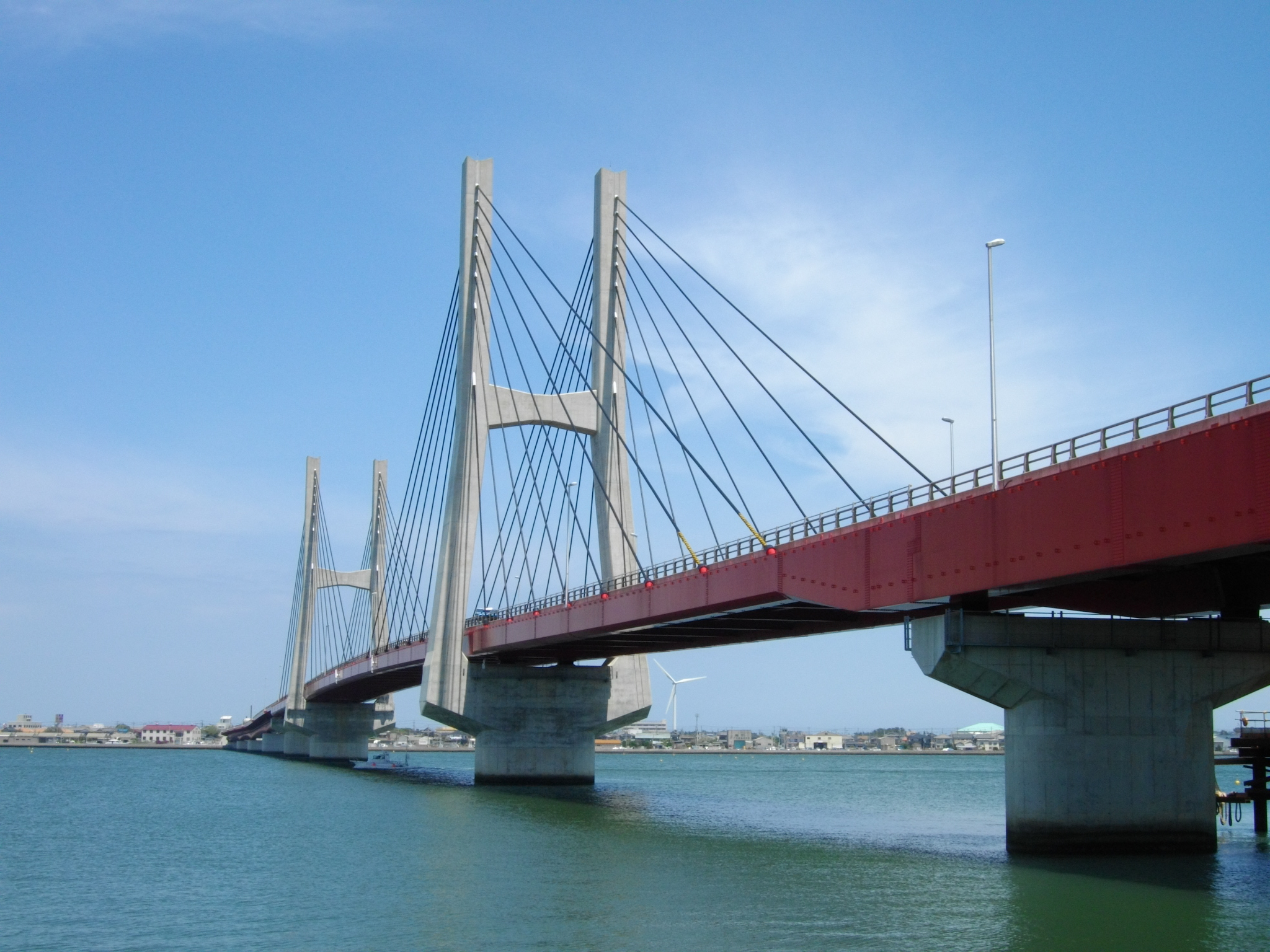
銚子大橋

### 社寺

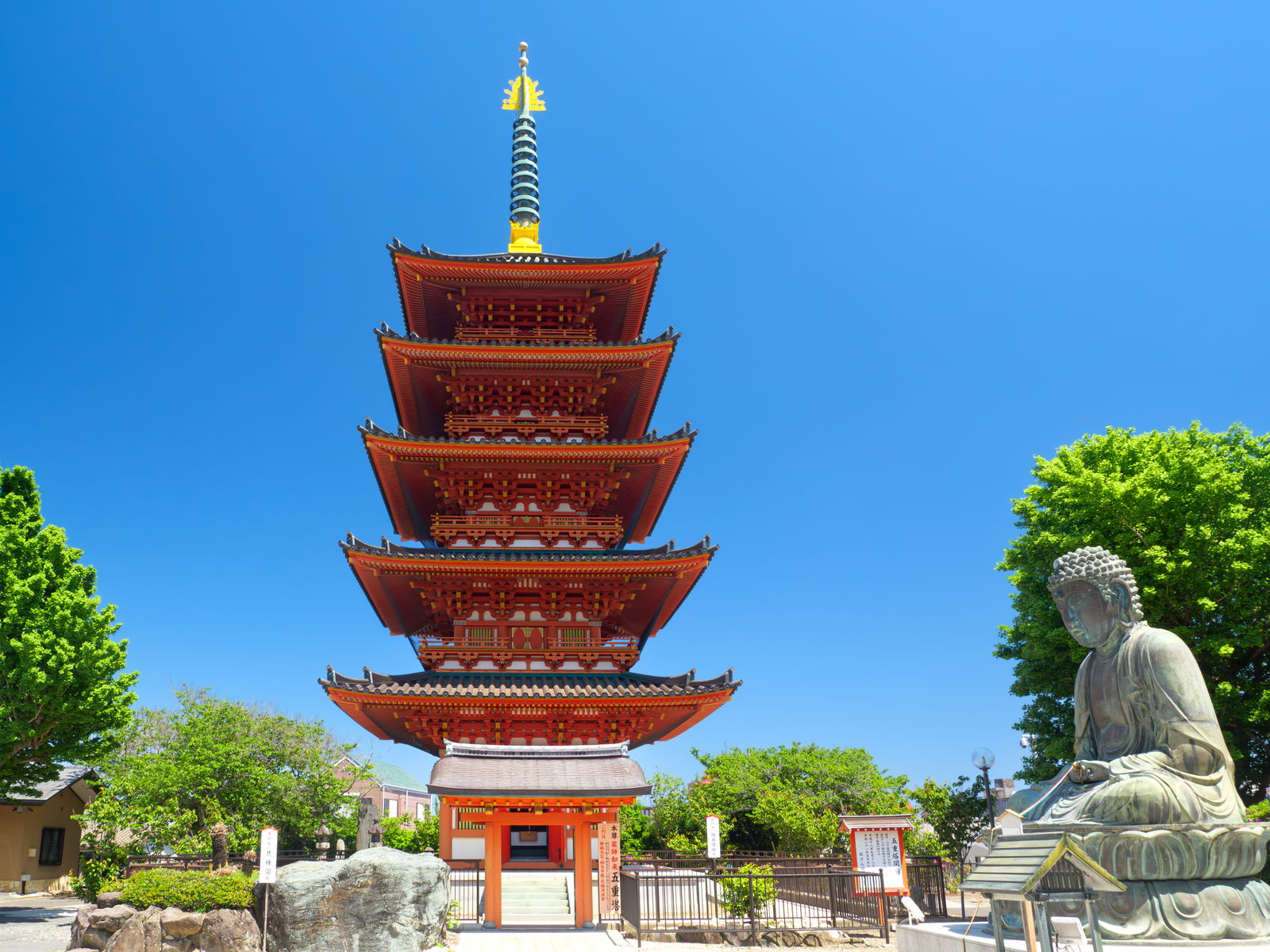
飯沼観音

- 川口神社 - 986年（寛和2年）に創建され、速秋津姫命を祀る。銚子漁港の出船入船を一望する丘上にあり、漁業関係者の守り神として信仰が篤い。古くは安部晴明と延命姫の伝説から白紙明神と称された。
- 猿田神社 - 平安時代の807年（大同2年）に社殿が建立され、猿田彦大神、天鈿女命、菊理媛命を祀る。樹齢数百年の森に囲まれ、毎年11月には七五三祝いの多数の参詣客がある。
- 渡海神社 - 大綿津見命を祭神として709年（和銅2年）に創建された。神社の森は陽樹林から陰樹林へと変わった極相林で、千葉県指定天然記念物。
- 浅間神社 - 祭神は木花咲耶姫命。浅間山と称される小高い丘の上にある。「浅間様」の名で親しまれ、毎年7月には例祭「初山参り」が行われる。
- 白幡神社 - 祭神は味耜高彦根命。源義経が残した白旗を祀って白幡明神としたという伝説がある。毎年7月に神輿渡御が行われる。
- 海上八幡宮 - 平安時代の807年（大同2年）に創建され、祭神は譽田別尊、大帯姫命、比賣神。江戸時代は海上郡六十余郷の総鎮守であった。
- 円福寺（飯沼観音） - 728年（神亀5年）開基。坂東三十三観音第二十七番札所の名刹で、ここを中心として門前町が繁盛した。境内には観音堂のほか、五重塔、大仏等がある。堂の下の今川焼が名物。
- 妙福寺 - 妙見様と称される古刹。境内の臥龍の藤は平安時代に京都から移植され、樹齢は750年と伝えられる。毎年5月には藤祭りが開かれる。
- 和田不動尊 - 「田場の不動様」と呼ばれ、円福寺の修行道場として漁業者の信仰を集めてきた。毎年8月に「不動様まつり」が開かれる。
- 満願寺 - 本尊と西国・坂東・秩父霊場や四国八十八か所霊場の本尊を勧請して奉安されている。金色の大塔上層からは太平洋を一望する。
- 東光寺 - 1232年（貞永元年）開創。徳川家康から寺領を寄進され、真言密教の道場として発展した。境内を取り囲むようにイヌマキの群落が形成されている。
- 等覚寺 - 1390年（明徳元年）頃に創始され、成就院と称した。江戸時代初期に銚子地方を統治した松平外記（伊昌）の菩提寺である。
- 常灯寺 - 目の病に利益があるとされ、常世田薬師の名で深く信仰されている。木造薬師如来坐像は国の重要文化財で、毎年1月に一般公開される。

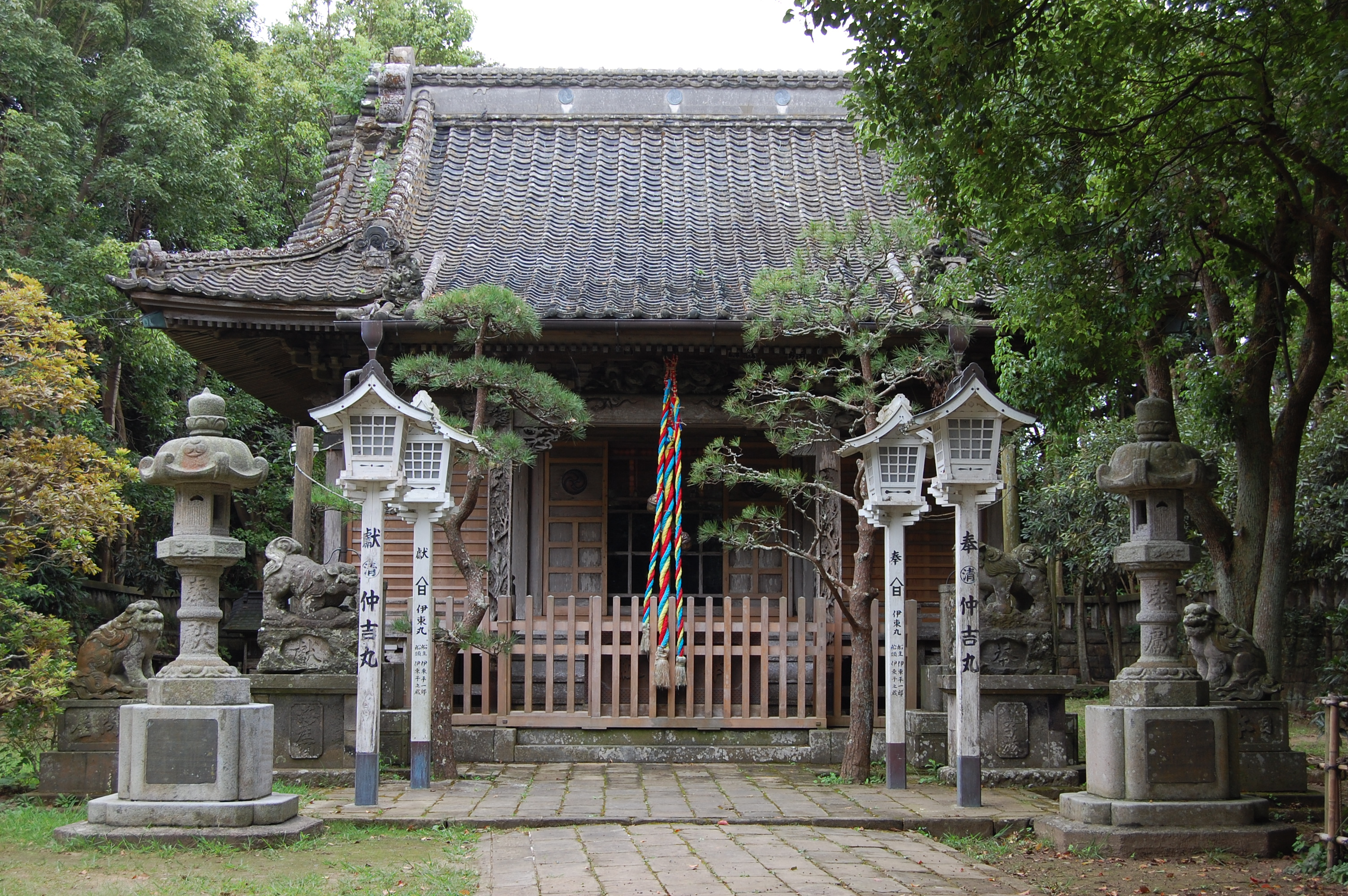
川口神社
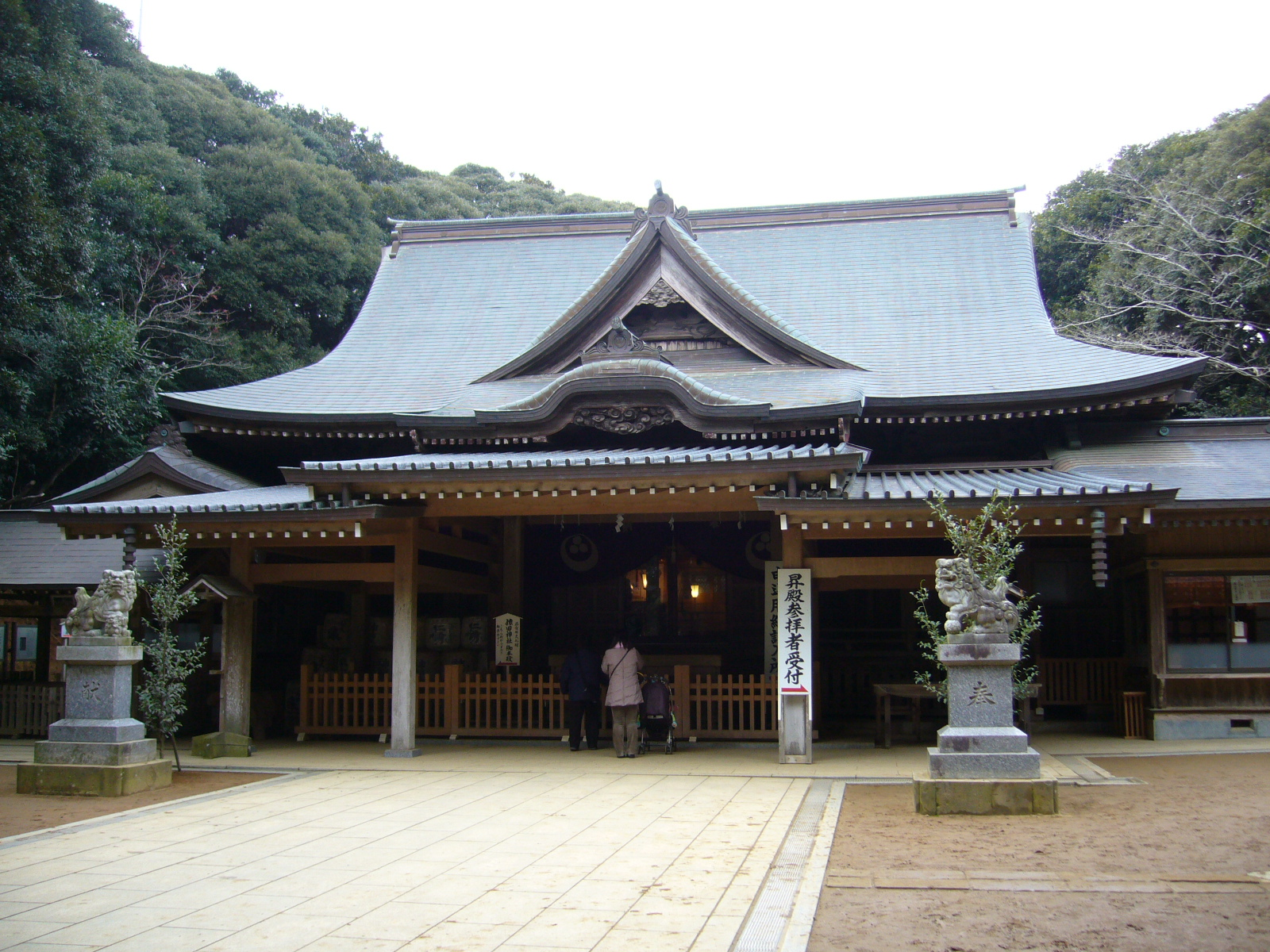
猿田神社
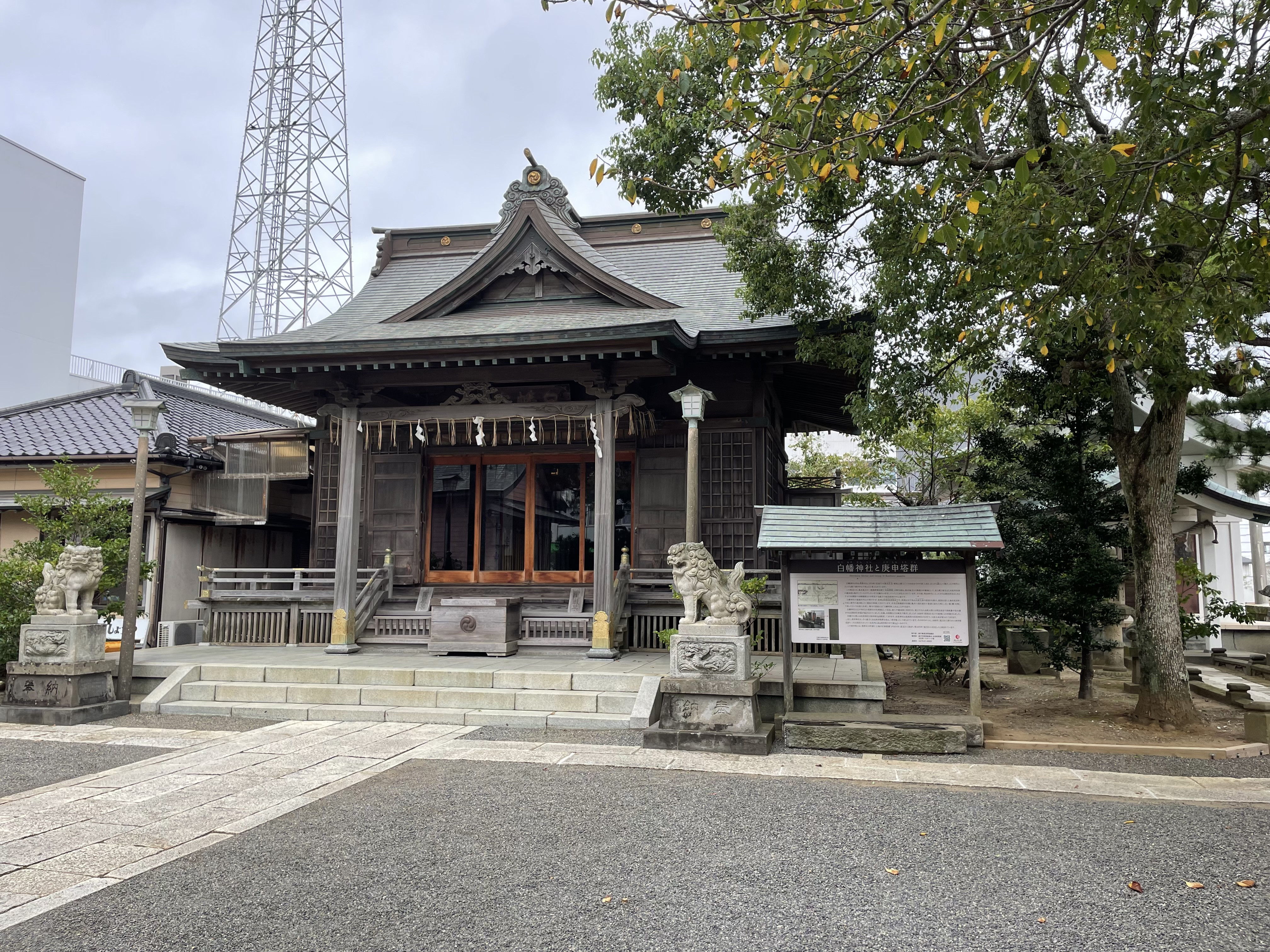
白幡神社
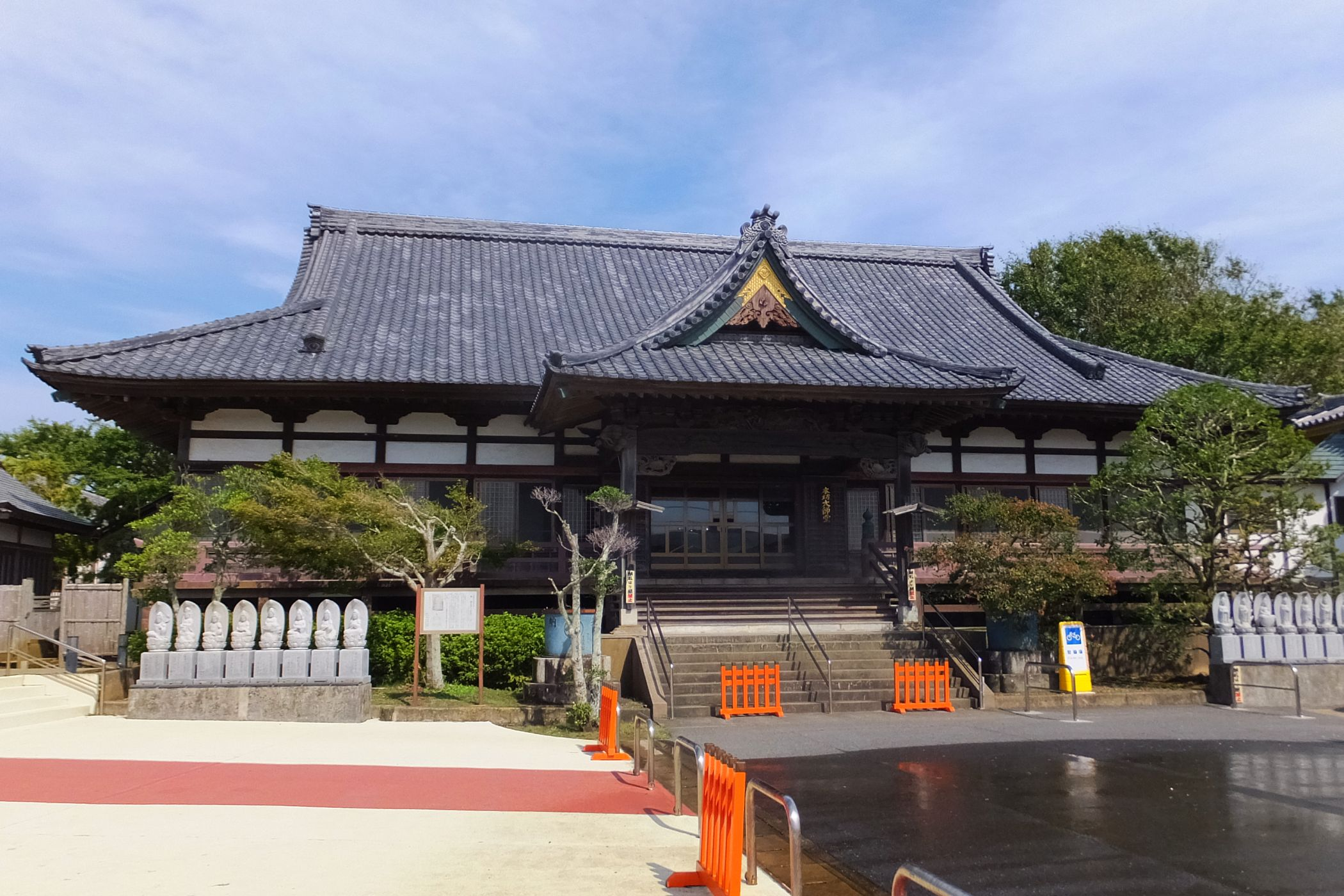
円福寺
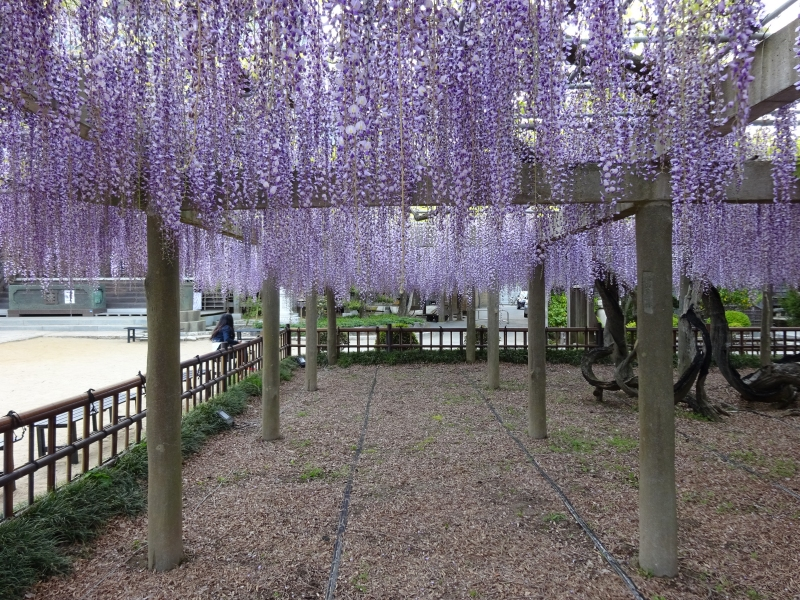
妙福寺
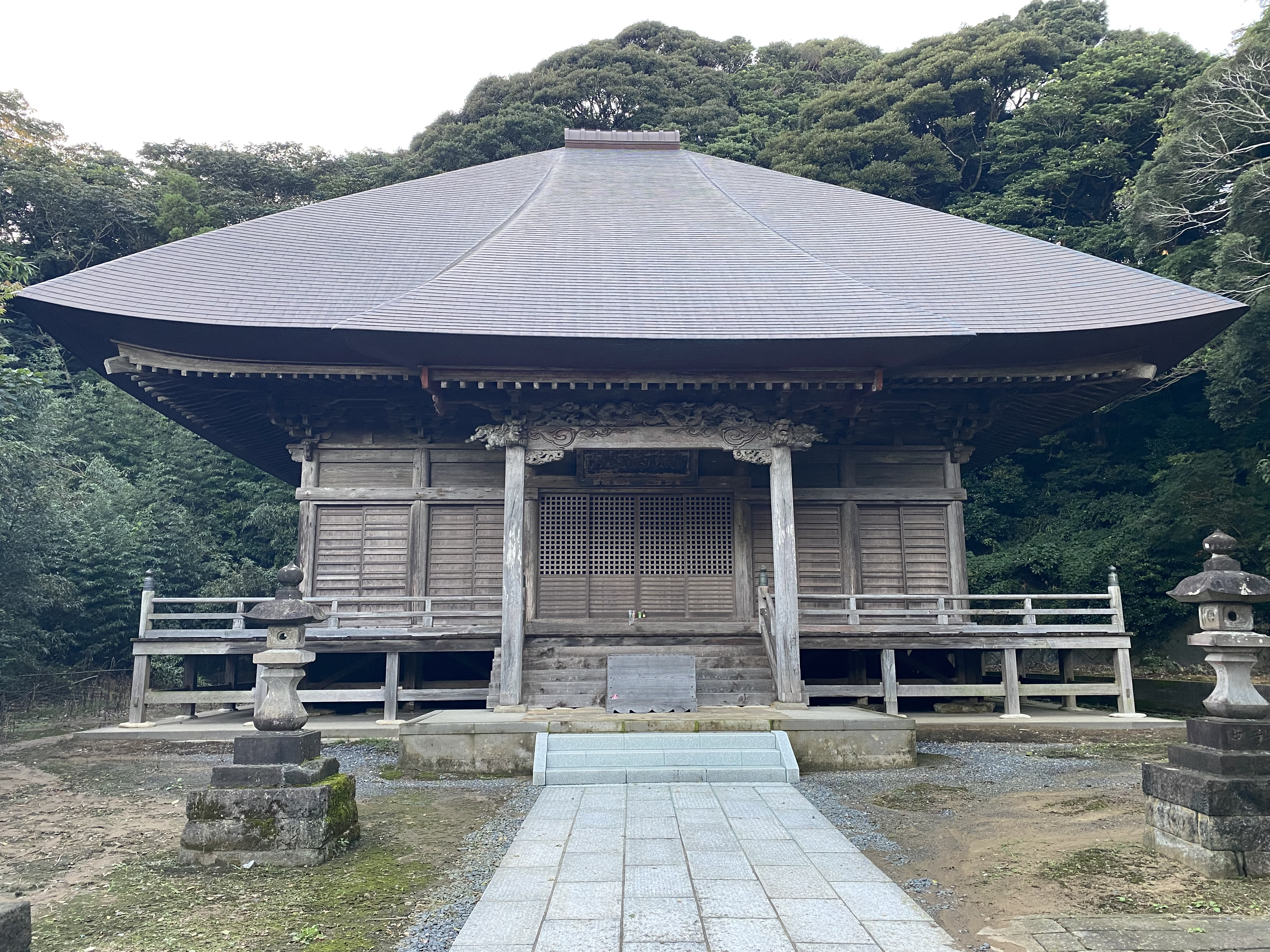
常灯寺

### 史跡・旧跡

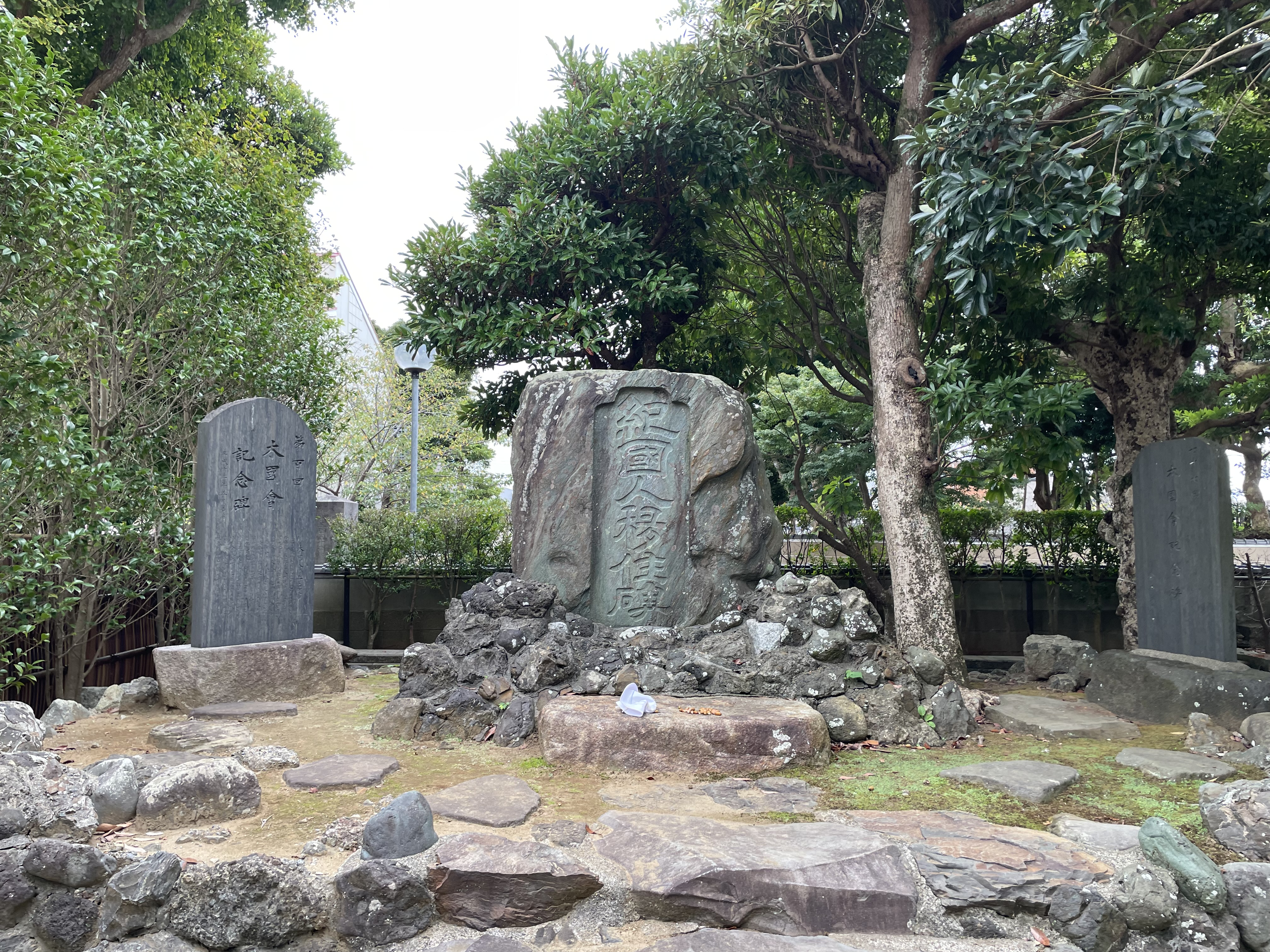
紀国人移住碑

- 粟島台遺跡 - 銚子市南部に位置する縄文時代前期から後期の遺跡。銚子半島の海岸から産出する砂岩、硬砂岩等を使用した石器製造道跡であり、現珀や漆器等も出土する。
- 余山貝塚 - 高田川東岸、縄文時代後期から晩期の遺跡。多量の人骨や遺物が出土し、吉野長太郎が建立した「コロボックル喰ひ残したり四千年」の石碑がある。
- 中島城跡 - 戦国時代に築かれた千葉氏一族海上宗家の居城で、1590年（天正18年）に落城した。大手門・水堀・土塁等の遺構が残る。
- 千人塚 - 日本三大難所の一つであった銚子沖・川口での遭難者供養のために築かれた塚。海難漁民慰霊塔は漁民等の浄財で1960年（昭和35年）に建立された。
- 紀国人移住碑 - 紀州移民の子孫が結成した「銚子木国会」が1903年（明治36年）に建立した碑。毎年5月に慰霊祭を行っている。
- 旧西廣家住宅 - 江戸時代末期に紀州から移住した銚子を代表する船主の住宅及び作業所。本館・総檜・洋館からなる主屋、缶詰工場、漁網倉庫が保存されている。国の登録有形文化財。
- 七ツ池 - 江戸時代享保から寛保年間に干魃対策として掘られた農業用溜池。市民有志により、桜の名所としての再整備が進んでいる。千葉県立九十九里自然公園指定区域。
- 銚子陣屋跡 - 銚子地方が高崎藩領となった1717年（享保2年）に陣屋が設けられ、明治まで存続した。陣屋町の地名を残し、児童公園入口に陣屋跡碑がある。
- 庄川杢左衛門公徳碑 - 天明の大飢饉の際、高崎藩の代官であった庄川杢左衛門は、藩の米倉を開放して住民を飢饉から救った。彼を偲んだ民謡として「じょうかんよ節」が伝わる。
- 一里塚道標 - 神明神社入口に1783年（天明3年）の飢饉の際に建立された道標。上部に仏像を配し、その下に「飯沼観音江一里」と書かれている。このほかに二里塚、三里塚、四里塚がある。
- 滑川家住宅長屋門 - 滑川家は野尻河岸で代々名主を務め、海運業に従事した。長屋門は、天保年間に飢饉の救い普請として建てられた。
- 美加保丸遭難者墓碑 - 1868年（慶応4年）8月、榎本武揚率いる幕府艦隊8隻中の1隻が黒生沖で座礁沈没し、1882年（明治15年）に死亡した乗組員13人を悼む墓碑が建立された。
- 飯沼水準原標 - 1872年（明治5年）にオランダの土木技師であるリンドが設置した水準原標。河川工事の水準基準面となるもので、日本最初の水準原標である。
- 濱口梧陵紀徳碑 - 濱口梧陵はヤマサ醤油7代当主で、関寛斎と共に銚子でのコレラ防疫に活躍した。「稲むらの火」の主人公にもなっている。
- 竜の井（玄蕃井戸） - 玄蕃山の北側に11代田中玄蕃によって掘られ、醤油醸造用水として用いられた。煉瓦造りの遺構や祀られた竜神が残る。国の近代化産業遺産。
- 水明楼之趾碑 - 水明楼はかつて犬吠埼にあった名旅館で、徳富蘆花は1896年（明治29年）11月ここに宿泊し、「自然と人生」に収められている「大海の出日」を書いた。
- 無線電信創業之地碑 - 1908年（明治41年）、この地に日本初の無線電信局が設置され、太平洋上の丹後丸と無線交信に成功した。その後、受信所は小畑、送信所は野尻に移転し、全世界の船舶や南極昭和基地と交信した。
- 涙痕の碑 - 1917年（大正6年）8月に君ヶ浜で遊泳中に溺死した早稲田大学出身の青年詩人・三富朽葉と今井白楊を追悼するため、朽葉の父が建立した。
- 吉田東伍終焉碑 - 海静寺境内にある。吉田東伍は「大日本地名辞書」を著した地理学者で、1918年（大正7年）1月22日に来銚した際、病気のため急死した。
- ヤマサ醤油煉瓦蔵 - 1915年（大正4年）から1923年（大正12年）にかけての仕込蔵増設時、ヤマサ醤油本社西側に造られた煉瓦塀。旧公正会館に隣接するヤマサ醤油社長宅東側にも煉瓦塀が残っている。
- 旧公正会館 - ヤマサ醤油10代当主濱口梧洞が財団法人公正会の活動拠点として1925年（大正14年）に開館した社会教育施設。図書館や公正学院を備え、銚子の文化の殿堂であった。国の登録有形文化財。
- 磯角商店主屋 - 磯角商店は銚子港の廻船問屋で、1953年（昭和28年）建築の主屋には屋内外に廻船問屋を意識した意匠を用いている。国の登録有形文化財。
- 日比友愛の碑 - 第二次世界大戦で戦火を交えた日本とフィリピンが永く世界の平和を祈念するために建立された碑。地球の丸く見える丘展望館の敷地内にある。

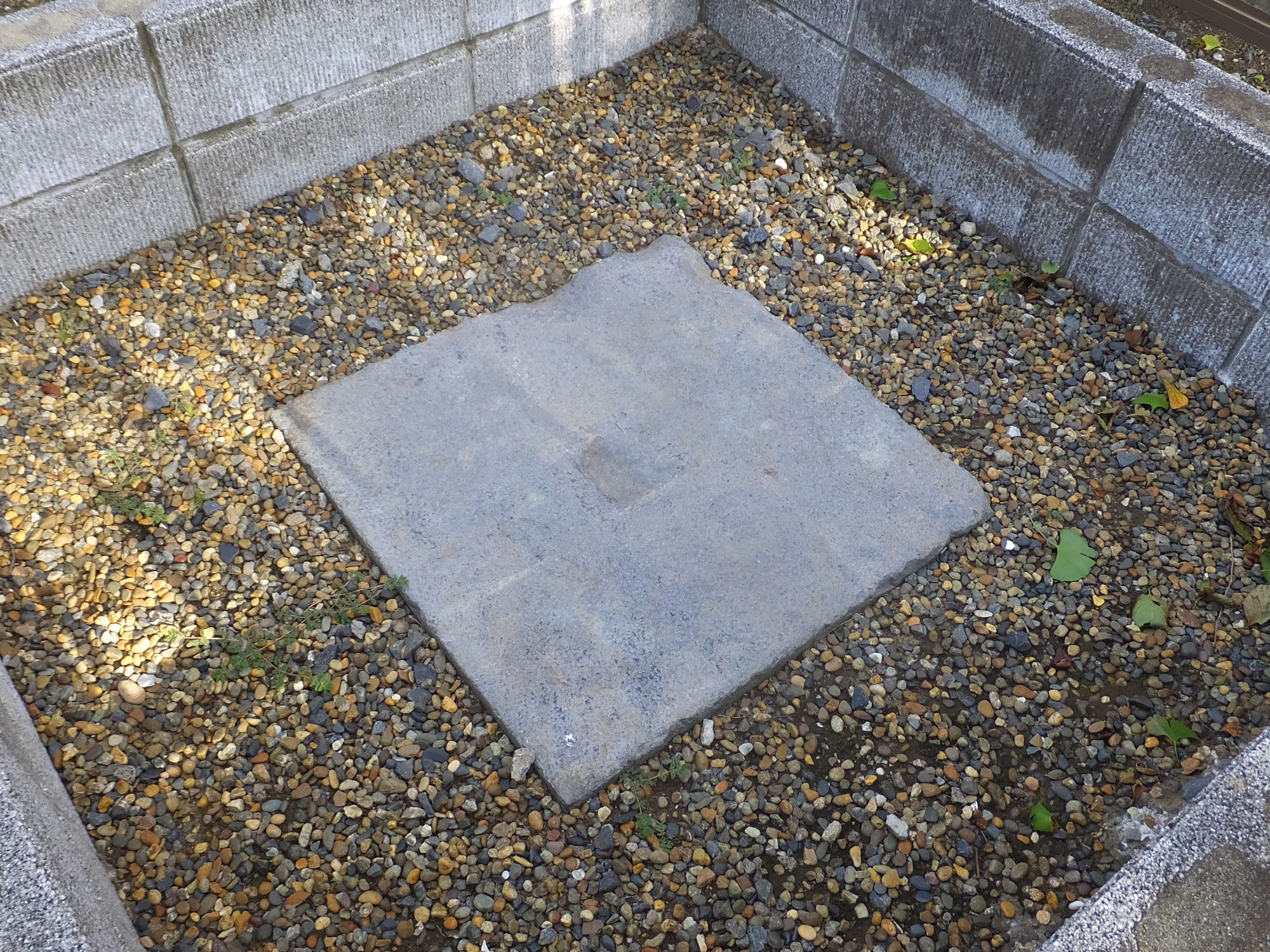
飯沼水準原票
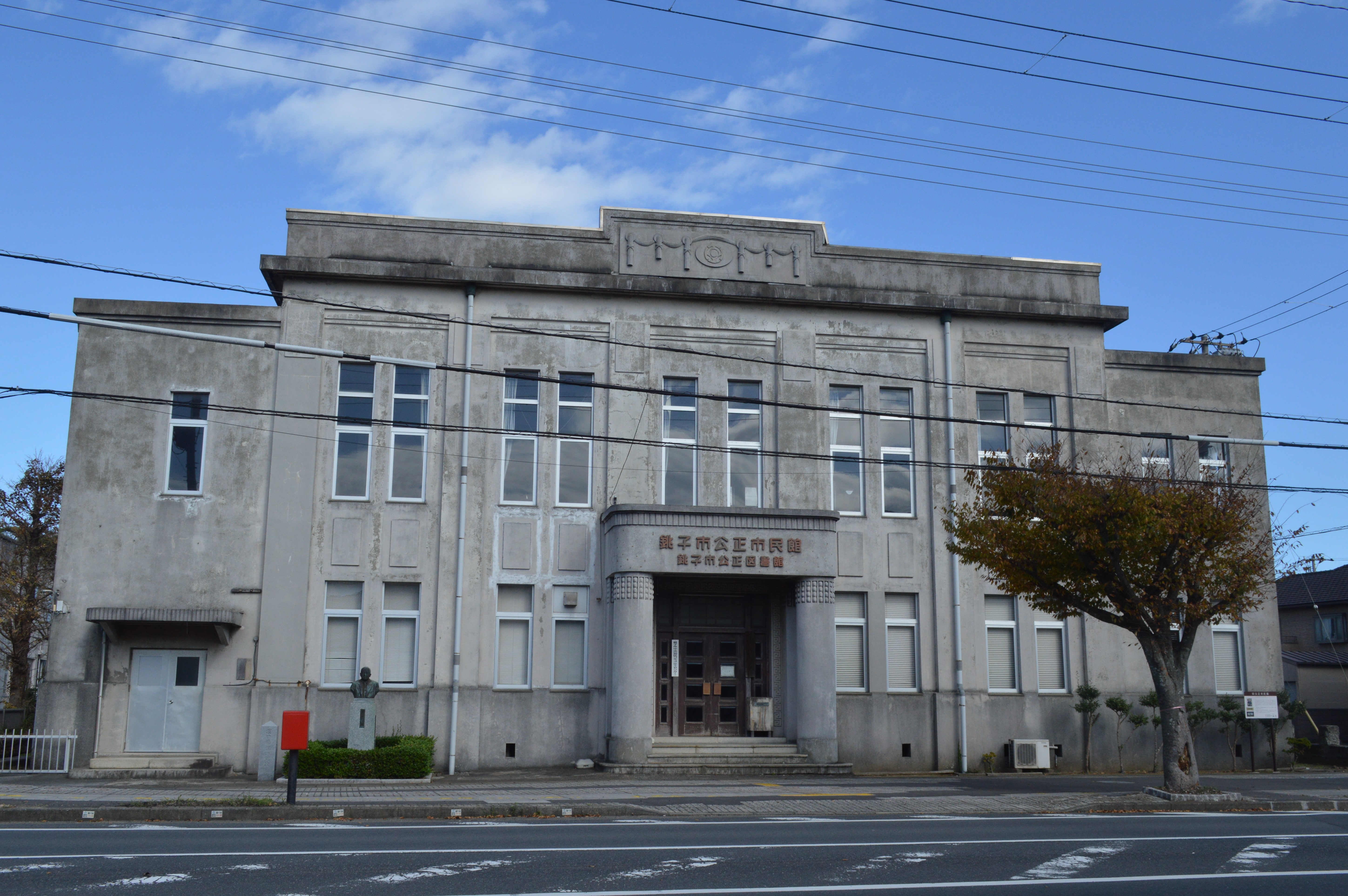
旧公正会館
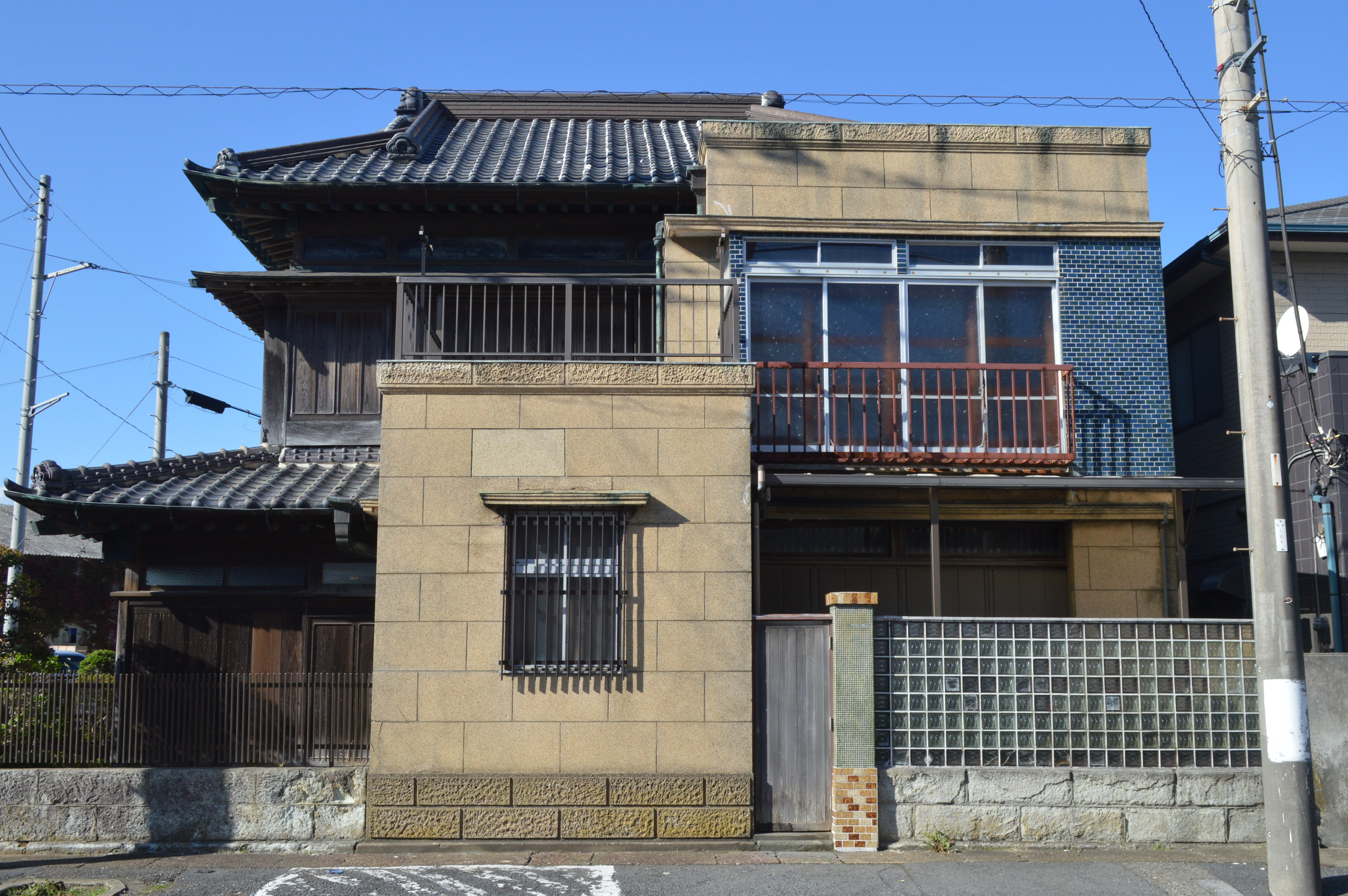
磯角商店主屋

### 文学碑

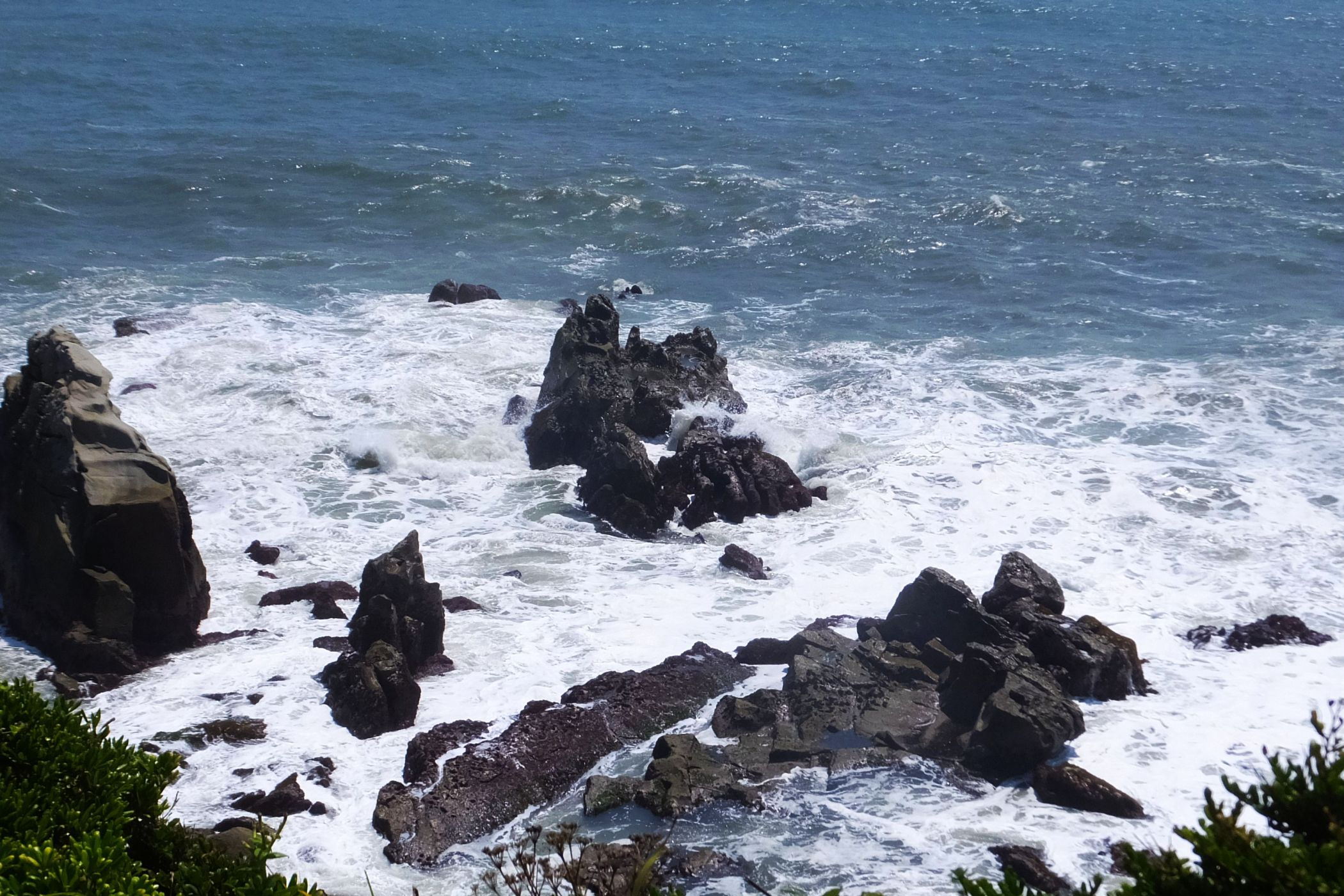
犬吠埼の怒濤

- 松尾芭蕉「枯れ枝にからすのとまりけり秋の暮」
- 小林一茶「ほととぎす爰をさること遠からず」
- 古帳庵「ほととぎす銚子は国の とっぱずれ」
- 国木田独歩「なつかしき わが故郷は 何処ぞや 彼処にわれは 山林の児なりき」
- 小川芋銭「大海を飛びいづる如と初日の出」
- 竹久夢二「待てどくらせどこぬひとを 宵待草のやるせなさ 今宵は月もでぬそうな」
- 尾崎咢堂「朝まだき彼方の岸はアメリカと 聞きて爪立つ おばしまのはし」
- 尾張穂草「わかれても故郷の海のあゐいろが 目にあり秋よさびしくあるかな」
- 佐藤春夫「ここに来て をみなにならひ 名も知らぬ草花をつむ みづからの影踏むわれは 仰がねば 灯台の高きを知らず 波のうねゝ ふる里のそれには如かず ただ思ふ 荒磯に生ひて松のいろ 錆びて黝きを わがこころ 錆びて黝きを」
- 高浜虚子「犬吠の今宵の朧待つとせん」
- 若山牧水「ひさしくも見ざりしかもと遠く来て けさ見る海は荒れすさびたり 遠く来てこよい宿れる海岸の ぬくとき夜半を雨降りそそぐ まともなる海より昇る朝の日に机のちりのあらわなるかな」
- 源俊頼「磐はしる外川の滝のむすぶ手も しばしはよどむ淀むせもあれ」

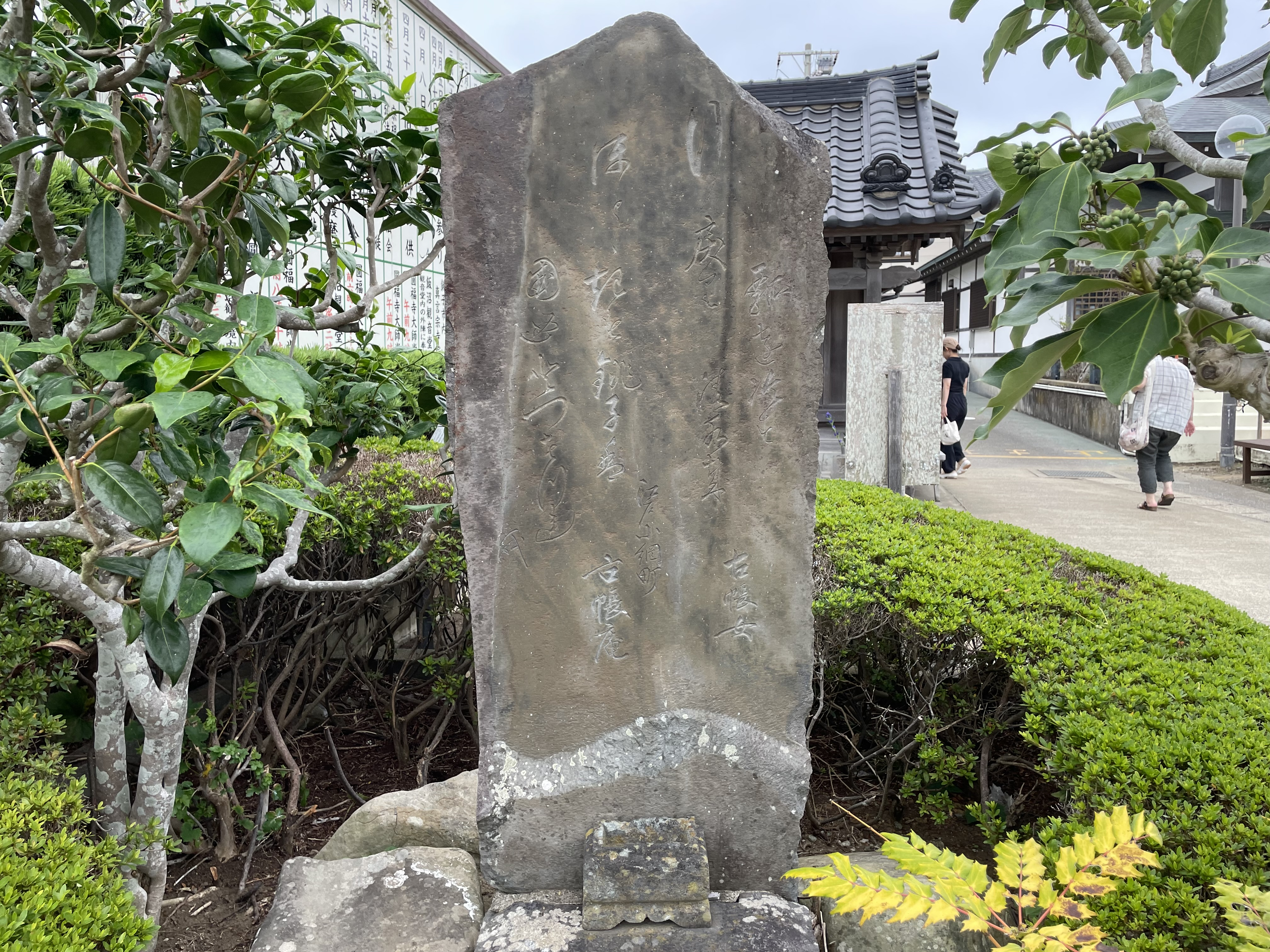
古帳庵句碑

### 海水浴場
- 長崎海水浴場
- 銚子マリーナ海水浴場

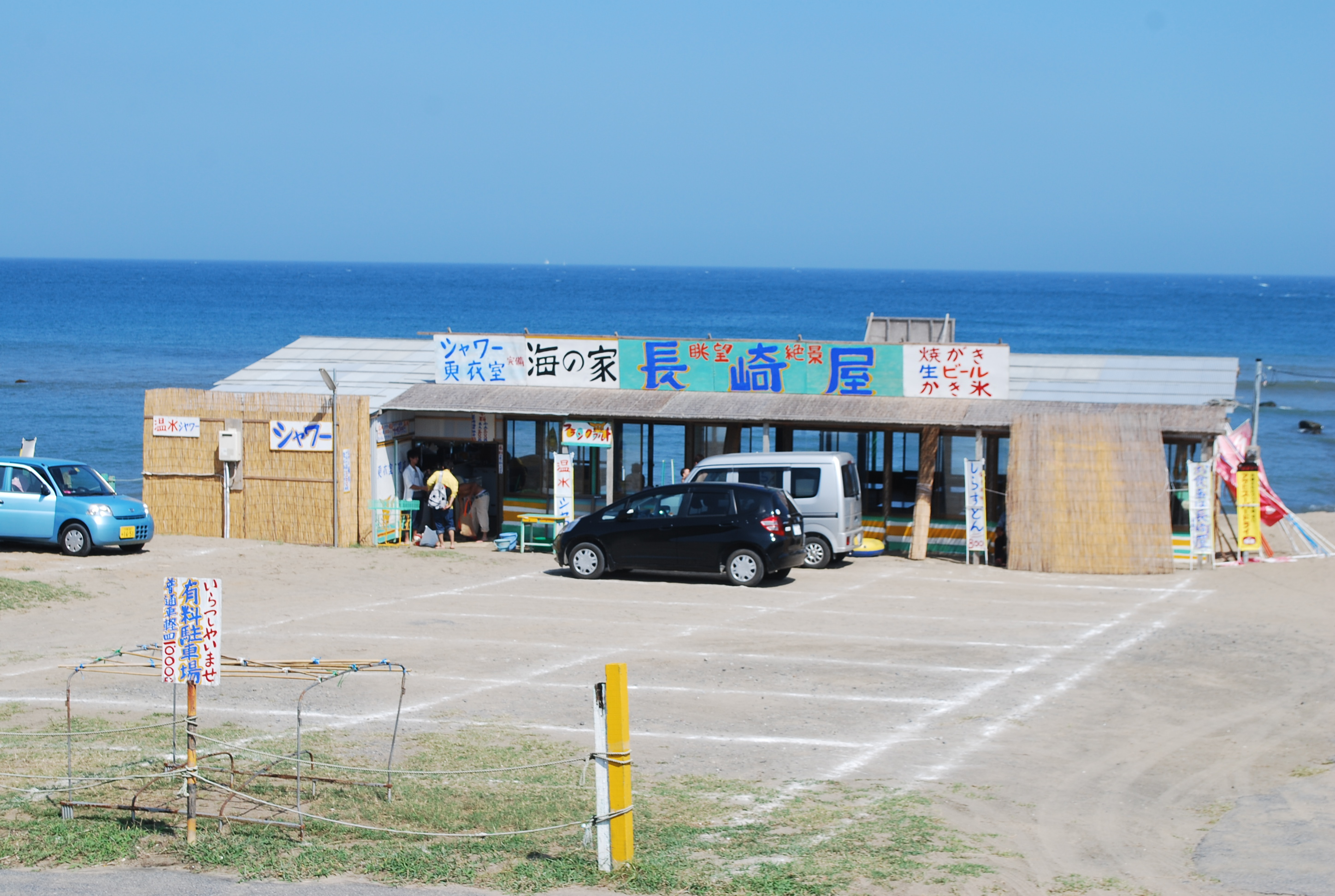
海の家（長崎海水浴場）

### 釣り

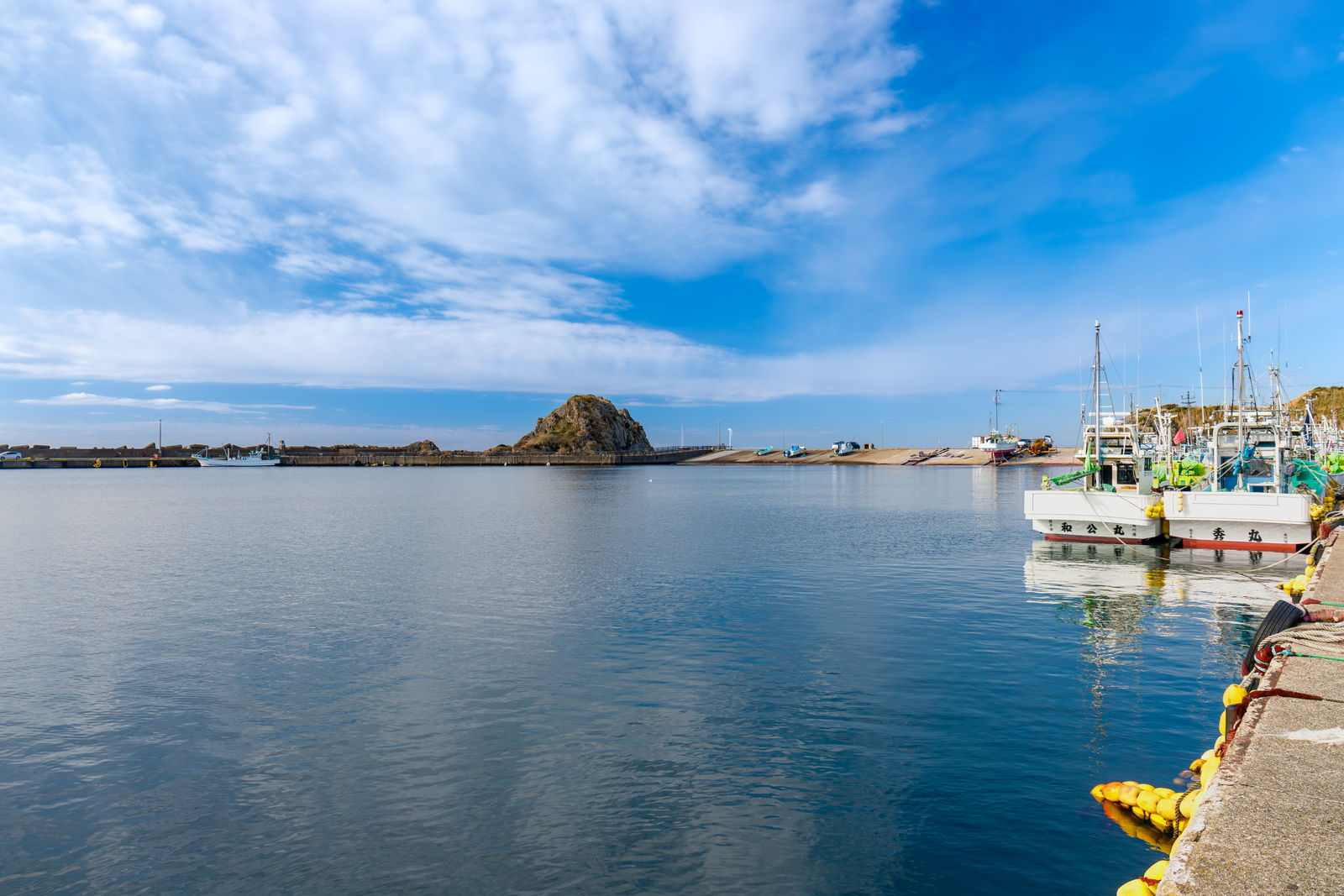
外川漁港

- 利根川：ハゼ・セイゴ・カレイ （6～10月）、ハゼ・マルタ・ボラ・セイゴ（10～11月）、ハゼ・セイゴ（11～2月）
- 港町堤防：ボラ・マルタ・セイゴ（5～11月）
- 川口付近：アイナメ・カサゴ（11〜1月）、タイ・イシモチ・スズキ・アナゴ・アイナメ・カサゴ（5～11月）
- 黒生付近：タイ・セイゴ・アイナメ・カサゴ（4～11月）
- 海鹿島付近：タイ・アナゴ・アイナメ・カサゴ（4～10月）
- 君ヶ浜付近：タイ・イシモチ・アナゴ・スズキ・アイナメ・カサゴ（4～11月）
- 犬吠埼付近：イシモチ・スズキ（4～10月）
- 外川堤防：タイ・イシモチ・アイナメ・カサゴ（4〜11月）
- 犬若付近：イシモチ・セイゴ・アナゴ・スズキ・アイナメ・カサゴ（4～11月）
- 名洗付近：セイゴ・タイ・アイナメ・カサゴ（4～10月）
- 屏風ヶ浦：イシモチ・セイゴ・タイ・アナゴ（4～10月）

### 土産・民芸品

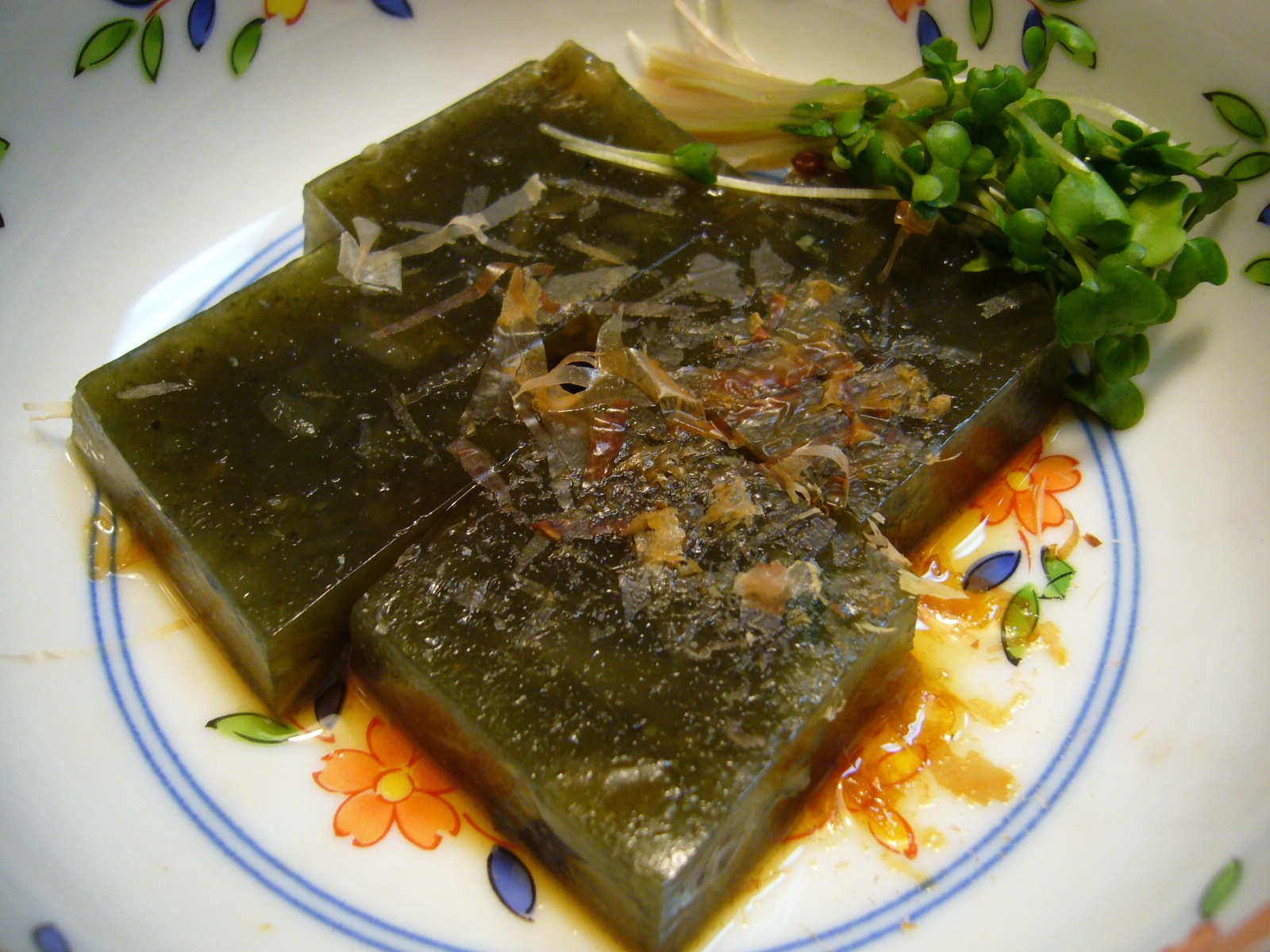
海藻こんにゃく

- 醤油 - 銚子は夏涼しく冬暖かく湿度が安定しているため、醤油醸造に最適で、江戸時代から一大産地。市内にはヤマサ醤油、ヒゲタ醤油、宝醤油、小倉醤油がある。
- ひしお - 大豆と大麦から造られる発酵調味料。2千年以上の歴史を持ち、醤油のルーツである。銚子では1630年（寛永7年）創業の山十商店が製造している。
- 地酒 - 銚子では1844年（弘化元年）創業の石上酒造と1874年（明治7年）創業の小林酒造場が地酒を製造している。
- 伊達巻鮨 - 半月状の玉子焼を太巻き鮨の上に乗せた鮨。鮨店「大久保」が明治初期に細工鮨として考案したもので、「漁夫のプリン」と称される[161]。
- 銚子つりきんめ - 銚子沖はキンメダイ漁の北限で、外川の小型船約40隻が立縄漁業により漁獲している。千葉県ブランド水産物認定第1号。
- 入梅イワシ - 梅雨の時期に水揚げされるマイワシ。1年のうち最も脂が乗る。銚子漁港のイワシ水揚量は日本一。
- なめろう - イワシを叩いて味噌や生姜と混ぜたもの。元は漁師が船上で作った料理。
- さんが焼き - なめろうを貝に詰めて焼いたもの。
- 卯の花漬け - おからに甘酢を入れて、塩を振ったイワシやサンマを漬けたもの。
- 佃煮 - 銚子漁港に水揚げされたカツオ、イワシ、サンマ等を銚子産の醤油で煮たもの。篠田食料品店、今津徳兵衛商店等で製造されている。
- 缶詰 - 銚子はイワシ、サバ等、魚を使った缶詰の産地。ヒット商品として「サバカレー」がある。
- 練り物 - 半片、蒲鉾、竹輪、薩摩揚げ、つみれ等。
- 磯牡蠣 - 銚子の荒磯で採れる磯牡蠣は、手のひら大の5～7年もの。
- 海藻こんにゃく - 長崎海岸等で海女が採る「コトジツノマタ」を干し、煮込んで固めたもので、ネギや唐辛子、醤油をつけて食べる。
- のげのり - 銚子特産の乾燥海藻食品。味噌汁、吸い物、刺身のつま等に使われる。学名は「フクロフノリ」。
- 灯台キャベツ - 銚子のキャベツは春系品種「金系201」を中心に11月から6月までの長期間出荷され、灯台キャベツとして日本一の生産量がある。
- 銚子メロン - キャベツと並ぶ銚子を代表する農産物。有機肥料を使用し、ミツバチ交配による生産方法をとる。最高級品は糖度16度以上の「金印」。日本農業賞受賞。
- ぬれ煎餅 - 生地を焼いた後、熱いうちに醤油に浸した煎餅。1963年（昭和38年）に横山雄次が商品化した。柏屋米菓、福屋、イシガミの煎餅専門店等で製造販売している。
- ピーナッツみそ - ピーナッツを炒ってハチミツと白ゴマであえたもの。
- 木の葉パン - 小麦粉、卵、ハチミツ、バター等の生地種を木の葉型に抜き取り、高熱で焼いたもので、銚子の郷土菓子。
- 犬吠の月 - 栗を練り切り餡で包んだ銘菓。昭和天皇銚子行幸の際に献上された。
- いわしサブレ - 銚子産イワシを使用したサブレ。全国菓子大博覧会金賞受賞。
- 落花生煎餅 - 千葉県産ピーナッツを使用した手焼き煎餅。1955年（昭和30年）発売。
- 銚子縮 - 江戸時代、銚子地方の漁師の妻女が内職で始めた手織りの布。反物、暖簾、テーブルセンター等。千葉県指定無形文化財・千葉県伝統工芸品。
- 万祝式大漁旗 - 伝統的な「万祝式」の染め方による大漁旗で、漁船進水、結婚、出産、新築等に飾られる。額賀屋染工場、小澤染工場で製造販売されている。千葉県伝統工芸品。
- 籐製品 - 銚子の籐製品製造は明治後期に家内手工業として始まった。素材から製品まで一貫して手巻き、手編みにより、椅子や小物類を製造する。

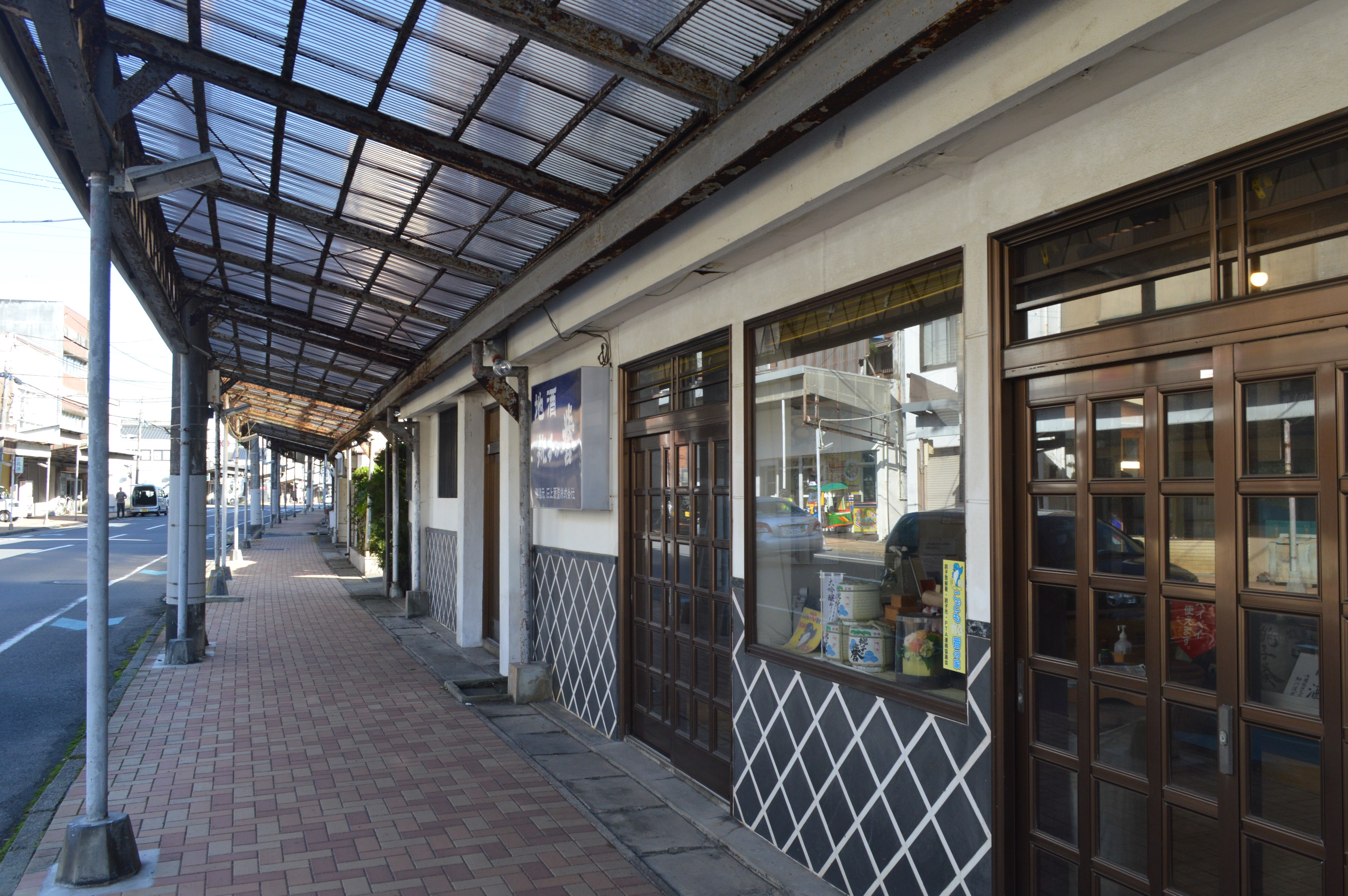
石上酒造
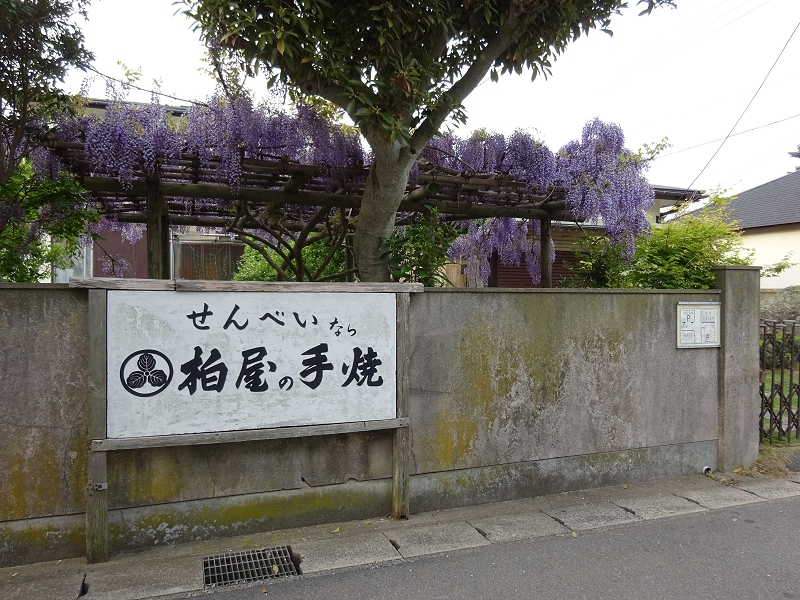
柏屋米菓店

### 宿泊施設

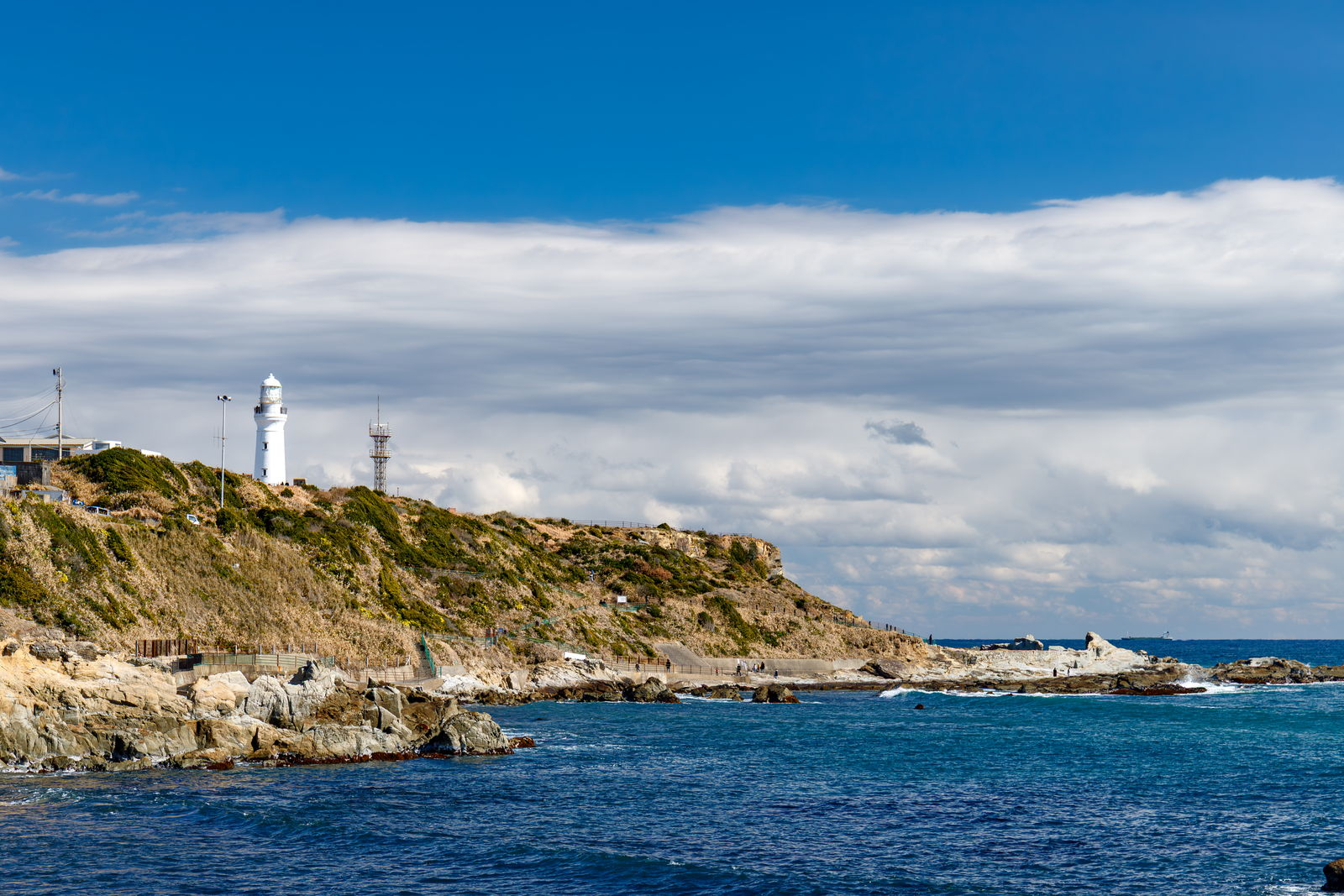
温泉街から望む犬吠埼灯台

- ホテル：犬吠埼ホテル・犬吠埼観光ホテル・ホテルニュー大新・スパ&リゾート犬吠埼太陽の里・別邸海と森
- 旅館：大新旅館・藤田屋旅館・あけぼの旅館・木内旅館・喜久家旅館・あしか荘・あかつきの宿 大徳
- ビジネスホテル：銚子プラザホテル・ホテルサンライズ銚子・ホテルサンサニー・ビジネスホテルいずや・ホテル近江屋・かもめホテル・ホテルルートイン銚子駅西
- 民宿：民宿 五十嵐館・犬吠館・民宿 文治・民宿 ねぎどん・犬若・漁村一棟貸宿「和泉屋」・moyai・awai
- ペンション：ペンションヴィラコモンズ・ペンションヘルシーウイング・銚子スポーツタウン

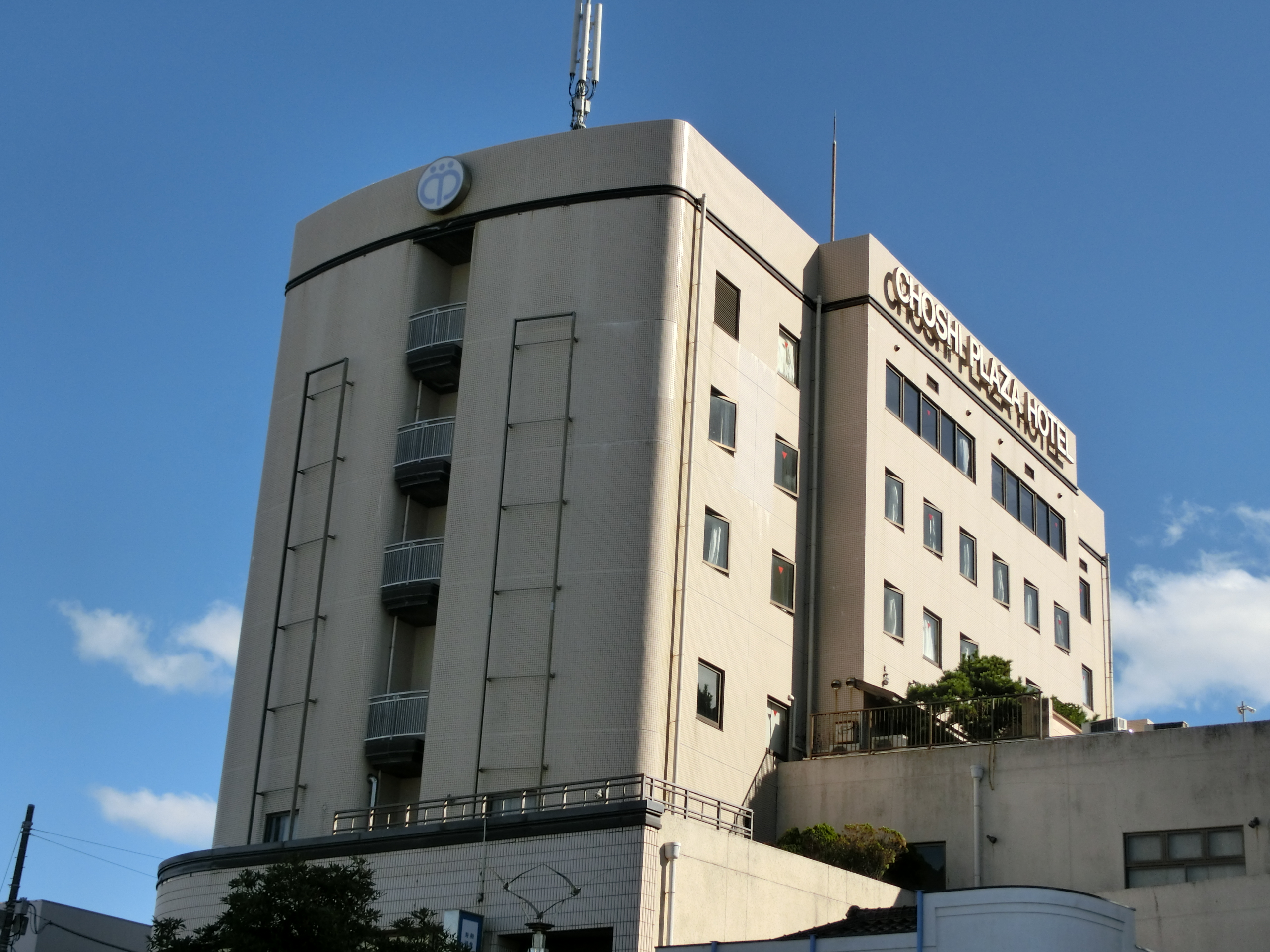
銚子プラザホテル
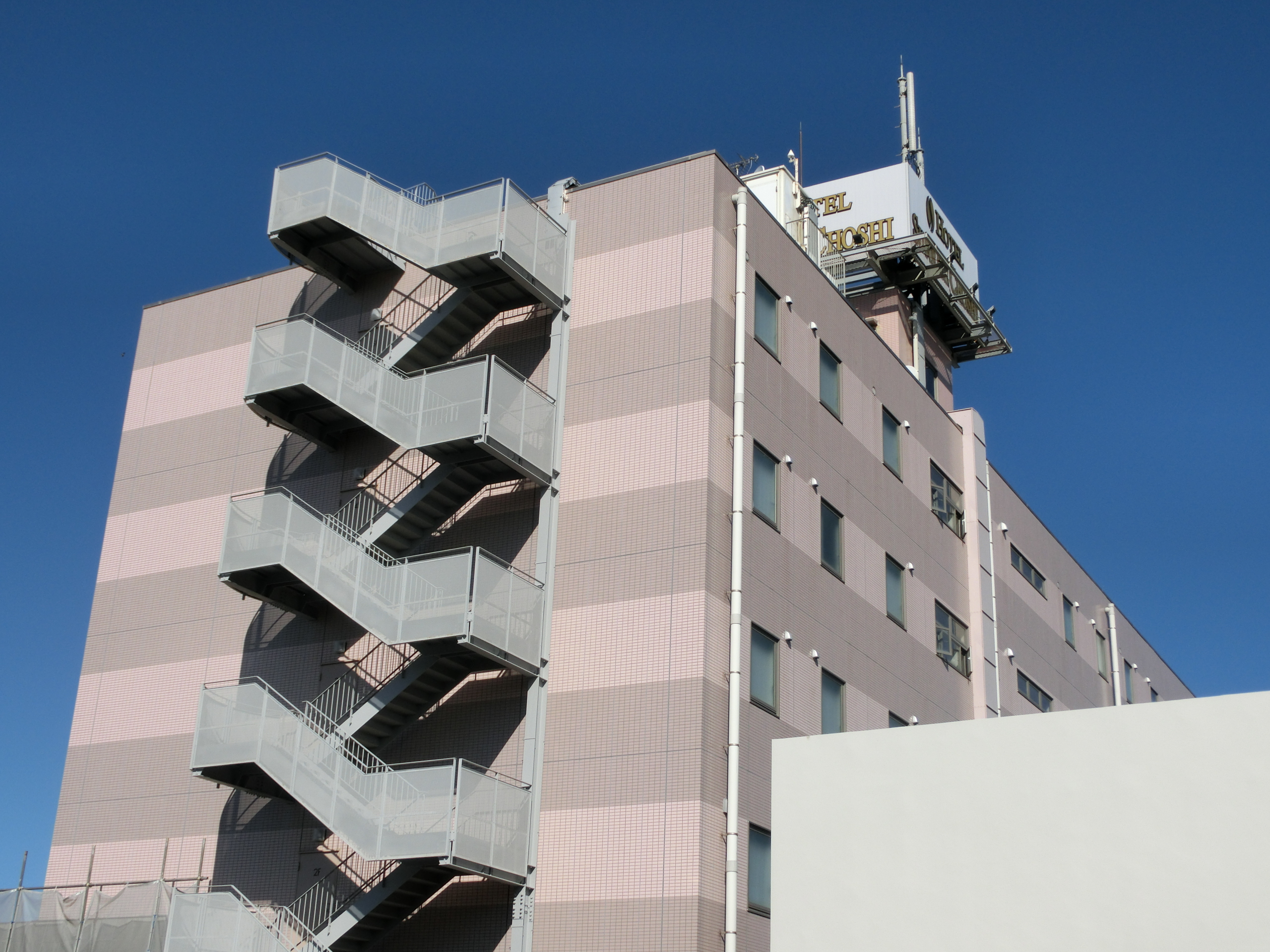
ホテルサンライズ銚子

### 祭礼・行事

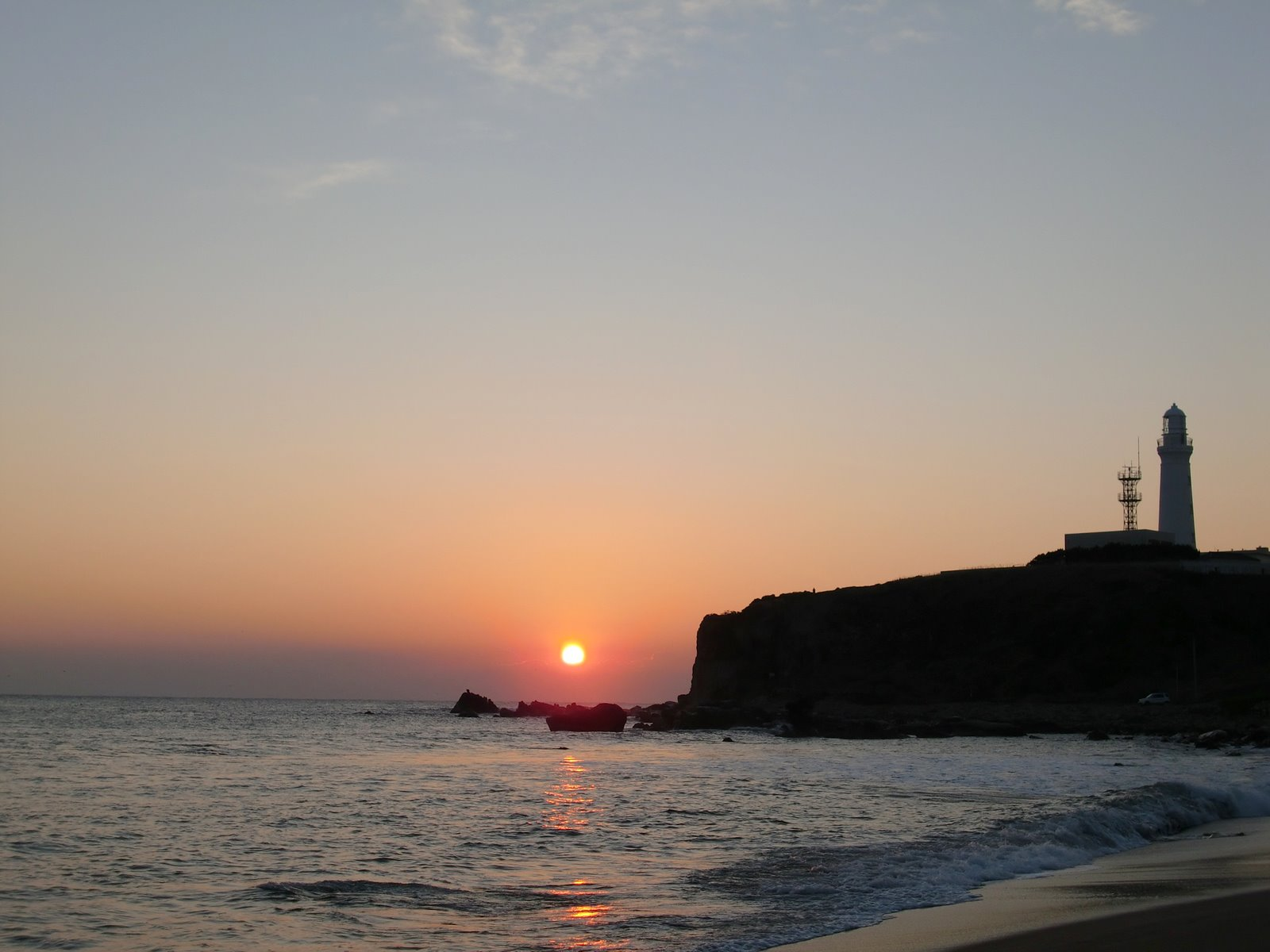
犬吠埼の初日の出

- 初日の出 - 関東最東端の犬吠埼は、地軸の傾きのために、元日前後の数十日間、山頂・離島を除き日本列島沿岸で最も早く初日の出を見ることができる。
- 常灯寺初薬師 - 毎年1月8日、国指定重要文化財の木造薬師如来坐像が一般公開される。子供は額に朱印を押してもらい無病息災を祈願する。
- 漕出式 - 海上安全と豊漁を願う新年の伝統行事。漁船が大漁旗を掲げて出港し、川口や外川の沖合いを航行する。乗り初めともいう。
- 辻切り - 小浜町に江戸時代から伝わる民間信仰。毎年1月20日、町内3か所の辻に張った注連縄に蛸、賽、藁の刃等を吊り下げ、悪魔払いをする。
- あんばばやし - 小畑町に江戸時代から伝わる元服祝いの行事。毎年1月27日の夜、有政神社で無病息災を祈願した後、15歳になる子供を先頭に鳴り物が町内を回る。
- 菅原大神春の例祭 - 菅原大神に奉納された約90個の子産石（子宝石）を抱くと子が授かるといわれる。春（2月25日）と秋（11月25日）に例祭が行われる。
- 飯沼観音八日まち（灌仏会） - 飯沼観音で釈迦の誕生を祝う。戦前は、この日境内に見世物小屋や曲馬団が掛かり、露店や香具師が出て、近郷近在からの人出で賑わった。
- 妙福寺藤まつり - 毎年5月上旬、妙福寺境内の「臥龍の藤」が見頃を迎え、銚子の初夏を彩る。夜間はライトアップが行われる。
- 海の見えるあじさいまつり - 地球の丸く見える丘ふれあい広場で、太平洋の大海原を背景に1000株のアジサイが見頃を迎える。
- 大潮祭り - 旧暦6月15日に行われる川口神社の祭礼。川口神社の神輿2基が氏子町内を練り歩く。渡海神社、海上八幡宮でも神輿が出る。
- 浅間神社初山参り - 毎年7月第3土曜日に行われる浅間神社の例祭。生まれて初めて迎える初山の早朝に、わが子を抱いて参拝すると、御利益があるといわれる。
- 御太刀祭り - 毎年7月、海の日に近い日曜日に行われる。黒生大神宮にて神職による儀式の後、御太刀を担ぎ出し、黒生漁港にてお潮取りを行う。
- 小川神社宵宮 - 小川神社で毎年7月第4土曜日の夜に行われる。獅子舞が披露されるほか、おかめひょっとこ顔合わせ、大漁節、早打ち太鼓が演奏される。
- 銚子みなとまつり - 毎年8月上旬、旧渡船場近くの利根川河畔で花火大会、1000人の担ぎ手による神輿パレードが行われる。銚子の夏の風物詩。
- 夏越の祓い - 峯神社で毎年旧暦8月5日に行われる。人形の紙に姓名と年齢を書き、茅の輪を潜って参拝する。
- 海上八幡宮例祭 - 海上八幡宮で旧暦8月15日、神輿の町内神幸の後に流鏑馬が行われる。地元では「お的式」と呼ばれる。氏子22町内が1本ずつ的を立て、的中した的はその地区の代表が持ち帰る。
- 銚子港水産まつり - 銚子市漁業協同組合主催で、キンメダイの煮付けや生マグロ丼、その他各種水産物・水産加工品が販売される。きんめだいまつり、近海生まぐろ即売会も同時開催する。
- 黒潮よさこい祭り - 2004年（平成16年）から開催されている。全国から多数の踊り子チームが集い、市内数か所の会場で演舞を披露する。マルシェや屋台村も同時開催される。
- 銚子大神幸祭 - 1102年（康和2年）に海神の怒りを鎮めるために東大社、豊玉姫神社、雷大神の3社が外川浜へ渡御したのが始まり。20年に一度行われ、道中多くの芸能が披露される。

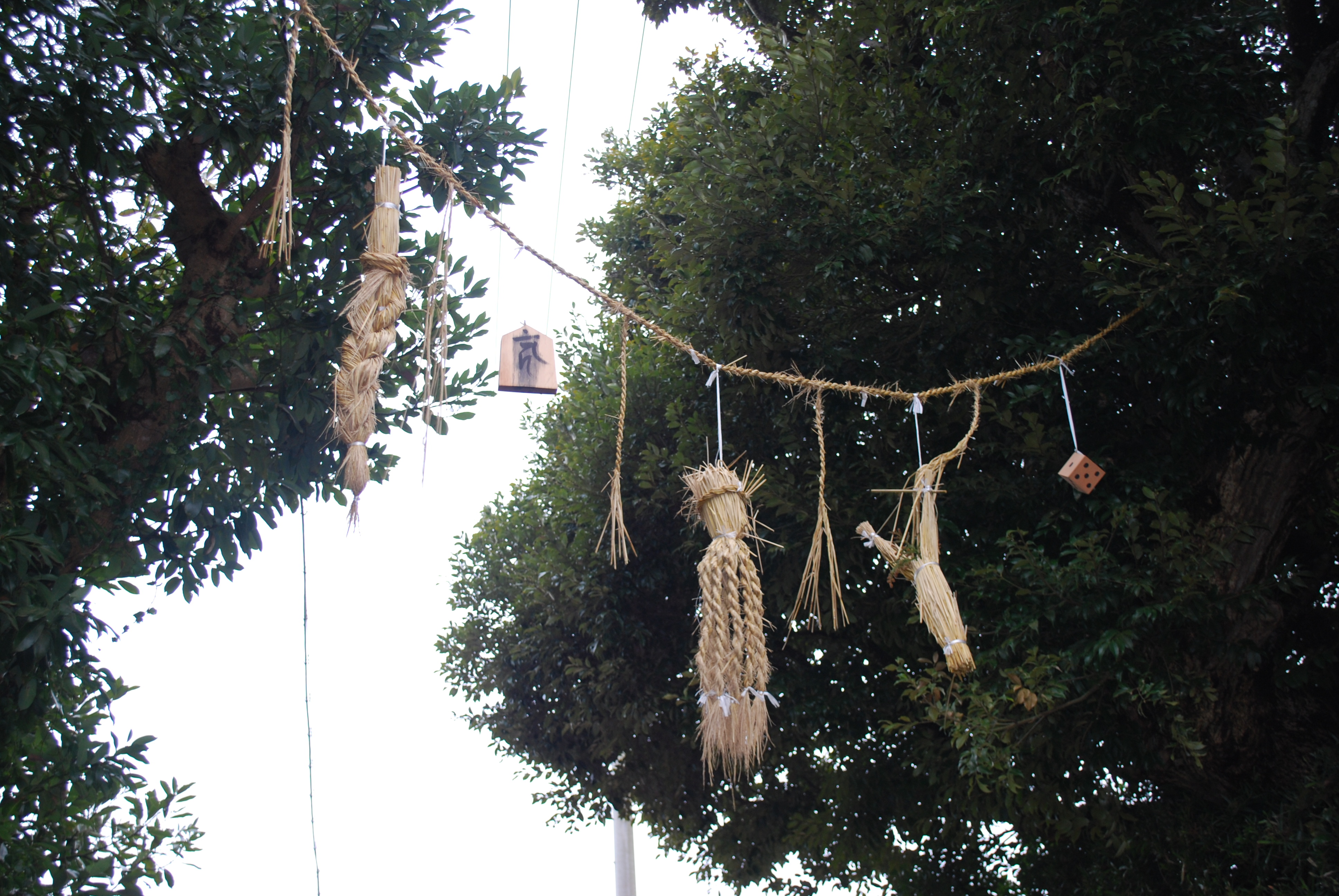
辻切り
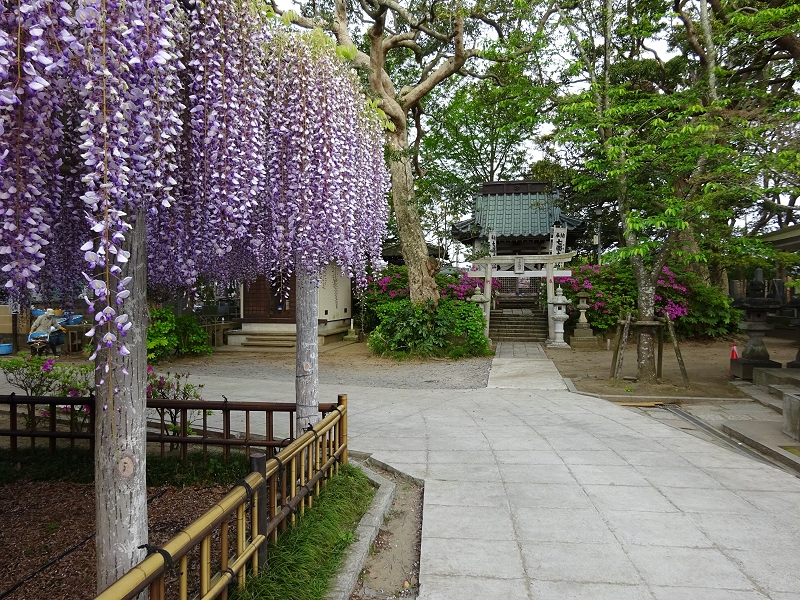
臥龍の藤

## 文化

### 銚子市文化祭

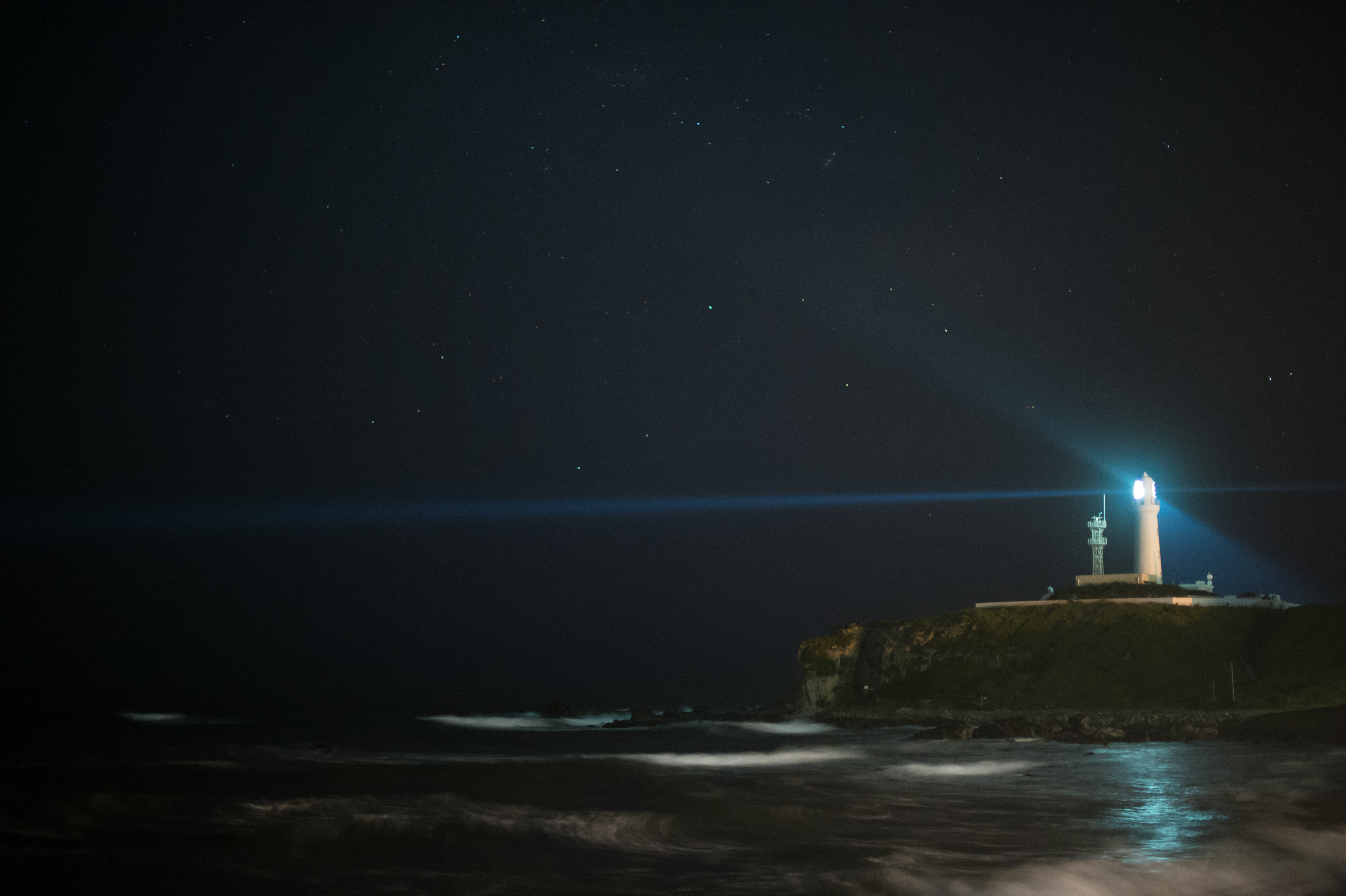
犬吠埼灯台の光

銚子市文化祭は、1949年（昭和24年）11月に第1回を開催して以来、継続している市主催の恒例行事である。当初は銚子市公正市民館の2階講堂を会場として、11月3日の文化の日の前に文化団体の展覧会を、その後に芸能会を開催していた。2024年（令和6年）度においては、主に銚子市市民センターを会場とし、多くの市民の参加協力によって盛況をみている。
第84回 令和6年度銚子市文化祭
- 展覧の部
  - 書道展・華道展・陶芸展・美術展・写真展・短歌展・俳句展・コラボ展（写真・短歌・俳句・書）・茶席
  - 会場：銚子市市民センター
- 文芸の部
  - 短歌大会・俳句大会
  - 会場：銚子市市民センター
- 芸能の部
  - 音楽・ダンス・カラオケ・日本舞踊
  - 会場：銚子市市民センター・千葉県東総文化会館

### 財団法人公正会

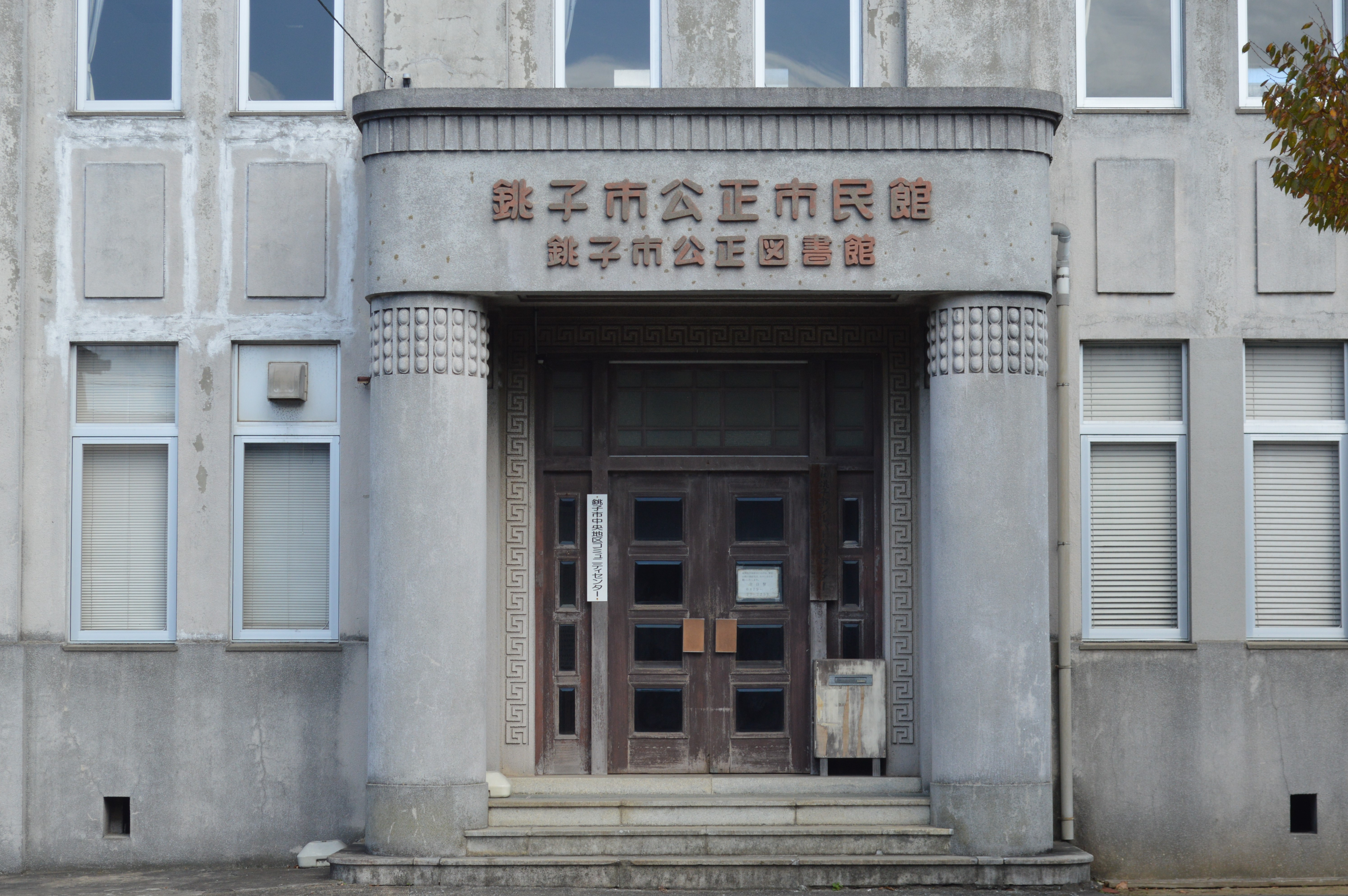
旧公正会館

公正会は1924年（大正14年）4月に、濱口儀兵衛商店（ヤマサ醤油）の第10代当主・濱口梧洞が私財を投じて設立した社会教育事業を目的とする財団法人である。1925年（大正15年）4月には、活動拠点となる公正会館が開館した。鉄筋コンクリート2階建てで、1階は図書館・教室・事務室、2階は約500人収容のステージ付ホールであった。公正会の活動は、図書館事業、公正学院の運営、公正会館主催の各種事業から成っていた。図書館の蔵書は開館時400冊で、一般市民を対象とした開架式閲覧・館外貸出も行った。公正学院は勤労青少年を対象とした本科2年、高等科1年の夜間学校であった。1941年（昭和16年）4月には4年制の甲種商業学校に昇格し、公正商業学校と改称した。公正会館主催の事業は、公正会館ホールを拠点とする講演会・展覧会・映画会・音楽会等の文化的な催しで、講演会には各界の著名人が招聘された。また、公正文化会や公正母の会、子供会・読書会等の会員制サークル活動も活発であった。初代館長兼学院長は東京帝国大学出身の文学士・小山文太郎で、第3代館長の堀秀彦は、戦後大学教授・著述家として活躍した。

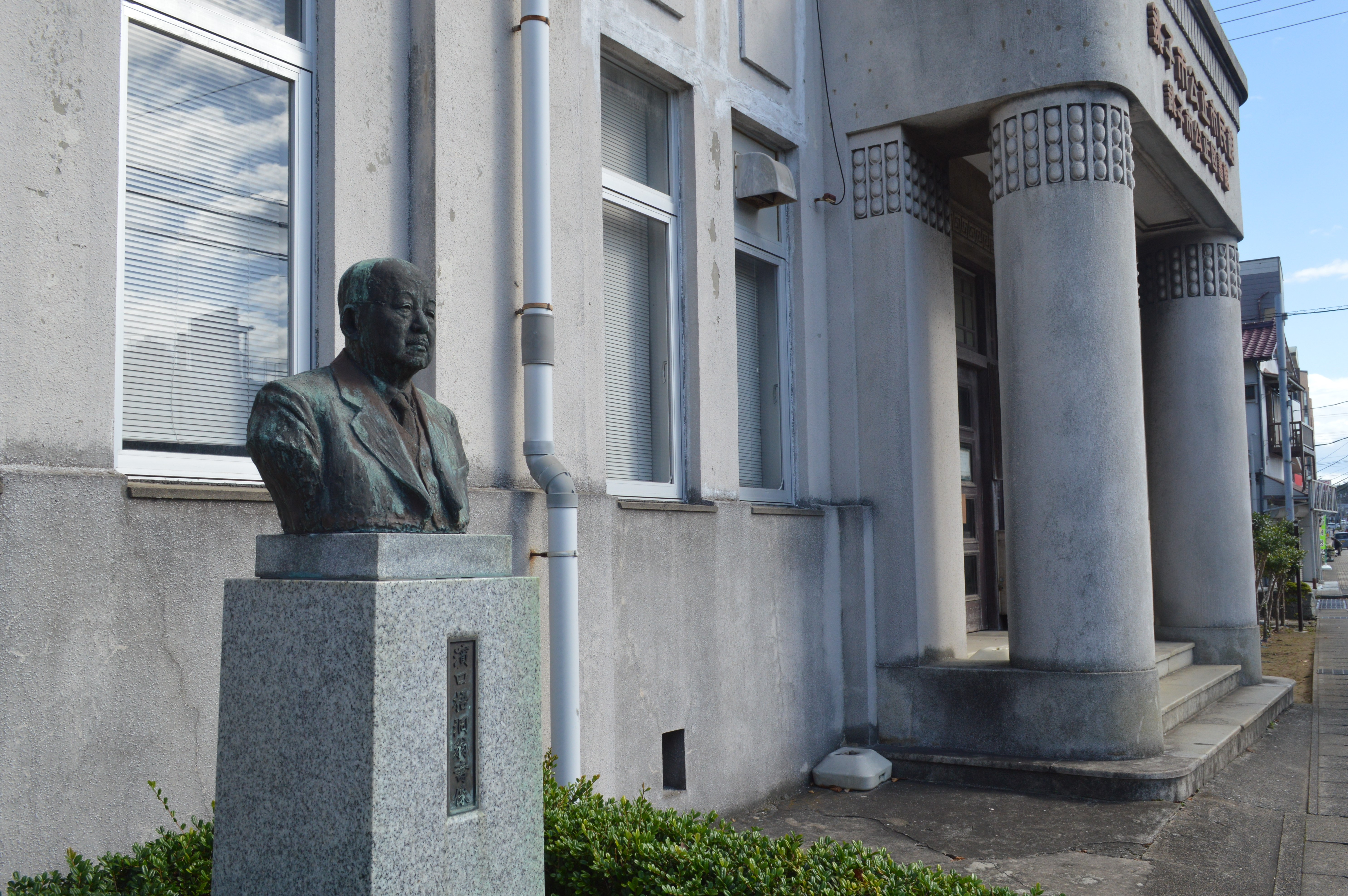
濱口梧洞翁寿像
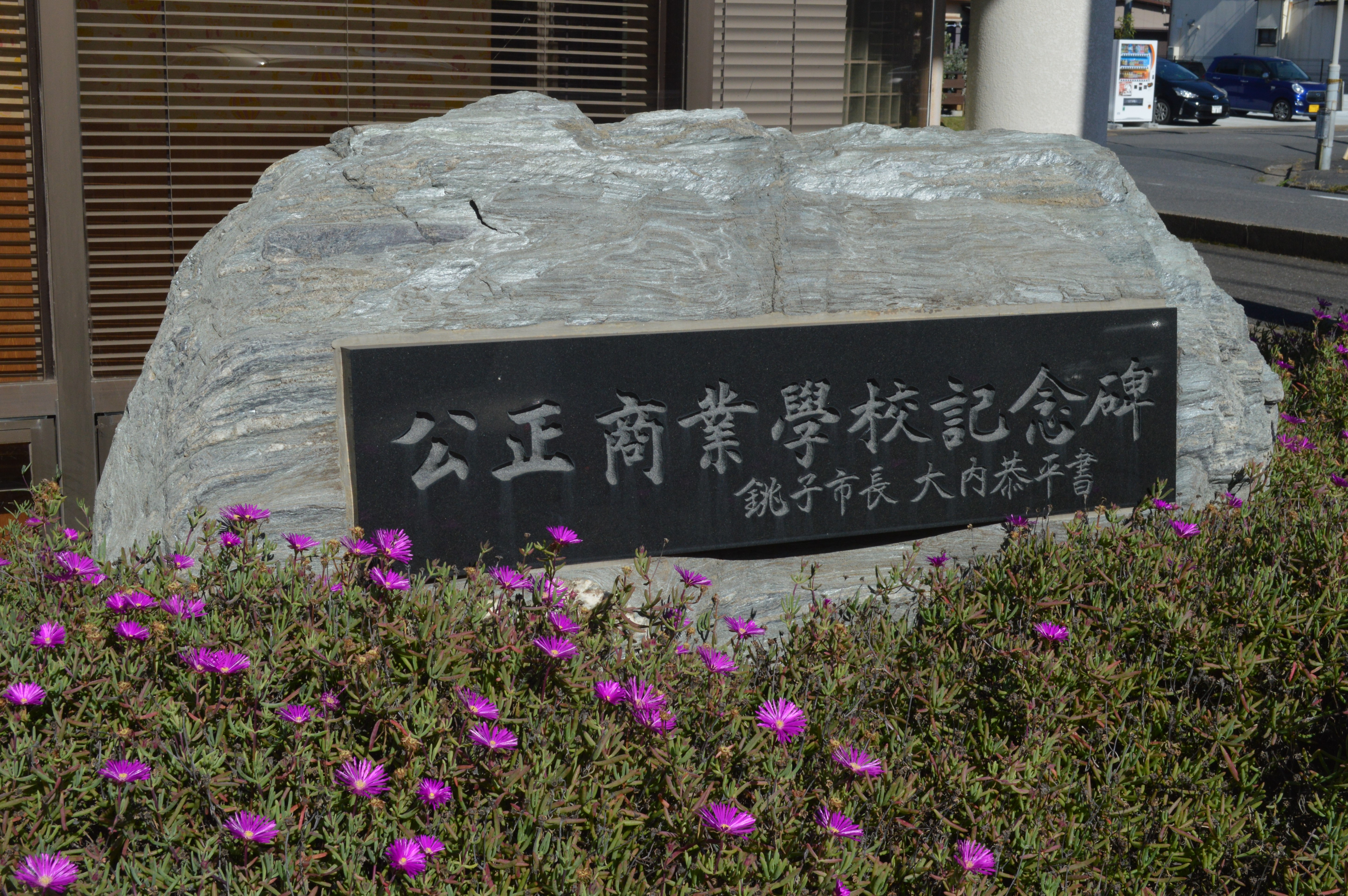
公正商業学校記念碑

公正会の活動は戦災を経てほとんど停止状態となり、1947年（昭和22年）3月には公正商業学校も廃校となって、1948年（昭和23年）3月、施設一切を市に寄付して解散した。同年9月、公正会館は銚子市公正市民館、図書館部分は銚子市公正図書館として開館した。いずれの施設にも「公正」の名を留めたのは、財団法人公正会とその創立者濱口梧洞を永く記念するためであった。1957年（昭和32年）2月には、公正市民館前に濱口梧洞の寿像が建立された。文化活動については、終戦後、市内有志により銚子文化会が結成され、1946年（昭和21年）4月には第1回文化会が開催された。これらは公正会の活動の流れを汲むもので、この銚子文化会を中心として、各種芸術団体・学芸団体・芸能団体・趣味団体等により、銚子文化協会が結成された。1963年（昭和38年）には銚子市文化団体協議会と改称し、銚子市における文化運動の中枢をなしている。なお、銚子市公正図書館は、市制施行50周年記念事業の一環として1983年（昭和58年）5月に新築開館し、銚子市公正市民館は2001年（平成13年）10月、その機能を銚子市市民センターに移して銚子市中央地区コミュニティセンターと改称された。
2025年（令和5年）3月策定の「銚子市中央地区エリアビジョン」においては、旧公正会館・銚子市公正図書館・末広町公園等が一体となった「銚子モダン・パーク」の整備が検討されており、旧公正会館については、総合観光案内所や分散型ホテルのフロント機能を備えた交流拠点施設としての利活用方針が示されている。

### 文化財
銚子市では、2017年（平成29年）度に「銚子市歴史文化基本構想」を策定し、2018年（平成30年）度には「銚子資産活用協議会」を設立して、「歴史文化基本構想を活かした観光拠点づくり事業」に取り組み始めた。2020年（令和2年）12月には、文化財の保存と活用に関する総合的な計画として「銚子市文化財保存活用地域計画」が策定された。2022年（令和4年）4月からは「銚子市デジタルアーカイブ」の運用が開始され、デジタルミュージアムとして活用されている。銚子市内の国・千葉県指定文化財等は以下の通りである。
| 番号 | 指定・登録 | 類別                         | 名称                                 | 所在地                | 所有者または管理者                   | 指定年月日       | 備考       |
| ---- | ---------- | ---------------------------- | ------------------------------------ | --------------------- | ------------------------------------ | ---------------- | ---------- |
| 1    | 国指定     | 重要文化財（建造物）         | 犬吠埼灯台（灯台、旧霧笛舎、旧倉庫） | 銚子市犬吠埼          | 国（海上保安庁）、公益社団法人燈光会 | 令和2年12月23日  | 1基、2棟   |
| 2    | 国指定     | 重要文化財（彫刻）           | 木造薬師如来坐像                     | 銚子市常世田53-1      | 常灯寺                               | 昭和34年6月27日  | 1躯        |
| 3    | 国指定     | 重要文化財（工芸品）         | 鐃                                   | 奈良国立博物館        | 円福寺                               | 昭和34年6月27日  | 1口        |
| 4    | 国指定     | 記念物（名勝及び天然記念物） | 屏風ヶ浦                             | 銚子市春日町744-1他   | 銚子市・千葉県・国                   | 平成28年3月1日   |            |
| 5    | 国指定     | 記念物（天然記念物）         | 犬吠埼の白亜紀浅海堆積物             | 銚子市犬吠埼9578-10他 | 銚子市・国                           | 平成14年3月19日  |            |
| 6    | 県指定     | 有形文化財（建造物）         | 猿田神社本殿                         | 銚子市猿田1677        | 猿田神社                             | 昭和30年12月15日 | 1棟        |
| 7    | 県指定     | 有形文化財（建造物）         | 常灯寺本堂                           | 銚子市常世田町53-1    | 常灯寺                               | 昭和54年3月2日   | 1棟        |
| 8    | 県指定     | 有形文化財（建造物）         | 海上八幡宮本殿                       | 銚子市柴崎1-17        | 海上八幡宮                           | 平成2年3月16日   | 1棟        |
| 9    | 県指定     | 有形文化財（彫刻）           | 木造薬師如来立像                     | 銚子市岡野台町2-473   | 等覚寺                               | 平成元年3月10日  | 1躯        |
| 10   | 県指定     | 有形文化財（彫刻）           | 木造薬師如来立像                     | 銚子市岡野台町2-473   | 等覚寺                               | 平成元年3月10日  | 1躯        |
| 11   | 県指定     | 有形文化財（彫刻）           | 木造菩薩立像                         | 銚子市岡野台町2-473   | 等覚寺                               | 平成元年3月10日  | 1躯        |
| 12   | 県指定     | 有形文化財（工芸品）         | 梵鐘（享徳十一年在銘）               | 銚子市馬場町293-1     | 円福寺                               | 昭和42年3月7日   | 1口        |
| 13   | 県指定     | 有形文化財（工芸品）         | 釈迦涅槃図                           | 銚子市馬場町293-1     | 円福寺                               | 平成3年2月15日   | 1幅        |
| 14   | 県指定     | 有形文化財（古文書）         | 天正検地帳                           | 銚子市ほか            | 銚子市ほか                           | 昭和57年4月6日   | 18件・71冊 |
| 15   | 県指定     | 有形文化財（考古資料）       | 金銅経筒（建長四年在銘）             | 銚子市岡野台町2-473   | 等覚寺                               | 昭和60年3月8日   | 1合        |
| 16   | 県指定     | 無形文化財                   | 銚子縮                               | 銚子市松岸町          | 常世田眞壱郎                         | 平成13年3月30日  |            |
| 17   | 県指定     | 記念物（天然記念物）         | 渡海神社の極相林                     | 銚子市高神西町2       | 渡海神社                             | 昭和34年4月24日  |            |
| 18   | 県指定     | 記念物（天然記念物）         | 猿田神社の森                         | 銚子市猿田1675-21他   | 猿田神社                             | 昭和49年3月19日  |            |
| 19   | 県指定     | 記念物（天然記念物）         | 犬吠埼産出のアンモナイト             | 銚子市前宿町1034      | 銚子市                               | 平成18年3月14日  | 5標本6点   |
| 20   | 国登録     | 登録有形文化財（建造物）     | 内野家住宅洋館                       | 銚子市長山町2034      | 個人                                 | 平成11年7月8日   | 1件        |
| 21   | 国登録     | 登録有形文化財（建造物）     | 磯角商店主屋                         | 銚子市飯沼町186       | 個人                                 | 平成26年4月25日  | 1件        |
| 22   | 国登録     | 登録有形文化財（建造物）     | 滑川家住宅主屋ほか                   | 銚子市野尻町27-1      | 個人                                 | 平成29年6月28日  | 2件        |
| 23   | 国登録     | 登録有形文化財（建造物）     | 旧西廣家住宅（治郎吉）主家ほか       | 銚子市川口町1-6271    | 株式会社ランス                       | 平成30年3月27日  | 5件        |
| 24   | 国登録     | 登録有形文化財（建造物）     | 石上酒造米藏ほか                     | 銚子市田中町7-1       | 個人                                 | 平成30年3月27日  | 5件        |

### 民謡

#### 銚子大漁節

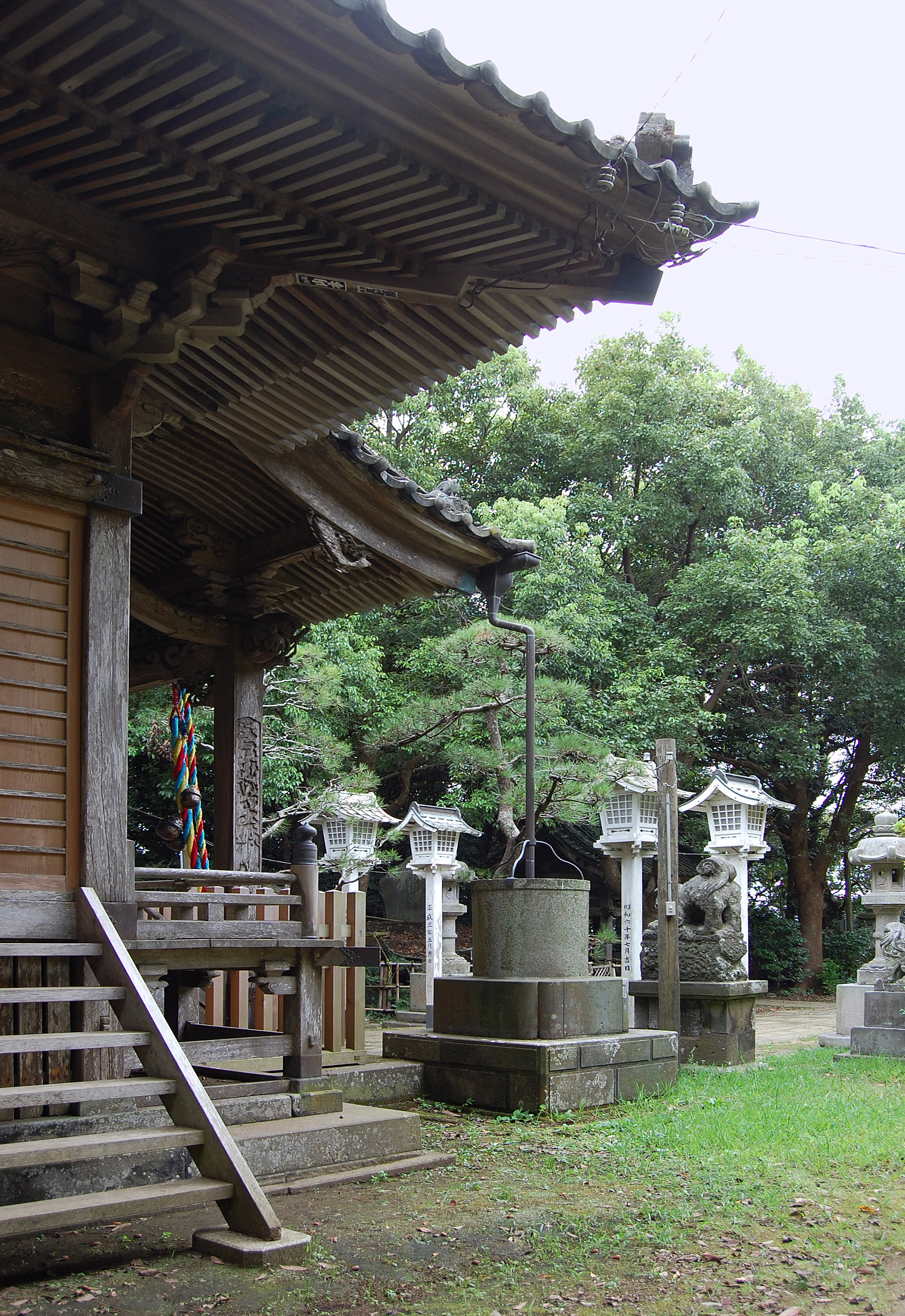
川口神社

1864年（元治元年）の春、銚子港は未曾有の豊漁で、港はイワシの銀鱗で埋まった。漁師達は大漁祭を行うこととしたが、唄も踊りもなかったため、飯貝浦の網元網代久三郎、飯沼浦の松本新左衛門（雅号旭光）、俳諧師石毛利兵衛の3氏が松本氏の「夏蔭庵」の奥座敷に集って歌詞を合作し、常盤津師匠遊蝶が三味線、清元師匠名妓きん子が振付を入れ、「大漁節」と「大漁踊」が生まれた。これを松岸遊廓の開新楼が名物としたため、花柳界の座敷歌として全国に喧伝されていった。各町内会の鳴り物保存会によって継承されており、盆踊りや宴席等でも披露される。

#### じょうかんよ節
高神町都波岐神社の反対側の石段上には庄川杢左衛門の顕徳碑が建っている。庄川杢左衛門は、天明年間に高崎藩の代官として銚子陣屋に派遣されていた人物で、天明の大飢饉の際に領内庶民の難渋を見かね、独断で藩の米倉を開いて救済の緊急手配をとったが、後にその責任を問われて自刃したという伝説が伝えられている。この碑は、三十三回忌に当たる1823年（文政6年）に、高神村名主の加瀬新右衛門が主となって、村民一同が建立したものである。都波岐神社はかつて銚子で最も盛大な庚申待が行われたところで、村の集会場所となっていた。この村の盆踊唄に「じょうかんよ節」があり、秋の収穫を唄う詞のなかに、情深い代官（じょうかん）を偲んでいる。

### 民間信仰

#### 千人塚
江戸時代、船乗仲間は「阿波の鳴門か銚子の川口、伊良湖渡合が恐ろしや」と称し、銚子川口は日本三大海難所の一つであった。また、下総地方の俚言には「銚子の川ロてんでんしのぎ」がある。銚子川口は、年間を通じて風が強く、北岸に鹿島灘の先端が一大長堤をなし、南側は一ノ島・二ノ島等の岩礁が散在し、さらに太平洋の怒濤が利根川からの流水と交わるため、水流の変化も激しく、漁船の難破転覆が絶えなかった。
ここで遭難した漁民の供養のために築かれたのが千人塚である。塚の前面一帯には墓石や供養板搭姿が立ち並んでおり、江戸時代に造られた観音石像や石地蔵も見られる。遭難者には東北地方からの回船の乗組員も含まれるが、大部分は地元の漁民で、市内の寺の過去帳には、多くの水死者や難破船の記録が記されている。1816年（文化13年）2月には、浄土宗の僧徳本を招請して盛大な法要を営み、「南無阿弥陀仏」の各号塔を建立している。かつてはこの塚の上で焚火をして入港する漁船の目印としていたこともあった。
1960年（昭和35年）には、漁業関係者によって海難漁民慰霊塔が建立されている。その後、1971年（昭和46年）9月に漁港工事による新航路が開通して以降、銚子川口での遭難は絶えた。毎年4月には、江戸時代以来の民俗行事である川施餓鬼が妙福寺によって執り行われる。

#### 神祠

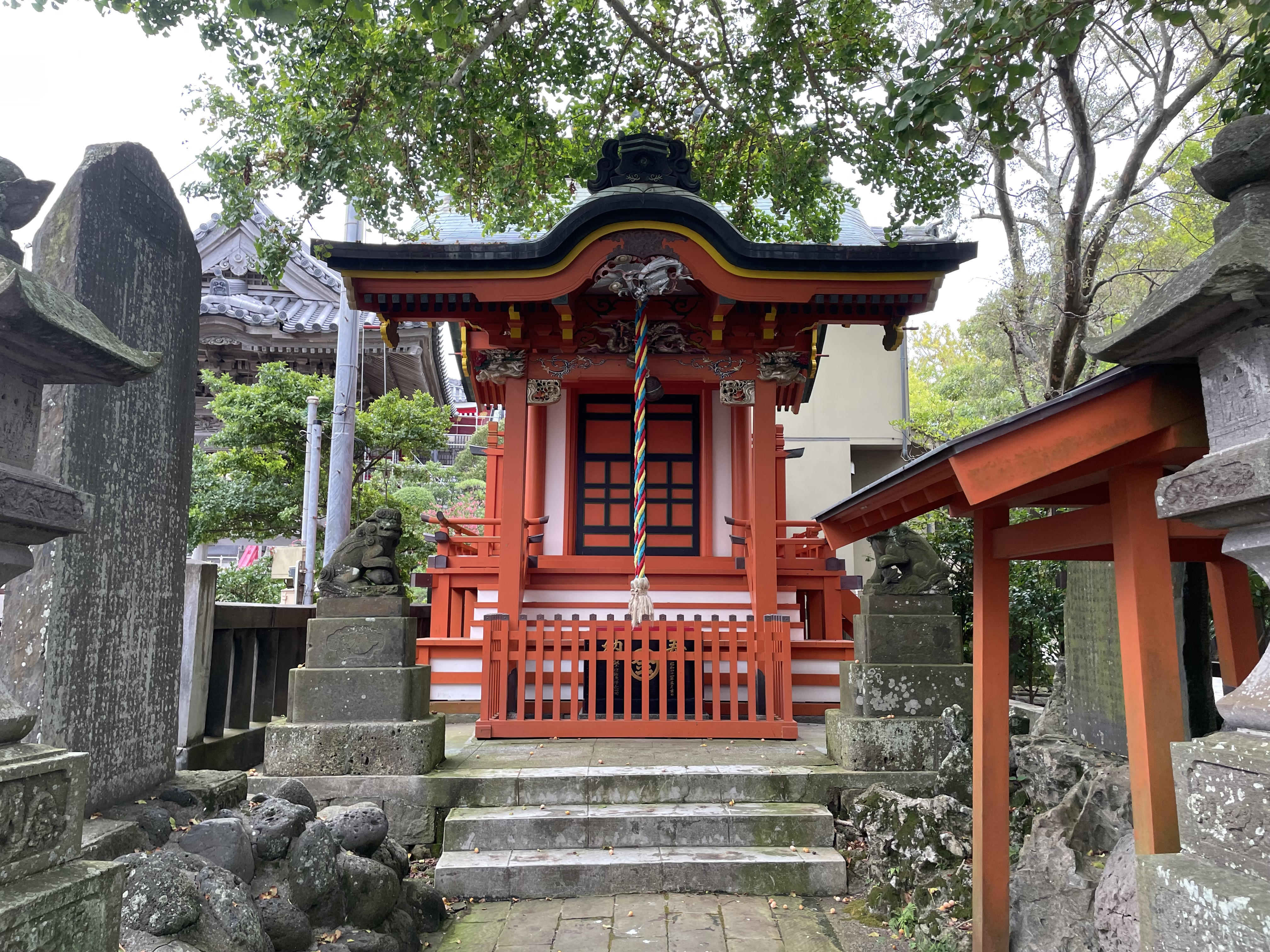
金比羅神社（馬場町）

銚子には農耕神と漁労神が見られるが、利根川沿岸から名洗海岸にかけては漁業色の濃い遺物が多い。弁才天・金毘羅・西宮（夷神）等、水運・船・漁に関する神を祀った小祠が多く見られ、板子一枚下は地獄の生活の中で、人々が根強い信仰の中に生きていたことを示している。海岸地帯の西宮神社（各洗町・長崎町・植松町・和田町）は、江戸時代に入って銚子に入植した西宮の漁民が勧請したものである。
また、銚子の熊野神社の中には、紀州人の設けたものが多い。和田町の漁運稲荷は、旧家の野崎小平次が京都の伏見稲荷を勧請して屋敷の守護神としたものであるが、幕末に同家が退転した後は漁家や花街に引き継がれている。海鹿島の伊勢地浦は、田中玄蕃が漁場開拓の際に伊勢神宮の分祀を奉祭したことからその地名が起こり、この地の産土神となっている。このような特定の人物が祀った神祠が多いことも銚子の特徴であり、入植地特有の土地柄を示している。

#### 亀墓
川口神社参道には海亀を祀る小碑があり、大漁の神として崇敬されている。かつて、大きな亀が網にかかったり、打ち上げられたりした際、銚子では酒を呑ませて海へ帰すのが例であった。また、明治年間に鯨の頭骨を埋めて「大漁之神」としたのもある。

#### 木国会

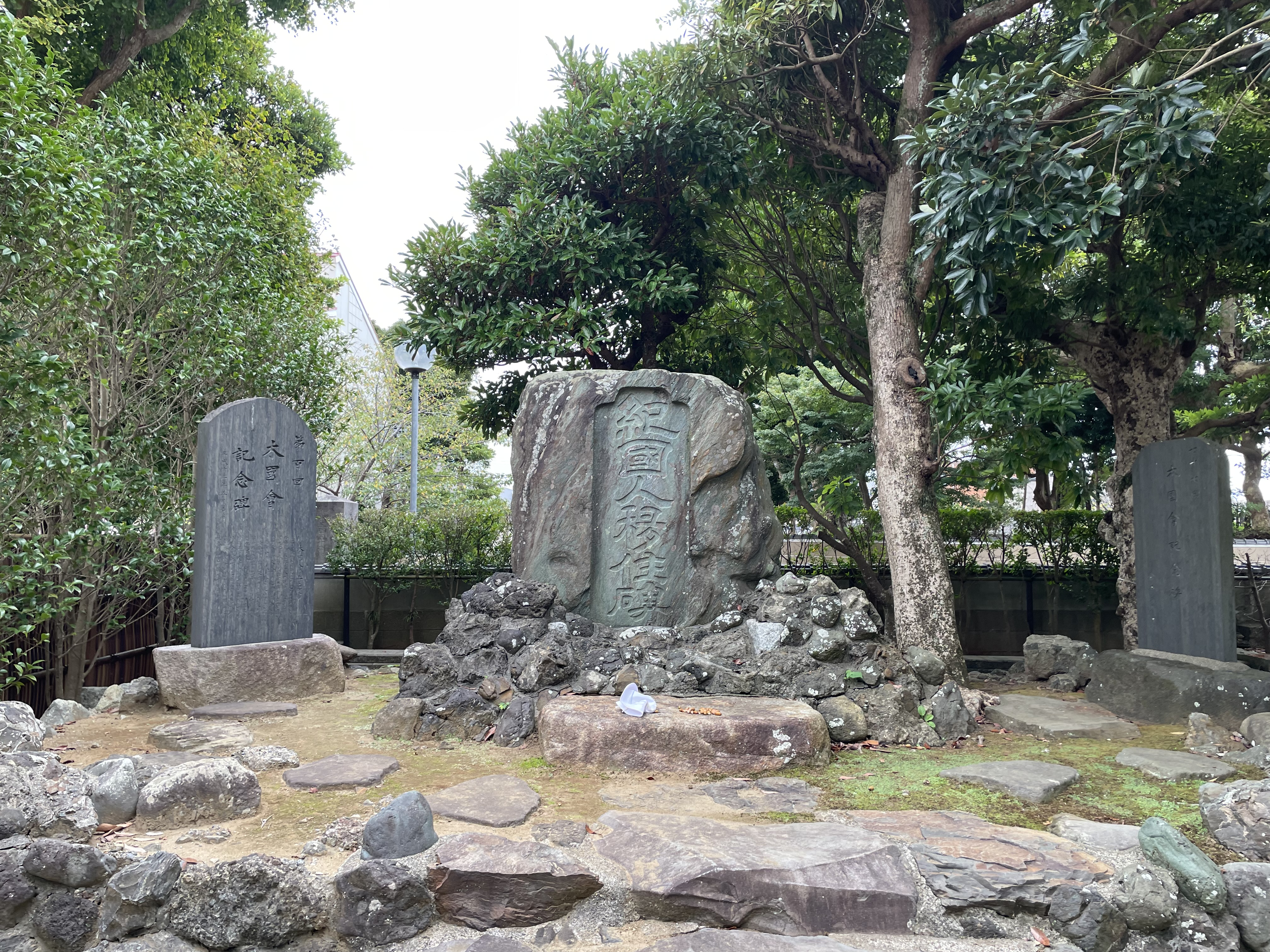
紀国人移住碑

妙福寺の境内には「紀国人移住碑」と刻まれた石碑が建っている。紀州移民に祖先を持つ人々が1899年（明治32年）に結成した銚子木国会では、この石碑を囲んで毎年5月に法要を行っている。銚子木国会による法要は1959年（昭和34年）に宝満寺で初めて行われ、第2回を1960年（昭和35年）、その後毎年5月に行うようになった。宝満寺に葬られている者のうち、紀州出身者で既に無縁となっている者を記した過去帳には、崎山治郎右衛門妻子の名も見られる。

#### 講社
子安講
市内で広く行われている講である。月1回程度、当番の家や寺に集まり、飲食しながら世間話をする。垣根町の場合は毎月1回寺で行い、1、5、9月には食事をする。初出産のときは倍神講（シンジンドウ）を行い出産が軽くなることを祈る。2月と8月には講中の人で垣根町の仁王尊と飯沼観音に参拝し、安産や子供の丈夫な成長を祈る。
庚申講
庚申待は庚申の夜を寝ないで過ごし、健康長寿を祈る信仰で、農業地域で広く行われている。1、5、9月の申の日に行う地区が多い。船木町ではこの日当番の家に集まり、庚申の像を掲げる。1軒当たり米5合を集めて料理を作る。60年ごとの申の年に庚申塔を建てることになっている。
後草芋念仏
銚子市の八木町及び旧飯岡町の下永井、後草の人々が共同で行っているもので、老人達が当番の集落の寺に集まり、亡くなった人々に念仏供養をする。期日は新暦の2月10日、9月の彼岸明け、10月10日、11月10日である。芋念仏の儀式と踊りは、千葉県の無形文化財に指定されている。念仏講は他の地区にもある。

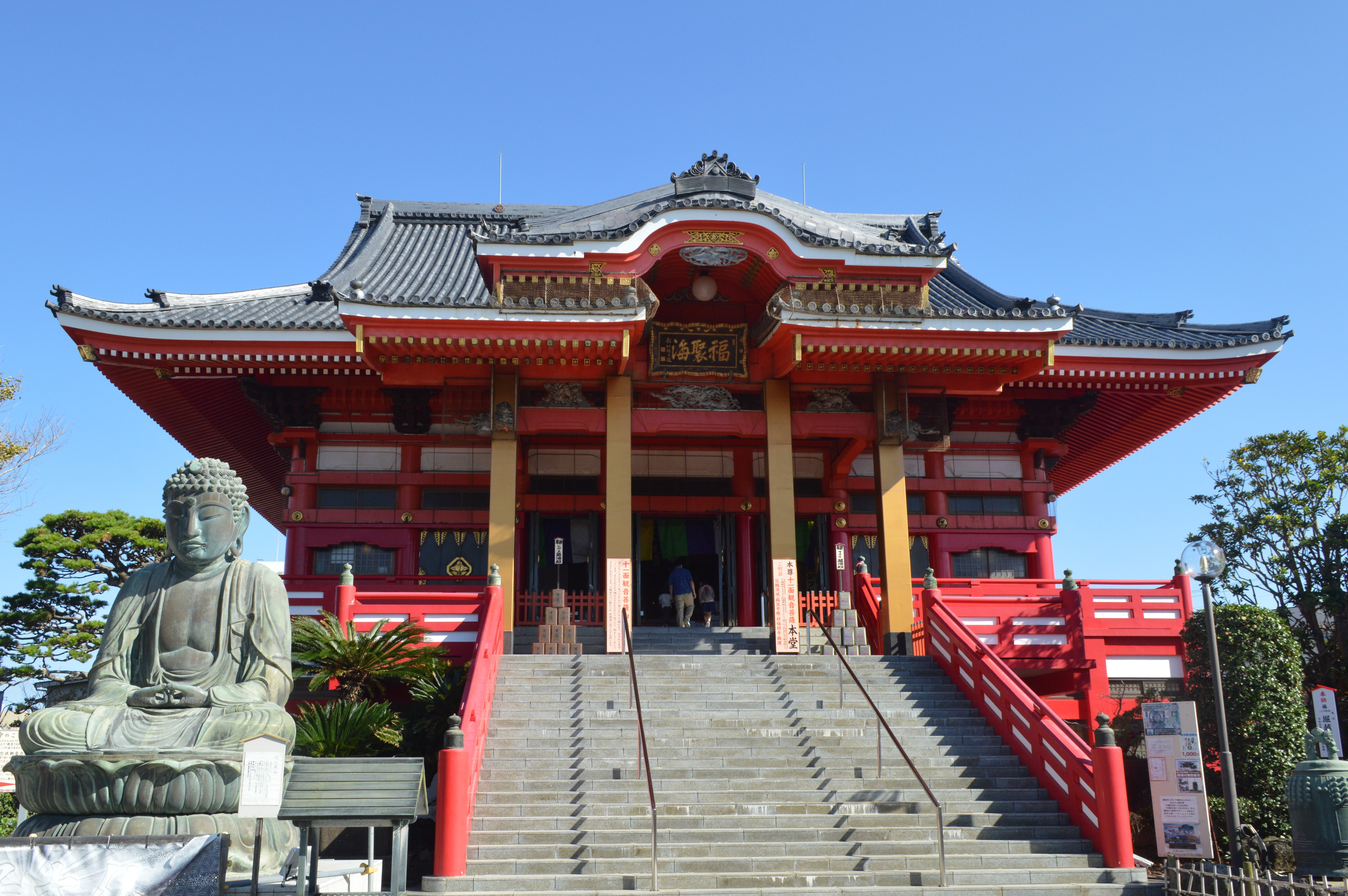
飯沼観音

### 祭祀

#### 漕出
漕出は新年の初出漁のことである。早朝、漁船員は船霊に新潮を汲み、神酒と膾を供え、大漁旗を掲げて出航する。利根川を明神下まで下り、同所で停船して左舷に神酒を注ぎ、 幣束で船尾、中央部、船首を清め祓いする。続いて川口神社に神酒、膾、おぼり（イワシの鰭に藁を通した神撰物）を献撰し、御嶽神社、恵比寿様、和田不動尊等に参拝してから、船主宅で開かれる新年会に出席する。昭和初期まで、遭出は1月と9月の年2回行われていた。また、外川漁港でも大杉神社で銚子と同様の行事を行っていた。
漕出で出航するときの一番船を生切りと称し、これを縁起が悪いとして嫌悪する習慣がある。このため戦後は漁業組合が奨励金を出し、抽選によって生切りを決めるようになった。昭和中期からは、前年に漁獲量が多かった船が生切りをつとめている。生切りの生は、銚子では海の波が打ち寄せる渚を指す。小川芋銭の句に「生切りの船を見送る初霞」がある。

#### 大潮
大潮は1年のうちで最も潮が引く旧暦6月15日をいう。この日は川口神社の例祭日で、神輿の渡御が行われる。銚子を代表する夏祭りであり、この見物と磯めぐりを兼ねて戦前から賑わってきた。磯めぐりは変化に富む銚子海岸を一周する行楽で、明治以降、とりわけ大潮の日に盛んに行われるようになった。また、大潮の日には川口の夫婦ヶ鼻で日の出を拝む風習があり、「女男ヶ鼻御来光拝礼之碑」が建っている。

#### 銚子大神幸祭

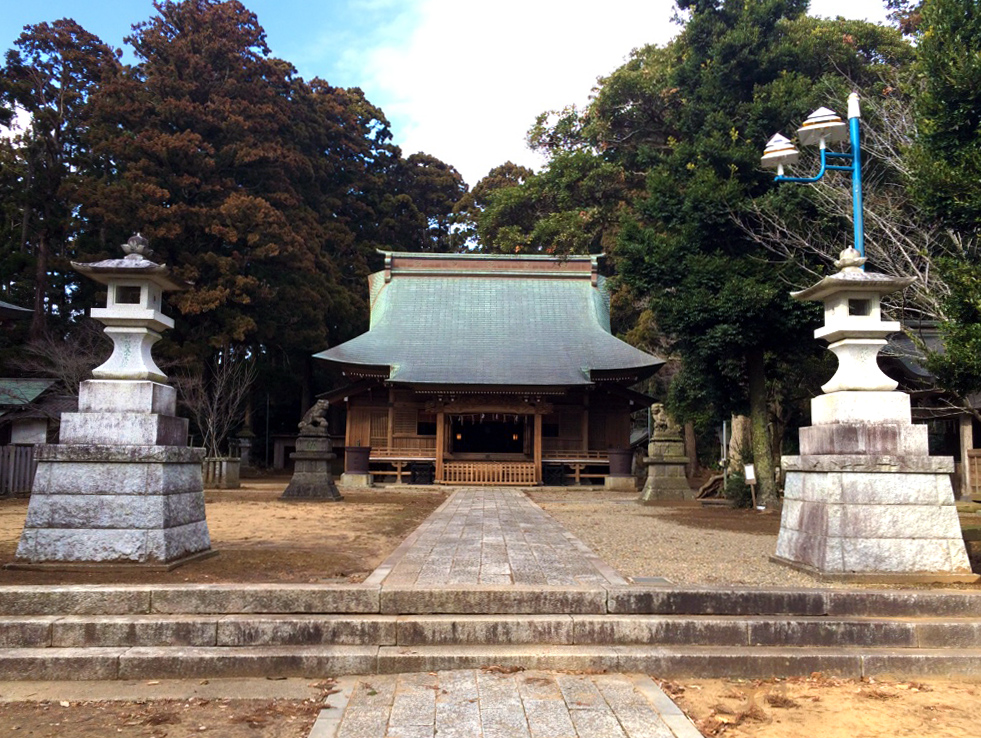
東大社

香取郡東庄町に鎮座する東大社（旧県社）は、古く東宮または八尾社と呼んだ旧社で、鎌倉時代にはこの地方の豪族東氏の領域、東之荘三十三郷の総鎮守として崇敬されていた。祭神は玉依姫命である。この神社では、盛大な神幸祭が20年ごとに行われている。
1102年（康和4年）、海上郡高見に突如震動が起こって海荒れが幾日も止まず、里人は大いに動揺した。このことは都にも聞こえ、堀河天皇は東大社に臨時の祭祀を行って海神の怒りをなだめるよう宜旨を下した。4月8日高見に神幸を行ったところ、震動は止み、海上の波も静まったと伝わる。これより毎年この日に高見（高神）の磯に神幸したが、1110年（天永元年）に20年に一度に改められた。これを古くは磯出あるいは磯廻りと称し、桜井みゆき（下桜井の利根川河畔に神幸）に対して銚子みゆきという。
神幸には、豊玉姫神社（香取市）と雷神社（旭市）の神輿が小船木の神逢塚で加わり、先達と供奉をつとめる。数里にわたる行程を大神輿を担ぎ行列することから、前後5日を要している。神輿の巡路となる旧道には、庚申塔や馬頭観音の石塔、小祠・老木等が残り、かつての往還の姿をとどめている。

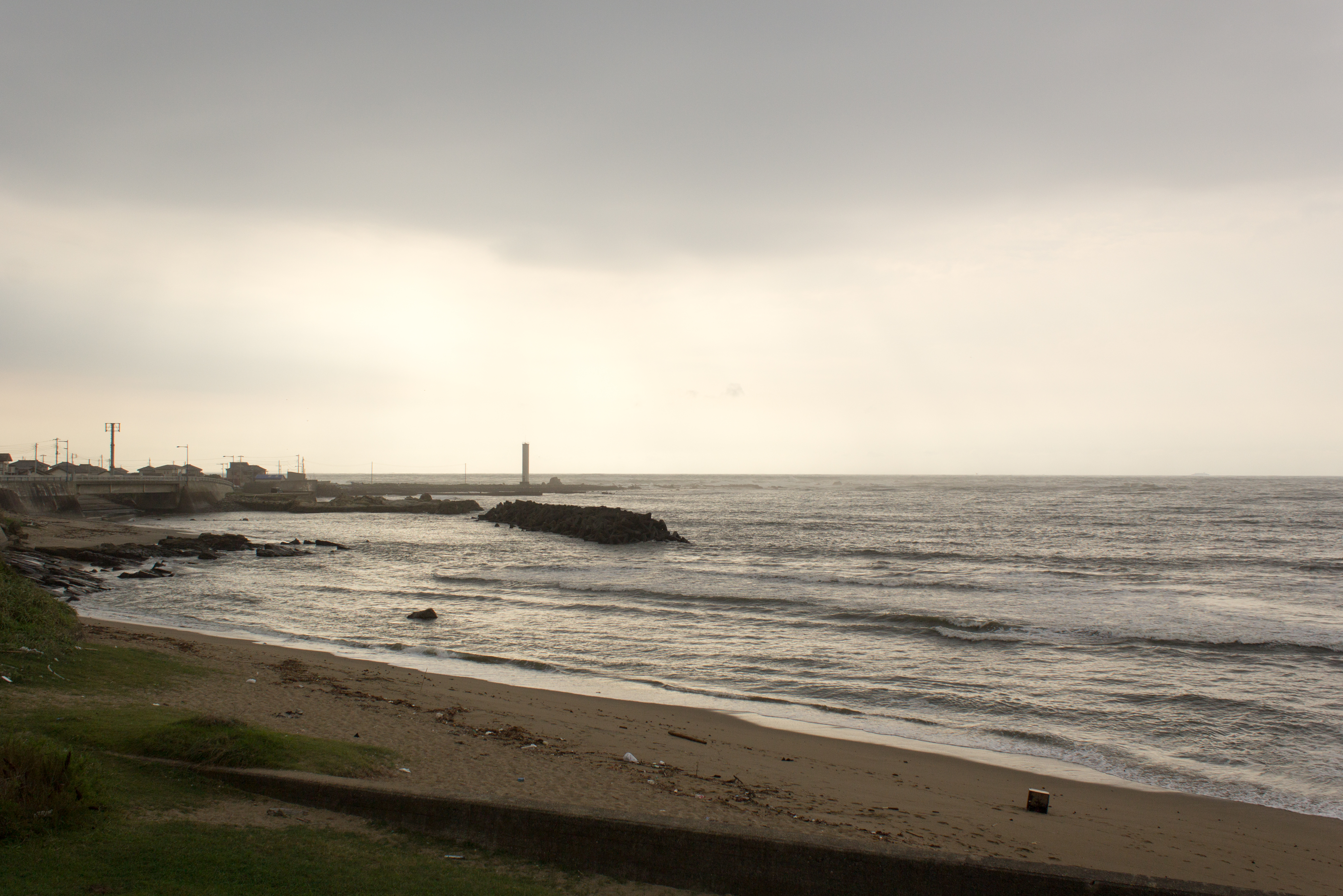
外川浜

### 伝説

#### 延命姫伝説

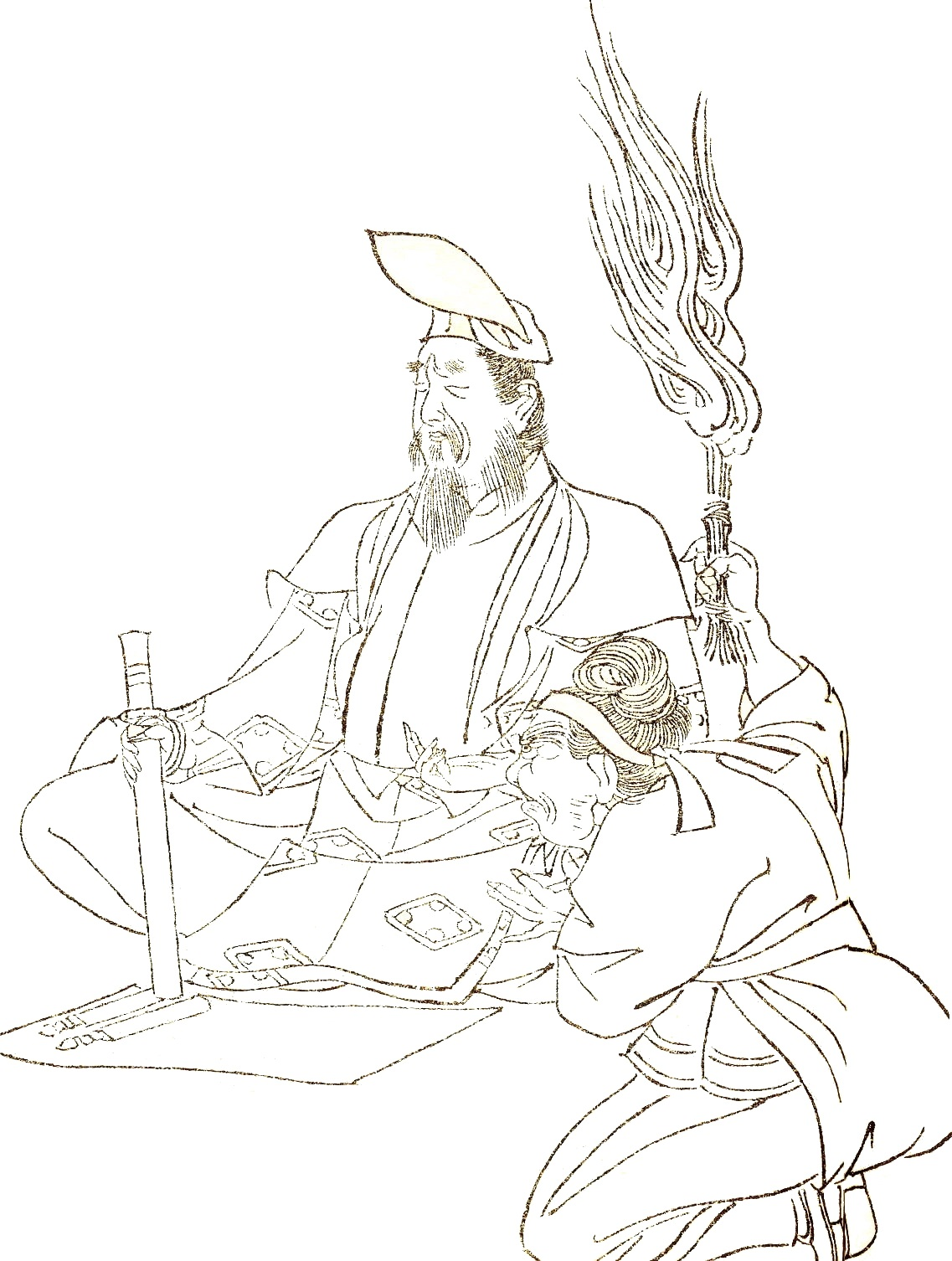
安倍晴明

昔、銚子四日市場（海上村）に長者があり、その娘延命姫は容貌が極めて醜かったが、安倍晴明を恋い慕い、遂に迎えて夫婦となった。しかし晴明はこれを嫌って家を逃れ、履物を小浜村（豊岡村）の海浜に残して親田村（豊岡村）真福寺に身を隠した。姫はこれを見て晴明が水死したものと思い、自らその身を海中に投じて死んだ。土地の者はこの不幸を憐み、姫の歯と櫛を埋め、歯櫛明神としたが、いつしか白紙明神と呼ぶようになった。この伝説から、櫛鏡等を納めて祈願すると美貌になると信じられ、また、江戸時代から痣除けの白粉を神社で売り出しており、痣や雀斑に悩む女性の参詣が絶えなかった。神社の前面、川口の暗礁を明神岩と称し、漁民はこれを白紙明神の霊として櫓櫂が触れることを恐れていた。

#### 義経伝説

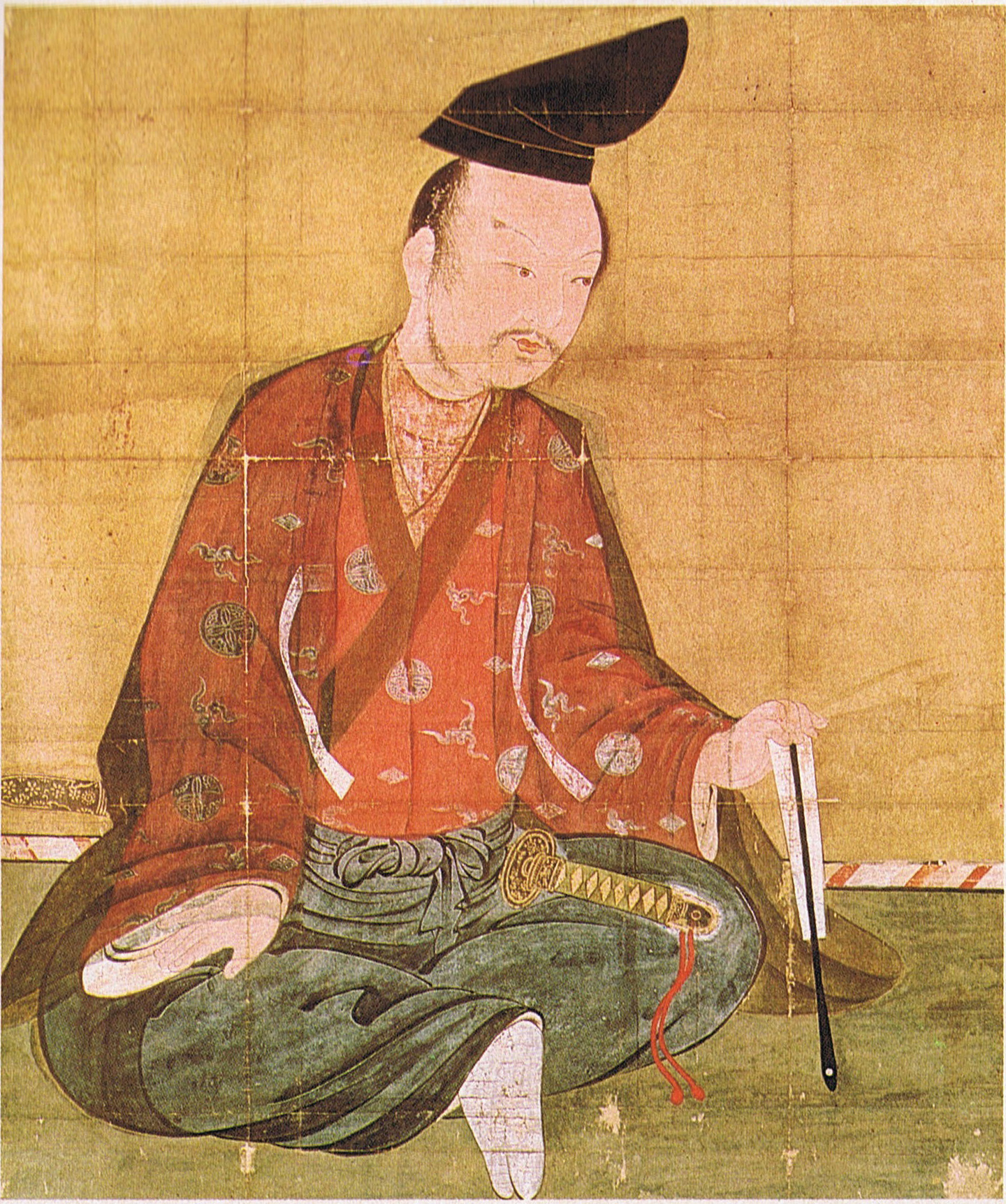
源義経

銚子では犬吠埼から名洗にかけて、源義経に関する伝説が多い。兄頼朝の追手を逃れて奥州落ちをした時、この地から海路去ったと伝え、その遺跡と称するものがいくつかある。
- 犬吠：義経が従者達とここから乗船して北上したが、後に残された愛犬が主君を慕って吠え続けた。
- 君ヶ浜：以前は「霧ヶ浜」と呼ばれていたが、義経にちなんで「君ヶ浜」と地の漁夫たちが言い改めた。
- 馬糞：義経の愛馬が糞を落とした跡地。
- 矢立ての浜：義経が矢を立てた場所。
- 宝満：2つの島からなり、大ホーマン、小ホーマンと呼ぶ。九郎判官が訛って「ほうまん」になった。
- 古藻浦：「駒の浦」とも呼ぶ。義経が駒をとめて休んだ浦。「こま」が「こも」に訛った。
- 千騎ヶ岩：義経が千騎の軍馬と兵士を隠し、立て籠った島。
- 犬若：義経に残された愛犬が7日7夜鳴き続け、8日目に犬の形をした巨岩が現れた。浦人がこれを犬岩と名付け、この付近を犬若とした。

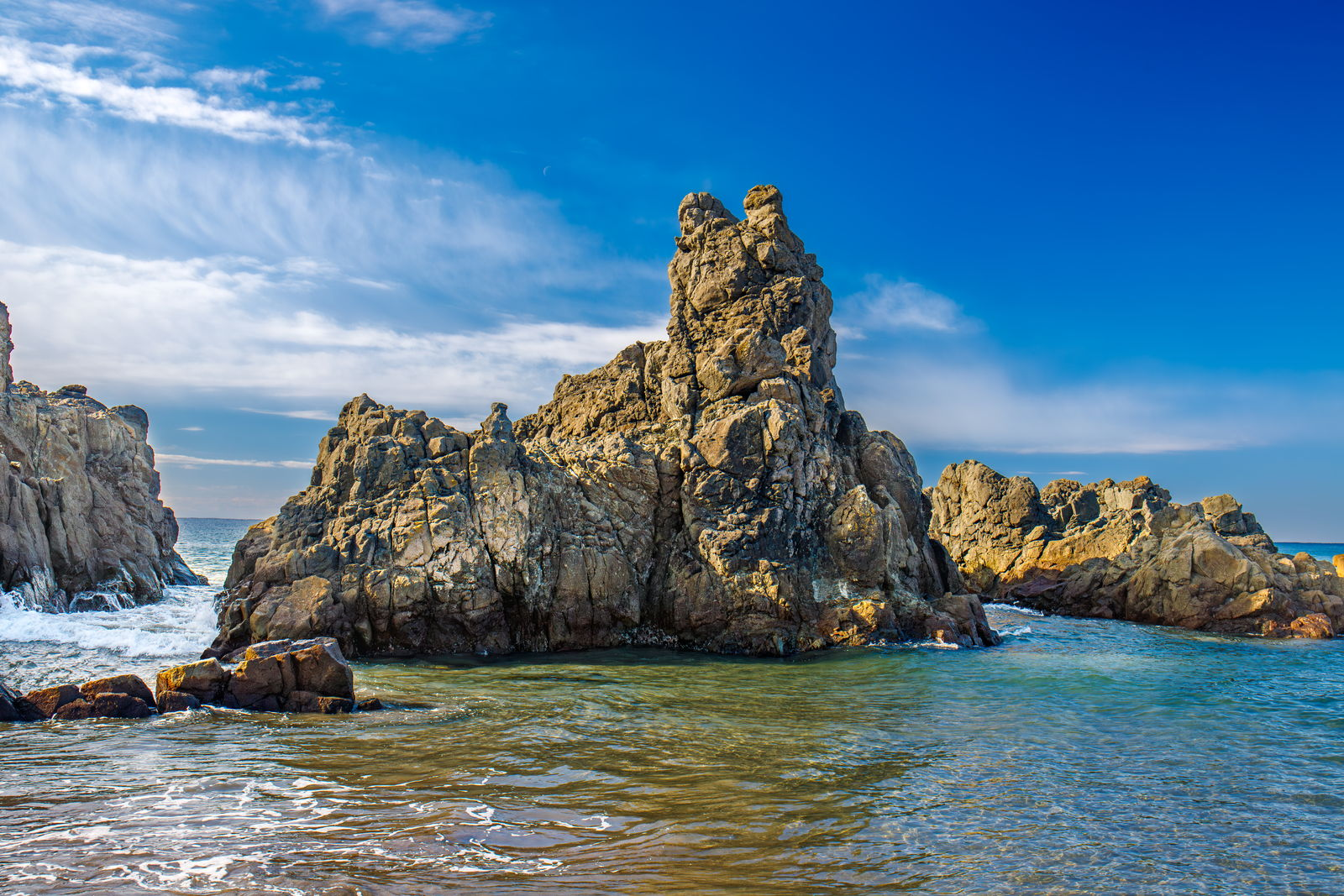
犬岩
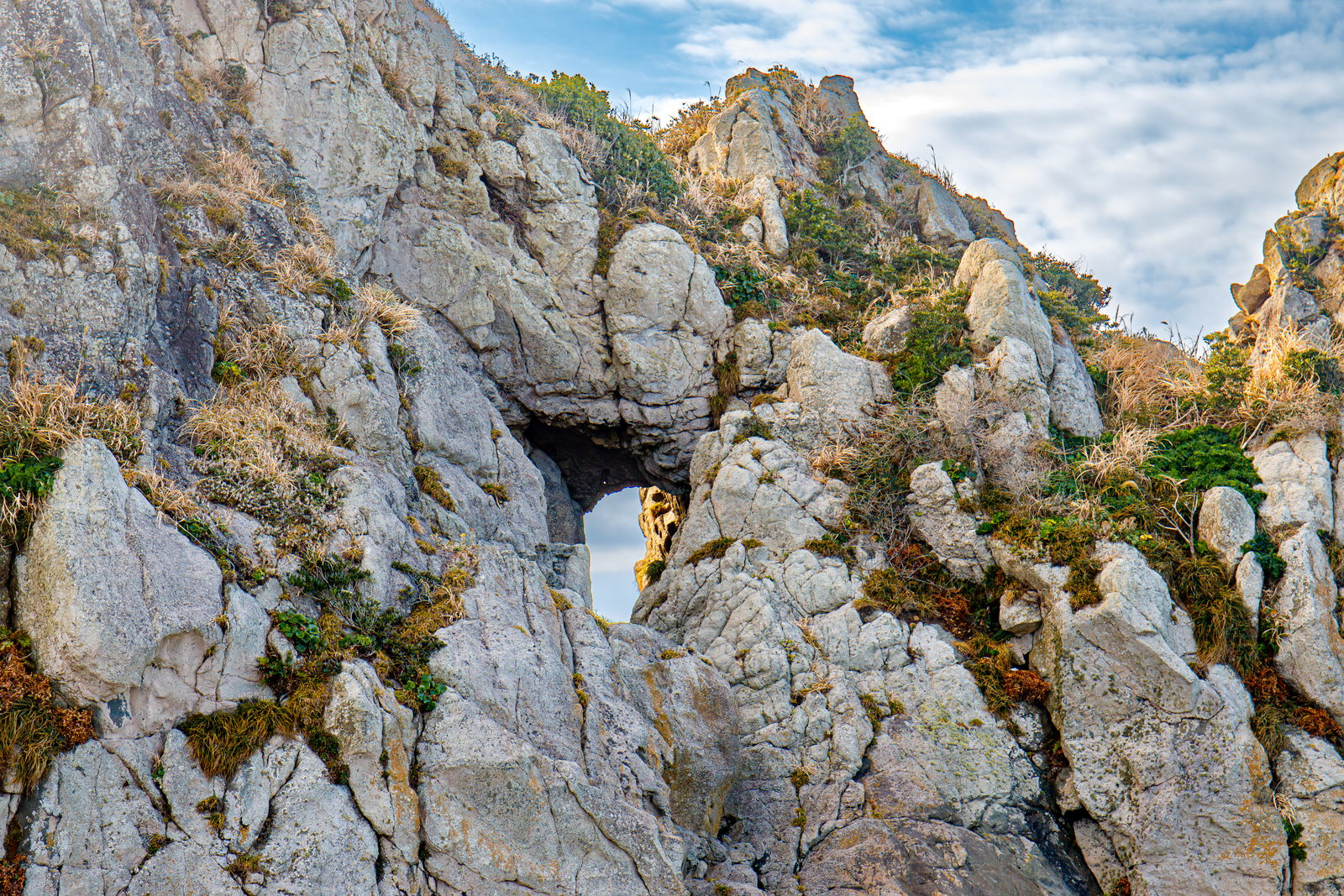
千騎ヶ岩

### 方言

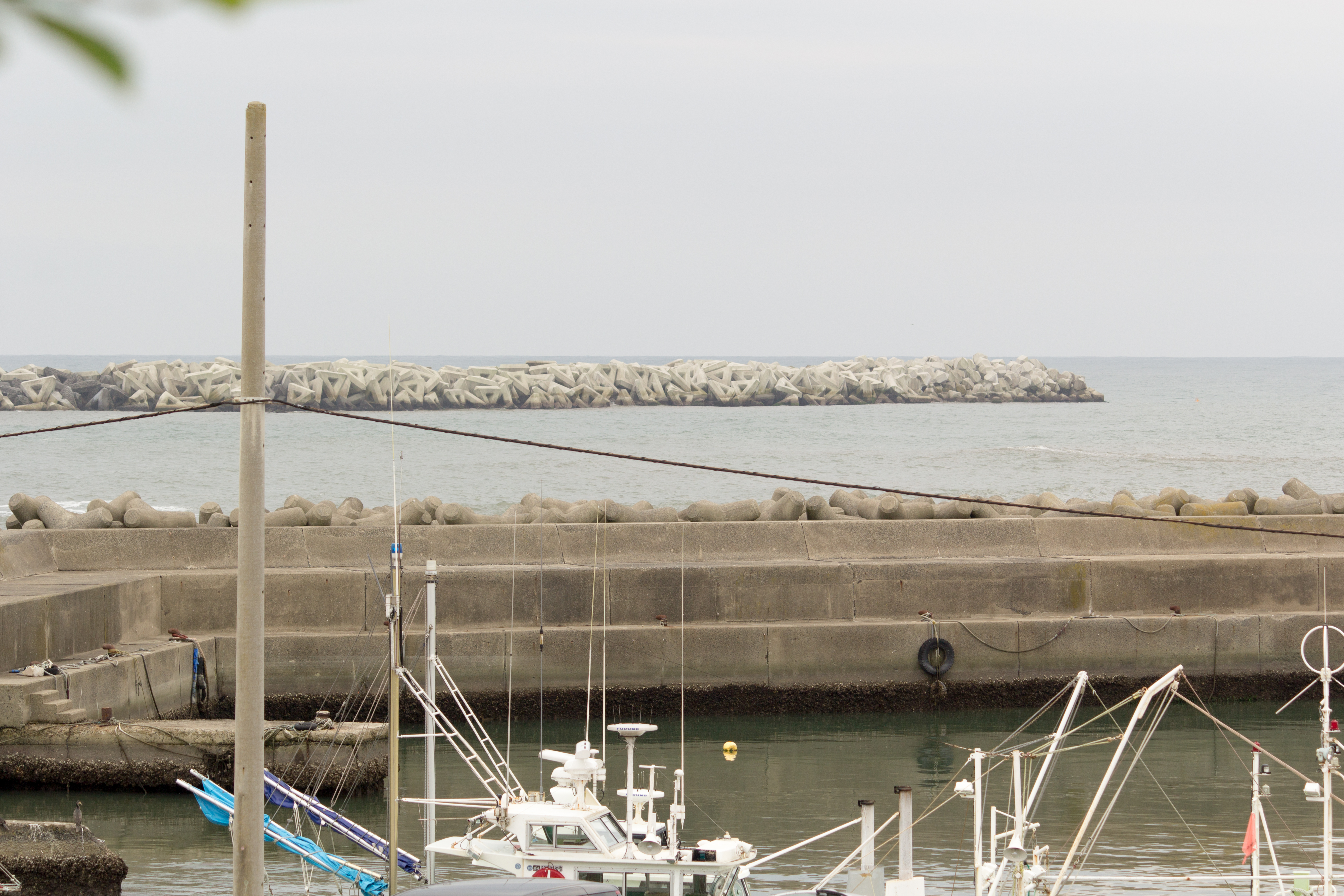
外川漁港

銚子の言葉は、漁業地域・農業地域・商工業地域に分けられる。各地域の言葉に共通するのは、言葉の響きが重く、濁音と訛りが多いことである。意志・推量を表す「べえ」は古くから関東方言の特徴で、銚子では「コノ イゲー サガナワ アンダッペ」（この大きい魚は何だろう）、「キョーワ アミキヨリ ヤッペヤ」（今日は網の修理をしようよ）のように促音のあとに続く場合には「ぺ」になる。発音の面での特徴としては、連母語の長音化、「ヒ」と「シ」の混同、語中のカ行・タ行を有声音（濁音）で発音する現象、鼻濁音の存在等がある。「アゲー」（赤い）、「テーヘン」（大変）「クデー」（くどい）「シデー」（ひどい）等は連母語が規則的に変化するもので、全国的に広く見られる。「シデー」のように「ヒ」と「シ」の混同する現象は東京下町方言の特徴である。
銚子方言の大きな特色の一つは東北方言との共通性である。「オメサン ドゴサ イグダ」（あなたはどこに行くのか）のように用いられる方向を表す格助詞の「サ」は東北方言の特徴である。鼻濁音は「カカ゜ミ」（鏡）の「カ゜」のように、語中のガ音行が鼻音になる現象である。「ツグエ」（机）、「カダ」（肩）のように語中のカ行音とタ行音が有声語（濁音）になる現象も東北方言の特徴である。銚子方言のもう一つの大きな特徴は関西方言の流入で、「臆病者」の意味の「オジクソ」は西日本系の語である。このように、銚子地方の方言は基本的には関東方言の特徴を有するが、その上に東北方言と関西方言の特徴がかぶさっており、対岸が茨城県であるという銚子の地理的特性と、漁業や醤油醸造に関わる関西との交流の歴史が反映されている。「カンクルリンと忘れた」「アバトバして追いかける」「ミジミジ（しっかり）やれよ」「ヤキヤキ（いらいら）する」のような擬声語・擬態語が豊かなことも銚子方言の特色である。
語彙
- そべぐる＝寝そべる。
- 逆潮がぶっとんでる＝女房のヒステリー。
- へえとのたませえ＝腑抜け。
- まん直しすべえ＝間をおく、酒をちょっと飲もう。
- どんたく・どんご＝綿入れの着物。
- ていろを見る＝漁の様子を見る、人の顔色を見る。
- てんこ、てんこ＝潮がいっぱい引いたこと。
- 潮の口があく＝潮の引き初め。
- がんまち＝自分勝手、利己的。
- こったんねぇ人＝少し間の抜けた人。
- せえはじける＝文句をつける。
- いっちゃく＝一緒
- てんとまつみ＝夕暮れまでまだ2時半ほどある。「朝まつみ・宵まつみ」の言葉もある。
- もうれんやっさ＝船幽霊
- ガゼ＝ウニ
- かしき＝船の炊事（人）
- うだでえことだ＝嫌なことだ

俚言・格言

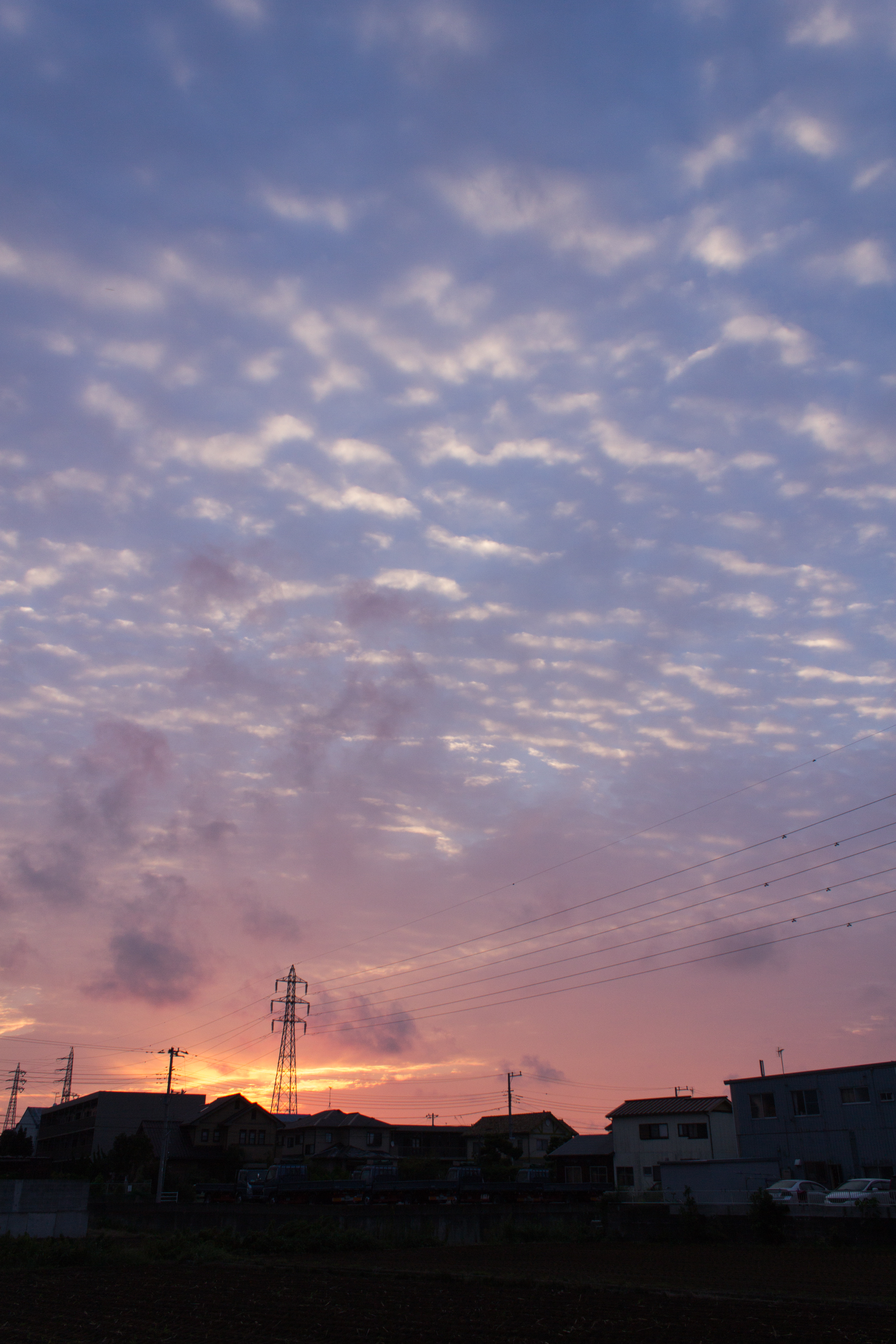
銚子の夕空

- 雨ぽーぽー、興野の旦那が船おろす。ミノもカサも、あんにもねえ（雨天に着る筒袖の外套で興野の船主がやって来たが、俺達は笠も何もないので、濡れて船下ろしをする）
- 行ってもどらぬ赤口日（赤日の日には船の進水式や出港を嫌ったが、結婚式には吉日とされる）
- かせぎ男に、まわし女（男は浜で稼ぎ、女房はその金をうまく切り盛りする）
- おもかじ枕にすっと、しょっぴきごまれる。（船霊は取舵に祀ってあり、船幽霊は反対の面舵から上がって来るので、枕にすると海に引きこまれる）
- かあるぐなあれ、かあるぐなあれ（海で死者を見つけたときの唱えことば。このことばを唱えながら死体を引き上げると本当に軽くなるという）
- 月の満とき、港に潮なし（月が真上に輝いているときには、港には潮が引いてないということ）
- 七日八日の朝がれ夜がれ（旧暦の7月8日は、朝方と夕方に引き潮になる）
- おてんとさんが腰とった（日が沈むときに雲が入ったり、薄い色で太陽が見えたりすると、天気が崩れる）

### 高校野球

千葉県立銚子商業高等学校

銚子は野球が古くから盛んで、千葉県立銚子商業高等学校は全国優勝、準優勝を得た有力校である。戦前において野球部を有する中等学校は千葉県立銚子商業学校だけで、野球部の創立は1909年（明治42年）であった。1938年（昭和13年）の千葉県予選で初優勝したが、南関東大会で敗れて甲子園出場は実現しなかった。
戦後になって、1953年（昭和28年）春の選抜大会に関東代表として千葉県立銚子商業高等学校が甲子園初出場を果たした。以後、同校は8回出場し、1995年（平成7年）には準優勝を収めた。夏の選手権大会初出場は1958年（昭和33年）で、以後12回出場した。この間、1965年（昭和40年）には準優勝、さらに1974年（昭和49年）には全国優勝を果たし、黒潮打線の異名を取った。特に1962年（昭和37年）に銚子市立第一中学校から招聘された斉藤一之監督は在任中、甲子園大会に11回の出場を果たしている。また、市内の野球熱が高まる中で、銚子市立銚子高等学校が1979年（昭和54年）に、銚子市立銚子西高等学校が1981年（昭和56年）に、それぞれ初出場を果たした。
銚子市では、千葉県立銚子商業高等学校から20名、銚子市立銚子高等学校から7名、合計27名のプロ野球選手を輩出している。主な選手は、木樽正明、土屋正勝、篠塚和典、杉山茂、渡辺進、根本隆、宇野勝、石毛宏典、銚子利夫等である。2024年（令和6年）4月からは、市内のスポーツ合宿施設「銚子スポーツタウン」において、元選手が指導にあたる「銚子黒潮野球塾」が開催されている。

## 銚子と文人

### 国木田独歩
国木田独歩は、1871年（明治4年）7月15日、銚子新生村の淡路家で生まれた。難破した播州竜野藩用船の竜野丸に乗り込んでいた藩士、国木田専八と当地の淡路まんとの間に生まれた子であった。父である専八は難破により負傷し、その療養のため観音前の吉野屋旅館に滞在していたところ、同旅館の女中まんと結ばれた。なお、独歩の家系・戸籍は、母方の銚子は戦災のため残存せず、父方の竜野に伝えられているが、その信頼性をめぐって諸説がある。
銚子を離れてからの独歩は、短い生涯の大半を東京で過ごしたが、1893年（明治26年）、1900年（明治33年）、1905年（明治38年）に銚子を訪れている。1905年（明治38年）に「独歩集」を出版し、自然主義作家として地歩を固めたが、1908年（明治41年）6月23日、神奈川県茅ヶ崎の南湖院病室において38歳で亡くなった。真山青果による口述筆記の「病休録」に望郷の念が記されている。
1952年（昭和27年）、市民有志の寄付により、海鹿島海岸の松林に「山林自由存す」の一節を刻んだ詩碑が建立された。揮毫は詩人の日夏耿之介であった。また、2008年（平成20年）には、銚子駅前広場に国木田独歩百年忌記念碑が建立された。

### 高村光太郎

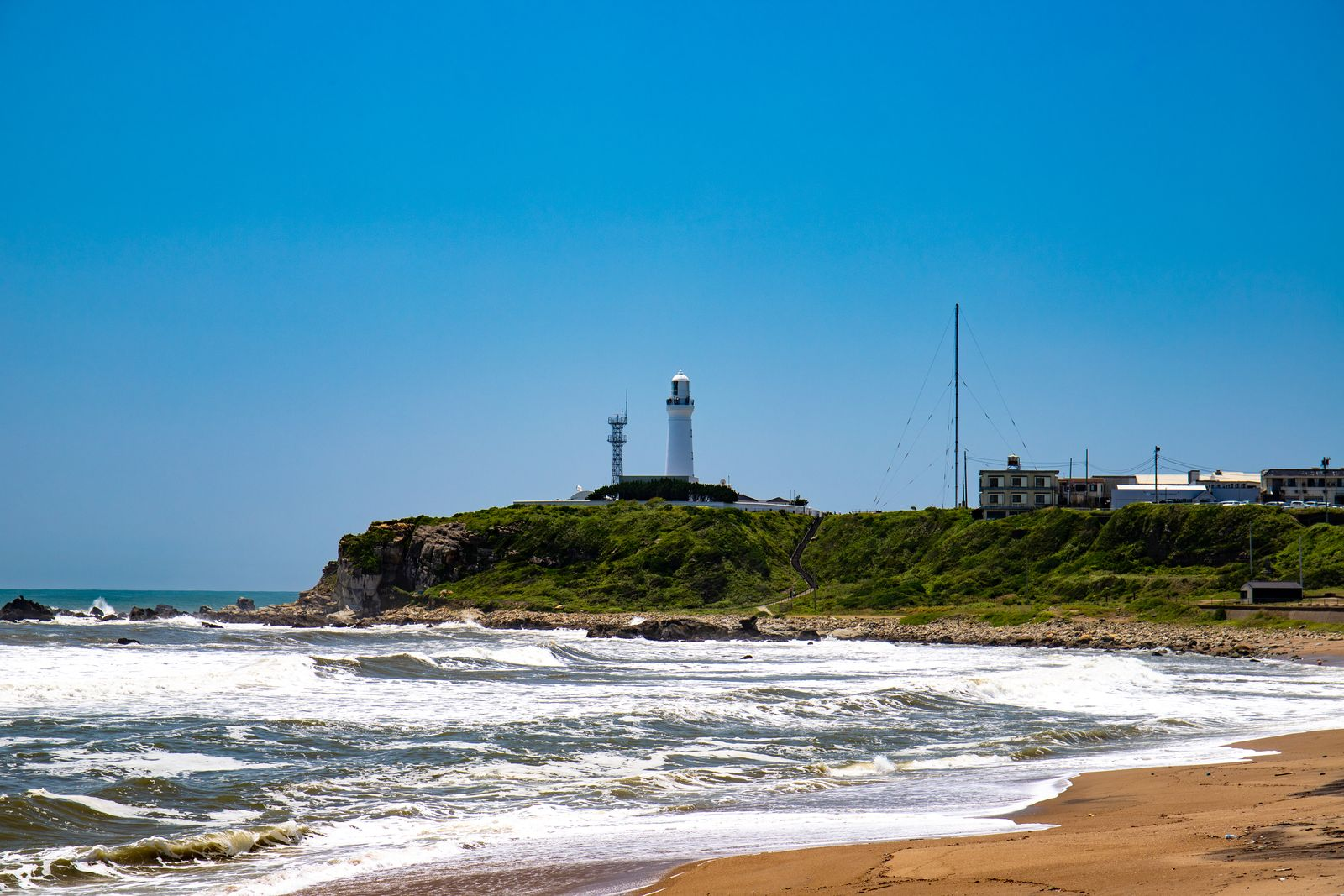
犬吠埼

高村光太郎は1912年（大正元年）夏、犬吠埼に写生に訪れて「暁雞館」に宿泊し、当時日本女子大学の生徒であった長沼智恵子と再会した。詩集「智恵子抄」に付されている「智恵子の半生」にこの夏のことが記されている。
この出会いの後、智恵子は熱烈な手紙を書き送り、光太郎も「此の人の外に心を託すべき女性は無いと思ふやうに」なって、やがて結婚した。この年9月、彼はここで「犬吠の太郎」と題する詩を作っている。暁雞館の風呂番であった名物男「長崎の太郎」をモデルとしたもので、犬吠埼の怒濤を背景とした光太郎のニヒリズムが反映されている。

### 三富朽葉・今井白楊

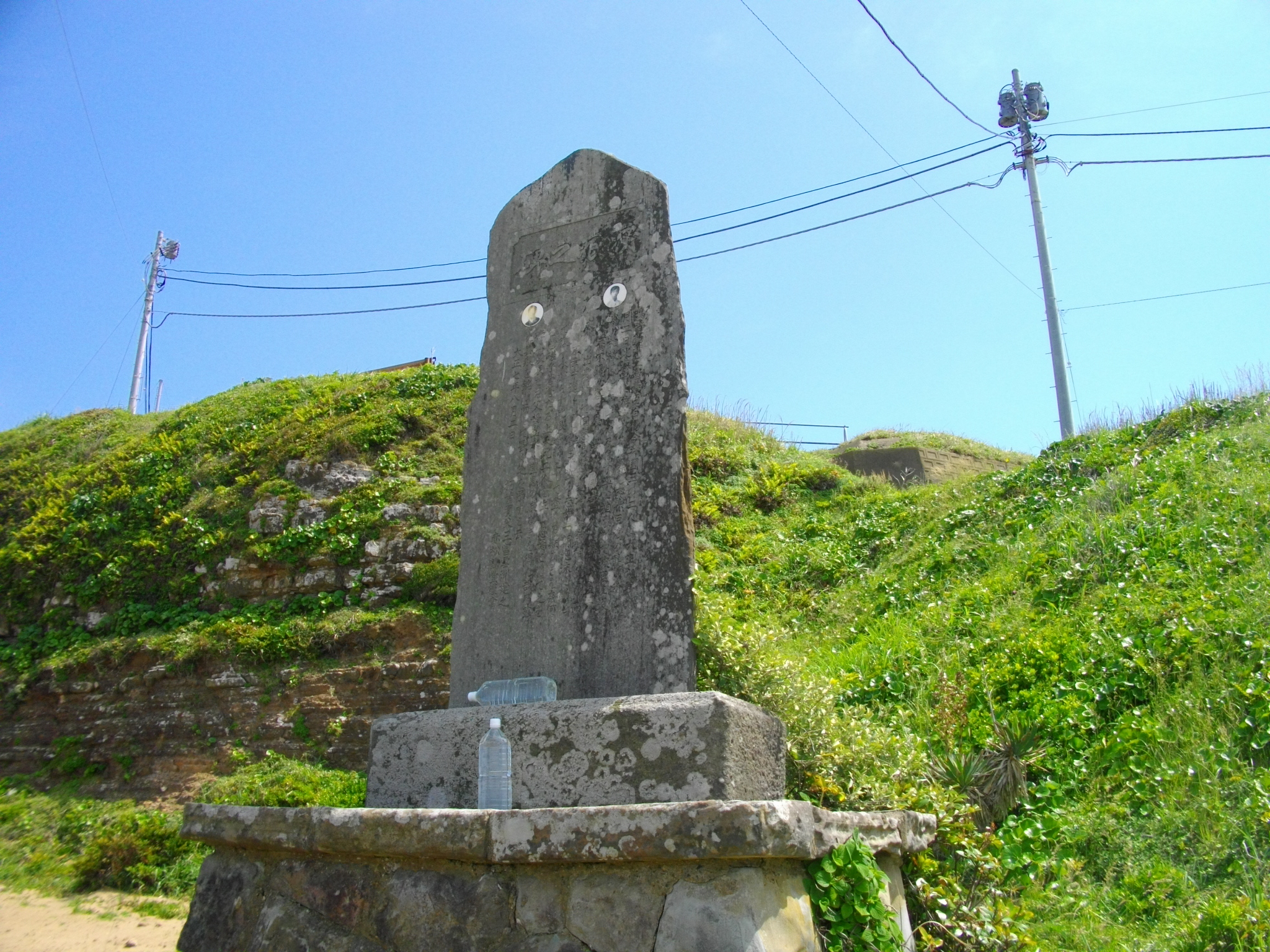
涙痕の碑

早稲田大学出身の青年詩人三富朽葉と今井白楊は、1917年（大正6年）8月2日、波荒い君ヶ浜に水泳を試み、朽葉が溺れている白楊を救おうとして共に激浪にさらわれて亡くなった。翌年8月、朽葉の父はここに涙痕の碑を建立した。三富朽葉は長崎県壱岐島出身、今井白楊は鹿児島県川内町出身で、2人はこの海岸にあった三富家別荘に避暑に来ていた。遭難前後の模様は「追悼録」に記されている。
朽葉は早稲田大学在学中にフランス近代詩に傾倒し、卒業後は「早稲田文学」に「エミイル・ヴェルハアレン」「最近物故せる仏蘭西文学者」「伝統主義に就いて」等を発表したが、1917年（大正6年）、犬吠埼の別荘において執筆された「微笑に就いての反省」が絶筆となった。

### 竹久夢二

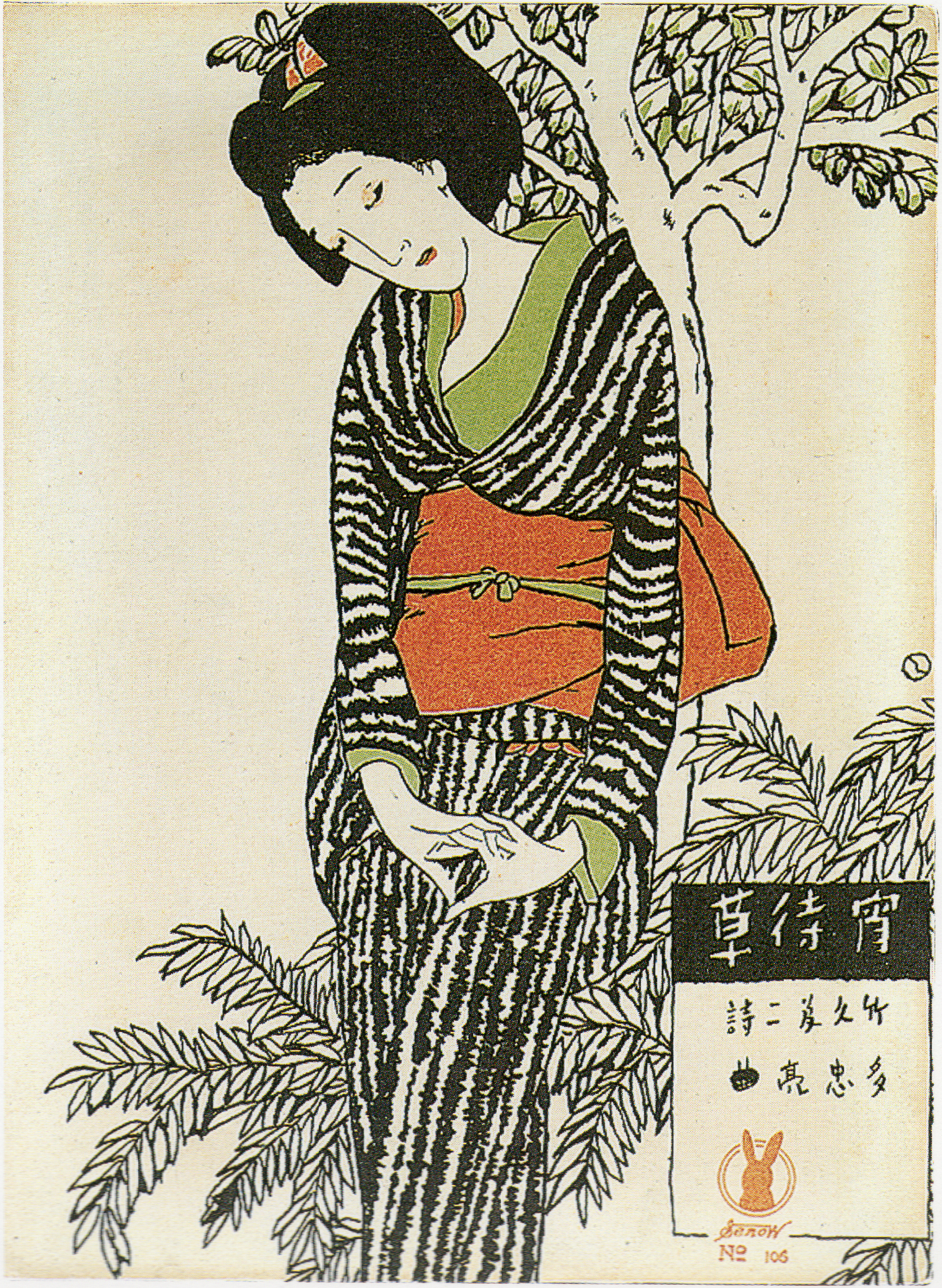
セノオ楽譜「宵待草」表紙（竹久夢二原画）

叙情画家・詩人の竹久夢二は、1910年（明治43年）の夏、前年離婚した岸たまきと長男の虹之助を伴って銚子海鹿島の貸間「宮下」へ避暑に訪れた。夢二は1907年（明治40年）に読売新聞社記者として銚子を訪れており、「涼しき土地」と題して銚子の風土を紹介していた。「宮下」の南隣には長谷川康という名望家がいて、夢二は次女の賢（カタ）を見そめ、彼女を散歩に誘い出した。夢二は灯台へ行く松原の白い路を「通ひ路」と名付けて逢瀬を重ね、その様子は集落中の大評判になった。翌年、夢二は再び海鹿島を訪れたが、賢は既に鹿児島の教師のもとへ嫁入りをしていた。夢二は失望のあまり当てもなく海岸をさまよい、「宵待草」の詩を作った。
この原詩は3行の形に改められて1913年（大正2年）11月発行の「どんたく」に掲載された。1918年（大正7年）9月、多忠亮によって作曲され、全国に広まっていった。1971年（昭和46年）2月、「房総夢二会」によって海鹿島「思咢庵美術館」敷地内に「宵待草」の詩碑が建立された。

### 小川芋銭

銚子の海濤

画家小川芋銭は、東京三越の「芋銭・龍子新作展覧会」直後の1923年（大正12年）3月、後援者の篠目八郎兵衛の勧めで銚子海鹿島を訪れ、夏まで篠目別荘に逗留した。この間、「樹間如水人如魚」や「水魅戯」を描いている。芋銭は海鹿島海岸に魅せられ、翌年1月に再び来銚した際には篠目別荘を「潮光庵」と命名、以後毎年のように逗留した。芋銭は逗留中、「積雨収」「海鹿秋来」「雲巒烟水」等の作品を描き、画作の合間には海岸を散歩して俳句を作った。
1959年（昭和34年）、銚子咢堂会によって海鹿島海岸の岩山（鉄砲台）に芋銭の句碑が刻まれた。「潮光庵」に隣接する「思咢庵美術館」には、芋銭作品が数多く収蔵されている。なお、かつて海鹿島にはアシカが生息していたが、1897年（明治30年）頃から見られなくなった。

### ノーマン・メイラー

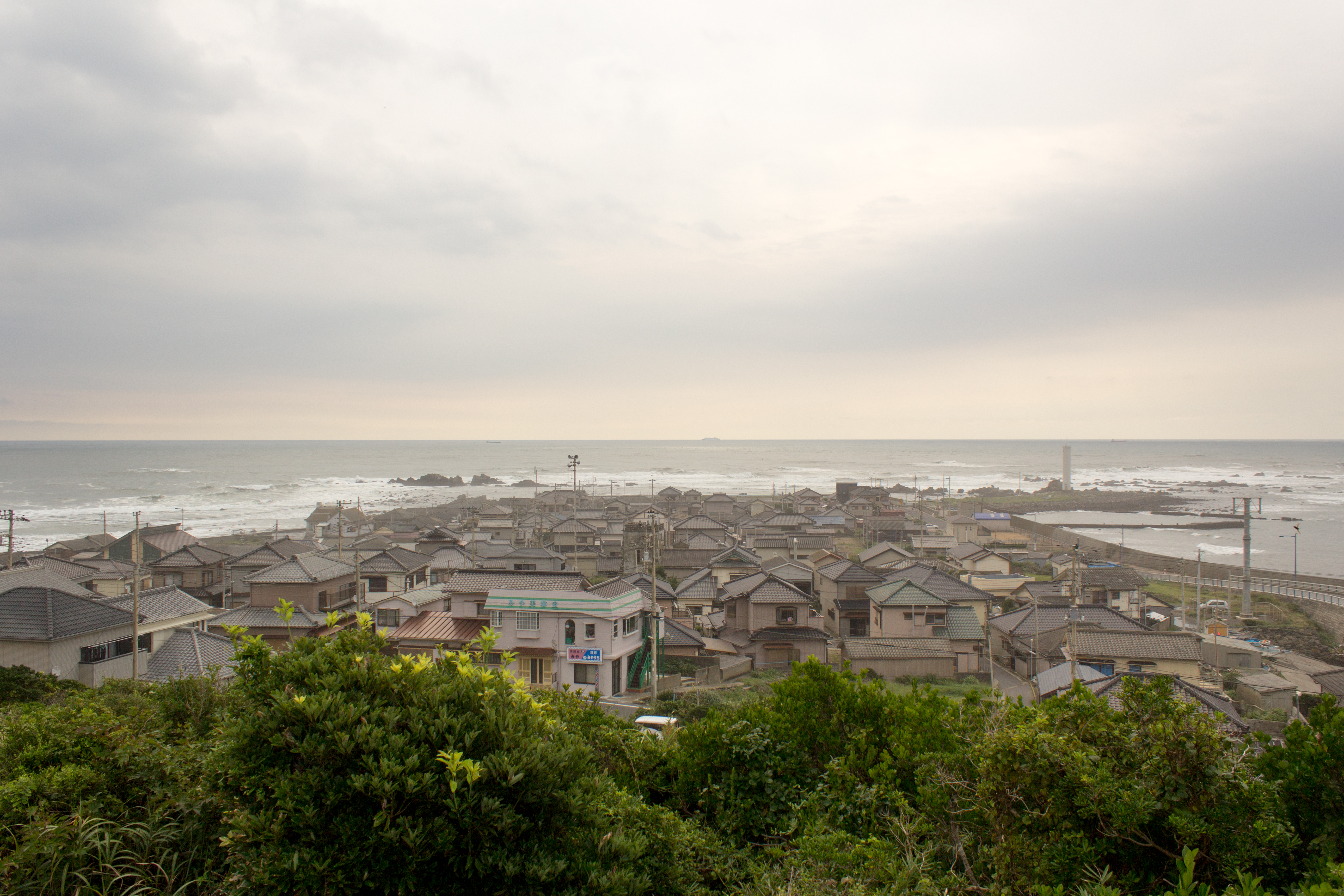
長崎町の漁村風景

米国人作家ノーマン・メイラーは、太平洋戦争従軍中の1945年（昭和20年）8月15日に館山から上陸、同年9月から翌年春まで銚子に滞在した。短編「The Paper House」には、銚子についての描写がある。また、長編「裸者と死者」に登場する日系少尉イシマルの生まれ故郷は銚子で、彼は詩や日記に望郷の思いを記し、再び故郷を見ることなく戦死する。彼の日記を読むワカラは「日本にいたとき銚子を訪れ」ていたことになっている。
メイラーは米国から訳者山西英一に送った手紙で日本を懐かしみ、「日本はかつてぼくが見た最も美しい国としてぼくの記憶に生きています」と書いている。

## 出身著名人

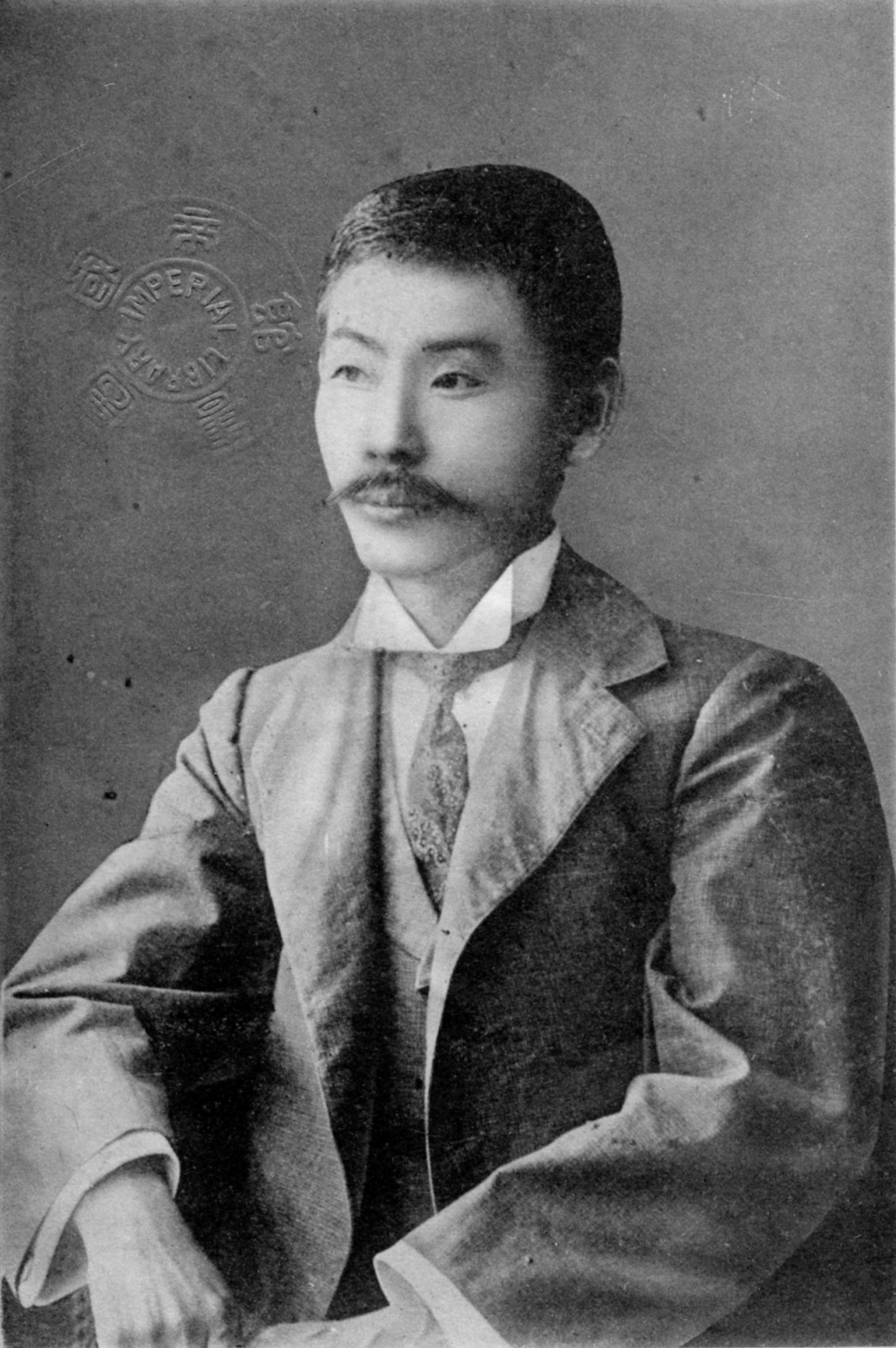
国木田独歩

### 政治家・官僚
- 赤桐操（参議院議員、参議院副議長）
- 石毛鍈子（社会福祉学者、市民運動家、元衆議院議員、元民主党副代表、「季刊福祉労働」編集長、NPO法人「市民福祉サポートセンター」代表、「市民がつくる政策調査会」代表理事）
- 石毛博行（通商産業省・経済産業省官僚、第12代日本貿易振興機構理事長）
- 岡野俊昭（元銚子市長、元公益財団法人日本体操協会強化コーチ、新しい歴史教科書をつくる会副会長）
- 佐野利男（外交官、内閣府原子力委員会委員長代理、サンライフ国際担当理事、サン・ビジョン国際担当理事）
- 椎名隆（弁護士、衆議院議員）
- 椎名一保（元参議院議員）
- 篠塚保（外交官、防衛大学校防衛教育学群安全保障・危機管理教育センター教授、一般社団法人日本爆発物探知犬セキュリティ協会特別会員）
- 鈴木文史朗（ジャーナリスト、新聞記者、評論家、東京朝日新聞常務取締役、「リーダーズ・ダイジェスト」日本語版編集長、公益社団法人全国出版協会理事長、日本放送協会理事、一般社団法人日本青年館理事長、参議院議員）
- 富田茂之（弁護士、元衆議院議員、公明党政務調査副会長、なのはな法律事務所所長）
- 仲内憲治（外交官、教育者、在アフガニスタン日本大使、千葉県公安委員会委員、衆議院議員）
- 野平匡邦（元仙台市財政局長、元岡山県副知事、元自治省消防庁審議官、元岡山理科大学客員教授、元銚子市長、弁護士）
- 本間進（千葉県議会議員、元千葉市議会議員、元俳優）

### 実業家
- 岩瀬徳三郎（東ソー・東曹産業創業者、化学技術者、工学博士）
- 上野松次郎（肥料商、上野松次郎商店代表取締役、衆議院議員）
- 岡田幸三郎（実業家、塩水港製糖常務取締役、塩水港パルプ・新栄産業・新日本食品工業・日立オーバーシーズ社長、東台湾電力興業・花蓮港木材・日本砂糖工業社長・新興産業・満州製糖・北満産業取締役、日本糖業連合会・糖業協会理事）

### 学術
- 青野茂行（化学者、第7代金沢大学学長）
- 岩井美樹（体育学者、国際武道大学教授）
- 鵜月洋（国文学者、近世日本文学・宣伝・広告文専門、日本文学報国会主事、早稲田大学政治経済学部専任講師、日本近世文学会事務局長）
- 江畑謙介（軍事評論家、元拓殖大学海外事情研究所客員教授）
- 加瀬忠（元マドリッド日本人学校校長、元スペイン・フェリペII世大学翻訳学部PROFESOR、元陸上選手）
- 川名登（経済史学者、河川舟運史研究者、千葉経済大学名誉教授、文学博士）
- 清谷信一（ジャーナリスト、評論家、仮想戦記作家、日本ペンクラブ会員）
- 越川芳明（アメリカ文学研究者、翻訳家、映画評論家、元明治大学副学長、明治大学文学部教授、BABEL国際翻訳大賞日本翻訳大賞受賞）
- 小長谷正明（神経内科医、評論家、医学博士、国立病院機構鈴鹿病院院長・院神経内科医長、奈良県立医科大学講師、メリーランド大学客員助教授）
- 松井簡治（国語学者、学習院・東京高等師範学校・東京文理科大学教授、大日本国語辞典著者）
- 松本潤一郎（社会学者、理論社会学専門、法政大学・東京高等師範学校教授、日本大学・東京女子大学・東京帝国大学講師、日本文学報国会理事）
- 宮内嘉長（国学者）
- 和歌森太郎（歴史学者・民俗学者、日本民衆史・修験道史専門、東京教育大学名誉教授、都留文科大学学長）

### 文化・芸術
- 安藤豊（写真家）
- 石毛里佳（作曲家、編曲家）
- 金子周次（木版画家）
- 川口博史（作曲家）
- 菊地秀行（小説家）
- 国木田独歩（小説家、詩人、ジャーナリスト、編集者）
- 弦哲也（作曲家、公益社団法人日本作曲家協会会長、一般社団法人日本音楽著作権協会会長）
- 坂口三千代（随筆家、坂口安吾夫人）
- 千本松仁（作曲家、編曲家、演奏家）
- 高岡希一（アニメーター、アニメーション演出家）
- 高階良子（漫画家）
- 樽屋雅徳（作曲家、編曲家）
- 徳島高義（文芸編集者、公益財団法人日本近代文学館監事）
- ねもと章子（漫画家）
- 宮崎丈二（作家、詩人、画家）
- 山口よしのぶ（漫画家）

### 芸能・マスコミ
- 今津雅晴（ダンサー、コレオグラファー）
- 吉岡晋也（日本教育テレビアナウンサー）
- 内田高子（女優、元歌手）
- 内田良平（俳優、詩人）
- 内海桂子（漫才師、女優、一般社団法人漫才協会名誉会長）
- 大崎瑠衣（アイドル）
- 岡田英次（俳優）
- 菊地成孔（ジャズミュージシャン、文筆家、作曲家、アテネ・フランセ映画美学校音楽美学講座メソッド科主任講師、国立音楽大学・東京芸術大学・慶應義塾大学非常勤講師、慶應義塾大学アート・センター訪問所員）
- 澤孝子（浪曲師、第17代日本浪曲協会会長）
- 高倉みゆき（女優）
- 千葉一夫（演歌歌手）
- 宮内洋（俳優）
- 夏木ゆたか（タレント、司会者、歌手）
- 滑川和男（NHKアナウンサー）
- 名雪佳代（女優、タレント、モデル）
- 廣野凌大（俳優）
- 本谷育美（テレビ静岡アナウンサー）
- 安田登（能楽師）
- 柳家三之助（落語家）
- 由良ゆら（タレント、アイドル）

### スポーツ
- 阿天坊俊明（元社会人野球選手）
- 石毛嘉久夫（棋士九段）
- 石毛克幸（競輪選手）
- 石毛大蔵（総合格闘家）
- 石毛博史（元プロ野球選手）
- 大ノ濵勝治（力士）
- 加藤友里恵（トライアスロン選手）
- 木樽正明（元プロ野球選手、千葉県立銚子商業高等学校野球部コーチ）
- 窪田淳（元プロ野球選手）
- 榊原翼（元プロ野球選手）
- 澤井良輔（元プロ野球選手）
- 篠塚和典（元プロ野球選手、日本テレビ・ラジオ日本野球解説者、日刊スポーツ野球評論家）
- 杉山茂（元プロ野球選手）
- 鈴木翔大（プロサッカー選手）
- 鈴木優磨（プロサッカー選手・鹿島アントラーズ）
- 関根知雄（元プロ野球選手）
- 千田川吉藏（大相撲力士）
- 髙見山酉之助（大相撲力士）
- 田中清隆（元調教師、元競馬騎手）
- 田中達彦（元プロ野球選手）
- 竹旺山友久（大相撲力士）
- 銚子灘傳右エ門（大相撲力士）
- 名洗将之（元プロ野球選手）
- 滑川玉江（元バレーボール選手）
- 根本隆（元プロ野球選手）
- 藤ヶ崎矢子（プロレスラー）
- 町田公雄（元プロ野球選手）
- 宮内龍汰（元プロサッカー選手）
- 八木政義（元プロ野球選手）
- 横田広明（元プロボクサー）
- 渡辺進（元プロ野球選手）

### その他
- ジョージ（YouTuber、インフルエンサー）

## 作品

### 文学・小説
- 『七番日記』（1811年〜1819年、著者：小林一茶）
- 『南総紀行旅眼石』（1827年、著者：十返舎一九）
- 『利根川図志』（1858年、著者：赤松宗旦）
- 『驟雨』（1893年、著者：国木田独歩）
- 『利根川だより』（1898年、著者：島崎藤村）
- 『青山白雲』（1898年、著者：徳富蘆花）
- 『三社めぐり』（1899年、著者：大和田建樹）
- 『自然と人生』（1900年、著者：徳富蘆花）
- 『銚子の紀行』（1903年、著者：尾崎紅葉）
- 『銚子行の日記』（1905年、著者：木下杢太郎）
- 『青春』（1905年〜1906年、著者：小栗風葉）
- 『涼しき土地』（1907年〜、著者：竹久夢二）
- 『関東の山水』（1909年、著者：大町桂月）
- 『青年』（1910年〜1911年、著者：森鴎外）
- 『犬吠岬旅情のうた』（1911年、著者：佐藤春夫）
- 『宵待草』（1912年、著者：竹久夢二）
- 『犬吠の太郎』（1912年、著者：高村光太郎）
- 『大菩薩峠』（1913年〜1941年、著者：中里介山）
- 『寝顔』（1914年、著者：舟橋聖一）
- 『道程』（1914年、著者：高村光太郎）
- 『燈台へ行く道』（1914年、著者：田山花袋）
- 『くろ土』（1921年、著者：若山牧水）
- 『砂丘日記』（1932年、著者：吉田絃二郎）
- 『瑞枝』（1934年、著者：黄瀛）
- 『秋一人』（1935年、著者：吉田絃二郎）
- 『犬吠ヶ埼』（1935年、著者：吉田絃二郎）
- 『天の真榊』（1936年、著者：香取秀真）
- 『暁紅』（1940年、著者：斉藤茂吉）
- 『素描』（1940年、著者：前田夕暮）
- 『智恵子抄』（1941年、著者：高村光太郎）
- 『裸者と死者』（1948年、著者：ノーマン・メイラー）
- 『歩道』（1950年、著者：佐藤佐太郎）
- 『砂に残された文字』（1951年、著者：広津和郎）
- 『死んだ海』（1952年、作・演出：村山知義）
- 『房総鼻眼鏡』（1954年、著者：内田百閒）
- 『砂漠の花』（1955年〜1957年、著者：平林たい子）
- 『犬吠岬紀行』（1958年、著者：吉田絃二郎）
- 『犬吠』（1961年、著者：尾張穂草）
- 『かずら野』（2001年、著者：乙川優三郎）
- 『むこうだんばら亭』（2005年、著者：乙川優三郎）
- 『あなたのなかの忘れた海』（2016年、著者：高橋弘希）

### 映画
- 東映映画全般オープニング映像『荒磯に波』（1955年 - ）
- 『トラック野郎・故郷特急便』（1979年）
- 『こんにちはハーネス』（1983年、監督：後藤俊夫、主演：中村明美）
- 『ジョゼと虎と魚たち』（2003年、監督：犬童一心、主演：妻夫木聡）
- 『彩恋 SAI-REN』（2007年、監督：飯塚健、主演：関めぐみ）
- 『恋する日曜日 私。恋した』（2007年、監督：廣木隆一、主演：堀北真希）
- 『トモシビ 銚子電鉄6.4kmの軌跡』（2017年、監督：杉山泰一、主演：松風理咲）
- 『ぬくもりの内側』（2023年、イオンエンターテイメント、監督：田中壱征、出演：白石美帆・三田佳子・渡辺裕之・音無美紀子・榎木さりな）

### テレビドラマ
- 『パパと呼ばないで』（1972年10月 - 1973年9月、日本テレビ系列、主演：石立鉄男）
- 『港町純情シネマ』（1980年、（TBS、主演：西田敏行）
- 『澪つくし』（1985年、NHK連続テレビ小説、脚本：ジェームス三木、主演：沢口靖子）
- 『ライスカレー』（1986年、フジテレビ系列テレビドラマ。脚本：倉本聰、主演：時任三郎、陣内孝則）
- 『このまちだいすき 第一シリーズ・シラベル編』（1992年4月 - 1994年3月、NHK教育テレビ、主演：東善智）
- 『コーチ』（1996年、フジテレビ系列、主演：浅野温子、玉置浩二）
- 『さわやか3組』（2002年4月 - 2003年3月、NHK教育テレビ、出演：丸茂逸朗、池田恭祐、貞方徹、三尾玲央奈、山田さくや、大谷英莉）
- 『ラスト・フレンズ』（2008年、フジテレビ系列、主演：長澤まさみ、上野樹里）

### 音楽
- 『9月には帰らない』（1978年、作詞：松任谷由実）
- 『真冬のサーファー』（1978年、作詞：松任谷由実）
- 『吹奏楽の為の交響的印象 海響』（1998年、作曲：和田誠）

### MV撮影
- 『雨のMelody』（1999年、KinKi Kids）
- 『PARTNERSHIP』（2000年、松任谷由実）
- 『Purple The Orion』（2001年、DA PUMP）
- 『YAMATO』（2005年、長渕剛）
- 『君の知らない物語』（2009年、supercell）
- 『カムパネルラ』（2020年、米津玄師）
- 『NEW ERA』（2020年、SixTONES）
- 『何度でも何度でも』（2021年、日向坂46）
- 『dawn』（2021年、LiSA）

### アニメ
- 『アマガミSS』（2010年、TBS系列）
- 『アマガミSS+ plus』（2012年、TBS系列）
- 『セイレン』（2017年、TBS系列）
- 『打ち上げ花火、下から見るか? 横から見るか?』（2017年、総監督：新房昭之、主演：広瀬すず、菅田将暉）